# Liste von Persönlichkeiten der Stadt Paris
Die folgenden Listen enthalten:
1. In Paris geborene Persönlichkeiten, chronologisch aufgelistet nach dem Geburtsdatum. Ob die Personen ihren späteren Wirkungskreis in Paris hatten oder nicht, ist dabei unerheblich. Viele sind im Laufe ihres Lebens von Paris weggezogen und andernorts bekannt geworden.
2. Bekannte Einwohner von Paris – ebenfalls chronologisch aufgeführt. Eine Übersicht von Personen, die in Paris gelebt und gewirkt haben, jedoch nicht dort geboren sind.

Die Listen erheben keinen Anspruch auf Vollständigkeit.

## In Paris geborene Persönlichkeiten

### 12. bis 15. Jahrhundert

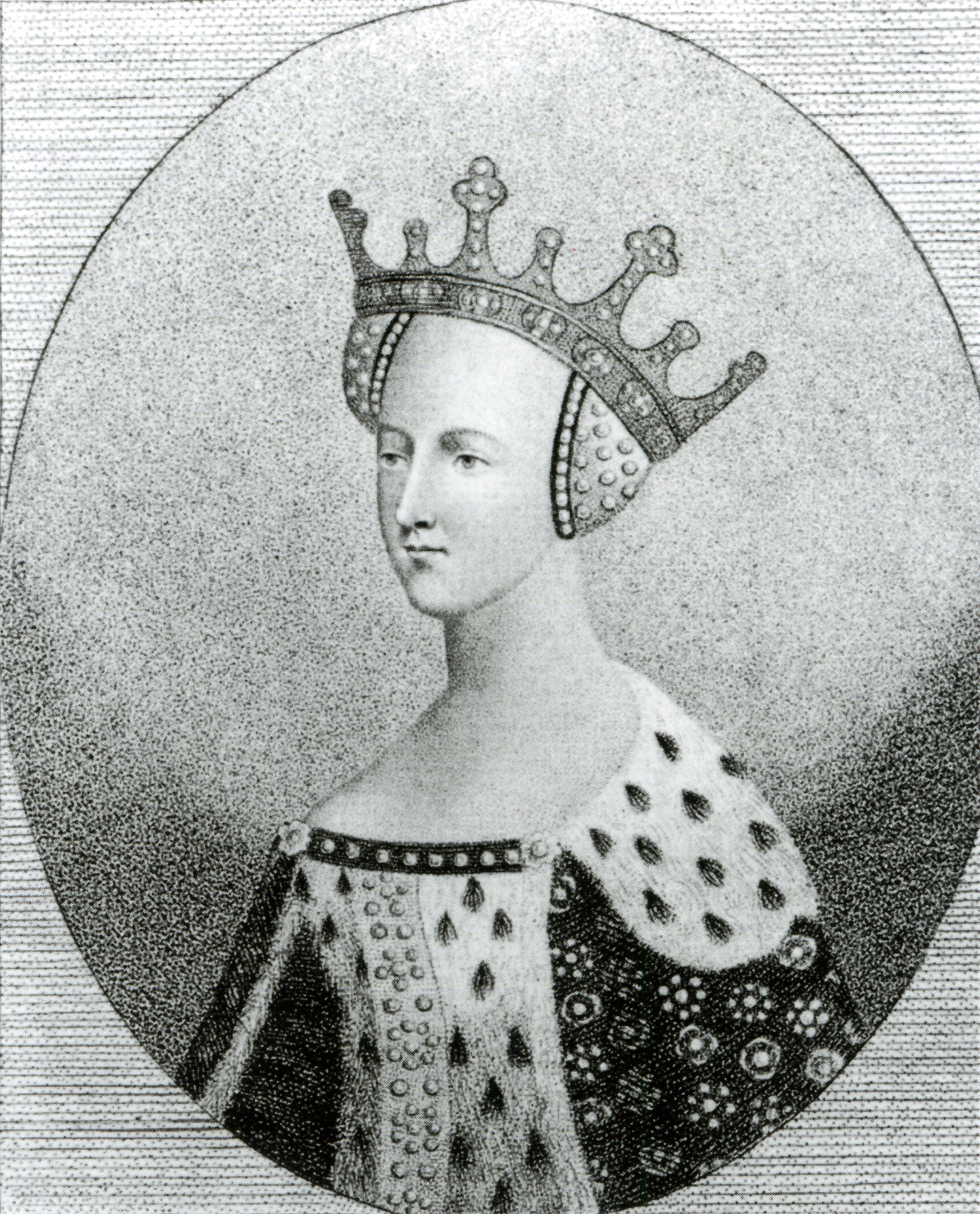
Catherine de Valois

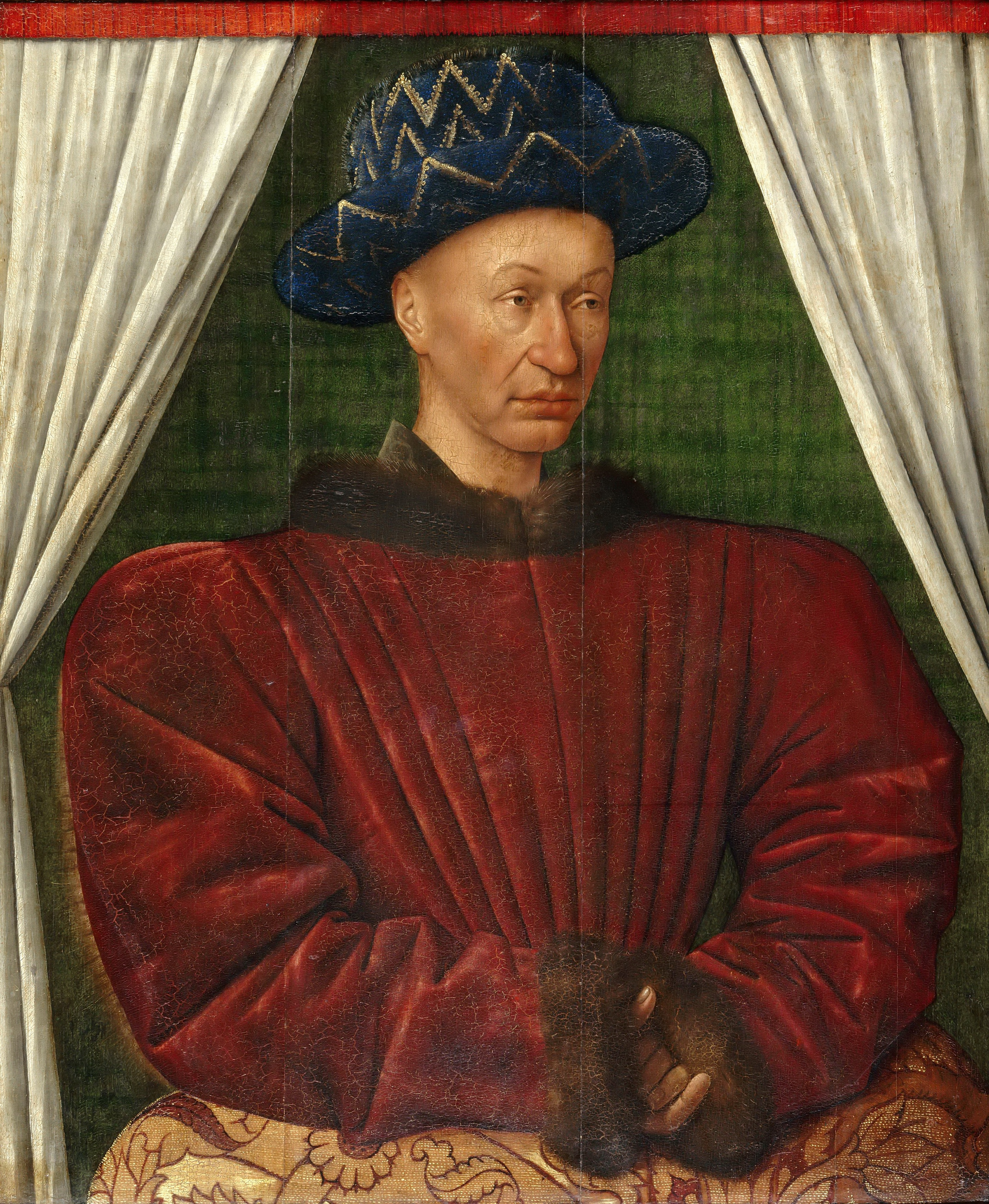
König Karl VII.

- Philipp der Kanzler (nach 1160–1236), Poet, Kanzler, Philosoph und Theologe
- Johannes von Paris (um 1260–1306), Philosoph und Theologe
- Blanche von Frankreich (um 1282–1305), Blanche von Frankreich
- Margarethe von Frankreich (um 1282–1318), Tochter des französischen Königs Philipp III.
- Ludwig X. (1289–1316), König von Frankreich
- Hugues Quiéret (um 1290–1340), Adliger, Admiral und Heerführer
- Isabelle de France (um 1295–1358), Königin von England
- Karl von Évreux (1305–1336), Adeliger
- Jean de Montaigu (1363–1409), Berater
- Karl VI. (1368–1422), König von Frankreich
- Isabelle de Valois (1389–1409), Prinzessin von Frankreich
- Charles de Valois, duc d’Orléans (1394–1465), Adeliger
- Michelle de Valois (1395–1422), Prinzessin
- Louis de Valois, duc de Guyenne (1397–1415), Sohn des französischen Königs Karl VI.
- Jean de Valois, duc de Touraine (1398–1417), Sohn des französischen Königs Karl VI.
- Guillaume Juvénal des Ursins (1400–1472), Kanzler von Frankreich
- Catherine de Valois (1401–1437), englische Königin
- Karl VII. (1403–1461), König von Frankreich
- Jacques Milet (1425–1466), Dichter
- François Villon (1431–nach 1463), Dichter
- Pierre de Blarru (1437–1510), Kanoniker
- Nicolas Chuquet (um 1450–1487/88), Mathematiker
- Guillaume Budé (1468–1540), Philologe, Humanist, Diplomat und Bibliothekar
- Guillaume Briçonnet (1470–1534), Bischof
- Antoine Héroët (1492–1568), Höfling, Dichter, Zisterzienser und römisch-katholischer Bischof
- Claude Garamond (1499–1561), Schriftgießer, Typograf, Stempelschneider und Verleger

### 16. Jahrhundert

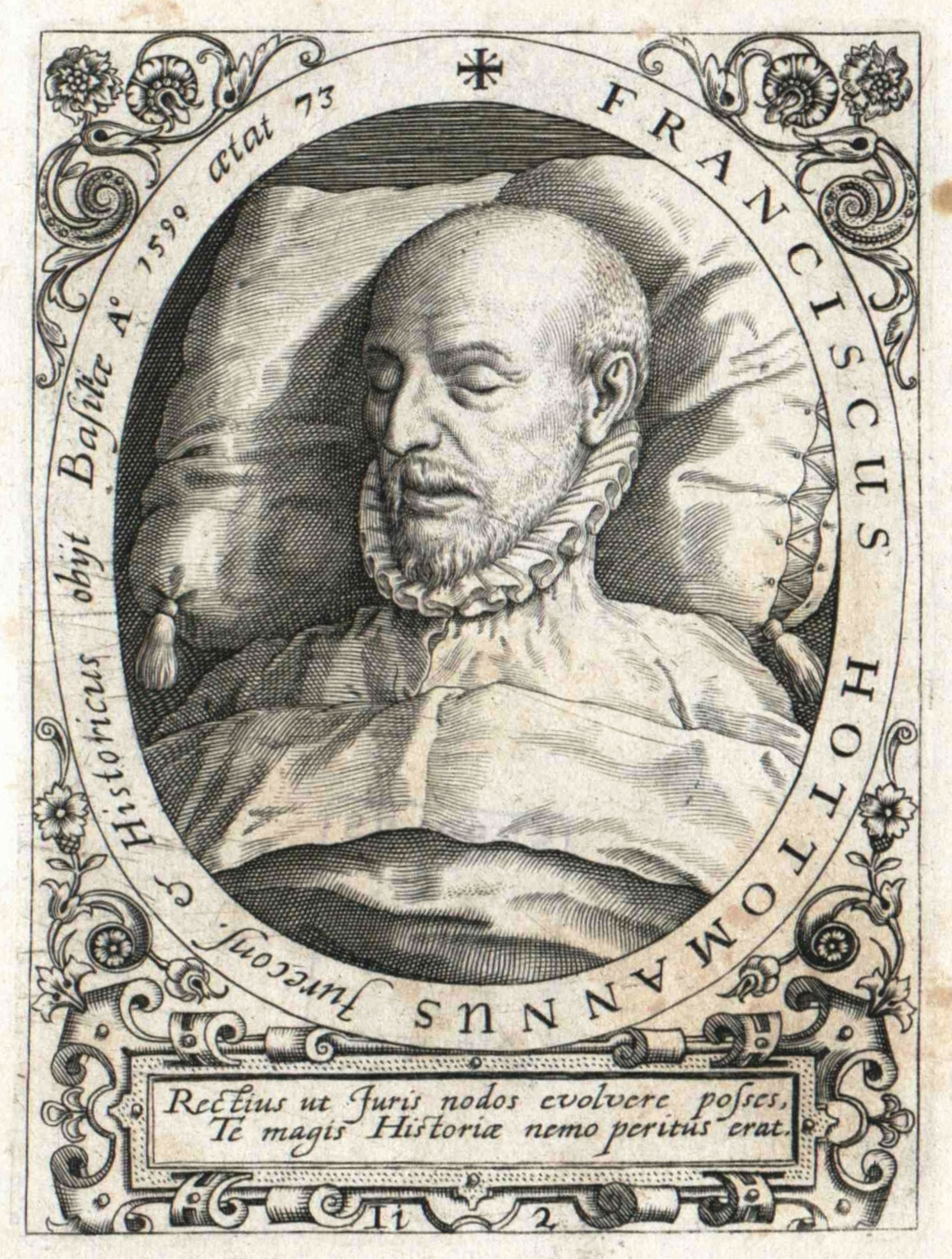
Franciscus Hotomanus

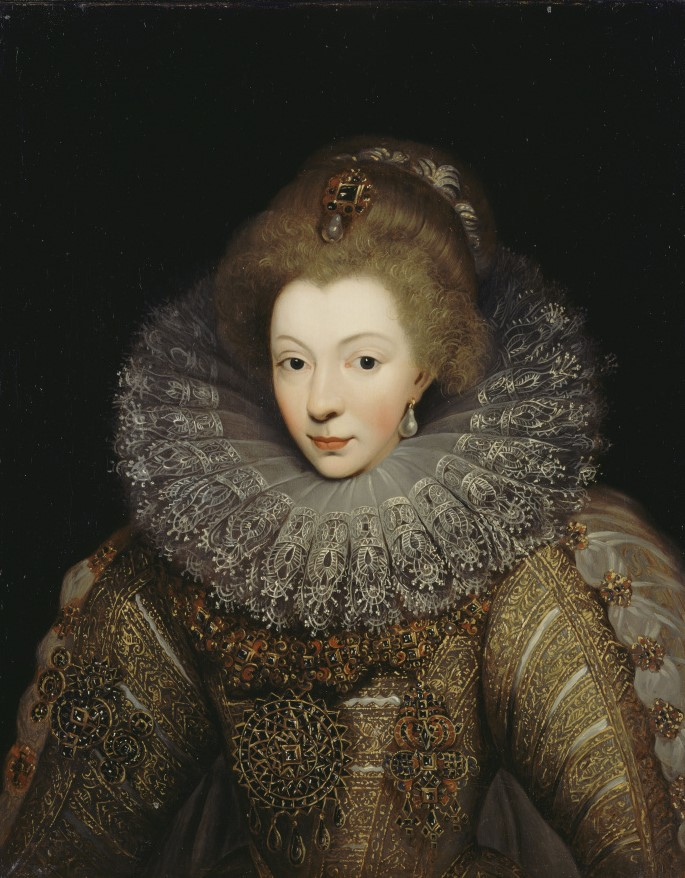
Catherine de Bourbon

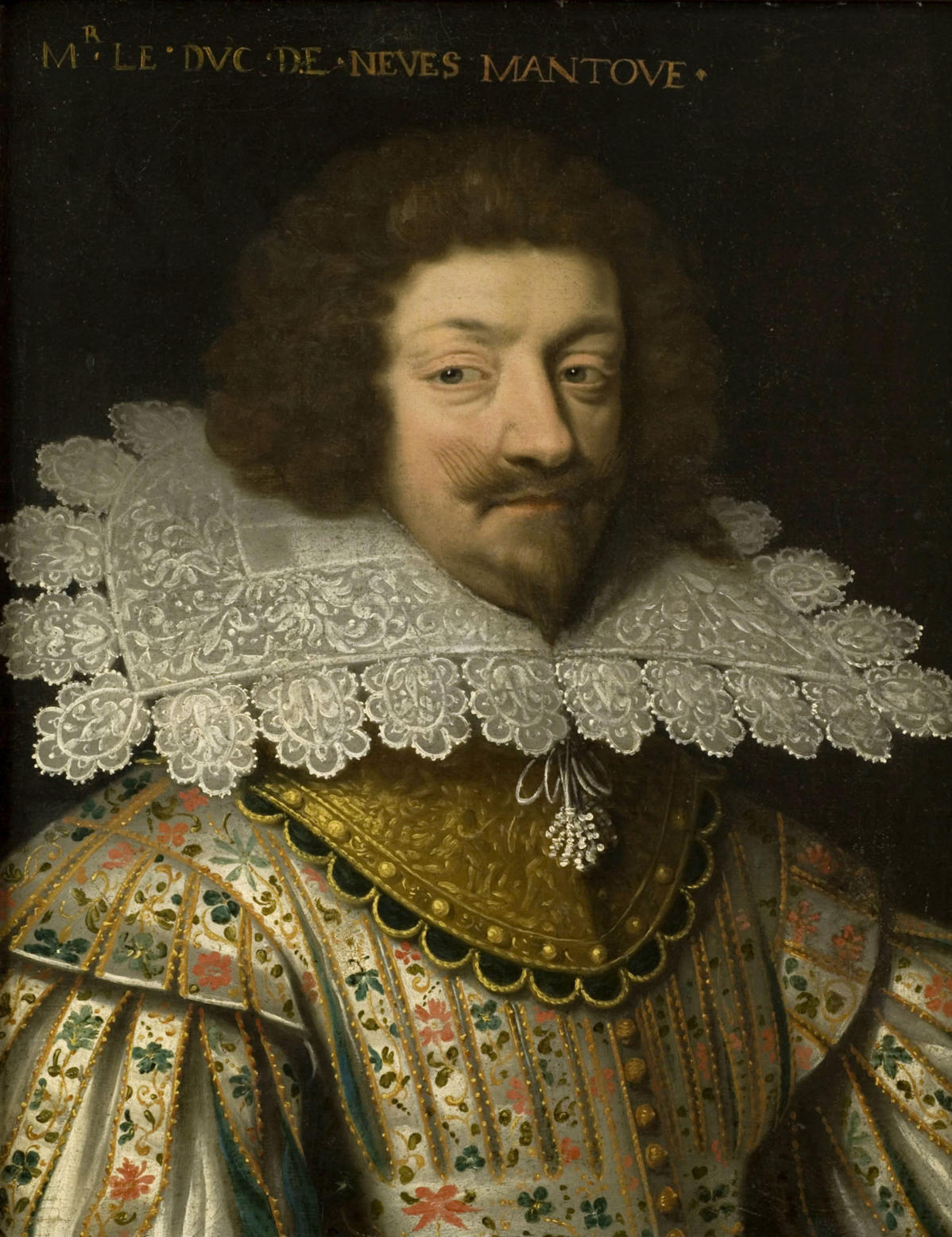
Carlo I. Gonzaga

Luise von Marillac (1591–1660)

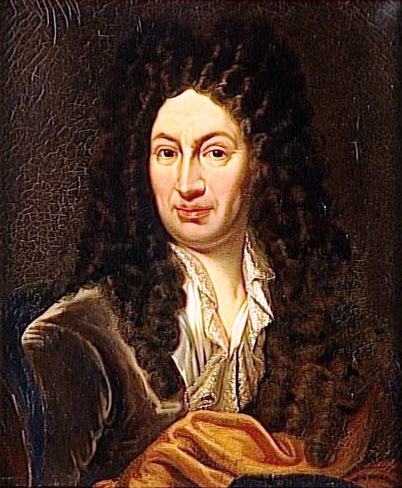
Jean Chapelain

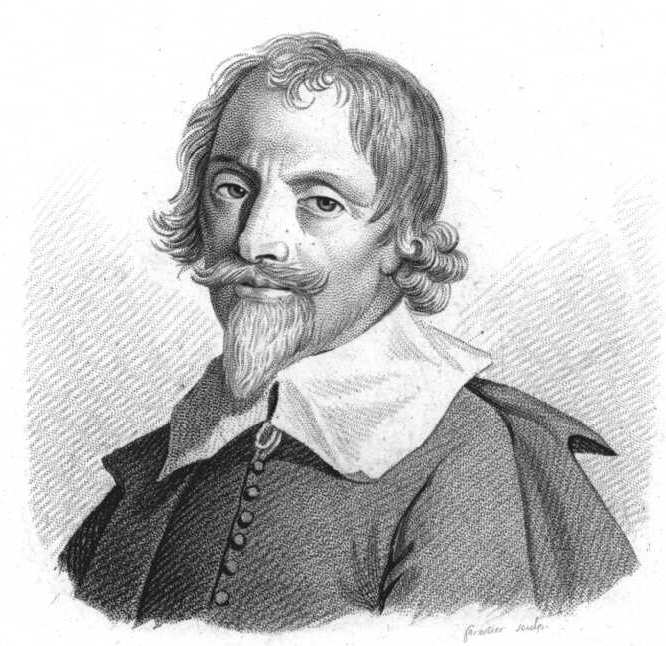
Gabriel Naudé

- Nicolas Cop (1501–1540), Rektor und Mediziner
- Robert Estienne (um 1501–1559), Druckhandwerker, Verleger und Lexikograph
- Christophe de Thou (1508–1582), Magistrat
- Konrad Badius (1510–1562), Drucker und Übersetzer
- Loys Bourgeois (um 1510–nach 1561), Komponist
- Claude Gervaise (um 1510–nach 1558), Gambist und Komponist
- Charles Fontaine (1513–1588), Dichter und Übersetzer
- Robert Granjon (um 1513–1589), Schriftenschneider und Verleger
- Pierre Lescot (1515–1578), Architekt und Bildhauer
- Jacques I. Androuet du Cerceau (um 1515–1585/86), Architekt, Architekturtheoretiker, Zeichner und Kupferstecher
- Nicolas Des Gallars (1520–1581), französisch-schweizerischer evangelischer Theologe und Hochschullehrer
- Jacques Gohory (1520–1576), Paracelsus-Anhänger und Alchemist
- Franciscus Hotomanus (1524–1590), Rechtsgelehrter, Monarchomach, Theologe und Philologe
- Claude Gruget (um 1525–um 1560), Herausgeber, Übersetzer, Altphilologe, Romanist und Hispanist
- Étienne Pasquier (1529–1615), Jurist und Literat
- Claude Fauchet (1530–1602), Historiker, Mediävist und Romanist
- Maurice de La Porte (1530–1571), Buchhändler, Literat und Lexikograf
- Henri Estienne (1531–1598), Buchdrucker und Philologe
- Étienne Jodelle (1532–1573), Autor
- Henri de Mesmes (1532–1596), Staatsbeamter, Mäzen und Memorialist
- Louis Le Caron (1534–1613), Jurist, Philosoph und Schriftsteller
- Achille I. de Harlay (1536–1616), Magistrat
- Germain Pilon (um 1537–1590), Bildhauer der Renaissance
- Charles de Montmorency, duc de Damville (1537–1612), Adeliger
- Guillaume de Baillou (1538–1616), Arzt
- Pierre Charron (1541–1603), Philosoph und Theologe
- Claude Catherine de Clermont (1543–1603), Salonnière
- Claude Dupuy (1545–1594), Humanist
- Pierre de L’Estoile (1546–1611), Jurist, Schriftsteller und Chronist
- Anne von Perusse d’Escars (1546–1612), Kardinal und Bischof von Metz
- Guillaume de L’Aubespine (1547–1629), Diplomat
- Dionysius Gothofredus (1549–1622), Rechtswissenschaftler
- Jean Robin (1550–1629), Apotheker und Botaniker
- François d’Amboise (1550–1619), Schriftsteller
- Jacques-Auguste de Thou (1553–1617), Geschichtsschreiber und Staatsmann
- Guillaume du Vair (1556–1621), Essayist und Staatsmann
- François Béroalde de Verville (1556–1626), Renaissance-Schriftsteller, Dichter und Intellektueller
- François de La Rochefoucauld (1558–1645), Prälat
- Jacques Mauduit (1557–1627), Komponist
- Pierre Biard l'Aîné (1559–1609), Bildhauer und Architekt
- Catherine de Bourbon (1559–1604), Adelige
- Toussaint Dubreuil (1561–1602), Maler des Manierismus
- Louyse Bourgeois (1563–1636), Hebamme am französischen Königshof
- Marie de Gournay (1565–1645), Schriftstellerin, Philosophin und Frauenrechtlerin
- Barbe Acarie (1566–1618), Karmelitin
- Julien Perrichon (1566–um 1600), Lautenist und Komponist
- Martin Fréminet (1567–1619), Maler und Grafiker
- Nicolas Formé (1567–1638), Tenor und Komponist
- René Mézangeau (um 1568–1638), Lautenist und Komponist
- Alexandre Hardy (um 1570–1632), Theaterautor
- Henri de Gondi (1572–1622), Bischof und Kardinal
- Marie-Elisabeth de Valois (1572–1578), Kind des französischen Königs Karl IX.
- Henri de Schomberg (1575–1632), Militärführer
- Louis Hébert (um 1575–1627), Apotheker
- Jean Goulu (1576–1629), Gräzist, Zisterziensermönch und General der Feuillanten
- Père Joseph (1577–1638), Kapuziner
- Vespasien Robin (1579–1662), Gärtner und Botaniker
- Carlo I. Gonzaga (1580–1637), Adeliger
- Emmanuel I. de Crussol (1581–1657), Herzog von Uzès aus dem Haus Crussol, Adliger des 17. Jahrhunderts
- Achille de Harlay de Sancy (1581–1646), Diplomat, Kleriker und Intellektueller
- Jean-Pierre Camus (1584–1652), römisch-katholischer Bischof und Schriftsteller
- Claude Mydorge (1585–1647), Mathematiker
- Armand-Jean du Plessis, duc de Richelieu (1585–1642), katholischer französischer Aristokrat, Kirchenfürst und Staatsmann
- Charles Lalemant (1587–1674), Jesuit
- François de La Mothe le Vayer (1588–1672), Antiquar, Philosoph und Moralist
- Pierre Séguier (1588–1672), Politiker, hoher Beamter und Kanzler von Frankreich
- Sébastien Zamet (1588–1655), Bischof und Klosterreformer
- Robert Arnauld d’Andilly (1589–1674), Hofbeamter, Staatstheoretiker, Jansenist, Dichter und Übersetzer
- Jérôme Bignon (1589–1656), Jurist, Historiker und Gelehrter
- Jean Morin (um 1590–1650), Maler und Radierer
- Simon Vouet (um 1590–1649), Kunstmaler
- Angelika Arnauld (1591–1661), Äbtissin
- Luise von Marillac (1591–1660), Ordensgründerin
- Étienne Brûlé (1592–1633), Entdecker
- Agnès Arnauld (1593–1671), Äbtissin
- Angélique Faure (1593–1664), Philanthropin
- Jérôme Lalemant (1593–1673), Jesuit
- Jacques de Serisay (1594–1653), Lyriker
- Jean Ballesdens (1595–1675), Jurist und Bibliophiler
- Jean Chapelain (1595–1674), Schriftsteller
- Jean Desmarets de Saint-Sorlin (1595–1676), Dichter und Dramatiker
- Claude de Malleville (1597–1647), Schriftsteller
- François Ogier (1597–1670), Theologe und Literaturkritiker
- Charles Racquet (um 1598–1664), Organist und Komponist
- François Mansart (1598–1666), Architekt und Baumeister
- César de Choiseul, 1er duc de Choiseul (1598–1675), Aristokrat und Soldat
- Guillaume Colletet (1598–1659), Schriftsteller, Romanist und Literarhistoriker
- Nicolas Frénicle (1600–1666), Schriftsteller
- Marin Le Roy de Gomberville (1600–1674), Romanschriftsteller
- Henri Louis Habert de Montmor (um 1600–1679), Gelehrter und Verwaltungsjurist
- Gabriel Naudé (1600–1653), Gelehrter und Bibliothekar

### 17. Jahrhundert

#### 1601 bis 1620

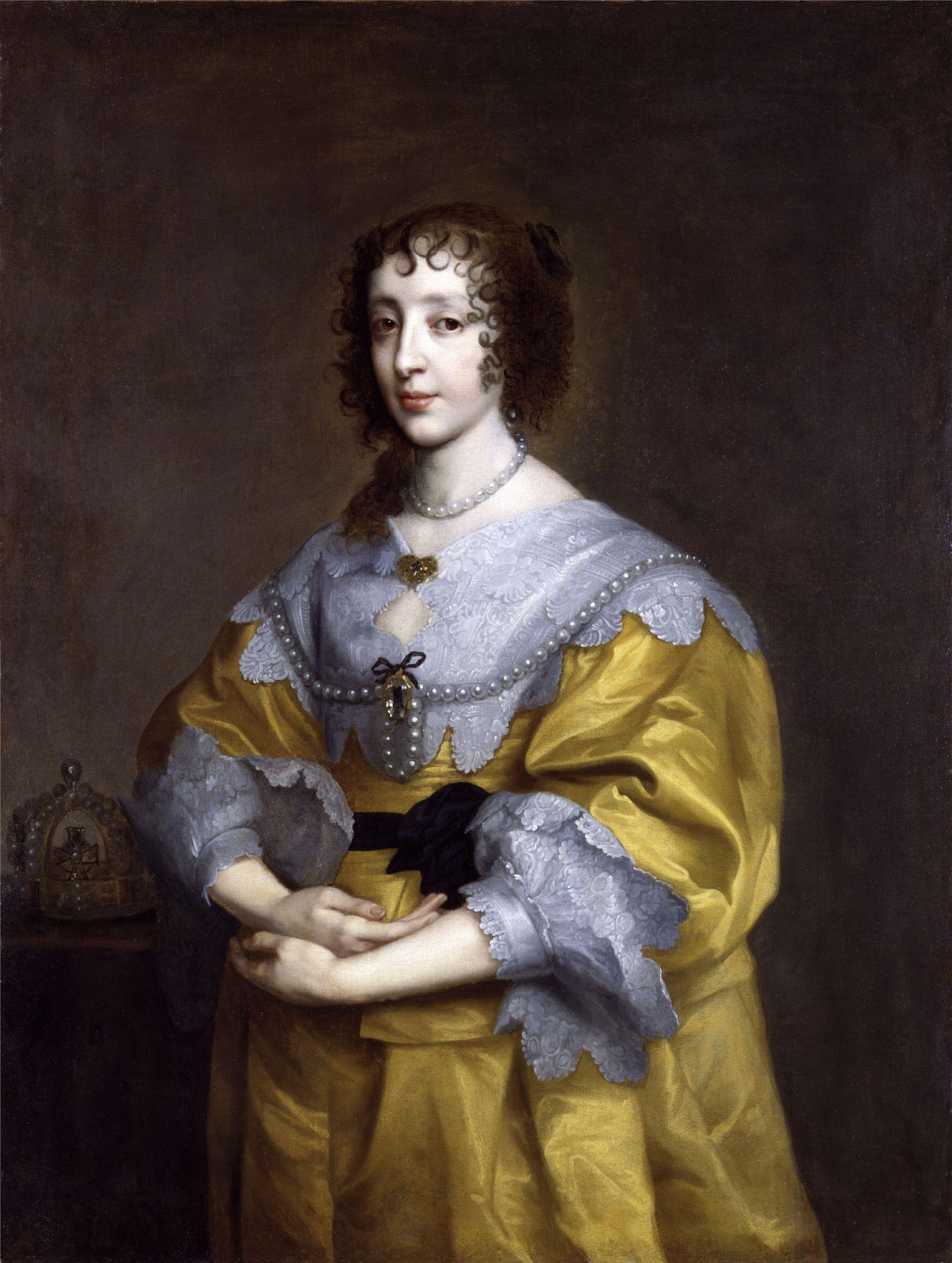
Henrietta Maria von Frankreich

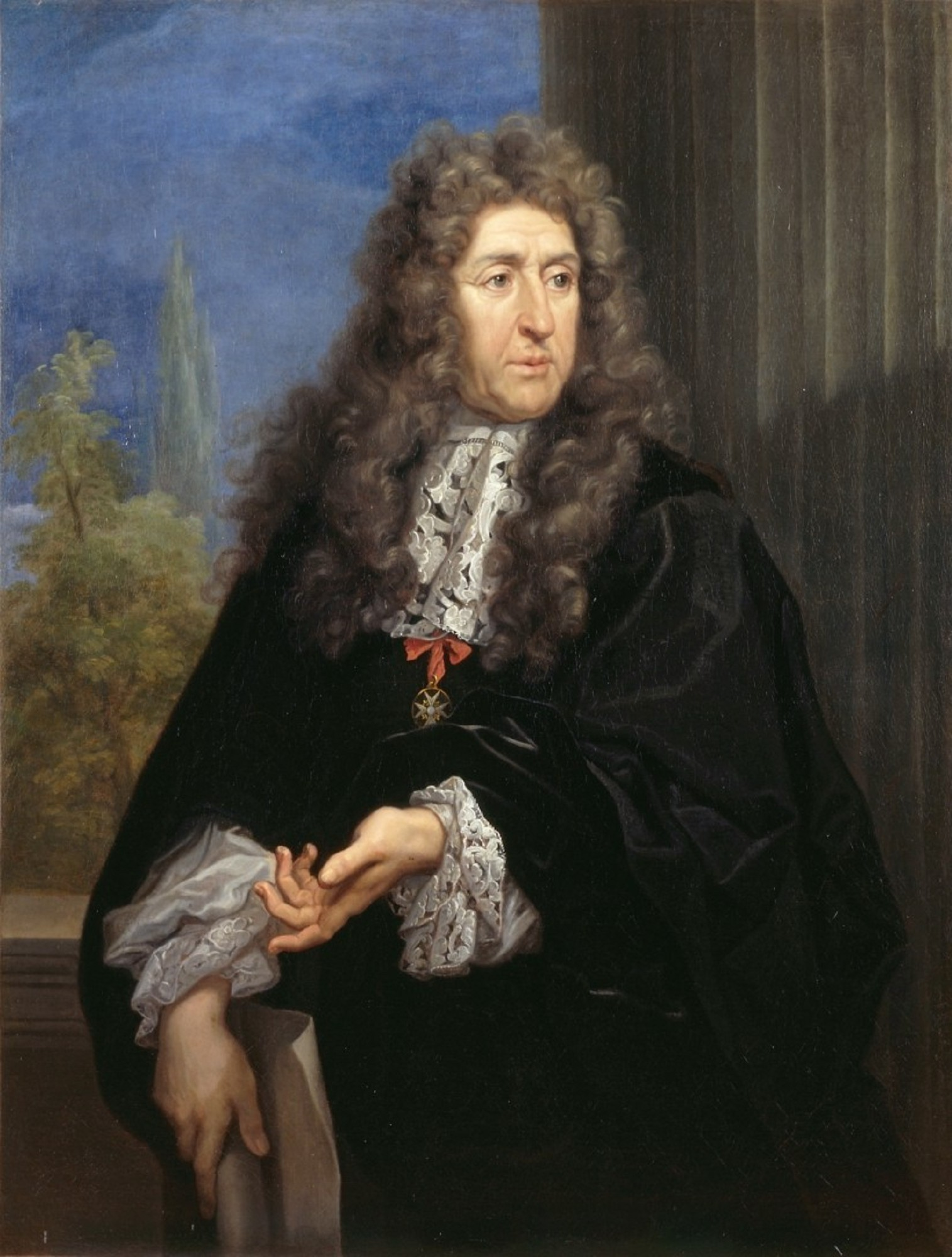
André Le Nôtre

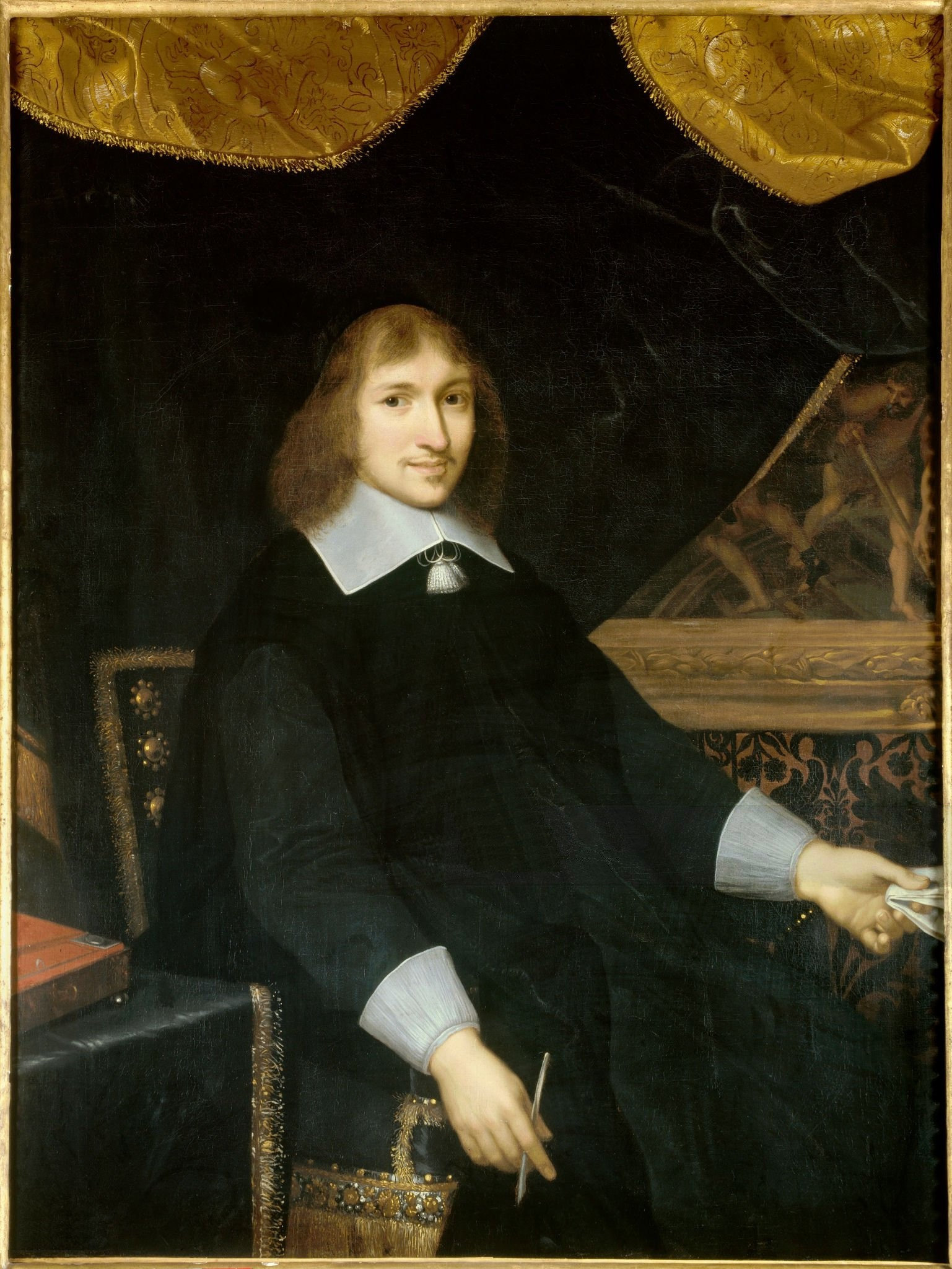
Nicolas Fouquet

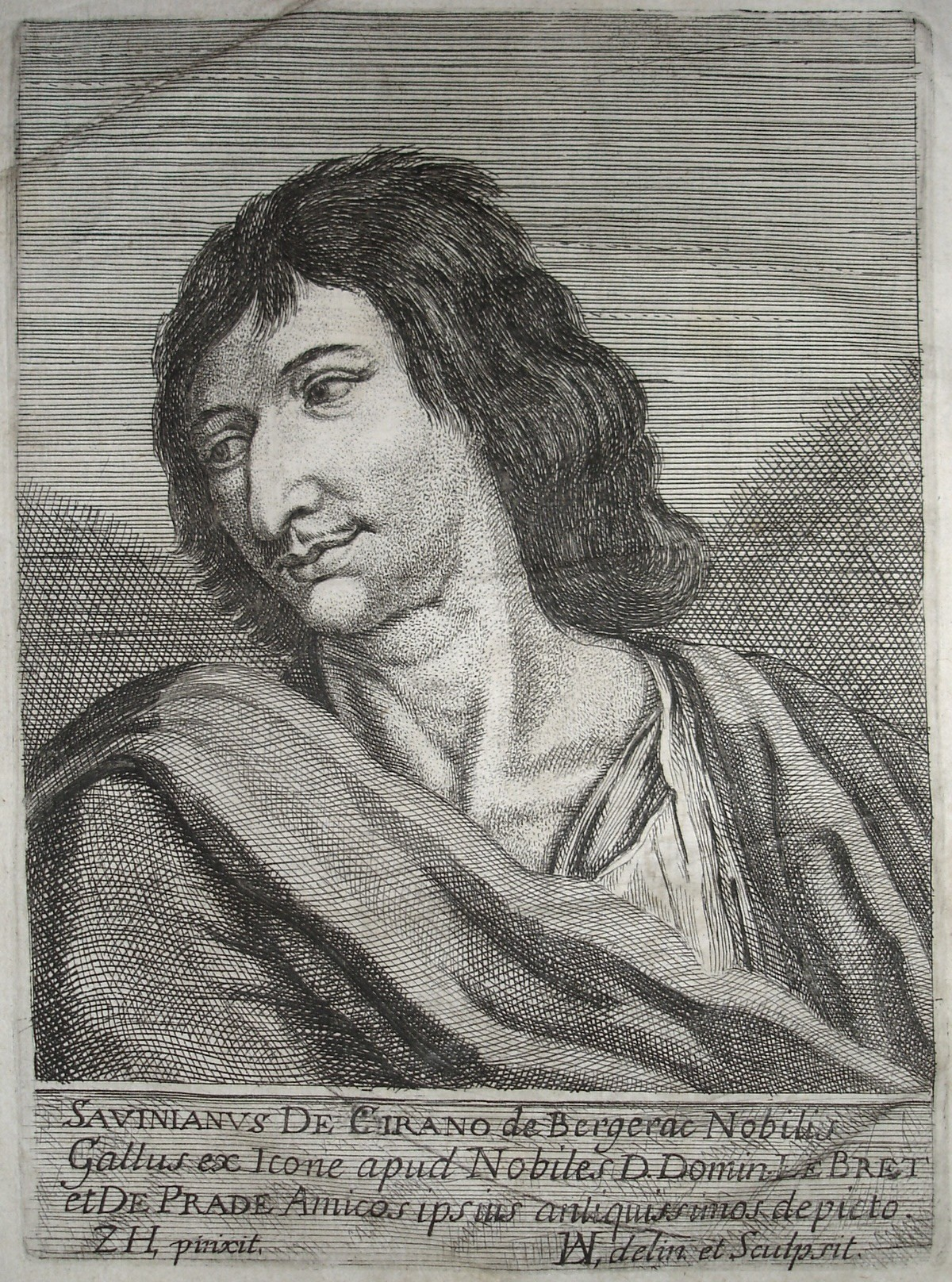
Cyrano de Bergerac

- Antoine Le Quieu (1601–1676), dominikanischer Geistlicher, Gründer der Sakramentinerinnen
- Charles Sorel (um 1602–1674), Schriftsteller und Historiker
- Valentin Conrart (1603–1675), Literat
- Pierre Costar (1603–1660), Schriftsteller
- Michel Le Tellier (1603–1685), Staatssekretär
- Louis de Bourbon, comte de Soissons (1604–1641), Großmeister von Frankreich
- Charles Cotin (1604–1681), Literat, Mitglied der Académie française
- Pierre Daret (um 1604–1678), Maler und Kupferstecher
- Philippe Habert (1604–1637), Schriftsteller
- François Hédelin (1604–1676), Schriftsteller, Dramaturg und Poet
- François-Joseph Le Mercier (1604–1690), Jesuit
- Olivier Patru (1604–1681), Jurist und Romanist
- Bernard Frénicle de Bessy (um 1605–1675), Mathematiker
- Jean-Baptiste Tavernier (1605–1689), Reisender
- Jacques Barrelier (1606–1673), Botaniker
- Christina von Frankreich (1606–1663), Prinzessin
- Jacques Philippe Cornut (1606–1651), Arzt und Botaniker
- Laurent de La Hyre (1606–1656), Maler
- Antoine Le Maistre (1608–1658), Rechtsanwalt, Autor, Jansenist und Eremit
- Jean-Jacques Olier (1608–1657), katholischer Priester
- Henrietta Maria von Frankreich (1609–1669), Königin von England, Schottland und Irland
- Charles Pajot (1609–1686), Jesuit, Altphilologe, Romanist und Lexikograf
- Gabriel Lalemant (1610–1649), Jesuit
- Louise Moillon (1610–1696), Malerin
- Paul Scarron (1610–1660), Schriftsteller
- Charles Alphonse Dufresnoy (1611–1668), Maler
- Gilles Guérin (1611–1678), Bildhauer
- Antoine Arnauld (1612–1694), Philosoph, Linguist, Theologe, Logiker und Mathematiker
- Louis Ferdinand Elle der Ältere (1612–1689), Maler
- Jean Garnier (1612–1681), Jesuit, Patristiker, Kirchenhistoriker und Moraltheologe
- Louis I. de Bourbon, duc de Vendôme (1612–1669), Adeliger
- Louis Le Vau (1612–1670), Baumeister
- François Chauveau (1613–1676), Zeichner, Kupferstecher, Radierer und Maler
- Louis-Isaac Lemaistre de Sacy (1613–1684), Theologe, Humanist und Bibelübersetzer
- André Le Nôtre (1613–1700), Landschafts- und Gartengestalter
- Claude Perrault (1613–1688), Architekt, Kunsttheoretiker, Altphilologe, Mediziner und Naturwissenschaftler
- François de La Rochefoucauld (1613–1680), Adeliger
- Jean-Baptiste de Boësset (1614–1685), Komponist
- Claude Clerselier (1614–1684), Philosoph
- Isaac Moillon (1614–1673), Maler
- Pierre de Verthamon (1614–1686), Jesuit
- Guillaume Dumanoir (1615–1697), Violinist, Tanzmeister und Komponist
- Nicolas Fouquet (1615–1680), Adeliger
- Denis Godefroy (1615–1681), Historiker und Archivar
- Germain Habert (1615–1654), Schriftsteller
- Claude Lancelot (1615–1695), jansenistischer Mönch und Linguist
- François de Bourbon-Vendôme, duc de Beaufort (1616–1669), Aristokrat
- Jacques Gomboust (1616–1663), Kartograph
- Eustache Le Sueur (1616–1655), Maler
- Claude Bazin de Bezons (1617–1684), Rechtsanwalt und Politiker
- Pierre Elle (1617–unbekannt), Maler und Verleger
- Pierre Petit (1617–1687), Dichter, Altphilologe und Arzt
- Claude Mylon (1618–1660), Jurist
- Nicolas IV. Potier de Novion (1618–1693), Staatsbeamter, Jurist und Mitglied der Académie française
- Madeleine Béjart (1618–1672), Schauspielerin
- Simon Arnauld de Pomponne (1618–1699), Diplomat
- Charles Le Brun (1619–1690), Maler, Architekt und Ornamentzeichner
- Cyrano de Bergerac (1619–1655), Schriftsteller
- Antoine Furetière (1619–1688), Schriftsteller und Gelehrter
- Heinrich de Briquemault (1620–1692), Militarist
- François Charpentier (1620–1702), Gräzist, Romanist, Übersetzer, Lexikograf und Literat
- Gabriel Gilbert (um 1620–um 1680), Dichter
- Jacques Lagniet (1620–1675), Kupferstecher
- Ninon de Lenclos (1620–1705), Kurtisane und Salonière
- Louis Leramberg (1620–1670), Bildhauer

#### 1621 bis 1640

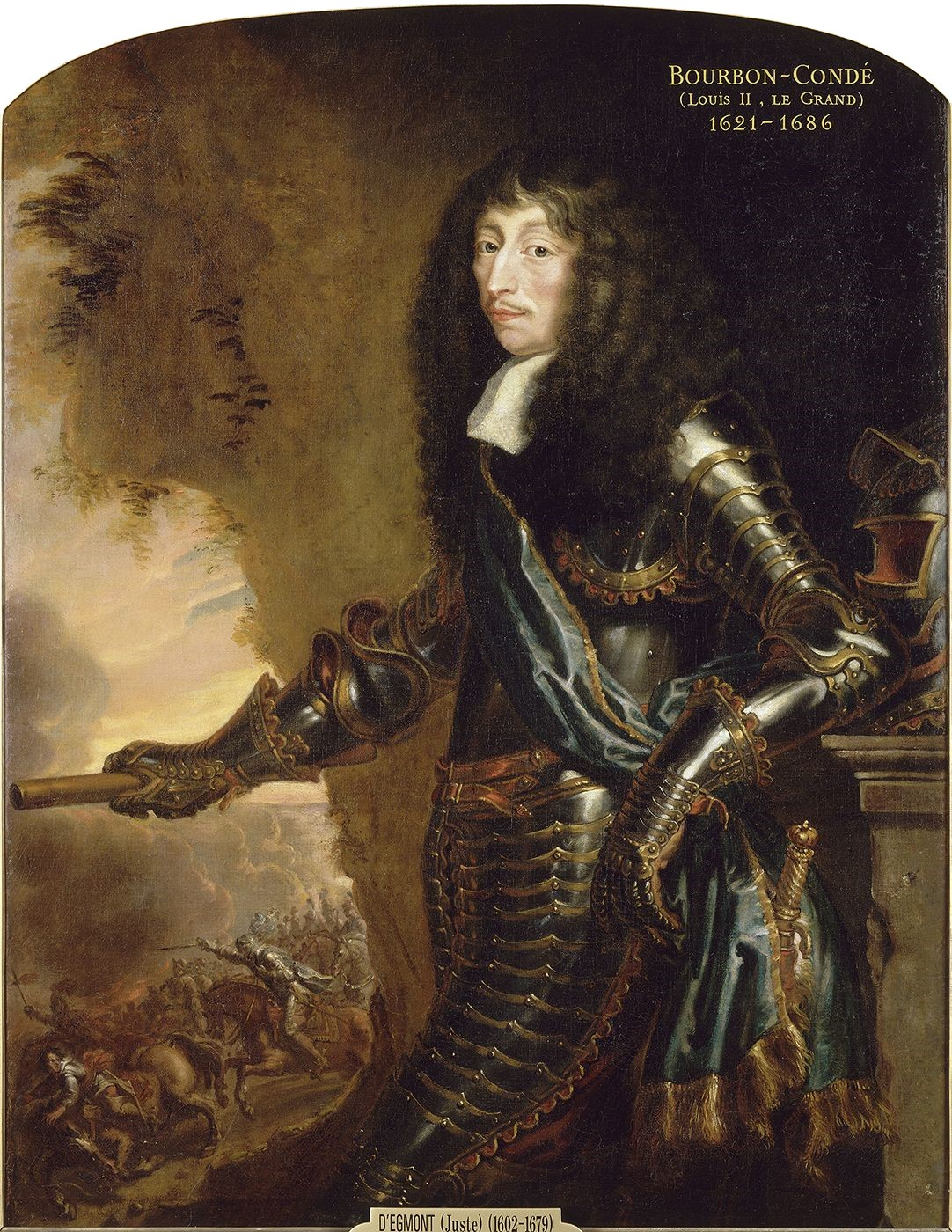
Louis II. de Bourbon, prince de Condé

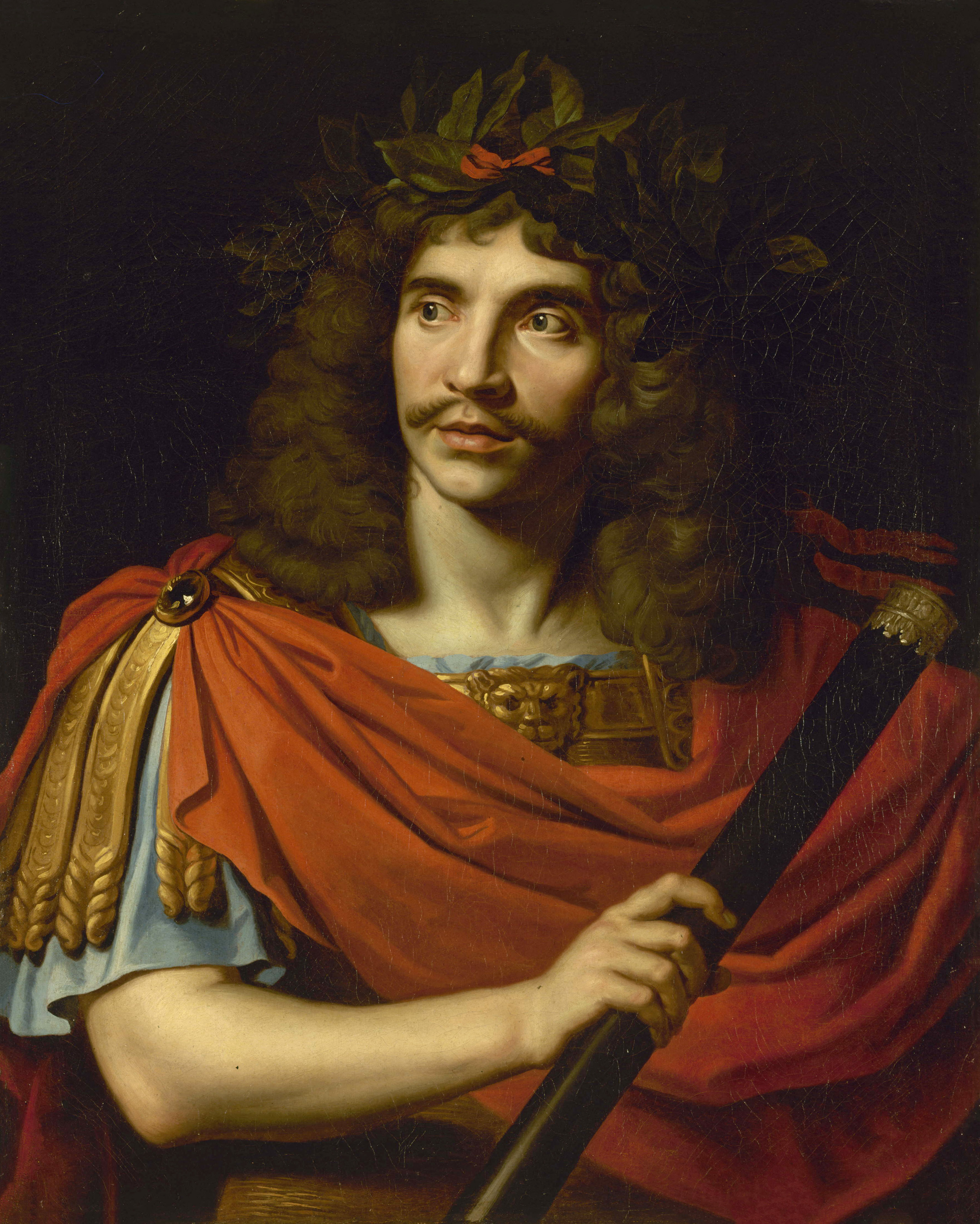
Molière

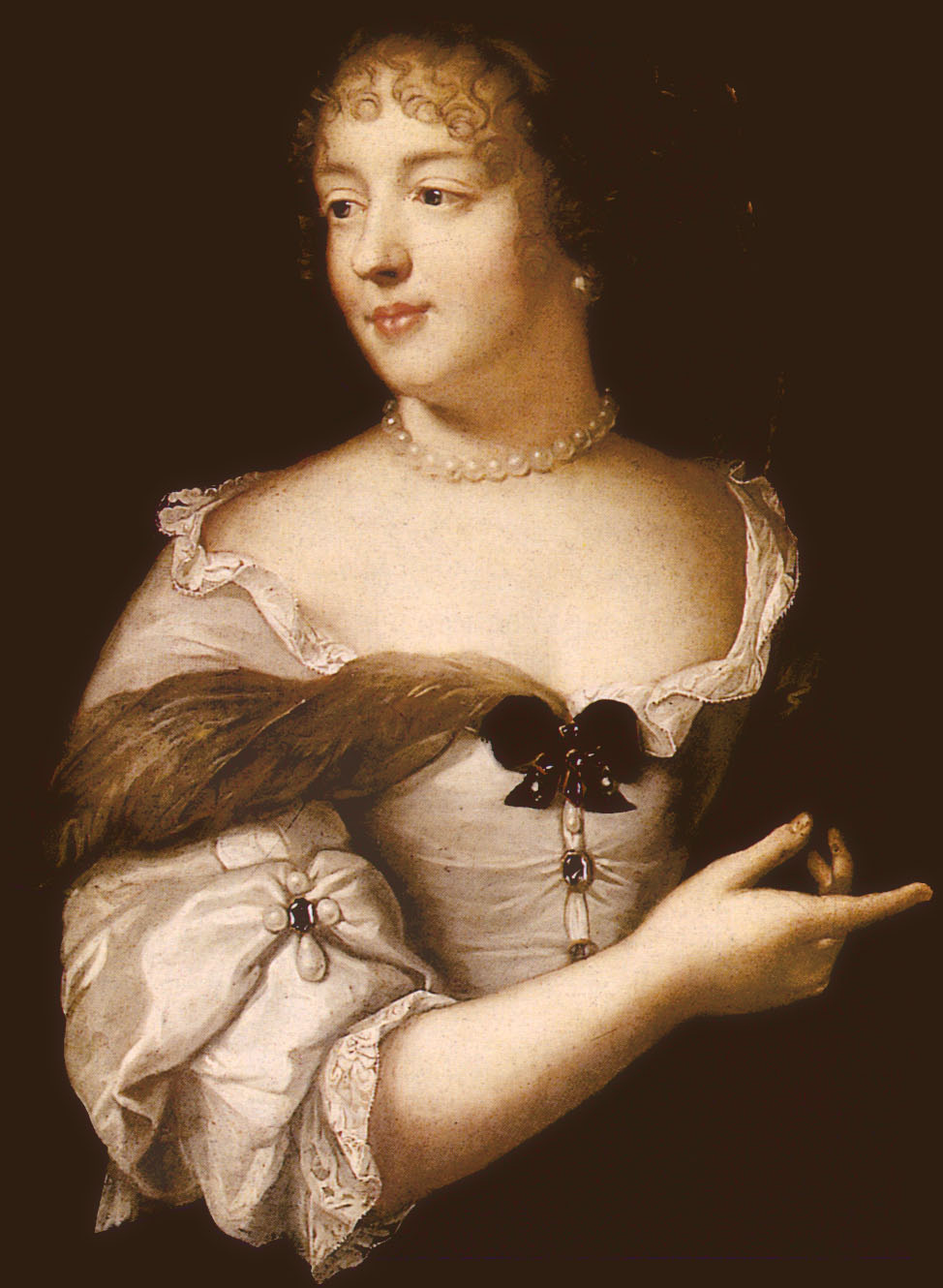
Marie de Rabutin-Chantal, Marquise de Sévigné

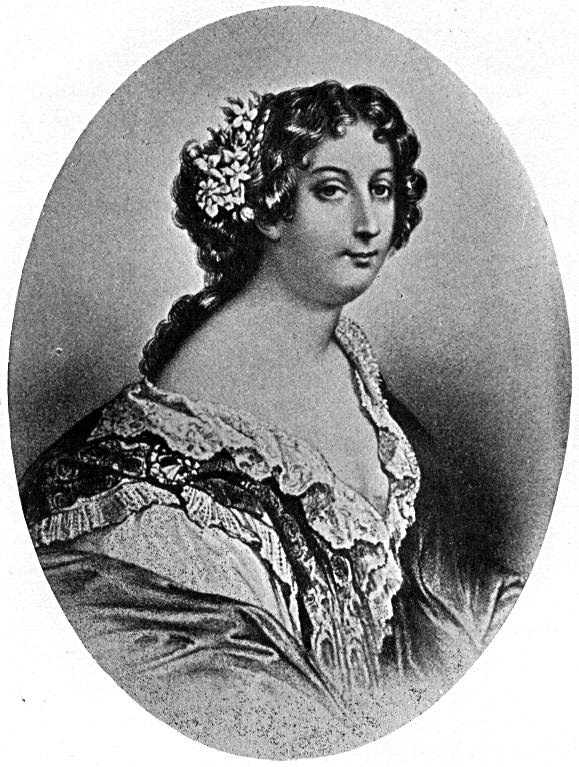
Anne Marie Louise d’Orléans

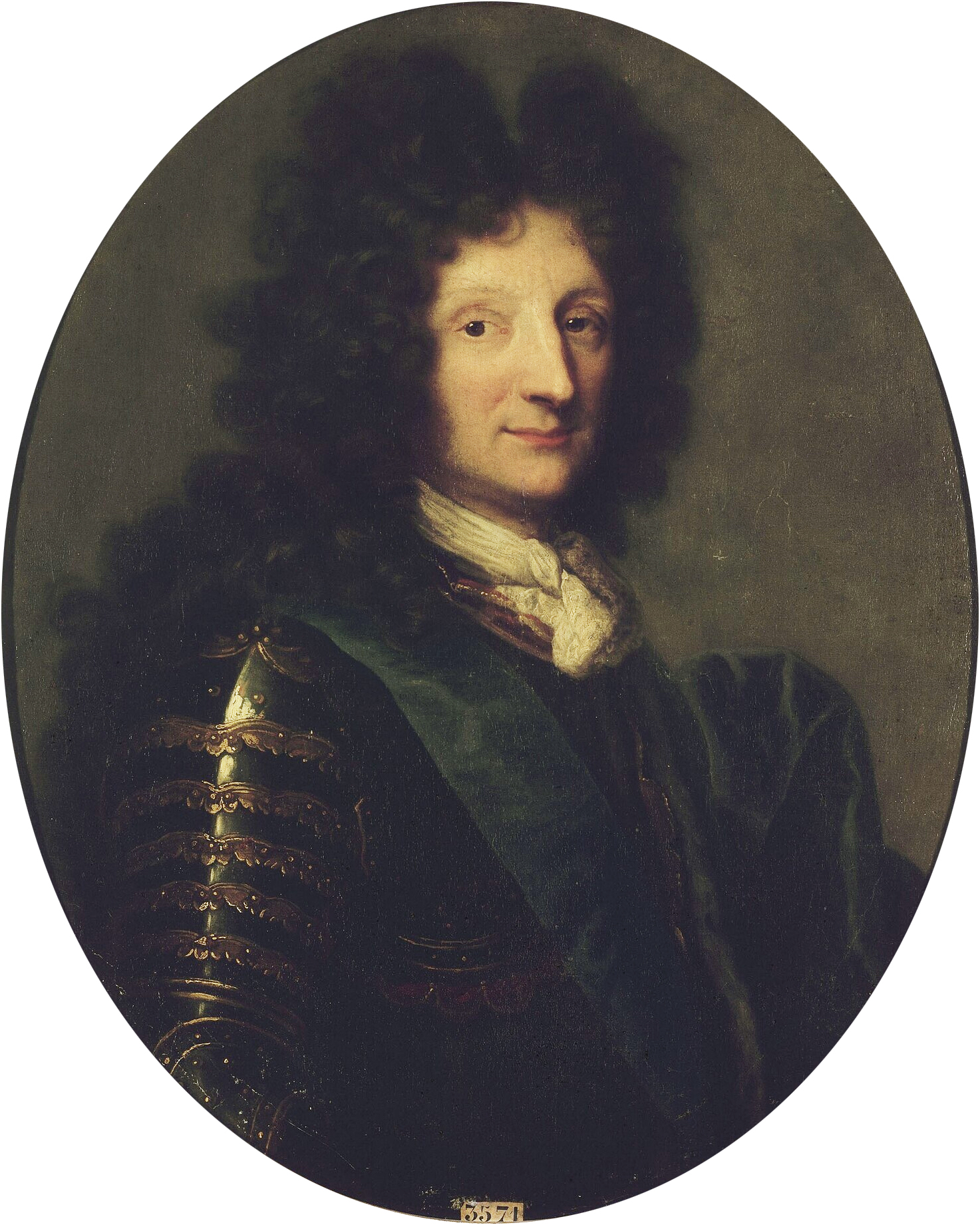
François-Henri de Montmorency-Luxembourg

- Louis II. de Bourbon, prince de Condé (1621–1686), Adeliger
- Antoine Le Pautre (1621–1691), Architekt
- Molière (1622–1673), Schauspieler, Theaterdirektor und Dramatiker
- Pierre de Villars (1623–1698), Adliger, Feldherr und Diplomat
- François Roberday (1624–1680), Komponist und Organist
- Père Anselme (1625–1694), Historiker, Genealoge und Heraldiker
- Samuel Chappuzeau (1625–1701), reformierter Reisender, Arzt, Schriftsteller und Lehrer
- Laurent Drelincourt (1625–1680), reformierter Pastor und Schriftsteller
- François Harlay de Champvallon (1625–1695), Erzbischof, Kommendatarabt und Mitglied der Académie française
- Barthélemy d’Herbelot de Molainville (1625–1695), Orientalist
- Armand Jean Le Bouthillier de Rancé (1626–1700), Adliger und Mönch
- Géraud de Cordemoy (1626–1684), Philosoph
- Marie de Rabutin-Chantal, Marquise de Sévigné (1626–1696), Adelige
- Jacques Testu de Belval (1626–1706), Geistlicher, Autor und Mitglied der Académie française
- Louis Cousin (1627–1707), Historiker, Jurist und Übersetzer
- Nicolas Gigault (um 1627–1707), Organist und Komponist
- Elisabeth Angélique de Montmorency (1627–1695), Adelige
- Anne Marie Louise d’Orléans, duchesse de Montpensier (1627–1693), Adelige
- Luise Christine von Savoyen-Carignan (1627–1689), Adelige
- Dominique Bouhours (1628–1702), Jesuit, Philologe und Historiker
- Robert Cambert (um 1628–1677), Organist und Komponist
- Noël Coypel (1628–1707), Barockmaler
- César d’Estrées (1628–1714), Diplomat und Kardinal
- François-Henri de Montmorency-Luxembourg (1628–1695), Heerführer, Pair und Marschall von Frankreich
- Charles Perrault (1628–1703), Schriftsteller und hoher Beamter
- Armand de Bourbon, prince de Conti (1629–1666), Adeliger
- Antoine Le Comte (1629–1683), Bischof
- Marie-Madeleine de Brinvilliers (1630–1676), Giftmörderin
- Honoré Caille du Fourny (1630–1713), Genealoge zur Zeit Ludwigs XIV.
- Alain Manesson Mallet (1630–1706), Kartograph und Ingenieur
- Jean de Santeul (1630–1697), Dichter
- Pierre Landry (vor 1631–1701), Kupferstecher und Verleger
- Pierre Beauchamp (1631–1705), Violinist, Komponist, Tänzer und Choreograf
- François Vatel (1631–1671), Küchenmeister
- Louis-Marie-Victor d’Aumont (1632–1704), Hochadliger, Militär und Hofbeamter
- Jean Gallois (1632–1707), Gelehrter und Geistlicher
- Nicolas II de Larmessin (1632–1694), Grafiker und Verleger
- Guillaume-Gabriel Nivers (um 1632–1714), Komponist, Organist und Musiktheoretiker
- Étienne Pavillon (1632–1705), Jurist und Schriftsteller
- Étienne Picart (1632–1721), Kupferstecher
- François-Séraphin Regnier-Desmarais (1632–1713), Diplomat, Dichter, Philologe, Romanist, Grammatiker und Übersetzer
- Guillaume Vallet (1632–1704), Kupferstecher
- Antoine Verjus (1632–1706), Gelehrter und Jesuit
- François Andréossy (1633–1688), Ingenieur, Topograf und Kartograf
- Marquise-Thérèse de Gorle (1633–1668), Schauspielerin
- Charles Patin (1633–1693), Arzt und Numismatiker
- Jean de Thévenot (1633–1667), Asien-Reisender
- Denis Dodart (1634–1707), Arzt und Botaniker
- Marie-Madeleine de La Fayette (1634–1693), Adelige und Schriftstellerin
- Pasquier Quesnel (1634–1719), jansenistischer Theologe
- Jacques Boileau (1635–1716), römisch-katholischer Theologe, Kanoniker zu Sainte-Chapelle und Kirchenhistoriker
- Libéral Bruant (um 1635–1697), Architekt
- Armand du Cambout de Coislin (1635–1702), Berufsoffizier, Höfling und Mitglied der Académie française
- Philippe Quinault (1635–1688), Dichter
- Eustache de Beaufort (1636–1709), Zisterzienserabt, Ordensreformer
- Nicolas Boileau (1636–1711), Autor
- Charles de La Fosse (1636–1716), Maler
- Louis Victor de Rochechouart de Mortemart (1636–1688), Marschall von Frankreich
- Nicolas de Catinat (1637–1712), Marschall von Frankreich
- Louis Chein (1637–1694), römisch-katholischer Priester und Komponist des Barock
- François Mauriceau (1637–1709), Arzt, Chirurg und Geburtshelfer
- Louis-Sébastien Le Nain de Tillemont (1637–1698), Historiker
- Louis Picques (1637–1699), katholischer Priester, promovierter Theologe, Orientalist und Bibliothekar
- Antoinette Deshoulières (1638–1694), Dichterin und Philosophin
- Jean Donneau de Visé (1638–1710), Schriftsteller und Publizist
- Guy-Crescent Fagon (1638–1718), Arzt und Botaniker
- Claude Fleury (1640–1723), Pädagoge und Kirchenhistoriker
- Nicolas Malebranche (1638–1715), Philosoph und Oratorianer
- Pierre Bullet (um 1639–1716), Hof-Architekt
- Antoine Jacob Montfleury (1639–1685), Dramatiker
- Alexandre de Chaumont (1640–1710), Marineoffizier
- Pierre Cureau de La Chambre (1640–1693), Geistlicher, Literat und Mitglied der Académie française
- Jean-Baptiste-Michel Colbert (1640–1710), Erzbischof von Toulouse
- Jean-Baptiste Denis (um 1640–1704), Arzt
- Philippe de La Hire (1640–1718), Mathematiker
- Charles-René d’Hozier (1640–1732), Historiker und Genealoge
- Jean-Jacques de Mesmes (1640–1688), Beamter
- Catherine Monvoisin (um 1640–1680), Serienmörderin, als angebliche Hexe verurteilt
- Pierre Le Nain (1640–1713), Zisterzienser, Theologe und Ordenshistoriker
- Paul du Ry (1640–1714), Baumeister und Ingenieur
- Jacques Tarade (1640–1722), Militäringenieur

#### 1641 bis 1660

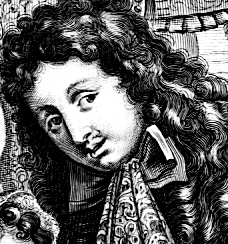
Marc-Antoine Charpentier

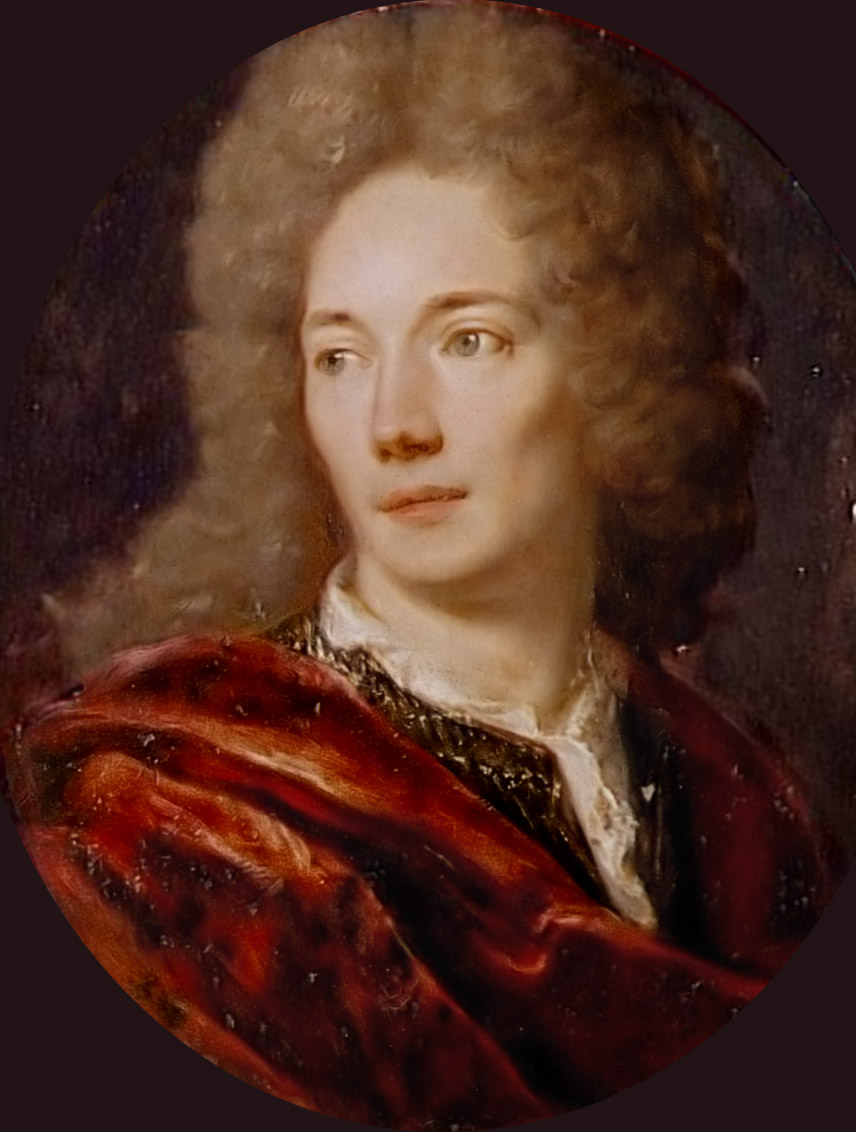
Jean de La Bruyère

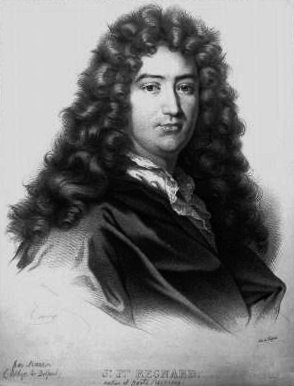
Jean-François Regnard

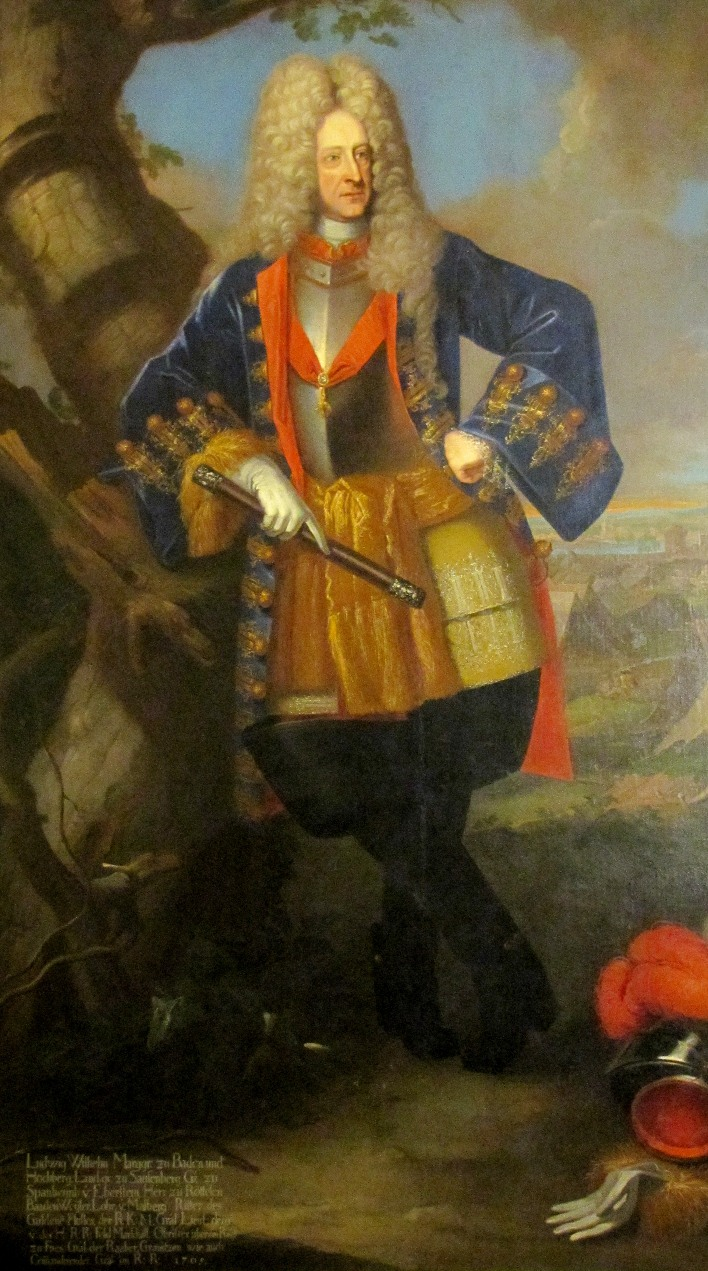
Ludwig Wilhelm von Baden

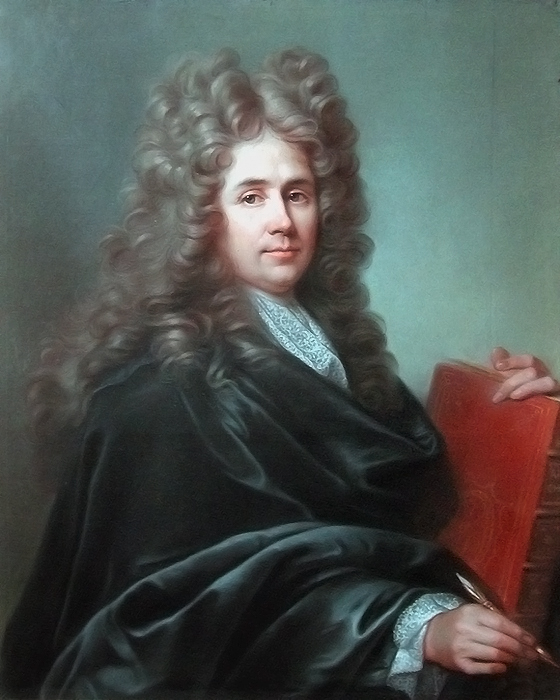
Robert de Cotte

- Christophe Ballard (1641–1715), Drucker, von 1673 bis 1694 Leiter des Verlagshauses Ballard
- Jean-Louis Bergeret (1641–1694), Jurist
- Gabriel Guéret (1641–1688), Schriftsteller und Literaturkritiker
- Louis de Lorraine (1641–1718), Adliger aus der Line Harcourt des Hauses Guise
- François Michel Le Tellier de Louvois (1641–1691), Staatsmann
- André-Charles Boulle (1642–1732), Möbeltischler
- Jean-Louis de Bussy-Rabutin (1642–1717), Offizier
- Charles Chevillet (1642–1701), Theaterschauspieler und Bühnenautor
- Claude Antoine Couplet (1642–1722), Ingenieur
- Paul Tallemant der Jüngere (1642–1712), Kleriker und Schriftsteller
- Henri Jules de Bourbon, prince de Condé (1643–1709), Adeliger
- Jean Chardin (1643–1713), Forschungsreisender
- Marc-Antoine Charpentier (1643–1704), Komponist
- Louis de Courcillon de Dangeau (1643–1723), Kleriker, Romanist, Grammatiker und Phonetiker
- Nicolas-Joseph Foucault (1643–1721), Verwaltungsbeamter
- François-Timoléon de Choisy (1644–1724), Schriftsteller
- Claude Le Tonnelier de Breteuil (1644–1698), Bischof von Boulogne-sur-Mer
- François-Marie Perrot (1644–1691), Kolonialbeamter
- Maria Johanna von Savoyen (1644–1724), Adelige
- Jean de La Bruyère (1645–1696), Schriftsteller
- Jacques Bazin de Bezons, marquis de Bezons (1646–1733), Marschall von Frankreich
- Jules Hardouin-Mansart (1646–1708), Architekt
- Charles Honoré d’Albert (1646–1712), Adeliger
- Eusèbe Renaudot (1646–1720), katholischer Kleriker, Journalist, Orientalist und Liturgiewissenschaftler
- Maria Francisca Elisabeth von Savoyen (1646–1683), Königin von Portugal
- Anne-Thérèse de Marguenat de Courcelles (1647–1733), Schriftstellerin und Salonnière
- Luise Marie von der Pfalz (1647–1679), Adelige
- François Poullain de La Barre (1647–1723), Schriftsteller und cartesianischer Philosoph
- Frances Stewart, Duchess of Richmond and Lennox (1647–1702), Adelige
- Elisabeth Sophie Chéron (1648–1711), Malerin, Kupferstecherin, Dichterin und Übersetzerin
- Louis Ferdinand Elle der Jüngere (1648–1717), Maler
- Jean Favier (1648–möglicherweise 1719), Tänzer
- Henri de Massue (1648–1720), Adeliger
- Antoine de Pas (1648–1711), Heerführer
- Anna Henriette von Pfalz-Simmern (1648–1723), Adelige
- Bon Boullogne (1649–1717), Maler
- Pierre Danet (1650–1709), Kleriker, Latinist, Hellenist, Romanist und Lexikograf
- Nicolas de Malézieu (1650–1727), Mathematiker, Gräzist, Autor, Übersetzer und Mitglied der Académie des sciences und der Académie française
- Anne-Jules de Noailles (1650–1708), Marschall von Frankreich
- La Thuillerie (1650–1688), Schauspieler und Sportler
- Jean Beausire (1651–1743), Architekt
- Jean-François Lalouette (1651–1728), Komponist und Kirchenmusiker
- Michel Chamillart (1652–1721), Minister
- Guillaume Hulot (um 1652–nach 1722), Bildhauer
- Jean Orry (1652–1719), Ökonom
- Benedicta Henriette von der Pfalz (1652–1730), Adelige
- Michel Baron (1653–1729), Schauspieler und Dramatiker
- Jacques Boyvin (um 1653–1706), Organist und Komponist
- Antoine Desgodetz (1653–1728), Architekt und Archäologe
- Antoine de La Fosse (1653–1708), Diplomat und Dramatiker
- Gilles Jullien (um 1653–1703), Komponist und Organist
- Louis Pécour (1653–1729), Tänzer und Choreograf
- François Pétis de la Croix (1653–1713), Orientalist
- Charles-François Poërson (1653–1725), Maler
- Jean-Baptiste-Henri de Valincour (1653–1730), Schriftsteller und Historiker
- Louis de Boullogne (1654–1733), Maler
- Louis II. Joseph de Bourbon, duc de Vendôme (1654–1712), Adeliger
- Étienne Loulié (1654–1702), Musiker, Pädagoge und Musiktheoretiker
- Louis de Sacy (1654–1727), Jurist und Schriftsteller
- Ludwig Wilhelm von Baden-Baden (1655–1707), Adeliger, genannt der Türkenlouis
- Philippe de Bourbon, duc de Vendôme (1655–1727), Adeliger
- Jacques-Nicolas Colbert (1655–1707), Erzbischof von Rouen und Mitglied der Académie française
- Jean-François Regnard (1655–1709), Autor
- Robert de Cotte (1656–1735), Baumeister, Hofbaumeister und Innenausstatter
- Nicolas de Largillière (1656–1746), Maler
- Marin Marais (1656–1728), Gambist und Komponist
- Léon Potier de Gesvres (1656–1744), Erzbischof von Bourges und Kardinal
- Jacques Autreau (1657–1745), Maler und Dramatiker
- Michel-Richard Delalande (1657–1726), Violinist, Organist und Komponist
- Louis Thomas von Savoyen-Carignan (1657–1702), Offizier
- François de Mailly (1658–1721), Erzbischof von Arles, Erzbischof von Reims, Premier Pair de France und Kardinal
- François Catrou (1659–1737), Jesuit, Historiker und Übersetzer
- Robert Challe (1659–1721), Reisender und Schriftsteller
- Jean-Baptiste Martin (1659–1735), Schlachten- und Vedutenmaler
- Jean Baptiste Broebes (um 1660–nach 1720), Kupferstecher und Architekt
- Michel-Ange de La Chausse (1660–1724), Antiquar und Diplomat
- Pierre La Croix (um 1660–1729), Brunnen- und Fontänenmeister sowie Wasserbauingenieur
- Jean Baptiste Gayot Dubuisson (um 1660–um 1733), Maler
- Victor-Marie d’Estrées (1660–1737), Staatsmann und Vizeadmiral
- François Armand Gervaise (1660–1751), Karmelit, später, als Zisterzienser, Abt des Klosters La Trappe
- Agnes Le Louchier (um 1660–1717), Mätresse
- Gaspard le Roux (um 1660–1707), Cembalist und Komponist

#### 1661 bis 1680

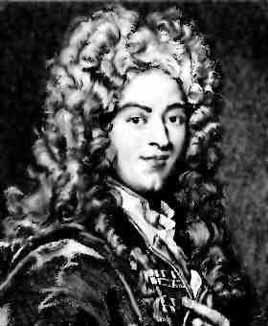
Guillaume François Antoine l’Hospital

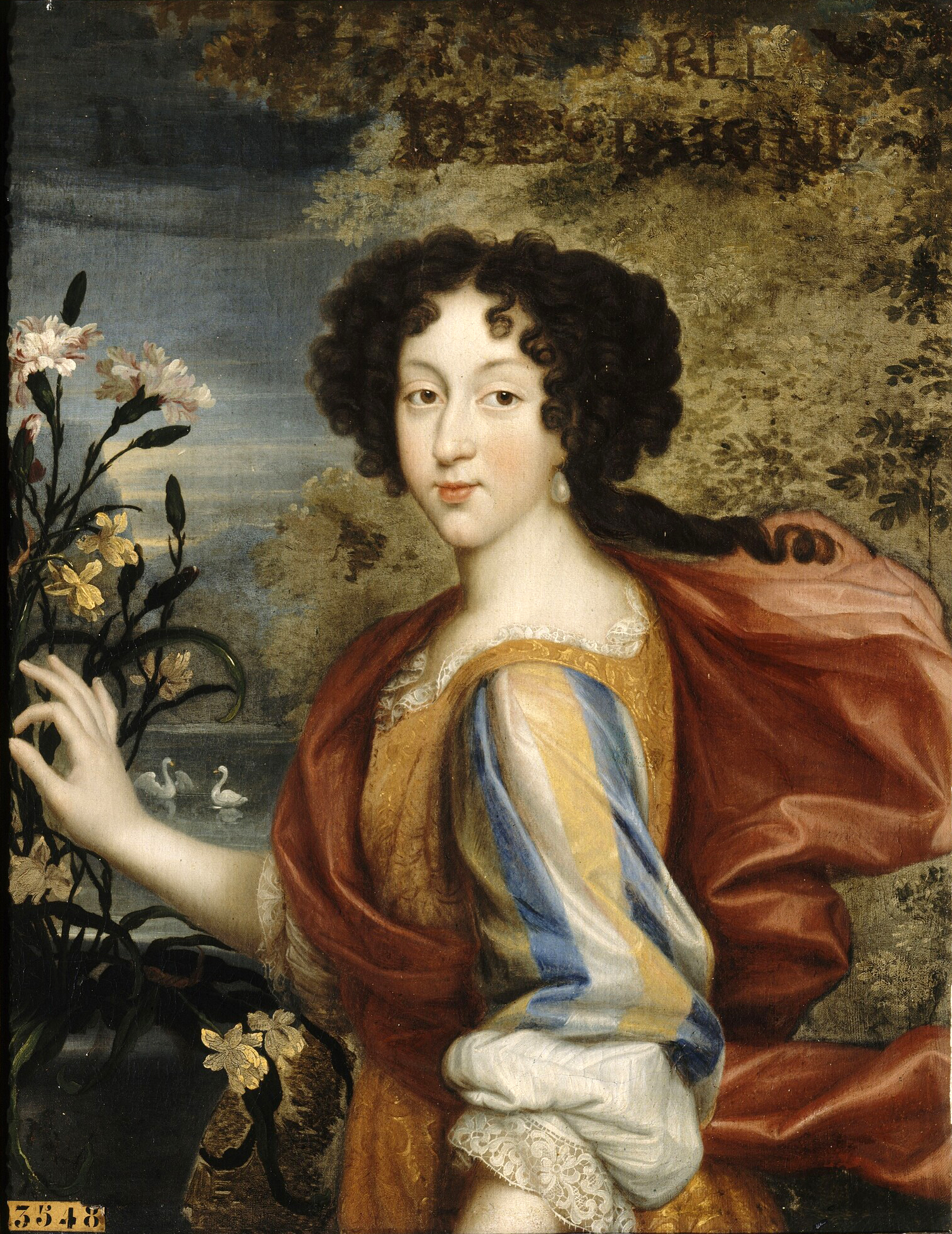
Marie Louise d’Orléans

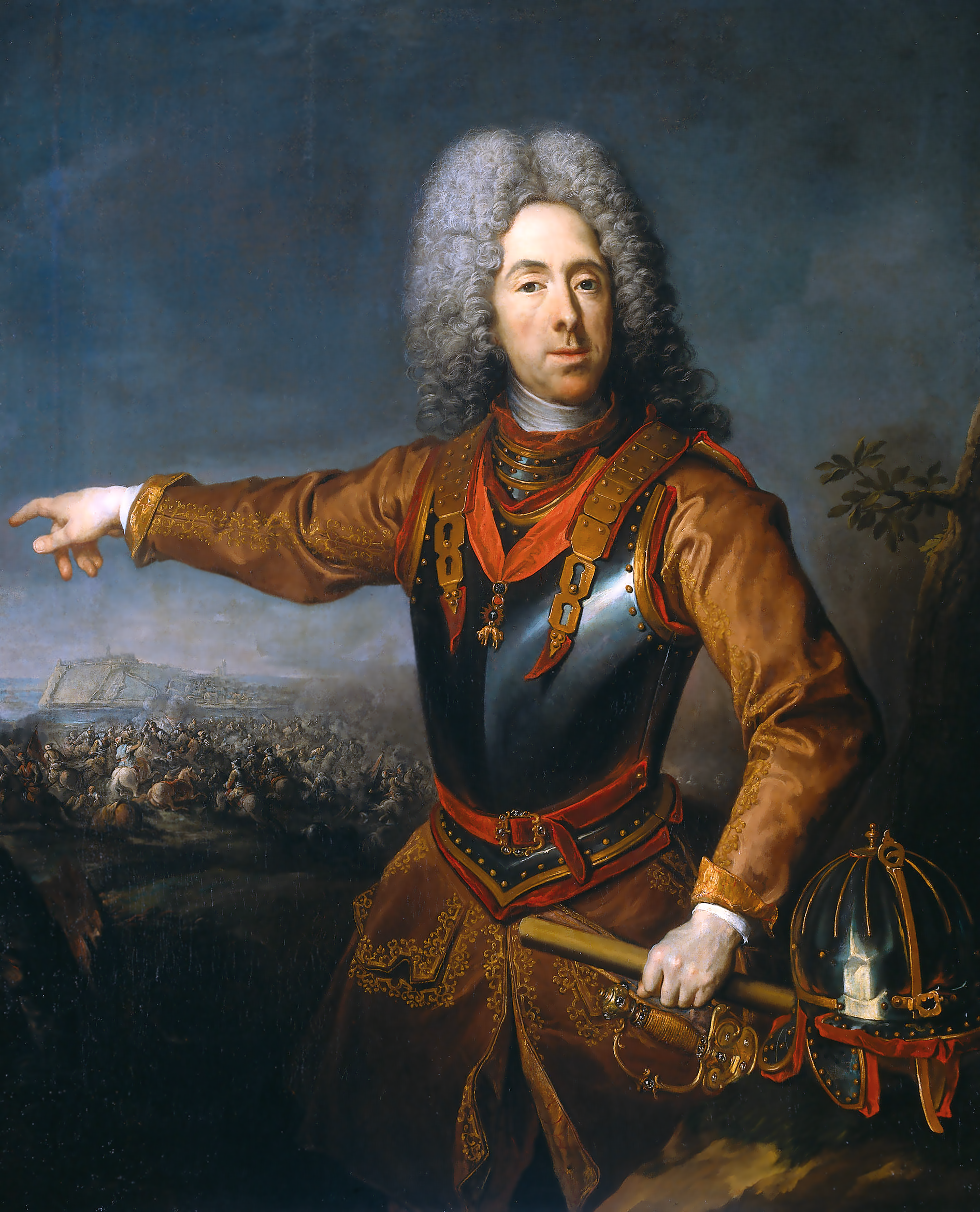
Prinz Eugen von Savoyen

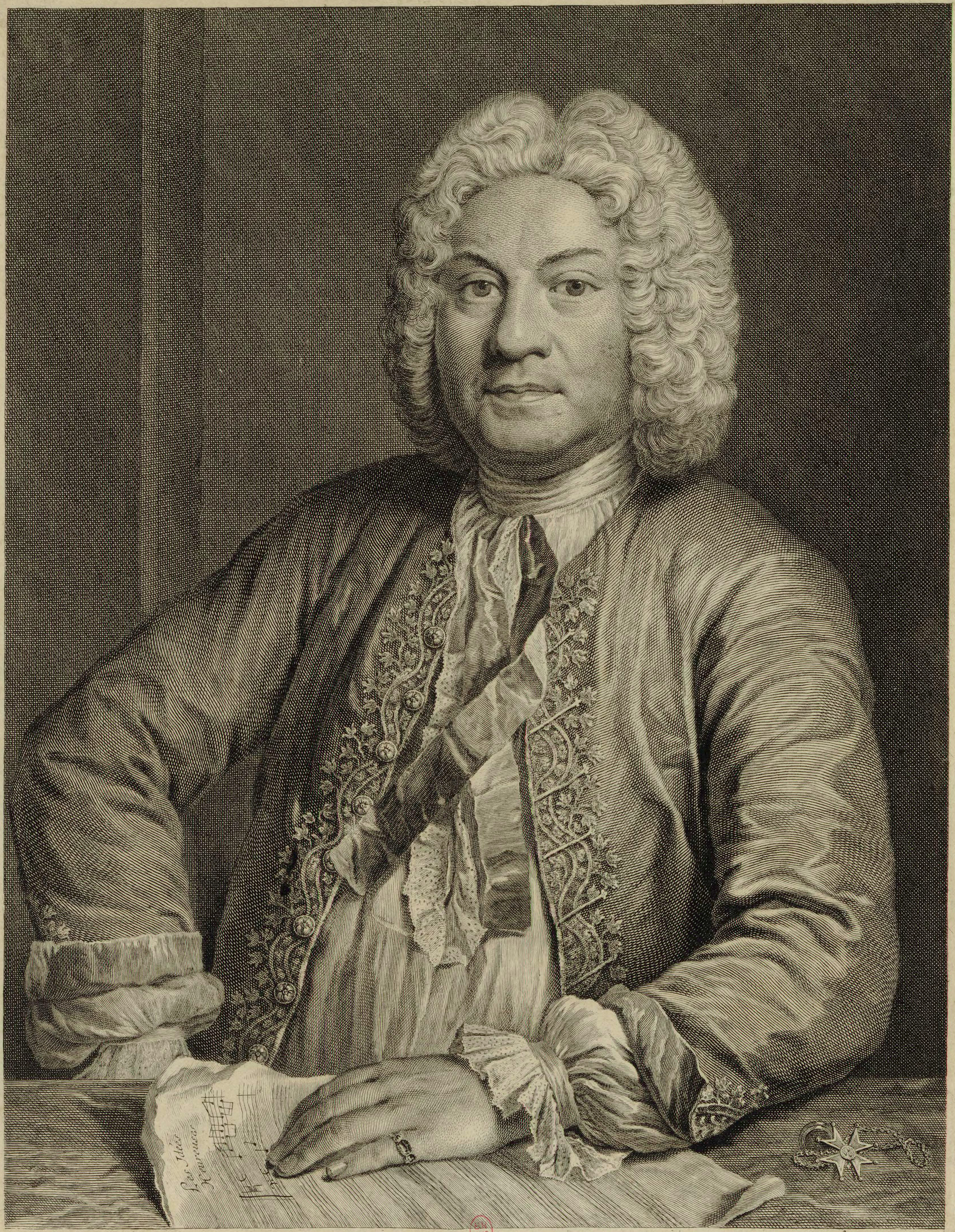
François Couperin

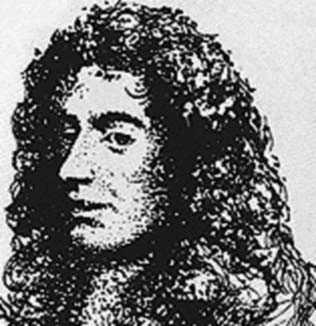
Jacques Cassini

- Louis Armand I. de Bourbon, prince de Conti (1661–1685), Adeliger
- Antoine Coypel (1661–1722), Hofmaler
- Henry Desmarest (1661–1741), Komponist
- Guillaume François Antoine, Marquis de L’Hospital (1661–1704), Mathematiker
- Daniel Marot (1661–1752), Protestant, Architekt und Kupferstecher
- Antoine I. (1661–1731), Fürst von Monaco
- Jean-Paul Bignon (1662–1743), Oratorianer, Wissenschaftsorganisator, Bibliothekar, Autor und Mitglied der Académie française
- Marie Louise d’Orléans (1662–1689), Adelige
- Guillaume Amontons (1663–1705), Physiker
- Jean-Baptiste Labat (1663–1738), Missionar, Plantagenbesitzer und Reiseschriftsteller
- Bacqueville de la Potherie (1663–1736), Offizier in Kanada und Guadeloupe
- Eugen von Savoyen (1663–1736), Feldherr
- François Louis de Bourbon, prince de Conti (1664–1709), Adeliger
- Henri-Charles du Cambout de Coislin (1664–1732), Bischof, Höfling und Mitglied der Académie française
- François Pourfour du Petit (1664–1741), Anatom und Physiologe
- Claude François Bidal, 1er marquis d’Asfeld (1665–1743), Soldat und Aristokrat
- Élisabeth Jacquet de La Guerre (1665–1729), Komponistin und Cembalistin
- Jean-Baptiste Colbert, marquis de Torcy (1665–1746), Diplomat und Außenminister
- Jean d’Estrées (1666–1718), Erzbischof von Cambrai und Politiker
- Claude-François Fraguier (1666–1728), Literat, Gelehrter, Altphilologe, neulateinischer Autor, Mitglied der Académie des Inscriptions et Belles-Lettres und der Académie française
- Pierre Le Gros der Jüngere (1666–1719), Bildhauer
- Robert Le Lorrain (1666–1743), Bildhauer
- Antoine Parent (1666–1716), Mathematiker
- Paul Jules de La Porte (1666–1731), Adliger aus dem Haus La Porte, Militär und Staatsmann
- Jean-Féry Rebel (1666–1747), Violinist und Komponist
- Nicolas Bertin (1667–1736), Zeichner, Innenarchitekt und Historienmaler
- Charles-Joachim Colbert (1667–1738), Bischof von Montpellier
- Jacques Gabriel (1667–1742), Architekt
- Jakob Louis Heinrich Sobieski (1667–1737), Adeliger
- Louis III. de Bourbon, prince de Condé (1668–1710), Adeliger
- François Couperin (1668–1733), Organist und Komponist
- Nicolas Vleughels (1668–1737), Maler
- François van Aerssen (1669–1740), niederländischer Offizier und Vlootvoogd der Admiralität von Amsterdam
- Michel-Celse-Roger de Bussy-Rabutin (1669–1736), Bischof, Kommendatarabt und Mitglied der Académie française
- Zacharias Longuelune (1669–1748), Architekt und Architekturzeichner
- Hercule Mériadec de Rohan-Soubise (1669–1749), Herzog von Rohan-Rohan, Fürst von Soubise, Pair von Frankreich
- Jeanne Baptiste d’Albert de Luynes (1670–1736), Adelige
- Jean de Bodt (1670–1745), Architekt
- Bernard Burette (um 1670–nach 1726), Cembalist, Komponist und Lehrer
- Jean-Antoine du Cerceau (1670–1730), Jesuit, Dichter, Dramatiker und Literat
- Mademoiselle Duclos (1670–1748), Schauspielerin
- Louis Galloche (1670–1761), Maler
- Claude Ballon (1671–1744), Tänzer und Choreograf
- François-Marie de Broglie (1671–1745), Adeliger
- Jean Courtonne (1671–1739), Bauunternehmer und Architekt
- Charles-Hubert Gervais (1671–1744), Kapellmeister und Komponist
- Jean-Baptiste Rousseau (1671–1741), Autor
- Ludwig Joseph d’Albert de Luynes von Grimbergen (1672–1758), bayerischer Diplomat
- André Cardinal Destouches (1672–1749), Komponist
- Antoine Forqueray (1672–1745), Komponist
- Étienne François Geoffroy (1672–1731), Chemiker
- Antoine Houdar de la Motte (1672–1731), Schriftsteller
- François Duval (1672/73–1728), Violinist und Komponist
- Jacques-Martin Hotteterre (1673–1763), Komponist und Flötist
- Bernard Picart (1673–1733), Kupferstecher und Buchillustrator
- James Stanhope, 1. Earl Stanhope (1673–1721), britischer Staatsmann und Militär
- Alexis Simon Belle (1674–1734), Maler
- Jean-Baptiste Du Halde (1674–1743), Jesuit, Geograph und Sinologe
- Guillaume Lebrun (1674–1758), Jesuit, Altphilologe, Romanist und Lexikograf
- Maria von Lothringen (1674–1724), Fürstin von Monaco
- Armand I. Gaston Maximilien de Rohan-Soubise (1674–1749), Politiker und Kirchenfürst
- Michel de La Barre (vor 1675–1745), Flötist und Komponist
- Georges Crès (1875–1935), Verleger und Buchhändler
- Jean Charles de Crussol (1675–1739), Adliger, Militär und Höfling
- Guillaume Delisle (1675–1726), Kartograph
- Jean-Baptiste de Mirabaud (1675–1760), Autor, Übersetzer und Philosoph
- Jean-Baptiste Anet (1676–1755), Violinist und Komponist
- Louis-Nicolas Clérambault (1676–1749), Komponist und Organist
- Pierre Alexis Delamair (1676–1745), Architekt
- Marie Anne Doublet (1677–1771), Literatin und Salonnière
- Nicolas Racot de Grandval (1676–1753), Komponist, Cembalist und Dramaturg
- Jacques Cassini (1677–1756), Astronom und Geodät
- Louis Lémery (1677–1743), Mediziner und Chemiker
- Antoine Monnoyer (1677–1747), Blumen- und Stilllebenmaler
- Jacques Caffieri (1678–1755), Bildhauer
- Augustin Lippi (1678–1705), Arzt und Botaniker
- Pierre Rémond de Montmort (1678–1719), Mathematiker
- Adrien-Maurice de Noailles (1678–1766), Marschall von Frankreich
- Dominique Varlet (1678–1742), römisch-katholischer Titularbischof
- Jean-Baptiste Alexandre Le Blond (1679–1719), Architekt
- Louis II. Bretagne Alain de Rohan-Chabot (1679–1738), Aristokrat und Höfling
- Jean François de Troy (1679–1752), Maler
- Claudius Amyand (1680–1740), Chirurg
- Louis Boullenois (1680–1762), Jurist und Schriftsteller
- Antoine-Joseph Dezallier d’Argenville (1680–1765), Gelehrter, Naturhistoriker, Autor und Enzyklopädist
- Michel-Ange Houasse (1680–1730), Maler
- Françoise Prévost (1680–1741), Tänzerin und Primaballerina

#### 1681 bis 1700

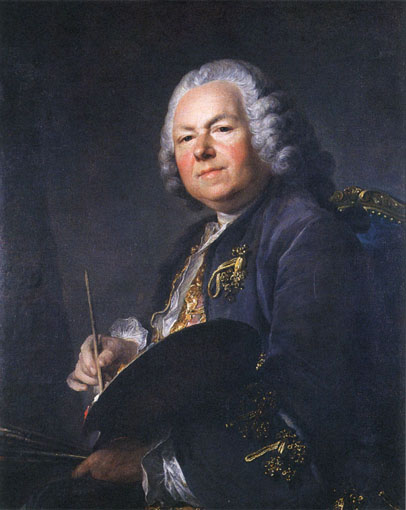
Jean-Marc Nattier

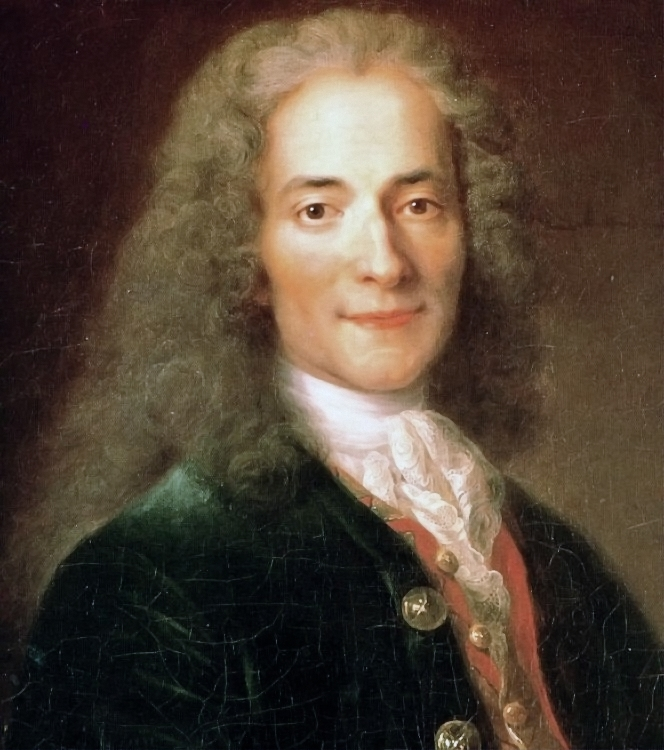
François-Marie Arouet (Voltaire)

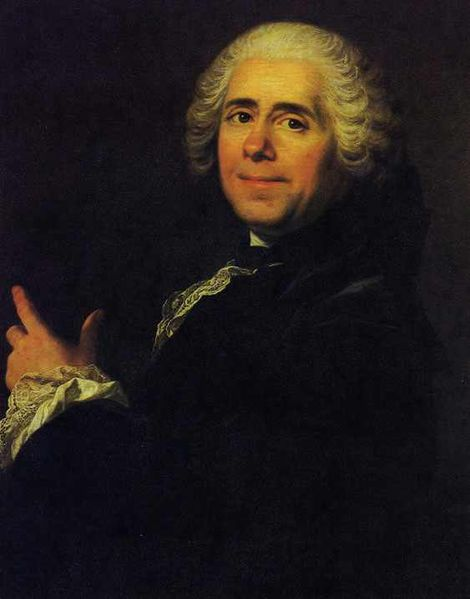
Pierre Carlet de Marivaux

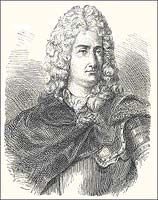
Charles du Fay

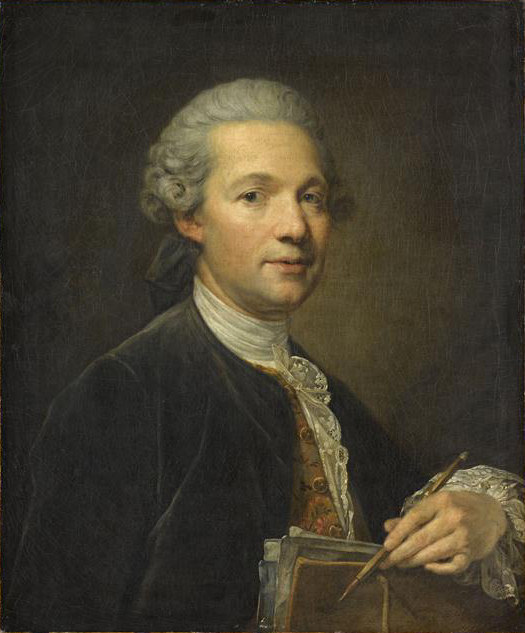
Ange-Jacques Gabriel

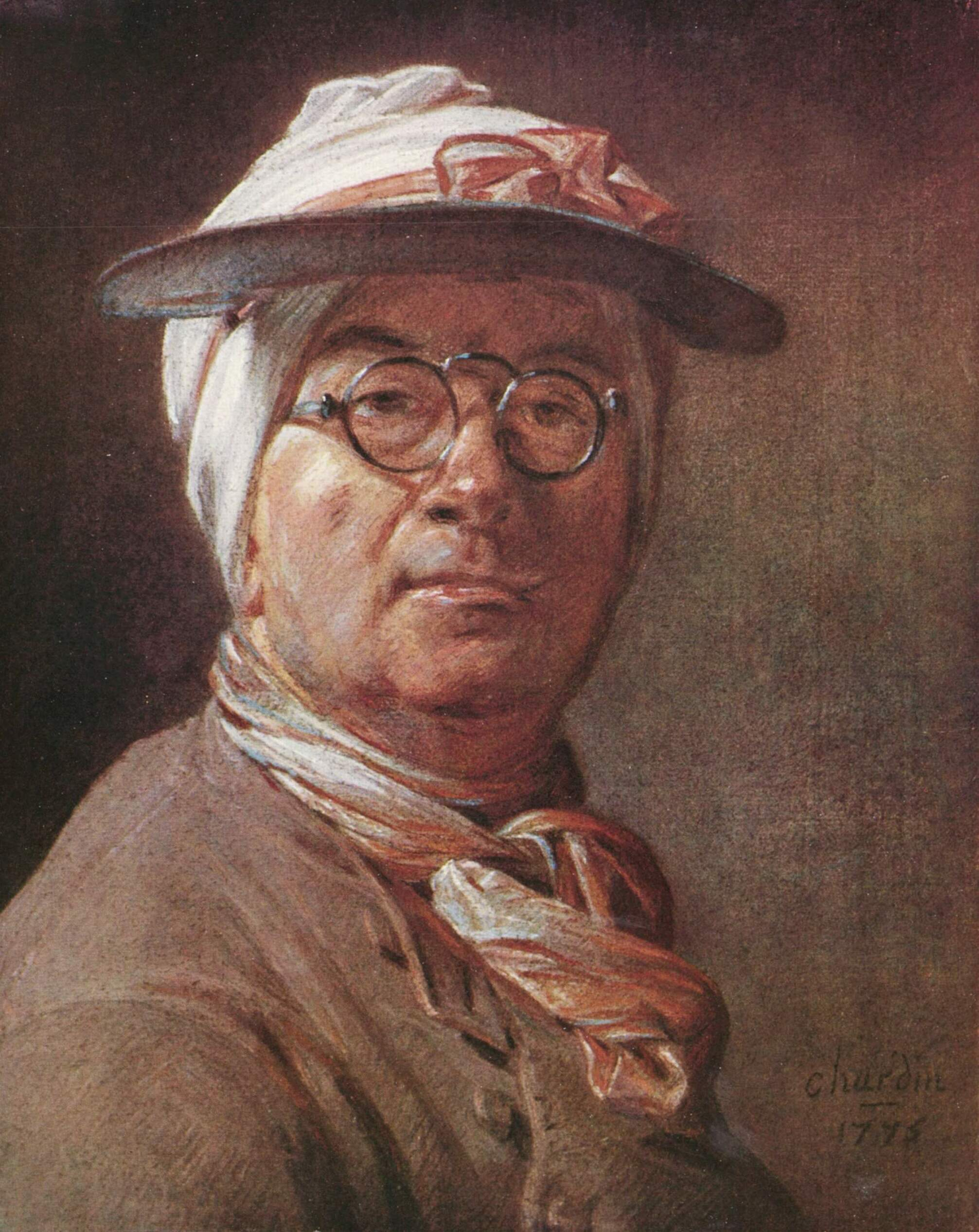
Jean Siméon Chardin

- Anne Danican Philidor (1681–1728), Komponist
- Pierre Danican Philidor (1681–1731), Komponist
- Jean-François Dandrieu (um 1682–1738), Organist und Komponist
- Jean-Baptiste Desmarets (1682–1762), General
- Jeanne Dumée (um 1683–1706), Astronomin und Autorin
- Thomas-Simon Gueullette (1683–1766), Schriftsteller
- Guillaume II. de Lamoignon, seigneur de Blancmesnil et de Malesherbes (1683–1772), Magistrat, 1750 bis 1768 Kanzler von Frankreich
- Antoine Pesne (1683–1757), Hofmaler
- Pierre-Charles Roy (1683–1764), Librettist
- Anna Victoria von Savoyen (1683–1763), Adelige
- Madeleine-Angélique de Gomez (1684–1770), Schriftstellerin
- Claude-Joseph Geoffroy (1685–1752), Botaniker, Mykologe, Chemiker und Apotheker
- Charles-Jean-François Hénault (1685–1770), Schriftsteller und Historiker
- Roland Marais (um 1685–um 1750), Gambist und Komponist
- Jean-Marc Nattier (1685–1766), Maler
- Jean-Pierre Nicéron (1685–1738), Lexikograf und Übersetzer
- Gabrielle-Suzanne de Villeneuve (1685–1755), Schriftstellerin
- Jérôme Besoigne (1686–1763), jansenistischer Theologen
- Jacques de Lajoue (1686–1761), Kunstmaler und Dekorateur
- Jean-Baptiste Oudry (1686–1755), Maler
- Jean Henri Desmercières (1687–1778), dänischer Bankier und Landreformer
- Charles Claude Dubut (um 1687–1742), Bildhauer und Stuckateur
- François-Augustin Paradis de Moncrif (1687–1770), Gelehrter, Autor und Mitglied der Académie française
- Joseph-Nicolas Delisle (1688–1768), Astronom und Kartograph
- François Dumont (1688–1726), Bildhauer
- Nicolas Fréret (1688–1749), Historiker
- Claude-François-Alexandre Houtteville (1688–1742), Geistlicher
- François Lemoyne (1688–1737), Maler
- Pierre de L’Estache (um 1688–1774), Bildhauer
- Pierre Carlet de Marivaux (1688–1763), Maler
- Charles Hector de Saint George Marquis de Marsay (1688–1753), Offizier, Uhrmacher, Quietist sowie Seelenführer, Übersetzer und Schriftsteller
- Pierre-Joseph Alary (1689–1770), Geistlicher, Philosoph und Literat
- Jacques Aubert (1689–1753), Violinist und Komponist
- Edmond-Jean-François Barbier (1689–1771), Chronist
- Pierre-Anne de Courten (1689–1744), Schweizer Oberst und ab 1742 Reichsgraf und Ritter des Ordre royale et militaire de Saint Louis
- Jean-Baptiste Quentin (vor 1690–um 1742), Komponist
- Noël-Nicolas Coypel (1690–1734), Maler
- Hubert de Brienne, Comte de Conflans (1690–1777), Vizeadmiral
- Alexandre de La Rochefoucauld (1690–1762), Aristokrat, Militär und Hofbeamter
- Nicolas Lancret (1690–1743), Maler
- Jean Moreau de Séchelles (1690–1761), Politiker, Verwalter und Finanzminister unter Ludwig XV; Namensgeber der Seychellen
- Louis Petit de Bachaumont (1690–1771), Maler
- Nicolas de Saulx-Tavannes (1690–1759), Bischof und Kardinal
- Charles d’Orléans de Rothelin (1691–1744), Geistlicher, Theologe, Numismatiker und Gelehrter
- Anne-Claude-Philippe, Comte de Caylus (1692–1765), Antiquar und Sammler
- Louis Francœur (1692–1745), Violinist und Komponist
- Pierre-Claude Nivelle de La Chaussée (1692–1754), Dramatiker
- Louis Racine (1692–1763), Dichter
- Cartouche (1693–1721), Räuber, Mörder und Bandenchef
- René Louis d’Argenson (1694–1757), Politiker, Diplomat und Literat
- Charles-Antoine Coypel (1694–1752), Historienmaler und Dramatiker
- Louis-Claude Daquin (1694–1772), Komponist
- Edme-François Gersaint (1694–1750), Kaufmann und Kunsthistoriker
- Pierre-Jean Mariette (1694–1774), Stecher, Sammler und Kunstkritiker
- Voltaire (1694–1778), Philosoph und Schriftsteller
- Charles Philippe d’Albert (1695–1758), Hochadliger und Memoirenschreiber
- François-Étienne Blanchet (1695–1761), Cembalobauer
- Louis Armand II. de Bourbon, prince de Conti (1695–1727), Adeliger
- André Chéron (1695–1766), Komponist, Cembalist, Organist und Dirigent
- Marc-Pierre d’Argenson (1696–1764), Adeliger und Politiker
- Jean-François de La Cropte de Bourzac (1696–1766), Bischof
- Louis Tocqué (1696–1772), Maler
- Louis François Armand de Vignerot du Plessis (1696–1788), Adeliger
- Jean Joseph Vinache (1696–1754), Bildhauer
- Jean-Baptiste Bourguignon d’Anville (1697–1782), Geograph
- Pierre Imbert Drevet (1697–1739), Kupferstecher
- Antoine Grimaldi (1697–1784), Adeliger
- Sauveur François Morand (1697–1773), Chirurg und Enzyklopädist
- Étienne-René Potier de Gesvres (1697–1774), Kardinal
- Louis César Constantin de Rohan-Guéméné (1697–1779), Kardinal
- Jeanne-Agnès Berthelot de Pléneuf (1698–1727), Adelige
- Claude-Louis de La Châtre (1698–1740), Bischof
- Charles du Fay (1698–1739), Naturforscher und Superintendent
- François Francœur (1698–1787), Violinist und Komponist
- Ange-Jacques Gabriel (1698–1782), Architekt
- Jean-Michel Papillon (1698–1776), Kunsthandwerker, Zeichner, Holzschneider und Enzyklopädist
- Louis Charles de Saint-Albin (1698–1764), Bischof
- Jean Siméon Chardin (1699–1779), Maler
- Jean-Baptiste-Antoine Forqueray (1699–1782), Gambist und Komponist
- Marie Thérèse Rodet Geoffrin (1699–1777), Autorin und Salonnière
- Hubert-François Gravelot (1699–1773), Maler, Zeichner und Stecher
- Étienne Jeaurat (1699–1789), Maler und Kupferstecher
- Louise-Madeleine de La Motte (1699–1745), Angehörige der wohlhabenden Pariser Bourgeoisie, die Mutter von Madame de Pompadour, der einflussreichen Mätresse des französischen Königs Ludwig XV.
- Étienne LeNoir (1699–1778), Uhrmacher
- Antoine-René de La Roche-Fontenille (1699–1759), römisch-katholischer Geistlicher und Bischof von Meaux
- Pierre Rémond de Sainte-Albine (1699–1778), Historiker und Schriftsteller
- Philipp Ludwig von Sinzendorf (1699–1747), Bischof und Kardinal
- Charlotte Aglaé d’Orléans (1700–1761), Adelige
- Bartolomeo Francesco Rastrelli (1700–1771), russischer Architekt und Baumeister
- François-Robert Marcel (Ende 17. Jahrhundert–1759), Tänzer

### 18. Jahrhundert

#### 1701 bis 1720

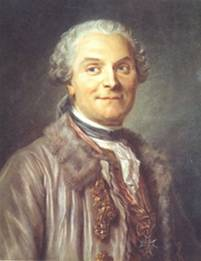
Charles Marie de La Condamine

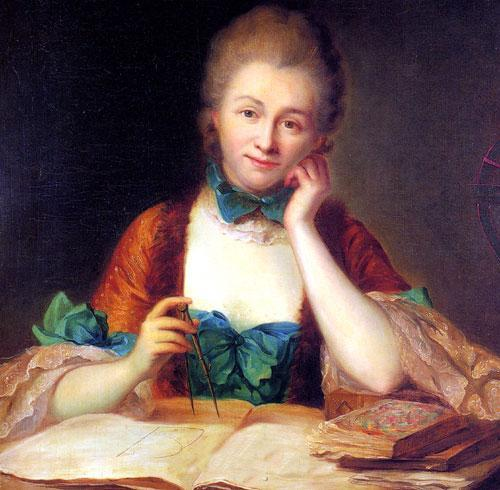
Émilie du Châtelet

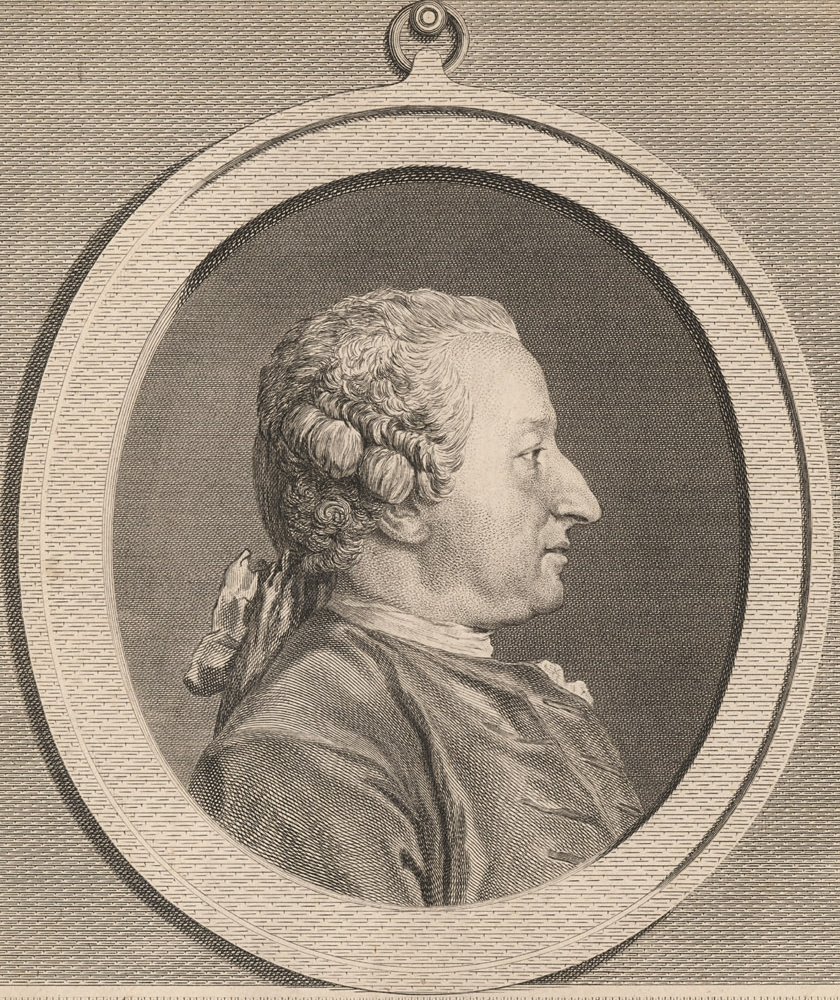
Alexis-Claude Clairaut

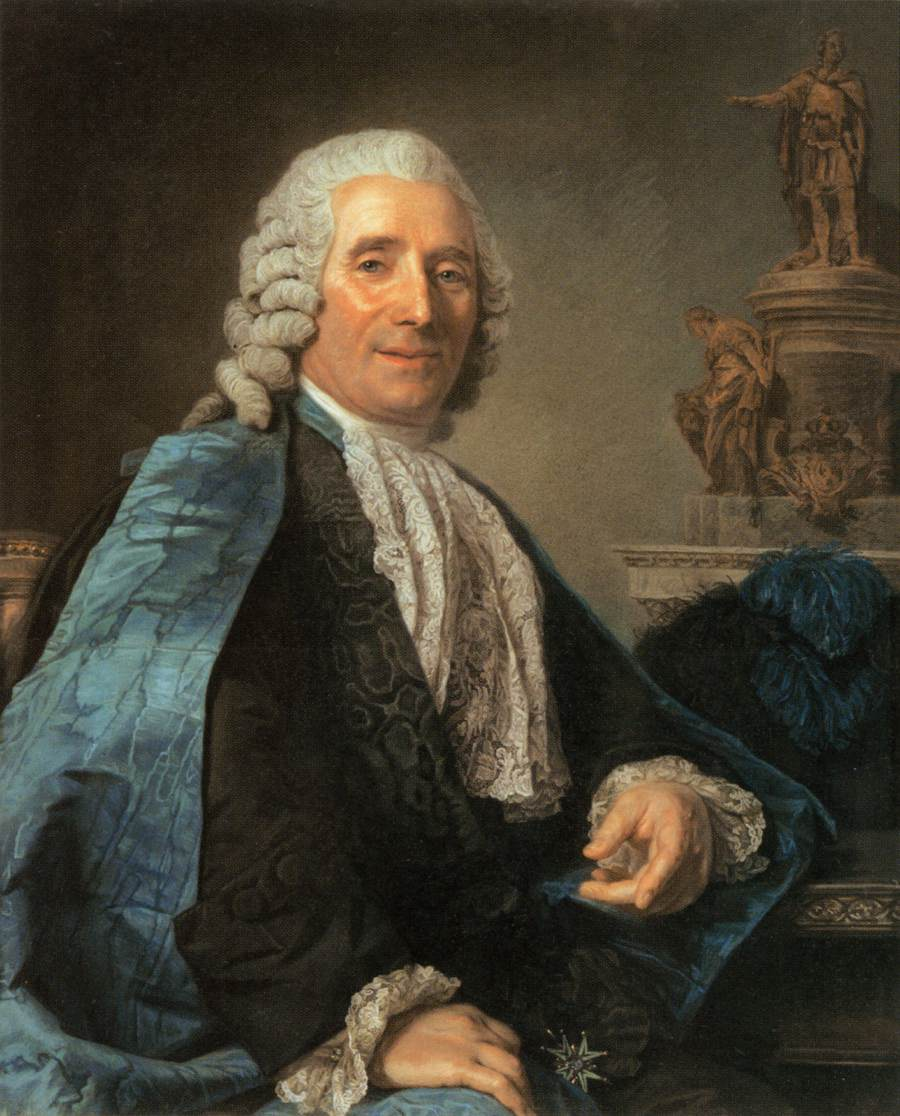
Jean-Baptiste Pigalle

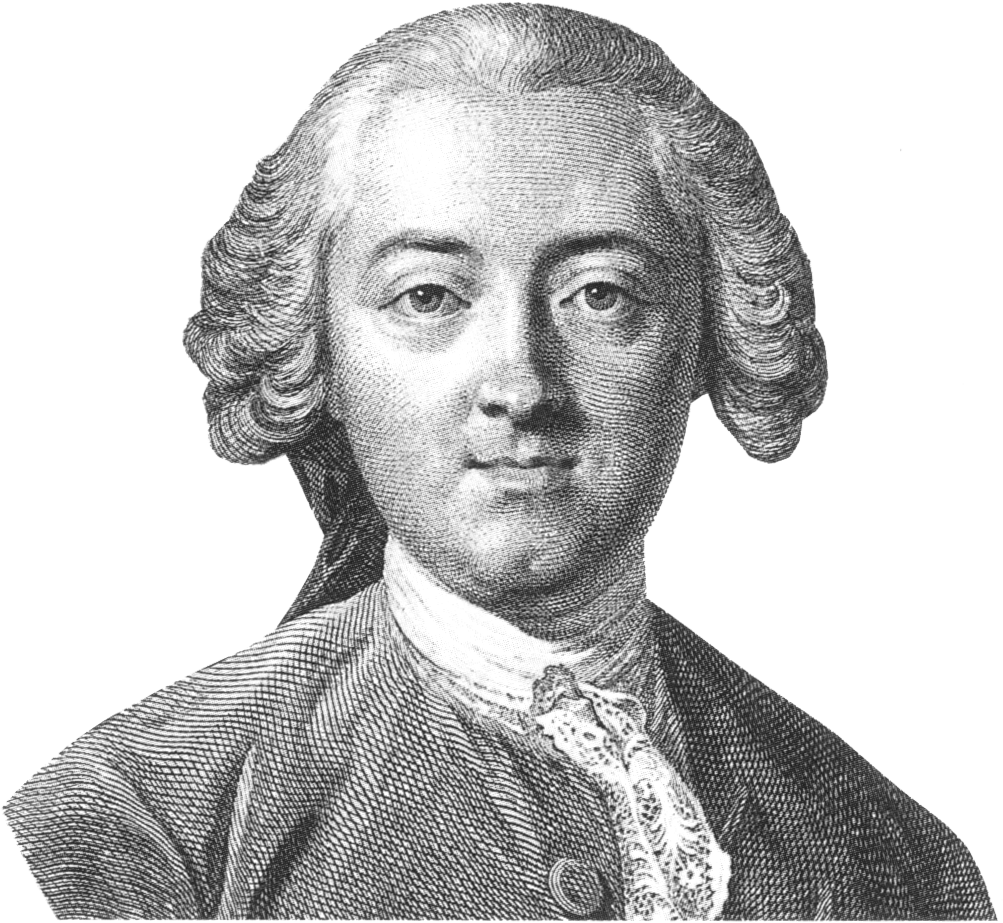
Claude Adrien Helvétius

Jean-Baptiste le Rond d’Alembert

- Françoise Basseporte (1701–1780), Malerin und Kupferstecherin
- Armand Bazin de Bezons (1701–1778), Bischof von Carcassonne
- Charles Marie de La Condamine (1701–1774), Reisender, Mathematiker, Enzyklopädist und Astronom
- Jean-Charles Frontier (1701–1763), Historienmaler
- Jean Baptiste de Machault d’Arnouville (1701–1794), Politiker
- Guy Jules Paul de La Porte (1701–1738), Hochadliger und Höfling
- François Rebel (1701–1775), Violinist und Komponist
- Guillaume Thomas Taraval (1701–1750), schwedischer Maler
- Barthélemy-Christophe Fagan (1702–1755), Dramatiker
- Honoré-Armand de Villars (1702–1770), Adliger, Mitglied der Académie française
- Jacques-Nicolas Bellin (1703–1772), Kartograph, Ingenieur-Geograph und Hydrograph
- Nicolas René Berryer (1703–1762), Richter, Staatsbeamter und Politiker
- François Boucher (1703–1770), Maler, Zeichner, Kupferstecher und Dekorateur
- André Levret (1703–1780), Gynäkologe
- Guillaume Le Blond (1704–1781), Mathematiker, Militärtheoretiker und Enzyklopädist
- Jacques Dumont le Romain (1704–1781), Maler, Zeichner und Radierer des Rokoko
- Louis Godin (1704–1760), Astronom
- Louis de Jaucourt (1704–1779), Arzt, Schriftsteller und Gelehrter
- Catherine-Jeanne Dupré (1705–1767), Schauspielerin
- Louis-Gabriel Guillemain (1705–1770), Komponist und Violinist
- Louis Phélypeaux de Saint-Florentin (1705–1777), Staatsmann
- Émilie du Châtelet (1706–1749), Mathematikerin, Physikerin, Philosophin und Übersetzerin
- Louise Marie Madeleine Fontaine (1706–1799), Salonnière
- Bernard-Joseph Saurin (1706–1781), Anwalt, Dichter und Dramatiker
- Jacques-Philippe Le Bas (1707–1783), Kupferstecher
- Claude-Prosper Jolyot de Crébillon (1707–1777), Autor
- Charles Emmanuel de Crussol (1707–1762), Aristokrat und Soldat
- Marie-Maximilienne de Silvestre (1707–1798), Malerin
- Madeleine Angélique Neufville de Villeroy (1707–1787), Salonnière
- Louis César de La Baume Le Blanc (1708–1780), Militär und Bibliophiler
- André Le Breton (1708–1779), Verleger
- Louis-Marie-Augustin d’Aumont (1709–1782), Hochadliger, Militär und Hofbeamter
- Christophe-Gabriel Allegrain (1710–1795), Bildhauer
- Jean Laurent Legeay (nach 1710–nach 1786), Architekt, Maler und Kupferstecher
- Louis Marie Bretagne de Rohan-Chabot (1710–1791), Adeliger
- Charles-Simon Favart (1710–1792), Opern- und Komödiendichter
- Jacques Marquet (1710–1782), Architekt
- Charles Auguste de Rochechouart de Mortemart (1710–1743), Hochadliger, Militär und Hofbeamter
- Paul Louis de Rochechouart de Mortemart (1710–1731), Hochadliger, Militär und Hofbeamter
- Noël Hallé (1711–1781), Maler und Schriftsteller
- Louis-François Paulin (1711–1770), Schauspieler
- Alexandre Guy Pingré (1711–1796), Astronom
- César Gabriel de Choiseul-Praslin (1712–1785), Militär, Diplomat und Staatsmann
- Etienne Forestier (1712–1768), Bronzegießer
- Pierre Simon Fournier (1712–1768), Typograf
- Charles-Auguste Levassor de Latouche Tréville (1712–1788), Seeoffizier
- Charles-Étienne Pesselier (1712–1763), Autor, Poet, Fermier général und Enzyklopädist
- Alexis-Claude Clairaut (1713–1765), Mathematiker, Geodät und Physiker
- Pierre Coudray (1713–1770), Bildhauer
- Marie Dumesnil (1713–1803), Schauspielerin
- Guillaume Voiriot (1713–1799), Porträtmaler
- Joseph de Bauffremont (1714–1781), Marineoffizier
- Marie-Anne Botot Dangeville (1714–1796), Schauspielerin
- Diane-Adélaïde de Mailly-Nesle (1714–1769), Mätresse
- Jean-Baptiste Pigalle (1714–1785), Bildhauer
- Philippe de La Guêpière (1715–1773), Architekt
- Claude Adrien Helvétius (1715–1771), Philosoph
- Charles Hutin (1715–1776), Maler und Bildhauer
- Pierre Charles Lemonnier (1715–1799), Astronom
- Hortense-Félicité de Mailly-Nesle (1715–1799), Aristokratin aus dem Haus Mailly
- Louis-François Marteau (1715–1804), polnischer Maler des Klassizismus französischer Abstammung
- Philippe de Noailles, duc de Mouchy (1715–1794), Adeliger
- François-Vincent Toussaint (1715–1772), Rechtsanwalt, Schriftsteller, Übersetzer und Enzyklopädist
- Guillaume Coustou der Jüngere (1716–1777), Bildhauer
- Étienne-Maurice Falconet (1716–1791), Bildhauer
- Louis-Jules Mancini-Mazarini (1716–1798), Politiker und Schriftsteller
- Louise Diane d’Orléans (1716–1736), Adelige
- Augustin-Emmanuel Philippot (1716–1794), seliggesprochener Märtyrer
- Marie Louise Nicole de La Rochefoucauld (1716–1797), Adlige, Femme de lettres und Salonnière
- Louis François I. de Bourbon, prince de Conti (1717–1776), Adeliger
- Louis Carmontelle (1717–1806), Maler, Erfinder und Landschaftsgestalter
- Marie-Anne de Mailly-Nesle (1717–1744), Mätresse
- Louis Guillaume Le Monnier (1717–1799), Arzt, Botaniker, Mykologe und Enzyklopädist
- Armand II. François Auguste de Rohan-Soubise (1717–1756), Kirchenfürst
- Jean-Baptiste le Rond d’Alembert (1717–1783), Mathematiker, Physiker und Philosoph
- Pierre Le Roy (1717–1785), Uhrmacher und Erfinder
- François-Thomas-Marie de Baculard d’Arnaud (1718–1805), Dichter und Dramatiker
- Nicolas Huet I. (1718 – nach 1788), Tier- und Stilllebenmaler
- Pierre-Joseph Macquer (1718–1784), Arzt und Chemiker
- Charles Maucourt (1718–1768), Maler und Radierer
- Jean-Baptiste Pâris de Meyzieu (1718–1778), Rechtsanwalt, Autor und Enzyklopädist
- Claude-Henri Watelet (1718–1786), Künstler, Kunstsammler, Enzyklopädist, Autor und Gartenbauinteressierter
- Marie Marguerite Bihéron (1719–1795), Künstlerin
- Mathieu-Antoine Bouchaud (1719–1804), Advokat, Ökonom und Enzyklopädist
- Louis-Alexandre de Cessart (1719–1806), Bauingenieur
- Michel-Jean Sedaine (1719–1797), Bühnendichter
- Matthäus Baron von Vernezobre (1720–1782), preußischer Gutsbesitzer und Unternehmer
- François-Joseph Bérardier de Bataut (1720–1794), Lehrer, Schriftsteller und Übersetzer
- André-Noël Pagin (1720–nach 1785), Geiger und Komponist
- Madeleine de Puisieux (1720–1798), Schriftstellerin und frühe Feministin
- Jean-Baptiste Le Roy (1720–1800), Wissenschaftler und Enzyklopädist

#### 1721 bis 1740

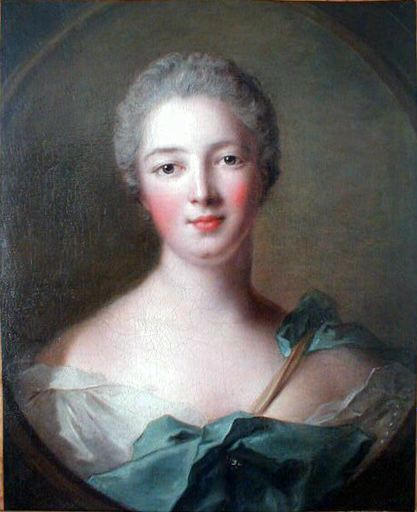
Madame de Pompadour

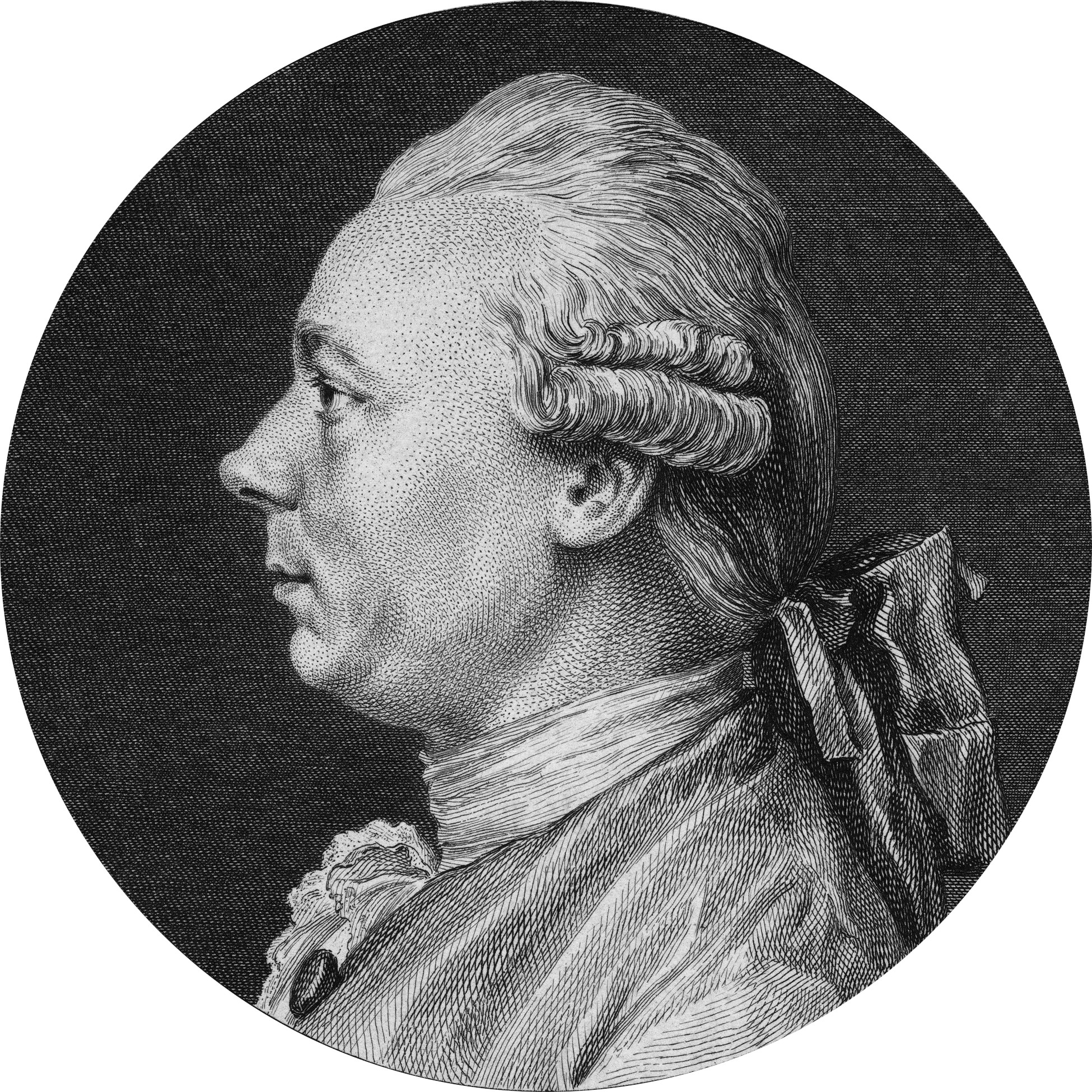
François-André Danican Philidor

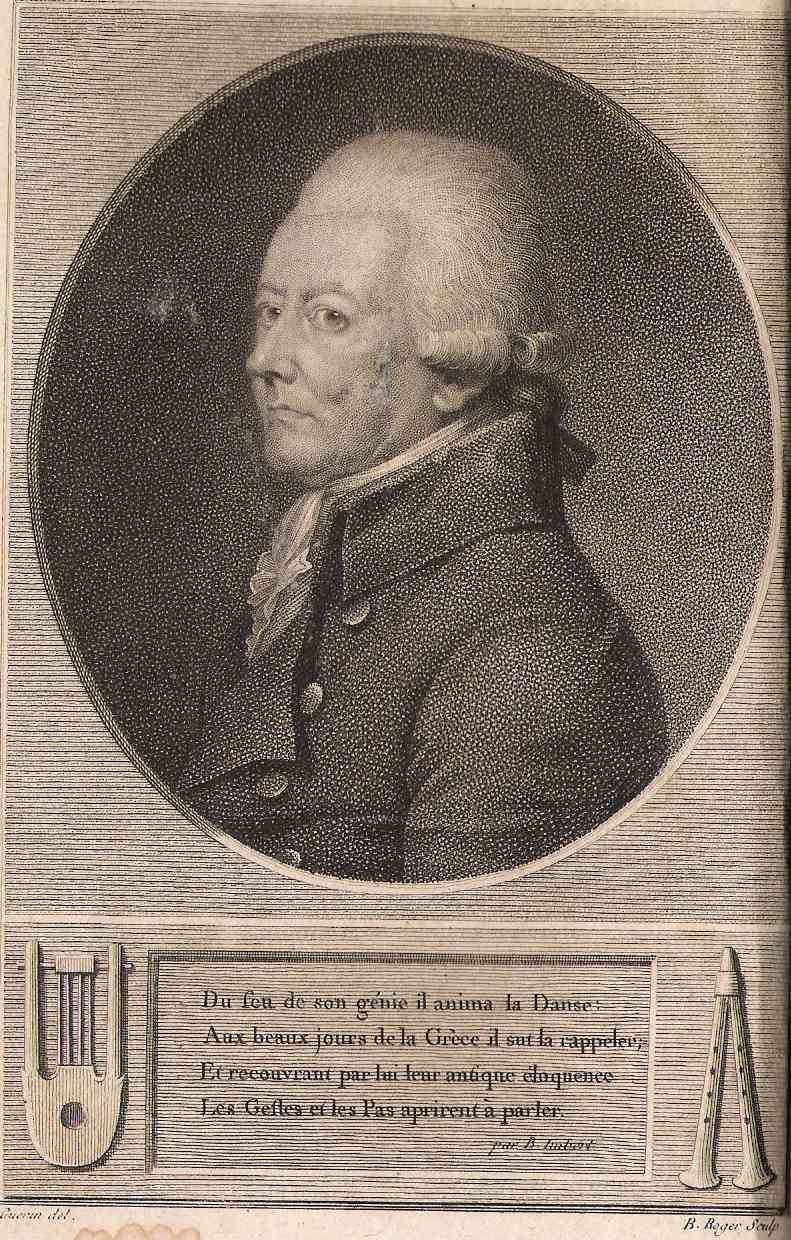
Jean Georges Noverre

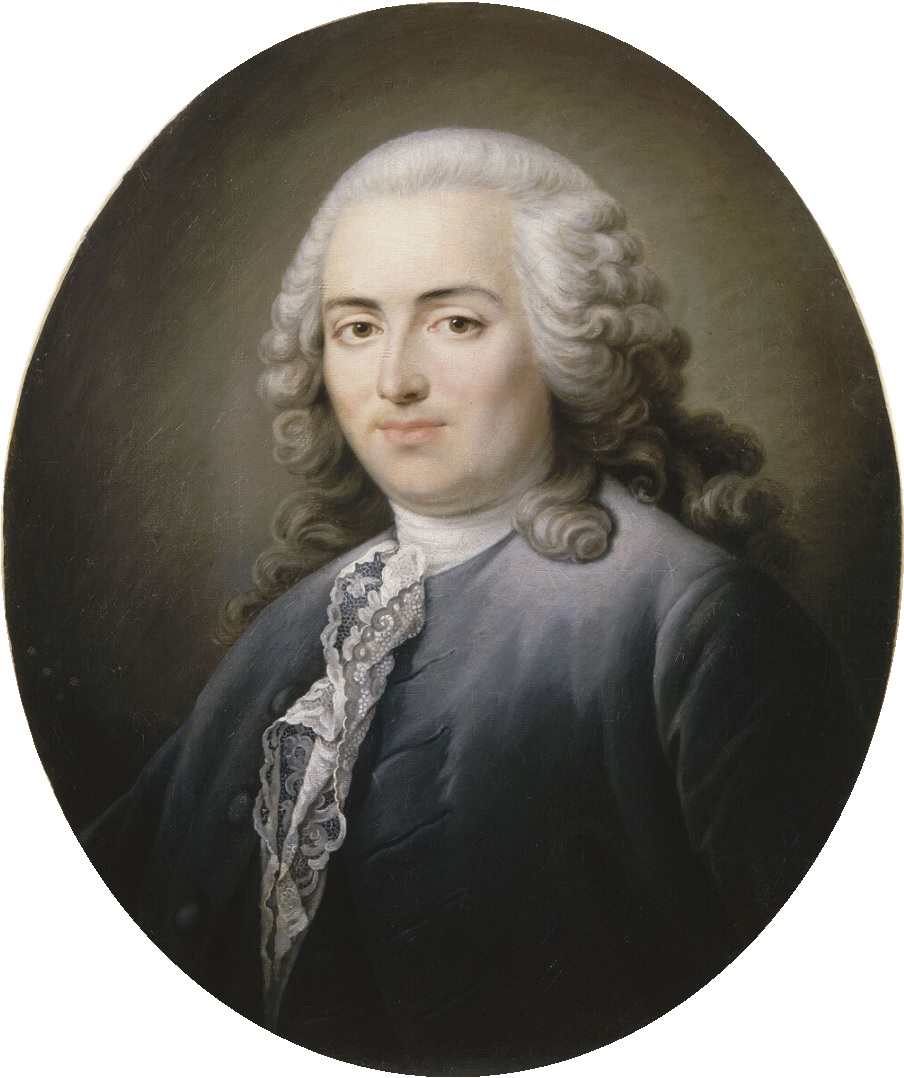
Anne Robert Jacques Turgot

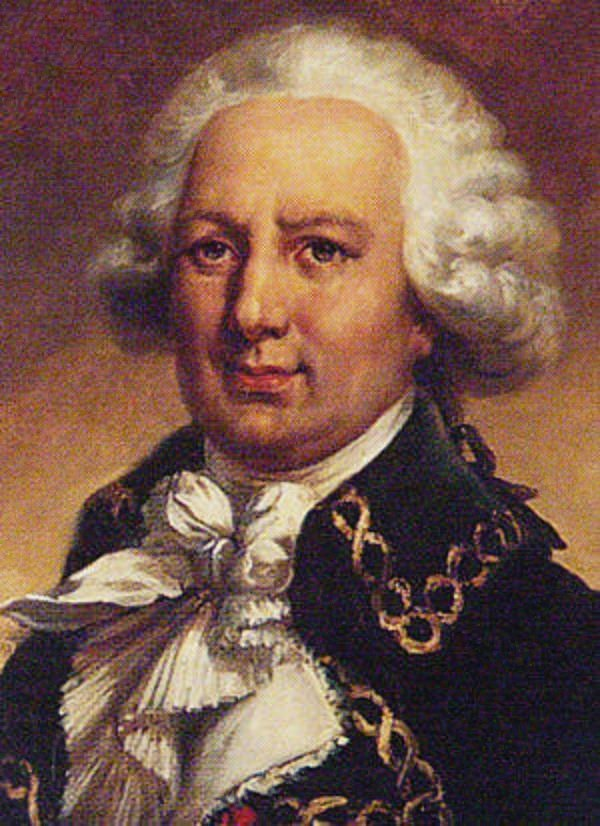
Louis Antoine de Bougainville

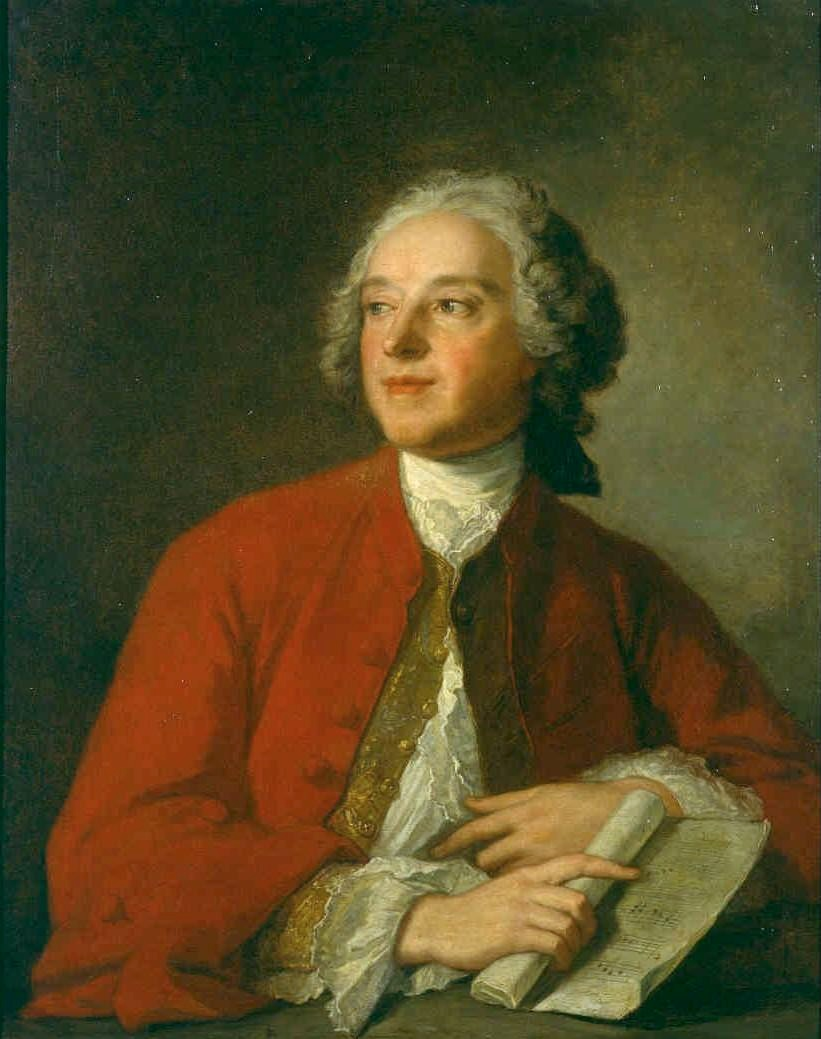
Pierre Augustin Caron de Beaumarchais

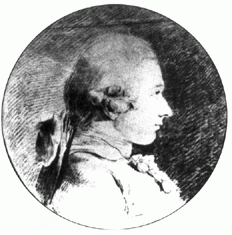
Donatien Alphonse François de Sade

- Louis Anseaume (1721–1784), Librettist
- Chrétien-Guillaume de Lamoignon de Malesherbes (1721–1794), Staatsmann
- Étienne Maynon d’Invault (1721–1801), Jurist
- Madame de Pompadour (1721–1764), Mätresse
- Préville (1721–1799), Schauspieler
- Philippe-Auguste de Sainte-Foy (1721–1795), Offizier und Schriftsteller
- Jean-Pierre de Bougainville (1722–1763), Althistoriker, ständiger Sekretär der Académie des Inscriptions et Belles-Lettres und Mitglied der Académie française
- Nicolas Antoine Boulanger (1722–1759), Ingenieur, Wissenschaftler, Linguist, Historiker und Enzyklopädist
- Antoine Le Camus (1722–1772), Mediziner, Autor und Journalist
- Charles-Louis Clérisseau (1722–1820), Zeichner, Maler und Architekt
- Louis-Jacques Goussier (1722–1799), Mathematiker, Illustrator, Grafiker und Enzyklopädist
- Louis-Pierre Anquetil (1723–1808), Historiker
- Pierre Antoine Baudouin (1723–1769), Maler und Zeichner
- Pierre Patte (1723–1814), Architekt, Autor und Druckgrafiker
- Charles-Georges Le Roy (1723–1789), Literat, Enzyklopädist und Naturforscher
- Didier Robert de Vaugondy (1723–1786), Geograph
- Jean-Jacques Bachelier (1724–1806), Maler
- Antonio Stefano Balletti (1724–1789), Schauspieler und Tänzer
- Gabriel de Saint-Aubin (1724–1780), Maler, Zeichner und Graveur
- Bellecour (1725–1778), Schauspieler und Dramatiker
- Edme-Sébastien Jeaurat (1725–1803), Astronom
- Louis Jean François Lagrenée (1725–1805), Maler
- Louis Charles de Lorraine (1725–1761), Angehöriger der Familie Guise, Prince de Lambesc, Comte de Brionne, Comte de Braine, Großstallmeister von Frankreich
- Julie-Gillette de Pardaillan d’Antin (1725–1797 oder 1799), die letzte Äbtissin der königlichen Abtei Fontevraud
- Louise Henriette de Bourbon-Conti (1726–1759), Adelige
- Gabriel François Doyen (1726–1806), Maler
- Joseph Palamede de Forbin-Janson (1726–1809), General
- François-Thomas Germain (1726–1791), Silberschmied
- François-Henri d’Harcourt (1726–1802), General und Herzog
- Claude Guillaume Lambert (1726–1794), Richter und Minister
- Jules Hercule Mériadec de Rohan, prince de Guéméné (1726–1800), Adeliger
- Jean François Clément Morand (1726–1784), Chemiker, Mineraloge und Mediziner
- François-André Danican Philidor (1726–1795), Komponist
- Charles Le Roy (1726–1779), Arzt und Enzyklopädist
- Antoine-Louis Séguier (1726–1792), Jurist und Politiker
- François Denis Tronchet (1726–1806), Jurist
- Armand-Louis Couperin (1727–1789), Komponist und Organist
- Charles Eugène Gabriel de La Croix de Castries (1727–1801), Minister
- François-Hubert Drouais (1727–1775), Maler
- Étienne Charles de Loménie de Brienne (1727–1794), Politiker und Kleriker
- Jean Georges Noverre (1727–1810), Tänzer und Choreograf
- Charles-François de Saint-Simon Sandricourt (1727–1794), Bischof
- Anne Robert Jacques Turgot (1727–1781), Staatsmann und Ökonom
- Étienne-Louis Boullée (1728–1799), Architekt
- Antoine-François Brisson (1728–1796), Advokat
- François Emmanuel de Crussol (1728–1802), Hochadliger, General und Politiker
- Lekain (1728/29–1778), Schauspieler
- Louis Antoine de Bougainville (1729–1811), Offizier, Seefahrer und Schriftsteller
- Ponce-Denis Écouchard-Lebrun (1729–1807), Lyriker
- François Ambroise Didot (1730–1804), Buchdrucker, Schriftgießer und Verleger
- Jacques de Flesselles (1730–1789), Provost
- Edme Mentelle (1730–1815), Kartograph, Professor und Dichter
- Augustin Pajou (1730–1809), Bildhauer und Skulpteur
- Marc-Antoine-Jacques Rochon de Chabannes (1730–1800), Dramatiker
- Charles de Wailly (1730–1798), Architekt und Stadtplaner
- Abraham Hyacinthe Anquetil-Duperron (1731–1805), Orientalist
- Jean-Louis Aubert (1731–1814), Weltgeistlicher, Fabeldichter, Journalist und Literaturkritiker
- Louis Claude Cadet de Gassicourt (1731–1799), Chemiker und Apotheker
- Desboulmiers (1731–1771), Schriftsteller und Librettist
- Jean-Louis Laruette (1731–1792), Komponist und Sänger
- Victor Louis (1731–1800), Architekt
- Théodore-Jean Tarade (1731–1788), Violinist und Komponist
- Pierre Augustin Caron de Beaumarchais (1732–1799), Unternehmer und Schriftsteller
- François-Henri Clicquot (1732–1790), Orgelbauer
- Auguste Denis Fougeroux de Bondaroy (1732–1789), Botaniker
- Nicolas-René Jollain (1732–1804), Maler
- Jean-Charles-Pierre Lenoir (1732–1807), Polizeileutnant und königlicher Bibliothekar
- Raphaël Bienvenu Sabatier (1732–1811), Mediziner
- Denis Antoine (1733–1801), Architekt und Stadtplaner
- Louis-Jacques Durameau (1733–1796), Historien-, Porträt-, Genre- und Dekorationsmaler, Professor der Académie royale de peinture et de sculpture in Paris, Hofmaler in Versailles und Kustos der Kunstsammlung Ludwigs XVI. sowie Gestalter von Festen Marie-Antoinettes
- Chevalier d’Herbain (um 1733–1769), Komponist
- Antoine-Marin Lemierre (1733–1793), Bühnendichter
- Hubert Robert (1733–1808), Maler
- Guy-Jean-Baptiste Target (1733–1807), Jurist und Politiker
- Louis François II. de Bourbon, prince de Conti (1734–1814), Adeliger
- François-Jean de Chastellux (1734–1788), Militär und Schriftsteller
- Claude-Joseph Dorat (1734–1780), Schriftsteller
- Mathieu-Bernard Goudin (1734–1817), Mathematiker und Astronom
- François-René Molé (1734–1802), Schauspieler
- François Racine de Monville (1734–1797), Verwaltungsbeamter und Amateurarchitekt
- Louis René Édouard de Rohan-Guéméné (1734–1803), Fürstbischof
- Charles Daniel de Talleyrand-Périgord (1734–1788), Adliger und Militär
- François-Emmanuel de Crussol d’Uzès (1735–1789), römisch-katholischer Geistlicher und Bischof von La Rochelle
- René Louis de Girardin (1735–1808), Schriftsteller
- Pierre Lahoussaye (1735–1818), Geiger, Komponist und Dirigent
- Claude-Carloman de Rulhière (1735–1791), Dichter und Historiker
- Alexandre-Théophile Vandermonde (1735–1796), Musiker, Mathematiker und Chemiker
- Louis-Alexandre-Céleste d’Aumont (1736–1814), Hochadliger, Militär, Hofbeamter und Politiker
- Jean-Sylvain Bailly (1736–1793), Astronom und erster Bürgermeister von Paris
- Louis V. Joseph de Bourbon, prince de Condé (1736–1818), Adeliger
- Pierre-Charles Levesque (1736–1812), Historiker, Übersetzer und Hochschullehrer
- Alexandre Angélique de Talleyrand-Périgord (1736–1821), Bischof und Staatsmann
- Louis Antoine Sophie de Vignerot du Plessis (1736–1791), Hochadliger, Militär und Hofbeamter aus dem Haus Vignerot
- Fanny de Beauharnais (1737–1813), Dichterin und Salonière
- Henri de Franquetot, duc de Coigny (1737–1821), Marschall von Frankreich
- Philippe-Louis Gérard (1737–1813), römisch-katholischer Geistlicher und Schriftsteller
- François Giroust (1737–1799), Komponist
- Grandmesnil (1737–1816), Schauspieler
- Marie-Geneviève Navarre (1737–1795), Malerin
- Charlotte-Jeanne Béraud de la Haye de Riou, Marquise de Montesson (1738–1806), Adelige und Schriftstellerin
- Aglaé Cadet (um 1738–1801), Miniatur- und Emaillemalerin
- César-Guillaume de La Luzerne (1738–1821), Bischof
- Jacques-André Naigeon (1738–1810), Literat, Publizist, Philosoph und Enzyklopädist
- Alexandre-Théodore Brongniart (1739–1813), Architekt
- Jean-François Chalgrin (1739–1811), Architekt
- Nicolas Durand (1739–1830), Architekt
- Jean-François de La Harpe (1739–1803), Kritiker und Dichter
- Pierre Samuel du Pont de Nemours (1739–1817), Nationalökonom
- Charles Henri Sanson (1739–1806), Henker von Paris
- Manon Balletti (1740–1776), Schauspielerin italienischer Abstammung
- Claude Antoine de Béziade (1740–1829), Militär und Politiker des 19. Jahrhunderts
- Armand Gaston Camus (1740–1804), Politiker
- Bernard-René Jordan de Launay (1740–1789), Adeliger
- Louis-Sébastien Mercier (1740–1814), Schriftsteller
- Donatien Alphonse François de Sade (1740–1814), Adeliger
- Balthazar Georges Sage (1740–1824), Mineraloge und Chemiker
- Claude-Sixte Sautreau de Marsy (1740–1815), Publizist und Literat

#### 1741 bis 1760

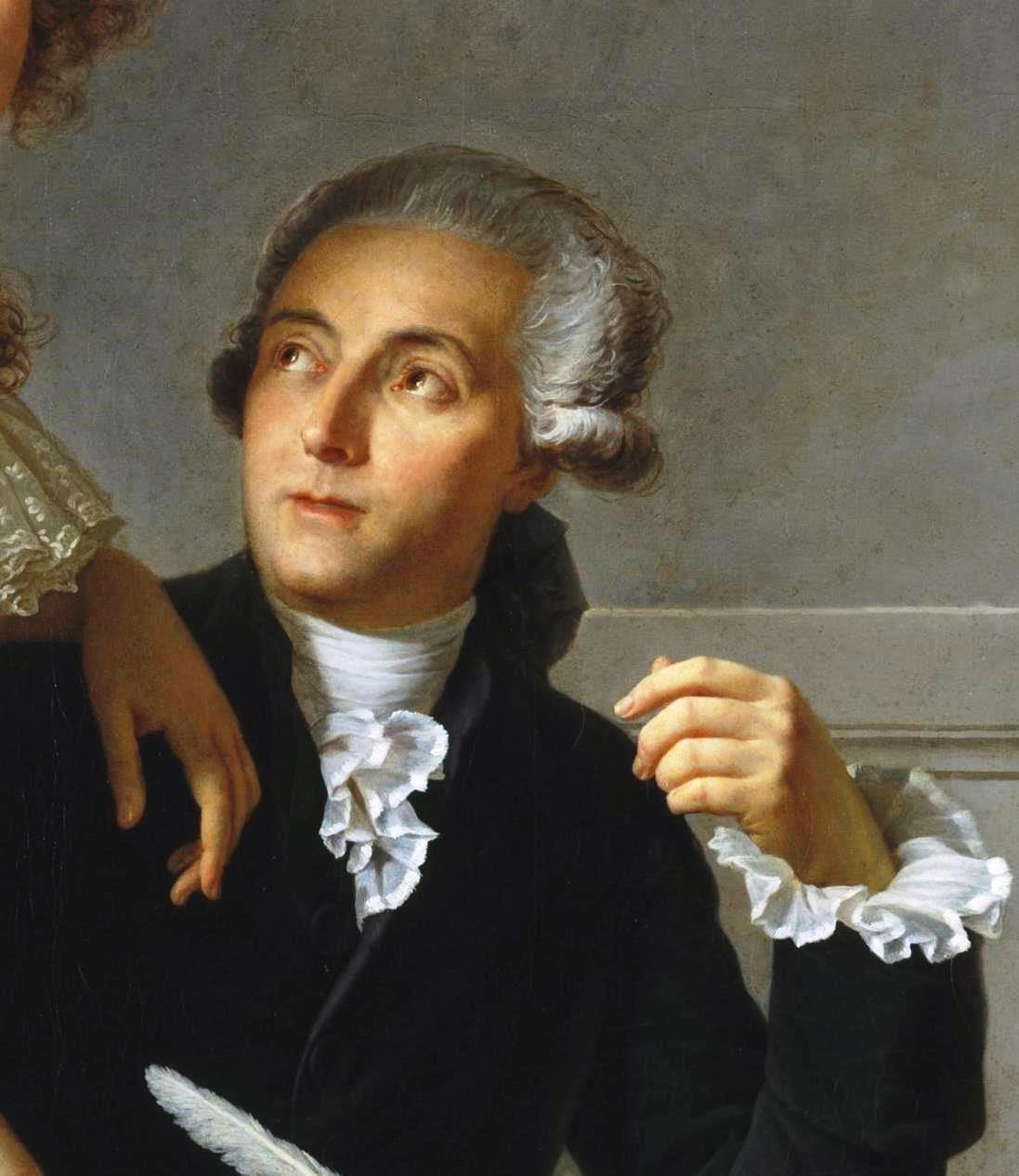
Antoine Laurent de Lavoisier

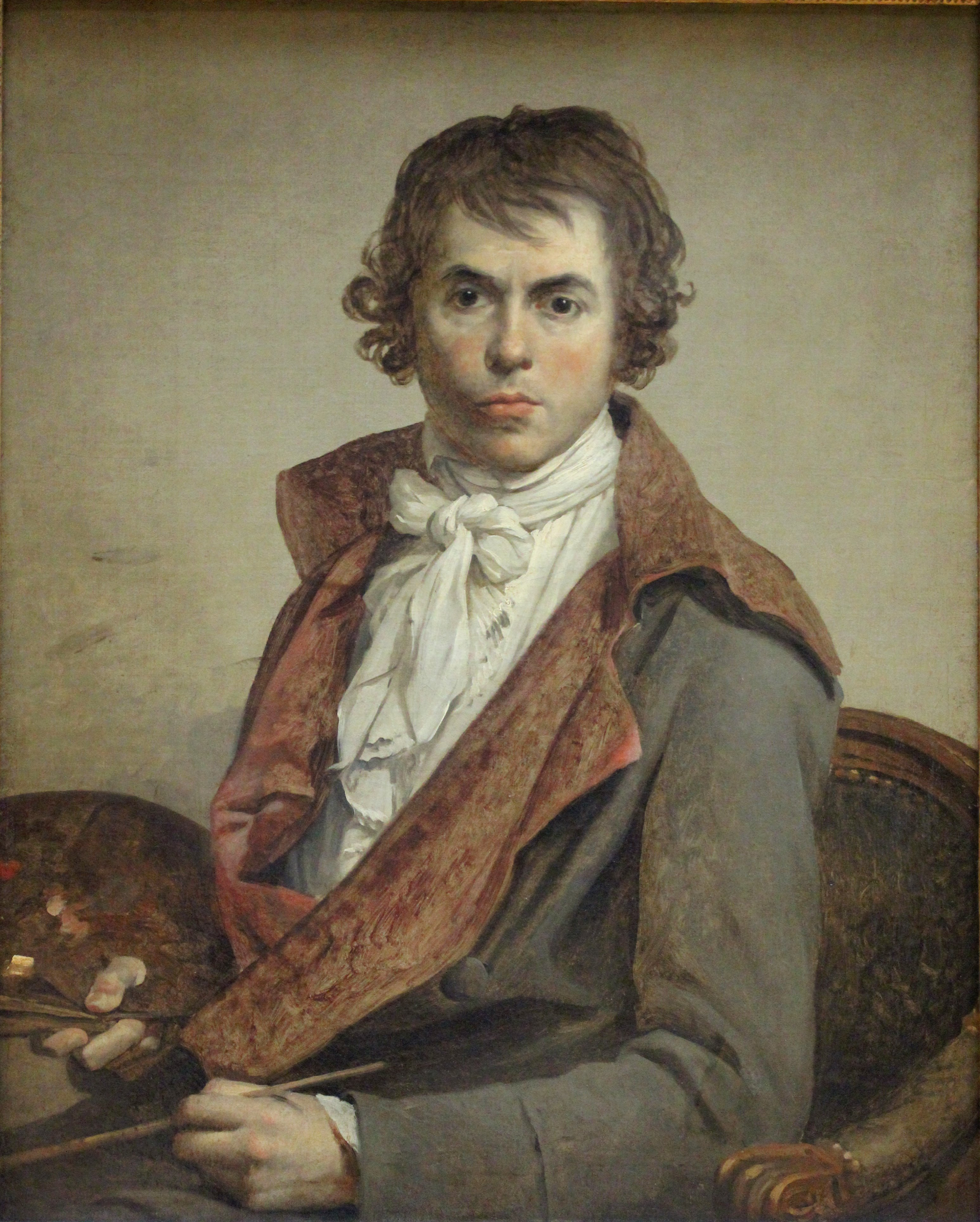
Jacques-Louis David

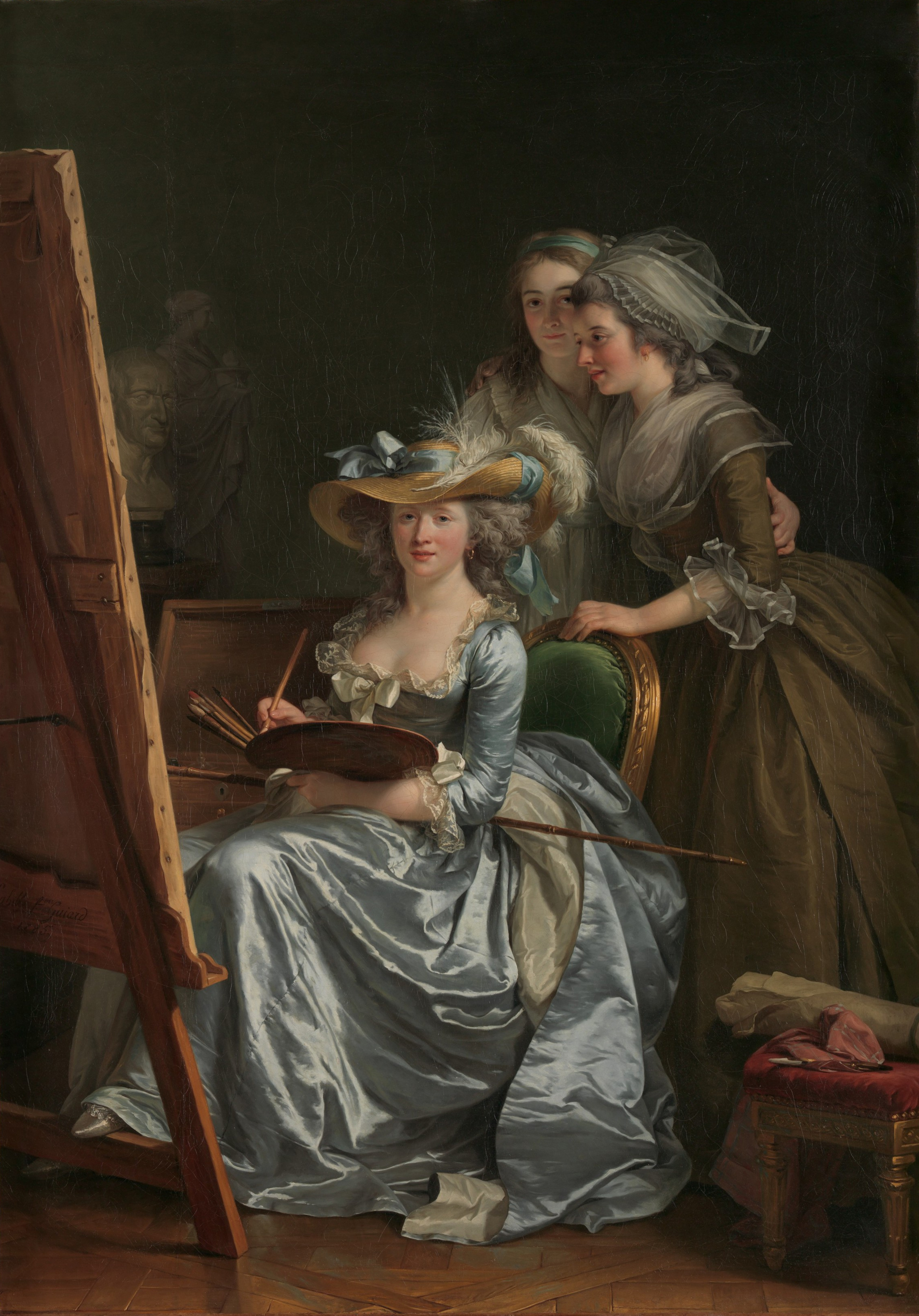
Adélaïde Labille-Guiard

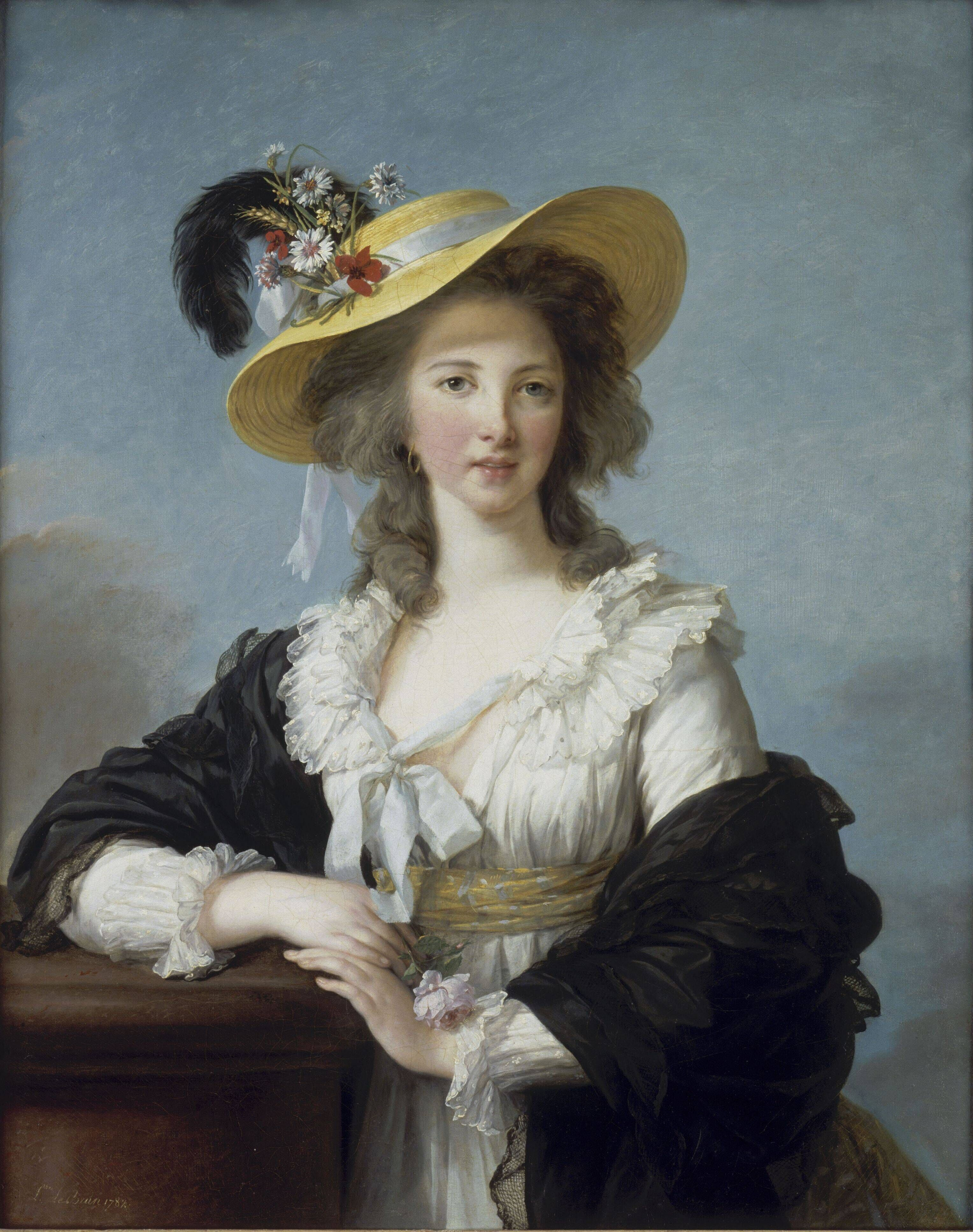
Yolande Martine Gabrielle de Polastron, duchesse de Polignac

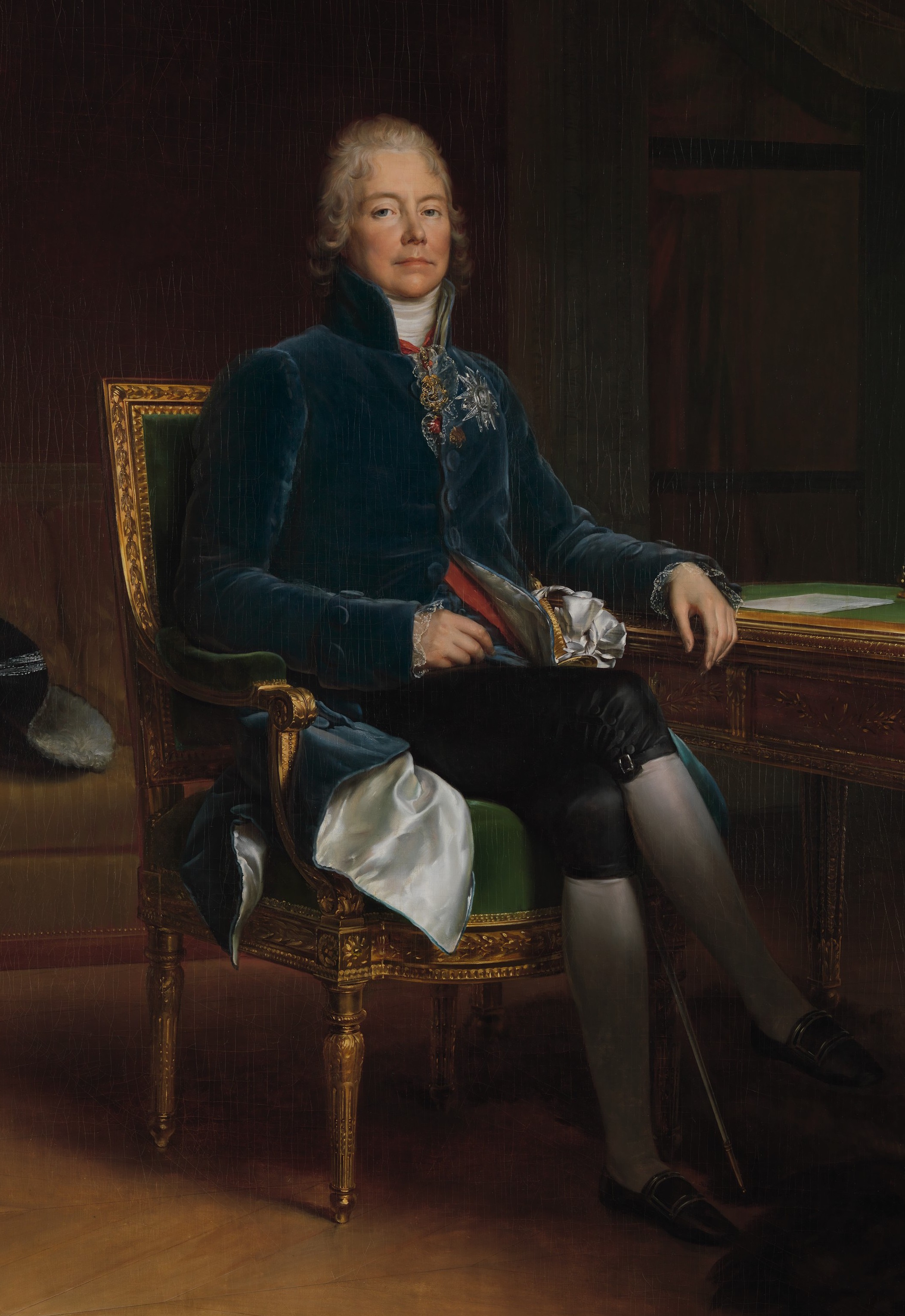
Charles-Maurice de Talleyrand-Périgord

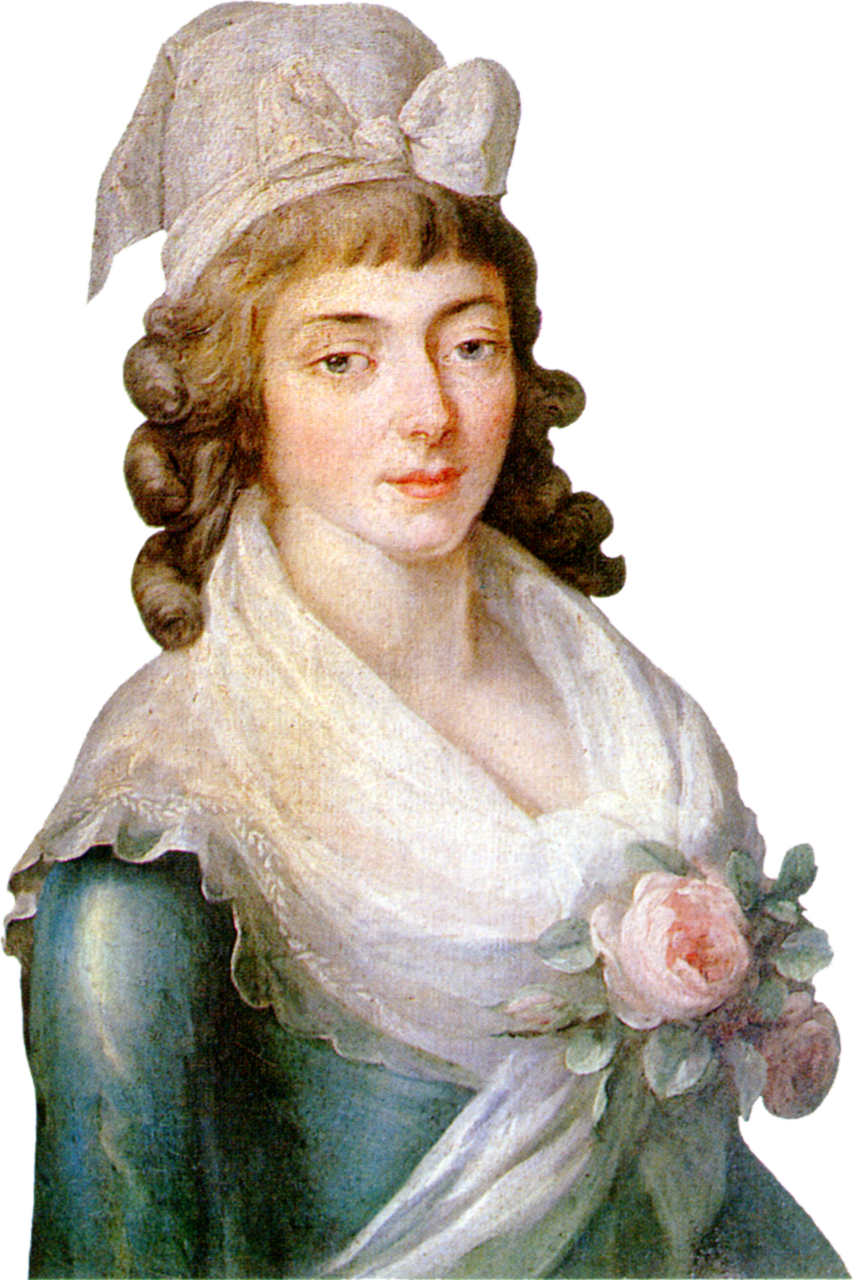
Madame Roland

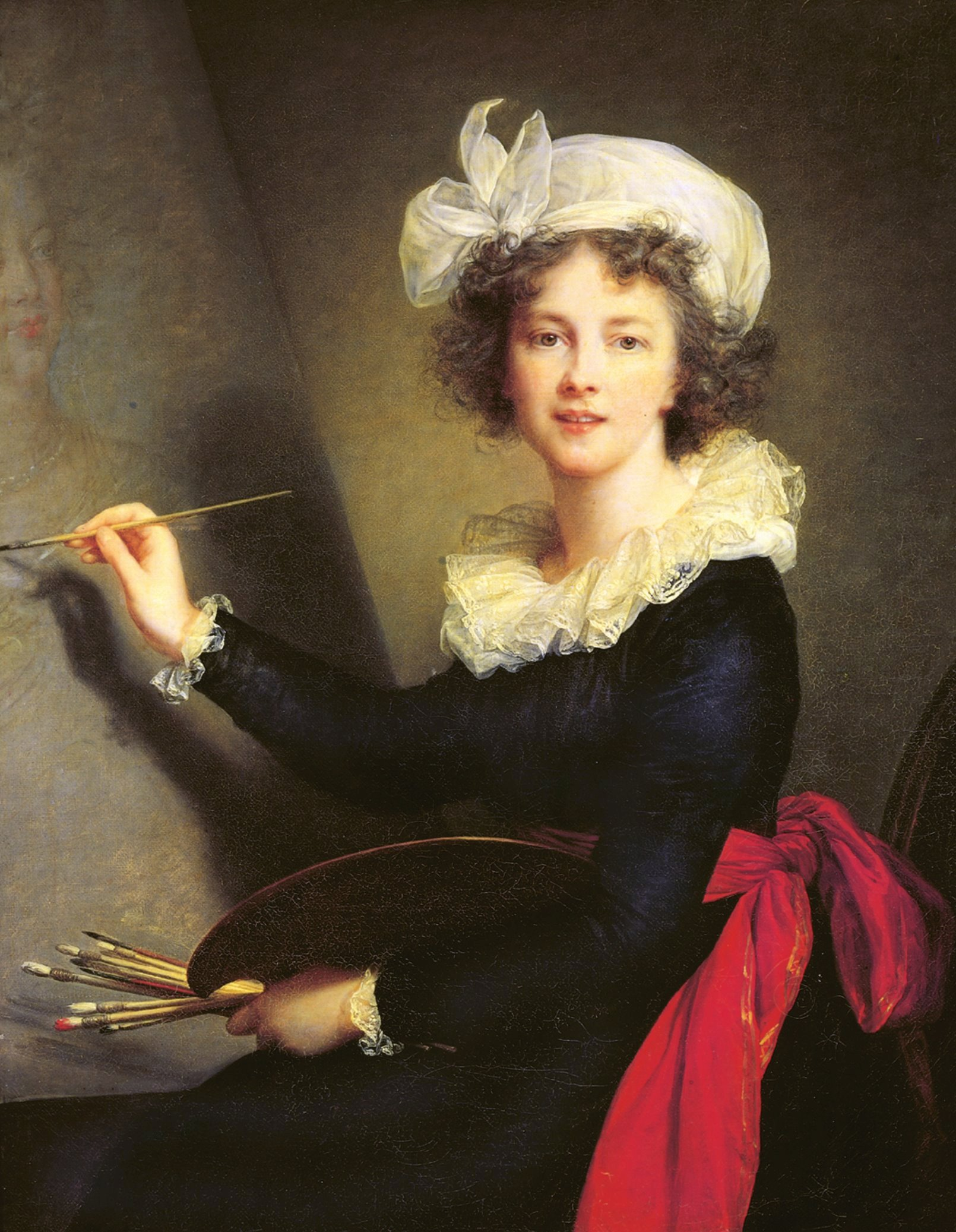
Élisabeth Vigée-Lebrun

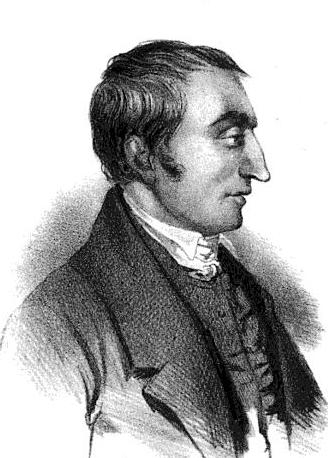
Henri de Saint-Simon

- Antoine-François Callet (1741–1823), Allegorien- und Porträtmaler
- Emmanuel-Henri-Charles de Crussol (1741–1818), General und Politiker
- Jean-Pierre Duport (1741–1818), Cellist und Komponist
- Emmanuel Céleste de Durfort (1741–1800), Hochadliger und Militär
- Marie-Madeleine Jodin (1741–1790), Schauspielerin, Philosophin und Feministin
- Jean-Michel Moreau (1741–1814), Kupferstecher und Radierer
- Louis Archambault Dorvigny (1742–1812), Schriftsteller
- André Dupont (1742–1817), Rosenspezialist und Rosenzüchter
- Simon Leduc (1742–1777), Violinist und Komponist
- François Chopart (1743–1795), Chirurg
- Anne Emmanuel von Croÿ (1743–1803), 8. Herzog von Croÿ, Fürst von Solre in der Grafschaft Hennegau, Reichsfürst und Grand d’Espagne erster Klasse
- Lucie-Madeleine d’Estaing (1743–1826), Adelige
- Marie Madeleine Guimard (1743–1816), in ihrer Zeit die berühmteste Tänzerin Frankreichs
- Louis-Grégoire Le Hoc (1743–1810), Diplomat
- Antoine Laurent de Lavoisier (1743–1794), Chemiker, Rechtsanwalt, Hauptzollpächter und Leiter der französischen Pulververwaltung
- Jean-Laurent Mosnier (1743–1808), Hofmaler
- Louis-Alexandre de La Rochefoucauld (1743–1792), Aristokrat und Politiker
- Antoine Cadet de Vaux (1743–1828), Apotheker, Chemiker und Agrarwissenschaftler
- Sophie Arnould (1744–1802), Schauspielerin, Sängerin und Salonière
- François-Joseph Bélanger (1744–1818), Architekt und Gartengestalter
- Anne Louise de Jouy Brillon (1744–1824), Cembalistin, Pianistin und Komponistin
- Gabriel Brizard (1744–1793), Parlamentsadvokat, Geschichtsforscher und Schriftsteller
- Aimery Louis Roger de Rochechouart (1744–1791), General und Politiker
- Anne Vallayer-Coster (1744–1818), Malerin
- Jean-Louis Voille (um 1744–um 1802/03), Maler
- Jean-Baptiste Huet (1745–1811), Maler, Zeichner und Radierer
- Germain-Hyacinthe de Romance (1745–1831), Offizier, Publizist und Schriftsteller
- Alexandre Beaunoir (1746–1823), Schriftsteller
- Charles Paul François de Beauvilliers (1746–1828), Militär aus dem Haus Beauvilliers
- Jean-Baptiste-Michel Bucquet (1746–1780), Arzt und Chemiker
- Charles Louis L’Héritier de Brutelle (1746–1800), Jurist und Botaniker
- Claude-Louis Desrais (1746–1816), Maler, Zeichner und Illustrator
- Mademoiselle Durancy (1746–1780), Schauspielerin
- Jean-Nicolas Pache (1746–1823), Politiker
- Alexis Le Veneur de Tillières (1746–1833), Général de division und Politiker
- François-André Vincent (1746–1816), Maler
- Jean Duplessis-Bertaux (1747–1820), Zeichner, Radierer und Maler
- Georges de Bièvre (1747–1789), Schriftsteller
- Louis-Alexandre de Bourbon, prince de Lamballe (1747–1768), Adeliger
- Johann Franz d’Escars du Peyrusse (1747–1822), Militär
- Armand-Louis de Gontaut, duc de Biron (1747–1793), General
- Aimar-Charles-Marie de Nicolaï (1747–1794), Beamter
- Philippe-Jean Pelletan (1747–1829), Chirurg
- André Thouin (1747–1824), Botaniker
- Louis Joseph Charles Amable d’Albert de Luynes (1748–1807), Politiker und Militär
- Jean Dominique Comte de Cassini (1748–1845), Kartograf und Astronom
- Marie-Anne Collot (1748–1821), Bildhauerin
- Jacques-Louis David (1748–1825), Maler
- Jean-Étienne Despréaux (1748–1820), Komponist und Schauspieler
- Antoine Alexandre Hanicque (1748–1821), Divisionsgeneral der Artillerie
- Barthélémy Larochelle (1748–1808), Schauspieler
- Louis Masreliez (um 1748–1810), schwedischer Maler, Zeichner, Grafiker und Innenarchitekt
- François Tourte (1747/48–1835), Bogenbauer
- Pierre-Alexandre Wille (1748–nach 1821), Maler
- Anne-Antoine-Jules de Clermont-Tonnerre (1749–1830), Kardinal
- Françoise Eléonore Dejean de Manville, Comtesse de Sabran (1749–1827), Persönlichkeit der Pariser Salons
- Louis-Pierre Deseine (1749–1822), Bildhauer des Klassizismus
- Jean-Louis Duport (1749–1819), Cellist und Komponist
- Charles-Nicolas Favart (1749–1806), Schauspieler und Schriftsteller
- Louis-Auguste Jouvenel des Ursins d’Harville (1749–1815), General der Kavallerie
- Adélaïde Labille-Guiard (1749–1803), Malerin
- Yolande Martine Gabrielle de Polastron, duchesse de Polignac (1749–1793), Adelige
- Jean-Marie Collot d’Herbois (um 1750–1796), Revolutionär und Schauspieler
- Sylvain Maréchal (1750–1803), Dichter und Philosoph
- Marie-Étienne Nitot (1750–1809), Juwelier, Hoflieferant für Napoleon Bonaparte und Gründervater des Schmuckherstellers Chaumet
- André Hercule Alexandre de Rosset de Rocozel (1750–1782), Hochadliger, Militär und Emigrant
- Benoît-Joseph Marsollier des Vivetières (1750–1817), Schriftsteller
- Amélie de Boufflers (1751–1794), Herzogin von Lauzun, Herzogin von Biron
- Antoine-François-Claude Ferrand (1751–1825), Politiker, Historiker und Mitglied der Académie française
- Gérard de Lally-Tollendal (1751–1830), Adliger und Politiker
- Joseph Meunier d’Haudimont (1751–wahrscheinlich nach 1789), Komponist
- Éléonore François Elie Moustier, marquis de Moustier (1751–1817), Diplomat
- Charles-Louis Balzac (1752–1820), Zeichner und Architekt
- Jeanne Louise Henriette Campan (1752–1822), Kammerfrau
- Marie-Gabriel-Florent-Auguste de Choiseul-Gouffier (1752–1817), Diplomat und Althistoriker
- Adrien-Marie Legendre (1752–1833), Mathematiker
- Étienne Meynier (1752–1835), Schauspieler
- Isaac de Rivaz (1752–1828), Politiker, Staatskanzler, Abgeordneter und Unternehmer
- Victurnien Jean-Baptiste de Rochechouart de Mortemart (1752–1812), Offizier und Politiker aus dem Haus Rochechouart
- Antoine Joseph Santerre (1752–1809), Bierbrauer
- Louise Marie Adélaïde de Bourbon-Penthièvre (1753–1821), Prinzessin
- Jean-Baptiste Bréval (1753–1823), Cellist und Komponist
- Claude-Louis Châtelet (1753–1795), Maler und Zeichner
- Marie Armande Jeanne Gacon-Dufour (1753–1835), Literatin und Ökonomin
- François Antoine Matignon (1753–1818), französisch-amerikanischer Geistlicher und Pionier der katholischen Kirche in Neuengland
- Cay Friedrich von Reventlow (1753–1834), dänischer Diplomat sowie Gutsbesitzer
- Henri Salembier (um 1753–1820), Maler, Zeichner und Ornamentstecher
- Louis-Philippe de Ségur (1753–1830), Diplomat und Schriftsteller
- Antoine Louis Claude Destutt de Tracy (1754–1836), Philosoph und Politiker
- Pierre L’Enfant (1754–1825), Künstler, Wissenschaftler und Stadtplaner
- Louis-Charles de Flers (1754–1794), Divisionsgeneral
- Louis-Marie Stanislas Fréron (1754–1802), Politiker
- Jean Noël Hallé (1754–1822), Arzt, Hygieniker und Epidemiologe
- Marie-Victoire Lemoine (1754–1820), Malerin
- Jean-Baptiste Regnault (1754–1829), Maler
- André Boniface Louis Riquetti de Mirabeau (1754–1792), Aktivist
- Madame Roland (1754–1793), politische Figur in der Französischen Revolution
- Charles-Maurice de Talleyrand-Périgord (1754–1838), Staatsmann sowie Diplomat
- Gabriel Thouin (1754–1829), Gartengestalter
- Philibert-Louis Debucourt (1755–1832), Maler und Kupferstecher
- Antoine François de Fourcroy (1755–1809), Arzt, Chemiker und Politiker
- Jean-Henri Hassenfratz (1755–1827), Mineraloge, Physiker, Chemiker und Politiker
- Charles de Pougens (1755–1833), Autor, Romanist und Lexikograf
- Antoine Chrysostôme Quatremère de Quincy (1755–1849), Schriftsteller, Archäologe und Kunsthistoriker
- Élisabeth Vigée-Lebrun (1755–1842), Malerin
- Donatien-Marie-Joseph de Vimeur, vicomte de Rochambeau (1755–1813), General
- Louis VI. Henri Joseph de Bourbon, prince de Condé (1756–1830), Adeliger
- Claude-Victor de Broglie (1756–1794), Politiker und General
- Marie François Emmanuel de Crussol (1756–1843), Militär und Politiker
- Louis-Marie de Noailles (1756–1804), General und Geschäftsmann
- Auguste Marie Henri Picot de Dampierre (1756–1793), Général de division
- Françoise Marie Antoinette Saucerotte (1756–1815), Schauspielerin
- Joseph Alexandre de Ségur (1756–1805), Schriftsteller
- Charles Pierre François Augereau (1757–1816), Adeliger
- Charles de Lameth (1757–1832), General der Kavallerie
- François Louis René Mouchard de Chaban (1757–1814), Präfekt
- Jacques-Philippe Le Sueur (1757–1830), Bildhauer des Klassizismus
- Boniface Louis André de Castellane (1758–1837), Adliger, General und Politiker
- Joseph Gandat (1758–1794), Porträt-, Landschaftsmaler und Flötenbauer
- Alexandre Balthazar Laurent Grimod de la Reynière (1758–1837), Jurist, Gastrosoph und Literat
- Mayeur de Saint-Paul (1758–1818), Schauspieler, Regisseur, Dramatiker und Verfasser von Pamphleten
- Antoine-Isaac Silvestre de Sacy (1758–1838), Philologe
- Saint Prix (1758–1834), Schauspieler
- Antoine Louis François de Béziade (1759–1811), Militär, Gefährte des späteren Königs Ludwig XVIII.
- Louis Augustin Guillaume Bosc (1759–1828), Naturforscher
- Louis-André-Gabriel Bouchet (1759–1842), Porträt- und Historienmaler
- Adrien Duport (1759–1798), Politiker
- Chrétien-Louis-Joseph de Guignes (1759–1845), Diplomat und Sinologe
- Marie-Jean Hérault de Séchelles (1759–1794), Politiker
- Aubin-Louis Millin de Grandmaison (1759–1818), Natur- und Altertumswissenschaftler
- Louise d’Aumont Mazarin (1759–1826), Prinzessin von Monaco
- François-Auguste Parseval-Grandmaison (1759–1834), Maler und Dichter
- Jean Antoine Rossignol (1759–1802), General
- Frédéric-Séraphin de La Tour du Pin Gouvernet (1759–1837), Offizier, Staatsbeamter und Diplomat
- Jean-Denis Barbié du Bocage (1760–1825), Geograph und Kartograph
- Louise Contat (1760–1813), Schauspielerin
- Jean-Nicolas-Louis Durand (1760–1834), Architekt, Architekturtheoretiker und Professor für Architektur
- Pierre Henri (ca. 1760–1822), französisch-amerikanischer Miniaturporträtmaler
- Alexandre de Lameth (1760–1829), Soldat und Politiker
- Jean-Baptiste Louvet de Couvray (1760–1797), Politiker
- Louis-Michel Le Peletier de Saint-Fargeau (1760–1793), Politiker
- Henri de Saint-Simon (1760–1825), Autor
- Amalie Zephyrine von Salm-Kyrburg (1760–1841), Adelige
- Auguste Vestris (1760–1842), Tänzer und Choreograf

#### 1761 bis 1780

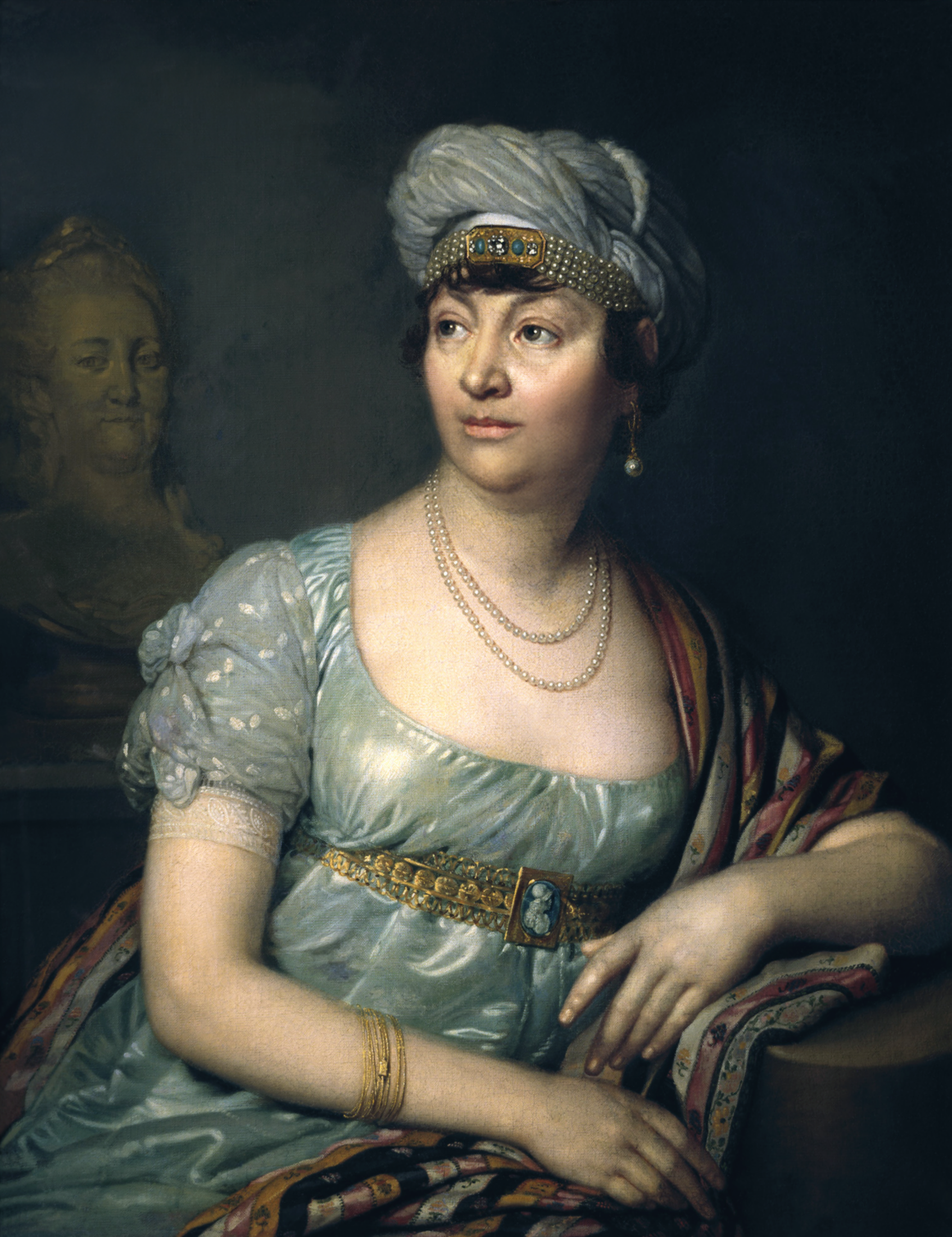
Anne Louise Germaine de Staël

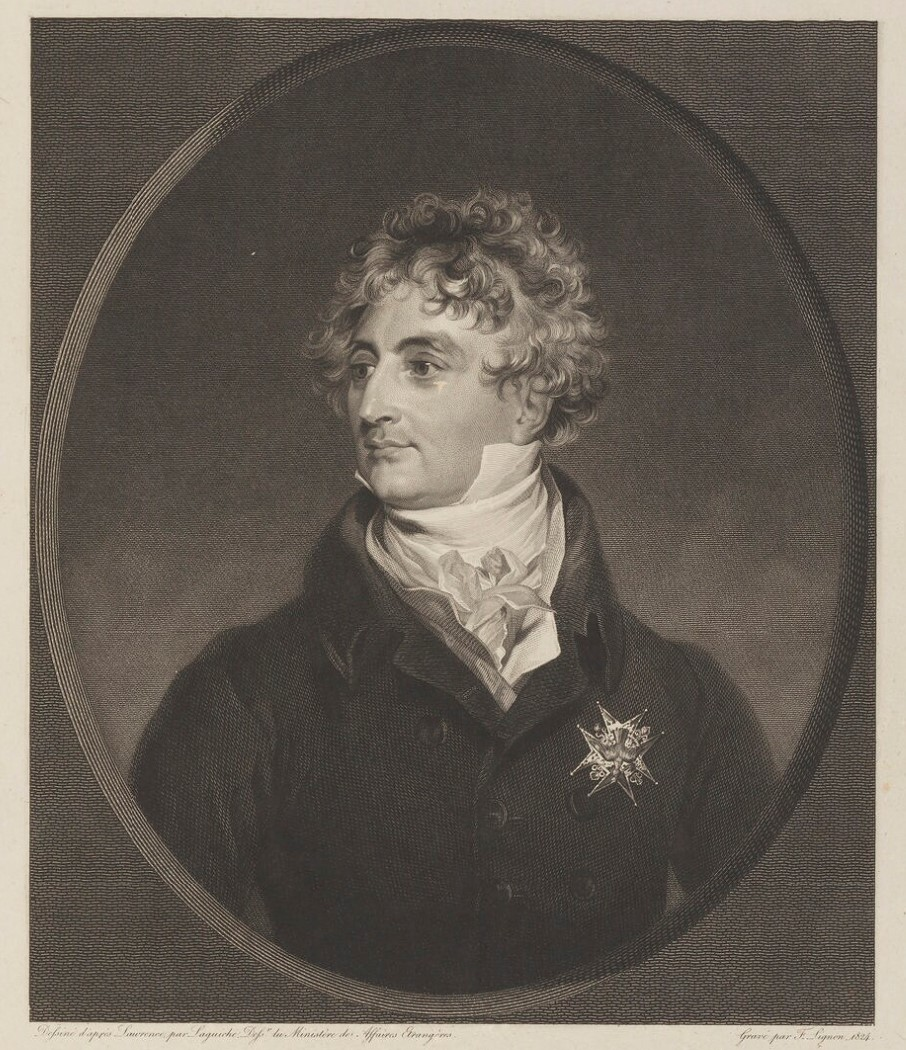
Armand Emmanuel du Plessis, duc de Richelieu

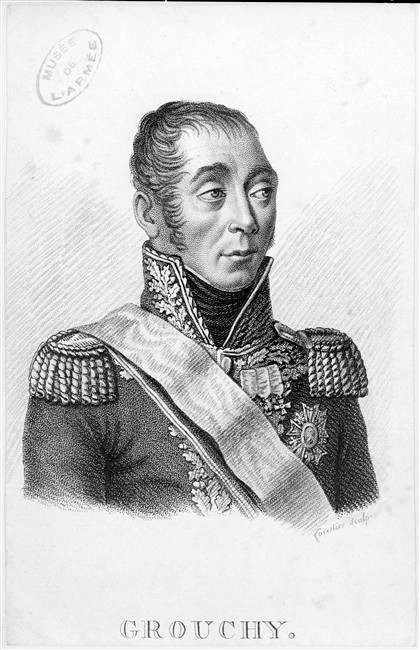
Emmanuel de Grouchy

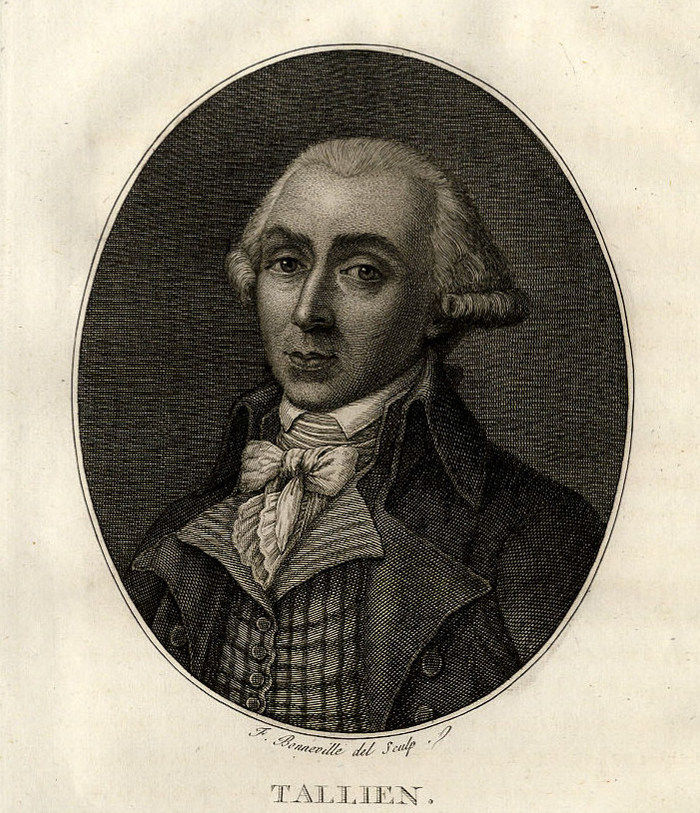
Jean Lambert Tallien

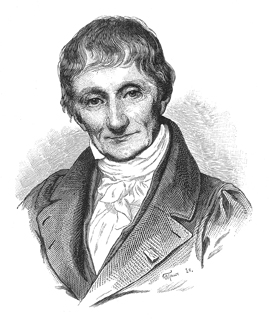
Alexandre Brongniart

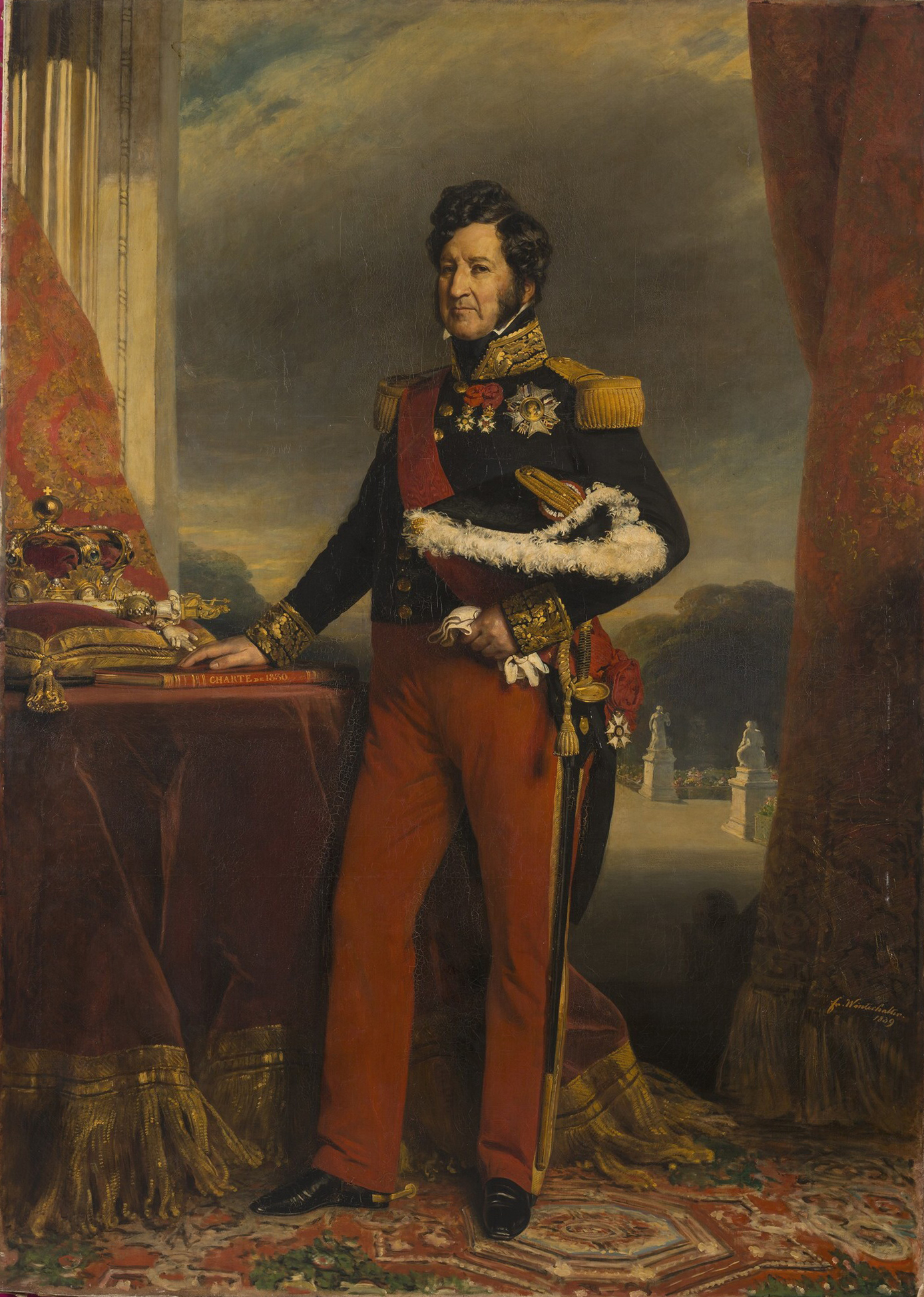
Louis-Philippe I.

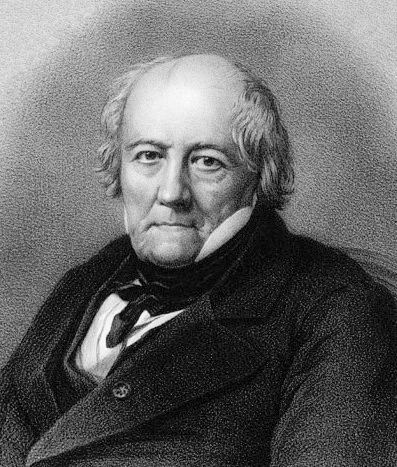
Jean-Baptiste Biot

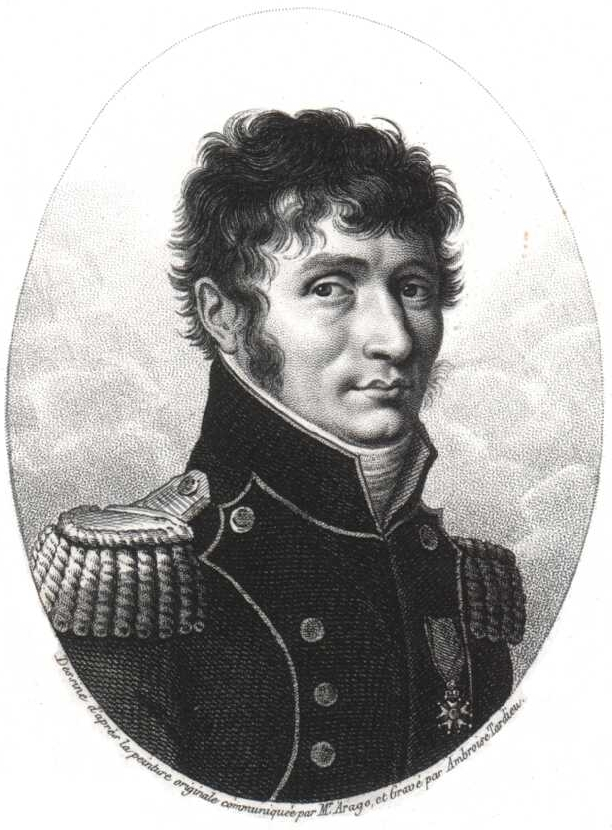
Louis Malus

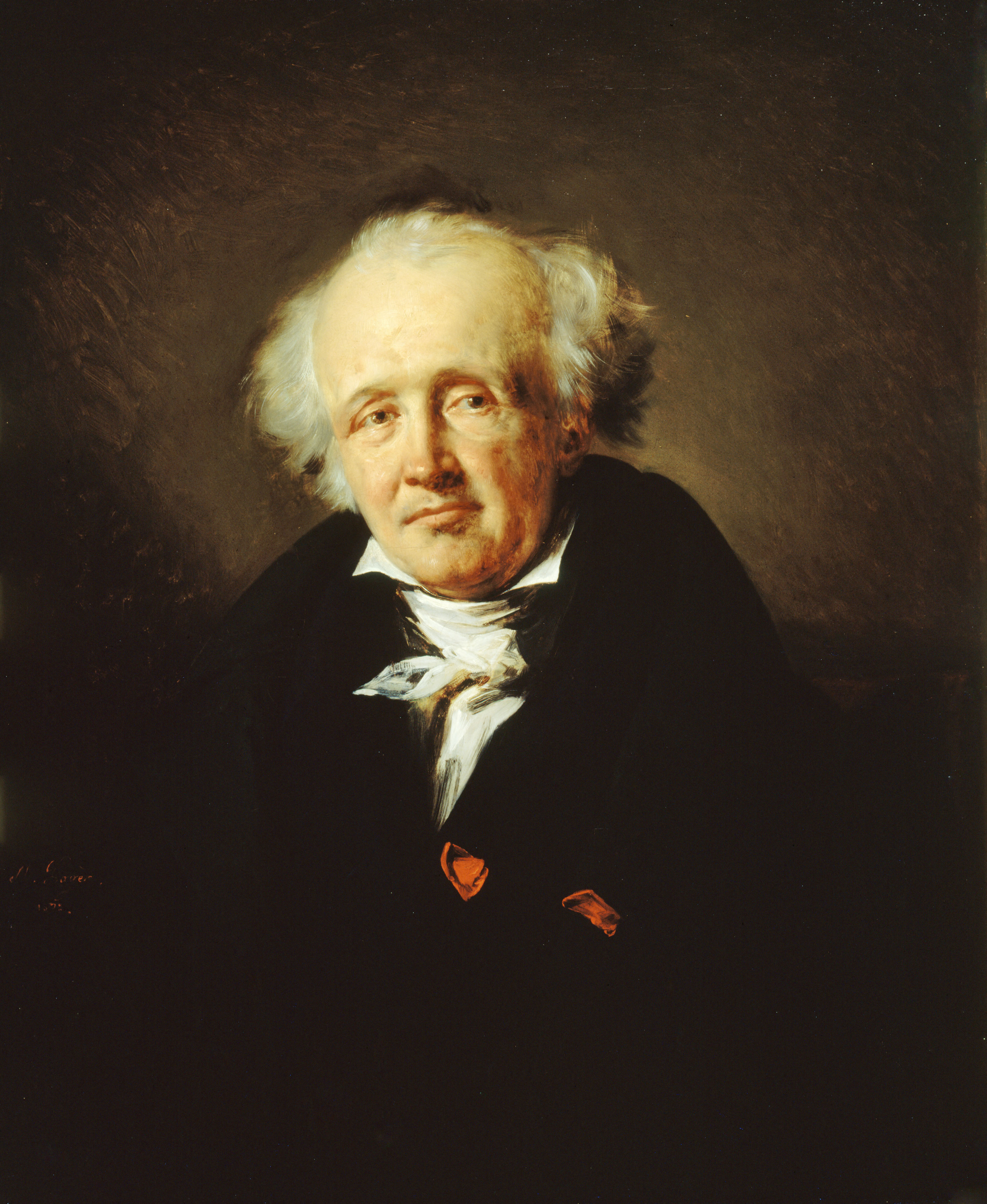
Marc-Antoine Jullien de Paris

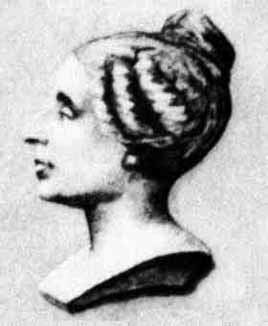
Sophie Germain

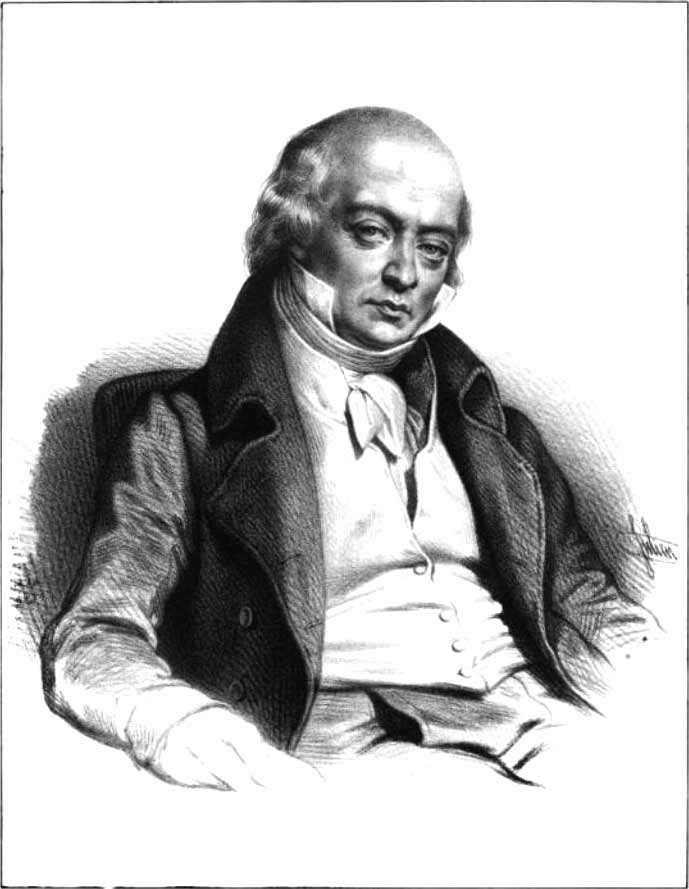
Pierre-Jean de Béranger

- Alexandre Louis Auguste de Rohan-Chabot (1761–1816), Comte de Chabot, 9. Prince de Léon, 6. Duc de Rohan, Comte de Porhoët, Premier Gentilhomme de la Chambre du Roi Ludwigs XVIII. und erblicher Pair de France
- Jacques-Louis Descemet (1761–1839), Gärtner und der erste bekannte Rosenzüchter Frankreichs
- De Vigny (1761–1830), Schauspieler
- François-Guillaume Ducray-Duminil (1761–1819), Journalist und Schriftsteller
- Antoine Hugot (1761–1803), Flötist, Hochschullehrer und Komponist
- Jean-Baptiste Lepère (1761–1844), Architekt
- Nicholas-Louis Robert (1761–1828), Erfinder
- Marie-Geneviève Bouliar (1762–1825), Malerin
- Louis-Marie-Céleste d’Aumont (1762–1831), Hochadliger, Militär, Hofbeamter und Politiker
- Archambaud de Talleyrand (1762–1838), Adeliger und Soldat
- Alexandre Lenoir (1762–1839), Archäologe
- Jean-François Leval (1762–1834), Divisionsgeneral
- Ludwig von Starhemberg (1762–1833), österreichischer Diplomat
- Alexandre Andrault de Langeron (1763–1831), General der Infanterie der russischen Armee
- Louise Emmanuelle de Châtillon (1763–1814), Aristokratin und Memorialistin
- Germain-Jean Drouais (1763–1788), Maler
- Charles Meynier (1763–1832), Maler
- Georges Michel (1763–1843), Landschaftsmaler
- Jacques-Marie Le Père (1763–1841), Ingenieur
- Marie Louise St. Simon-Montléart (1763–1804), Aristokratin und Hofdame
- François-Joseph Talma (1763–1826), Schauspieler
- Louis-Pierre Baltard (1764–1846), Architekt, Maler und Radierer des Klassizismus
- Louis Baraguey d’Hilliers (1764–1813), General
- Jean-François Coulon (1764–1836), Tänzer und Tanzlehrer
- François-Étienne Damas (1764–1828), General
- Firmin Didot (1764–1836), Typograf und Schriftsteller
- John Dubois (1764–1842), Bischof von New York
- Pierre Guillaume Gratien (1764–1814), General
- Ludwig Ferdinand Huber (1764–1804), deutscher Schriftsteller, Übersetzer und Journalist
- Gabriel-Marie Legouvé (1764–1812), Schriftsteller, Übersetzer und Dramaturg
- Pierre-Marc-Gaston de Lévis (1764–1830), Politiker und Schriftsteller
- Charles Percier (1764–1838), Architekt und Raumausstatter
- Charles Thévenin (1764–1838), Maler
- Charles Bretagne Marie Joseph de La Trémoille (1764–1839), Adliger und Militär des Ancien Régime
- Jean-François Varlet (1764–1837), Politiker
- Pierre-Claude Boiste (1765–1824), Romanist und Lexikograf
- Adélaïde-Gillette Dufrénoy (1765–1825), Dichterin
- Antoine Louis de Gourdon (1765–1833), Vizeadmiral
- Charles-Pierre Girault-Duvivier (1765–1832), Grammatiker, Romanist und Kompilator
- Sylvestre Lacroix (1765–1843), Mathematiker
- Antoine Michaut,genannt Michot (1765–1826), Schauspieler
- James Smithson (1765–1829), britischer Mineraloge und Chemiker
- Jean Joseph François Tassaert (1765–1838), Maler und Kupferstecher aus der Künstlerfamilie Tassaert
- Antoine-Vincent Arnault (1766–1834), Dramatiker und Lyriker
- Louis-François Bertin (1766–1841), Journalist und politischer Autor
- Anne Louise Germaine de Staël (1766–1817), Schriftstellerin
- Emmanuel de Grouchy (1766–1847), General, Marschall und Pair von Frankreich
- François Joseph Kirgener (1766–1813), Divisionsgeneral
- Mathieu de Montmorency-Laval (1766–1826), General, Staatsmann, Diplomat und Minister
- Jacques-Augustin-Catherine Pajou (1766–1828), Maler
- Armand Emmanuel du Plessis, duc de Richelieu (1766–1822), französischer und russischer Staatsmann
- Henriette-Félicité Tassaert (1766–1818), deutsch-französische Pastell-Malerin und Schabkünstlerin
- Achille Tocip (1766–1806), General der Infanterie
- Jean-Victor Bertin (1767–1842), Maler
- Henri Montan Berton (1767–1844), Komponist
- Julie Candeille (1767–1834), Komponistin, Musikerin, Dramatikerin und Schauspielerin
- Constance Marie Charpentier (1767–1849), Malerin
- Joseph Fiévée (1767–1839), Journalist, Schriftsteller und Abgeordneter
- Michael Friedländer (1767–1824), deutscher Mediziner
- Felix Lepeletier (1767–1837), Politiker
- Alexandre François Louis de Girardin (1767–1848), Politiker und Landschaftsmaler
- Nicolas Geneviève Huet (1767–1830), Tiermaler und Graveur
- Étienne-Denis Pasquier (1767–1862), Staatsmann
- César Rainville (1767–1845), Offizier und Gastwirt
- Armand-Jean-François Seguin (1767–1835), Chemiker, Armeelieferant, Wirtschaftswissenschaftler und Finanzier
- Jean Lambert Tallien (1767–1820), Journalist und Revolutionär
- François-Nicolas Vincent (1767–1794), Generalsekretär des französischen Kriegsministeriums
- Pierre Audouin (1768–1822), Zeichner und Kupferstecher
- Marie-Guillemine Benoist (1768–1826), Malerin
- Jean-Baptiste Debret (1768–1848), Maler
- Éléonore Duplay (1768–1832), Verlobte des Politikers Maximilien de Robespierre
- Marie-Jeanne de Lalande (1768–1832), Astronomin
- Anne Charles François de Montmorency (1768–1846), Militär und Politiker aus dem Haus Montmorency
- Adrien de Montmorency-Laval (1768–1837), Politiker und Diplomat
- Antoinette Tassaert (1768–1822), deutsch-französische Kupferstecherin, Malerin, Zeichnerin und Lehrerin
- Antoine Marie Chamans, comte de Lavalette (1769–1830), Offizier und Staatsmann
- Joseph Durant de Mareuil (1769–1855), Diplomat
- André-Jacques Garnerin (1769–1823), Luftfahrtpionier
- Louis-Benoît Picard (1769–1828), Dramatiker
- Jean Constantin Protain (1769–1837), Architekt und Diplomat
- Joseph Théophile Parfait de Béziade (1770–1859), Militär und Politiker
- Alexandre Brongniart (1770–1847), Chemiker, Mineraloge, Geologe sowie Zoologe
- Julie Marguerite Charpentier (1770–1845), Bildhauerin und Tierpräparatorin
- Émilie Contat (1770–1846), Schauspielerin
- Lucile Desmoulins (1770–1794), Frau des französischen Revolutionärs Camille Desmoulins
- François-Honoré-Georges Jacob-Desmalter (1770–1841), Unternehmer
- Amédée Louis Michel Le Peletier (1770–1845), Entomologe
- André Hercule Marie Louis de Rosset de Rocozel de Fleury (1770–1815), Hochadliger, Hofbeamter und Emigrant
- Étienne Pivert de Senancour (1770–1846), Schriftsteller
- Pierre Baillot (1771–1842), Violinist und Komponist
- Louis-François Binot (1771–1807), Brigadegeneral
- Amédée Bretagne Malo de Durfort (1771–1838), Hochadliger und Politiker
- Jean Auguste Durosnel (1771–1849), General und Politiker
- Antoine-Jean Gros (1771–1835), Maler
- Népomucène Lemercier (1771–1840), Dichter
- Armand de Polignac (1771–1847), Hochadeliger und bayerischer Fürst
- Eleuthère Irénée du Pont (1771–1834), Chemiker
- Charles Athanase Walckenaer (1771–1852), Staatsbeamter und Wissenschaftler
- Louis-Simon Auger (1772–1829), Herausgeber, Biograf, Vaudevilledichter, Journalist und Literaturhistoriker
- Paul-Louis Courier (1772–1825), Autor
- Auxonne-Marie-Théodose de Thiard (1772–1852), General und Politiker
- Charles François Louis Delalot (1772–1842), Politiker
- Lucile Grétry (1772–1790), Komponistin
- Marie-Victoire Jaquotot (1772–1855), Malerin
- Alexandre Méchin (1772–1849), Politiker
- Louis Claude Noisette (1772–1849), Rosenzüchter
- Henri-Jean Rigel (1772–1852), Komponist, Pianist und Dirigent
- Sophie de Bawr (1773–1860), Schriftstellerin und Komponistin
- Marie-Joséphine-Louise de Montaut-Navailles (1773–1862), Adlige und Hofdame
- François-Auguste Damas (1773–1812), General der Kavallerie
- Henriette Davin (1773–1844), Miniaturmalerin
- Jean-Parfait Friederichs (1773–1813), Divisionsgeneral der Infanterie
- Louis-Benjamin Francoeur (1773–1849), Mathematiker
- Louis-Philippe I. (1773–1850), König von Frankreich
- Jean-Baptiste Biot (1774–1862), Physiker und Mathematiker
- Jean-François Boissonade (1774–1857), Klassischer Philologe
- Pierre David de Colbert-Chabanais (1774–1853), Général de division der Kavallerie
- Louis-Sébastien Grundler (1774–1833), Ebenist und General
- Pierre Narcisse Guérin (1774–1833), Maler und Lithograf
- Antoine-Marie Héron de Villefosse (1774–1852), Bergingenieur und Buchautor
- Joséphine Mézeray (1774–1823), Schauspielerin
- Cécile Renault (1774–1794), historische Figur der Französischen Revolution
- Marie-Denise Villers (1774–1821), Malerin
- Jean-Guillaume Audinet-Serville (1775–1858), Entomologe
- Pauline Auzou (1775–1835), Malerin
- Jean-Jacques Desvaux de Saint-Maurice (1775–1815), Divisionsgeneral der Artillerie
- Sophie Gail (1775–1819), Sängerin, Komponistin und Schriftstellerin
- Antoine Alexandre Julienne (1775–1838), General der Infanterie
- Anne Charles Lebrun (1775–1859), Général de division der Kavallerie
- Louis Malus (1775–1812), Ingenieur und Physiker
- Antoine-François Mauduit (1775–1854), französisch-russischer Architekt
- Antoine Philippe d’Orléans, duc de Montpensier (1775–1807), Bruder des letzten französischen Königs Ludwig Philipp I.
- Marc-Antoine Jullien de Paris (1775–1848), Revolutionär und Pädagoge
- Charles François Brisseau de Mirbel (1776–1854), Botaniker
- Antoine-Charles-Bernard Delaitre (1776–1838), Divisionsgeneral der Kavallerie
- François-Marie Daudin (1776–1803), Zoologe
- Sophie Gay (1776–1852), Schriftstellerin
- Sophie Germain (1776–1831), Mathematikerin
- Alexandre Louis Robert de Girardin (1776–1855), General
- Auguste Henri Victor Grandjean de Montigny (1776–1850), Architekt und Stadtplaner
- Henri Grévedon (1776–1860), Maler, Lithograph und Illustrator
- Carl Nicolaus Türrschmidt (1776–1862), deutscher Hornist und Musiklehrer
- Armand-Dailly (1777–1848), Schauspieler
- Charles Cagniard de la Tour (1777–1859), Ingenieur und Physiker
- Frédéric de Clarac (1777–1847), Archäologe
- Auguste François-Marie de Colbert-Chabanais (1777–1809), Brigadegeneral der Kavallerie
- Esprit André Durant de Saint André (1777–1860), Diplomat und Generalkonsul
- Louis Hersent (1777–1860), Lithograf, Porträt- und Historienmaler
- Jean Pierre Joseph d’Arcet (1777–1844), Chemiker
- Michel Théodore Leclercq (1777–1851), Schriftsteller
- Adélaïde d’Orléans (1777–1847), Adelige
- Louis Poinsot (1777–1859), Mathematiker
- Jean-Pierre Vibert (1777–1866), Rosenzüchter
- Agathon Fain (1778–1837), Baron und Geheimsekretär
- Marie Eléonore Godefroid (1778–1849), Malerin
- Honoré V. (1778–1841), Fürst von Monaco
- Hyacinthe-Louis de Quélen (1778–1839), römisch-katholischer Geistlicher
- Jean Coralli (1779–1854), Tänzer und Ballettmeister
- Auguste Gaspard Louis Desnoyers (1779–1857), Kupferstecher
- Aimé Marie Gaspard de Clermont-Tonnerre (1779–1865), General und Minister
- Jérôme-Martin Langlois (1779–1838), Maler
- Mademoiselle Mars (1779–1847), Schauspielerin
- Louis Charles d’Orléans, comte de Beaujolais (1779–1808), jüngerer Bruder des letzten französischen Königs Louis-Philippe I.
- Louis Alexandre Piccinni (1779–1850), Komponist
- Pierre-Jean de Béranger (1780–1857), Lyriker und Liedtexter
- Jacques Charles Brunet (1780–1867), Bibliograph und Buchhändler
- Étienne-Jules Cousin, Baron de Marinville (1780–1861), Vertrauter von Jérôme-Napoléon Bonaparte
- Pierre-Jacques-René Denne-Baron (1780–1854), Schriftsteller
- Charles Derosne (1780–1846), Apotheker und Industrieller
- Claire Élisabeth Jeanne Gravier de Vergennes, comtesse de Rémusat (1780–1821), Hofdame
- Charles Louis Fleury Panckoucke (1780–1844), Schriftsteller und Verleger
- Adolphe Roehn (1780–1867), Historien-, Genre-, Porträt- und Landschaftsmaler, Radierer und Lithograf
- Philippe-Paul de Ségur (1780–1873), Offizier
- Camille Alphonse Trézel (1780–1860), General und Verteidigungsminister
- Louis Étienne Watelet (1780–1866), Maler

#### 1781 bis 1800

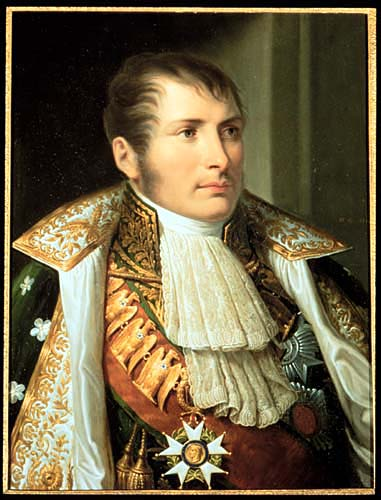
Eugène de Beauharnais

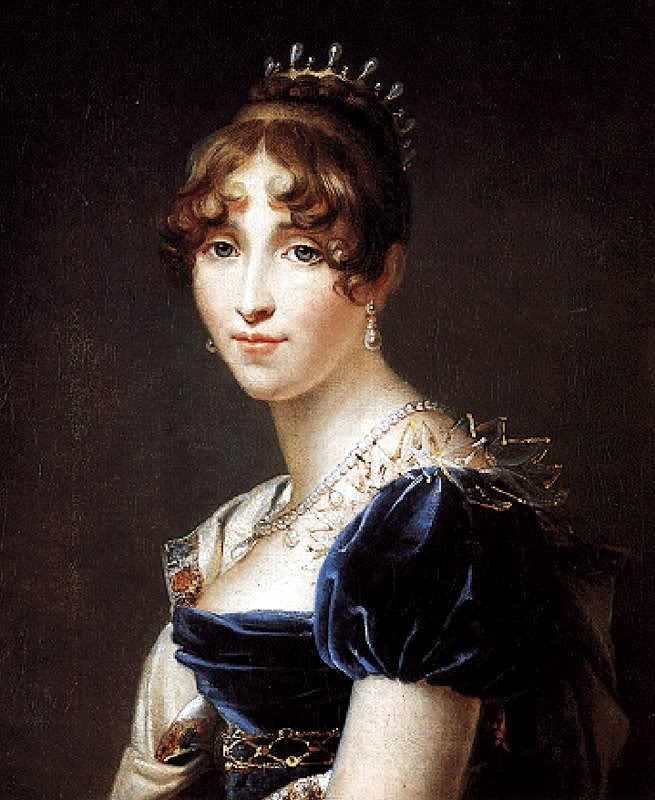
Hortense de Beauharnais

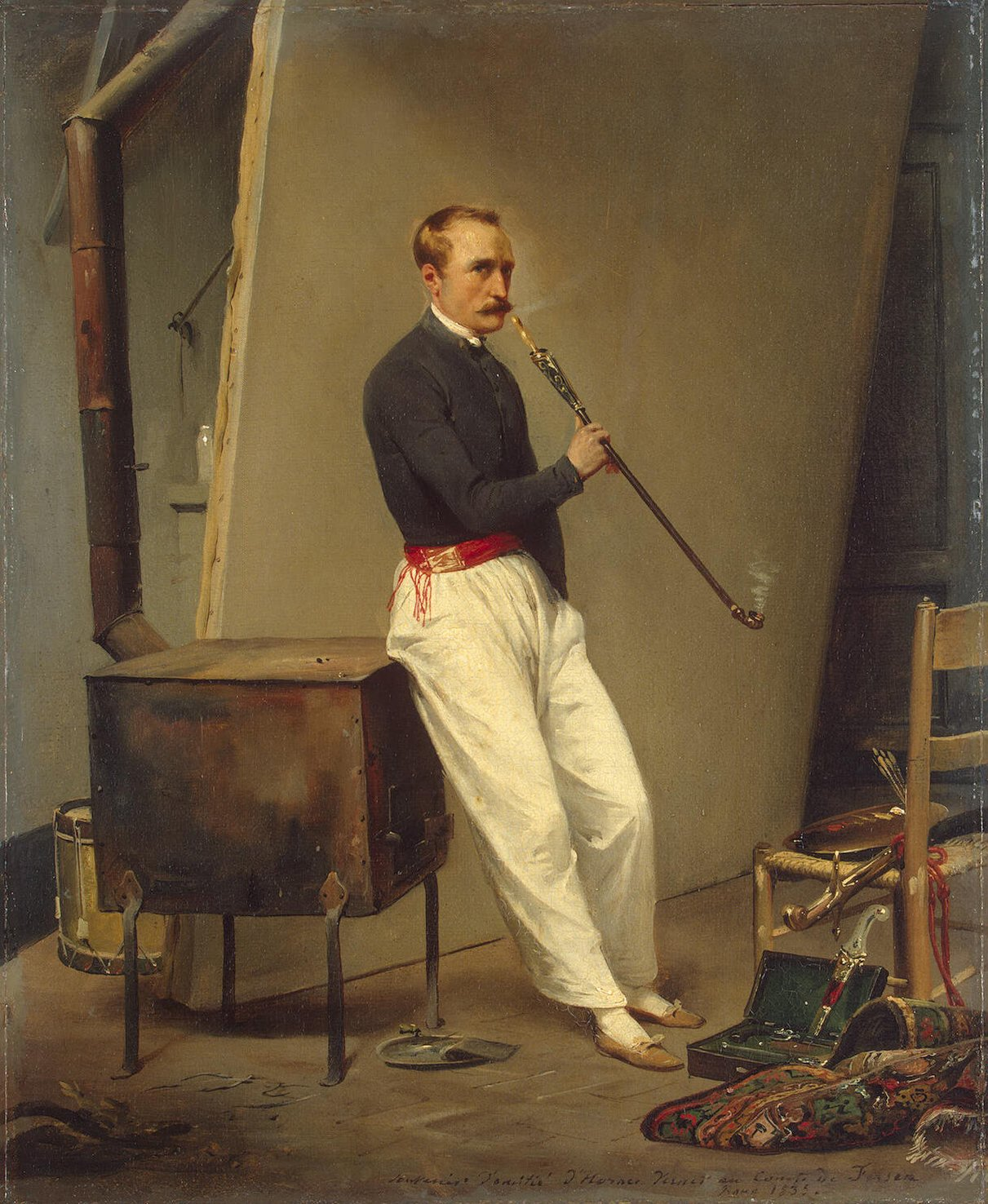
Horace Vernet

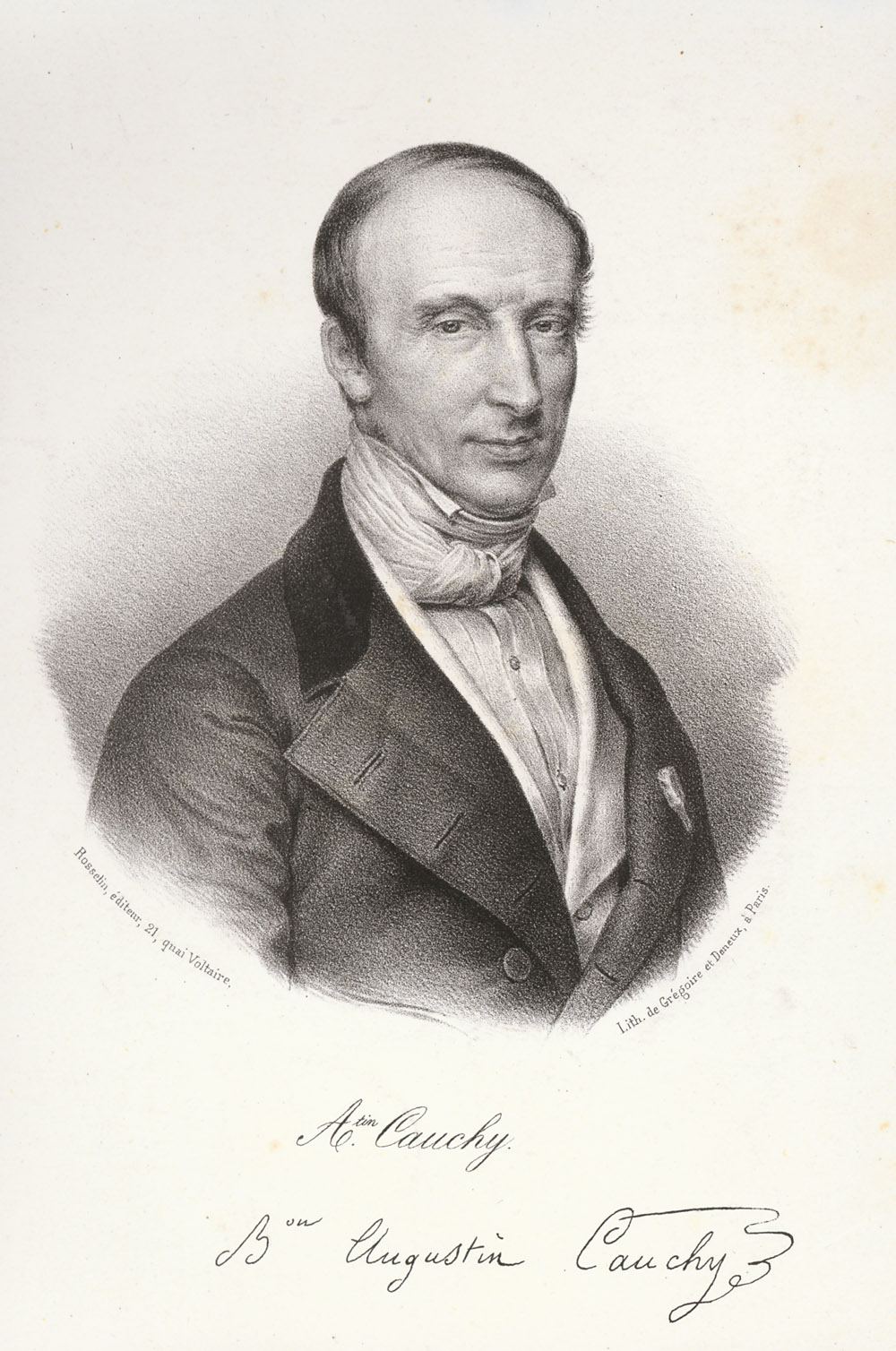
Augustin-Louis Cauchy

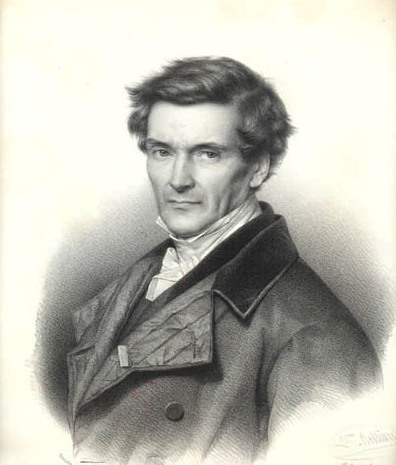
Gaspard Gustave de Coriolis

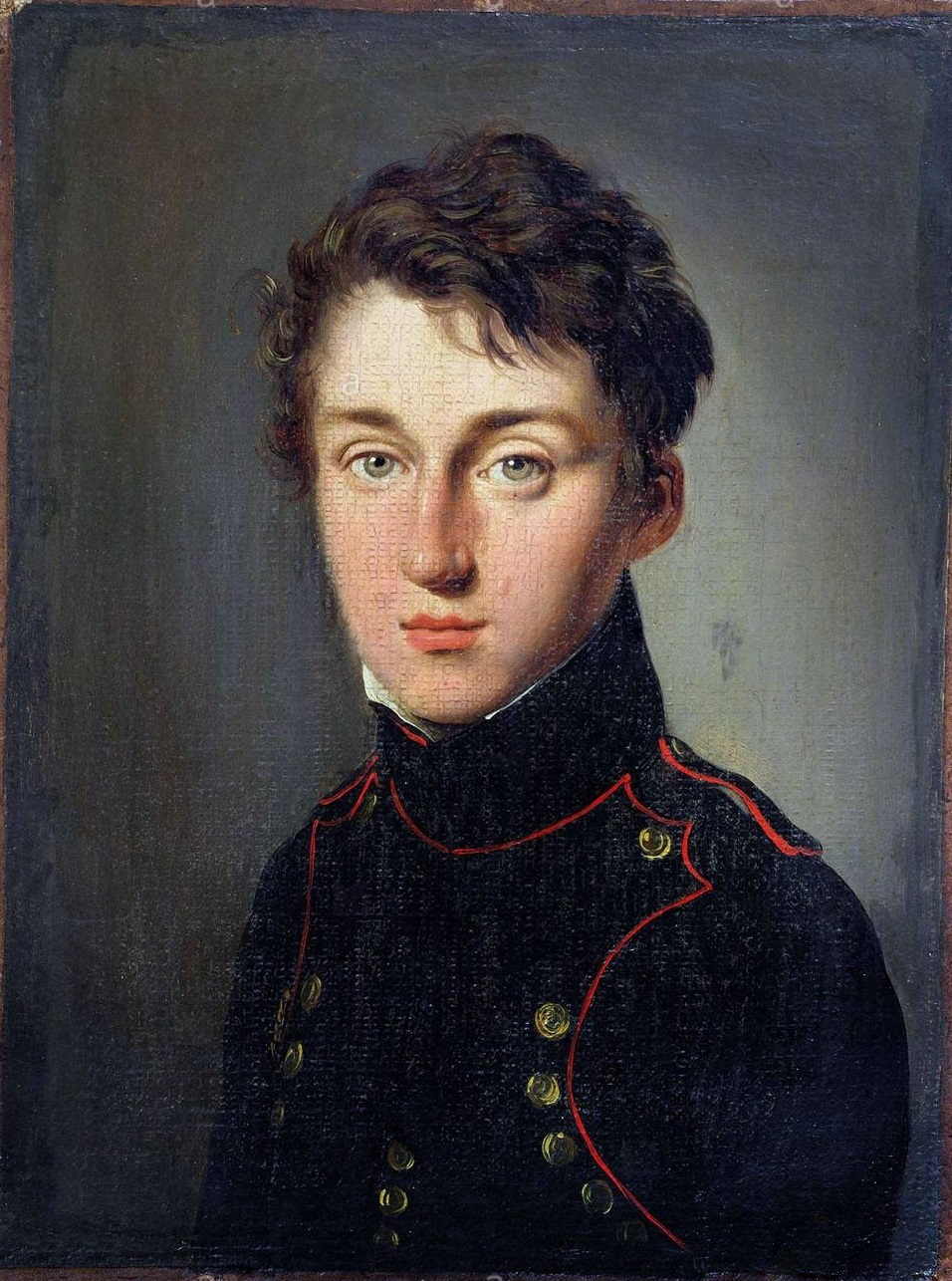
Nicolas Léonard Sadi Carnot

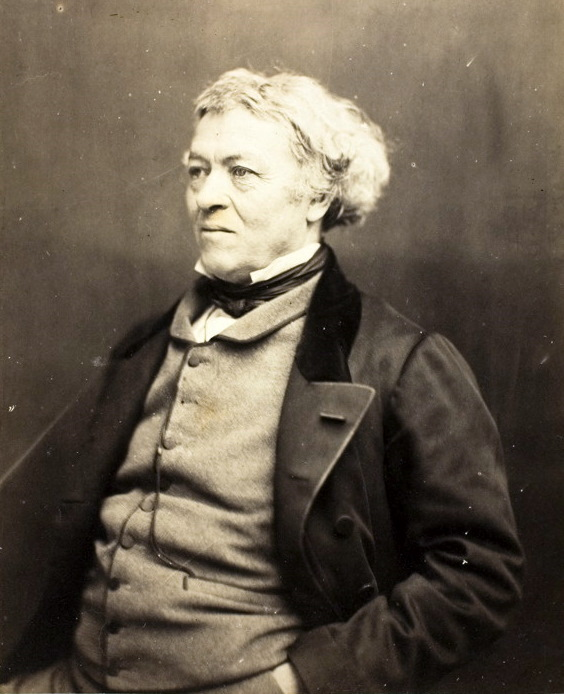
Jean-Baptiste Camille Corot

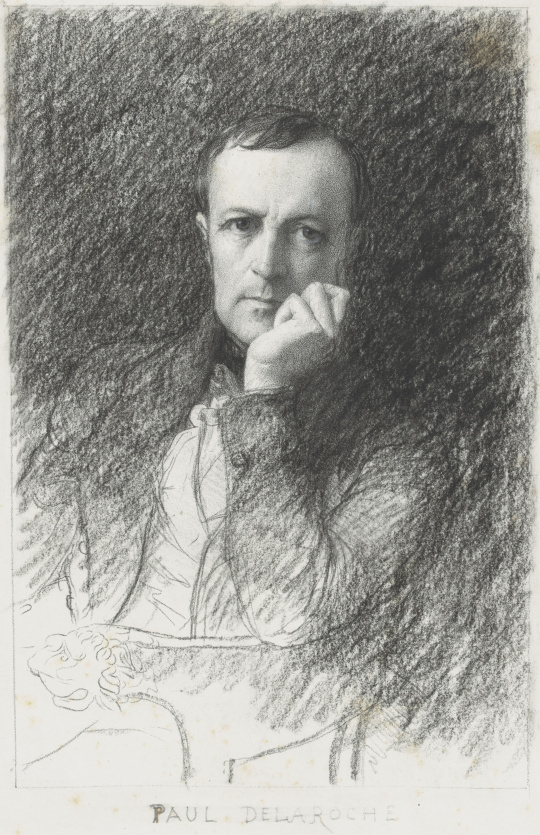
Paul Delaroche

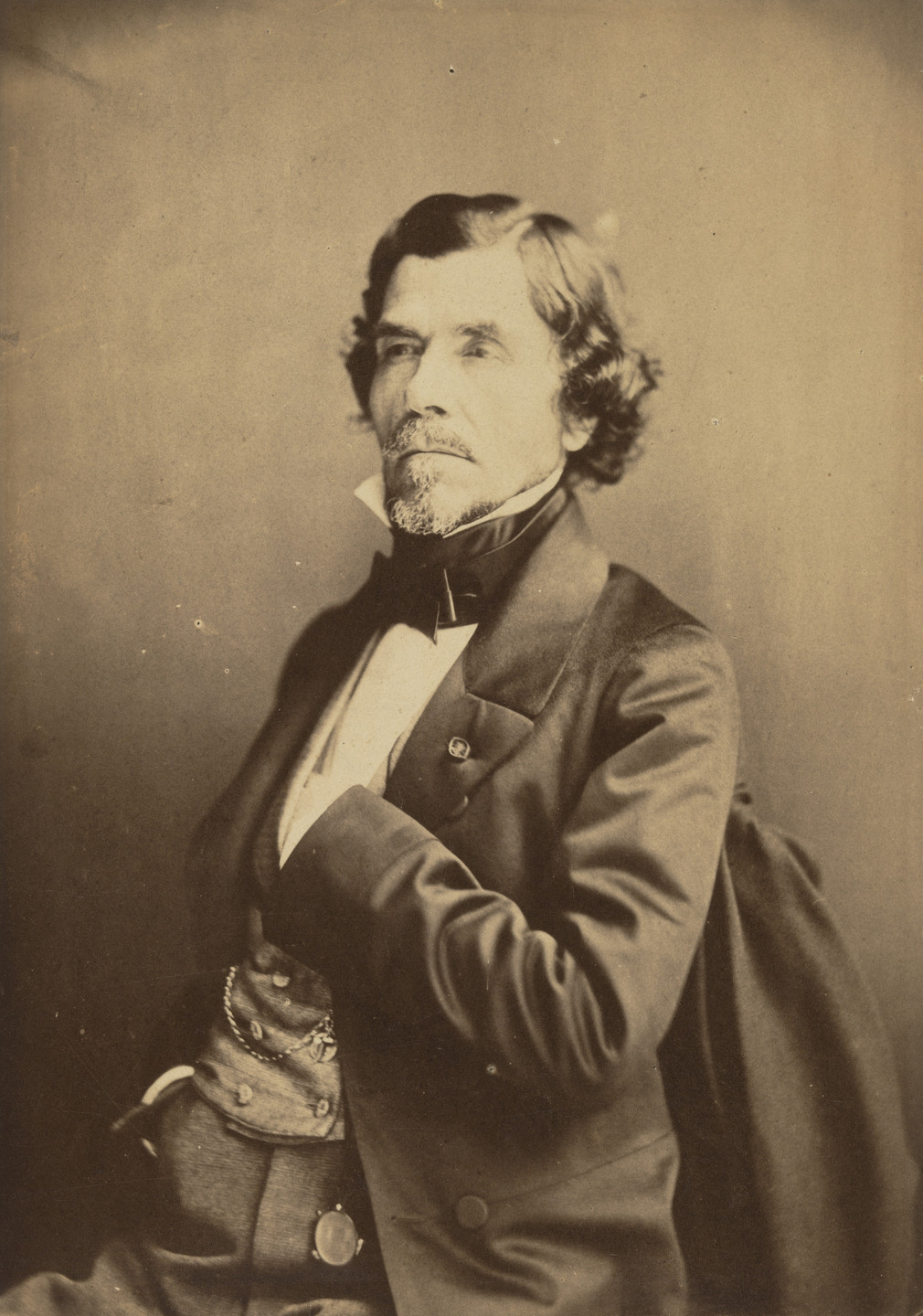
Eugène Delacroix

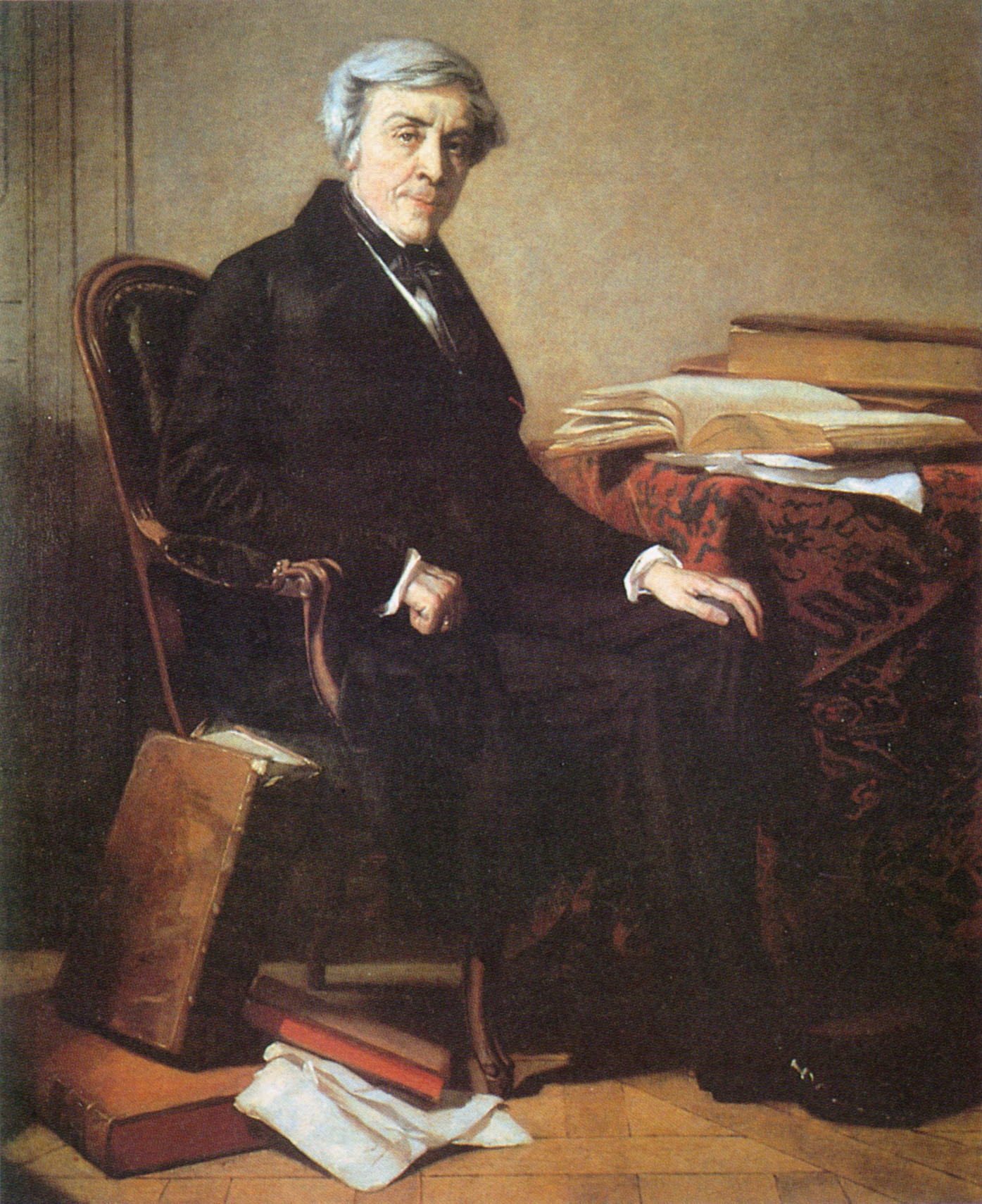
Jules Michelet

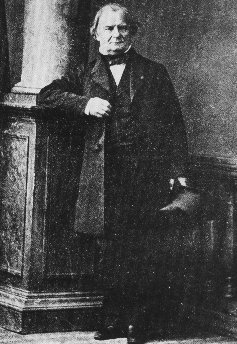
Émile Clapeyron

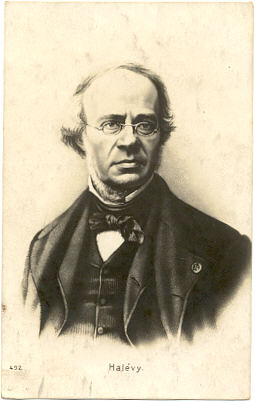
Fromental Halévy

Oskar I. von Schweden

- Albert Androt (1781–1804), Komponist
- Eugène de Beauharnais (1781–1824), Stiefsohn Napoleons I.
- Charles Marie Bouton (1781–1853), Maler und Lithograf
- Alexandre Henri Gabriel de Cassini (1781–1832), Botaniker und Jurist
- Louis François Dauprat (1781–1868), Hornist, Komponist und Professor
- Étienne-Jean Delécluze (1781–1863), Maler und Schriftsteller
- Gustave Dugazon (1781–1826), Komponist
- Charles Philippe Lafont (1781–1839), Violinspieler
- Louis-Mathieu Molé (1781–1855), Politiker
- François-Joseph Naderman (1781–1835), Harfenist und Komponist
- Louis-Hippolyte Lebas (1782–1867), Architekt
- Pierre Pelletan (1782–1845), Arzt
- Louis-Barthélémy Pradher (1782–1843), Komponist, Pianist und Musikpädagoge
- Étienne Marc Quatremère (1782–1857), Orientalist
- Louis-René Villermé (1782–1863), Arzt und Epidemiologe
- Hortense de Beauharnais (1783–1837), Königin von Holland
- Antoine Germain Bevalet (1783 oder 1784–1864), naturwissenschaftlicher Maler
- Alexandre-François Caminade (1783–1862), Maler
- Pierre Claude François Delorme (1783–1859), Historienmaler
- Ambroise Louis Garneray (1783–1857), Marinemaler und Kupferstecher
- Charles-Tristan de Montholon (1783–1853), Generaladjutant des Kaisers Napoleon I.
- Cécile-Rosalie zu Salm-Kyrburg (1783–1866), Rheingräfin und Fürstin zu Salm-Kyrburg
- Marie-Antoine Carême (1784–1833), Koch
- Pierre-Auguste-Louis Blondeau (1784–1865), Komponist, Violinist und Musikwissenschaftler
- Anselme Gaëtan Desmarest (1784–1838), Zoologe und Schriftsteller
- Firmin (1784–1859), Schauspieler
- Hortense Haudebourt-Lescot (1784–1845), Malerin
- Benjamin Antier (1785–1870), Autor des französischen Boulevardtheaters
- Alexandre-Pierre-François Boëly (1785–1858), Komponist, Organist und Pianist
- Achille-Léon-Victor de Broglie (1785–1870), Staatsmann und Diplomat
- Frédéric Dupetit-Méré (1785–1827), Dramatiker
- Charles-Joseph de Flahaut (1785–1870), General, Diplomat und Adjutant
- Florestan I. (1785–1856), Fürst von Monaco
- Charles-Auguste-Marie-Joseph de Forbin-Janson (1785–1844), Adeliger und Bischof
- Pierre-Antoine Lebrun (1785–1873), Dichter
- Ange Hyacinthe Maxence de Damas (1785–1862), russischer, später französischer General und Staatsmann
- Pierre Zimmermann (1785–1853), Klavierpädagoge und Komponist
- Jean-François Barrière (1786–1868), Schriftsteller
- Adrien-Hubert Brué (1786–1832), Kartograf
- Claudine-Placide Croizet-Ferreire (1786–1837), Schauspielerin
- Amédée Louis Despans de Cubières (1786–1853), General
- Michel-Martin Drolling (1786–1851), Historienmaler
- Louis Isidore Duperrey (1786–1865), Entdecker, Seefahrer und Kartograph
- Jean-Baptiste Fossin (1786–1848), Gold- und Silberschmied
- Charles-Pierre Gourlier (1786–1857), Architekt, Kupferstecher und Kunstschriftsteller
- Edme Jean Louis Grillon (1786–1854), Architekt
- Charles Angélique François Huchet de La Bédoyère (1786–1815), Generalleutnant
- Henry Lemoine (1786–1854), Musikverleger, Musikpädagoge und Komponist
- Théodore Michelot (1786–1856), Schauspieler
- Auguste de Montferrand (1786–1858), Architekt
- Joseph Naudet (1786–1878), Philologe, Historiker und Bibliothekar
- François-Édouard Picot (1786–1868), Historien- und Porträtmaler und Lithograf
- Jean-Louis Tulou (1786–1865), Flötist und Komponist
- Louis Germain Bailly (1787–nach 1846), Glasmaler
- Emmanuel‑Charles Bénézit (1887–1975), Maler, Zeichner, Graveur und Kunstkurator
- François Sulpice Beudant (1787–1850), Mineraloge und Geologe
- Guillaume Bouteiller (1787–1860), Komponist
- Charles-Pierre Chapsal (1787–1858), Grammatiker, Lexikograf und Romanist
- Jean-Pierre Cortot (1787–1843), Bildhauer
- Éléonore Denuelle (1787–1868), Geliebte Napoleon Bonapartes
- Nicolas Gosse (1787–1878), Historienmaler
- Joseph Guillou (1787–1853), Flötist und Komponist
- Jean Antoine Letronne (1787–1848), Altertumswissenschaftler
- Cathérine Hélène Alexandrine von Mauchenheim gen. Bechtolsheim (1787–1872), Hofdame am Hofe von Mecklenburg-Schwerin
- Mélesville (1787–1865), Dramatiker und Jurist
- Louis Antoine Ponchard (1787–1866), Opernsänger und Gesangspädagoge
- Constant Prévost (1787–1856), Geologe
- Edmond de Talleyrand-Périgord (1787–1872), General
- Casimir Louis Victurnien de Rochechouart de Mortemart (1787–1875), Militär, Diplomat und Politiker
- Jean-Pierre Abel-Rémusat (1788–1832), Sinologe und Bibliothekar
- Ange René Armand de Mackau (1788–1855), Admiral und Politiker
- Louis Michel Aury (um 1788–1821), Pirat
- Charles Chaulieu (1788–1849), Komponist und Musikpädagoge
- Antoine-Jacques-Louis Jourdan (1788–1848), Militärarzt, medizinischer Schriftsteller und Übersetzer
- Louis Letronne (1788–1841), Porträtminiaturmaler, Zeichner und Lithograph
- Jeanne-Émilie Leverd (1788–1843), Schauspielerin
- Pierre-Joseph Pelletier (1788–1842), Chemiker und Pharmazeut
- Madame Tousez (1788–1844), Schauspielerin
- Jules Robert Auguste (1789–1850), Maler und Bildhauer
- Georges-Adrien Crapelet (1789–1842), Verleger und Romanist
- Augustin-Louis Cauchy (1789–1857), Mathematiker
- Hippolyte Chelard (1789–1861), Komponist
- Jean Achille Deville (1789–1875), Gelehrter
- Joséphine Fodor (1789 oder 1793–1870), Opernsängerin (Sopran)
- Friedrich IV. zu Salm-Kyrburg (1789–1859), Fürst
- Antoine-François Varner (1789–1854), Vaudevillist und Librettist
- Horace Vernet (1789–1863), Historien- und Militärmaler sowie Lithograf
- Pierre-Antoine Berryer (1790–1868), Anwalt und Politiker
- Antoine-Félix Boisselier (1790–1857), Historien- und Landschaftsmaler
- Nicolas-Marie-Joseph Chapuy (1790–1858), Offizier, Architekt, Architekturmaler, Zeichner und Lithograf
- Jules Germain Cloquet (1790–1883), Chirurg und Anatom
- Claude Marie Dubufe (1790–1864), Maler
- Alexandre Ferdinand Parseval-Deschênes (1790–1860), Admiral und Senator
- Abel-François Villemain (1790–1870), Gelehrter und Politiker
- Désiré Beaulieu (1791–1863), Komponist und Konzertveranstalter
- Jean-Henri Dupin (1791–1887), Bühnenautor und Librettist
- Elise Garnerin (1791–1853), Ballonfahrerin, Luftakrobatin und Fallschirmspringerin
- Ferdinand Hérold (1791–1833), Komponist
- Baptiste Alexis Victor Legrand (1791–1848), Ingenieur und Politiker
- Bernard-Pierre Magnan (1791–1865), General und Marschall von Frankreich
- Eugène Scribe (1791–1861), Dramatiker und Librettist
- Nicolas-Toussaint Charlet (1792–1845), Maler und Zeichner
- Gaspard Gustave de Coriolis (1792–1843), Mathematiker und Physiker
- Victor Cousin (1792–1867), Philosoph und Kulturtheoretiker
- Armand Dufrénoy (1792–1857), Geologe und Mineraloge
- Jules Joseph Gabriel (1792–1869), Theaterdichter
- Henri-François Gaultier de Claubry (1792–1878), Chemiker
- Adrien de Mailly (1792–1878), Militär und Politiker aus dem Haus Mailly
- Daniel-Victor Manglard (1792–1849), römisch-katholischer Geistlicher und Bischof von Saint-Dié
- Céleste-Thérèse Couperin (1793–1860), Organistin und Musikpädagogin
- Charles Louis Stanislas Heurteloup (1793–1864), Mediziner und Chirurg
- François Michel Hoguet (1793–1871), Balletttänzer, Ballettmeister und Choreograph
- Paul de Kock (1793–1871), Romanschriftsteller und Dramatiker
- Henri Patin (1793–1876), Altphilologe
- Philippe Le Bas (1794–1860), Altphilologe
- Léon Cogniet (1794–1880), Maler
- Charles Gavard (1794–1871), Ingenieur, Kunsthistoriker, Kupferstecher und Verleger
- Jean Laffay (1794–1878), Rosenzüchter
- Auguste Regnaud de Saint-Jean d’Angely (1794–1870), General und Staatsmann
- Achille Richard (1794–1852), Botaniker und Mediziner
- Achille Valenciennes (1794–1865), Zoologe, Ichthyologe und Malakologe
- Madame Menjaud (1794–1844), Schauspielerin
- Achille Baraguey d’Hilliers (1795–1878), Staatsmann
- Antoine-Louis Barye (1795–1875), Bildhauer
- Louis Eugène Marie Bautain (1795/96–1847), katholischer Philosoph und Priester
- Achille Collas (1795–1859), Graveur und Mechaniker
- Paul Antoine Dubois (1795–1871), Arzt und Geburtshelfer
- Félix-Auguste Duvert (1795–1876), Bühnenautor und Vaudevillist
- William Lee D. Ewing (1795–1846), Politiker
- William J. Hough (1795–1869), Jurist und Politiker
- Armand Lévy (1795–1841), Arzt, Mineraloge und Mathematiker
- Victor Lottin (1795–1858), Marineoffizier und Geograph
- Menjaud (1795–1864), Schauspieler
- Arthur Morin (1795–1880), Physiker
- Prosper-Parfait Goubaux (1795–1859), Dramatiker und Pädagoge
- Anselme Payen (1795–1871), Chemiker
- Irénée-Jules Bienaymé (1796–1878), Wahrscheinlichkeitstheoretiker und Statistiker
- Julien Léopold Boilly (1796–1874), Maler und Lithograf
- Benjamin Bonneville (1796–1878), US-amerikanischer Offizier und Pionier des amerikanischen Westens
- Charles Bontems (1796–1879), Schweizer Politiker, Divisionär und Richter
- Christophe Civeton (1796–um 1831), Zeichner, Kupferstecher und Lithograph
- Jean-Baptiste Camille Corot (1796–1875), Landschaftsmaler
- Charles Cousin-Montauban (1796–1878), General und Staatsmann
- Frédéric-Auguste Demetz (1796–1873), Jurist und Philanthrop
- Charles-François Duvernoy (1796–1872), Sänger und Musikpädagoge
- Barthélemy Prosper Enfantin (1796–1864), Philosoph und Sozialist
- Francisque ainé (1796–1842), Bühnenschauspieler
- Achille Etna Michallon (1796–1822), Maler
- Paul Louis Oudart (1796–1860), Maler
- Auguste Mathieu Panseron (1796–1859), Musiker und Komponist
- Nicolas Léonard Sadi Carnot (1796–1832), Physiker und Ingenieur
- Alexandre Vattemare (1796–1864), Bauchredner, Schauspieler und Philanthrop
- Gabriel Andral (1797–1876), Mediziner
- Victor Audouin (1797–1841), Naturforscher, Entomologe und Ornithologe
- Paul Delaroche (1797–1856), Historienmaler
- Félix Duban (1797–1870), Architekt
- Jean-Louis Victor Grisart (1797–1877), Architekt
- Louis Pierre Henriquel-Dupont (1797–1892), Kupferstecher
- Charles Jules Labarte (1797–1880), Jurist und Kunsthistoriker
- Adrien Henri Laurent de Jussieu (1797–1853), Botaniker
- Jules Lefèvre-Deumier (1797–1857), Schriftsteller der Romantik
- Pierre Leroux (1797–1871), Philosoph und Sozialist
- Louis Stanislas Marin-Lavigne (1797–1860), Maler und Lithograph
- Jean Léonard Marie Poiseuille (1797–1869), Physiologe und Physiker
- Toussaint Poisson (1797–1861), Komponist und Musikpädagoge
- Charles de Rémusat (1797–1875), Politiker und Philosoph
- Felix Savary (1797–1841), Astronom
- Eugène Soubeiran (1797–1858), Chemiker und Pharmazeut
- Désiré-Alexandre Batton (1798–1855), Komponist
- Aline Bertrand (1798–1835), Harfenistin, Komponistin und Instrumentalpädagogin
- Jean Théodore Cocteau (1798–1838), Arzt und Herpetologe
- Virginie Déjazet (1798–1875), Schauspielerin
- Eugène Delacroix (1798–1863), Maler
- Charles Dupeuty (1798–1865), Librettist und Dramatiker
- Jean-Augustin Franquelin (1798–1839), Maler
- Abel Hugo (1798–1855), Essayist
- Hippolyte François Jaubert (1798–1874), Botaniker und Minister
- Bernard Jullien (1798–1881), Didaktiker, Romanist und Grammatiker
- Charles-Philippe Larivière (1798–1876), Maler und Grafiker
- Jules Michelet (1798–1874), Historiker
- Lucinde Paradol (1798–1843), Schauspielerin
- Xavier-Boniface Saintine (1798–1865), Lustspiel-, Vaudeville- und Romanautor
- Auguste Barbereau (1799–1879), Komponist, Musikpädagoge und -wissenschaftler
- Edouard Boilly (1799–1854), Komponist
- François-Adolphe de Bourqueney (1799–1869), Diplomat und Politiker
- Louis Alexandre Auguste Chevrolat (1799–1884), Amateur-Entomologe
- Édouard Cibot (1799–1877), Maler
- Émile Clapeyron (1799–1864), Physiker
- François Dauverné (1799–1874), Trompeter, Komponist und Professor
- Charles Eblé (1799–1870), Général de division
- Alexandre Georges Fourdinois (1799–1871), Möbeldesigner
- Camille-Christophe Gerono (1799–1891), Mathematiker
- Fromental Halévy (1799–1862), Komponist und Musikpädagoge
- Léonor-Joseph Havin (1799–1868), Publizist und Politiker
- Louis Charles Kiener (1799–1881), Malakologe
- Adolphe de Milly (1799–1876), Mediziner, Chemiker und Unternehmer
- Henry Monnier (1799–1877), Autor, Theaterschriftsteller, Theaterschauspieler, Zeichner, Illustrator und Karikaturist
- Pierre-Julien Nargeot (1799–1891), Komponist, Dirigent und Violinist
- Oskar I. von Schweden (1799–1859), König von Schweden und Norwegen
- Charles-Louis Stapfer (1799–1880), Ingenieur
- Jules-Henri Vernoy de Saint-Georges (1799–1875), Dramatiker und Librettist
- Jules Bastide (1800–1879), Politiker und Journalist
- Hippolyte Bellangé (1800–1866), Schlachtenmaler
- Joseph-Frédéric Debacq (1800–1892), Architekt
- Antony Deschamps (1800–1869), Dichter und Übersetzer
- Achille Devéria (1800–1857), Maler und Lithograf
- Achille Fould (1800–1867), Finanz- und Staatsmann
- Louis Prosper Gachard (1800–1885), belgischer Staatsarchivar und Historiker
- Eugène Louis Lami (1800–1890), Maler
- Jean Louis Lassaigne (1800–1859), Chemiker
- Charles Lemaire (1800–1871), Botaniker und Schriftsteller
- Marie Clémence Lesson (1800–1834), wissenschaftliche Illustratorin
- Michel Masson (1800–1883), Romancier und Theaterschriftsteller
- Louis Auguste Sainson (1800–1874), Künstler
- Maria Elisabeth von Savoyen-Carignan (1800–1856), Adelige
- Nicolas François Octave Tassaert (1800–1874), Maler
- Charles de Viel-Castel (1800–1887), Historiker und Diplomat

### 19. Jahrhundert

#### 1801 bis 1810

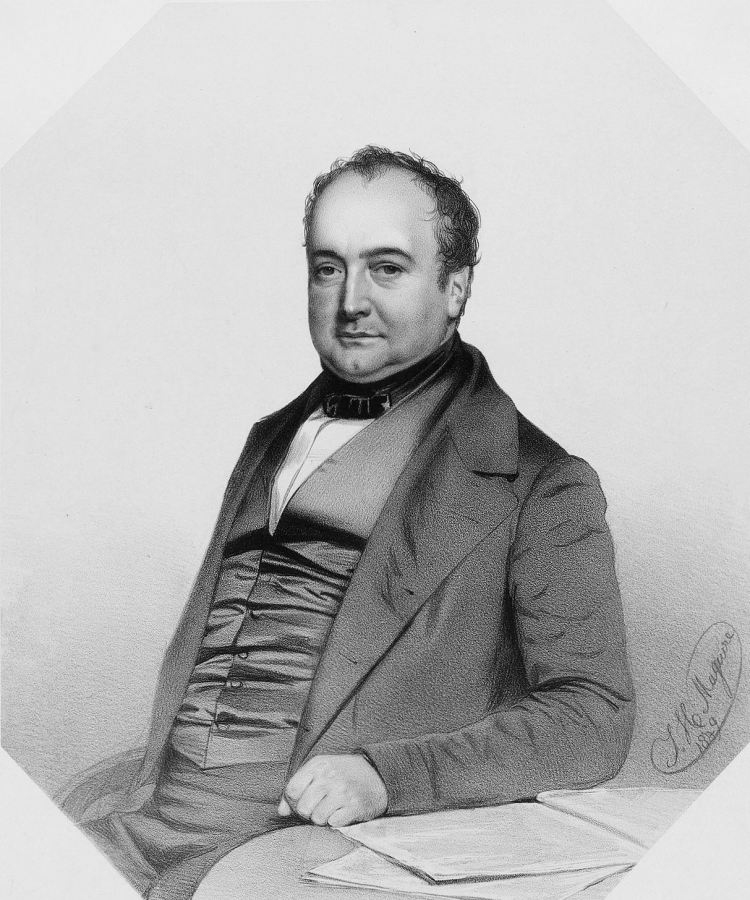
Charles Lucien Jules Laurent Bonaparte

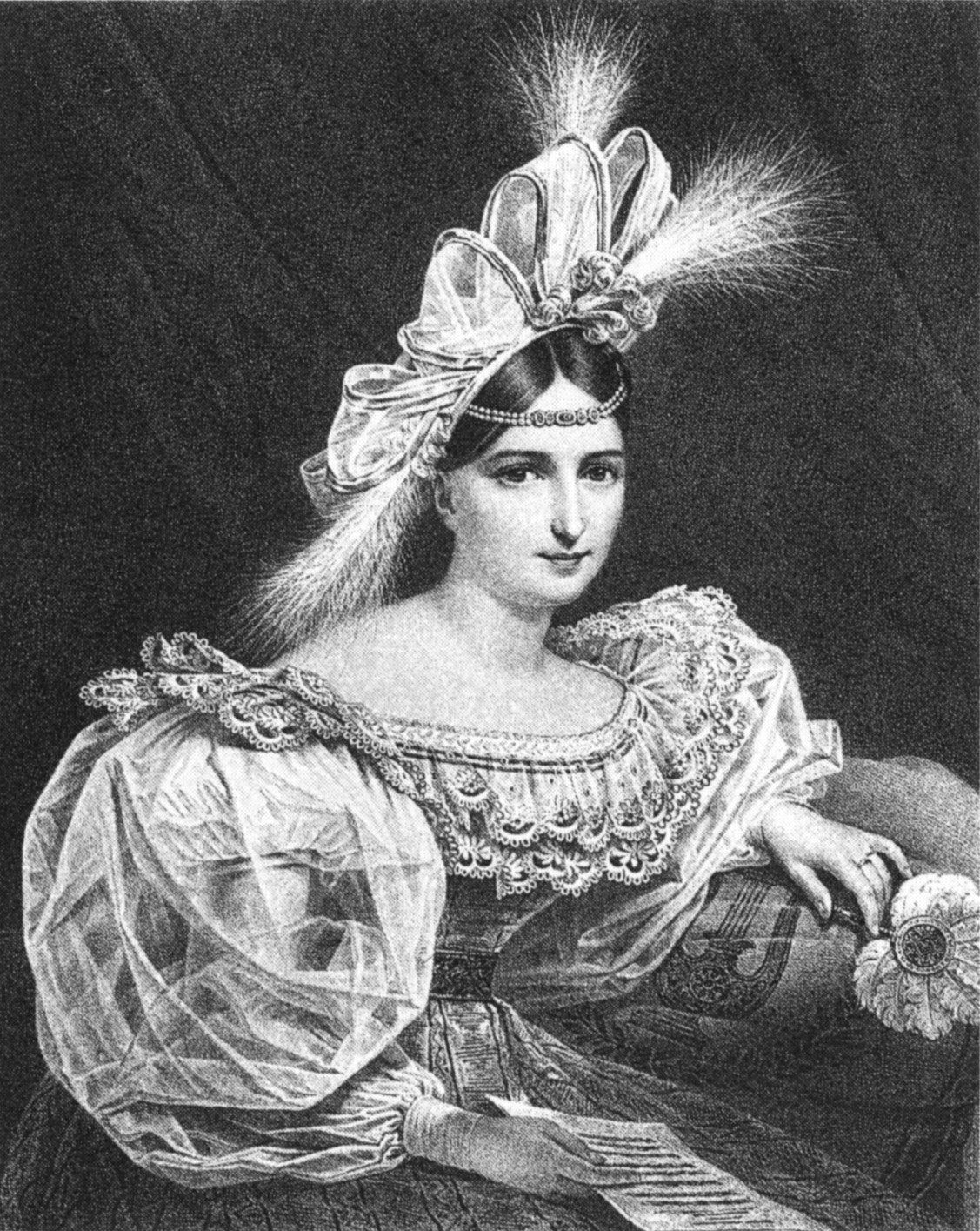
Laure Cinti-Damoreau

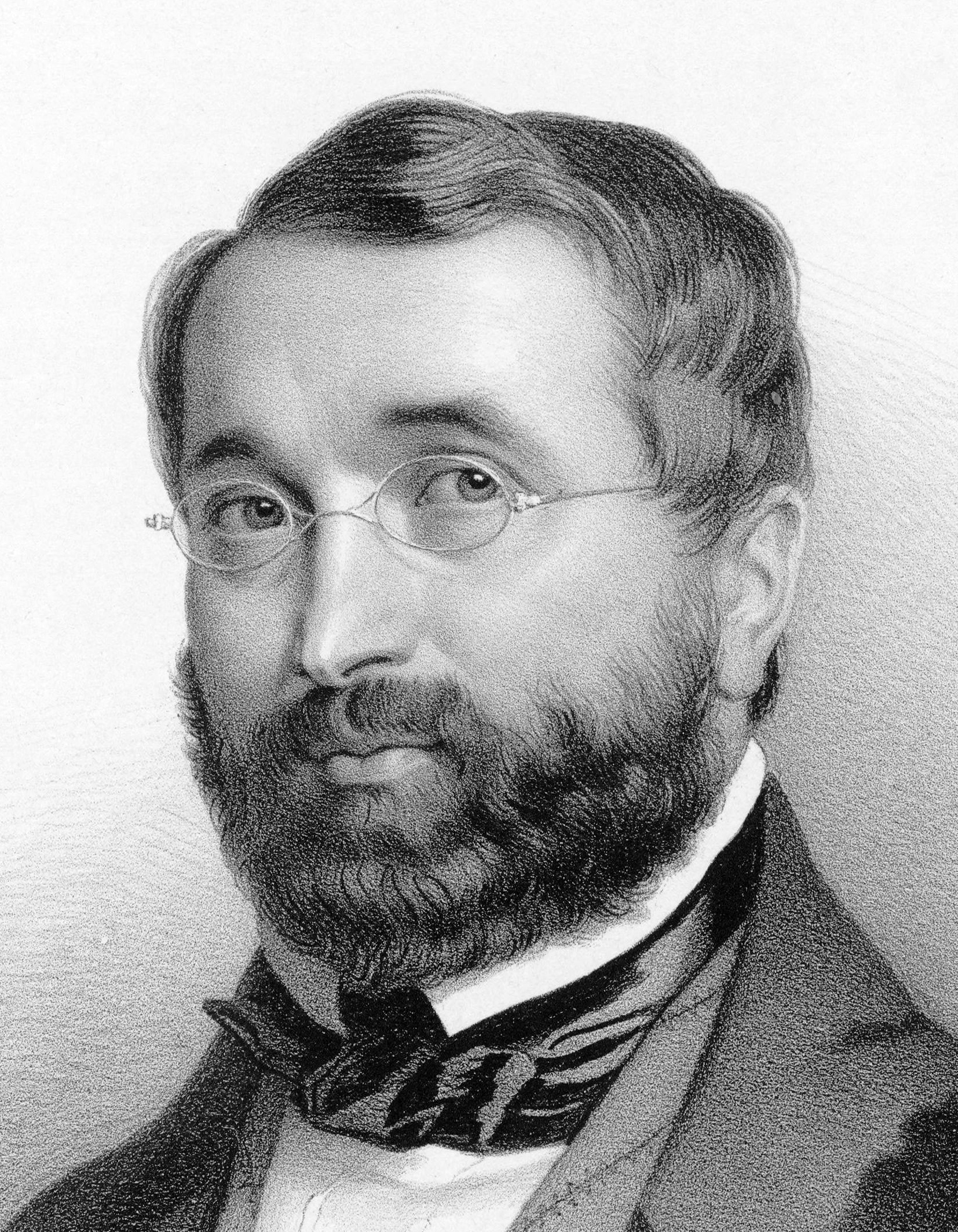
Adolphe Adam

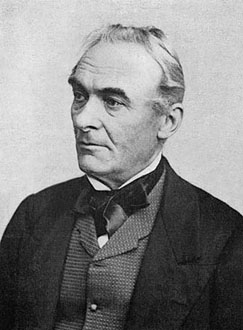
Prosper Mérimée

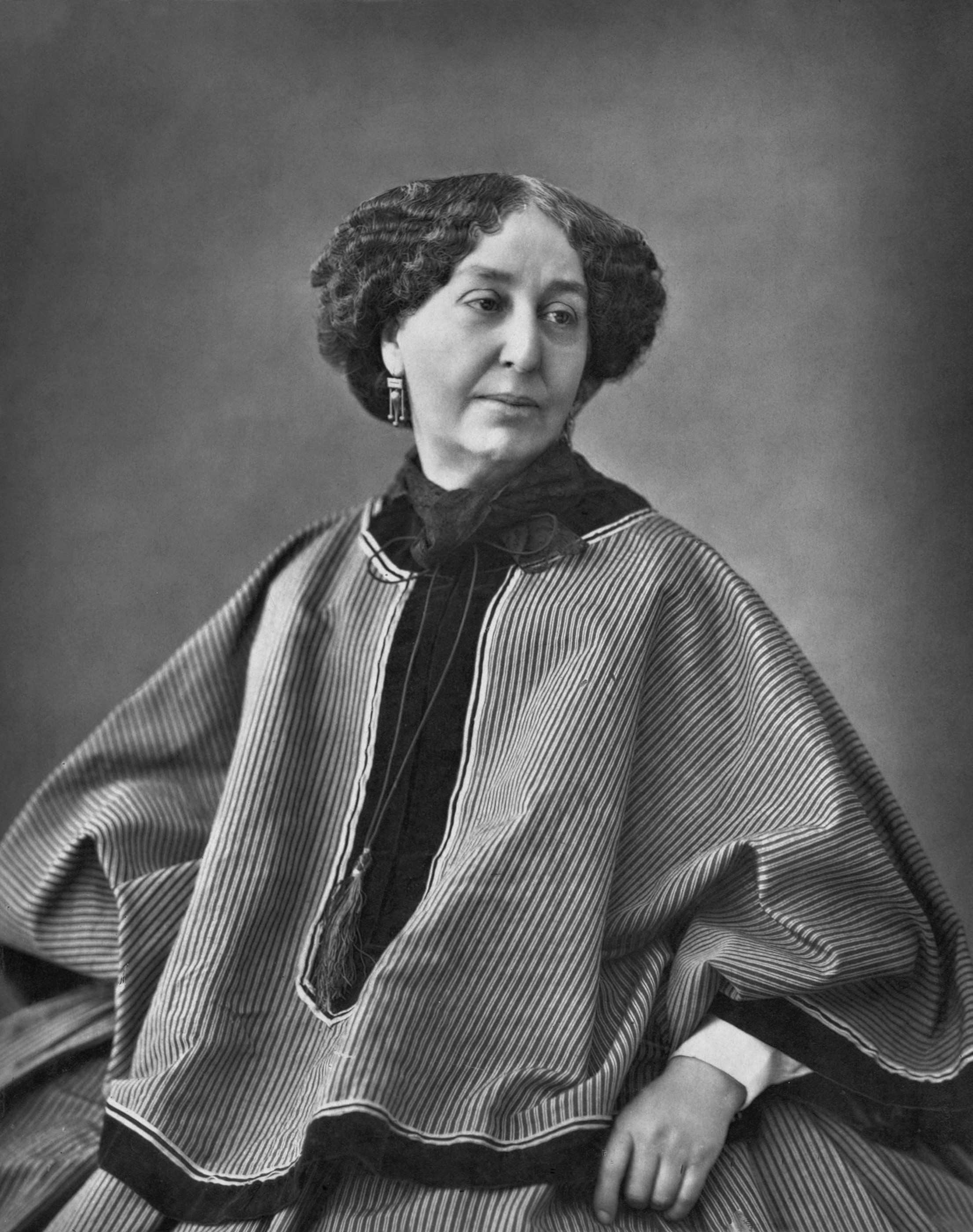
George Sand

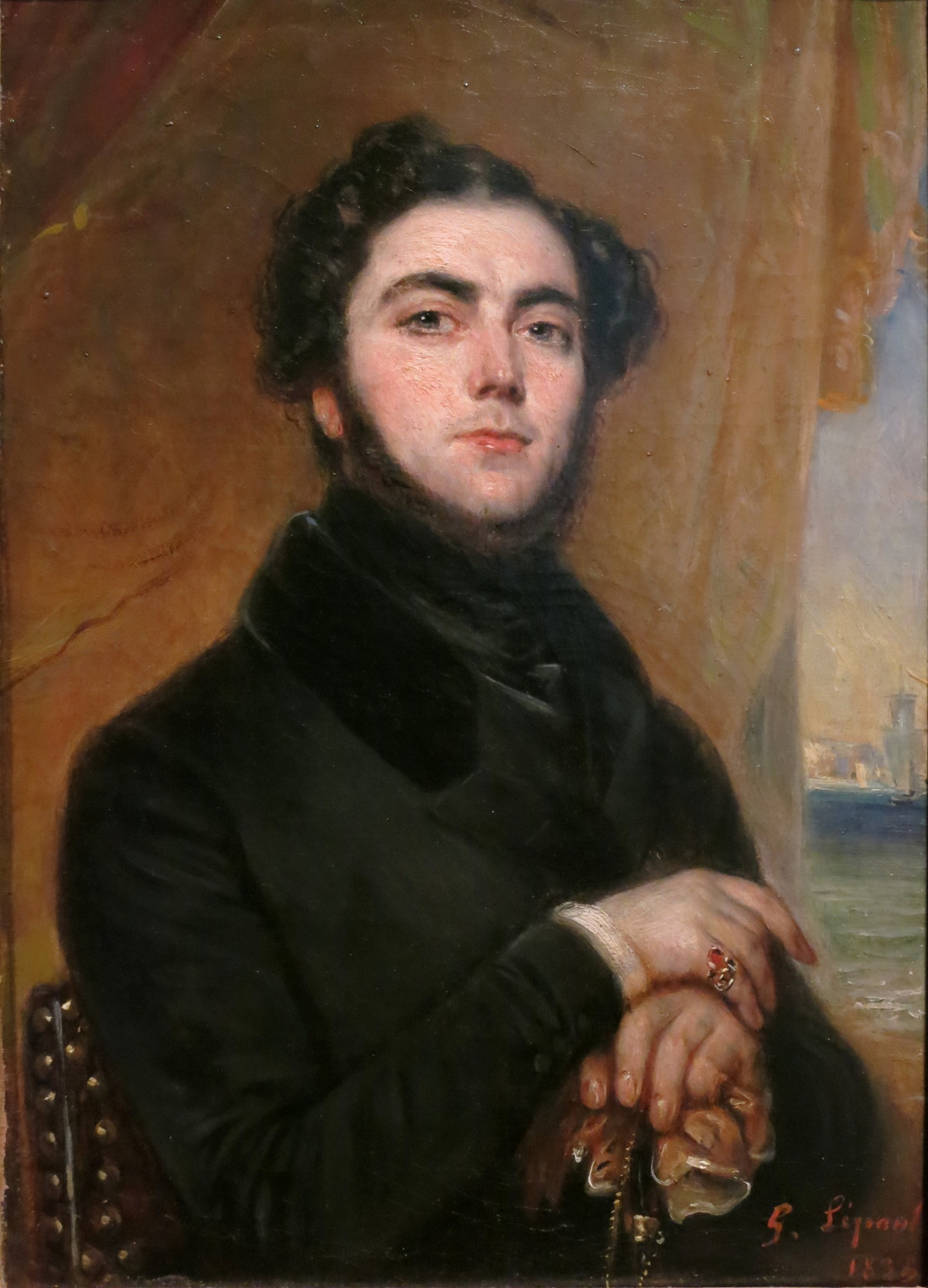
Eugène Sue

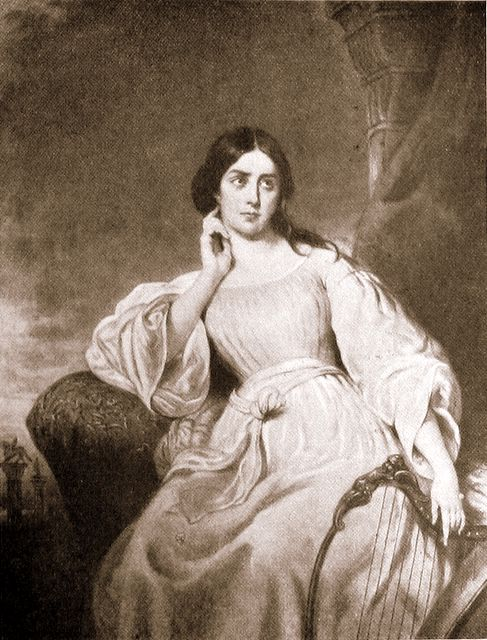
Maria Malibran

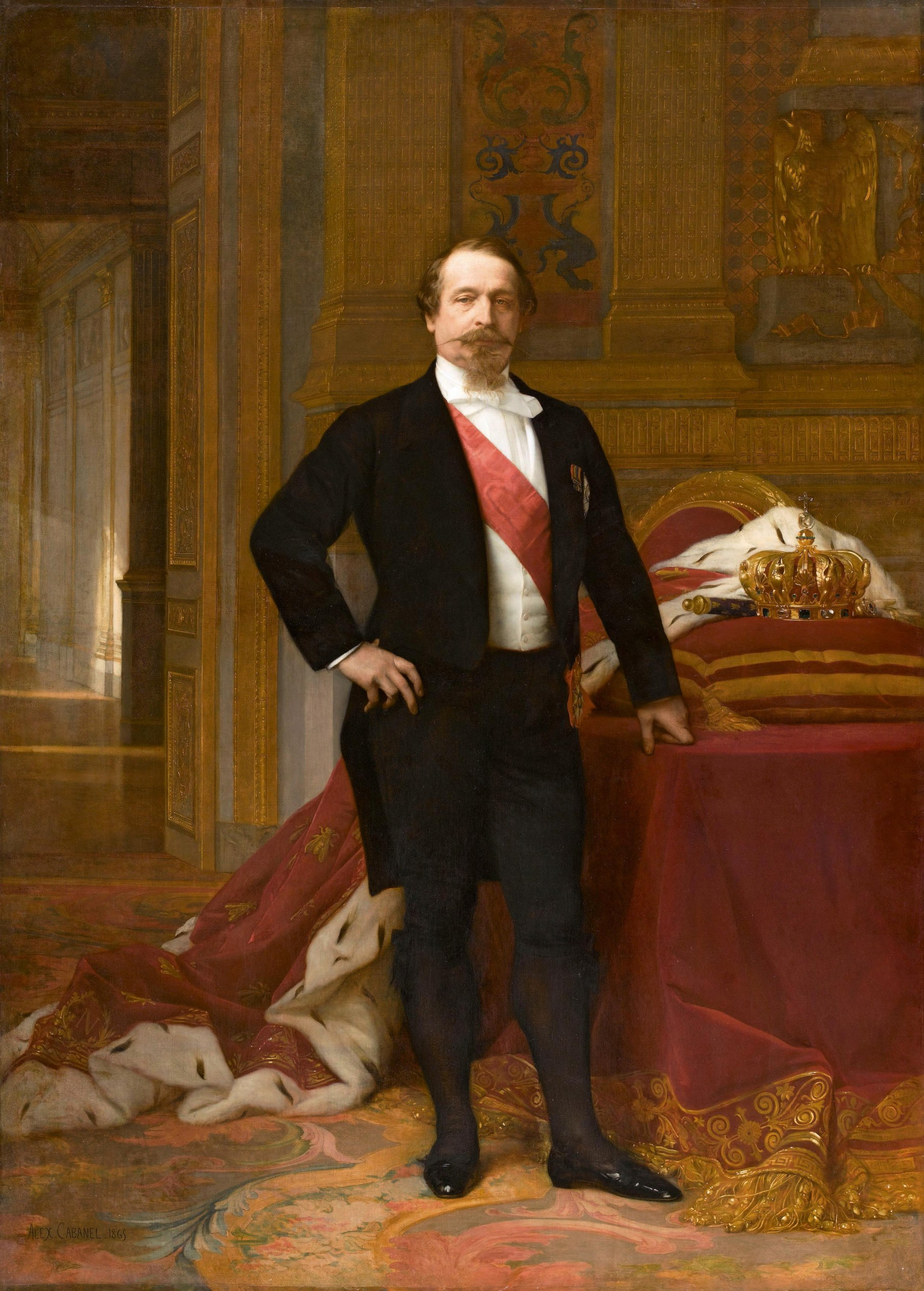
Napoleon III.

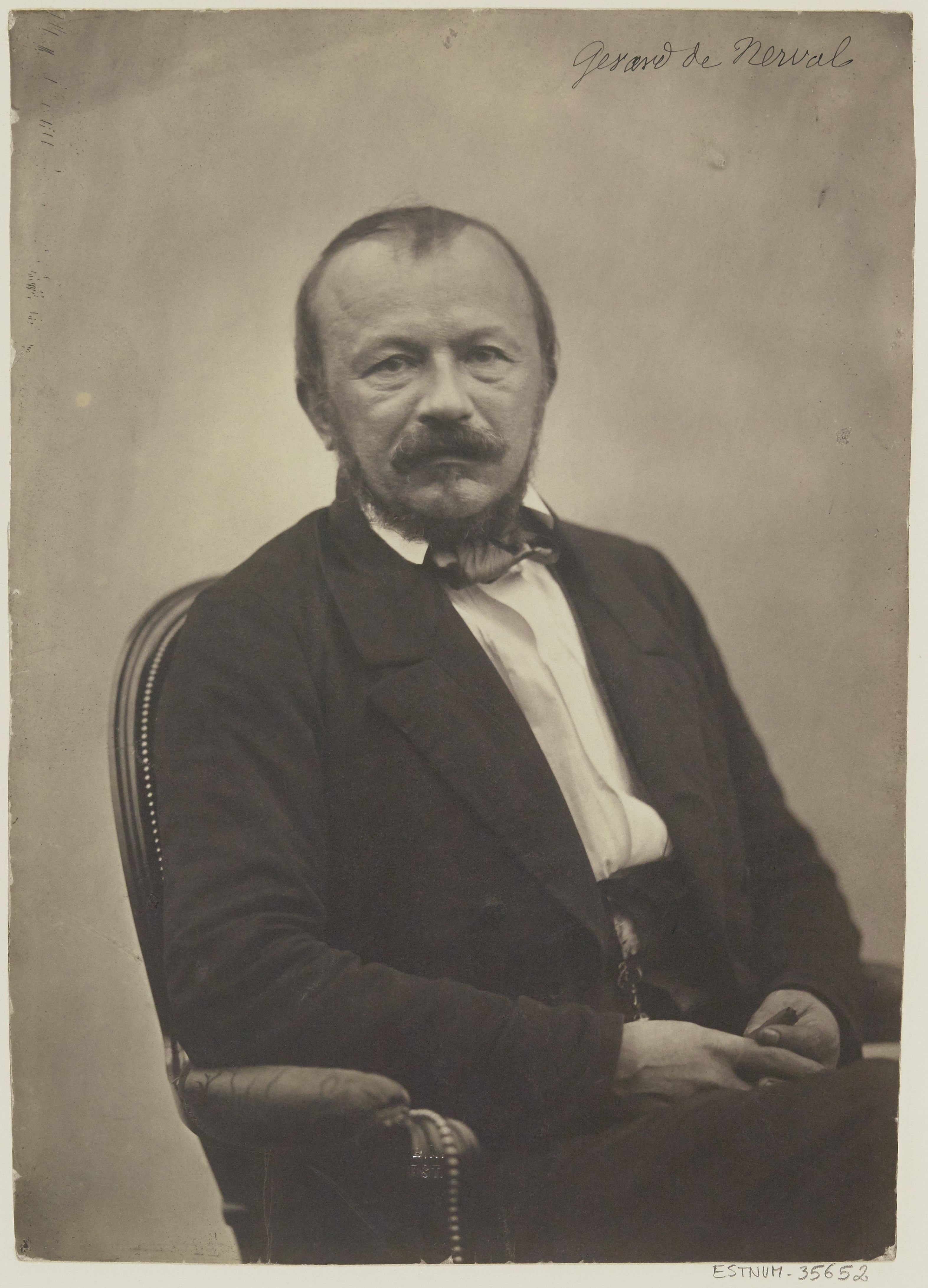
Gérard de Nerval

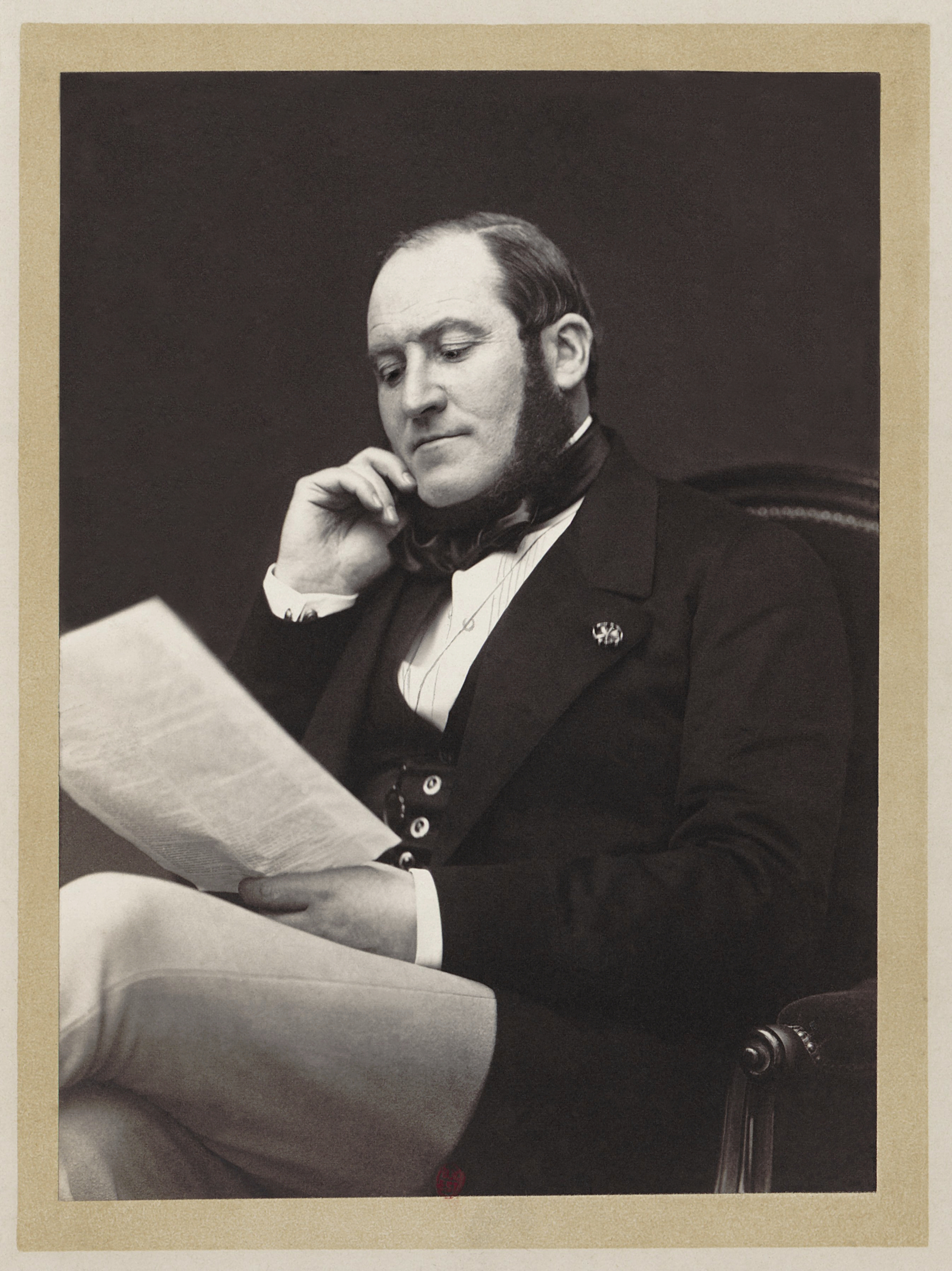
Georges-Eugène Haussmann

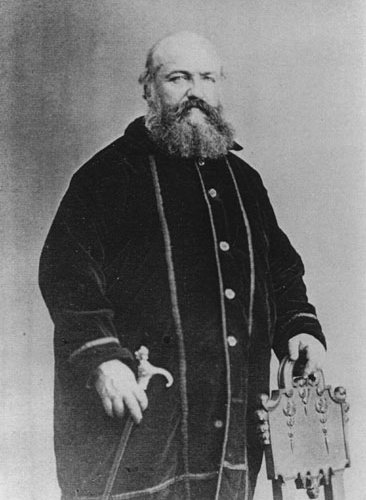
Éliphas Lévi

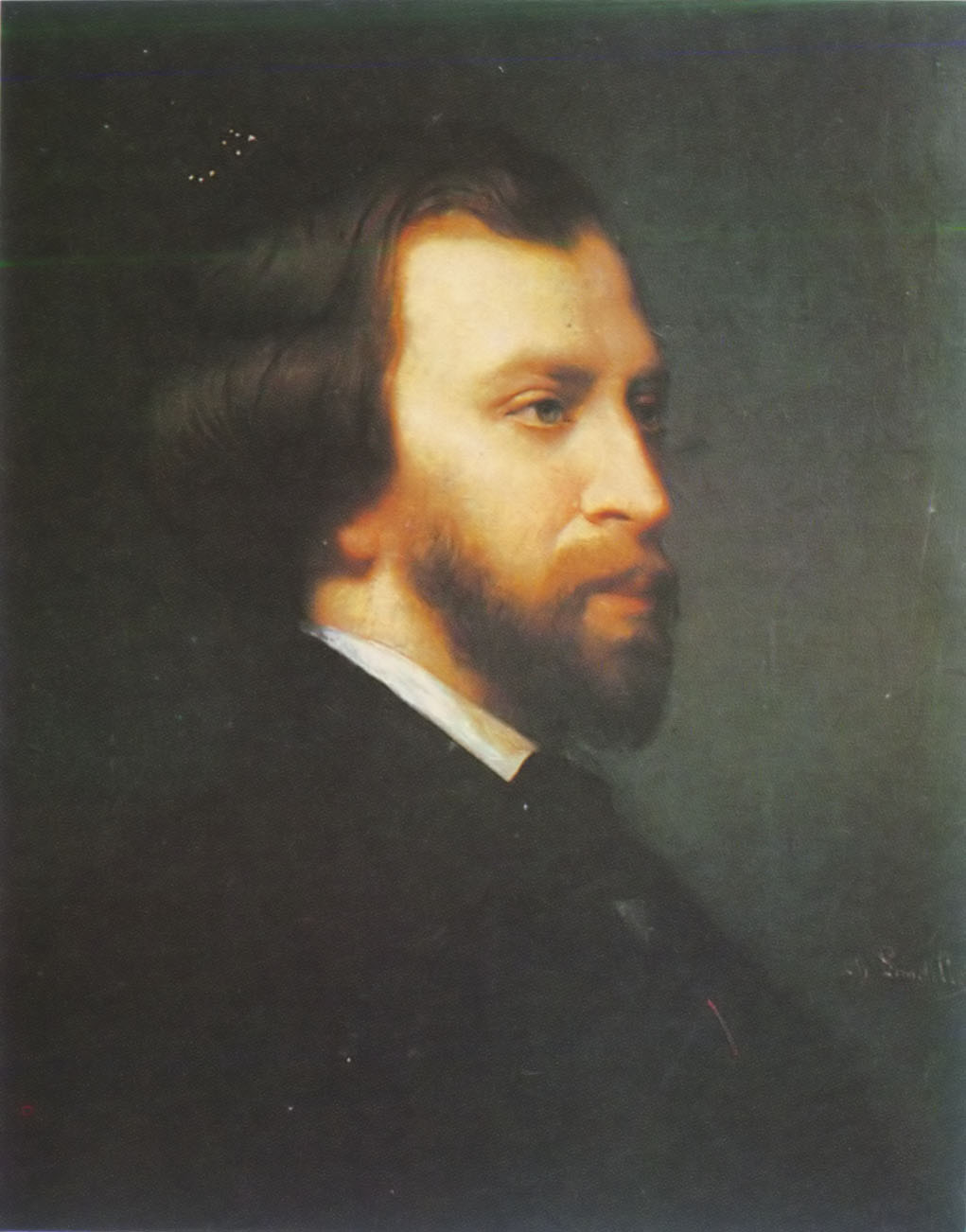
Alfred de Musset

##### 1801
- Victor Adam (1801–1866), Historienmaler und Lithograf
- Alphonse Boilly (1801–1867), Kupferstecher und Lithograph
- Adolphe Brongniart (1801–1876), Botaniker und Phytopaläontologe
- Eugène Burnouf (1801–1852), Indologe
- Laure Cinti-Damoreau (1801–1863), Opernsängerin (Sopran)
- Simon-Claude Constant-Dufeux (1801–1871), Architekt
- Augustin-Alexandre Dumont (1801–1884), Bildhauer
- Adolphe Duperly (1801–1865), Fotograf, Graveur, Lithograph und Drucker
- Saint-Marc Girardin (1801–1873), Politiker und Literaturwissenschaftler
- Alfred Grimaud, Comte d’Orsay (1801–1852), Karikaturist und Dandy
- Henri Labrouste (1801–1875), Architekt
- Louis Napoléon Lannes (1801–1874), Staatsmann und Diplomat
- Alexandre Félix Gustave Achille Leymérie (1801–1878), Professor
- Émile Littré (1801–1881), Philologe, Philosoph und Medizinhistoriker
- Napoléon Achille Murat (1801–1847), Adeliger
- Albert Auguste Perdonnet (1801–1867), Ingenieur und Eisenbahnpionier

##### 1802
- Charles Nicolas Aubé (1802–1869), Arzt und Entomologe
- Pauline-Anaïs-Nathalie Aubert (1802–1871), Schauspielerin
- Louis-Nicolas Bescherelle (1802–1883), Grammatiker, Lexikograf und Romanist
- Émile Bienaimé (1802–1869), Komponist
- Charlotte Napoléone Bonaparte (1802–1839), kaiserliche Prinzessin
- Napoléon Charles Bonaparte (1802–1807), Sohn von Louis Bonaparte und Hortense de Beauharnais
- Jean-Baptiste Boussingault (1802–1887), Chemiker und Agrarwissenschaftler
- Marie Felicité Brosset (1802–1880), Orientalist
- Louis-Eugène Cavaignac (1802–1857), General
- Alfred-Auguste Cuvillier-Fleury (1802–1887), Schriftsteller und Journalist
- Félix Danvin (1802–1842), Landschaftsmaler
- Éloi Firmin Féron (1802–1876), Maler
- Camille Flers (1802–1868), Maler und Zeichner, Schauspieler und Tänzer
- Ernest Stanislas de Girardin (1802–1874), Politiker und Senator
- Jean Antoine Théodore Gudin (1802–1880), Maler
- Léon Halévy (1802–1883), Schriftsteller
- François Christophe Edmond Kellermann (1802–1868), Staatsmann und Diplomat
- Victor Lanjuinais (1802–1869), Politiker
- Horace Lecoq de Boisbaudran (1802–1897), Maler und Kunstpädagoge
- Charles Lenormant (1802–1859), Archäologe und Ägyptologe
- Édouard Ménétries (1802–1861), Entomologe und Zoologe
- Letizia Murat (1802–1859), älteste Tochter des französischen Offiziers Joachim Murat und Nichte von Napoleon I.
- Paul de Noailles (1802–1885), Staatsmann und Historiker
- Zoë Prévost (1802–1861), Sängerin
- Albert Stapfer (1802–1892), Schriftsteller und Übersetzer
- Ludovic Vitet (1802–1873), Politiker und Schriftsteller

##### 1803
- Adolphe Adam (1803–1856), Opern- und Ballettkomponist
- Honoré Théodoric d’Albert de Luynes (1802–1867), Adeliger
- Christophe Annedouche (1803–1866), Kupferstecher
- Jean Désiré Artôt (1803–1887), Hornist
- Édouard Biot (1803–1850), Ingenieur und Sinologe
- Charles Lucien Jules Laurent Bonaparte (1803–1857), italienischer Zoologe, Ornithologe und Politiker
- Alexandre-Gabriel Decamps (1803–1860), Maler
- Charles Marie Tanneguy Duchâtel (1803–1867), Staatsmann
- Antoine Fontaney (1803–1837), Schriftsteller
- Adèle Foucher (1803–1868), Ehefrau von Victor Hugo
- Jean Pierre Louis Girardin (1803–1884), Agrikulturchemiker
- Paul Huet (1803–1869), Maler, Zeichner und Radierer
- Eugène Isabey (1803–1886), Maler
- Prosper Mérimée (1803–1870), Schriftsteller
- Alexandre Montfort (1803–1856), Komponist
- Charles Rabou (1803–1871), Schriftsteller und Journalist
- Flora Tristan (1803–1844), Schriftstellerin, Sozialistin und Frauenrechtlerin
- Léon Vaudoyer (1803–1872), Architekt

##### 1804
- Napoléon Louis Bonaparte (1804–1831), Adeliger
- Louis Clément François Breguet (1804–1883), Uhrmacher, Physiker und Konstrukteur
- Édouard Chassaignac (1804–1879), Chirurg
- Francisque Joseph Duret (1804–1865), Bildhauer
- Louise Farrenc (1804–1875), Komponistin, Pianistin und Musikwissenschaftlerin
- Charles-Alexandre Fessy (1804–1856), Organist
- Hippolyte Fockedey (1804–1876), Fotopionier
- Élie-Frédéric Forey (1804–1872), General
- Paul Gavarni (1804–1866), Zeichner, Grafiker und Karikaturist
- Gustave Oliver Lannes de Montebello (1804–1875), General
- Caroline Marbouty (1804–1890), Schriftstellerin
- Claude-Étienne Minié (1804–1879), Erfinder des Miniégewehrs
- Marc Athanase Parfait Œillet Des Murs (1804–1894), Ornithologe, Oologe und Bürgermeister
- George Sand (1804–1876), Schriftstellerin
- Victor Schœlcher (1804–1893), Politiker
- Émile Signol (1804–1892), Kirchenmaler und Kunstpädagoge
- Eugène Sue (1804–1857), Schriftsteller

##### 1805
- Victor Baltard (1805–1874), Stadtarchitekt
- Henri-Auguste Barbier (1805–1882), Satiriker
- Jules Barthélemy-Saint-Hilaire (1805–1895), Gelehrter und Staatsmann
- Louise Bertin (1805–1877), Komponistin und Dichterin
- Gabriel Bibron (1805–1848), Zoologe
- Léon-Lévy Brunswick (1805–1859), Bühnenautor, Dramatiker und Librettist
- Charles Théobald de Choiseul-Praslin (1805–1847), Adeliger
- Eugène Devéria (1805–1865), Maler
- Édouard Drouyn de Lhuys (1805–1881), Staatsmann
- Alphonse Gilbert (1805–1870), Komponist und Organist
- Heinrich Kurz (1805–1873), deutsch-schweizerischer Literaturhistoriker, Sinologe, Übersetzer und Bibliothekar
- Théodore Labarre (1805–1870), Harfenvirtuose und Komponist
- Adolphe Noël des Vergers (1805–1867), Orientalist, Archäologe und Epigraphiker
- Isidore Geoffroy Saint-Hilaire (1805–1861), Zoologe und Ethologe
- Bettina von Savigny (1805–1835), deutsche Briefeschreiberin
- Édouard de Verneuil (1805–1873), Geologe und Paläontologe

##### 1806
- Auguste Anicet-Bourgeois (1806–1871), Theaterdichter
- Félix Arvers (1806–1850), Schriftsteller
- Ferdinand Barrot (1806–1883), Jurist und Politiker
- Wilhelm Theodor von Chézy (1806–1865), Schriftsteller, Romancier, Übersetzer und Journalist
- Charles-Theodor Cogniard (1806–1872), Bühnenautor und Theaterdirektor
- Michel Delaporte (1806–1872), Bühnendichter
- Léon Denuelle (1806–1881), erster Sohn Napoleons und seiner Mätresse Éléonore Denuelle
- Gilbert Duprez (1806–1896), Sänger, Komponist und Gesangslehrer
- Émile de Girardin (1806–1881), Verleger und Journalist
- Eugène Giraud (1806–1881), Maler und Kupferstecher, Karikaturist, Lithograf und Bühnenbildner
- Adolphe Goupil (1806–1893), Drucker, Buch- und Kunsthändler, Verleger, Publizist und Kunstsammler
- Eugène Lepoittevin (1806–1870), Maler
- Paul-Eugène Lequeux (1806–1873), Architekt
- Charles Martins (1806–1889), Botaniker und Mediziner
- Charles Mozin (1806–1862), Maler
- Alphonse Pyrame de Candolle (1806–1893), Schweizer Botaniker und Wissenschaftssoziologe
- Antoine Le Roux de Lincy (1806–1869), Bibliothekar, Romanist und Mediävist
- Armand Toussaint (1806–1862), Bildhauer

##### 1807
- Jules André (1807–1869), Landschaftsmaler
- Jean-Hippolyte Cogniard (1807–1882), Bühnenautor und Theaterdirektor
- Jean-Jacques Feuchère (1807–1852), Bildhauer
- Léon de Laborde (1807–1869), Kunsthistoriker, Archäologe und Forschungsreisender
- Alexandre Ledru-Rollin (1807–1874), Politiker
- Ernest Legouvé (1807–1903), Schriftsteller und Dramatiker
- Auguste Nélaton (1807–1873), Arzt und Chirurg
- Charles-Auguste Questel (1807–1888), Architekt
- Alphonse Thys (1807–1879), Komponist

##### 1808
- Louis Victor Bevalet (1808–1887), naturwissenschaftlicher Maler und Tierpräparator
- Eugène Bourdon (1808–1884), Uhrmacher, Ingenieur und Erfinder
- Auguste de Châtillon (1808–1881), Bildhauer, Maler und Schriftsteller
- Max von Chézy (1808–1846), deutscher Maler
- Augustin Alexis Damour (1808–1902), Mineraloge
- Vincent Delacour (1808–1840), Komponist
- Jacques Demogeot (1808–1894), Literat und homme de lettres
- Antoine Elwart (1808–1877), Komponist, Musikpädagoge und -wissenschaftler
- Antoine Étex (1808–1888), Bildhauer, Maler, Architekt und Schriftsteller
- Albert Jacquemart (1808–1875), Beamter, Maler und Sammler
- Alphonse Karr (1808–1890), Journalist, Schriftsteller und Satiriker
- Maria Malibran (1808–1836), Opernsängerin
- Pierre-François Mathieu (1808–1864), Autor
- Edouard Millault (1808–1887), Komponist, Violinist und Musikpädagoge
- Napoleon III. (1808–1873), Staatspräsident und Kaiser der Franzosen
- Gérard de Nerval (1808–1855), Schriftsteller
- Jean Baptiste Gustave Planche (1808–1857), Literatur- und Kunstkritiker
- Albert G. Talbott (1808–1887), Politiker

##### 1809
- Louis Henri Armand Béhic (1809–1891), Politiker
- Louis Eugène Bertier (1809–?), Porträt- und Genremaler
- Charles Marie Wladimir Brunet de Presle (1809–1875), Gräzist, Byzantinist und Neogräzist
- Amédée Burat (1809–1883), Geologe
- Adolphe Claire Le Carpentier (1809–1869), Musikpädagoge und Komponist
- Alexandre-François Debain (1809–1877), Orgel-, Klavier- und Harmoniumbauer
- Alice Ferrières (1909–1988), Widerstandskämpferin
- Antoine Girot (1809–1885), Stillleben-Maler, Aquarellist und Koch
- Alphonse Guichenot (1809–1876), Zoologe
- Georges-Eugène Haussmann (1809–1891), Präfekt und Stadtplaner
- Joseph d’Haussonville (1809–1884), Politiker und Historiker
- Edmond Lebœuf (1809–1888), Marschall von Frankreich und Kriegsminister
- Jules Lion (1809/10–1866), US-amerikanischer Lithograph, früher Fotograf und Maler
- Eugène Prévost (1809–1872), Komponist und Dirigent

##### 1810
- Joseph Bouchardy (1810–1870), Theaterdichter
- Ernest Courtot de Cissey (1810–1882), General und Staatsmann
- Alfred Dedreux (1810–1860), Maler
- Maximilian von Helmstatt (1810–1893), königlich französischer Rittmeister
- Achille Jubinal (1810–1875), Romanist, Mediävist und Politiker
- Pierre Lagrave (≈1810–1832), Komponist
- Napoléon Laisné (1810–1896), Unteroffizier, Sportsoldat, Turnsportler, Sportpädagoge und Pionier der Heilgymnastik
- Alphonse Leveaux (1810–1893), Schriftsteller und Literaturgeschichtler
- Éliphas Lévi (1810–1875), Diakon, Schriftsteller und Okkultist
- Hégésippe Moreau (1810–1838), Schriftsteller
- Alfred Mosselman (1810–1867), Industrieller
- Alfred de Musset (1810–1857), Schriftsteller
- Édouard Verreaux (1810–1868), Ornithologe und Naturforscher

#### 1811 bis 1820

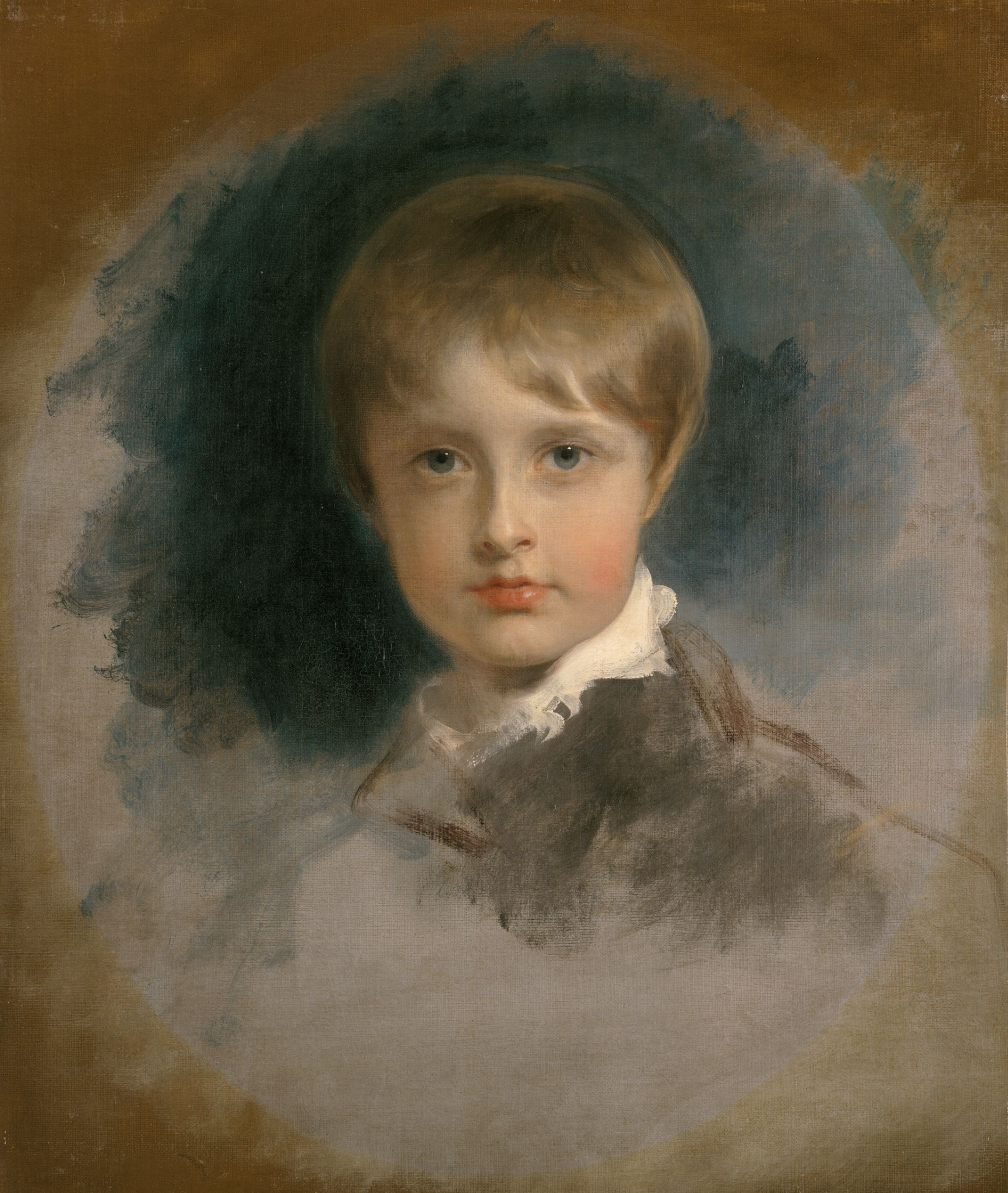
Napoleon Franz Bonaparte

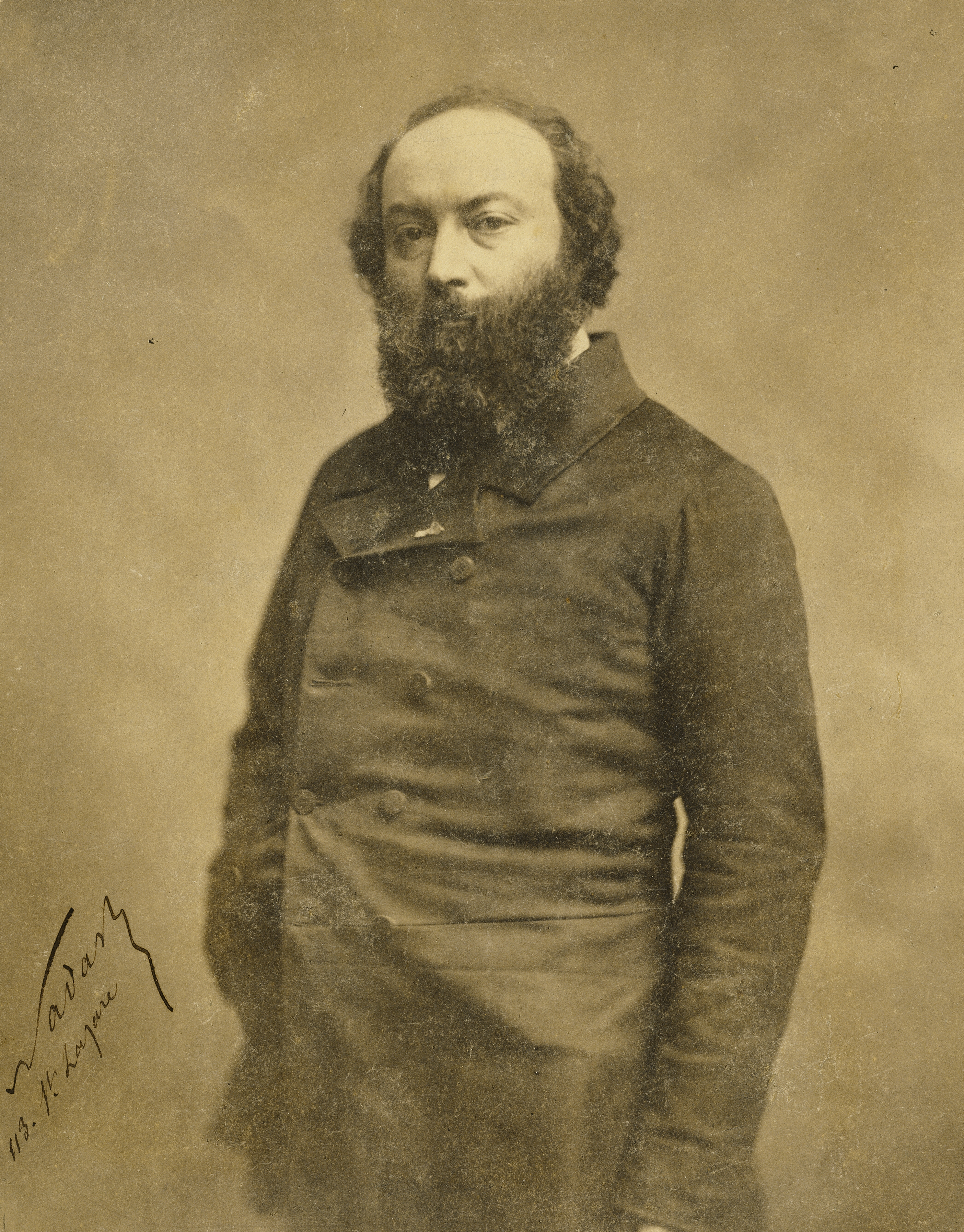
Théodore Rousseau

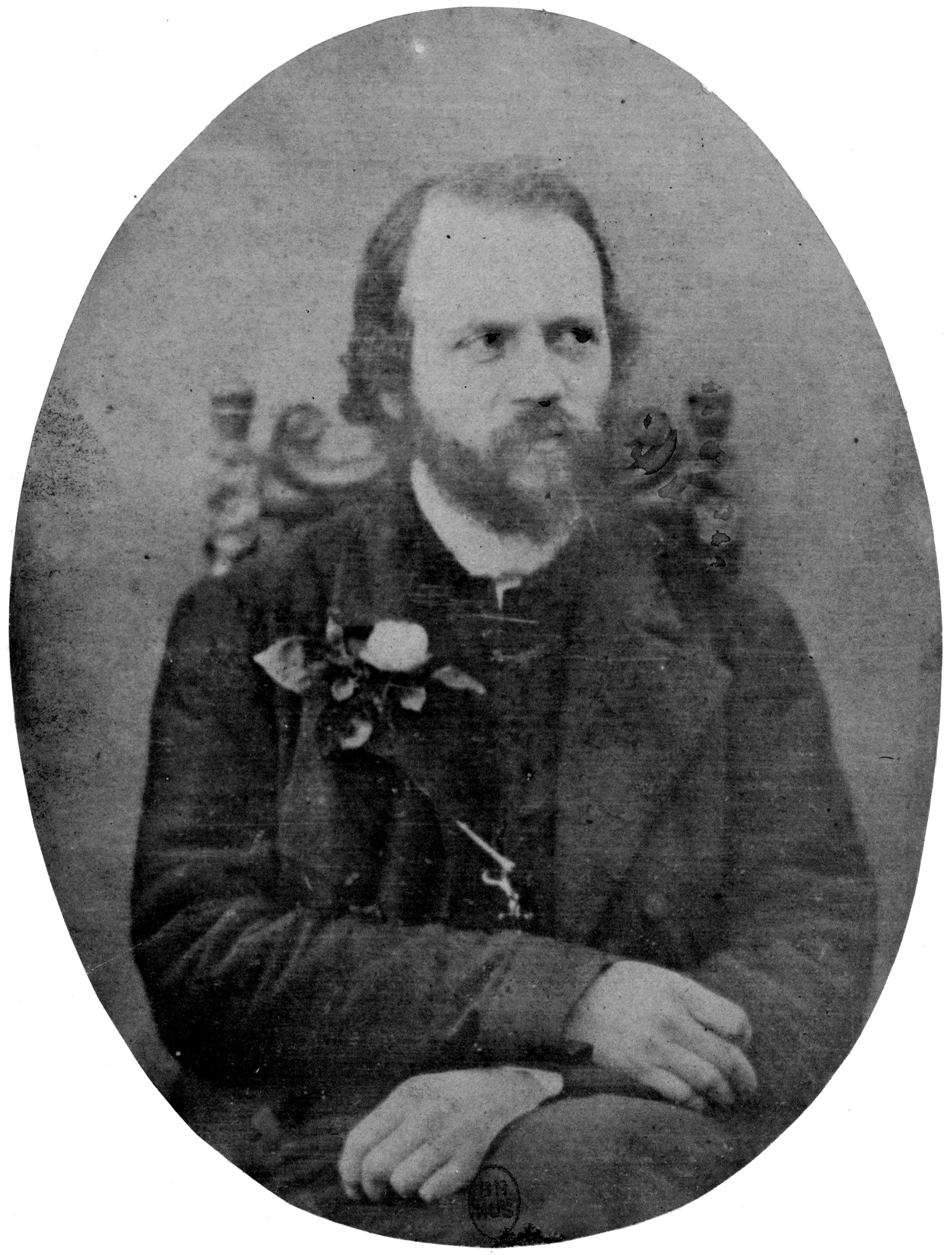
Charles Valentin Alkan

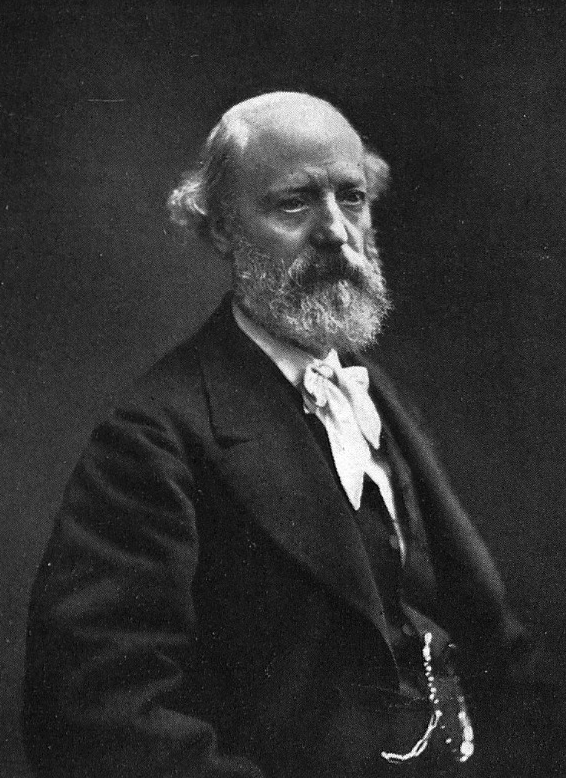
Eugène Viollet-le-Duc

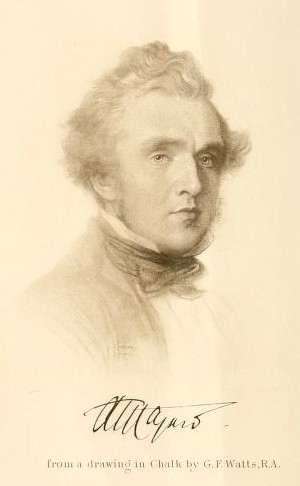
Austen Henry Layard

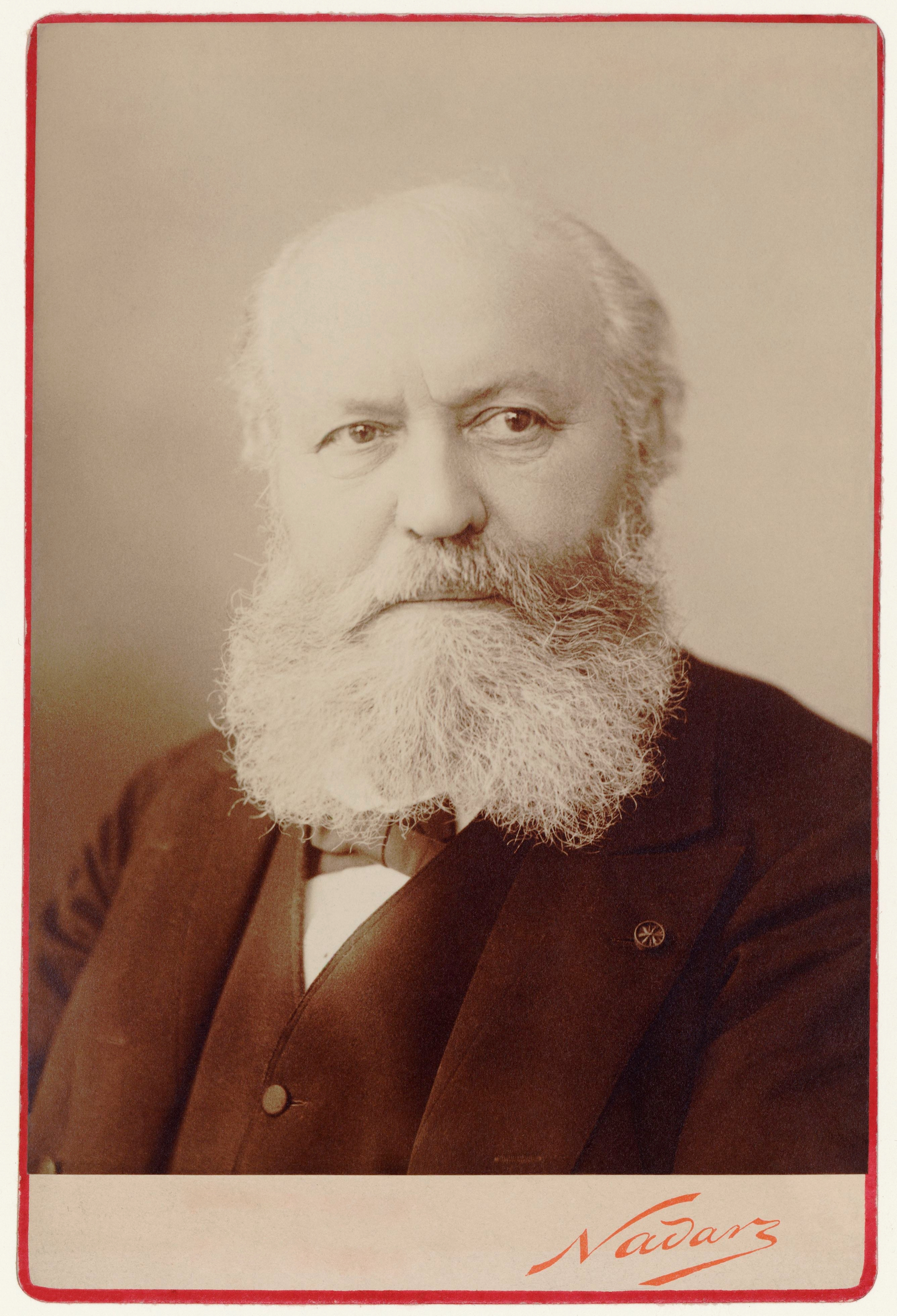
Charles Gounod

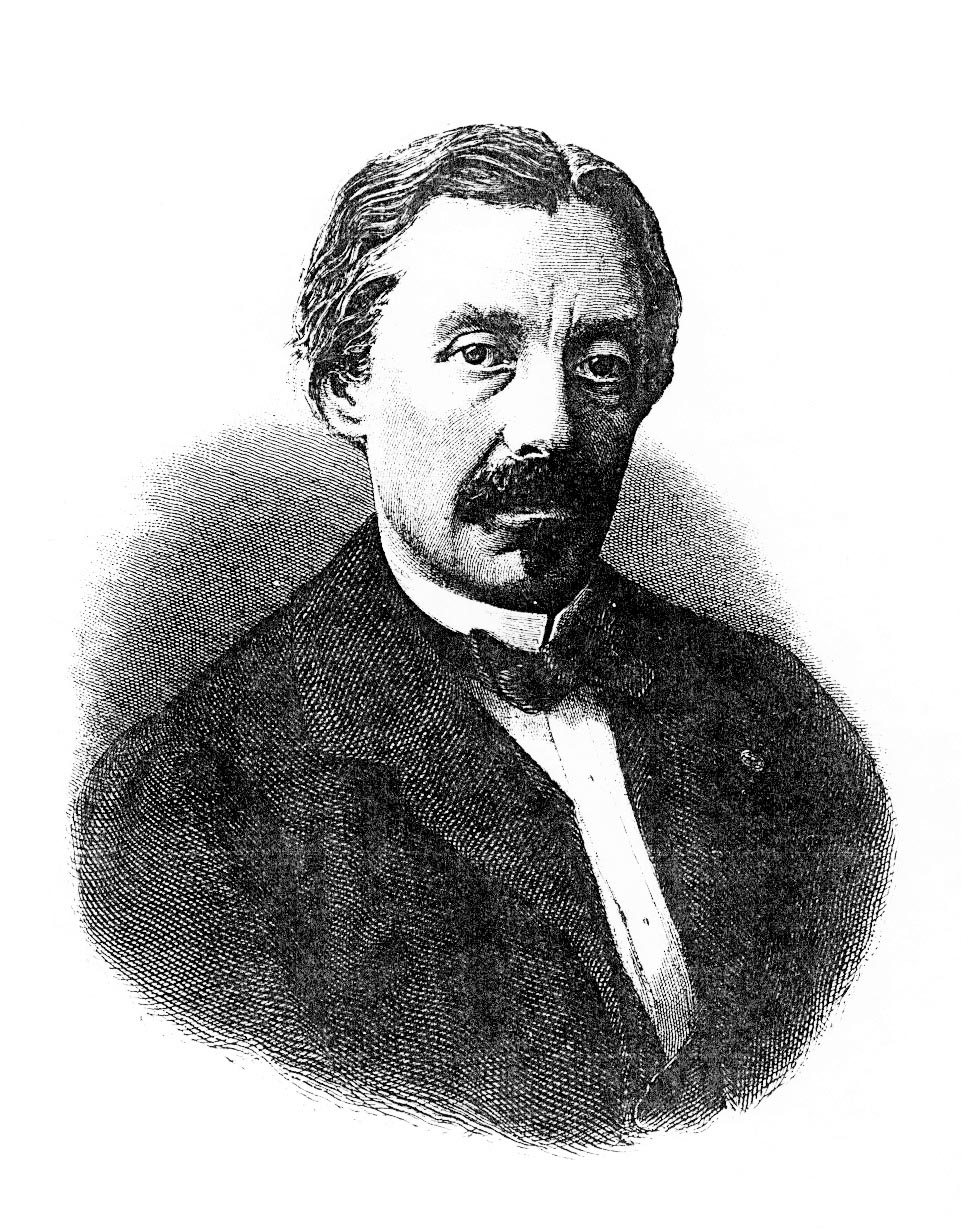
Léon Foucault

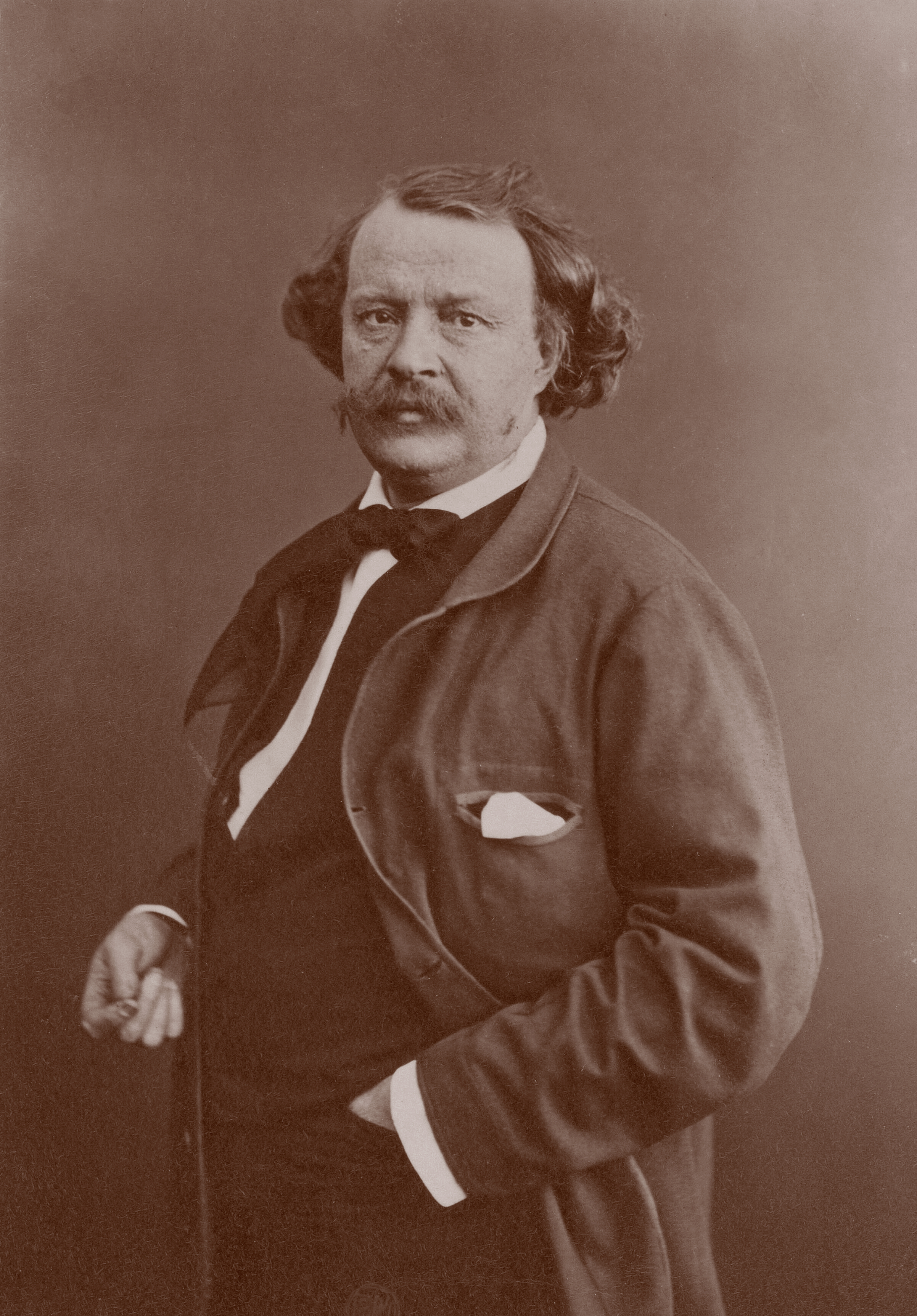
Nadar

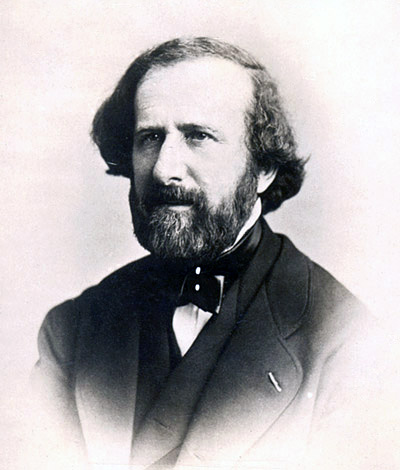
Hippolyte Fizeau

Henri d’Artois

##### 1811
- Napoleon Franz Bonaparte (1811–1832), Nachkomme Napoléon Bonapartes
- Félix Le Couppey (1811–1887), Musikpädagoge, Pianist und Komponist
- Ambroise Detrez (1811–1863), Maler und Professor
- Victor Duruy (1811–1894), Historiker und Politiker
- Kurt Heinrich Ernst von Einsiedel (1811–1887), deutscher Pferdezüchter und Autor
- Adolphe d’Ennery (1811–1899), Bühnenautor
- Alfred des Essarts (1811–1893), Bibliothekar und Schriftsteller
- Nicolas-Théodore Gobley (1811–1876), Chemiker und Pharmakologe
- Susette Hauptmann (1811–1890), deutsche Malerin, Zeichnerin und Sängerin
- Léon Lalanne (1811–1892), Bauingenieur und Politiker
- Édouard René Lefebvre de Laboulaye (1811–1883), Jurist, Publizist, Journalist und Politiker
- Louis Raymond de Montaignac de Chauvance (1811–1891), Politiker und Marineoffizier
- Eugène-Melchior Péligot (1811–1890), Chemiker
- Marie Moke-Pleyel (1811–1875), französisch-belgische Pianistin
- Pauline de Nicolay (1811–1868), Franziskanerin
- Alfred Émilien de Nieuwerkerke (1811–1892), Bildhauer, Kunstsammler und Kulturpolitiker
- Philothée O’Neddy (1811–1875), Schriftsteller
- Auguste Ottin (1811–1890), Bildhauer
- Henri Rosellen (1811–1876), Pianist, Musiklehrer und Komponist
- Emmanuel de Rougé (1811–1872), Ägyptologe

##### 1812
- Paul Abadie (1812–1884), Baumeister und Restaurator
- Marie-Alexandre Alophe (1812–1883), Fotograf
- Louis-Auguste Boileau (1812–1896), Architekt
- Louis Cabat (1812–1893), Maler
- Félix Danjou (1812–1866), Organist, Komponist und Musikwissenschaftler
- Camille Doucet (1812–1895), Dramatiker
- Auguste Duméril (1812–1870), Mediziner und Zoologe
- Alphonse Esquiros (1812–1876), Schriftsteller und Politiker
- Jean-Baptiste Farochon (1812–1871), Medailleur und Bildhauer
- Jean-Barthélemy Hauréau (1812–1896), Historiker und Publizist
- Zygmunt Krasiński (1812–1859), Nationaldichter Polens
- Louis Leroy (1812–1885), Journalist, Theaterschriftsteller, Maler und Kunstkritiker
- Emmanuel Miller (1812–1886), Gräzist, Byzantinist und Paläograph
- Albert von Pourtalès (1812–1861), preußischer Diplomat
- Théodore Rousseau (1812–1867), Landschaftsmaler

##### 1813
- Louise-Victorine Ackermann (1813–1890), Schriftstellerin
- Charles Valentin Alkan (1813–1888), Komponist und Klaviervirtuose
- Auguste André Thomas Cahours (1813–1891), Chemiker
- Carel Gabriel Cobet (1813–1889), niederländischer klassischer Philologe
- Émile Egger (1813–1885), Gräzist
- Victor Escousse (1813–1832), Dichter und Dramatiker
- Auguste Galimard (1813–1880), Maler, Lithograf und Kunstschriftsteller
- Theodore Charles Gruyère (1813–1885), Bildhauer
- Franz Napoleon Heigel (1813–1888), deutscher Maler
- Charles Emile Jacque (1813–1894), Maler und Grafiker
- Pierre Alphonse Laurent (1813–1854), Mathematiker
- Auguste Maquet (1813–1888), Schriftsteller und Librettist
- Charles Marville (1813–1879), Fotograf
- Alexis Paccard (1813–1867), Architekt
- Isidore Pils (1813–1875), Maler und Aquarellist
- Edmond de Selys-Longchamps (1813–1900), belgischer Politiker und Entomologe

##### 1814
- Louis Arrighi de Casanova (1814–1888), Politiker
- Louis Alfred Becquerel (1814–1862), Physiker und Mediziner
- Louis-Auguste Bisson (1814–1876), Fotograf und Fotopionier
- Jean-Baptiste Capronnier (1814–1891), Glasmaler
- Gabriel Gervais Chardin (1814–1907), Landschafts- und Tiermaler
- Charles Coran (1814–1901), Lyriker
- Cornélie Falcon (1814–1897), Opernsängerin (Sopran)
- Alphonse François (1814–1888), Kupferstecher
- Théodore Frère (1814–1888), Maler
- François Guessard (1814–1882), Romanist und Mediävist
- Charles Ferdinand Latrille Lorencez (1814–1892), General der französischen Armee
- Hippolyte Lucas (1814–1899), Entomologe und Arachnologe
- Molé-Gentilhomme (1814–1856), Schriftsteller und Dramatiker
- Charles François Frédéric de Montholon-Sémonville (1814–1886), Botschafter
- Louis d’Orléans, duc de Nemours (1814–1896), Generalleutnant und Brigadegeneral
- Charles-Philippe Place (1814–1893), Bischof und Kardinal der römisch-katholischen Kirche
- Jules Quicherat (1814–1882), Historiker
- Marie-Gabriel-Augustin Savard (1814–1881), Musikpädagoge und Komponist
- Eugène Viollet-le-Duc (1814–1879), Architekt, Denkmalpfleger und Kunsthistoriker
- Pierre Wantzel (1814–1848), Mathematiker

##### 1815
- Jean-Achille Benouville (1815–1891), Maler
- Ernest Boulanger (1815–1900), Komponist
- Louis Le Chatelier (1815–1873), Ingenieur
- Louis Chollet (1815–1851), Komponist und Organist
- Antonin Jean Désormeaux (1815–1894), Mediziner und Chirurg
- Émile Félix Fleury (1815–1884), Offizier und Diplomat
- Paul-Gustave Froment (1815–1865), Mechaniker und Erfinder
- Eugène Labiche (1815–1888), Lustspieldichter
- Félix Philippoteaux (1815–1884), Maler
- Louis Pierre Alexis Pothuau (1815–1882), Marineoffizier und Politiker
- Victor Raulin (1815–1905), Paläobotaniker und Geologe
- Hippolyte Ravergie (1815–1887), Maler
- Louis-Alexandre Saint-Paul de Sinçay (1815–1890), Industrieller
- Rosine Stoltz (1815–1903), Opernsängerin

##### 1816
- Félix-Charles Douay (1816–1879), General
- Auguste Dumont (1816–1885), Journalist und Zeitungsherausgeber
- Léon Gaucherel (1816–1886), Zeichner, Radierer, Illustrator und Maler
- Paul Gervais (1816–1879), Zoologe und Paläontologe
- Ernest-Charles Lasègue (1816–1883), Internist
- Victor Adolphe Malte-Brun (1816–1889), Geograf und Kartograf
- Auguste Placet (1816–1888), Violinist und Dirigent
- Eugène Pottier (1816–1887), Textdichter
- Philippe Rousseau (1816–1887), Maler
- Victor Antoine Signoret (1816–1889), Entomologe
- Louis de Vilmorin (1816–1860), Botaniker

##### 1817
- Théodore Ballu (1817–1885), Architekt
- François Alphonse Belin (1817–1877), Orientalist
- Georges Cloué (1817–1889), Marineoffizier und Politiker
- Charles-François Daubigny (1817–1878), Maler
- Edouard Deldevez (1817–1897), Komponist, Violinist und Dirigent
- Adolphe Deloffre (1817–1876), Dirigent und Geiger
- Robert von der Goltz (1817–1869), deutscher Diplomat und Politiker
- Élie de Gontaut-Biron (1817–1890), Politiker und Diplomat
- Alphonse Huillard-Bréholles (1817–1871), Historiker
- Austen Henry Layard (1817–1894), britischer Amateur-Archäologe, Diplomat und Politiker, Kunstkenner und Schriftsteller
- Louis Lefébure-Wély (1817–1869), Organist und Komponist
- Charles-Louis Michelez (1817–1894), Fotograf
- Edmond Rousse (1817–1906), Rechtsanwalt
- Édouard-Léon Scott de Martinville (1817–1879), Drucker und Buchhändler
- Saint-René Taillandier (1817–1879), Romanist, Komparatist und Historiker
- Gustave Adolphe Thuret (1817–1875), Botaniker und Algologe

##### 1818
- Gustave Aimard (1818–1883), Autor
- Jean-Adolphe Beaucé (1818–1875), Maler und Grafiker
- Edouard-Louis-Alexandre Brisebarre (1818–1871), Theaterdichter
- Karl Coronini-Cronberg (1818–1910), österreichischer Beamter, Politiker und Schriftsteller
- Eugène André Despois (1818–1876), Schriftsteller
- Adolf von Fürstenstein (1818–1895), deutscher Rittergutsbesitzer, Verwaltungsbeamter und Hofbeamter
- Charles Gounod (1818–1893), Komponist
- Eugène Ernest Hillemacher (1818–1887), Maler
- Théodore Mozin (1818–1850), Komponist und Musikpädagoge
- Paul Meurice (1818–1905), Schriftsteller
- Louis-Daniel Perrier (1818–1903), Schweizer Architekt
- Max Richard (1818–1901), Unternehmer und Politiker
- Henri Le Secq (1818–1882), Maler, Radierer, Kunstsammler und Fotograf
- Auguste Ambroise Tardieu (1818–1879), Rechtsmediziner

##### 1819
- Antoine Alfred Agénor de Gramont (1819–1880), Diplomat
- Louise Marie Thérèse d’Artois (1819–1864), Adelige
- Henri Anatole de Beaulieu (1819–1884), Maler
- Alexandre-Emile Béguyer de Chancourtois (1819–1886), Chemiker und Geologe
- Marie-Françoise Bernard (1819–1901), Vivisektionsgegnerin
- Marie Firmin Bocourt (1819–1904), Zoologe und Künstler
- Émile Deschanel (1819–1904), Schriftsteller und Politiker
- André Adolphe-Eugène Disdéri (1819–1889), Fotograf und Erfinder
- Édouard Dubufe (1819–1883), Maler
- Hippolyte Fizeau (1819–1896), Physiker
- Léon Foucault (1819–1868), Physiker
- Edouard Frère (1819–1886), Genremaler
- Clement Juglar (1819–1905), Arzt und Konjunkturforscher
- Aimé Millet (1819–1891), Bildhauer
- Eugène Millet (1819–1879), Architekt
- Amédée de Noé (1819–1879), Karikaturist
- Jules Pasdeloup (1819–1887), Dirigent
- Henri-Charles Plaut (1819–?), Fotograf, Erfinder und Verleger
- Ernest Saint-Charles Cosson (1819–1889), Botaniker
- Joseph Serret (1819–1885), Mathematiker

##### 1820
- Auguste Paul Charles Anastasi (1820–1889), Landschaftsmaler und Lithograph
- Henri d’Artois (1820–1883), ausgerufener König von Frankreich
- Édouard Batiste (1820–1876), Komponist, Organist und Musikpädagoge
- Bertall (1820–1882), Karikaturist, Zeichner und Radierer sowie Pionier der Fotografie
- Charles François Berton (1820–1874), Schauspieler
- Charles Émile Blanchard (1820–1900), Zoologe und Entomologe
- Henri Duvernoy (1820–1906), Komponist, Organist und Musikpädagoge
- Léon Fairmaire (1820–1906), Entomologe
- Auguste Geffroy (1820–1895), Historiker
- Léonie Kastner-Boursault (1820–1888), Tochter, Schülerin, Mutter und Freundin
- Eugène Lavieille (1820–1889), Maler
- Nadar (1820–1910), Fotograf, Schriftsteller, Zeichner und Luftschiffer
- Pierre Louis Rouillard (1820–1881), Bildhauer
- Valentine de Sainte-Aldegonde (1820–1891), Adelige
- Auguste Sallé (1820–1896), Naturforscher und Forschungsreisender
- Jules Zeller (1820–1900), Historiker, Hochschullehrer

#### 1821 bis 1830

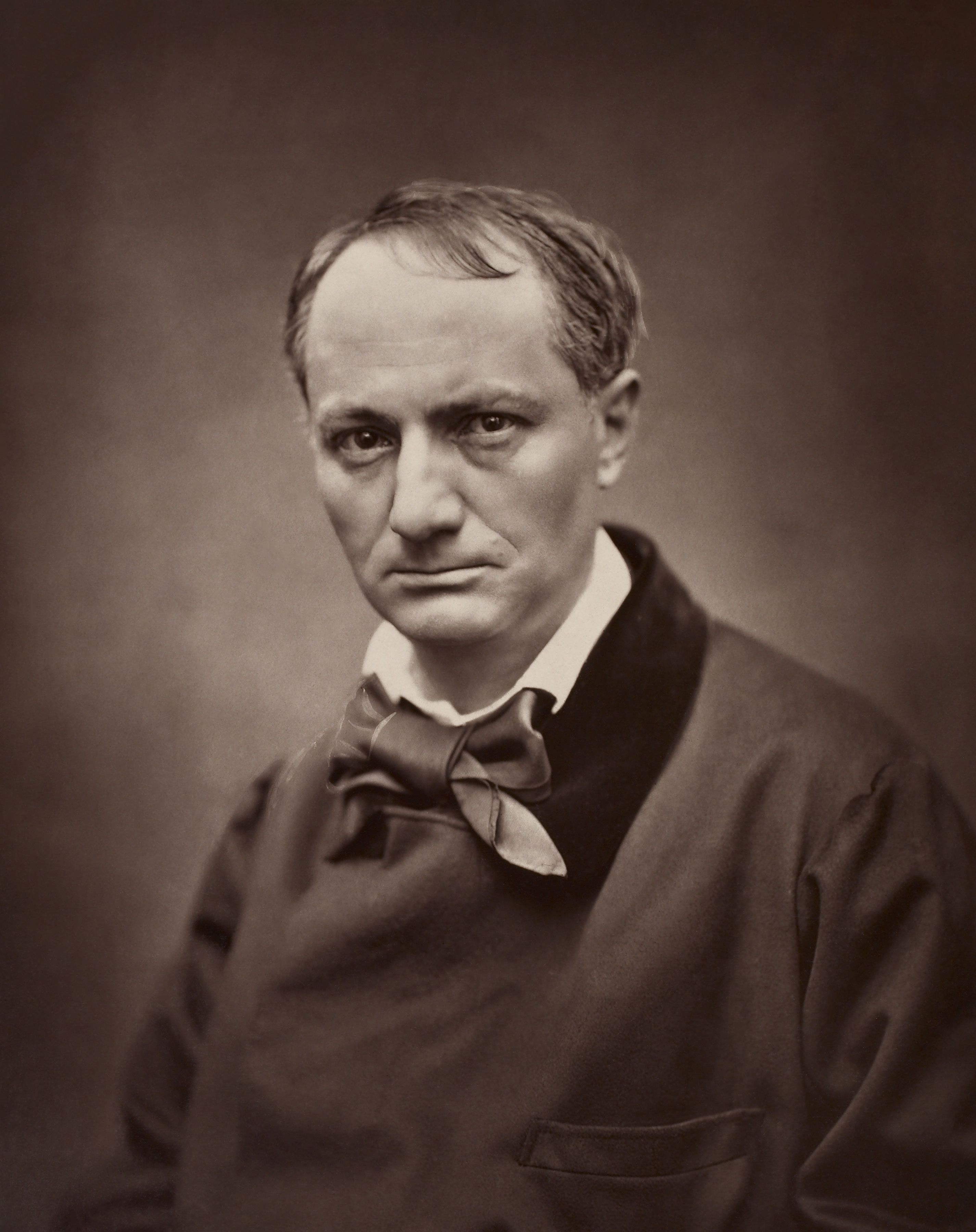
Charles Baudelaire

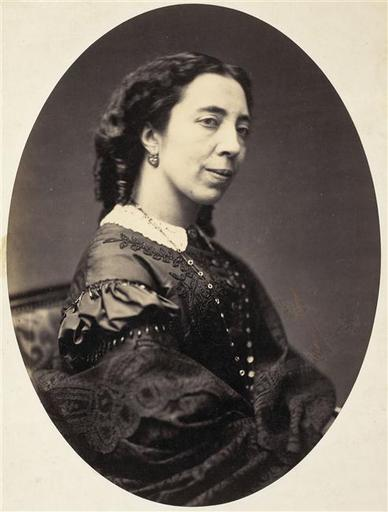
Pauline Viardot-Garcia

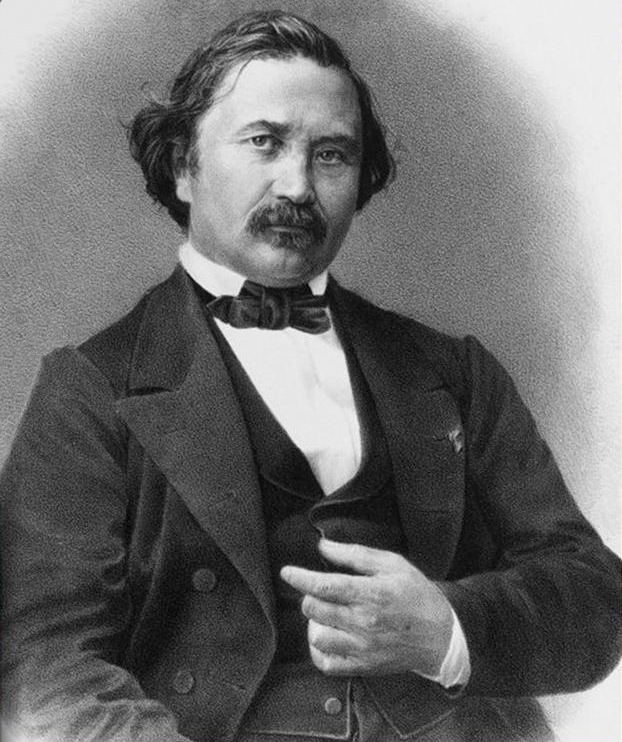
Joseph Bertrand

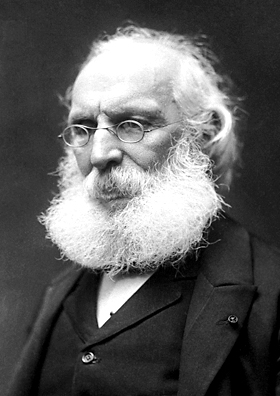
Frédéric Passy

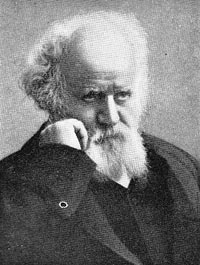
Jules Janssen

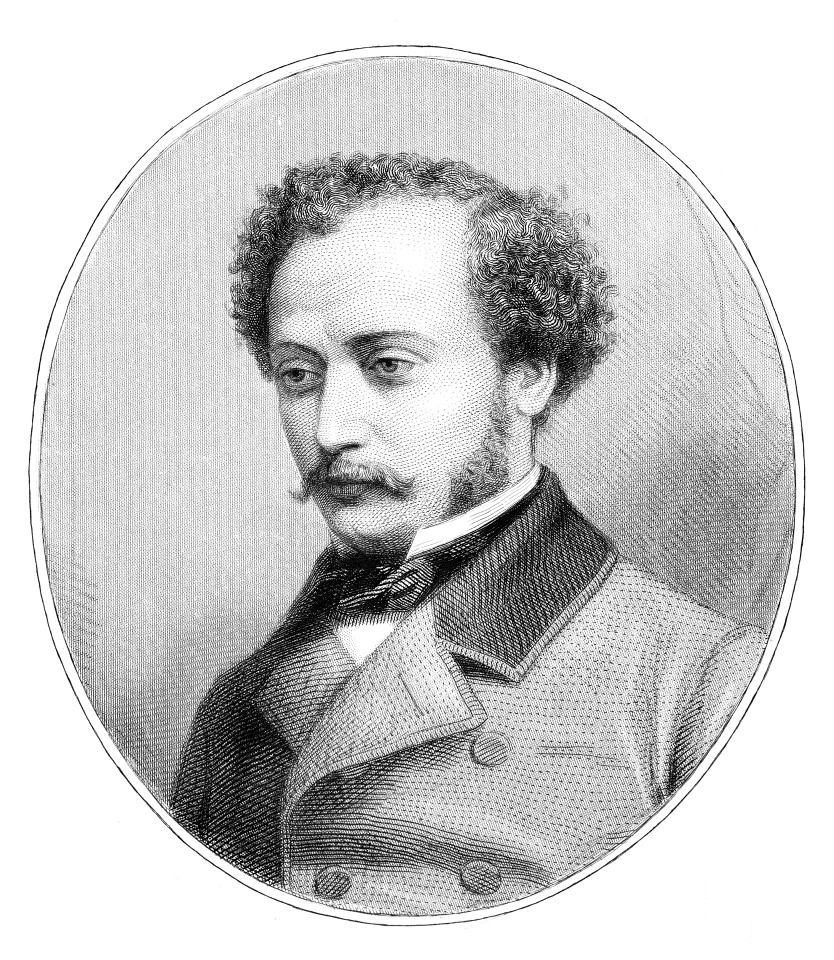
Alexandre Dumas

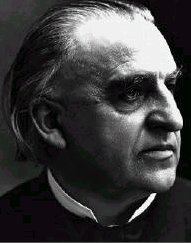
Jean-Martin Charcot

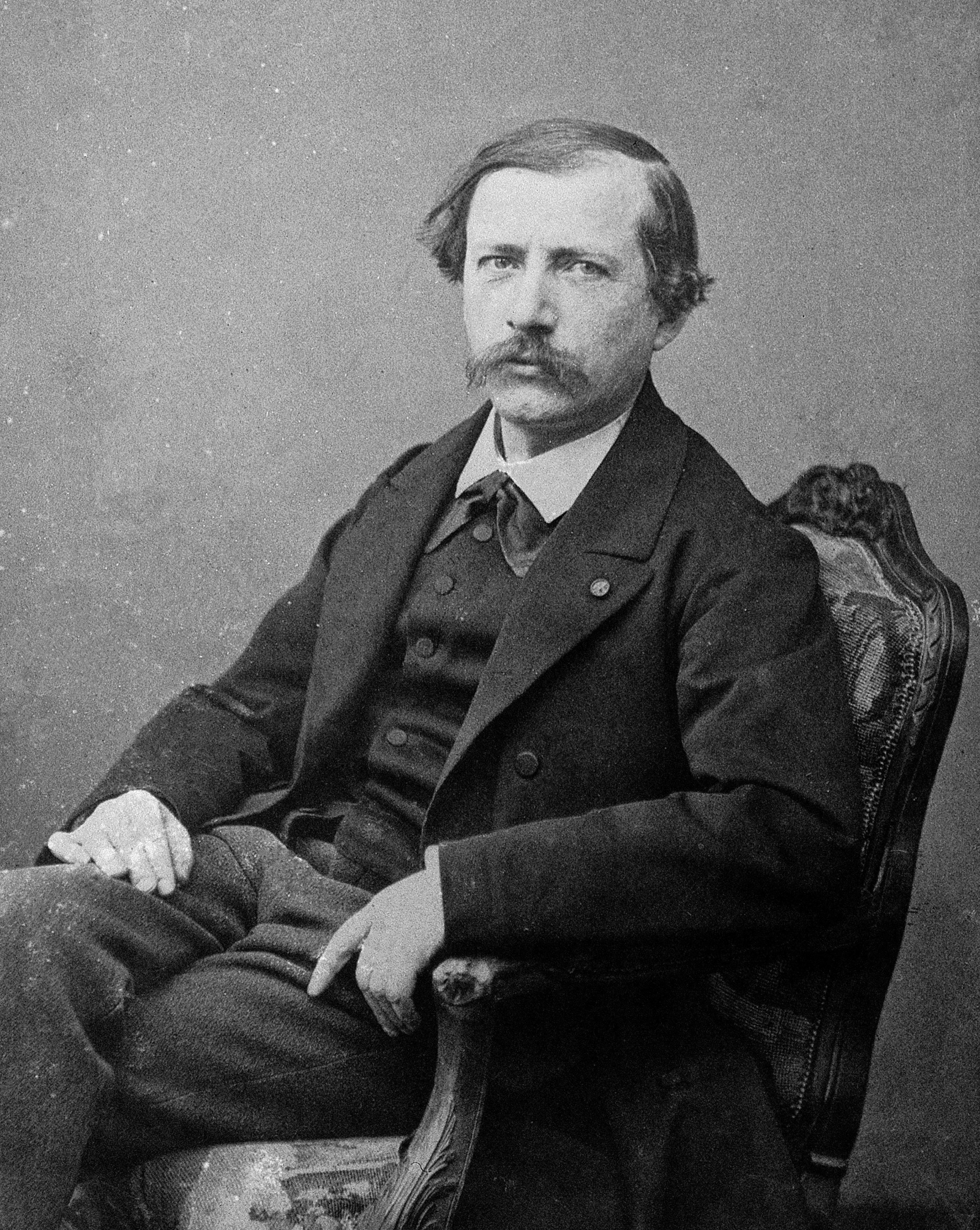
Marcelin Berthelot

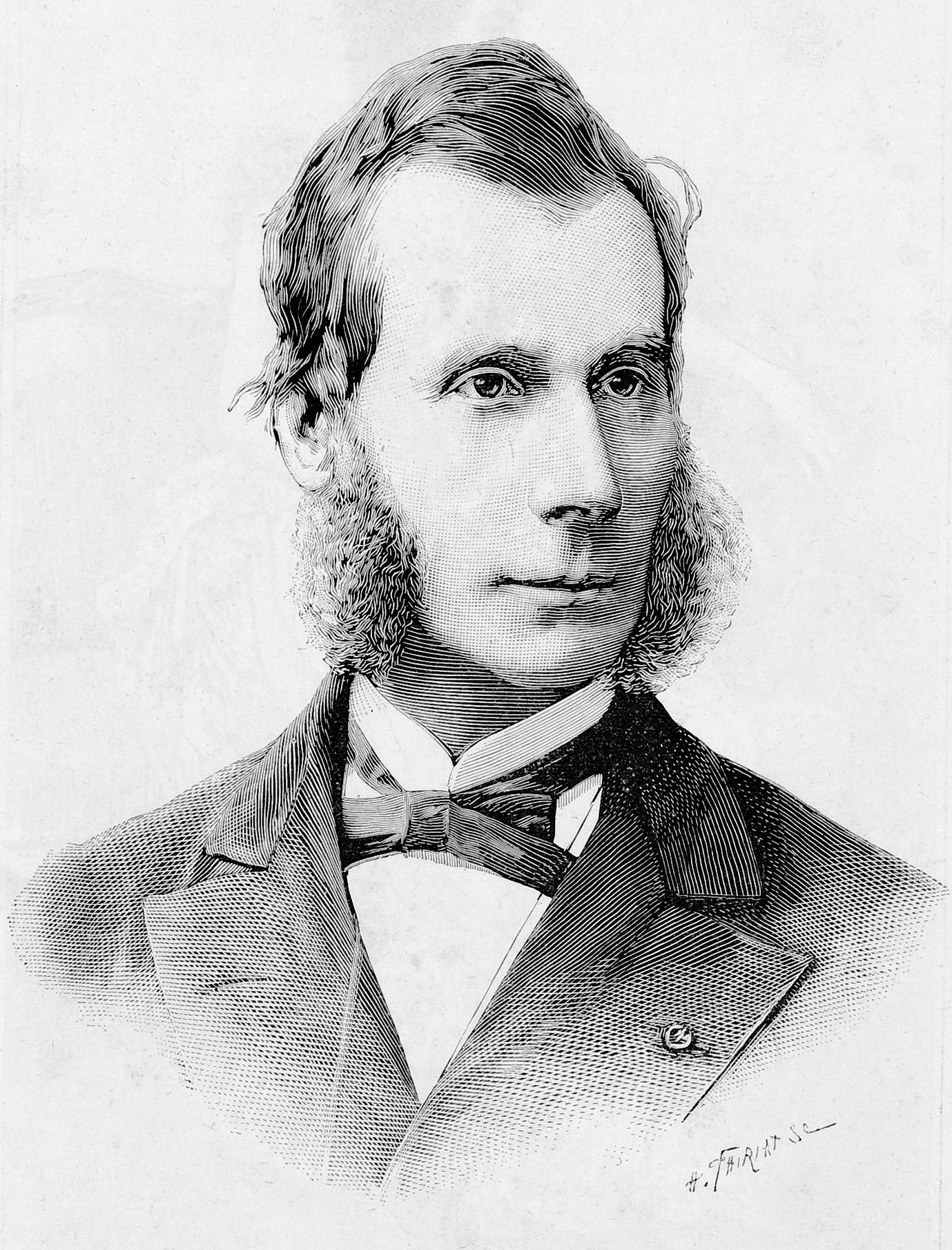
Numa Denis Fustel de Coulanges

##### 1821
- Eugène-Antoine Aizelin (1821–1902), Bildhauer
- Charles Baudelaire (1821–1867), Schriftsteller
- Henri Baudrillart (1821–1892), Nationalökonom und Journalist
- Léon Benouville (1821–1859), Maler
- Louis-Adolphe Bertillon (1821–1883), Mediziner, Anthropologe, Statistiker und Demograph
- Albert de Broglie (1821–1901), Historiker, Publizist und Staatsmann
- Joseph Déjacque (1821–1864), Anarchokommunist, Dichter, Philosoph und Schriftsteller
- Charles Deslys (1821–1885), Schriftsteller
- Anna Féresse-Deraismes (1821–nach 19. Januar 1910), Feministin und Freimaurerin
- Victor Guérin (1821–1891), Forschungsreisender und Amateurarchäologe
- Charles Meryon (1821–1868), Maler und Graveur
- Abel Jean Baptiste Pavet de Courteille (1821–1889), Orientalist
- Édouard Phillips (1821–1889), Mathematiker, Statiker und Bergbauingenieur
- Ernest Picard (1821–1877), französischer Politiker
- Edouard Plouvier (1821–1876), Dramatiker und Librettist
- Arthur Saint-Léon (1821–1870), Geiger, Tänzer, Choreograf und Tanztheoretiker
- Camille Rousset (1821–1892), Historiker, Geschichtsschreiber und Bibliothekar
- Pauline Viardot-Garcia (1821–1910), Mezzosopranistin
- Auguste Désiré Bernard Wolff (1821–1887), Pianist, Klavierbauer und Komponist

##### 1822
- Felix Joseph Barrias (1822–1907), Historienmaler
- Paul Marcellin Berthier (1822–1912), Maler und Fotograf
- Joseph Bertrand (1822–1900), Mathematiker und Pädagoge
- Auguste-Nicolas Caïn (1822–1894), Tierbildhauer und Medailleur
- Maxime Du Camp (1822–1894), Schriftsteller, Journalist und Fotograf
- Alfred Dehodencq (1822–1882), Maler
- Auguste Delâtre (1822–1907), Kupferstecher, Illustrator und Kunstdrucker
- Félix Deltour (1822–1904), Literaturwissenschaftler, Lehrer und Beamter
- Gabriel-Hippolyte Destailleur (1822–1893), Architekt, Restaurator, Innenarchitekt und Sammler
- Hector Giacomelli (1822–1904), Zeichner, Aquarellist und Illustrator
- Théophile Gide (1822–1890), Genre- und Historienmaler
- Léon d’Hervey de Saint-Denys (1822–1892), Schriftsteller, Sinologe und Traumforscher
- Camille Cornélie Isbert (1822–1911), Malerin
- Marie-Joseph-Mélite Roullet de La Bouillerie (1822–1894), Politiker und Bankier
- Louis Ménard (1822–1901), Religionswissenschaftler, Historiker und Chemiker
- Jean Monod (1822–1907), reformierter Theologe
- Henri Murger (1822–1861), Schriftsteller
- Henri d’Orléans, duc d’Aumale (1822–1897), General, Historiker und Kunstsammler
- Frédéric Passy (1822–1912), Parlamentarier und Humanist sowie Friedensnobelpreisträger

##### 1823
- Jules Adenis (1823–1900), Journalist, Schriftsteller und Librettist
- Sophie Gengembre Anderson (1823–1903), französisch-britische Malerin
- Théodore Barrière (1823–1877), Dramatiker
- James Carroll Robinson (1823–1886), Politiker
- Gustave Paul Cluseret (1823–1900), Offizier
- Gabriel Davioud (1823–1881), Architekt
- Antoine Fauchery (1823–1861), Fotograf, Schriftsteller, Journalist, Goldsucher und Abenteurer
- Joseph Alfred Foulon (1823–1893), Erzbischof und Kardinal
- Paul Janet (1823–1899), Philosoph
- Léon Laurent-Pichat (1823–1886), Schriftsteller und Politiker
- Jules Louis Lewal (1823–1908), General und Militärschriftsteller
- Eugène Manuel (1823–1901), Pädagoge, Schriftsteller und Politiker
- Charles Marty-Laveaux (1823–1899), Romanist und Herausgeber
- Friedrich V. Fürst zu Salm-Kyrburg (1823–1887), Wild- und Rheingraf, Fürst
- Maurice Sand (1823–1889), Schriftsteller und Illustrator
- Charles Thurot (1823–1882), Altphilologe und Romanist

##### 1824
- Gustave Boulanger (1824–1888), Maler
- Jean-Maxime Claude (1824–1904), Tier-, Genre- und Landschaftsmaler
- Émile Deville (1824–1853), Mediziner und Tierpräparator
- Alexandre Dumas der Jüngere (1824–1895), Romanschriftsteller und dramatischer Dichter
- Charles Albert Fechter (1824–1879), französisch-englischer Schauspieler
- Wilfrid de Fonvielle (1824–1914), Mathematiker, Journalist und Luftschiffer
- Emmanuel Frémiet (1824–1910), Bildhauer
- Adolphe Hatzfeld (1824–1900), Altphilologe, Philosoph, Romanist und Lexikograf
- Pierre-Edmond Hocmelle (1824–1895), Organist und Komponist
- Léopoldine Hugo (1824–1843), die älteste Tochter des Romanciers, Dichters und Dramatikers Victor Hugo und Adèle Foucher
- Jules Janssen (1824–1907), Astronom
- Céleste Mogador (1824–1909), Tänzerin und Schriftstellerin
- Eugène Ortolan (1824–1891), Jurist, Diplomat und Komponist

##### 1825
- Joseph Alexis Bailly (1825–1883), französisch-amerikanischer Bildhauer
- Jules Barbier (1825–1901), Theaterdichter und Librettist
- Hélène Bertaux (1825–1909), Bildhauerin und Frauenrechtlerin
- Jean-Martin Charcot (1825–1893), Pathologe und Neurologe
- Camille Chazal (1825–1875), Maler und Lithograph
- Raleigh Edward Colston (1825–1896), Brigadegeneral
- Eugène Dandiran (1825–1912), Schweizer evangelischer Geistlicher und Hochschullehrer
- Alfred Delvau (1825–1869), Schriftsteller
- François-Ernest Dutilleul (1825–1907), Politiker und Bankier
- Charles Garnier (1825–1898), Architekt
- Henri Giffard (1825–1882), Ingenieur und Luftfahrtpionier
- Jules Girard (1825–1902), Klassischer Philologe
- Eugène Lambert (1825–1900), Tiermaler
- Claudius Popelin (1825–1892), Schriftsteller, Historien- und Porträtmaler sowie Emailleur
- Pierre Potain (1825–1901), Internist
- Auguste Racinet (1825–1893), Kostümkundler, Illustrator, Maler und Autor
- Victor Frédéric Verrimst (1825–1893), Kontrabassist, Organist und Komponist
- Gustave Zédé (1825–1891), U-Boot-Pionier

##### 1826
- Charles Hamilton Aide (1826–1906), englischer Autor
- Napoléon Alkan (1826–1906), Komponist und Musikpädagoge
- Joseph-René Bellot (1826–1853), Marineoffizier und Polarforscher
- Auguste-Rosalie Bisson (1826–1900), Fotograf und Fotopionier
- Hippolyte Crosse (1826–1898), Malakologe
- Honoré Daumet (1826–1911), Architekt
- Louis Arsène Delaunay (1826–1903), Schauspieler
- Alfred Deléhelle (1826–1893), Komponist
- Pierre-Henri Stanislas d’Escayrac de Lauture (1826–1868), Diplomat, Afrikaforscher und Schriftsteller
- Charles Jules Felix de Comberousse (1826–1897), Mathematiker
- Eugène Fichel (1826–1895), Maler
- Frédéric Godefroy (1826–1897), Philologe, Lexikograph und Journalist
- Émile Lévy (1826–1890), Maler
- Gustave Moreau (1826–1898), Maler und Zeichner
- Léon Say (1826–1896), Ökonom und Politiker; Finanzminister
- Julius Stockhausen (1826–1906), deutscher Sänger, Gesangspädagoge und Dirigent
- Elisa de Vilmorin (1826–1868), Botanikerin und Pflanzenzüchterin
- Edmé Félix Alfred Vulpian (1826–1887), Physiologe und Neurologe

##### 1827
- Marcelin Berthelot (1827–1907), Chemiker, Wissenschaftshistoriker und Politiker
- Pierre-Isidore Bureau (1827–1876), Landschaftsmaler und Graphiker
- Eugène Chavette (1827–1902), Schriftsteller
- Emil Hünten (1827–1902), Maler, Zeichner und Illustrator
- Émile Jonas (1827–1905), Komponist und Kantor
- Louise Aglaé Massart (1827–1887), Pianistin, Musikpädagogin und Komponistin
- Alphonse de Rothschild (1827–1905), Bankier

##### 1828
- Auguste Bazille (1828–1891), Organist und Komponist
- Ernest Cahen (1828–1893), Organist und Komponist
- Hector Crémieux (1828–1892), Dramatiker und Librettist
- Alfred Deseilligny (1828–1875), Industrieller und Politiker
- Eugène Deshayes (1828–1891), Landschafts-, Marinemaler und Aquarellist
- Maria Deraismes (1828–1894), Schriftstellerin, demokratische Humanistin und Frauenrechtlerin
- Alfred Dubucand (1828–1894), Tierbildhauer
- August von Grote (1828–1868), hannoverscher Offizier, Gutsbesitzer und Politiker
- Pierre Émile Levasseur (1828–1911), Historiker, Wirtschaftswissenschaftler und Geograph
- Hervé Mangon (1828–1888), Politiker und Ingenieur
- Charles Nuitter (1828–1899), Librettist, Übersetzer und Archivar
- George Osborne, 9. Duke of Leeds (1828–1895), britischer Aristokrat
- Edmond de Pourtalès (1828–1895), schweizerisch-französischer Bankier, Offizier und Parlamentarier
- Edmond Saglio (1828–1911), Kunsthistoriker, Klassischer Archäologe und Museumsleiter

##### 1829
- Léon Battu (1829–1857), Librettist und Vaudevillist
- Henriette Browne (1829–1901), Malerin des Orientalismus
- Léonce Cohen (1829–1901), Komponist
- Pierre-Hector Coullié (1829–1912), Erzbischof
- Edmond Potonié-Pierre (1829–1902), Pazifist
- Lucien-Anatole Prévost-Paradol (1829–1870), Journalist und Autor
- Gustave de Rothschild (1829–1911), Mitglied der jüdischen Bankiersfamilie Rothschild
- Gustave Servois (1829–1927), Archivar, Präfekt und Romanist
- Émile Vaudremer (1829–1914), Architekt

##### 1830
- Augustine-Malvina Blanchecotte (1830–1897), Lyrikerin
- Henri Bouilhet (1830–1910), Chemieingenieur
- Philippe Burty (1830–1890), Kunstkritiker, Kunstsammler, Zeichner und Radierer
- Pierre-Paul Dehérain (1830–1902), Chemiker, Pflanzenphysiologe und Agronom
- Auguste Durand (1830–1909), Verleger, Organist und Komponist
- Numa Denis Fustel de Coulanges (1830–1889), Historiker
- Gaston de Galliffet (1830–1909), General und Kriegsminister
- Jules de Goncourt (1830–1870), Schriftsteller
- Adolf von Grote (1830–1898), hannoverscher Gesandter und Mitglied des deutschen Reichstags
- Adèle Hugo (1830–1915), Komponistin und Autorin
- Frédéric Koch (1830–1890), General
- Henri Rochefort (1830–1913), Schriftsteller, Journalist, Theaterdichter und Politiker
- Auguste Tolbecque (1830–1919), Cellist, Dirigent, Komponist, Instrumentenbauer und Musikpädagoge

#### 1831 bis 1840

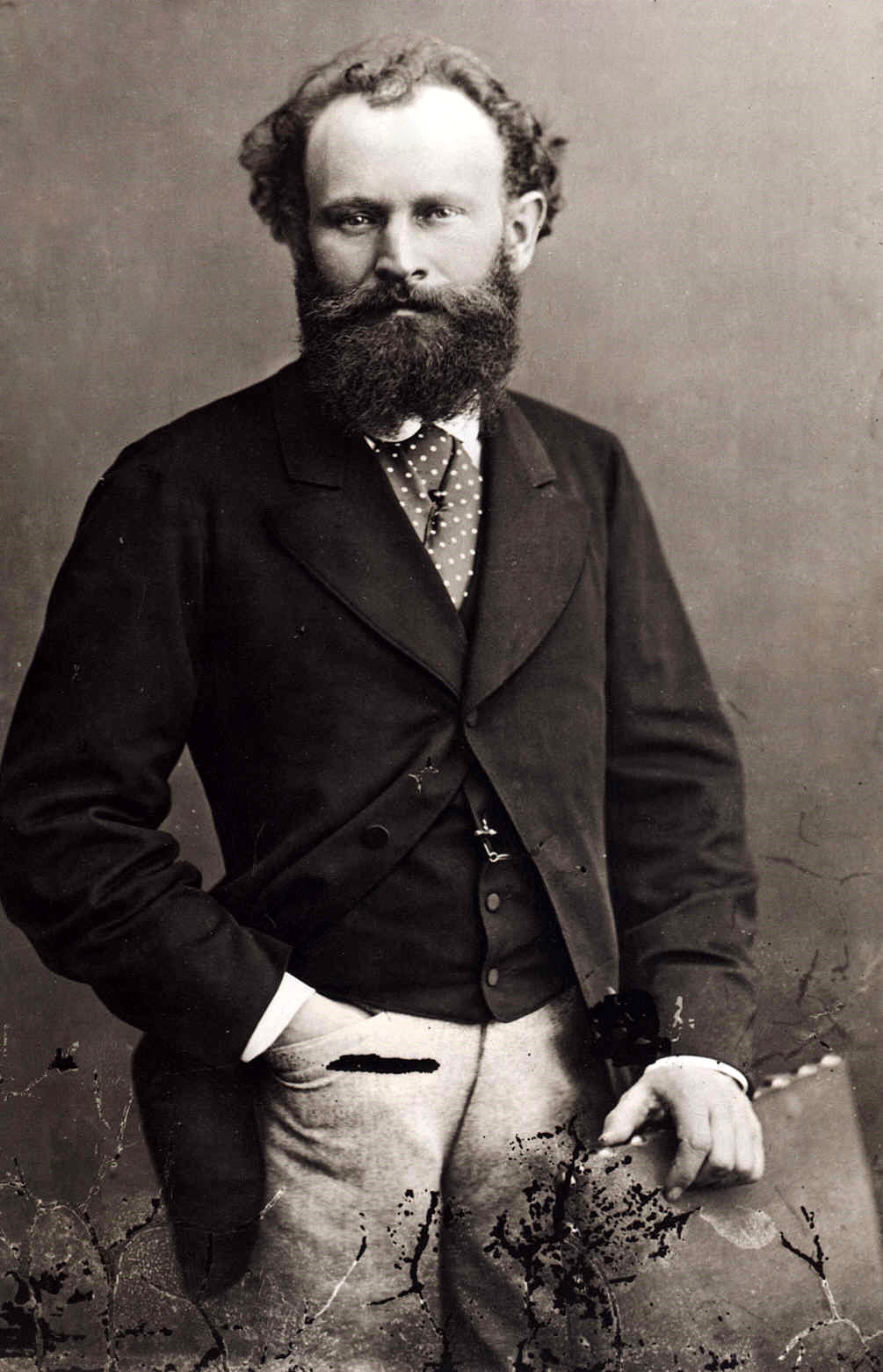
Édouard Manet

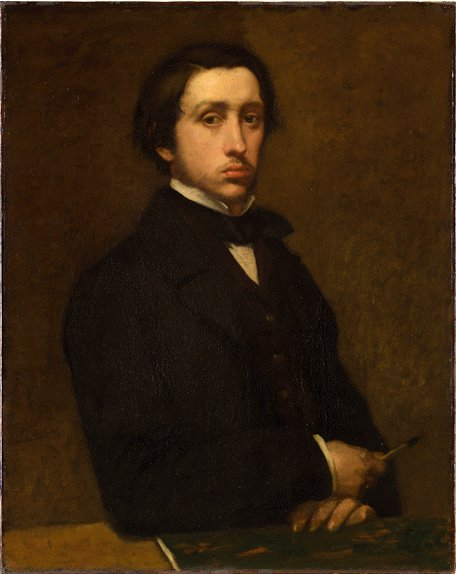
Edgar Degas

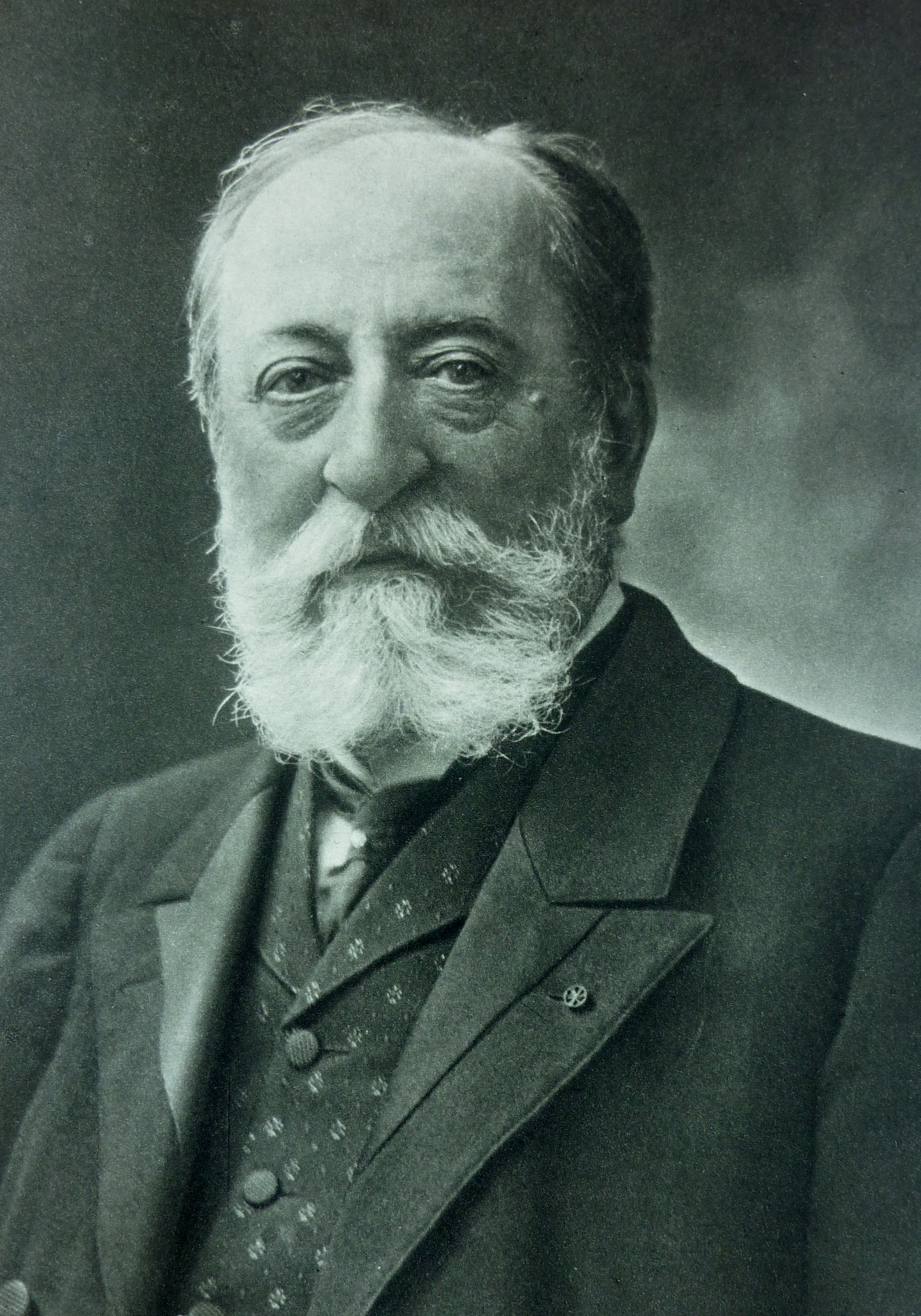
Camille Saint-Saëns

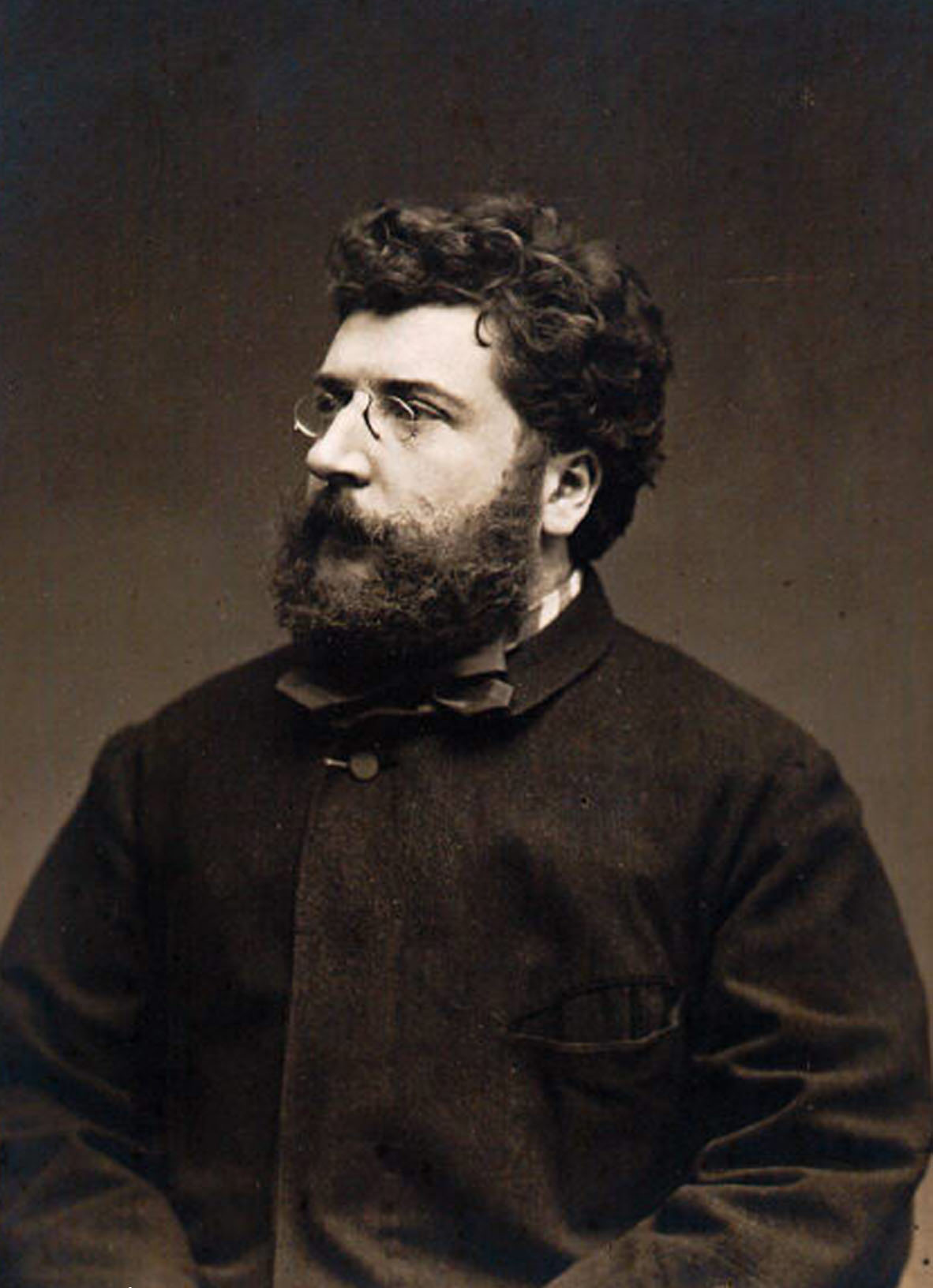
Georges Bizet

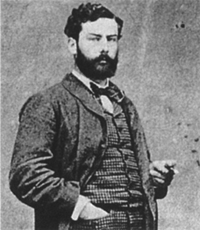
Alfred Sisley

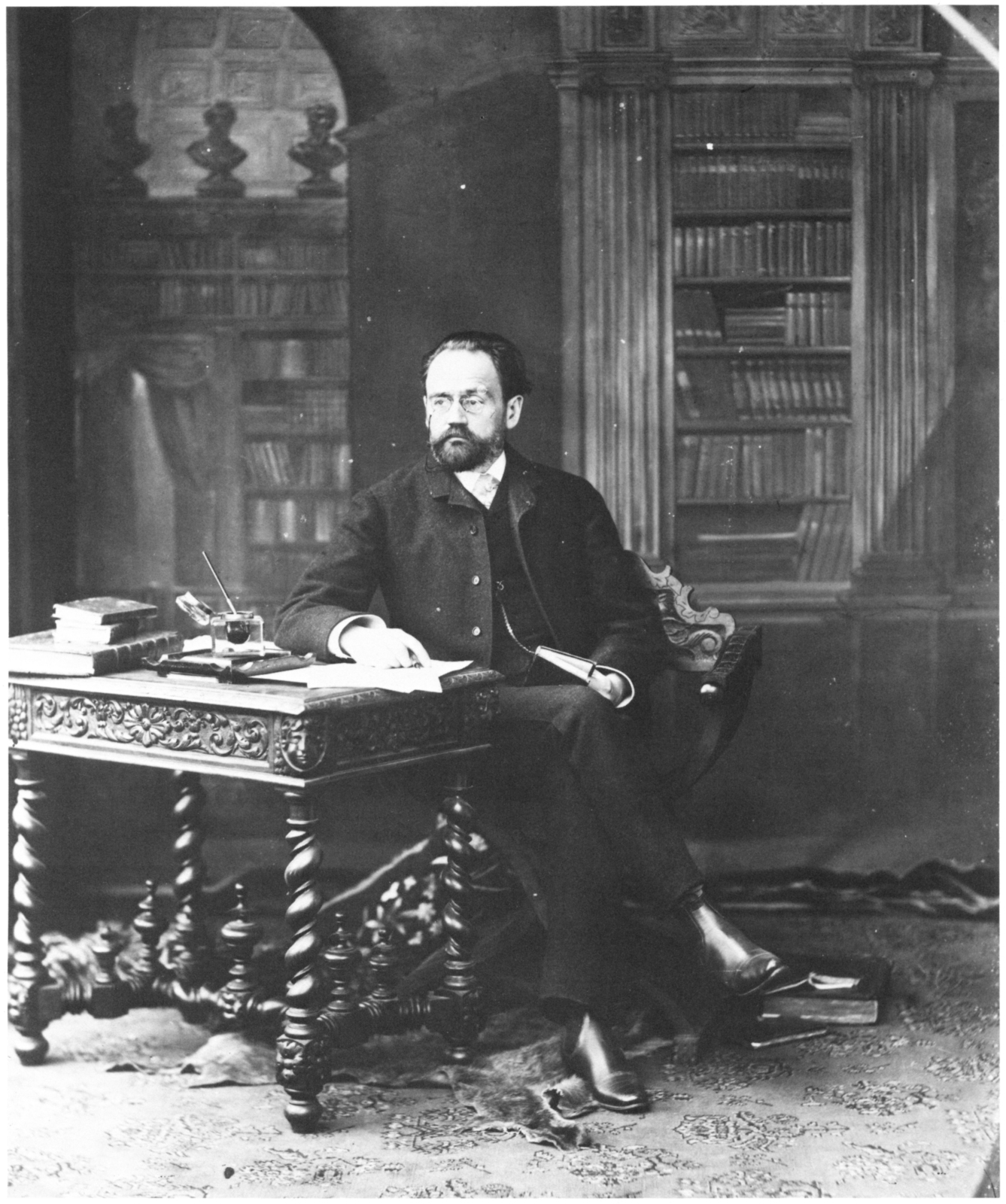
Émile Zola

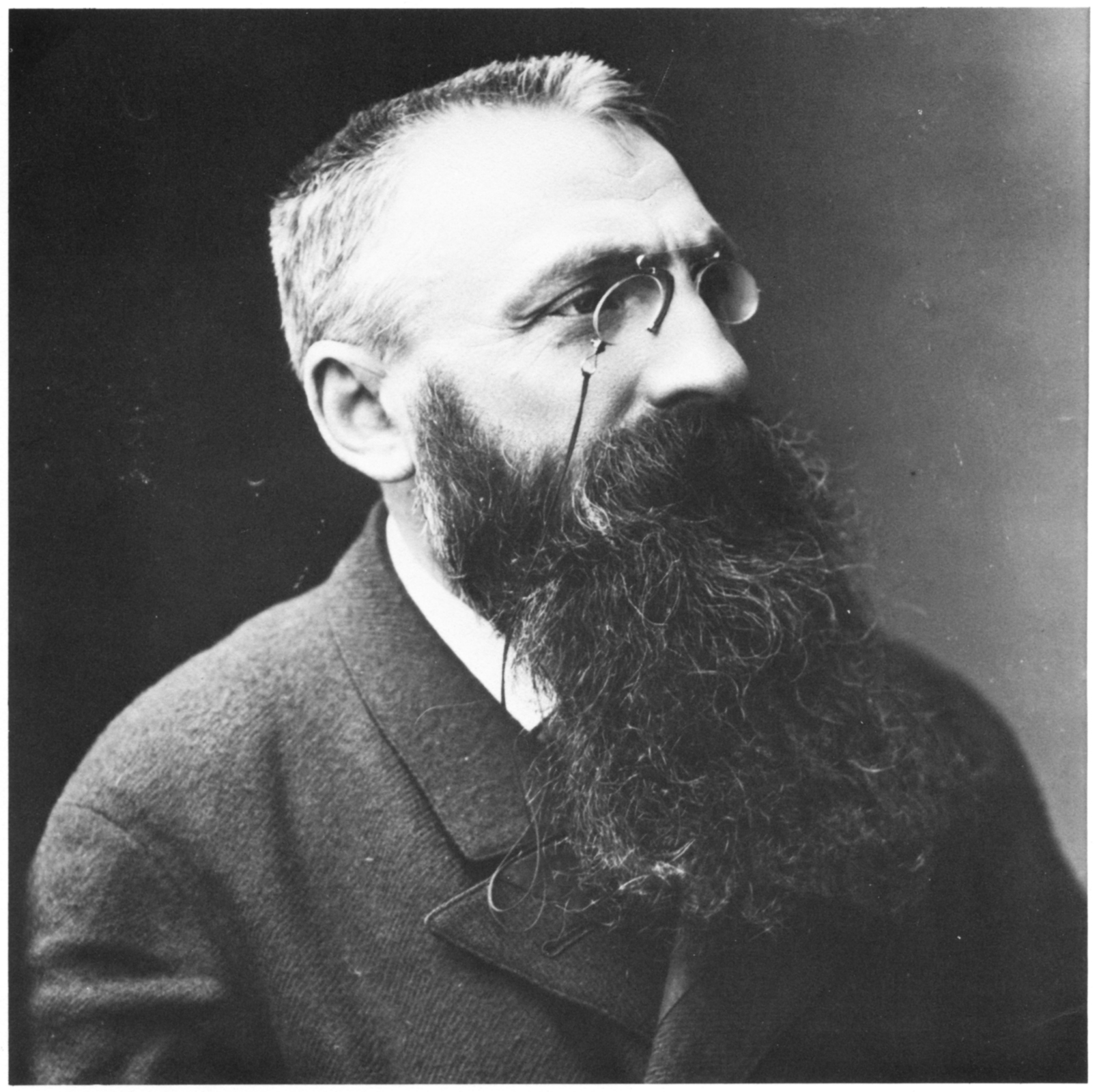
Auguste Rodin

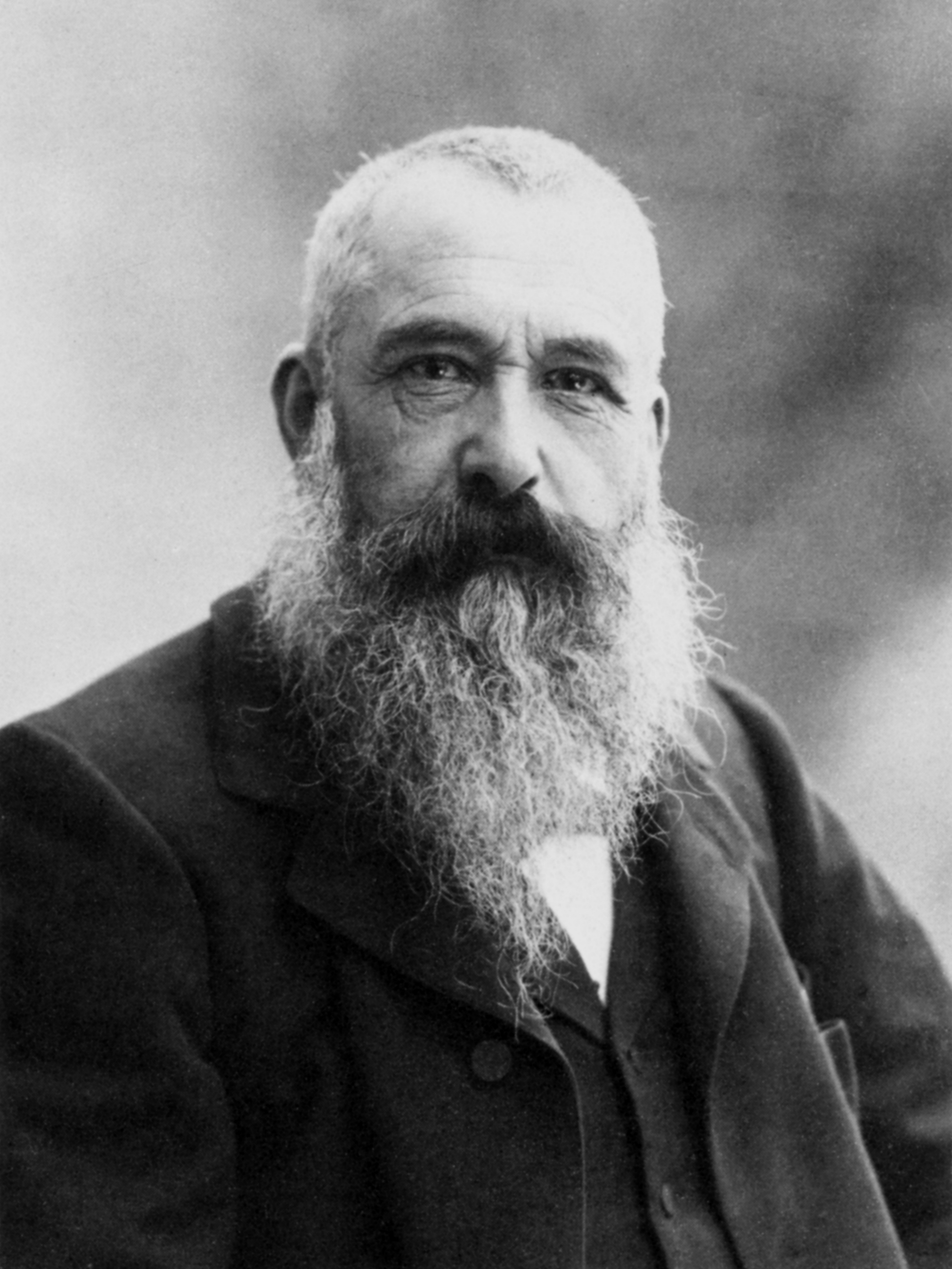
Claude Monet

##### 1831
- Édouard Brandon (1831–1897), Genremaler portugiesischer Herkunft
- Maria Amalia von Brasilien (1831–1853), Prinzessin von Brasilien
- Théophile Chauvel (1831–1909), Maler, Radierer, Lithograf und Fotograf
- Paul Durand-Ruel (1831–1922), Kunsthändler und Galerist
- Philippe Gille (1831–1901), Bühnendichter und Publizist
- Eugène Lacheurié (1831–1907), Komponist
- Amédée Mannheim (1831–1906), Mathematiker, Ingenieur und Offizier
- Henri Meilhac (1831–1897), Bühnendichter und Librettist
- Eugène Pereire (1831–1908), Bankier
- Achille Quinet (1831–1900), Photograph und Erfinder
- Paul de Rémusat (1831–1897), Schriftsteller
- Victorien Sardou (1831–1908), Dramatiker
- Paul Désiré Trouillebert (1831–1900), Maler

##### 1832
- Jules Assézat (1832–1876), Journalist, Verleger und Anthropologe
- Edouard Béliard (1832–1912), Maler des Impressionismus
- Octave Chanute (1832–1910), US-amerikanischer Eisenbahningenieur und Luftfahrt-Pionier
- Jean Alfred Fournier (1832–1914), Dermatologe und Venerologe
- Émile de Kératry (1832–1904), Politiker
- Charles Lecocq (1832–1918), Operettenkomponist
- Édouard Manet (1832–1883), Maler
- Alfred-Bernard Meyer (1832–1904), Maler und Kunsthandwerker
- Jules Worms (1832–1924), Maler, Radierer und Zeichner
- Charles Yriarte (1832–1898), Schriftsteller

##### 1833
- Auguste Allongé (1833–1898), Landschaftsmaler, Aquarellist, Zeichner und Kupferstecher
- Felix Bracquemond (1833–1914), Maler
- Charles Descantons de Montblanc (1833–1894), belgischer Graf
- Edmond Duranty (1833–1880), Schriftsteller und Kunstkritiker
- Eugène Leroux (1833–1905), Maler
- Émile Picault (1833–1915), Bildhauer
- Henri Rouart (1833–1912), Maler

##### 1834
- Edgar Degas (1834–1917), Maler und Bildhauer
- Camille Delthil (1834–1902), Politiker und Schriftsteller
- Ludovic Halévy (1834–1908), Bühnenautor, Dramatiker und Librettist
- Isidore Legouix (1834–1916), Komponist
- George du Maurier (1834–1896), britischer Autor und Zeichner
- Maurice Raynaud (1834–1881), Arzt
- Arthur-Léon-Georges Imbert de Saint-Amand (1834–1900), Diplomat, Historiker und Schriftsteller
- Théodore Salomé (1834–1896), Organist und Komponist
- Léon Vaillant (1834–1914), Mediziner und Zoologe

##### 1835
- Désirée Artôt de Padilla (1835–1907), Opernsängerin
- Émile Boutmy (1835–1906), Schriftsteller und Politologe
- Paul Belloni Du Chaillu (1835–1903), Anthropologe und Afrikaforscher
- Adolphe Danhauser (1835–1896), Komponist und Musikpädagoge
- François-Alfred Delobbe (1835–1920), Maler
- Paul Henri Fischer (1835–1893), Malakologe
- Leonce von Könneritz (1835–1890), deutscher Rittergutsbesitzer, Jurist und konservativer Politiker
- Gustave Macé (1835–1904), Chef der Pariser Kriminalpolizei
- Alphonse Milne-Edwards (1835–1900), Ornithologe, Crustaceologe und Naturforscher
- Camille Saint-Saëns (1835–1921), Pianist, Organist, Musikwissenschaftler, Musikpädagoge und Komponist

##### 1836
- Ernest Blum (1836–1907), Dramatiker und Librettist
- Alfred Borrel (1836–1927), Medailleur
- Jules Chéret (1836–1932), Lithograf, Grafiker und Maler
- Samuel David (1836–1895), Komponist
- Eugène Delaplanche (1836–1891), Bildhauer
- Édouard Didron (1836–1902), Glasmaler
- Paul Foucart (1836–1926), Altphilologe und Epigraphiker
- Alfred Grandidier (1836–1921), Naturforscher und Weltreisender
- Pierre Alphonse Martin Lavallée (1836–1884), Dendrologe
- Léon Monet (1836–1917), Chemiker, Unternehmer und Kunstsammler
- Théodore Monod (1836–1921), reformierter Pastor und Kirchenlieddichter
- Léon-Auguste Ottin (1836–1918), Maler und Glasmaler
- Edward Poynter (1836–1919), englischer Maler, Designer und Zeichner
- Alexandre Quinet (1836 oder 1837–1900), Fotograf
- Paul Riant (1836–1888), Altertumsforscher und Orientalist
- Paul-Ernest Sanson (1836–1918), Architekt

##### 1837
- Marie d’Abbadie d’Arrast (1837–1913), Philanthropin
- Paul André (1837–1896), Schweizer Politiker
- Henry Becque (1837–1899), Dramatiker
- Louis-Charles Boileau (1837–1914), Architekt
- Félix Frank (1837–1895), Dichter und Romanist
- Charles Girard (1837–1918), Chemiker
- Fritz Kalle (1837–1915), deutscher Fabrikant, Rentier und Sozialpolitiker
- Jules Jacquemart (1837–1880), Kupferstecher
- Camille de La Berge (1837–1878), Literaturhistoriker und Numismatiker
- François Lenormant (1837–1883), Historiker und Archäologe
- Eugène Mage (1837–1869), Marineoffizier und Afrikareisender
- Jean-Louis Pascal (1837–1920), Architekt
- Tony Robert-Fleury (1837–1911), Historienmaler
- Paul-Armand Silvestre (1837–1901), Schriftsteller und Literaturkritiker
- Paul Thureau-Dangin (1837–1913), Historiker

##### 1838
- Georges Bizet (1838–1875), Komponist
- Isabelle Bogelot (1838–1923), Feministin und Philanthropin während des Zweiten Kaiserreichs und der Dritten Republik
- Henri Chaumont (1838–1896), katholischer Priester
- Joseph Chéret (1838–1894), Bildhauer und Keramikkünstler
- Jules Dalou (1838–1902), Bildhauer
- Marie Delaporte (1838–1910), Schauspielerin
- Gustave Flourens (1838–1871), Politiker, Journalist und Ethnograf
- Charles Arthur Gonse (1838–1917), Brigadegeneral
- Jean Michel Prosper Guérin (1838–1921), Maler
- Ludovic-Henri-Marie-Ixile Julien-Laferrière (1838–1896), Geistlicher und römisch-katholischer Bischof von Constantine-Hippone
- Wilhelm Kalle (1838–1919), deutscher Chemiker und Unternehmer
- Édouard Lockroy (1838–1913), Politiker
- Louis Philippe Albert d’Orléans, comte de Paris (1838–1894), Adeliger
- Georges Picot (1838–1909), Jurist und Geschichtsschreiber
- Pierre-Ernest Prins (1838–1913), Maler und Bildhauer
- Louis Rinn (1838–1905), Jurist und Offizier
- Louis Charles de La Trémoille (1838–1911), Aristokrat

##### 1839
- Émile Adan (1839–1937), Illustrator und Maler
- Émile Blémont (1839–1927), Lyriker, Dramatiker und Übersetzer
- Marie Adolphe Carnot (1839–1920), Chemiker, Bergbauingenieur und Politiker
- Élie Delaborde (1839–1913), Pianist, Komponist und Musikpädagoge
- Jules Adolphe Goupil (1839–1883), Maler
- Ernest d’Hervilly (1839–1911), Journalist und Schriftsteller
- Émile Javal (1839–1907), Augenarzt und Politiker
- Victorin de Joncières (1839–1903), Komponist und Musikkritiker
- Émile Jungfleisch (1839–1916), Chemiker und Pharmakologe
- Sully Prudhomme (1839–1907), Schriftsteller und Nobelpreisträger
- Léonie Rouzade (1839–1916), französische Feministin und Schriftstellerin
- Moïse Schwab (1839–1918), Gelehrter, Übersetzer und Bibliothekar
- Alfred Sisley (1839–1899), Maler

##### 1840
- Victor Contamin (1840–1893), Ingenieur
- Adolphe Deslandres (1840–1911), Komponist und Organist
- Henri Duveyrier (1840–1892), Afrikareisender
- André Gill (1840–1885), Karikaturist, Zeichner und Chansonnier
- Jules Guiffrey (1840–1918), Kunsthistoriker
- Gustav Kühn (1840–1892), deutscher Agrikulturchemiker
- Henri Léopold Lévy (1840–1904), Maler
- Claude Monet (1840–1926), Maler
- Paul Meyer (1840–1917), Romanist, Provenzalist und Mediävist
- Émile Nouguier (1840–1897), Bauingenieur
- Robert d’Orléans, duc de Chartres (1840–1910), Adeliger
- Marie von Radziwiłł (1840–1915), Berliner Salonnière und polnische Aristokratin
- Auguste Rodin (1840–1917), Bildhauer und Zeichner
- Paul Stapfer (1840–1917), Schweizer Hochschullehrer, Autor und Publizist
- Jean-Georges Vibert (1840–1902), Maler
- Daniel Wilson (1840–1919), Politiker der Dritten Französischen Republik
- Émile Zola (1840–1902), Schriftsteller und Journalist

#### 1841 bis 1850

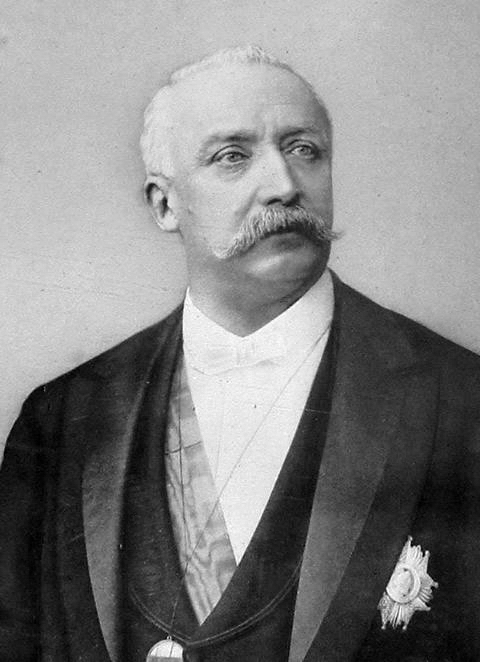
Félix Faure

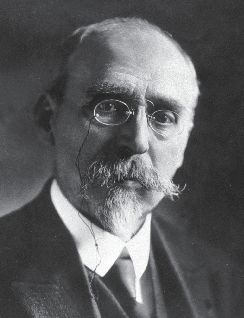
Ferdinand Buisson

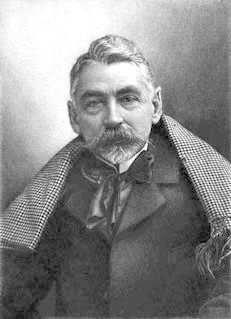
Stéphane Mallarmé

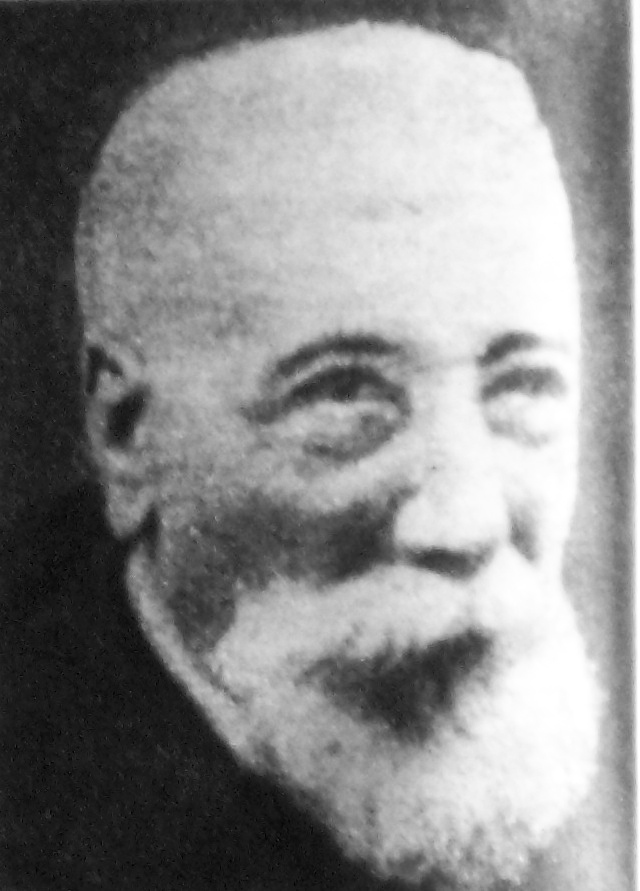
Anatole France

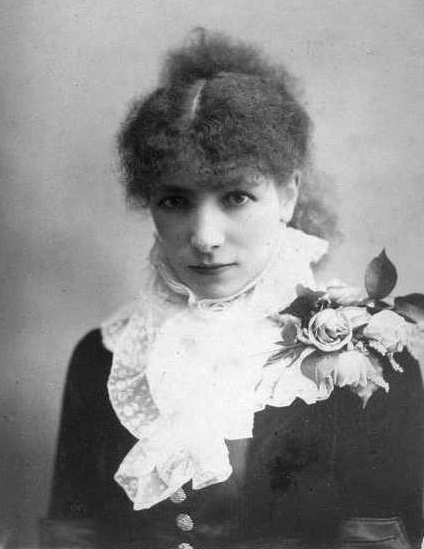
Sarah Bernhardt

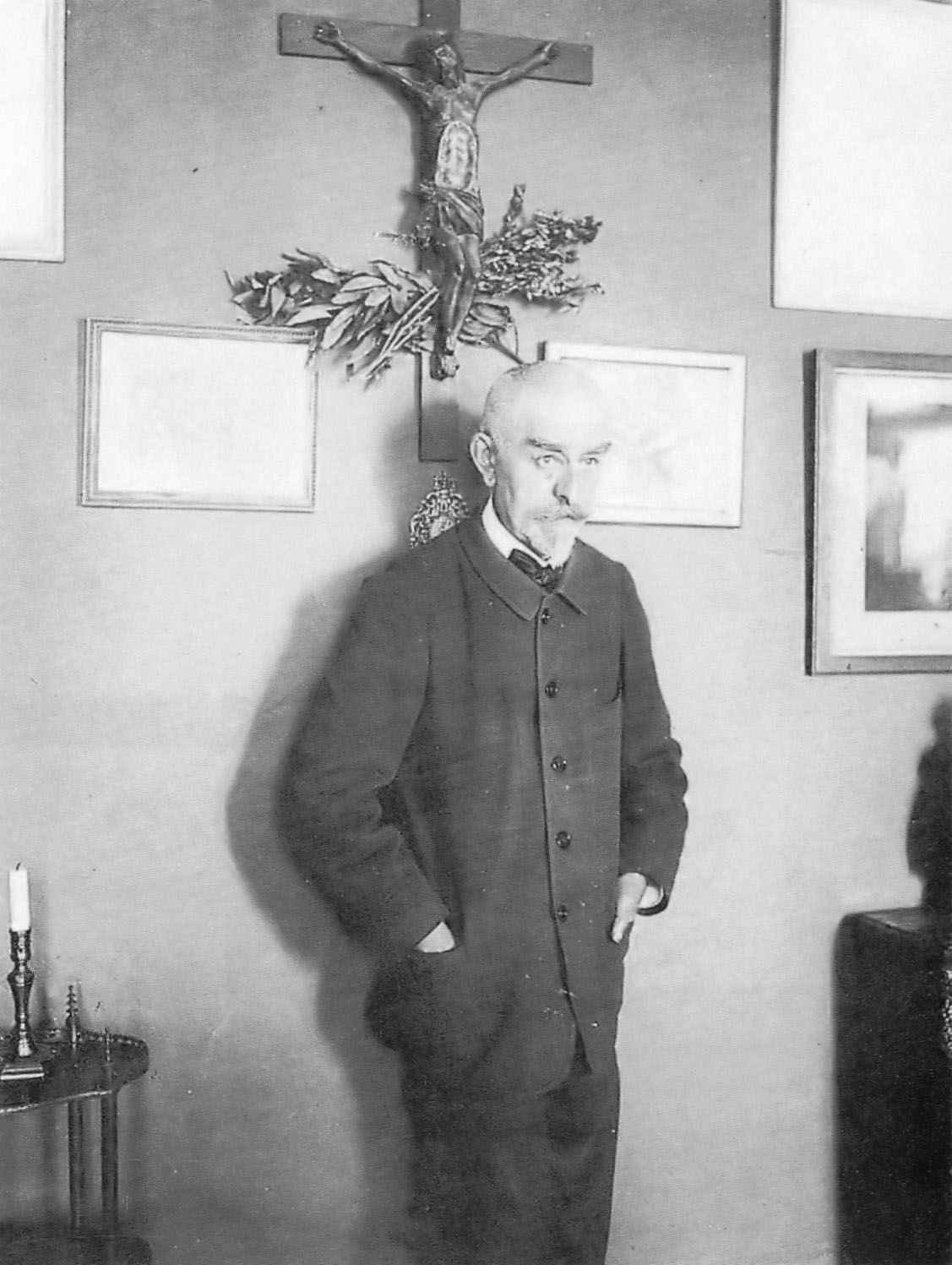
Joris-Karl Huysmans

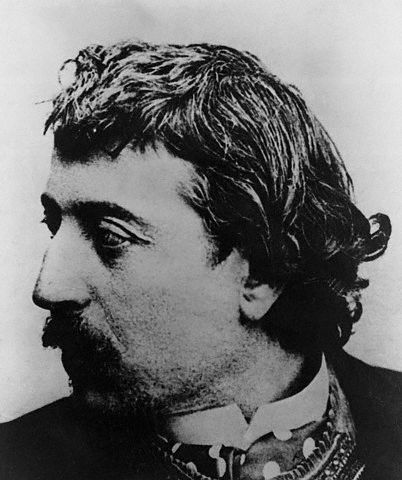
Paul Gauguin

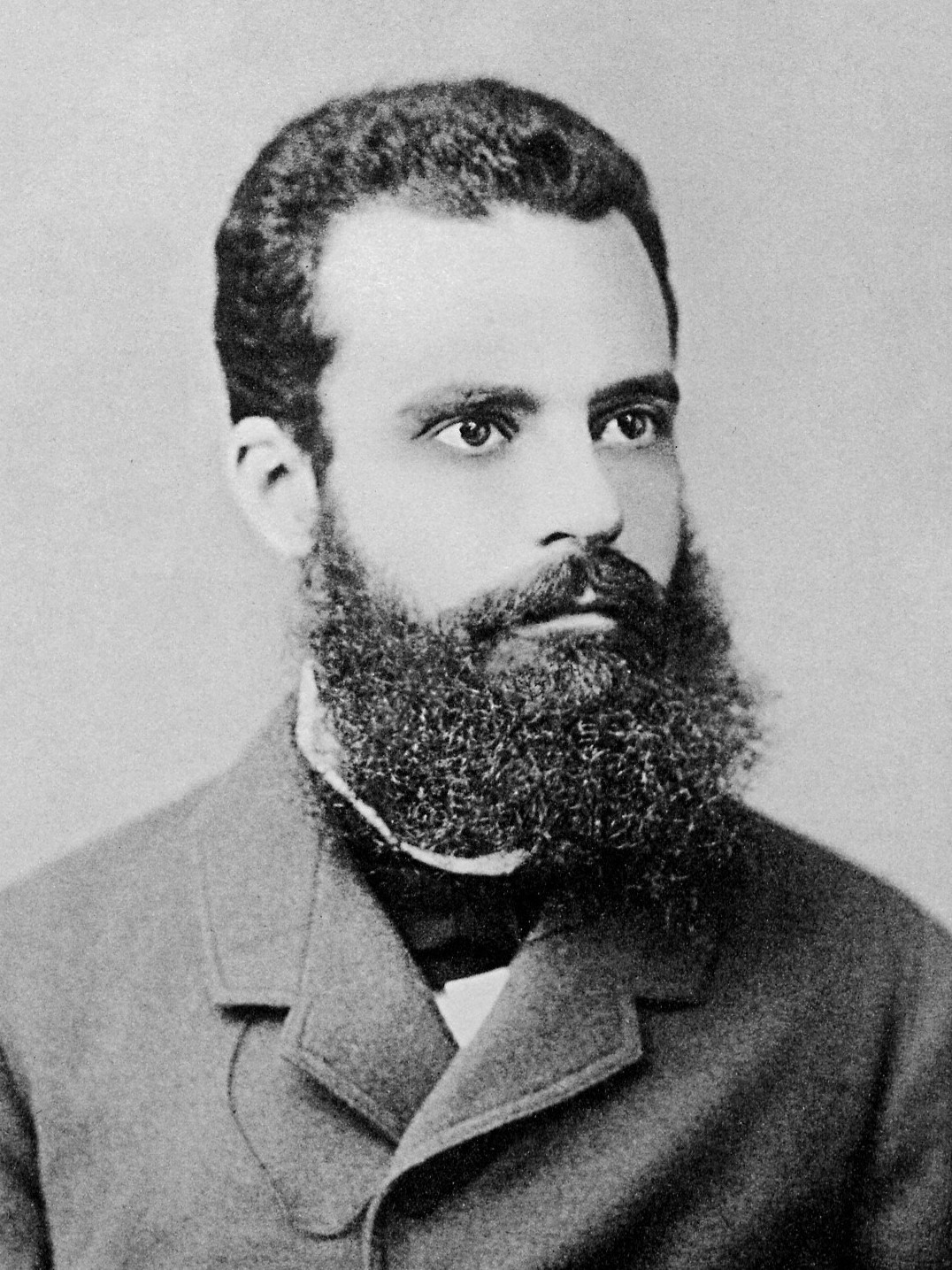
Vilfredo Pareto

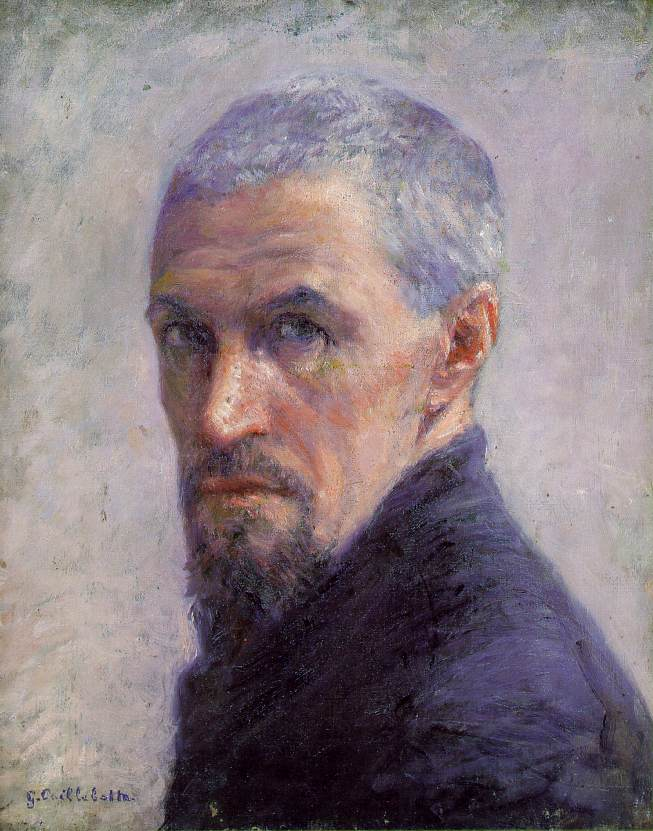
Gustave Caillebotte

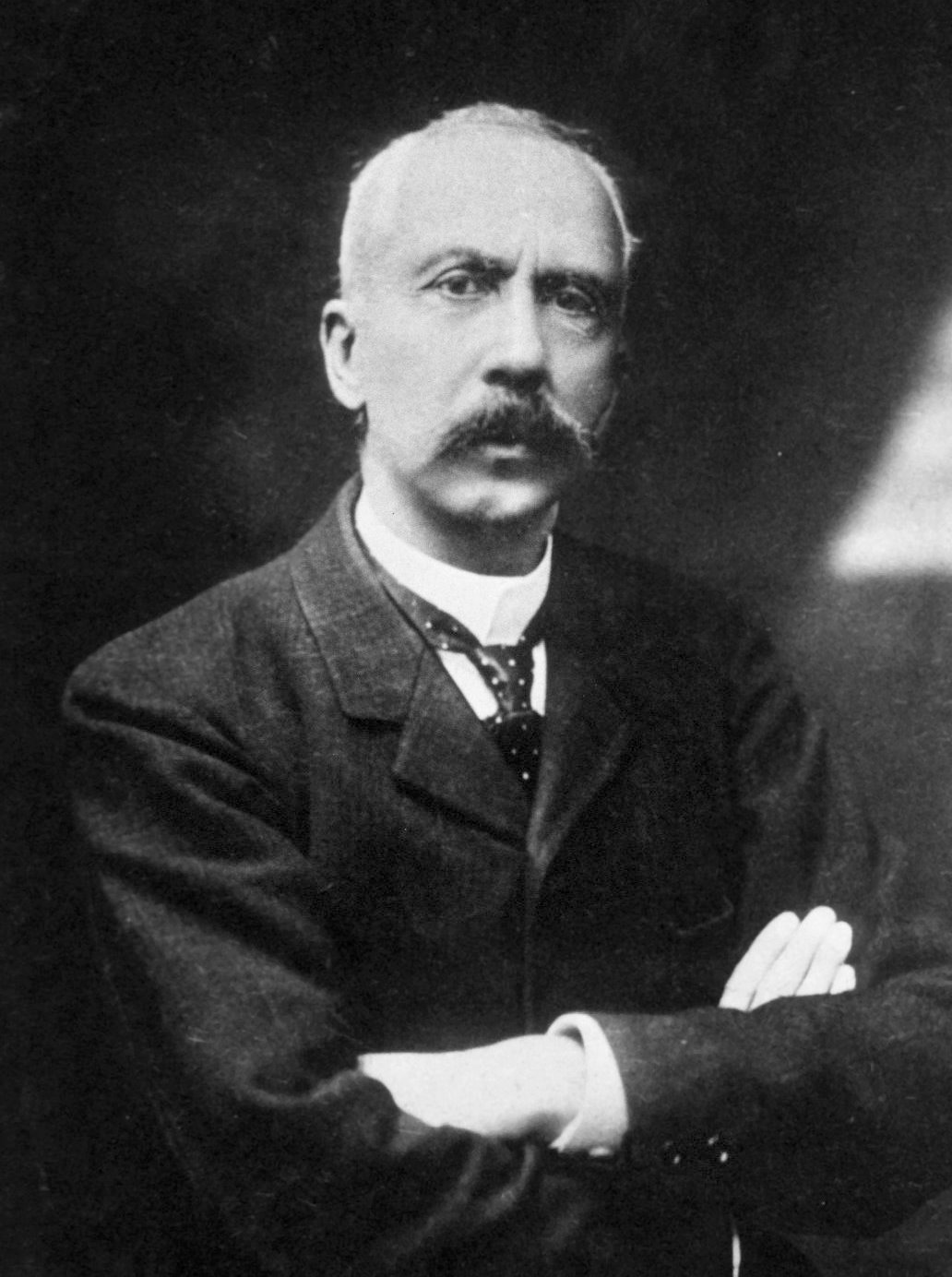
Charles Richet

##### 1841
- Louis-Ernest Barrias (1841–1905), Bildhauer
- Ferdinand Buisson (1841–1932), Pädagoge und Politiker sowie Nobelpreisträger
- Félix Faure (1841–1899), Politiker
- Armand Guillaumin (1841–1927), Maler und Grafiker
- Georges Hayem (1841–1933), Internist und Hämatologe
- Louise Héritte-Viardot (1841–1918), Komponistin, Pianistin, Sängerin und Gesangspädagogin
- Nélie Jacquemart (1841–1912), Porträtmalerin
- René Panhard (1841–1908), Mechaniker, Ingenieur und Geschäftsmann
- Louis Petit de Julleville (1841–1900), Romanist, Mediävist und Literaturwissenschaftler
- Edmond Yon (1841–1897), Landschaftsmaler, Aquarellist und Lithograf

##### 1842
- Gustave Bouchardat (1842–1918), Chemiker und Mediziner
- François Coppée (1842–1908), Dichter, Dramatiker und Romanschriftsteller
- Victor Alphonse Duvernoy (1842–1907), Komponist und Pianist
- Henri Gaidoz (1842–1932), Keltologe und Ethnologe
- Léon Glaize (1842–1931), Maler des akademischen Klassizismus
- Jean-Richard Goubie (1842–1899), Tiermaler
- Fernand Humbert (1842–1934), Porträt- und Historienmaler
- Jean Lecomte du Nouÿ (1842–1923), Historien-, Genre- und Porträtmaler sowie Bildhauer
- Emma Livry (1842–1863), Ballerina
- Stéphane Mallarmé (1842–1898), Schriftsteller
- Henri Maréchal (1842–1924), Komponist
- Alexandre Saint-Yves d’Alveydre (1842–1909), Autor und Okkultist
- Jules Soury (1842–1915), Schriftsteller, Philosoph, Übersetzer und Historiker der Neurowissenschaften

##### 1843
- Richard Avenarius (1843–1896), deutscher Philosoph
- Charles Baïhaut (1843–1917), Politiker der Dritten Republik
- Lucy Madox Brown (1843–1894), britische Malerin und Schriftstellerin
- Paul Cambon (1843–1924), Diplomat
- Louis Diémer (1843–1919), Pianist und Komponist
- Georges Fouré (1843–1902), französisch-deutscher Philatelist und Briefmarkenfälscher
- Horace Herwegh (1843–1901), deutsch-schweizerisch-französischer Ingenieur
- Alphonse Hirsch (1843–1884), Maler
- Abel Hovelacque (1843–1896), Linguist und Anthropologe
- Jules Künckel d’Herculais (1843–1918), Entomologe und Zoologe
- Charles Lefèbvre (1843–1917), Komponist
- Edgar Loening (1843–1919), deutscher Rechtswissenschaftler
- Louis Eugène Mouchon (1843–1914), Graveur, Medailleur, Gemmenschneider, Buchbinder, Emailleur und Goldschmied
- Émile Pessard (1843–1917), Komponist
- Alfred Rabuteau (1843–1916), Komponist
- Henri Regnault (1843–1871), Maler
- Georg von Rosen (1843–1923), schwedischer Graf und Maler
- Gaston Tissandier (1843–1899), Chemiker, Meteorologe und Luftschiffer
- Henry de Vilmorin (1843–1899), Botaniker

##### 1844
- Sarah Bernhardt (1844–1923), Schauspielerin
- Auguste Bernus (1844–1904), Schweizer evangelischer Geistlicher und Hochschullehrer
- Édouard-Théophile Blanchard (1844–1879), Maler
- Henri-Alexandre Danlos (1844–1912), Hautarzt
- Hartwig Derenbourg (1844–1908), Orientalist
- Théophile Deyrolle (1844–1923), Genremaler, Illustrator und Keramiker
- Édouard Drumont (1844–1917), Journalist
- Eugène Ducretet (1844–1915), Erfinder und Industrieller
- Edmond Duvernoy (1844–1927), Opernsänger und Gesangspädagoge
- Anatole France (1844–1924), Schriftsteller und Nobelpreisträger
- Edmond Grandjean (1844–1908), Veduten- und Tiermaler
- Alexander Herrmann (1844–1896), Trickkünstler
- Auguste Michel-Lévy (1844–1911), Petrograph, Mineraloge und Geologe
- Paul Lhérie (1844–1937), Sänger und Musikpädagoge
- Auguste Longnon (1844–1911), Historiker, Romanist, Mediävist und Toponomastiker
- Jenny Longuet (1844–1883), „Lieblingstochter“ von Marx
- Georges Martin (1844–1916), Arzt und Politiker
- Albert Millaud (1844–1892), Journalist, Schriftsteller und Dramatiker
- Victorine Meurent (1844–1927), Malerin
- Émile Picot (1844–1918), Romanist und Rumänist
- Philipp von Sachsen-Coburg und Gotha (1844–1921), Adelige
- Edmond Stapfer (1844–1908), Schweizer-französisch-reformierter Theologe, Rechtswissenschaftler und Autor
- Léon Susse (1844–1910), Kunsthändler und Segler
- Jules Tavernier (1844–1889), französisch-US-amerikanischer Maler, Zeichner und Illustrator
- Eugène Vincent Vidal (1844–1907), Maler

##### 1845
- Armand d’Artois (1845–1912), Schriftsteller
- Antoine Ferdinand Attendu (1845–1917), Stilllebenmaler
- Jean-Joseph Benjamin-Constant (1845–1902), Maler und Graphiker
- Émile Bergerat (1845–1923), Journalist und Schriftsteller
- Georges H. Bousquet (1840–1937), Jurist und Rechtsberater der japanischen Regierung
- Cécile Bruyère (1845–1909), Benediktinerin, Äbtissin und Klostergründerin
- Jules Cambon (1845–1935), Diplomat
- Fernand Cormon (1845–1924), Maler
- Alfred Croiset (1845–1923), Altphilologe
- Eugenie Fiocre (1845–1908), Tänzerin
- Jules Guesde (1845–1922), Politiker
- Alphonse Laveran (1845–1922), Mediziner
- Édouard Moullé (1845–1923), Klavierbauer, Komponist und Verleger

##### 1846
- Joseph Blanc (1846–1904), Maler
- Georges Charpentier (1846–1905), Verleger und Kunstsammler
- Charles Clermont-Ganneau (1846–1923), Orientalist, Archäologe und Hochschullehrer
- Ernest Combe (1846–1900), französisch-schweizerischer Geistlicher und Hochschullehrer
- Paul Déroulède (1846–1914), Autor und Politiker
- Henri Deutsch de la Meurthe (1846–1919), Industrieller
- Alberta von Freydorf (1846–1923), deutsche Schriftstellerin
- Gustave Jean Jacquet (1846–1909), Maler
- Louise Koppe (1846–1900), Feministin und Gründerin der Maisons maternelles
- François Lafon (1846–um 1920), Maler
- Albert Lavignac (1846–1916), Musikwissenschaftler und Komponist
- Numa Marzocchi de Bellucci (1846–1930), Maler
- Gaston Maspero (1846–1916), Ägyptologe
- Léonce-Abel Mazoyer (1846–1910), Straßen- und Brückenbauingenieur
- Luc-Olivier Merson (1846–1920), Maler und Illustrator
- Henri-Paul Motte (1846–1922), Historienmaler
- Paul Philippoteaux (1846–1923), Maler
- Alfred Philippe Roll (1846–1919), Maler
- Oscar Roty (1846–1911), Medailleur
- Marie Roze (1846–1926), Opernsängerin
- Marie-Rose Astié de Valsayre (1846–1915), Musikerin und Feministin
- Charles Albert Waltner (1846–1925), Kupferstecher und Radierer

##### 1847
- Marcel Alexandre Bertrand (1847–1907), Geologe
- Horace de Callias (1847–1921), Genre- und Aktmaler
- Jean Casimir-Perier (1847–1907), Staatspräsident
- Joannes Chatin (1847–1912), Zoologe und Botaniker
- Émile Deutsch de la Meurthe (1847–1924), Industrieller und Philanthrop
- Thérèse Durnerin (1847–1905), Mystikerin, Gründerin der Société des Amis des Pauvres
- Jules-Arsène Garnier (1847–1889), Maler
- Eva Gonzalès (1847–1883), Malerin
- Alexander Graf von Hachenburg (1847–1940), deutscher Autor, Ehrenbürger von Hachenburg
- Elisabeth von Herzogenberg (1847–1892), deutsche Pianistin, Komponistin, Sängerin und Mäzenin
- Augusta Holmès (1847–1903), Komponistin
- Frédéric Masson (1847–1923), Historiker
- Gabriel Millot (1847–im 19. Jahrhundert), Mediziner
- Maria Vittoria dal Pozzo (1847–1876), Adelige
- Ferdinand Walsin-Esterházy (1847–1923), französischer Offizier und deutscher Spion

##### 1848
- Charles Bémont (1848–1939), Historiker mit dem Schwerpunkt Mittelalter
- Gustave Caillebotte (1848–1894), Maler, Kunstsammler, Mäzen und Bootsbauer
- Louis-Robert Carrier-Belleuse (1848–1913), Maler und Bildhauer
- Jules Coutan (1848–1939), Bildhauer
- Marguerite Charpentier (1848–1904), Kunstsammlerin und Salonnière
- Émile Charles Dameron (1848–1908), Maler
- Édouard Joseph Dantan (1848–1897), Maler
- Paul-Louis Delance (1848–1924), Maler und Kunstpädagoge
- Jean Baptiste Édouard Detaille (1848–1912), Schlachtenmaler
- Henri Duparc (1848–1933), Komponist
- Émile-Louis Foubert (1848–1911), Maler
- Paul Gauguin (1848–1903), Maler
- Théophile Homolle (1848–1925), Klassischer Archäologe und Epigraphiker
- Henry Houssaye (1848–1911), Historiker
- Joris-Karl Huysmans (1848–1907), Schriftsteller
- Albert I. von Monaco (1848–1922), Fürst von Monaco
- Jacques Normand (1848–1931), Schriftsteller
- Georges Ohnet (1848–1918), Herausgeber, Journalist und Schriftsteller
- Vilfredo Pareto (1848–1923), Ingenieur, Ökonom und Soziologe
- Fernand Pelez (1848–1913), Maler
- Robert Planquette (1848–1903), Komponist
- Eugène Simon (1848–1924), Arachnologe, Ornithologe und Naturforscher
- Napoléon de Tédesco (1848–1922), Bauingenieur, Pionier des Stahlbetons
- Eugène Turpin (1848–1927), Chemiker

##### 1849
- Albert Besnard (1849–1934), Maler
- Benjamin Godard (1849–1895), Komponist
- Geneviève Halévy (1849–1926), Salonière
- Léon-Eugène Longepied (1849–1888), Bildhauer
- Lucien Magne (1849–1916), Architekt, Kunst- und Architekturhistoriker sowie Hochschullehrer
- Floris Osmond (1849–1912), Wissenschaftler und Ingenieur
- Léon Du Paty (1849–um 1920), Maler
- Carlos Thays (1849–1934), französisch-argentinischer Landschaftsarchitekt
- Maurice Tourneux (1849–1917), Biograph, Historiker, Autor und Verleger

##### 1850
- Robert de Bonnières (1850–1905), Schriftsteller
- Henry Le Chatelier (1850–1936), Chemiker, Metallurge und Physiker
- Paul de Choudens (1850–1925), Musikverleger und Librettist
- Raphaël Collin (1850–1916), Maler und Illustrator
- Gustave Frédéric Dollfus (1850–1931), Paläontologe, Geologe und Malakologe
- Philipp von Ferrary (1850–1917), Philatelist
- Lucien Gaulard (1850–1888), Erfinder
- Antonin Marmontel (1850–1907), Komponist, Pianist und Musikpädagoge
- Victor-Constant Michel (1850–1937), Offizier, General
- Alphonse Pénaud (1850–1880), Luft-Techniker
- Jean-François Raffaëlli (1850–1924), Maler, Bildhauer und Drucker
- Charles Richet (1850–1935), Mediziner und Nobelpreisträger

#### 1851 bis 1855

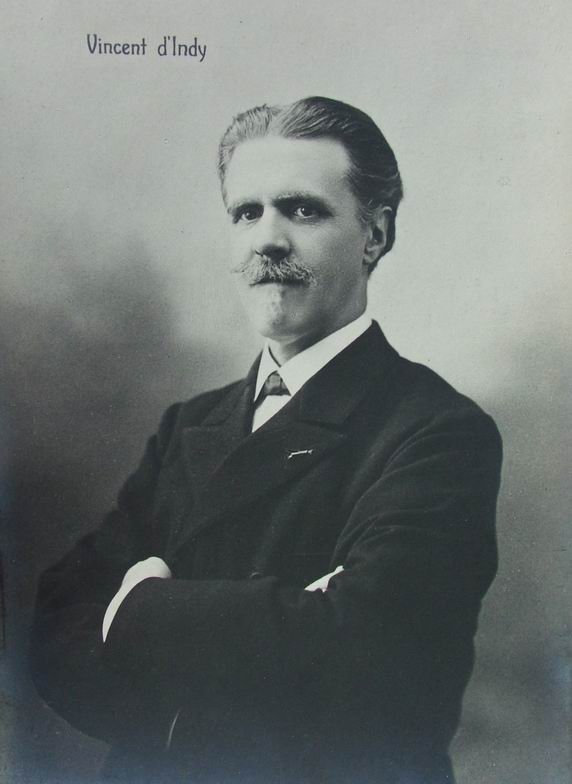
Vincent d’Indy

Léon Bourgeois

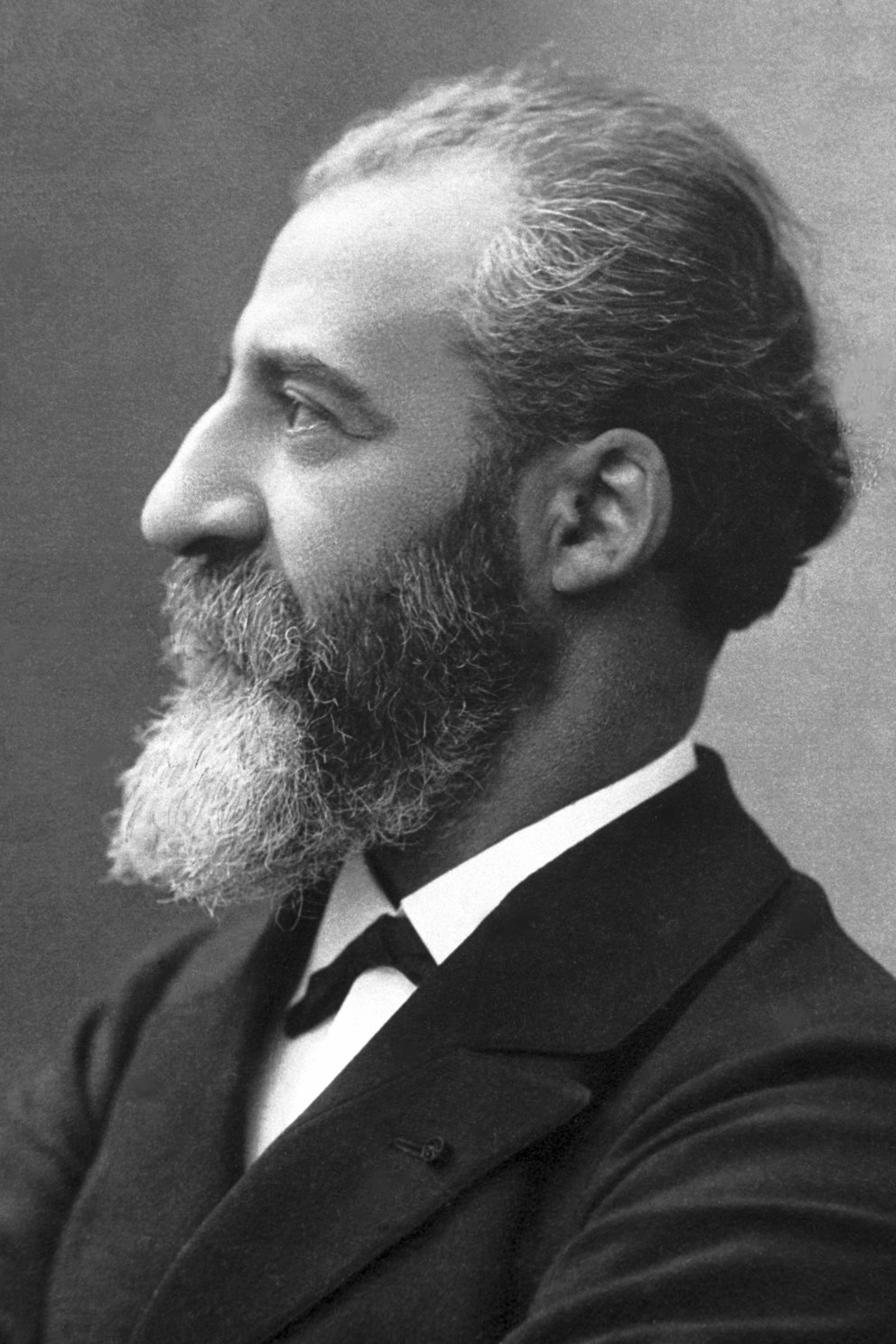
Henri Moissan

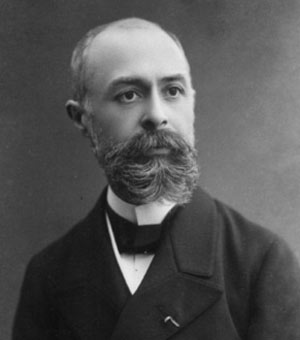
Henri Becquerel

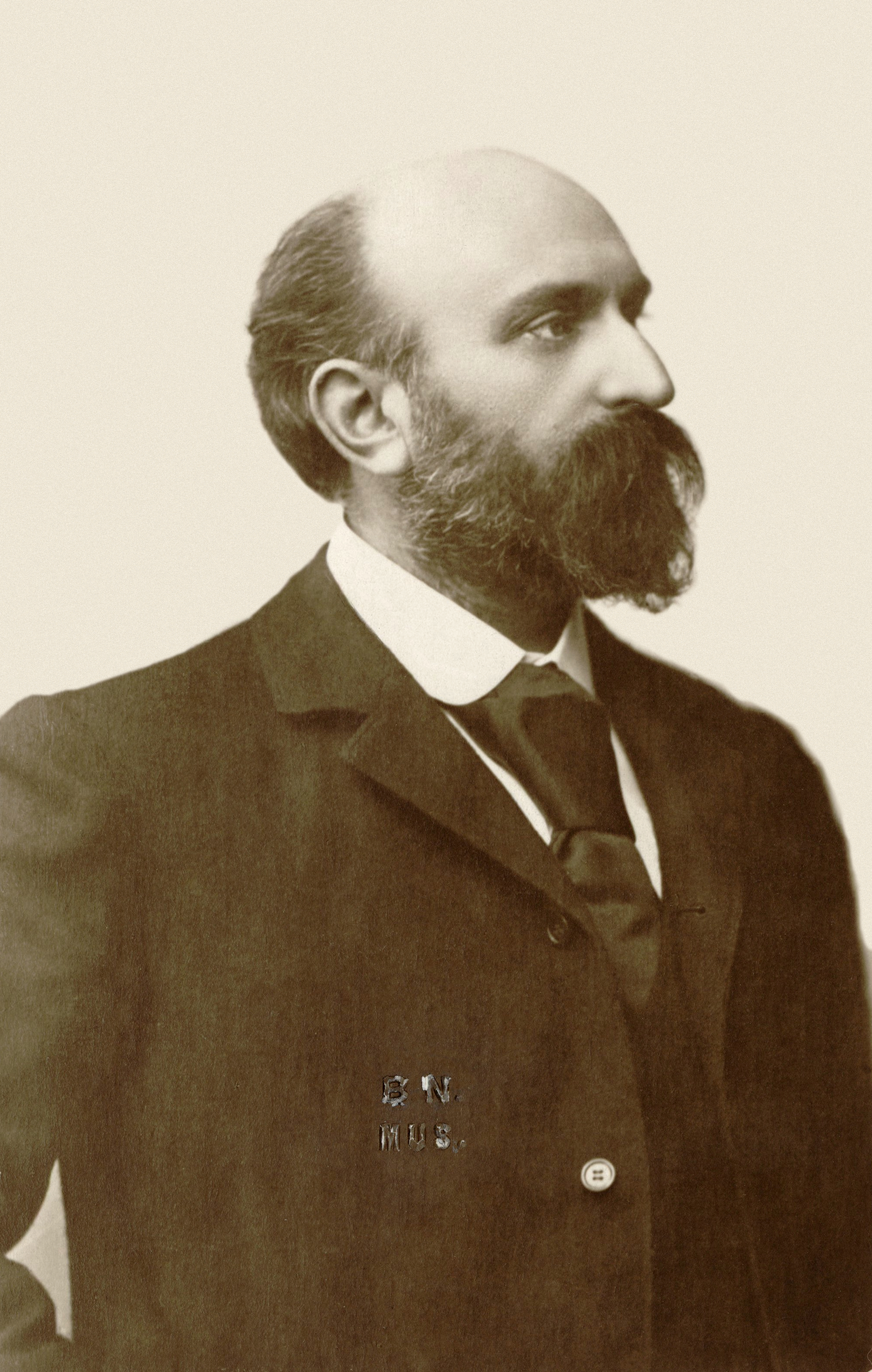
Ernest Chausson

##### 1851
- Henry Bauër (1851–1915), Journalist
- Amand Louis Bauqué (1851–1903), Architekt
- Jacques Bertillon (1851–1922), Statistiker und Demograph
- Alexandre Bougault (1851–1911), Fotograf und Verleger
- Léon Bourgeois (1851–1925), Jurist und Staatsmann
- Jules Carpentier (1851–1921), Ingenieur
- Pierre Carrier-Belleuse (1851–1932), Maler
- Henry Céard (1851–1924), Schriftsteller
- Denys Cochin (1851–1922), Politiker und Schriftsteller
- Adolphe Cohn (1851–1930), US-amerikanischer Romanist und Literaturwissenschaftler
- Félix Gaudin (1851–1930), Glasmaler und Mosaikkünstler
- Paul Grandhomme (1851–1944), Emaillemaler, Bildhauer und Medailleur
- Vincent d’Indy (1851–1931), Komponist und Musiktheoretiker
- Gustave Michel (1851–1924), Bildhauer und Medailleur
- Paul Ollendorff (1851–1920), Verleger und Buchhändler
- Amédée Pigeon (1851–1905), Journalist, Kunstkritiker und Schriftsteller
- Paul Ferdinand Segond (1851–1912), Chirurg und Gynäkologe
- André Wormser (1851–1926), Komponist

##### 1852
- Henri Becquerel (1852–1908), Physiker und Nobelpreisträger
- Jean-Eugène Buland (1852–1926), Maler
- Pascal Adolphe Dagnan-Bouveret (1852–1929), Maler
- Étienne Dujardin-Beaumetz (1852–1913), Maler
- Alfred Chilhaud Dumaine (1852–1930), Diplomat
- James Dwight (1852–1917), US-amerikanischer Tennisspieler
- Henri Gervex (1852–1929), Maler
- Paul Hillemacher (1852–1933), Komponist und Pianist
- Léon Leenhoff (1852–1927), Bildermodell
- Gaston Méliès (1852–1915), Filmproduzent und -regisseur
- Henri Moissan (1852–1907), Chemiker und Nobelpreisträger
- Eugène Mougin (1852–1923), Bogenschütze
- Charles Rabut (1852–1925), Bauingenieur
- Carl Alexander Raida (1852–1923), deutscher Komponist
- Paul Tavernier (1852–1943), Maler

##### 1853
- Paul Bar (1853–1945), Mediziner und Hochschullehrer
- Camille Bellanger (1853–1923), Maler und Lithograf
- Alphonse Bertillon (1853–1914), Kriminalist und Anthropologe
- Gaston Bonnier (1853–1922), Botaniker
- Paul Louis Bouchard (1853–1937), Maler
- Paul-Émile Boutigny (1853–1929), Maler und Illustrator
- Martial Caillebotte (1853–1910), Komponist, Pianist, Philatelist und Fotograf
- Godefroy Cavaignac (1853–1905), Politiker
- Robert Caze (1853–1886), Dichter und Schriftsteller
- Henri-Alexandre Deslandres (1853–1948), Astronom und Direktor
- Jacques Doucet (1853–1929), Modedesigner, Kunstsammler und Mäzen
- Léo Herrmann (1853–1927), Maler
- Hugues Krafft (1853–1935), Fotograf
- Charles Théodore Malherbe (1853–1911), Musikwissenschaftler und Komponist
- Pierre Marie (1853–1940), Neurologe
- Charles-August Mengin (1853–1933), Bildhauer und Maler
- Louis Alexandre Antoine Mizon (1853–1899), Marineoffizier und Afrikaforscher
- Henri-Paul Nénot (1853–1934), Architekt
- Armand du Paty de Clam (1853–1916), Berufssoldat
- Auguste Pellerin (1853–1929), Unternehmer und Kunstsammler
- Alexander Reichel (1853–1921), Schweizer Jurist, Hochschullehrer und Politiker
- Pierre de Ségur (1853–1916), Schriftsteller
- Émile-Alexandre Taskin (1853–1897), Opernsänger
- Charles-Armand Trépardoux (1853–1920), Ingenieur, Dampfwagenbauer und Pionier der französischen Automobilindustrie
- Marguerite de Witt-Schlumberger (1853–1924), Feministin

##### 1854
- Henry Cochin (1854–1926), Politiker, Romanist, Italianist und Übersetzer
- Frédéric Samuel Cordey (1854–1911), Maler
- Karl von Dörnberg (1854–1891), deutscher Verwaltungsbeamter und Diplomat
- Albert Fourié (1854–1937), Bildhauer, Maler und Illustrator
- Eugène Galien-Laloue (1854–1941), Maler
- Norbert Goeneutte (1854–1894), Maler und Grafiker
- Emma Pieczynska-Reichenbach (1854–1927), Schweizer Abolitionistin und Frauenrechtlerin
- Carl Schier (1854–1918), Jurist und Mitglied des Deutschen Reichstags
- Nikolaus Graf von Seebach (1854–1930), königlich-sächsischer Kammerherr
- Louis Thuasne (1854–1940), Romanist, Mediävist und Renaissanceforscher
- Fernand de La Tombelle (1854–1928), Organist und Komponist
- Paul Vieille (1854–1934), Chemiker und Erfinder
- Joseph René Vilatte (1854–1929), Bischof

##### 1855
- Henri Babinski (1855–1931), Kochbuchautor
- Eugène Beyens (1855–1934), belgischer Diplomat und Politiker
- Ernest Chausson (1855–1899), Komponist
- Jacques Curie (1855–1941), Physiker und Professor
- Emmanuel Drake del Castillo (1855–1904), spanischer Botaniker
- Gustave Geffroy (1855–1926), Journalist, Kunstkritiker, Historiker und Schriftsteller
- Jean Baptiste Guth (1855–1922), Illustrator und Karikaturist
- Jacques Hermant (1855–1930), Architekt
- Robert de Montesquiou (1855–1921), Schriftsteller, Symbolist und Kunstsammler
- Pierre Puiseux (1855–1928), Geologe und Astronom
- Caroline Rémy de Guebhard (1855–1929), Sozialistin, Journalistin und Feministin
- Léon-Philippe Teisserenc de Bort (1855–1913), Meteorologe

#### 1856 bis 1860

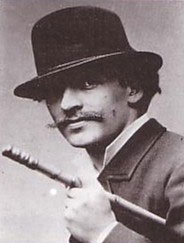
Émile Cohl

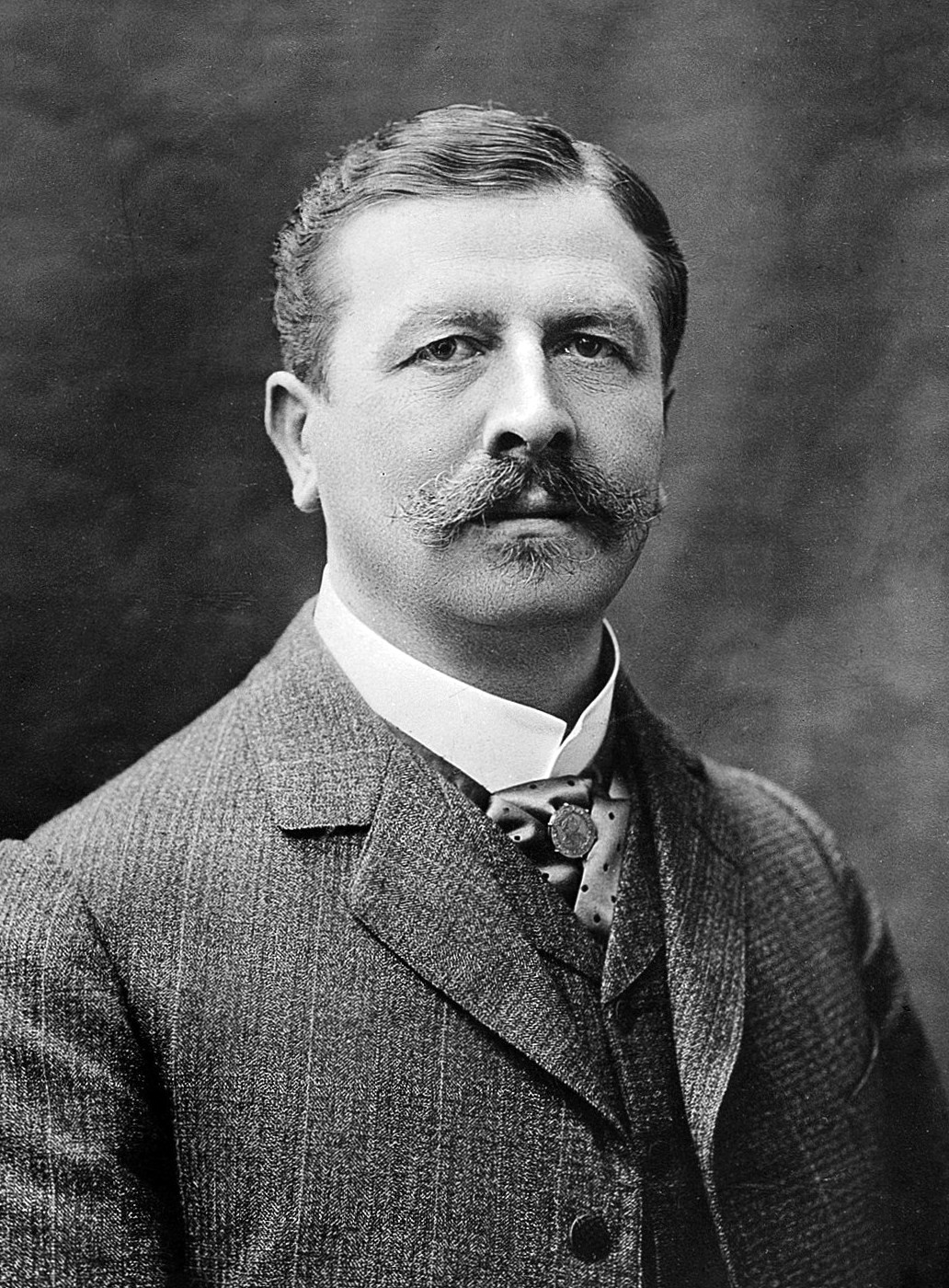
Joseph Babinski

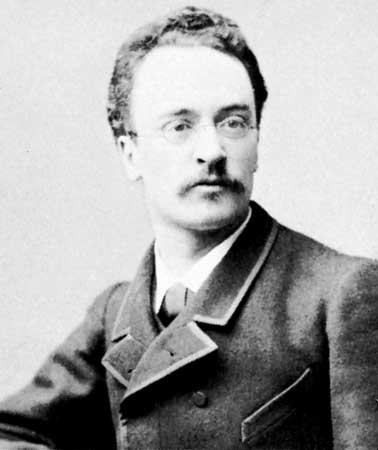
Rudolf Diesel

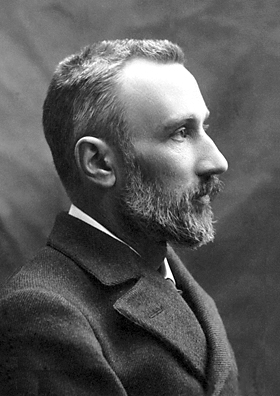
Pierre Curie

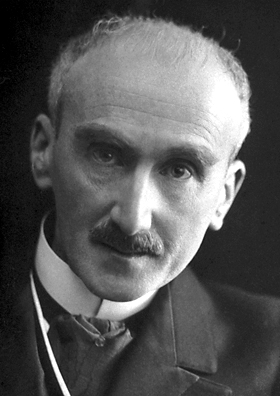
Henri Bergson

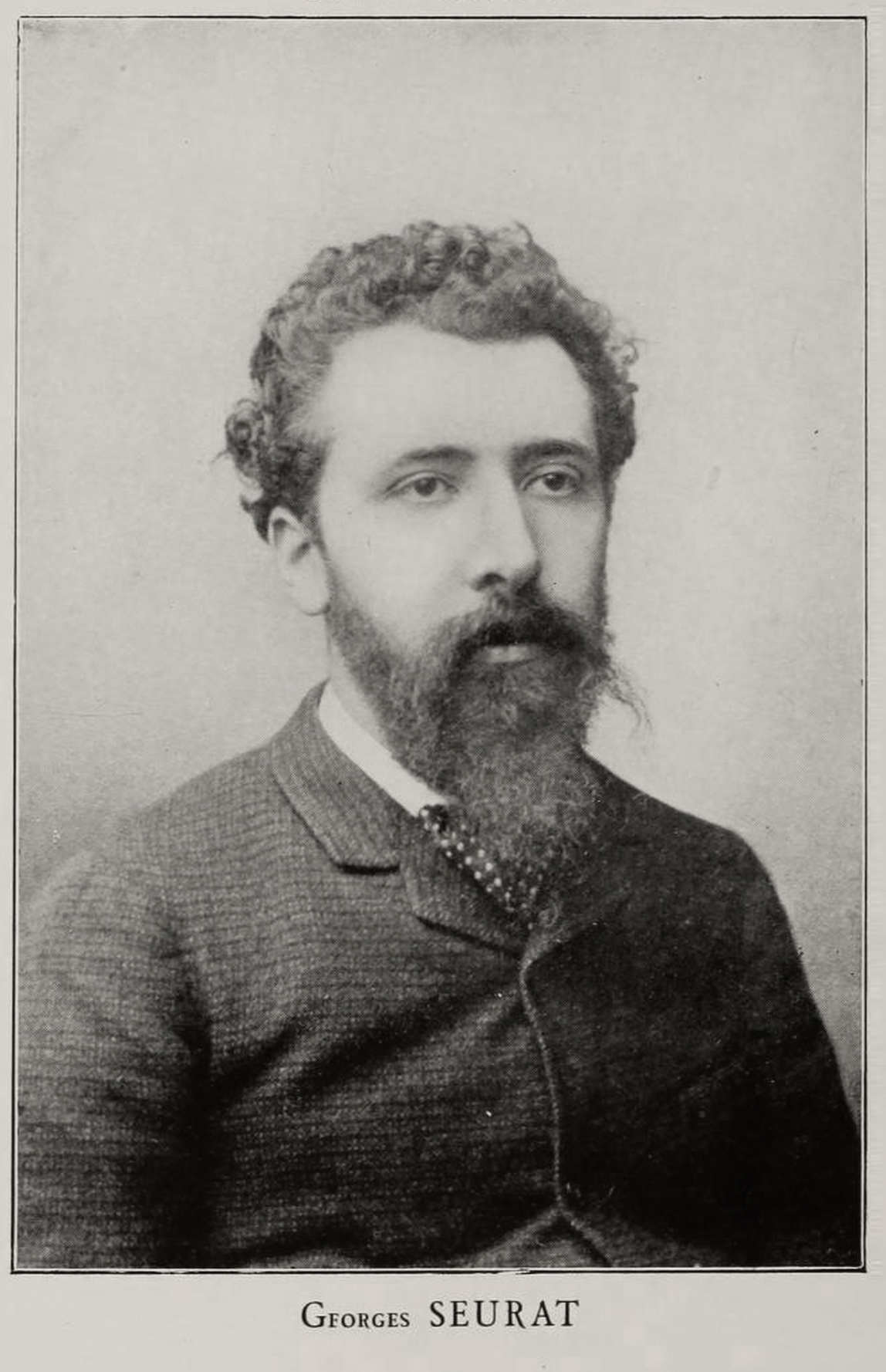
Georges Seurat

##### 1856
- Ellen Andrée (1856–1933), Bühnenschauspielerin
- Antoine Louis Gustave Béclère (1856–1939), Radiologe und Immunbiologe
- Georges Cain (1856–1919), Maler
- Alexandre Charpentier (1856–1909), Bildhauer und Medailleur
- Pierre Decourcelle (1856–1926), Schriftsteller
- Gabriel Charles Deneux (1856–1926), Maler
- Henri-Lucien Doucet (1856–1895), Maler
- Jean Dybowski (1856–1928), Botaniker und Agronom
- Léon-Maxime Faivre (1856–1941), Historienmaler
- François Flameng (1856–1923), Maler
- André Gedalge (1856–1926), Musikpädagoge und Komponist
- Ernest Gillet (1856–1940), Cellist und Komponist
- Robert Hippolyte de Forcrand (1856–1933), Chemiker
- Paul d’Ivoi (1856–1915), Schriftsteller
- Charles François Laurent (1856–1939), Diplomat
- Paul Marmottan (1856–1932), Kunsthistoriker, Sammler und Mäzen
- Henri de Merode-Westerloo (1856–1908), belgischer Politiker
- Émile Picard (1856–1941), Mathematiker
- Joseph Reinach (1856–1921), Politiker, Schriftsteller und Journalist
- Réjane (1856–1920), Schauspielerin
- Maurice Roy (1856–1932), Historiker, Kunsthistoriker und Romanist
- Augustus Desiré Waller (1856–1922), englischer Physiologe

##### 1857
- Jules Andrade (1857–1933), Mathematiker, Physiker und Uhrmacher
- Joseph Babinski (1857–1932), polnisch-französischer Neurologe
- Alfred Bruneau (1857–1934), Komponist und Musikkritiker
- Émile Bourgeois (1857–1934), Historiker
- Henri Cain (1857–1937), Maler, Dramatiker und Librettist
- Georges Callot (1857–1903), Maler
- Cécile Chaminade (1857–1944), Komponistin und Pianistin
- Émile Cohl (1857–1938), Karikaturist und Animationsfilmer
- Henri-Camille Danger (1857–1939), Genre- und Historienmaler
- Wojciech Kossak (1857–1942), polnischer Panorama-, Schlachten- und Porträtmaler
- Octave Lebesgue (1857–1933), Journalist
- Maurice Leblanc (1857–1923), Elektrotechniker
- Lucien Lévy-Bruhl (1857–1939), Philosoph und Ethnologe
- Maurice Maindron (1857–1911), Entomologe, Historiker und Schriftsteller
- Adolphe Millot (1857–1921), Maler und Grafiker
- Felix von Müller (1857–1918), königlich-preußischer Diplomat und Gesandter
- Jean-Paul Sinibaldi (1857–1909), Maler
- Jane de la Vaudère (1857–1908), Schriftstellerin
- Maurice Yvon (1857–1911), Architekt

##### 1858
- Edmond Bapst (1858–1934), Diplomat und Historiker
- Roland Bonaparte (1858–1924), Wissenschaftler, Anthropologe und Schriftsteller
- Mélanie Bonis (1858–1937), Komponistin
- Jean-Louis Brémond (1858–1943), Landschaftsmaler
- Eugène Brieux (1858–1932), Dramatiker
- August Czartoryski (1858–1893), Fürst, römisch-katholischer Priester und Salesianer
- Rudolf Diesel (1858–1913), deutscher Ingenieur und der Erfinder des Dieselmotors
- Lucien-Léon Guillaume Lambert (1858–1945), Komponist und Pianist
- Maximilien Luce (1858–1941), Maler
- Alfred Vallette (1858–1935), Schriftsteller und Herausgeber

##### 1859
- Alfred Baudrillart (1859–1942), Weihbischof
- Maurice Beaubourg (1859–1943), Schriftsteller
- Henri Bergson (1859–1941), Philosoph und Nobelpreisträger
- Charles Bioche (1859–1949), Mathematiker und Mathematikpädagoge
- Charles Brongniart (1859–1899), Pionier
- Philippe Bunau-Varilla (1859–1940), Ingenieur, Diplomat und Soldat
- Vincent Carlier (1859–1917), Politiker
- Camille Chevillard (1859–1923), Komponist und Dirigent
- Jacqueline Comerre-Paton (1859–1955), Malerin
- Pierre Curie (1859–1906), Physiker und Nobelpreisträger
- Paul Desjardins (1859–1940), Philosoph und Schriftsteller
- Maurice Donnay (1859–1945), Dramatiker
- Georges Humbert (1859–1921), Mathematiker
- Pierre Janet (1859–1947), Philosoph, Psychiater und Psychotherapeut
- Victor Loret (1859–1946), Ägyptologe
- Emmanuel de Mac Mahon (1859–1930), Général de brigade
- Paul Médinger (1859–1895), Bahnradsportler
- Alexandre Millerand (1859–1943), Staatsmann
- Étienne Moreau-Nélaton (1859–1927), Maler, Kunstsammler und Kunsthistoriker
- Alexis Hély d’Oissel (1859–1937), Divisionsgeneral
- Maurice Paléologue (1859–1944), Diplomat und Schriftsteller
- Maurice-Louis-Marie Rivière (1859–1930), römisch-katholischer Geistlicher und Erzbischof
- Léon Roger-Milès (1859–1928), Rechtsanwalt, Historiker, Dichter, Journalist, Kunstkritiker, Autor kunsthistorischer Werke und Kunstsammler
- Georges Seurat (1859–1891), Maler
- José Weiss (1859–1919), britischer Flugpionier, Landschaftsmaler und Pazifist

##### 1860
- Émile Charles Achard (1860–1944), Arzt
- Georges Ancey (1860–1917), Schriftsteller und Dramatiker
- Georges Bigot (1860–1927), Karikaturist und Illustrator
- Heva Coomans (1860–1939), französisch-amerikanische Malerin
- René Doumic (1860–1937), Literaturhistoriker und -kritiker
- Auguste Fernbach (1860–1939), Biologe
- Henri Albert Hartmann (1860–1952), Chirurg
- Friedrich Klincksieck (1860–1928), deutscher Romanist
- Louis de Launay (1860–1938), Geologe und Schriftsteller
- Lucien Laurent-Gsell (1860–1944), Maler
- Paul Leroy (1860–1942), Maler
- Georges Marty (1860–1908), Komponist und Dirigent
- Alfredo Massüe (1860–1923), französisch-katalanischer Architekt
- Maurizio Moris (1860–1944), italienischer Flugpionier, Generalleutnant und Senator
- Gabriel Parès (1860–1934), Militärmusiker, Komponist und Arrangeur
- Élisabeth de Riquet de Caraman (1860–1952), Pariser Dame der Gesellschaft
- Eugénie Weill (1860–1941), Feministin und Philanthropin
- Henri Vaquez (1860–1936), Internist und Kardiologe

#### 1861 bis 1865

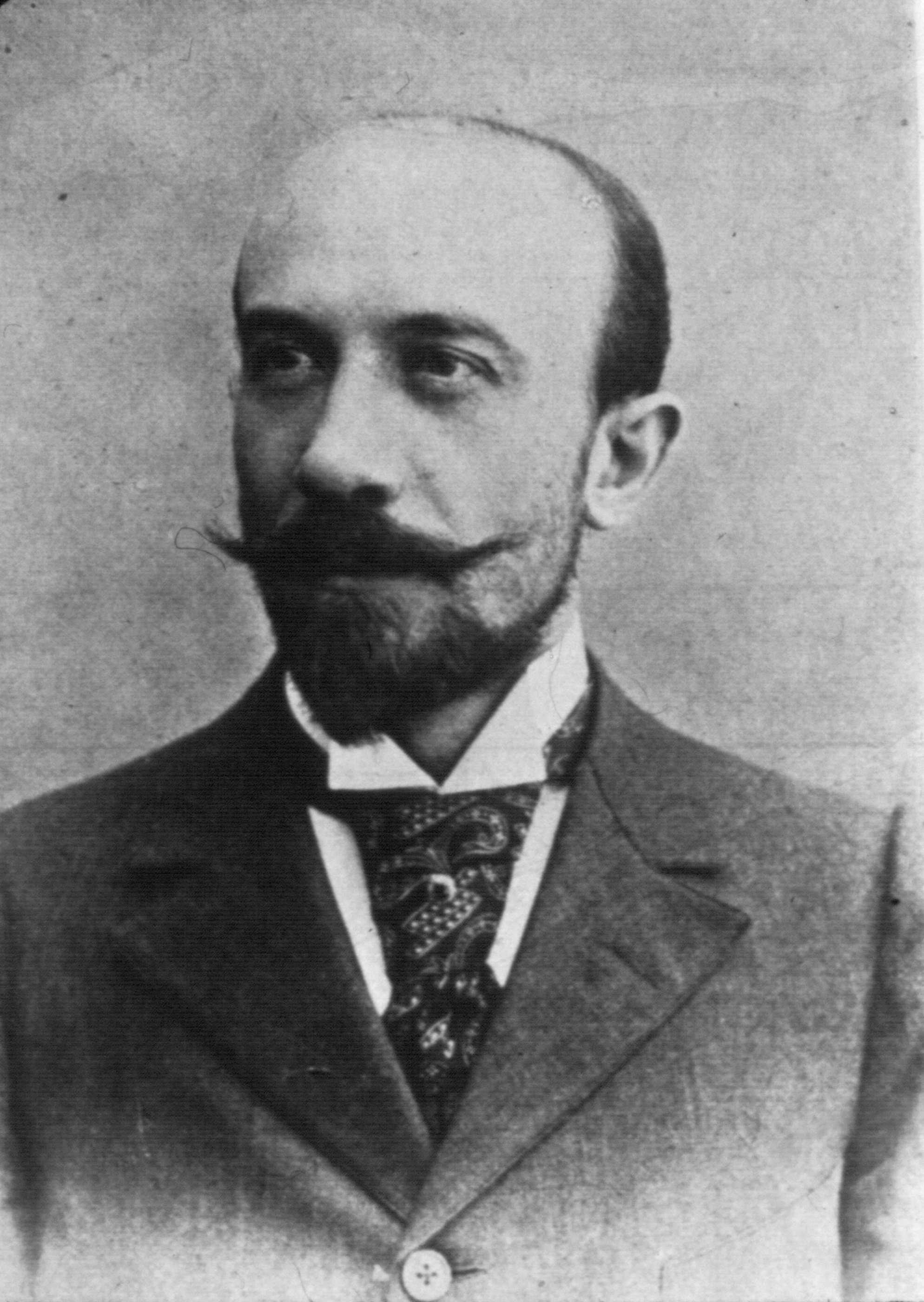
Georges Méliès

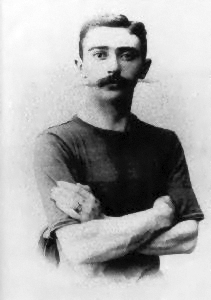
Pierre de Coubertin

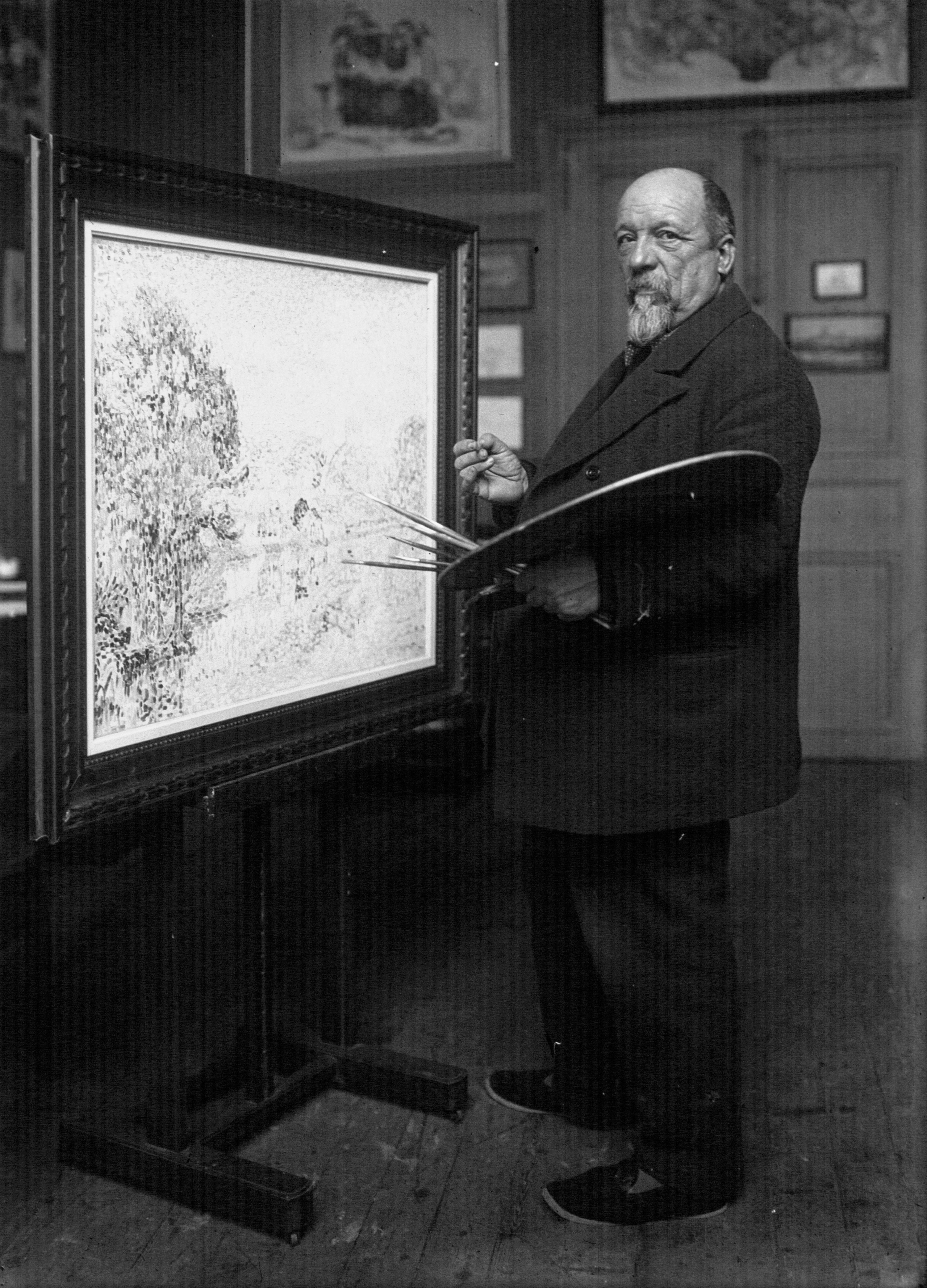
Paul Signac

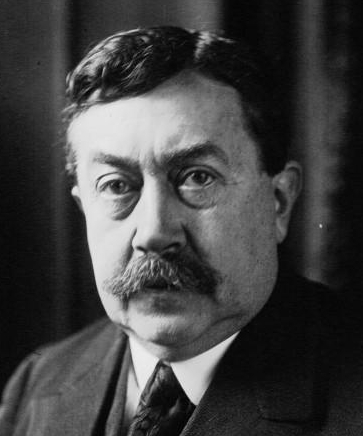
Paul Painlevé

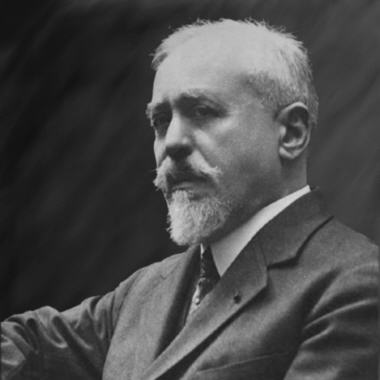
Paul Dukas

##### 1861
- Ernest Barberolle (1861–1948), Ruderer
- Miguel de Béistegui y Septién (1861–1931), mexikanischer Botschafter
- Jacques-Émile Blanche (1861–1942), Maler
- Anna Carnaud (1861–1829), feministische Schriftstellerin
- Emmanuel Chaptal (1861–1943), Weihbischof
- Frédéric de Civry (1861–1893), Radrennfahrer
- Albert Dagnaux (1861–1933), Maler und Graveur
- George Desvallières (1861–1950), Maler und Zeichner für Glasgemälde
- Étienne Dinet (1861–1929), Maler und Illustrator des Orientalismus
- Pierre Duhem (1861–1916), Physiker und Wissenschaftstheoretiker/-historiker
- Louis Philipp Friedmann (1861–1939), österreichischer Industrieller und Alpinist
- Antonio de la Gandara (1861–1917), Maler und Zeichner
- Georges Méliès (1861–1938), Illusionist, Theaterbesitzer, Filmpionier und Filmregisseur
- Augustin Savard (1861–1942), Komponist und Musikpädagoge
- Lucien Simon (1861–1945), Maler, Aquarellist und Lithograf
- Lucy Uxkull (1861–1926), deutsche Schriftstellerin
- Michel Verne (1861–1925), Schriftsteller

##### 1862
- Paul Adam (1862–1920), Schriftsteller
- Henri Andoyer (1862–1929), Astronom und Mathematiker
- Marthe Brandès (1862–1930), Schauspielerin
- Raymond de Dalmas (1862–1930), Adliger sowie Ornithologe und Arachnologe
- Georges Darien (1862–1921), Autor
- Georges Feydeau (1862–1921), Dramatiker
- Eugène Gaillard (1862–1933), Architekt und Designer
- Abel Hermant (1862–1950), Schriftsteller, Journalist und Sprachpurist
- Charles Laval (1862–1894), Maler
- Emmanuel de Margerie (1862–1953), Geograph, Geologe und Ozeanograph
- Maurice d’Ocagne (1862–1938), Ingenieur und Mathematiker
- Émile Ogier (1862–1932), Politiker
- Marcel Prévost (1862–1941), Romanautor und Dramatiker

##### 1863
- Ernest Archdeacon (1863–1950), Rechtsanwalt sowie Automobil- und Luftfahrtpionier
- Paul Bergon (1863–1912), Fotograf, Musiker und Naturwissenschaftler
- Charles-René Bibard, genannt Charles-René (1863–um 1940), Musikpädagoge und Komponist
- Georgios Christakis-Zografos (1863–1920), griechischer Politiker
- Olivier Collarini (1863–19??), italienischer Fechter
- Alfred Cottin (1863–1923), Gitarrist und Komponist
- Pierre de Coubertin (1863–1937), Pädagoge, Historiker und Sportfunktionär
- Camille Erlanger (1863–1919), Komponist
- Léon Frapié (1863–1949), Schriftsteller
- Georges Gardet (1863–1939), Bildhauer
- Alexander von Günzburg (1863–um 1948), Bankier
- Paul Janet (1863–1937), Physiker
- Théophile Laforge (1863–1918), Geiger und Bratschist
- Sylvain Lévi (1863–1935), Indologe und Orientalist
- Blanche Marchesi (1863–1940), Opernsängerin und Gesangspädagogin
- Paul Painlevé (1863–1933), Mathematiker und Politiker
- Lucien Pissarro (1863–1944), Maler
- Adolphe Retté (1863–1930), Schriftsteller
- Henri Robert (1863–1936), Strafverteidiger
- Zoé Lucie Betty de Rothschild (1863–1916), Malerin und Zeichnerin
- Louis Achille Saugy (1863–1931), Schweizer Maler und Zeichner
- Paul Signac (1863–1935), Maler und Grafiker

##### 1864
- Zo d’Axa (1864–1930), Anarchist, Antimilitarist, Autor und satirischer Journalist
- Alfred Bachelet (1864–1944), Komponist, Dirigent und Musikpädagoge
- Jules Beau (1864–1932), Sportfotograf
- Joseph Bédier (1864–1938), Romanist
- Marcel Benoist (1864–1918), Rechtsanwalt
- Émile Chautard (1864–1939), Autor und Argotforscher
- Eugène Delâtre (1864–1938), Grafiker, Maler, Aquarellist und Kunstdrucker
- Jules Desgoffe (1864–1905), Maler
- Henri Gaston Darien (1864–1926), Genre- und Landschaftsmaler
- Alix Fournier (1864–1897), Komponist
- Léonce Girardot (1864–1922), Automobilrennfahrer
- Stéphane Gsell (1864–1932), Althistoriker und Archäologe
- Marc-André Raffalovich (1864–1934), Autor und Dichter
- Émile Rimailho (1864–1954), Ingenieur, Artillerieoffizier, Waffentechniker, Industriefunktionär und Arbeitssoziologe
- Henri Rivière (1864–1951), Künstler und Designer
- Béatrice de Rothschild (1864–1934), Kunstsammlerin und Mäzenin
- Paul Sérusier (1864–1927), Maler
- Ferdinand Zecca (1864–1947), Filmregisseur

##### 1865
- Louis Lucien Brasil (1865–1918), Geologe, Paläontologe, Zoologe und Ornithologe
- Eugène Cahen (1865–1941), Mathematiker
- Pierre de Chambrun (1865–1954), Politiker
- Georges Denola (1865–1944), Komponist, Varietékünstler, Regisseur und Schauspieler
- Henri Desgrange (1865–1940), Herausgeber und Begründer der Tour de France
- Paul Dukas (1865–1935), Komponist
- Stanisław Fabijański (1865–1947), Landschaftsmaler, Illustrator und Bildhauer
- Yvette Guilbert (1865–1944), Sängerin
- Henri Hauvette (1865–1935), Romanist, Italianist und Vergleichender Literaturwissenschaftler
- Georges Legrain (1865–1917), Zeichner und Ägyptologe
- Gustave Loiseau (1865–1935), Maler
- Albéric Magnard (1865–1914), Komponist
- René Sergent (1865–1927), Architekt
- Joseph Ruau (1865–1923), Politiker
- Raphael Slidell von Erlanger (1865–1897), deutscher Zoologe
- Renée de Vériane (1865–1947), Journalistin und Cartoonistin
- Berthe Weill (1865–1951), Kunsthändlerin und Galeristin

#### 1866 bis 1870

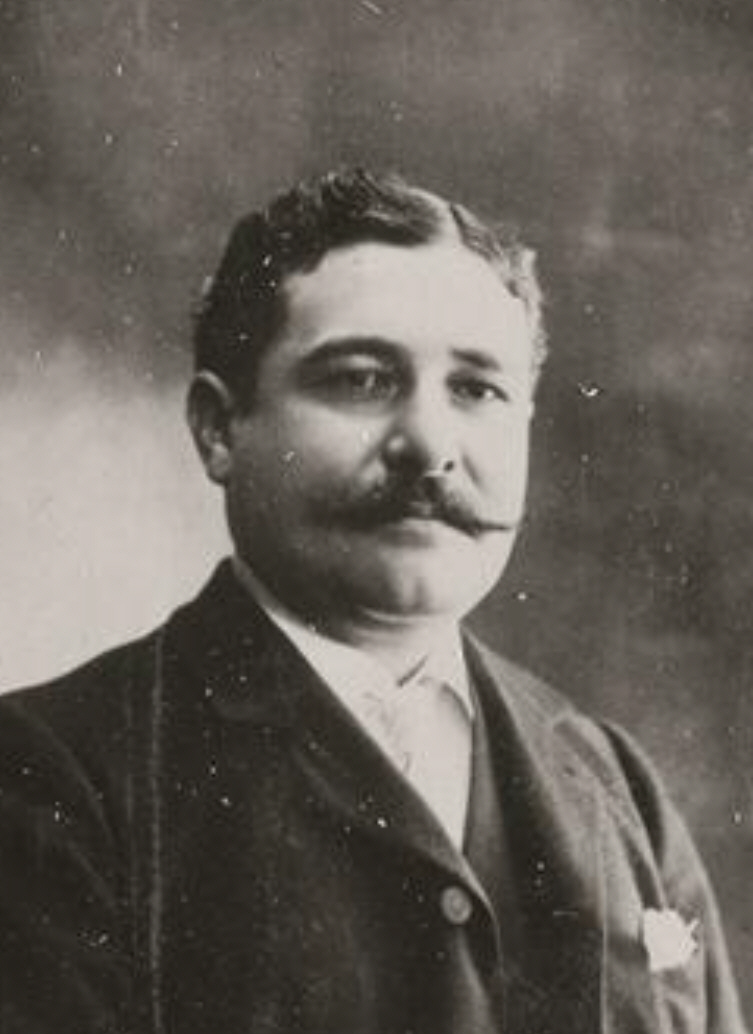
Léon Daudet

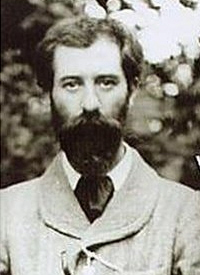
Charles Koechlin

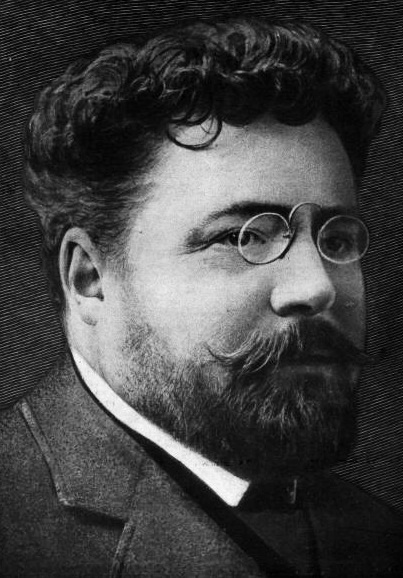
Gaston Leroux

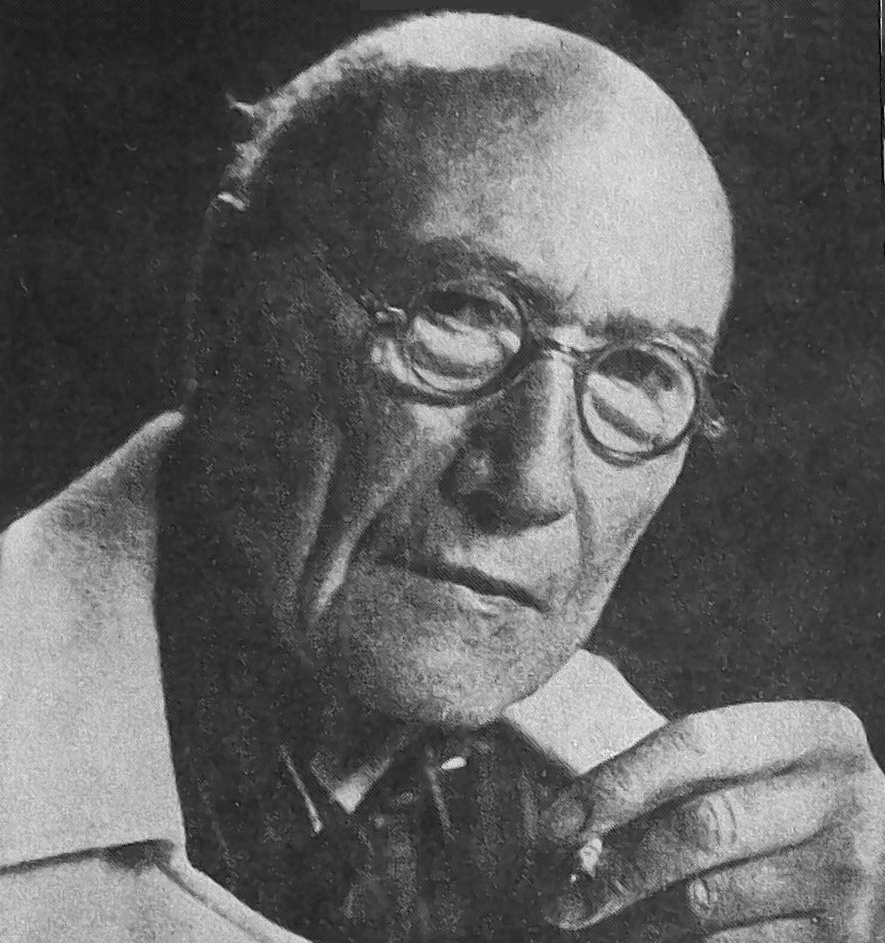
André Gide

##### 1866
- Larz Anderson (1866–1937), US-amerikanischer Diplomat
- Jean Francis Auburtin (1866–1930), Maler
- Georges Henri Ballot (1866–1942), Maler
- Jules Benoit-Lévy (1866–1952), Maler und Fotograf
- Maria Letizia Bonaparte (1866–1926), Adelige
- Ricardo Richon Brunet (1866–1946), chilenischer Maler und Kunstkritiker
- Lucien Cuénot (1866–1951), Biologe, Zoologe und Genetiker
- Emile Beaumont Baron d’Erlanger (1866–1939), Bankier und Musiker
- Rosemonde Gérard (1866–1953), Dichterin und Theaterautorin
- Charles Gilibert (1866–1910), Sänger
- Henry Krauss (1866–1935), Schauspieler und Regisseur
- Élisabeth Leseur (1866–1914), Mystikerin
- Helene Littmann (1866–1945), österreichische Malerin, Schriftstellerin und Zeitungsbegründerin
- Frederic Maugham, 1. Viscount Maugham (1866–1958), britischer Jurist
- Helen Nicolay (1866–1954), US-amerikanische Autorin und Malerin
- Henri Albert Niessel (1866–1955), General
- Gustav Arsène Schneider (1866–1940), Schweizer Jurist und Politiker.

##### 1867
- Georgette Agutte (1867–1922), Malerin
- Henri Bellery-Desfontaines (1867–1909), Maler, Illustrator, Graphiker und Designer
- Julien Benda (1867–1956), Philosoph und Schriftsteller
- Georges Berr (1867–1942), Schauspieler, Autor und Regisseur
- Gabriel Bertrand (1867–1962), Biochemiker
- William Robert Colton (1867–1921), britischer Bildhauer
- Pierre Cousin (1867–1933), Mathematiker
- Léon Daudet (1867–1942), Schriftsteller
- Angèle Delasalle (1867–1939), Malerin und Radiererin
- Henri Gouraud (1867–1946), General
- Albert Gsell (1867–1951), Glas-, Kirchen- und Landschaftsmaler
- Henri Guinier (1867–1927), Maler
- Hermann von Hatzfeldt-Wildenburg (1867–1941), deutscher Diplomat und Großgrundbesitzer
- Charles Koechlin (1867–1950), Komponist
- Jeanne Lanvin (1867–1946), Modeschöpferin
- Lucien Monod (1867–1957), Maler, Zeichner und Graphiker
- Wilfred Monod (1867–1943), reformierter Pfarrer und Theologe
- Suzanne de Montenach (1867–1957), Schweizer Vereinsgründerin
- Jules Mouquet (1867–1946), Komponist
- Klara Oppenheimer (1867–1943), Lehrerin, Frauenrechtlerin und Ärztin
- Fernand Pelloutier (1867–1901), Figur des französischen revolutionären Syndikalismus
- René Renoult (1867–1946), Politiker
- Fortunat von Schubert-Soldern (1867–1953), österreichischer Kunsthistoriker
- Eugénie Segond-Weber (1867–1945), Schauspielerin
- Victor Thibaud (1867–?), Bogenschütze
- Léon Xanrof (1867–1953), Dramatiker, Komponist und Chansonnier

##### 1868
- Henri Abraham (1868–1943), Physiker
- Jane Avril (1868–1943), Tänzerin
- Édouard Brémond (1868–1948), Offizier
- Émile Gaston Chassinat (1868–1948), Ägyptologe und Koptologe
- Louis Couturat (1868–1914), Logiker, Mathematiker und Linguist
- Alexandra David-Néel (1868–1969), Reiseschriftstellerin
- Frédéric A. Baron d’Erlanger (1868–1943), Bankier und Komponist
- Gilbert John Fowler (1868–1953), Chemiker
- Jules-Alexandre Grün (1868–1938), Maler, Grafiker und Lithograf
- Harry Graf Kessler (1868–1937), deutscher Kunstsammler, Mäzen, Schriftsteller, Publizist und Diplomat
- Louis-Lucien Klotz (1868–1930), Journalist und Politiker
- Jacques Lebaudy (1868–1919), Abenteurer
- Gaston Leroux (1868–1927), Journalist und Schriftsteller
- Adolphe de Meyer (1868–1946), Kunstsammler, Maler und Fotograf
- Édouard Alphonse James de Rothschild (1868–1949), Bankier, Kunstsammler und Pferdezüchter
- Charles Silver (1868–1949), Komponist

##### 1869
- Émilienne d’Alençon (1869–1946), Tänzerin und Schauspielerin
- Joséphine Boulay (1869–1925), Organistin, Komponistin und Musikpädagogin
- Léon Brunschvicg (1869–1944), Philosoph und Hochschullehrer
- Henri Claude (1869–1945), Psychiater und Neurologe
- Charles Follot (1869–1933), Unternehmer und Automobilrennfahrer
- Robert Fournier-Sarlovèze (1869–1937), Polospieler und Politiker
- Georges Gasté (1869–1910), Maler
- André Gide (1869–1951), Schriftsteller und Nobelpreisträger
- Henri Désiré Landru (1869–1922), Serienmörder
- Charles Levadé (1869–1948), Komponist
- Aurélien-Marie Lugné-Poe (1869–1940), Schauspieler, Regisseur und Bühnenbildner
- Karl Marbe (1869–1953), deutscher Psychologe
- André Nox (1869–1946), Filmschauspieler
- Georges Pallu (1869–1948), Regisseur
- Henri-Paul Pellaprat (1869–1952), Koch
- Fernand Piet (1869–1942), Künstler
- Jeanne Simon (1869–1949), Malerin
- Jeanne Tripier (1869–1944), Künstlerin der Art brut
- Francisco Henríquez de Zubiría (1869–1933), kolumbianischer Rugbyspieler und Tauzieher

##### 1870
- Georgette Bréjean-Silver (1870–1951), Koloratursopranistin
- Gaston Arman de Caillavet (1870–1915), Dramatiker und Librettist
- Francis Casadesus (1870–1954), Komponist, Dirigent und Lehrer
- Guy Chantepleure (1870–1951), Schriftstellerin
- André Dauchez (1870–1948), Maler, Grafiker und Fotograf
- Clément Dorlia (1870–1942), Ruderer
- Gabrielle Duchêne (1870–1954), französische Feministin
- Henri Étiévant (1870–1953), Bühnenschauspieler, Filmschauspieler und Stummfilmregisseur
- Edmond Malherbe (1870–1963), Komponist
- Lucien Muhlfeld (1870–1902), Schriftsteller und Literaturkritiker
- Édouard Le Roy (1870–1954), Philosoph und Mathematiker
- Louis Vauxcelles (1870–1943), Kunstkritiker
- Léon Zadoc-Kahn (1870–1943), Mediziner; in Auschwitz ermordet

#### 1871 bis 1875

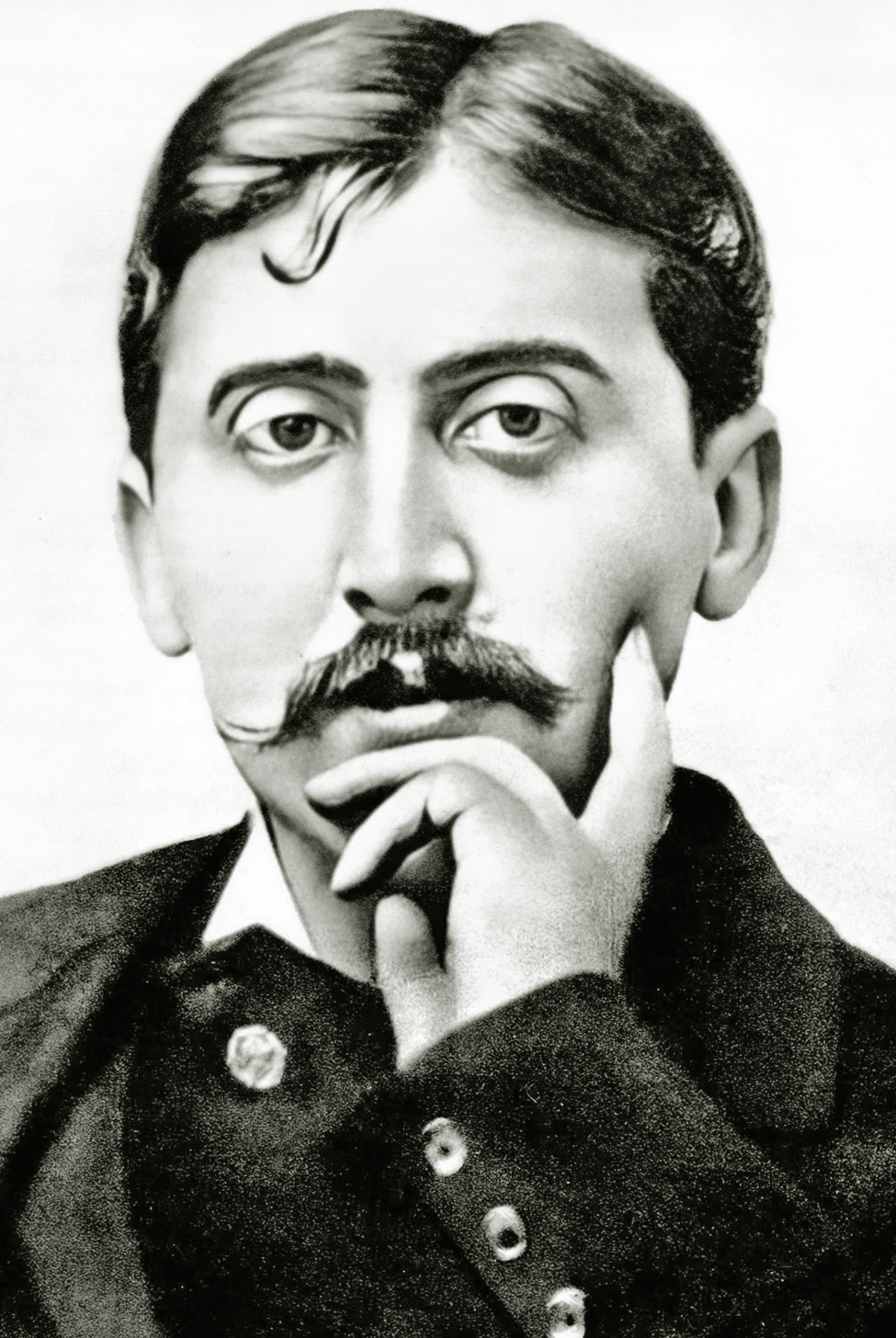
Marcel Proust

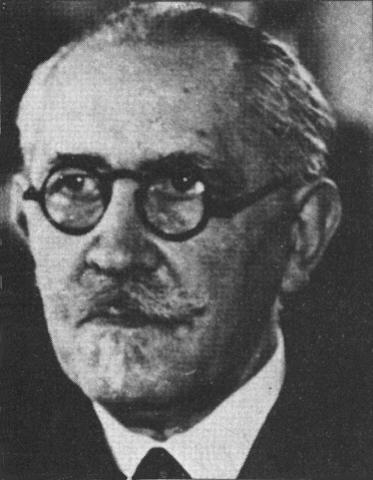
Paul Langevin

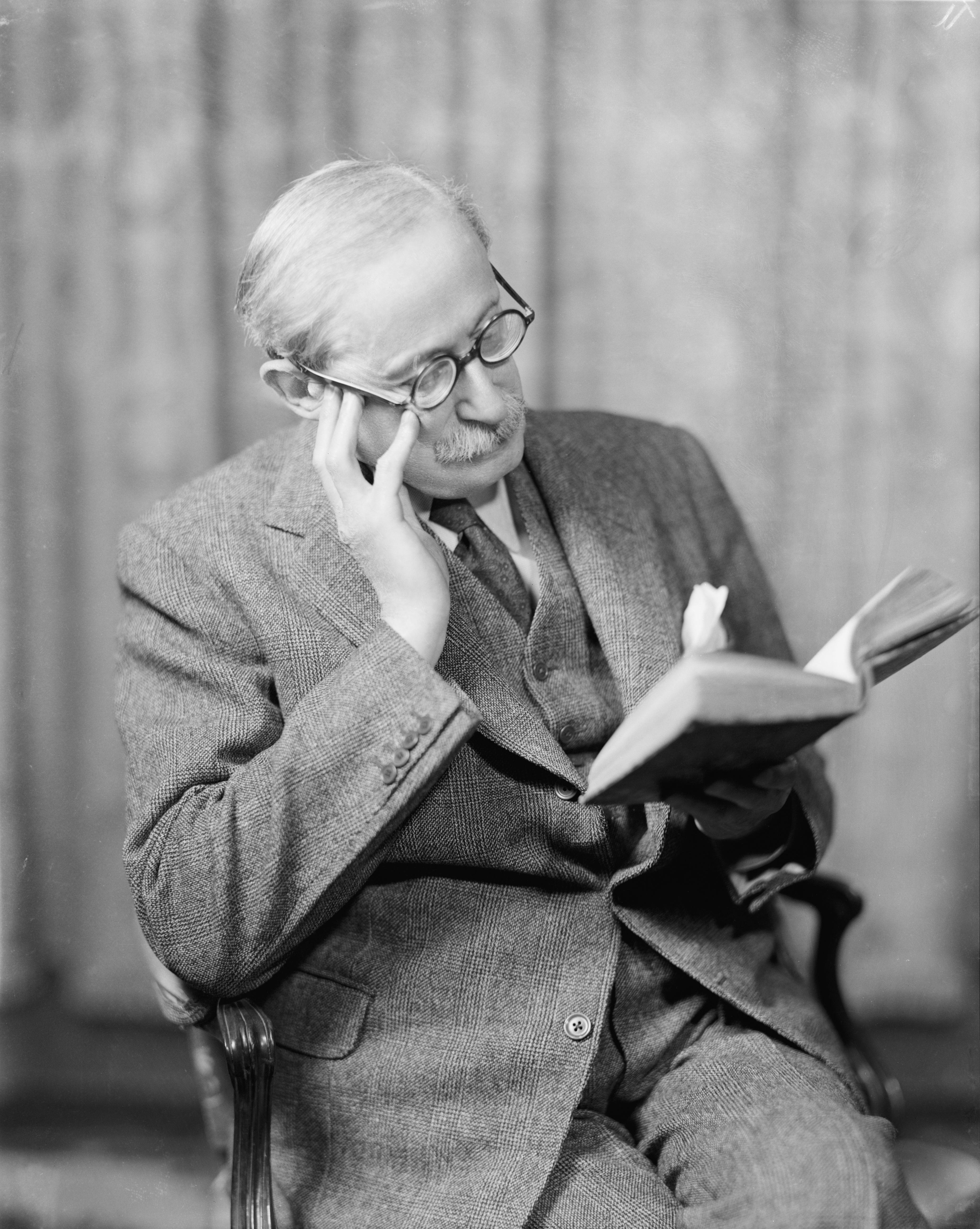
Léon Blum

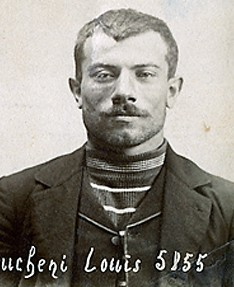
Luigi Lucheni

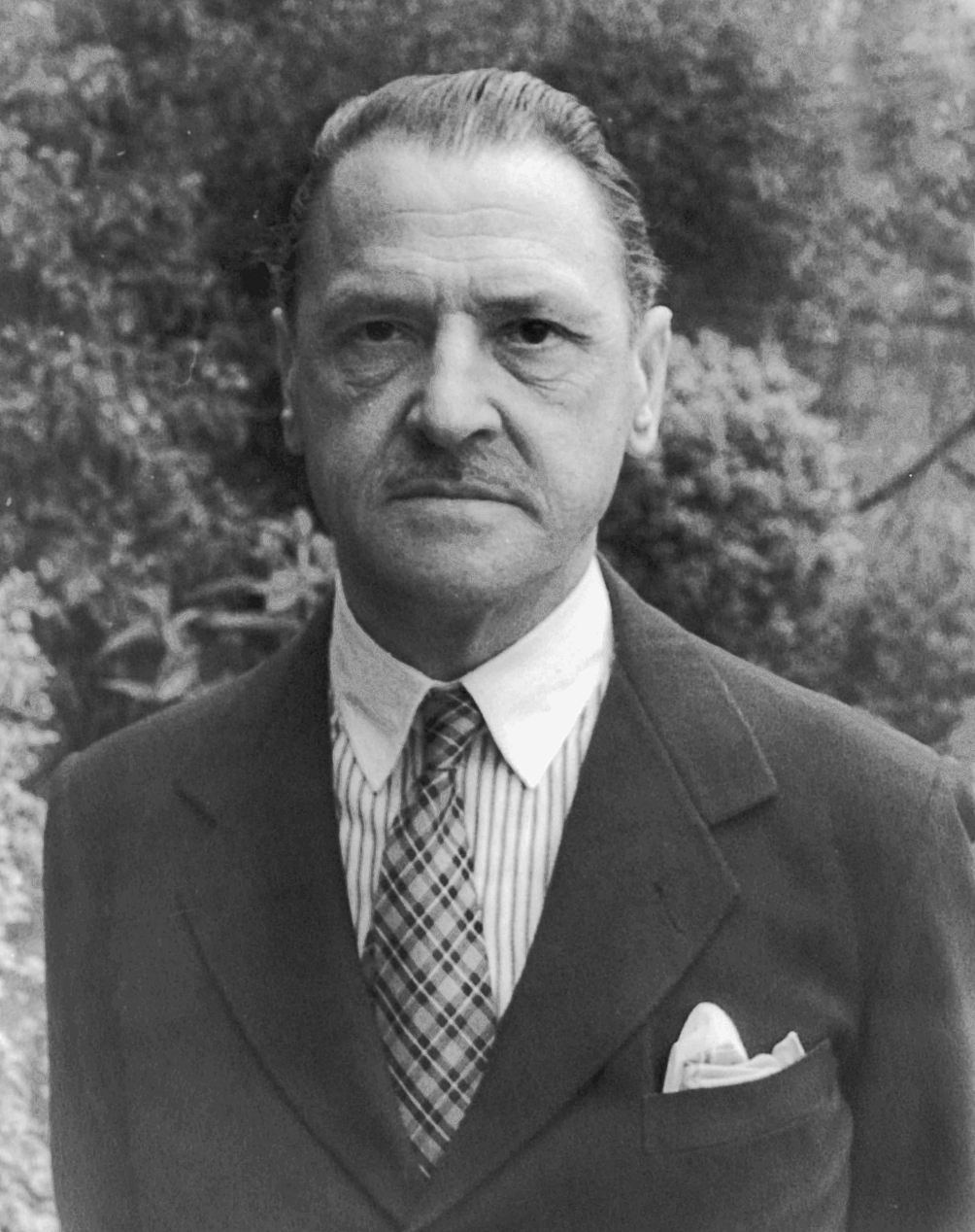
William Somerset Maugham

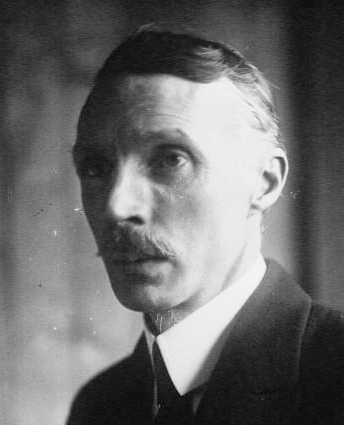
Henri Farman

##### 1871
- Bernard Crocé-Spinelli (1871–1932), Komponist und Musikpädagoge
- Adolphe Dervaux (1871–1945), Architekt
- Thilda Harlor (1871–1970), Journalistin und Schriftstellerin
- Lawrence Johnston (1871–1958), britischer Soldat und Landschaftsgärtner
- Léon Printemps (1871–1945), Maler
- Marcel Proust (1871–1922), Schriftsteller und Sozialkritiker
- Frantz Reichel (1871–1932), Sportler
- Georges Rouault (1871–1958), Maler und Grafiker
- Charles Ruchot (1871 – nach 1932), Bildhauer
- Harry Van Bergen (1871–1963), US-amerikanischer Segler

##### 1872
- Émile Armand (1872–1962), Individualanarchist und Autor
- Albert Bertelin (1872–1951), Komponist
- Jacques Bizet (1872–1922), Unternehmer und Schriftsteller
- Gustave Louis Blanc (1872–1927), Chemiker
- Léon Blum (1872–1950), Jurist, Schriftsteller und Politiker
- Auguste Brouet (1872–1941), Radierer und Kupferstecher
- Fernand David (1872–1926), Bildhauer und Medailleur
- Édouard Dubuc (1872–1945), Antisemit
- Jules Écorcheville (1872–1915), Musikwissenschaftler
- Maurice Gamelin (1872–1958), General
- Octave Guillonnet (1872–1967), Maler
- Daniel Halévy (1872–1962), Essayist und Historiker
- Fernand Halphen (1872–1917), Komponist
- Paul Langevin (1872–1946), Physiker
- Paul Léautaud (1872–1956), Schriftsteller
- Jean Mascart (1872–1935), Mathematiker und Astronom
- Camille Mauclair (1872–1945), Poet, Autor, Kunsthistoriker und Kunstkritiker
- Louis Napoléon Murat (1872–1943), Reiter
- Georges Peignot (1872–1915), Typograf, Schriftgießer, Direktor von G. Peignot & Fils
- Manuel Robbe (1872–1936), Grafiker und Maler
- François Thureau-Dangin (1872–1944), Altorientalist und Mathematikhistoriker
- Georges Urbain (1872–1938), Chemiker

##### 1873
- Maurice Besnier (1873–1933), Althistoriker
- Henri Buisson (1873–1944), Physiker
- Franz Theodor Doflein (1873–1924), deutscher Zoologe
- Hippolyte Dreyfus-Barney (1873–1928), Bahai
- Maurice Fouchet (1873–1924), Diplomat
- Amédée Gastoué (1873–1943), Musikwissenschaftler und Komponist
- Guillaume Grandidier (1873–1957), Naturforscher, Geograph, Ethnologe, Paläontologe und Bibliograf
- Fernand Gregh (1873–1960), Lyriker und Literaturkritiker
- Albert Guillaume (1873–1942), Genremaler, Plakatkünstler, Illustrator und Karikaturist
- Jacques Helbronner (1873–1943), Jurist und Funktionär
- Marc Henry (1873–1943), Kabarettist, Chansonnier, Opernlibrettist und Autor
- Luigi Lucheni (1873–1910), Mörder der österreichischen Kaiserin Elisabeth (Sisi)
- Philippe de Marne (1873–1955), Automobilrennfahrer
- Edmund Dene Morel (1873–1924), britischer Journalist, Autor und Politiker
- Jacques Pellegrin (1873–1944), Herpetologe und Ichthyologe
- Robert Proust (1873–1935), Mediziner und Chirurg
- José María Quiñones de León (1873–1957), spanischer Diplomat
- Henri Rabaud (1873–1949), Komponist und Dirigent
- Henri Rapin (1873–1939), Innenarchitekt, Maler, Illustrator, Designer und Dekorateur
- Marc Sangnier (1873–1950), römisch-katholischer Denker, Politiker, Theologe und Jurist
- Maurice Tourneur (1873–1961), Filmregisseur

##### 1874
- Paul Arbelet (1874–1938), Romanist und Stendhal-Spezialist
- Inessa Armand (1874–1920), russische Revolutionärin
- René Louis Baire (1874–1932), Mathematiker
- Noël Bernard (1874–1911), Botaniker
- Louis Brandin (1874–1940), Romanist und Mediävist
- Henriette Caillaux (1874–1943), Ehefrau von Joseph Caillaux, Attentäterin von Gaston Calmette
- Albert Capellani (1874–1931), Theaterschauspieler, Filmregisseur, Drehbuchautor und Produzent
- André-Louis Debierne (1874–1949), Chemiker und Hochschullehrer
- Ernest Duchesne (1874–1912), Militärarzt
- Henri Farman (1874–1958), Bahnradsportler, Luftfahrtpionier und Unternehmer
- Frédéric François-Marsal (1874–1958), Bankier und Politiker
- Magda Janssen (1874–1946), deutsche Schriftstellerin und Übersetzerin
- Leo Jordan (1874–1940), deutscher Romanist, Mediävist, Philosoph und Sprachwissenschaftler
- Henri Manguin (1874–1949), Maler
- William Somerset Maugham (1874–1965), englischer Erzähler und Dramatiker
- Julien Ochsé (1874–1936), Schriftsteller
- Joseph Olivier (1874–1901), Rugbyspieler
- Jean Pierre Clément Marie d’Orléans, duc de Guise (1874–1940), Adeliger
- Madeleine Pelletier (1874–1939), Ärztin und Psychiaterin
- Henri Prost (1874–1959), Architekt und Stadtplaner
- Raul Régis de Oliveira (1874–1942), brasilianischer Diplomat
- Jeanne de Rothschild (1874–1929), Bauherrin
- Jean de Tinan (1874–1898), Schriftsteller

##### 1875
- Jean Angelo (1875–1933), Schauspieler
- Albert Ayat (1875–1935), Fechter
- Maurice de Broglie (1875–1960), Physiker
- Henri Cartal (um 1875–?), Sänger
- Louis-Albert Carvin (1875–1951), Bildhauer
- Fanny Clar (1875–1944), Schriftstellerin
- Henri Contenet (1875–1962), Radrennfahrer
- Georges Courty (1875–1953), Geologe und Prähistoriker
- Rose Dione (1875–1936), Filmschauspielerin
- Henri Duvernois (1875–1937), Schriftsteller
- Charles Gondouin (1875–1947), Rugby-Union-Spieler und -Schiedsrichter, Tauzieher und Sportjournalist
- Georges Hébert (1875–1957), Marineoffizier
- Ernest Hébrard (1875–1933), Städteplaner, Architekt und Archäologe
- Charles Hoffbauer (1875–1957), französisch-amerikanischer Maler
- Armand Isaac-Bénédic (1875–1962), Curler
- Paul Landowski (1875–1961), Bildhauer
- Cléo de Mérode (1875–1966), Ballerina und Varieté-Tänzerin
- Pierre Monteux (1875–1964), französisch-US-amerikanischer Dirigent
- Wladimir Iwanowitsch Pohl (1875–1962), deutsch-russischer Komponist, Pianist und Musikpädagoge
- Édouard de Pomiane (1875–1964), Arzt, Biologe, Ernährungsphysiologe, Kochlehrer und Kochbuchautor
- Marianne Rauze (1875–1964), Journalistin, Sozialistin und Feministin
- Henriette Renié (1875–1956), Harfenistin und Komponistin
- Jean Stern (1875–1962), Degenfechter
- Joseph Vendryes (1875–1960), Linguist und Religionswissenschaftler

#### 1876 bis 1880

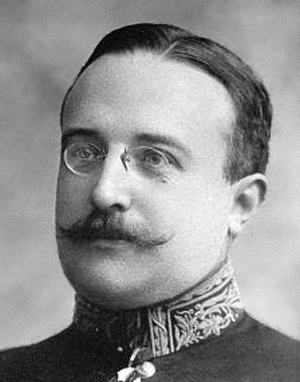
André Tardieu

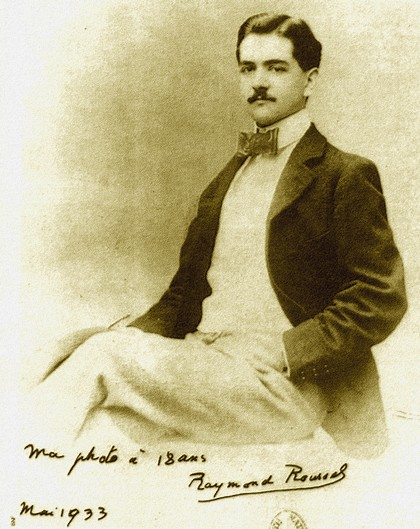
Raymond Roussel

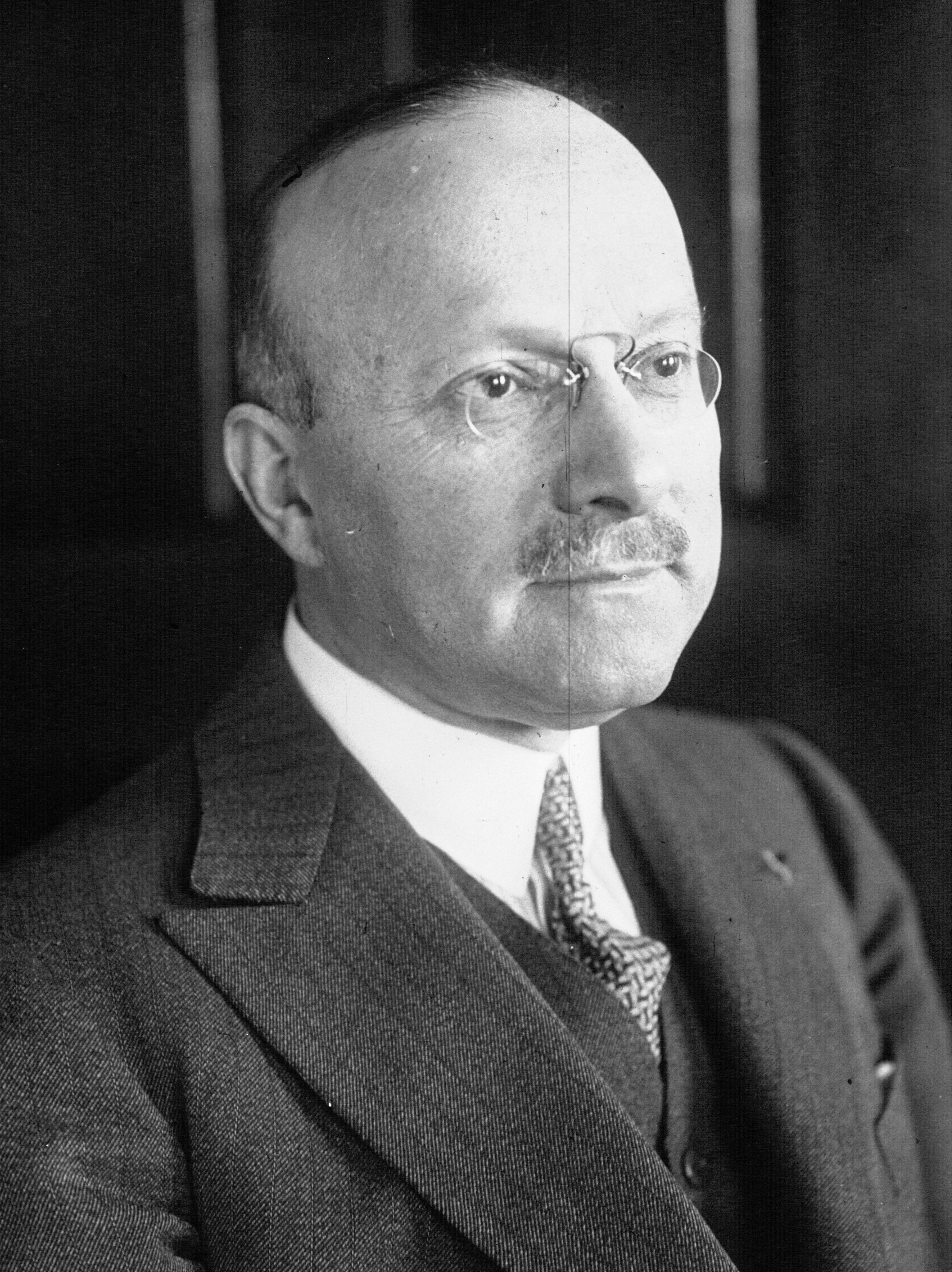
André Citroën

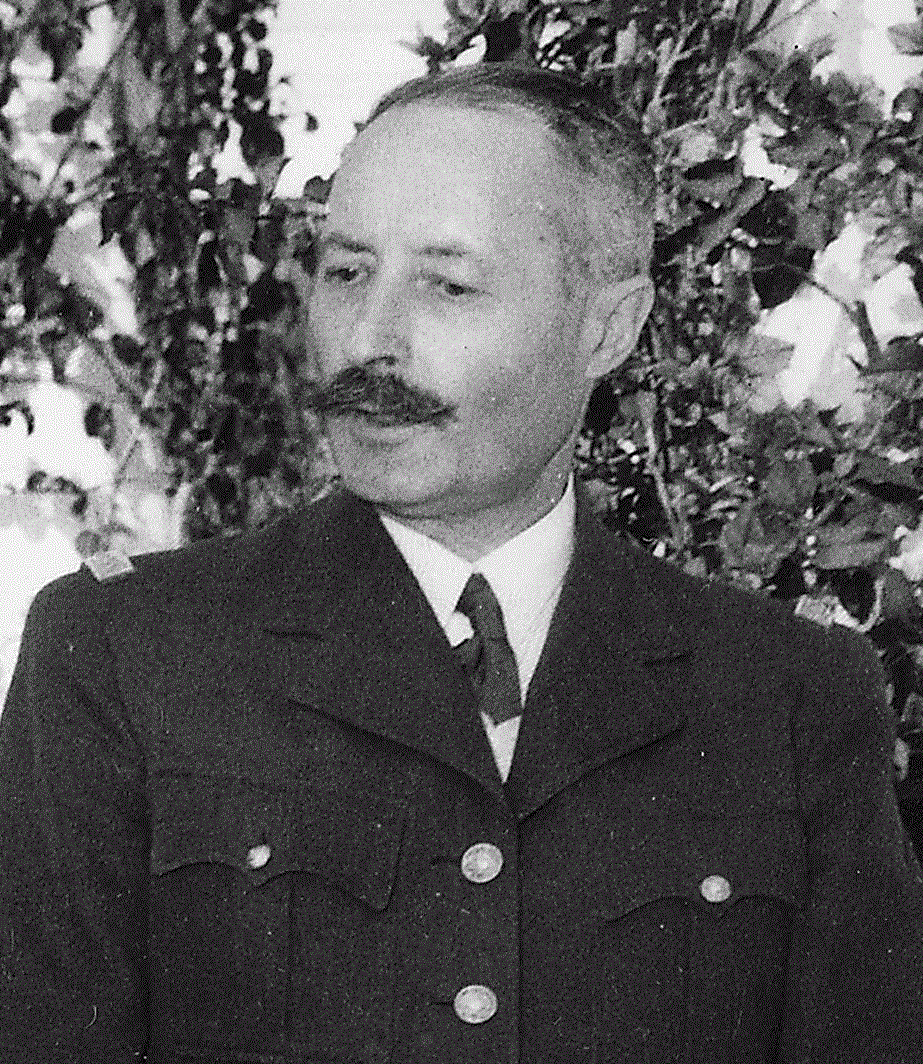
Henri Giraud

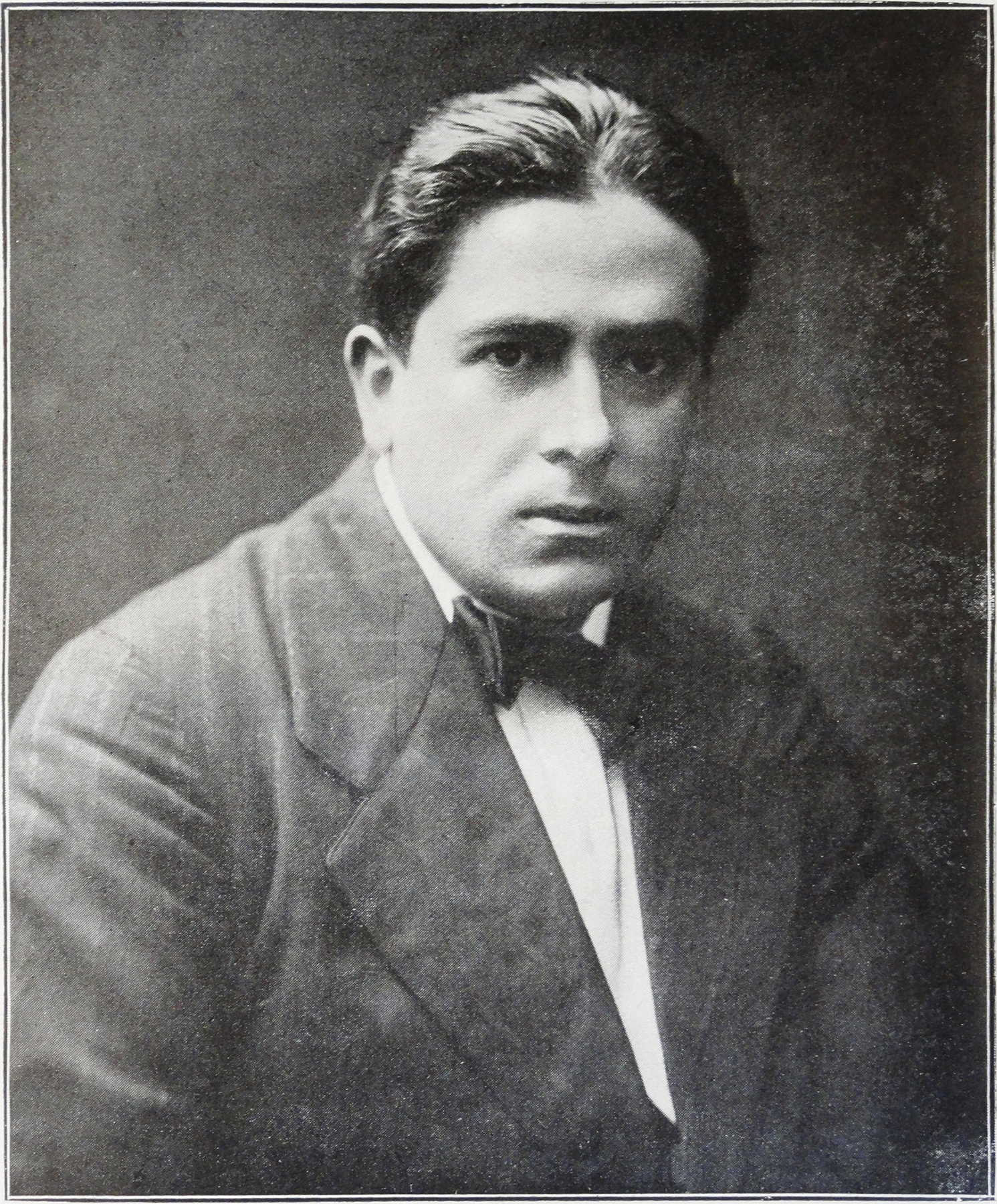
Francis Picabia

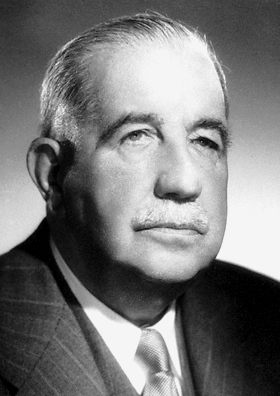
Léon Jouhaux

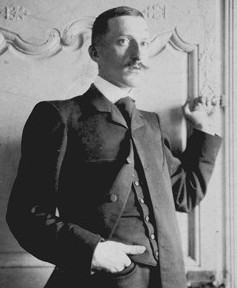
André Derain

##### 1876
- Georges André (1876–1945), Wintersportler
- Jules Baillaud (1876–1960), Astronom
- Henri Bernstein (1876–1953), Theaterautor
- Léon-Paul Fargue (1876–1947), Dichter
- Paul Franz (1876–1950), Opernsänger
- Pierre Girieud (1876–1948), Maler
- Eugène-Henri Gravelotte (1876–1939), Fechter
- Marguerite Hasselmans (1876–1947), Pianistin
- Robert d’Heilly (1876–1953), Ruderer
- Francis Jourdain (1876–1958), Maler, Dekorateur, Möbeldesigner und Autor
- Henry de Jouvenel (1876–1935), Journalist, Politiker und Diplomat
- René Kieffer (1876–1963), Buchbinder, -händler und Verleger
- André Louis Lefebvre de Laboulaye (1876–1966), Botschafter
- Joseph Meister (1876–1940), Patient
- Anna de Noailles (1876–1933), Schriftstellerin
- Alexandre Pharamond (1876–1953), Rugbyspieler
- André Tardieu (1876–1945), Politiker
- Maurice Vaumousse (1876–1961), Maler und Geiger
- Maurice de Vlaminck (1876–1958), Maler, Grafiker und Autor

##### 1877
- Lucien Alliot (1877–1967), Bildhauer
- Jane Bathori (1877–1970), Sängerin
- Jean Billiter (1877–1965), Chemiker
- Louise Bodin (1877–1929), Journalistin und Feministin
- Jean Julien Champagne (1877–1932), Alchemist und Schriftsteller
- Charles Collignon (1877–nach 1908), Fechter
- Charles Cuvillier (1877–1955), Komponist von Operetten
- Charles Dubois (1877–1965), Archäologe
- Maurice Farman (1877–1964), Bahnradsportler, Automobilrennfahrer, Luftfahrtpionier und Unternehmer
- Jacques Fehrnbach (1877–1932), Turner
- Léon Flameng (1877–1917), Radrennfahrer
- Paul Follot (1877–1942), Designer
- Virgile Gaillard (1877–unbekannt), Fußballspieler
- Gabriel Hatton (1877–1949), Automobilrennfahrer
- Pierre Herlofson (1877–1969), Architekt
- Georges Jacob (1877–1950), Organist, Improvisateur und Komponist
- Georges Johin (1877–1955), Krocketspieler
- Hermann Jacques Jordan (1877–1943), deutsch-niederländischer Zoologe
- André Maginot (1877–1932), Politiker
- Charles Mantoux (1877–1947), Arzt
- Morin-Jean (1877–1940), Archäologe, Graphiker und Illustrator
- Joanni Perronet (1877–1950), Fechter
- Paul Reboux (1877–1963), Schriftsteller
- Eugène Renaud (1877–1955), Automobilrennfahrer
- Raymond Roussel (1877–1933), Schriftsteller und Schachtheoretiker
- Émile Sarrade (1877–1953), Rugbyspieler
- André Vacherot (1877–1924), Tennisspieler
- Emanuel Ypsilanti (1877–1940), griechischer Diplomat und Politiker

##### 1878
- Mirra Alfassa (1878–1973), Philosophin
- Gaston Alibert (1878–1917), Fechter
- Jean Becquerel (1878–1953), Physiker
- Édouard Bénédictus (1878–1930), Maler, Komponist, Schriftsteller und Chemiker
- Albert Boas (1878–1950), deutscher Richter
- Adolphe Bühl, auch Buhl (1878–1949), Mathematiker und Astronom
- Marcel Cadolle (1878–1956), Radsportler
- Albert Champion (1878–1927), französisch-US-amerikanischer Automobilrennfahrer
- Georges-Eugène-Emile Choquet (1878–1946), Bischof
- André Citroën (1878–1935), Automobilkonstrukteur
- Albert Colomb (1878–1941), Automobilrennfahrer
- Fernand Gabriel (1878–1943), Automobilrennfahrer
- Jean Gallon (1878–1959), Komponist und Kompositionslehrer
- Nicole Girard-Mangin (1878–1919), Ärztin
- Albert Grenier (1878–1961), Historiker, Religionswissenschaftler und Provinzialrömischer Archäologe
- Lucien Huteau (1878–1975), Fußballtorhüter
- Dominique Lamberjack (1878–1948), Radsportler, Motorrad-, Automobilrennfahrer und Unternehmer
- Hubert Lefèbvre (1878–unbekannt), Rugbyspieler
- Julie Manet (1878–1966), Malerin, Kunstsammlerin und Mäzenin
- Louis Marlio (1878–1952), Industrieller und Beamter
- Henri Mulet (1878–1967), Organist und Komponist
- Georges de la Nézière (1878–1914), Leichtathlet
- Paul Pelliot (1878–1945), Sinologe und Zentralasienforscher
- Ludovic Rodolphe Pissarro (1878–1952), Maler
- Georges Plasse (1878–1948), Maler
- James Armand de Rothschild (1878–1957), britischer liberaler Politiker und Philanthrop
- Nelly Roussel (1878–1922), französische Feministin
- George Soulié de Morant (1878–1955), Diplomat, Sinologe und Schriftsteller

##### 1879
- Vladimir Aïtoff (1879–1963), Mediziner und Rugby-Union-Spieler
- Henri Casadesus (1879–1947), Musiker und Komponist
- Henri Chrétien (1879–1956), Astronom, Professor und Erfinder
- Jacques Copeau (1879–1949), Theaterleiter, Schauspieler und Dramatiker
- Maurice Delage (1879–1961), Komponist und Pianist
- Eugène Fraysse (1879–unbekannt), Fußballspieler
- Henri Giraud (1879–1949), General
- Robert Herold (1879–1938), Schweizer Jurist und leitender Beamter
- René Jeannel (1879–1965), Naturforscher, Zoologe, Entomologe, Botaniker, Geologe, Paläontologe, Prähistoriker, Höhlenforscher und Biogeograph
- Léon Jouhaux (1879–1954), Gewerkschafter und Nobelpreisträger
- Robert Kemp (1879–1959), Literatur- und Theaterkritiker
- Jacques Liouville (1879–1960), Mediziner, Entdeckungsreisender und Naturforscher
- Fernand Ochsé (1879–1944), Künstler, Opfer des Nationalsozialismus
- Francis Picabia (1879–1953), Schriftsteller, Maler und Grafiker
- Paul Poiret (1879–1944), Modeschöpfer
- Henri-Pierre Roché (1879–1959), Schriftsteller und Kunstsammler
- Joseph Roffo (1879–1933), Rugbyspieler
- André Roosevelt (1879–1962), französisch-US-amerikanischer Rugbyspieler und Filmemacher
- Léonce Rosenberg (1879–1947), Kunsthändler und Verleger
- Jacques-Émile Ruhlmann (1879–1933), Innenarchitekt und Möbelgestalter
- Albert Taillandier (1879–?), Radrennfahrer
- Henri Tauzin (1879–1918), Hürdenläufer
- Marcel Tournier (1879–1951), Harfenist, Komponist und Musikpädagoge
- Alexis Vedeux (1879–1969), Turner
- Maurice Vignerot (1879–1953), Krocketspieler

##### 1880
- Jacques d’Adelswärd-Fersen (1880–1923), Aristokrat, Autor und Dichter
- Henri Aldebert (1880–1961), Wintersportler
- Edmond Bauer (1880–1963), Physiker
- Harry Baur (1880–1943), Schauspieler
- Lucien Bechmann (1880–1968), Architekt
- Jules Bloch (1880–1953), Indologe und Linguist
- Pierre Boutroux (1880–1922), Mathematiker und Wissenschaftshistoriker
- Edgar Brandt (1880–1960), Kunstschmied, Waffeningenieur und Unternehmer
- Louis Charles Breguet (1880–1955), Flugzeugkonstrukteur und ein Mitbegründer der Fluggesellschaft Air France
- André Bruère (1880–1943), Diplomat
- Paul Castelnau (1880–1944), Fotograf, Dokumentarfilmer und Geograph
- Pierre Champion (1880–1942), Historiker, Mediävist und Romanist
- Albert Champoudry (1880–1933), Mittel- und Langstreckenläufer
- Albert Clément (1880–1955), Automobilrennfahrer
- Charles Delaporte (1880–1949), Ruderer und Radsportler
- André Derain (1880–1954), Künstler
- Albert Octave Etévé (1880–1976), Luftfahrtpionier
- Maurice Goguel (1880–1955), evangelischer Theologe und Hochschullehrer
- Albert Léon Guérard (1880–1959), US-amerikanischer Literaturwissenschaftler und Universitätsprofessor
- Louis Halphen (1880–1950), Historiker
- Paul Haviland (1880–1950), amerikanisch-französischer Fotograf, Schriftsteller und Kunstkritiker
- Désiré-Émile Inghelbrecht (1880–1965), Dirigent und Komponist
- Alice La Mazière (1880–1962), Schriftstellerin, Journalistin, sozialistische und feministische Aktivistin
- Gustav Rau (1880–1954), Hippologe
- Edouard Taylor (1880–1903), Bahnradsportler
- Victor Thuau (1880–1964), Bahnradsportler
- Albert Weil (1880–1945), Segler

#### 1881 bis 1885

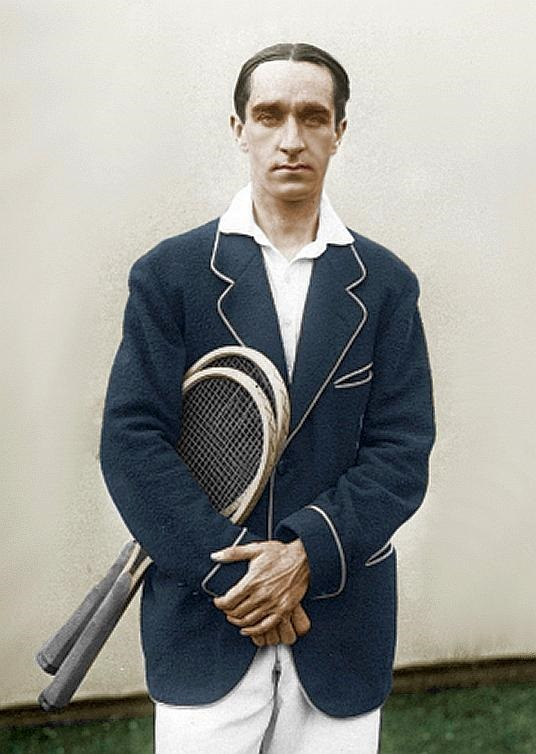
Max Décugis

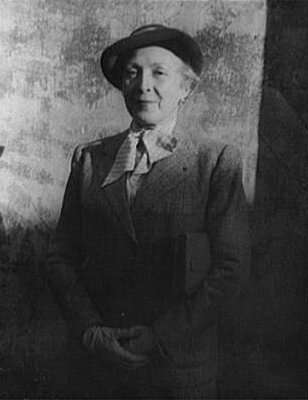
Marie Laurencin

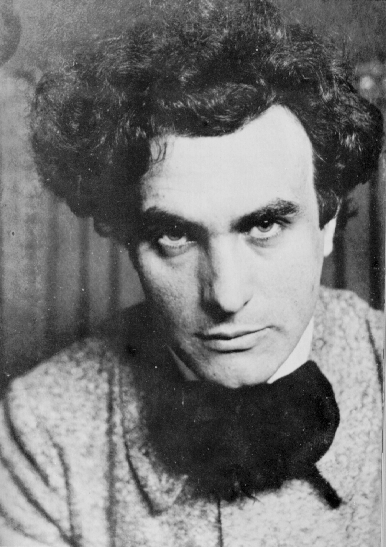
Edgar Varèse

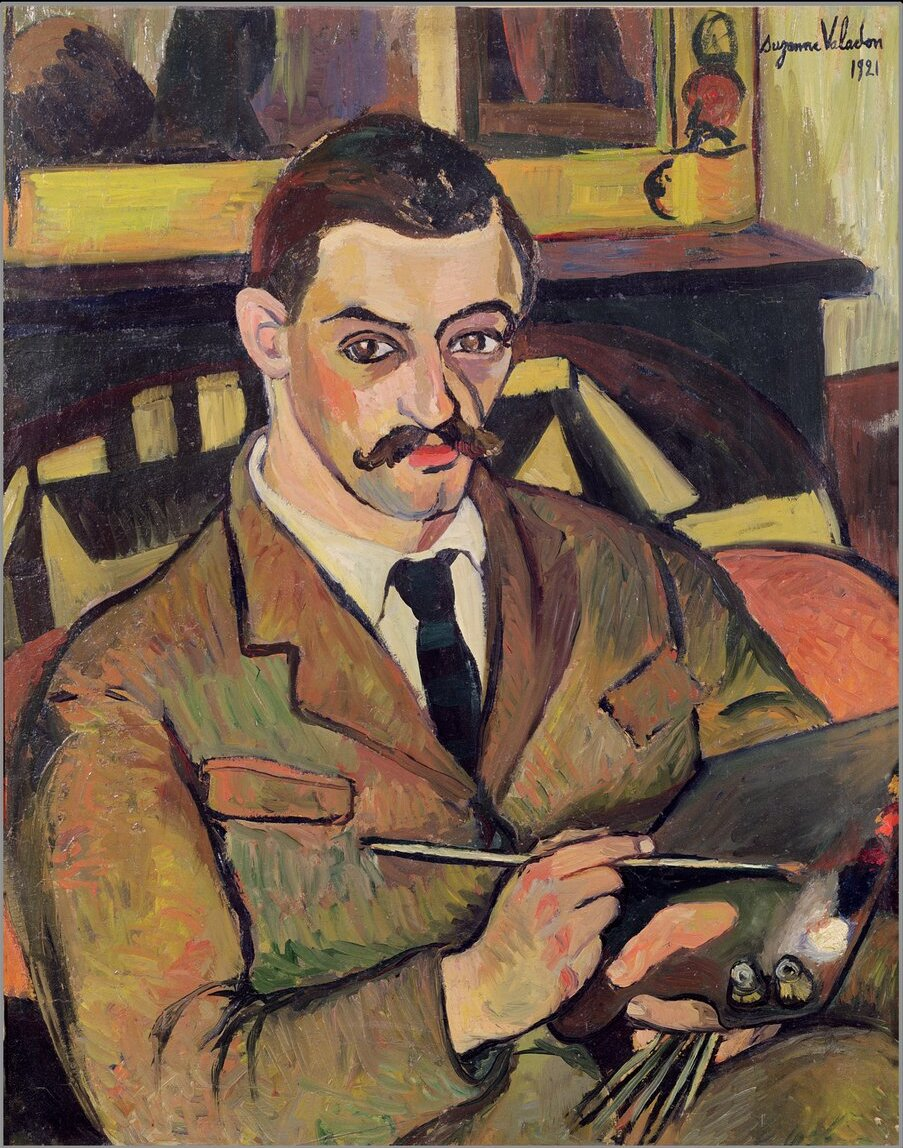
Maurice Utrillo

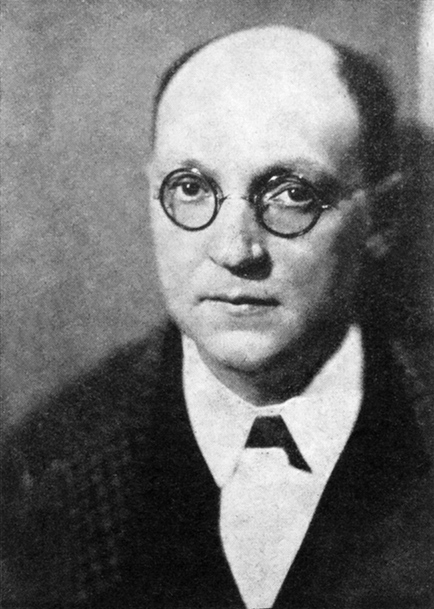
Georges Duhamel

##### 1881
- Octave Aubry (1881–1946), Historiker und Schriftsteller
- Louis Bastien (1881–1963), Bahnradsportler, Fechter
- François-Louis Bruel (1881–1912), Kunsthistoriker
- Albert Corey (1881–?), Langstreckenläufer
- René Cresté (1881–1922), Stummfilmschauspieler und Regisseur
- Gladys Marie Deacon (1881–1977), Mätresse
- Albert Dorfinant (1881–1976), Plakatkünstler, Illustrator und Lithograf
- Luc Durtain (1881–1959), Schriftsteller
- Robert Esnault-Pelterie (1881–1957), Luftfahrt- und Raketenpionier
- Paul Fauchet (1881–1937), Organist und Komponist
- François Fosca (1881–1980), Maler, Illustrator und Schriftsteller
- Renée Frachon (1881–1983), Dichterin und Mäzenin
- Gaston Gallimard (1881–1975), Verleger
- René Gimpel (1881–1945), Kunsthändler
- Albert Gleizes (1881–1953), Maler und Schriftsteller
- Alice Lesur (1881–1980), Komponistin
- Alexandre Lippmann (1881–1960), Degenfechter
- Huib Luns (1881–1942), Maler und Kunstpädagoge
- Maurice Macaire (1881–unbekannt), Fußballspieler
- Eugène Olivier (1881–1964), Fechter, Mediziner und Hochschullehrer
- Fernande Olivier (1881–1966), Lebensgefährtin und Muse Pablo Picassos
- Armand Ferté (1881–1973), Pianist, Dirigent und Musikpädagoge
- Henri Piéron (1881–1964), Psychologe
- Paul Rosenberg (1881–1959), Kunsthändler und Galerist
- Lucien Rosengart (1881–1976), Ingenieur und Industrieller
- André Salmon (1881–1969), Dichter und Kunstkritiker
- Eugène Schueller (1881–1957), Gründer und Chef des französischen Kosmetikkonzerns L’Oréal

##### 1882
- Adolf Abel (1882–1968), deutscher Architekt und Hochschullehrer
- Henri Alphonse Barnoin (1882–1935), Maler
- Gabriel Belot (1882–1962), Maler, Grafiker und Dichter
- Fernand Canelle (1882–1951), Fußballspieler
- Paul de Castro (1882–1940), Maler
- Lucien Cayol (1882–1975), Seeoffizier und Konteradmiral
- Darius Paul Dassault (1882–1969), General
- Max Décugis (1882–1978), Tennisspieler
- Élise Deroche (1882–1919), erste Frau der Welt, die einen Pilotenschein machte
- Charles Du Bos (1882–1939), Schriftsteller und Literaturkritiker
- Jean Durand (1882–1946), Regisseur
- Raymond Escholier (1882–1971), Museumskurator, Politiker, Journalist, Autor, Kunstkritiker und Biograf
- Robert Falco (1882–1960), Richter
- Jean-José Frappa (1882–1939), Filmkritiker, Journalist und Schriftsteller
- Louis-Jules Gernet (1882–1962), Gräzist und Anthropologe
- Fernand Gillet (1882–1980), US-amerikanischer Oboist und Musikpädagoge
- Jacques Gréber (1882–1962), Landschaftsarchitekt
- Charles Edmond Kayser (1882–1965), Maler, Grafiker und Zeichner
- Gaston Lachaise (1882–1935), französisch-US-amerikanischer Bildhauer
- Henri-René Lenormand (1882–1951), Schriftsteller und Dramaturg
- Jacques Maritain (1882–1973), Philosoph
- Léonel de Moustier (1882–1945), Politiker und Résistant
- Raoul Nordling (1882–1962), schwedischer Diplomat und Geschäftsmann
- Laure Pigeon (1882–1965), Künstlerin der Art brut
- André Puget (1882–1915), Fußballspieler
- André Rischmann (1882–1955), Rugbyspieler
- Marcel Samuel-Rousseau (1882–1955), Komponist
- Oscar Schwab (1882–1955), schweizerisch-US-amerikanischer Bahnradsportler
- Charles Simon (1882–1915), Sportler und Sportfunktionär
- Jacques Stern (1882–1949), Politiker
- Marcel Vandal (1882–1965), Firmenmanager, Filmproduzent und -regisseur
- Charles Vildrac (1882–1971), Schriftsteller

##### 1883
- Louis Bach (1883–1914), Fußballspieler
- Augustin Barié (1883–1915), Organist und Komponist
- Maurice Bedel (1883–1954), Schriftsteller und Romancier
- Charles Bilot (1883–1912), Fußballspieler und Arzt
- Jean-Louis Boussingault (1883–1943), Maler und Grafiker
- Roger Broders (1883–1953), Illustrator und Plakatkünstler
- Albert Clément (1883–1907), Automobilrennfahrer
- Maurice Delépine (1883–1960), Jurist
- Armand Dufaux (1883–1941), französisch-schweizerischer Luftfahrtpionier, Erfinder und Konstrukteur
- Pola Gauguin (1883–1961), dänisch-norwegischer Maler, Kunstkritiker und Biograf
- Gustave Guillaume (1883–1960), Linguist
- Joe Hamman (1883–1974), Schauspieler, Regisseur und Zeichner
- Marie Laurencin (1883–1956), Lyrikerin und Malerin
- Jacques Léauté (1883–1916), Schwimmer
- Georges Lorgeou (1883–1957), Radrennfahrer
- Charles Piard (1883–?), Bahnradsportler
- Ernest Psichari (1883–1914), Schriftsteller und Soldat
- Louise Sylvie, genannt Sylvie (1883–1970), Schauspielerin
- Odette Talazac (1883–1948), Schauspielerin
- Maurice Utrillo (1883–1955), Maler
- Maurice del Valle (1883–1965), Eishockeytorwart
- Edgar Varèse (1883–1965), US-amerikanischer Komponist und Dirigent
- Marcel Vibert (1883–1959), Schauspieler
- Maxim Zetkin (1883–1965), deutscher Politiker und Chirurg

##### 1884
- Marguerite Béclard d’Harcourt (1884–1964), Komponistin und Musikethnologin
- Marcel Cohen (1884–1974), Linguist, Äthiopist, Semitist, Amharist und Romanist
- Jean-Richard Bloch (1884–1947), Schriftsteller und Kritiker
- Georges Duhamel (1884–1966), Schriftsteller
- Étienne Gilson (1884–1978), Philosoph und Historiker
- Pierre Jolibois (1884–1954), Chemiker
- Rita Jolivet (1884–1971), US-amerikanische Theater- und Stummfilmschauspielerin
- Nicholas Joy (1884–1964), britischer Schauspieler
- Jean Lacroix (1884–1971), Fechter
- Henri Lévy-Bruhl (1884–1964), Soziologe
- Luitz-Morat (1884–1929), Schauspieler, Regisseur, Drehbuchautor und Produzent
- Armand Massard (1884–1971), Degenfechter
- Jean Perrier (1884–1942), Filmarchitekt
- Léon Poirier (1884–1968), Filmregisseur und Drehbuchautor
- Maurice Raynal (1884–1954), Kunstkritiker
- Juliette Roche (1884–1980), Malerin und Dichterin
- Robert de Traz (1884–1951), Schweizer Schriftsteller
- Albert Wolff (1884–1970), Dirigent und Komponist

##### 1885
- Camille Arambourg (1885–1969), Geologe und Paläontologe
- Paul-Émile Bécat (1885–1960), Maler, Zeichner und Radierer
- Camille Chautemps (1885–1963), Politiker
- Edmée Chandon (1885–1944), Astronomin
- Eugène Christophe (1885–1970), Radrennfahrer
- Maurice Dekobra (1885–1973), Schriftsteller, Journalist und Übersetzer
- Robert Delaunay (1885–1941), Maler
- Henri Dropsy (1885–1969), Bildhauer und Medailleur
- Jean Escarra (1885–1955), Bergsteiger, Jurist, Sinologe und Hochschullehrer
- George Fitzmaurice (1885–1940), US-amerikanischer Filmregisseur
- Odette Le Fontenay (1885–1965), Opernsängerin und Gesangspädagogin
- André Gailhard (1885–1966), Komponist
- Paul Géraldy (1885–1983), Schriftsteller
- Pierre Idrac (1885–1935), Meteorologe
- Henri Laurens (1885–1954), Bildhauer und Zeichner
- Jean Maspero (1885–1915), Papyrologe
- Raymond de Pezzer (1885–1924), Komponist
- Pierre Renoir (1885–1952), Schauspieler
- Hellmut Späth (1885–1945), deutscher Baumschulenbesitzer
- René Sturel (1885–1914), Romanist und Renaissancespezialist
- André Tison (1885–1963), Leichtathlet
- Kostja Zetkin (1885–1980), deutscher Arzt, Nationalökonom und Politiker

#### 1886 bis 1890

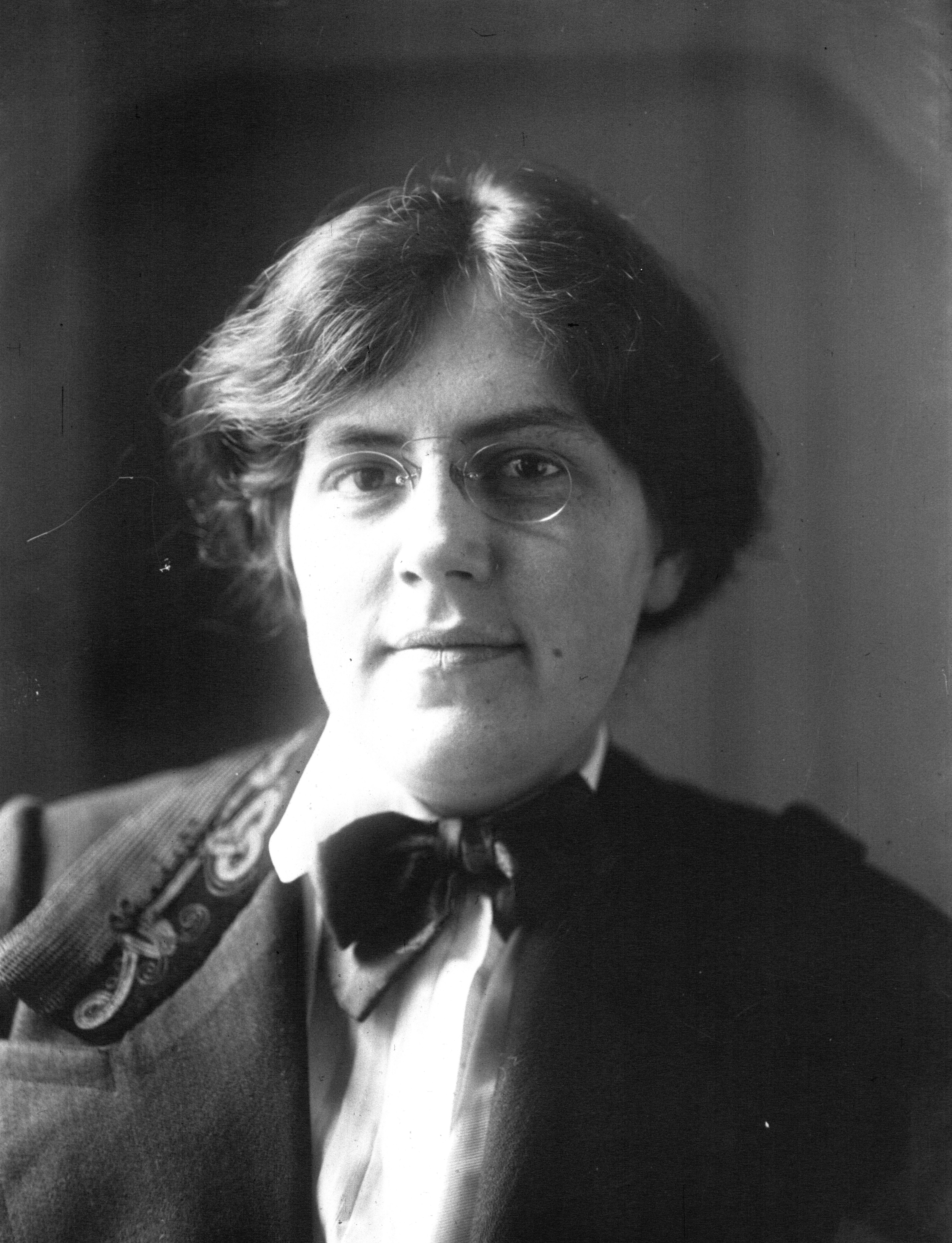
Nadia Boulanger

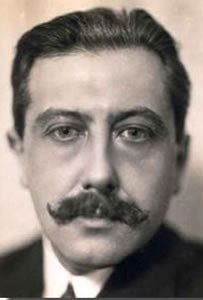
Georges Bernanos

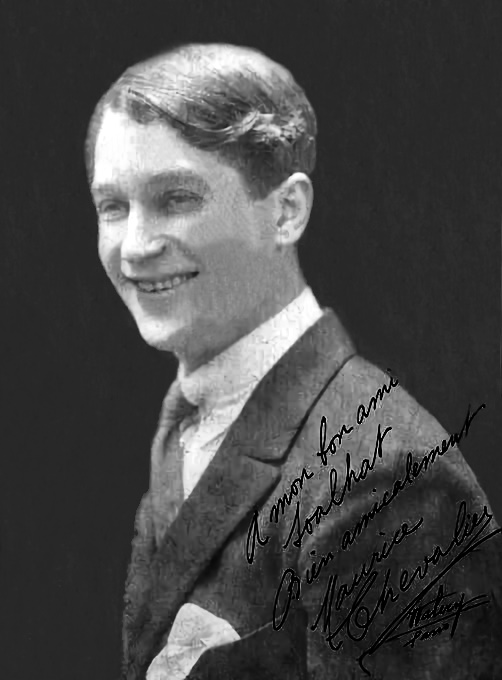
Maurice Chevalier

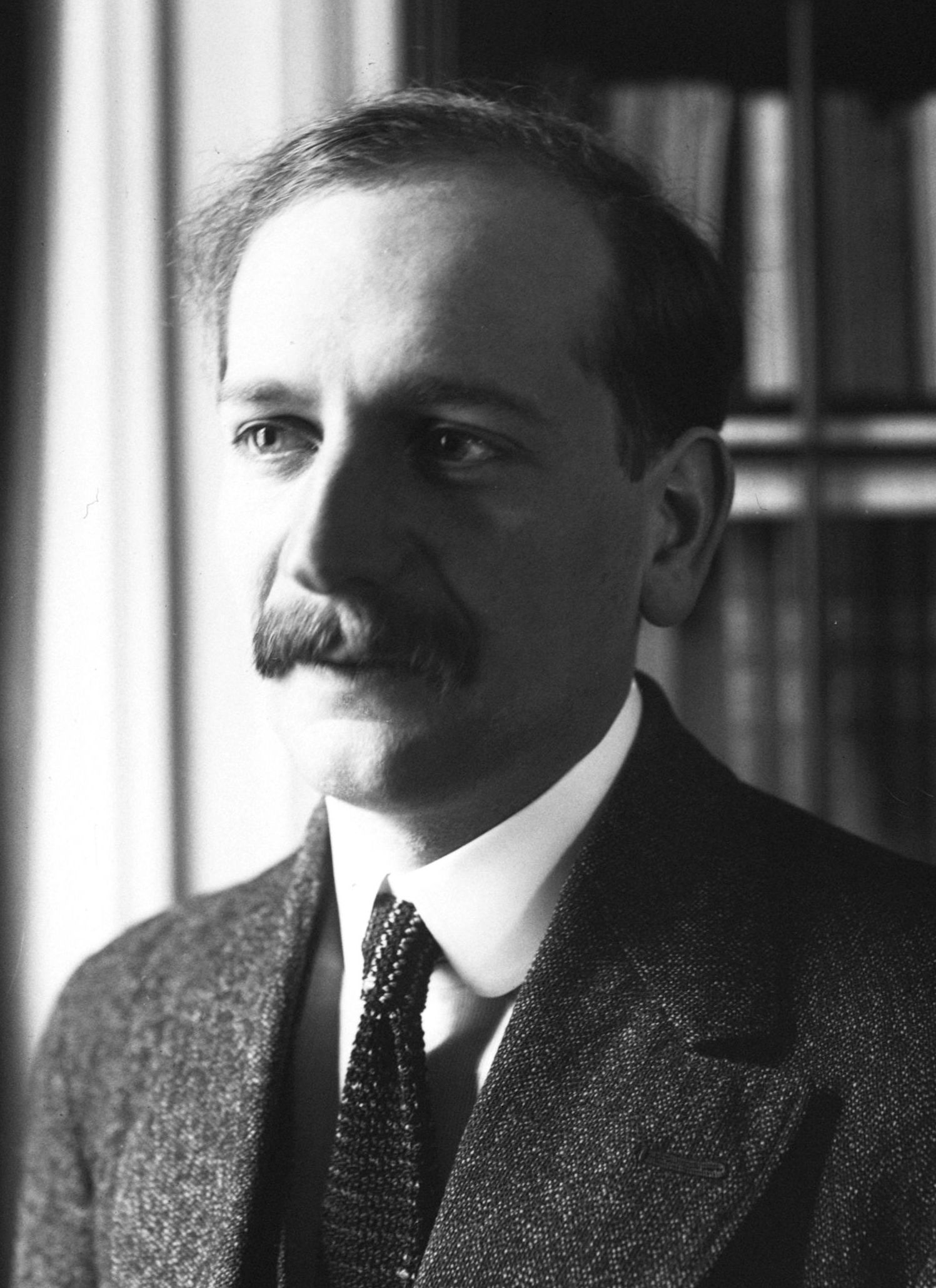
Pierre-Étienne Flandin

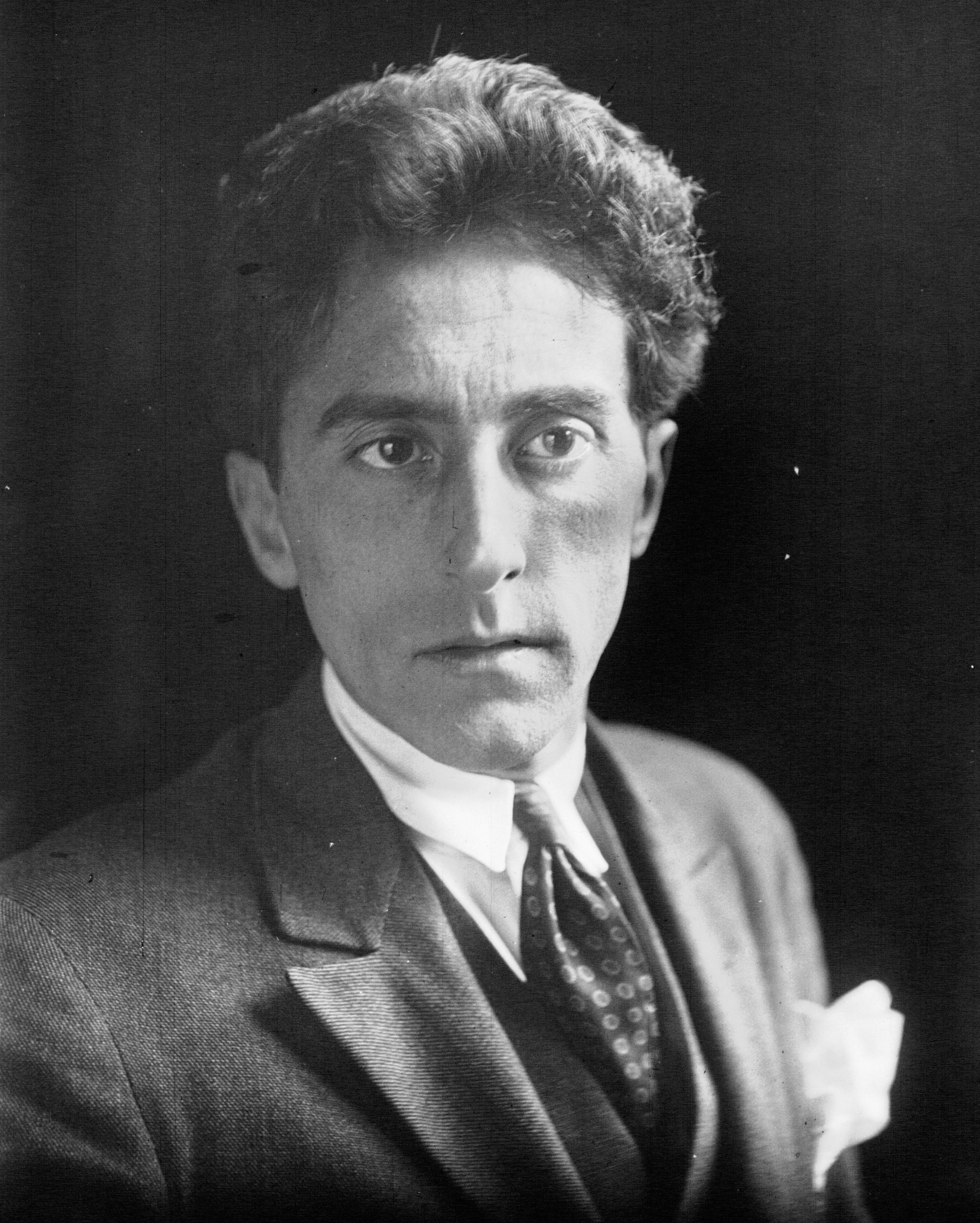
Jean Cocteau

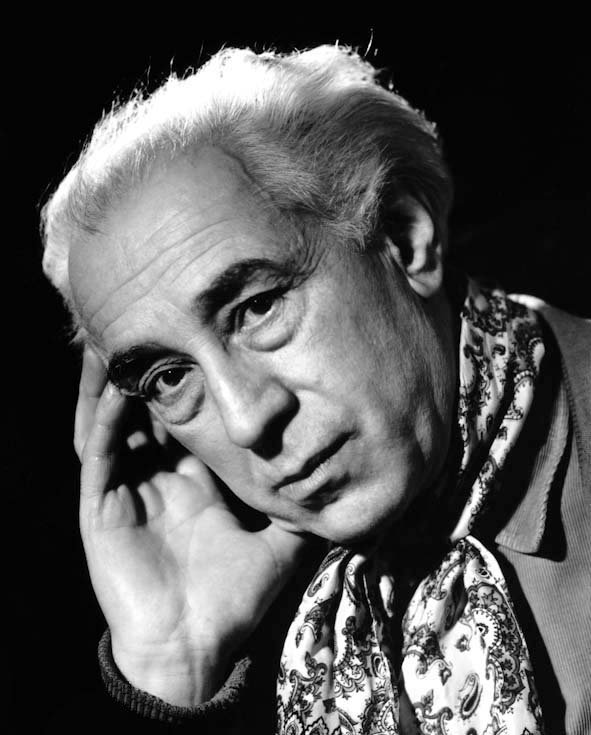
Abel Gance

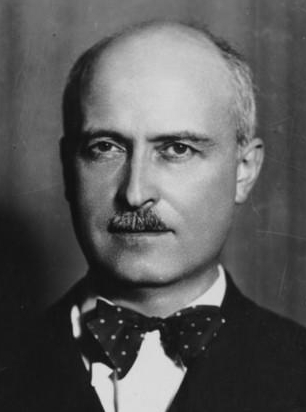
Jacques Ibert

##### 1886
- Charles Bedaux (1886–1944), Unternehmensberater
- Berthe Bernage (1886–1972), Schriftstellerin
- Francis Biddle (1886–1968), Richter
- Michel Brusselmans (1886–1960), belgischer Komponist
- George Cœdès (1886–1969), Südostasien-Forscher und Thaiist
- Fernand Crommelynck (1886–1970), belgischer Dramatiker
- Hermine David (1886–1970), Zeichnerin und Malerin
- José Delaquerrière (1886–1978), französisch-kanadischer Sänger, Komponist und Musikpädagoge
- Maurice Desfassiaux (1886–1956), Kameramann
- Ernest Friederich (1886–1954), Automobilrennfahrer
- Marthe Hanau (1886–1935), Anlagebetrügerin
- Paul Lévy (1886–1971), Mathematiker
- Robert Mallet-Stevens (1886–1945), Architekt
- Jean-Paulin Niboyet (1886–1952), Rechtswissenschaftler
- Georges Painvin (1886–1980), Geologe und Unternehmer
- François Piazzoli (1886–1960), Automobilrennfahrer

##### 1887
- Léontine Pauline Aubart (1887–1964), Sängerin
- Nadia Boulanger (1887–1979), Komponistin, Pianistin, Dirigentin, Musiktheoretikerin und -pädagogin
- René Camard (1887–1915), Fußballspieler
- Jorge Chávez Dartnell (1887–1910), peruanisch-französischer Luftfahrtpionier
- Andrew Dasburg (1887–1979), US-amerikanischer Maler und Bildhauer
- Lucien Erb (1887–1972), Automobilrennfahrer
- Pierre Failliot (1887–1935), Leichtathlet und Rugby-Union-Spieler
- Emile Fraysse (≈1887–?), französisch-US-amerikanischer Radsportler und Radsportfunktionär
- Kate Gillou-Fenwick (1887–1964), Tennisspielerin
- Robert Laly (1887–1972), Automobilrennfahrer
- Georges Lepape (1887–1971), Modezeichner, Plakatkünstler und Graveur
- Jacques Margueritte (1887–1939), Automobilrennfahrer
- Louis Mathias (1887–1965), Ordenspriester und römisch-katholischer Erzbischof
- Gaston Modot (1887–1970), Filmschauspieler
- Henri Joseph Oberthür (1887–1983), Entomologe und Chirurg
- Jean Patou (1887–1936), Modeschöpfer, Kostümbildner und Designer
- Marcel Peyrouton (1887–1983), Kolonialadministrator, Diplomat und Politiker
- Louis Rigal (1887–1974), Automobilrennfahrer
- André Saint-Germain (1887–1973), Schauspieler
- Charlotte Sohy (1887–1955), Komponistin
- Pierre Taittinger (1887–1965), Unternehmer und Politiker
- André Trousselier (1887–1968), Radrennfahrer

##### 1888
- Paul Allix (1888–1974), Organist und Komponist
- Armand Léon Annet (1888–1973), Politiker
- Georges Bernanos (1888–1948), Schriftsteller
- Henry Bing (1888–1965), Zeichner, Lithograf und Maler
- Robert Bloch (1888–1984), Automobilrennfahrer
- Robert Bossuat (1888–1968), Romanist und Mediävist
- Pierre Charpentier (1888–?), Eishockeyspieler
- Maurice Chevalier (1888–1972), Schauspieler und Chansonsänger
- Claude Delvincourt (1888–1954), Komponist
- Roger Ducret (1888–1962), Fechter
- Louis Durey (1888–1979), Komponist
- André Favory (1888–1937), Maler
- Raoul Heide (1888–1978), norwegischer Fechter
- Marcel L’Herbier (1888–1979), Filmregisseur, Autor, Drehbuchautor und Filmproduzent
- Eirik Labonne (1888–1971), Botschafter
- Gabrielle Lespinasse (1888–≈1970), Muse von Pablo Picasso
- Paul Morand (1888–1976), Erzähler und Diplomat
- Léon Noël (1888–1987), Politiker und Botschafter
- Louis Paris (1888–1958), Automobilrennfahrer
- Maurice Parturier (1888–1980), Arzt, Romanist und Literarhistoriker
- Carlos Mauricio Valenti Perrillat (1888–1912), Maler
- Alfred Plé (1888–1980), Ruderer

##### 1889
- Géo André (1889–1943), Leichtathlet und Rugby-Union-Spieler
- Carlos Victor Aramayo (1889–1982), Bergbauunternehmer
- Jean Babelon (1889–1978), Numismatiker
- Suzanne Bianchetti (1889–1936), Schauspielerin
- Jacques Chaudron (1889–1969), Eishockeyspieler
- Jean Cocteau (1889–1963), Schriftsteller, Regisseur und Maler
- Gérard de Courcelles (1889–1927), Automobilrennfahrer
- Damia (1889–1978), Sängerin und Schauspielerin
- Eugen Diesel (1889–1970), deutscher Schriftsteller
- Albert Dieudonné (1889–1976), Schauspieler, Autor und Regisseur
- Jean Devoissoux (1889–1945), Bahnradsportler
- Anne-Marie Durand-Wever (1889–1970), deutsche Gynäkologin und Mitbegründerin von Pro Familia
- Albert Eischen (1889–1941), luxemburgischer Radrennfahrer
- Pierre-Étienne Flandin (1889–1958), Jurist und Politiker
- Abel Gance (1889–1981), Filmpionier
- Marco de Gastyne (1889–1982), Cartoonist, Filmregisseur, Drehbuchautor und Filmarchitekt
- René Gaudin (1889–1958), Automobilrennfahrer
- Jim Gérald (1889–1958), Schauspieler
- Émile Henriot (1889–1961), Journalist, Schriftsteller und Literaturkritiker
- Marcel René von Herrfeldt (1889–1965), deutscher Aktmaler
- Achille Joinard (1889–1958), Sportfunktionär und Nationalist
- Lucien Lelong (1889–1958), Couturier
- Germaine Malaterre-Sellier (1889–1967), Krankenschwester und Feministin
- Gabriel Marcel (1889–1973), Philosoph
- Gérard Meister (1889–1967), Schwimmer
- Musidora (1889–1957), Schauspielerin, Drehbuchautorin, Filmregisseurin, Journalistin und Schriftstellerin
- Yvonne Netter (1889–1985), Rechtsanwältin und Widerstandskämpferin
- Henri Pélissier (1889–1935), Radrennfahrer
- Raymond Saladin (1889–1975), Automobilrennfahrer
- E. Robert Schmitz (1889–1949), Pianist und Musikpädagoge
- Pierre Vellones (1889–1939), Komponist

##### 1890
- Marguerite Alibert (1890–1971), Prostituierte und Gesellschaftsdame
- Georges Boréal (1890–1959), Automobilrennfahrer
- Pierre Canivet (1890–1982), Curler
- Georges Casse (1890–1948), Automobilrennfahrer
- Jean Théodore Delacour (1890–1985), US-amerikanischer Ornithologe
- Henri Decoin (1890–1969), Schwimmer, Wasserballspieler, Drehbuchautor und Filmregisseur
- André Gobert (1890–1951), Tennisspieler
- Vincent Willem van Gogh (1890–1978), Nacherbe des Nachlasses seines Onkels Vincent van Gogh
- Paul Gros (1890–1961), Automobilrennfahrer
- Jeanne Halbwachs (1890–1980), Feministin und Pazifistin
- Adrien Hébert (1890–1967), kanadischer Maler
- Fernand Holweck (1890–1941), Physiker und Widerstandskämpfer
- Jacques Ibert (1890–1962), Komponist
- René Labouchère (1890–1968), Flieger und Automobilrennfahrer
- Georges Marcel Lachmann (1890–1961), Geschäftsmann in Abidjan an der Elfenbeinküste
- Germaine Lubin (1890–1979), Opernsängerin
- Eugène Maës (1890–1945), Fußballspieler
- Simone Marye (1890–1961), Künstlerin
- Léon Parisot (1890–1971), Bahnradsportler
- Carlos R. Piñeyro (1890–?), argentinischer Botschafter
- Amedeo Polledri (1890–1918), italienischer Bahnradsportler
- Georges Rigal (1890–1974), Schwimmer und Wasserballspieler

#### 1891 bis 1895

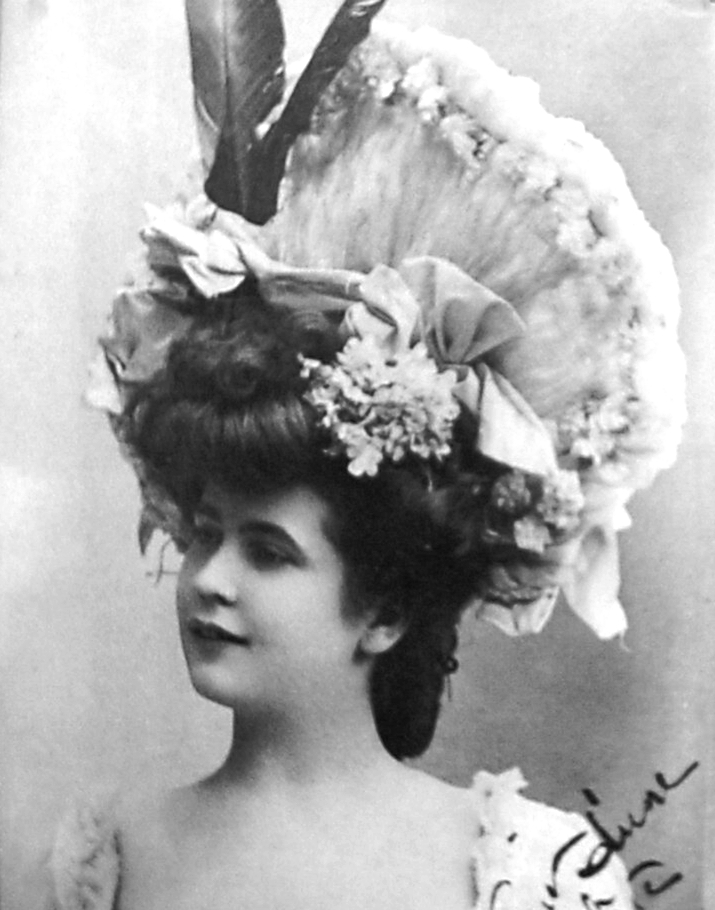
Marguerite Boulc’h

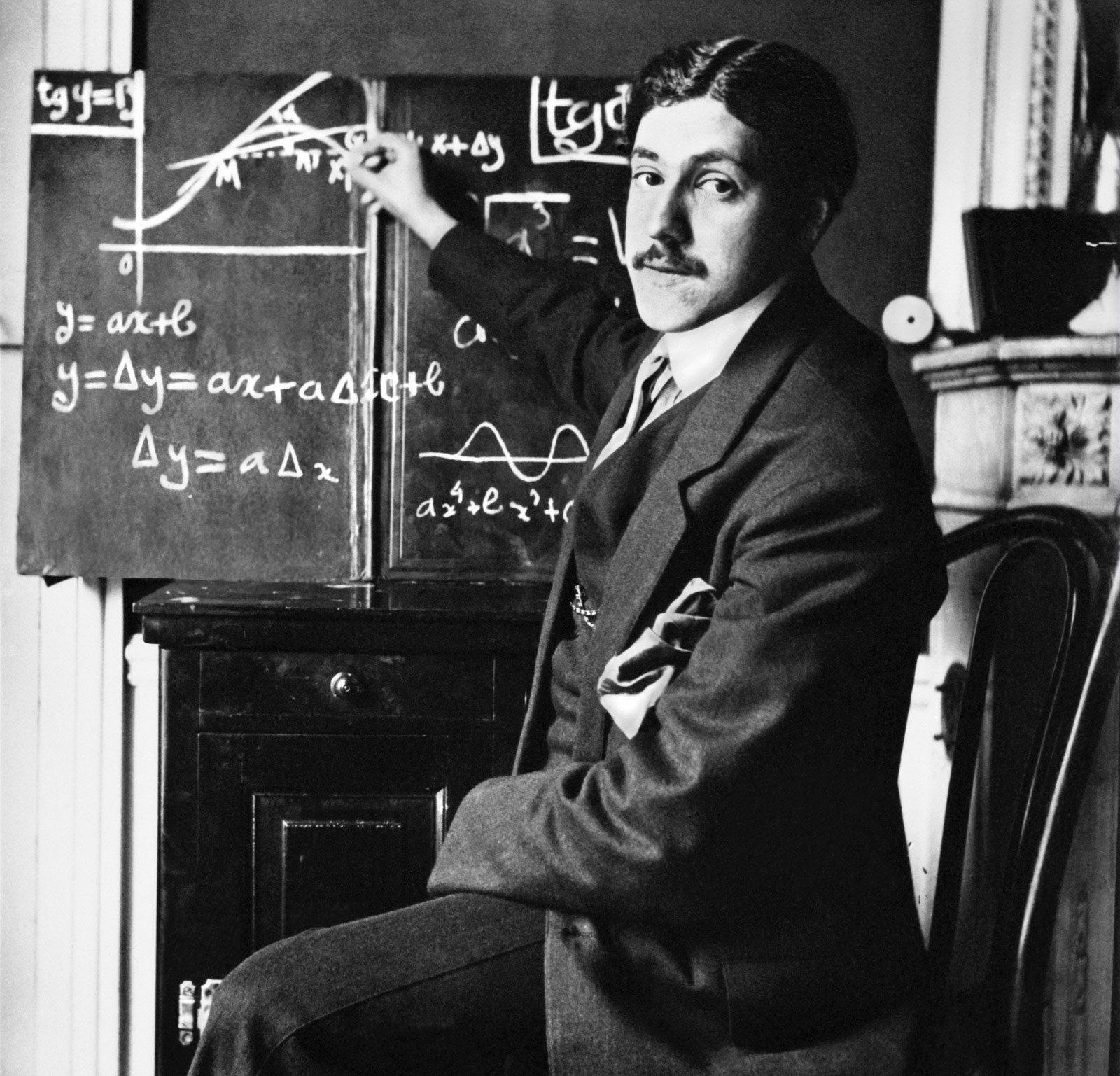
Marcel Dassault

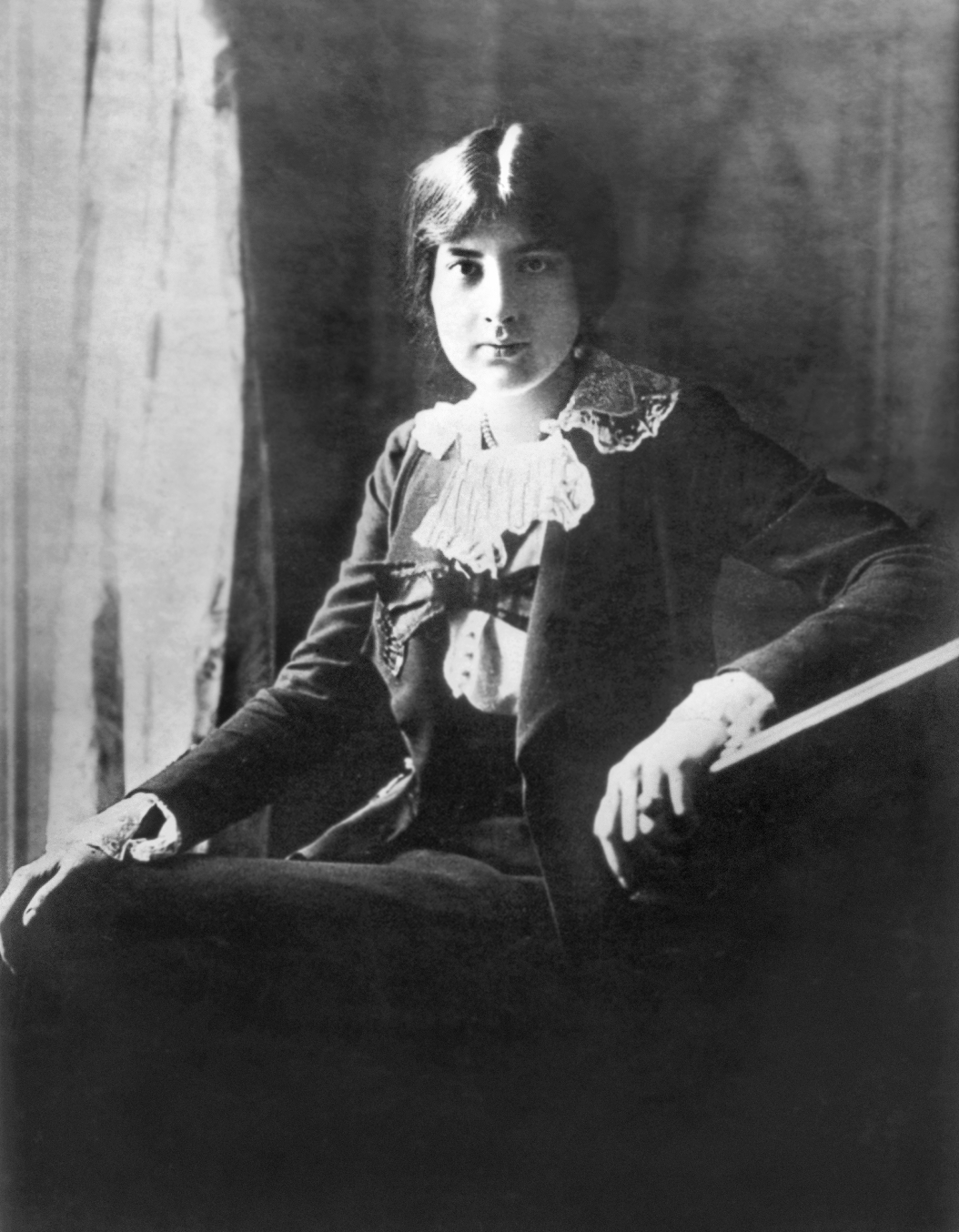
Lili Boulanger

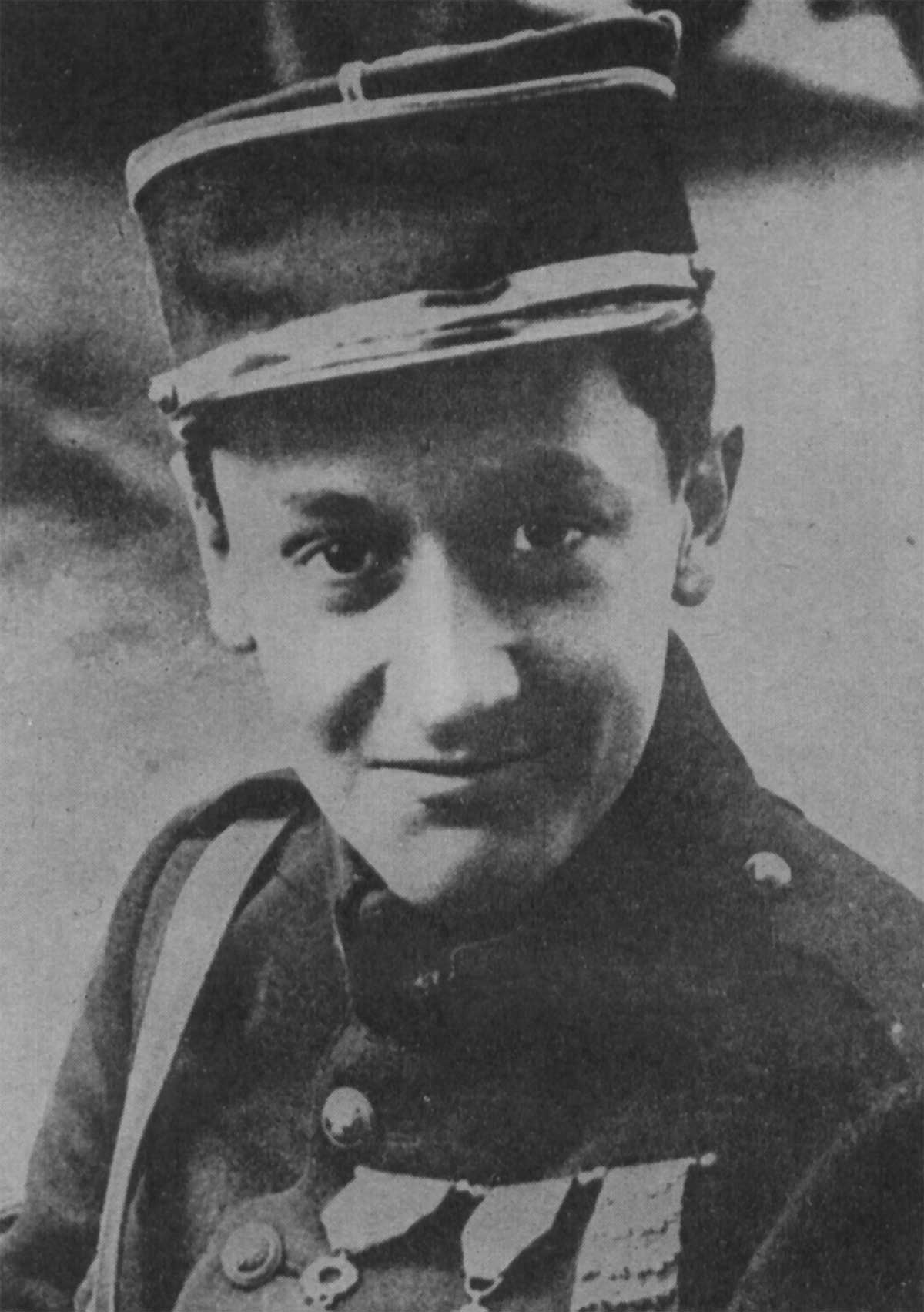
Georges Guynemer

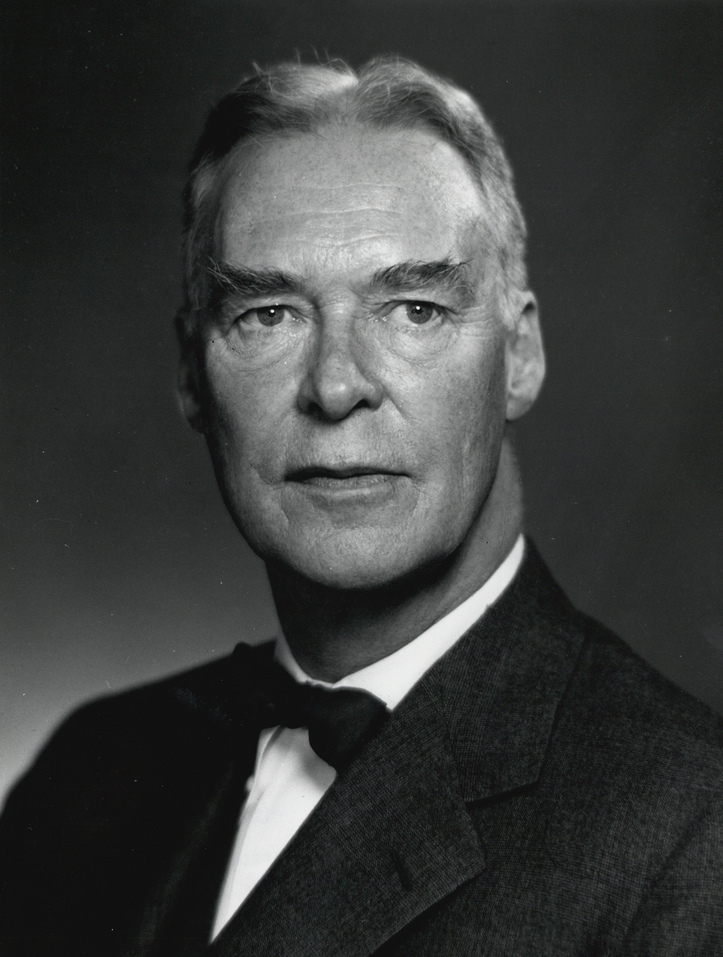
Christian Herter

##### 1891
- Lilly Ackermann (1891–1976), deutsche Schauspielerin und Schauspiellehrerin
- Henri Arnaud (1891–1956), Mittelstreckenläufer
- Roger Auboin (1891–1974), Ökonom und Bankfachmann
- Honoré Barthélémy (1891–1964), Radrennfahrer
- Jacques Berlioz (1891–1975), Zoologe
- Raymond Bernard (1891–1977), Filmregisseur, Drehbuchautor und Schauspieler
- Maurice Blitz (1891–1975), belgischer Wasserballspieler
- Marie-Louise Boëllmann-Gigout (1891–1977), Organistin und Musikpädagogin
- Marguerite Boulc’h (1891–1951), Chansonsängerin und Schauspielerin
- Thomy Bourdelle (1891–1972), Schauspieler und Produktionsleiter
- André Coyne (1891–1960), Ingenieur
- Noël Gallon (1891–1966), Komponist und Kompositionslehrer
- Marcel Georges Lucien Grandjany (1891–1975), Harfenist, Lehrer, Komponist und Dichter
- Paul Guillaume (1891–1934), Kunsthändler und -sammler
- René Herbst (1891–1982), Designer und Innenarchitekt
- Pierre Humbert (1891–1953), Mathematiker
- André Huret (1891–1964), Radrennfahrer und Unternehmer
- Lili Kroeber-Asche (1891–1972), Pianistin und Hochschullehrerin
- Roland-Manuel Lévy, genannt Roland-Manuel (1891–1966), Musikkritiker und Komponist
- Marcel Lods (1891–1978), Architekt und Stadtplaner
- Georges Migot (1891–1976), Komponist, Maler und Dichter
- Jean Rodier (1891–1965), Wasserballspieler und Schwimmer
- Françoise Rosay (1891–1974), Schauspielerin
- Maurice Rostand (1891–1968), Schriftsteller
- Jean Reutlinger (1891–1914), Fotograf
- Henry E. Sigerist (1891–1957), Schweizer Medizinhistoriker und -theoretiker
- Abel Smeets (1891–1969), Automobilrennfahrer
- Laurence Vail (1891–1968), Dichter, Bildhauer und Maler
- Maurice Yvain (1891–1965), Komponist

##### 1892
- Arsène Alancourt (1892–1965), Radrennfahrer
- Lucien N. Andriot (1892–1979), Kameramann
- Pierre Abraham (1892–1974), Schriftsteller, Journalist und Romanist
- Paul Bastid (1892–1974), Jurist und Politiker
- Nissim de Camondo (1892–1917), Offizier, Bankier und Luftwaffenpilot
- Marius Casadesus (1892–1981), Musiker und Komponist
- Pierre Chayriguès (1892–1965), Fußballtorhüter
- Marcel Dassault (1892–1986), Luftfahrtunternehmer
- Jesse DuMond (1892–1976), US-amerikanischer Experimentalphysiker
- Myran Eknayan (1892–1985), Diamantenhändler und Kunstsammler
- Adolf Galliker (1892–1959), Schweizer Kaufmann, Journalist und Schriftsteller
- Gaston Giran (1892–1944), Ruderer
- Eugene Houdry (1892–1962), Ingenieur
- Gaby Jouval (1892–1946), schweizerische Modedesignerin und Unternehmerin
- Suzanne Lalique-Haviland (1892–1989), Malerin, Designerin, Bühnenbildnerin und Kostümbildnerin
- Marcel Michelot (1892–1927), Automobilrennfahrer
- Adrienne Monnier (1892–1955), Buchhändlerin und Verlegerin
- Robert Puiseux (1892–1991), Manager
- Edmund Schlesinger (1892–1968), österreichischer Rechtsanwalt, Individualpsychologe, Literaturwissenschaftler, Filmfestivalgründer und Hochschullehrer in den USA
- Geneviève Tabouis (1892–1985), Journalistin
- Marcel Varnel (1892–1947), Regisseur und Produzent
- Georges Wildenstein (1892–1963), Kunsthändler, Kunsthistoriker, Kunstkritiker und Herausgeber

##### 1893
- Luc Benoist (1893–1979), Kunsthistoriker, Autor und Essayist
- Lili Boulanger (1893–1918), Komponistin
- Jacques Chastenet (1893–1978), Historiker, Diplomat und Journalist
- Charles Cooper (1893–1964), britischer Rennwagenkonstrukteur und Rennstallbesitzer
- Pierre Drieu la Rochelle (1893–1945), Schriftsteller
- Jacques-Napoléon Faure-Biguet (1893–1954), Journalist, Schriftsteller und Übersetzer
- Bernard Faÿ (1893–1978), Historiker
- Germaine Hommel (1893–1982), Schweizer Fluchthelferin und Kinderheimleiterin
- Joseph Kampé de Fériet (1893–1982), Angewandter Mathematiker und Hochschullehrer
- Lily Laskine (1893–1988), Harfenistin
- Andrée Lehmann (1893–1971), Rechtsanwältin und Feministin
- Raymond Loewy (1893–1986), französisch-amerikanischer Industriedesigner
- Gina Manès (1893–1989), Schauspielerin
- Jean de Marguenat (1893–1956), Regisseur, Drehbuchautor und Automobilrennfahrer
- Jules Moch (1893–1985), Politiker
- Violette Morris (1893–1944), Profisportlerin und Kollaborateurin
- René Mourlon (1893–1977), Sprinter
- Max de Pourtalès (1893–1935), Automobilrennfahrer
- Léon Reinach (1893–1944), Komponist und Kunstsammler
- Pierre Renouvin (1893–1974), Historiker
- Peter Revertera-Salandra (1893–1966), Landesführer-Stellvertreter der oberösterreichischen Heimwehr
- Freya Madeline Stark (1893–1993), englische Forschungsreisende und Reiseschriftstellerin
- Paul-Louis Weiller (1893–1993), Unternehmer und Kunstmäzen

##### 1894
- Paul Baudouin (1894–1964), Politiker
- Henri Brault (1894–1964), römisch-katholischer Geistlicher und Bischof von Saint-Dié
- Béatrice de Camondo (1894–1945), Gesellschaftsdame
- Léon Deloy (1894–1969), Sportschütze und Funkamateur
- Marie Dubas (1894–1972), Chansonnette
- Georges Guynemer (1894–1917), Jagdflieger
- Marcel Hussaud (1894–1960), Wasserballspieler
- Armand Mayer (1894–1986), Bauingenieur
- André Marchal (1894–1980), Organist und Musikpädagoge
- Georges de Morsier (1894–1982), Schweizer Neurologe und Psychiater
- Francis Pélissier (1894–1959), Radrennfahrer
- Jean Renoir (1894–1979), Filmregisseur, Drehbuchautor und Schauspieler
- Jean Rostand (1894–1977), Biologe, Philosoph und Schriftsteller
- René Schiltz (1894–1960), Automobilrennfahrer
- Henri Stempffer (1894–1978), Entomologe

##### 1895
- Édouard Baumann (1895–1985), Fußballspieler
- Jacques Brugnon (1895–1978), Tennisspieler
- André Frédéric Cournand (1895–1988), französisch-amerikanischer Mediziner
- Robert Courrier (1895–1986), Biologe und Mediziner
- Georges Dandelot (1895–1975), Komponist und Musikpädagoge
- Henri Diamant-Berger (1895–1972), Filmregisseur und -produzent
- Albert Divo (1895–1966), Automobilrennfahrer
- Jean-Michel Frank (1895–1941), Möbeldesigner
- Irma Goecke (1895–1976), deutsche Tapisseriekünstlerin
- Georges Halbout du Tanney (1895–1986), Bildhauer
- Christian Herter (1895–1966), US-amerikanischer Politiker
- Marguerite Huré (1895–1967), Malerin und Glasmalerin
- William Laurentz (1895–1922), Tennisspieler
- Raymond Lebègue (1895–1984), Romanist und Literaturwissenschaftler
- Maurice Lehmann (1895–1974), Theater- und Filmregisseur, Theaterleiter, Produzent und Schauspieler
- Basil Liddell Hart (1895–1970), britischer Militärhistoriker, Korrespondent und Stratege
- Jane Marken (1895–1976), Schauspielerin
- René Mayer (1895–1972), Politiker
- Henry de Montherlant (1895–1972), Schriftsteller, Dramatiker und Essayist
- Fernand Mourlot (1895–1988), Verleger
- Suzy Prim (1895–1991), Schauspielerin
- Dane Rudhyar (1895–1985), Komponist und Maler
- André Schaeffner (1895–1980), Musikethnologe
- Victor Schiff (1895–1953), deutscher Journalist und Autor
- Suzanne Schreiber (1895–1976), Politikerin
- Pierre Sergent (1895–?), Bahnradsportler
- Philippe Stern (1895–1979), Kunsthistoriker

#### 1896 bis 1900

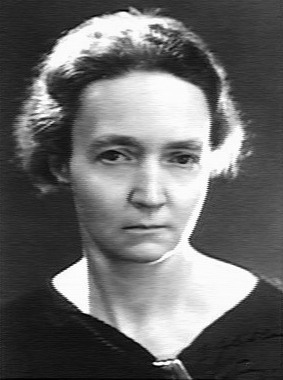
Irène Joliot-Curie

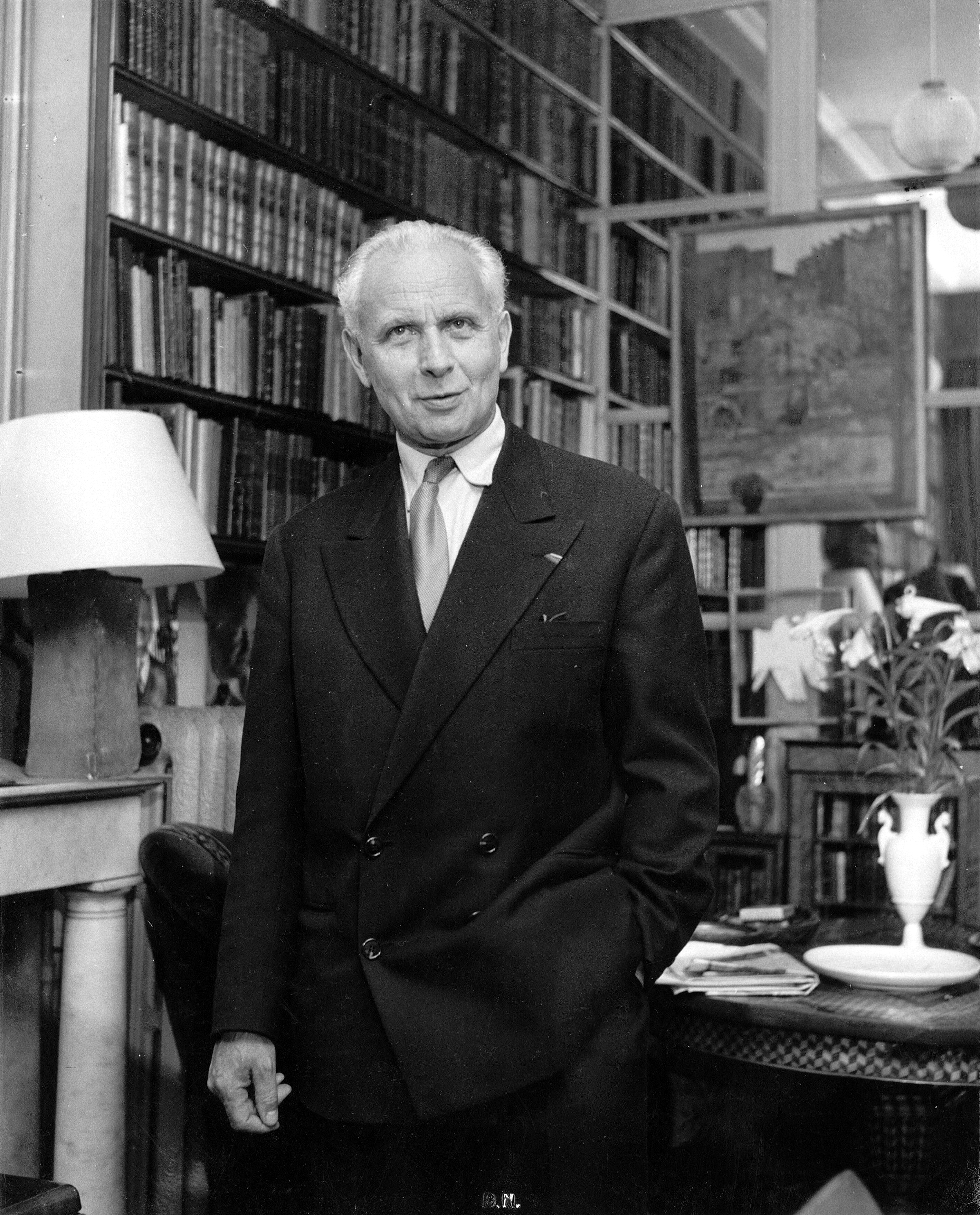
Louis Aragon

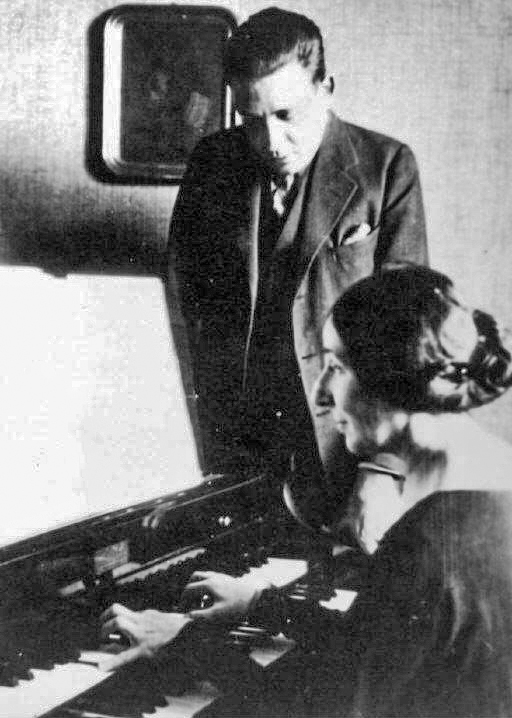
Francis Poulenc

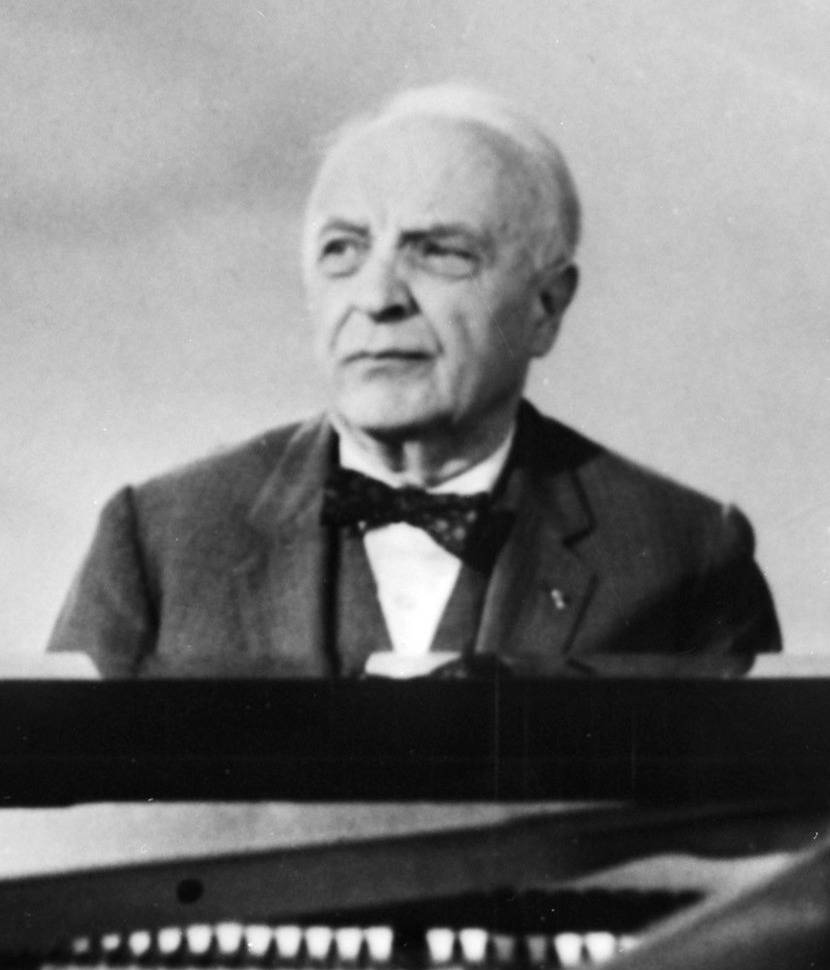
Robert Casadesus

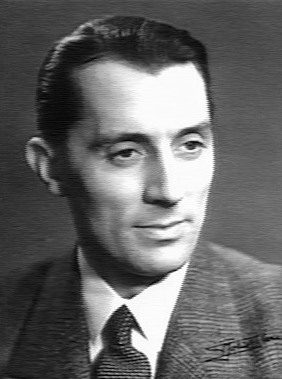
Frédéric Joliot-Curie

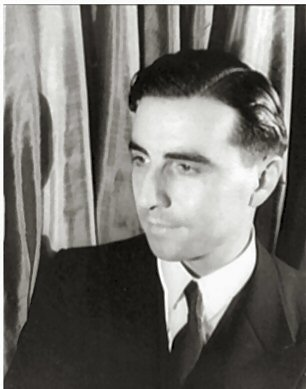
Julien Green

##### 1896
- Jean Brunier (1896–1981), Radrennfahrer
- Dolly Davis (1896–1962), Schauspielerin
- Robert Dussaut (1896–1969), Komponist und Musiktheoretiker
- Sarah Fischer (1896–1975), kanadische Sängerin und Musikpädagogin
- Théodore Fraenkel (1896–1964), Arzt und Schriftsteller
- André Gabriello (1896–1975), Schauspieler, Soldat und Chansonnier
- Jenny-Laure Garcin (1896–1978), Malerin, Filmemacherin und Kunstkritikerin
- Etienne Guilhou (1896–1966), Romanist
- François Hugues (1896–1965), Fußballspieler und -trainer
- Frédéric de Janzé (1896–1933), Adliger, Großwildjäger, Automobilrennfahrer und Autor
- Paul Jovet (1896–1991), Ökologe und Botaniker
- Jacques Le Chevallier (1896–1987), Maler und Glasmaler
- Jean Orcel (1896–1978), Physiker, Mineraloge und Chemiker
- Georges Paulus (1896–1937), Schwimmer
- Maurice Paz (1896–1985), Rechtsanwalt und Politiker
- Henry Poulaille (1896–1980), Schriftsteller
- Jacques Rueff (1896–1978), Politiker sowie Wirtschafts- und Finanzexperte
- Jean Tissier (1896–1973), Schauspieler
- Jean Vergnet-Ruiz (1896–1972), Kunsthistoriker
- Jean Wiener (1896–1982), Filmkomponist und Pianist

##### 1897
- Louis Aragon (1897–1982), Dichter und Schriftsteller
- Jean Bernard-Lévy (1897–1940), Fußballfunktionär
- René Blancard (1897–1965), Schauspieler und Drehbuchautor
- Julien Carette (1897–1966), Schauspieler
- Stuart Cloete (1897–1976), südafrikanischer Schriftsteller
- André Dubonnet (1897–1980), Militärpilot, Sportler, Automobilrennfahrer, Unternehmer und Erfinder
- Henri Frager (1897–1944), Architekt
- Maurice Franck (1897–1983), Komponist und Musikpädagoge
- Germain Guibert (1897–1968), Politiker
- Jacques Guilhem (1897–1975), Bischof
- Marcel Herrand (1897–1953), Schauspieler
- Louis Jeantet (1897–1981), Geschäftsmann
- Irène Joliot-Curie (1897–1956), Physikerin und Chemikerin sowie Nobelpreisträgerin
- Charles Lacquehay (1897–1975), Radrennfahrer
- Lucien Lemesle (1897–1970), Automobilrennfahrer
- Robert Lévy (1897–1964), Automobilrennfahrer
- Pierre Loeb (1897–1964), Kunsthändler und Galerist
- Bernard Ferdinand Lyot (1897–1952), Astronom
- Annie de Montfort (1897–1944), Ärztin und Schriftstellerin
- Charles Peignot (1897–1983), Schriftgestalter
- Georges Périnal (1897–1965), Kameramann
- Simone Plé-Caussade (1897–1986), Komponistin, Pianistin und Musikpädagogin
- Jean Puiforcat (1897–1945), Gold- und Silberschmied
- Georges-Henri Rivière (1897–1985), Ethnologe und Museologe
- Sosthènes de la Rochefoucauld (1897–1970), Automobilrennfahrer
- Georges Thill (1897–1984), Opernsänger
- Jacqueline Marguerite van Nie (1897–1983), Malerin
- Jean Vaurez (1897–1981), Automobilrennfahrer
- Pierre Wagner (1897–1943), Maler
- André Zucca (1897–1973), Fotograf

##### 1898
- Georges Abrial (1898–1970), Aerodynamiker und Förderer des Segelflugs
- Eugène Beaudouin (1898–1983), Architekt und Stadtplaner
- René Bonneau (1898–1951), Automobilrennfahrer
- Léonard Bordes (1898–1969), Maler und Lithograf
- Robert Bouchet (1898–1986), Maler und Gitarrenbauer
- Roger Bourcier (1898–1959), Automobilrennfahrer
- Emmanuel Bove (1898–1945), Schriftsteller
- Hélène Campinchi (1898–1962), Juristin und Résistante
- Jean Charlot (1898–1979), Maler und Grafiker
- René Clair (1898–1981), Regisseur und Schriftsteller
- Jacques Coutrot (1898–1965), Fechter
- Étienne Decroux (1898–1991), Schauspieler und Pantomime
- Georges Dumézil (1898–1986), Religionswissenschaftler und Soziologe
- Bertrand de Faucigny-Lucinge (1898–1943), Adeliger und Automobilrennfahrer
- Jean Fautrier (1898–1964), Künstler
- André-Jean Festugière (1898–1982), Religionshistoriker und Klassischer Philologe
- Paul Fischer (1898–2003), Zoologe
- Jean Grelaud (1898–2007), Veteran
- Jean Grenier (1898–1971), Schriftsteller, Philosoph und Kunstkritiker
- René Guillemin (1898–1970), Radrennfahrer
- Yvonne Hagnauer (1898–1985), Lehrerin, Widerstandskämpferin und Gerechte unter den Völkern
- Nicolas Hayer (1898–1978), Kameramann
- Roger Hellot (1899–1968), Automobilrennfahrer
- Georges Malkine (1898–1970), Künstler und Schauspieler
- Reginald Marsh (1898–1954), Maler
- Emile Mary (1898–1959), Automobilrennfahrer
- Maurice Martenot (1898–1980), Musiker und Erfinder
- Lucio Moreno Quintana (1898–1979), argentinischer Jurist und Diplomat
- Jacques Rigaut (1898–1929), Dichter und Autor
- Michel Riquet (1898–1993), römisch-katholischer Geistlicher, Theologe, Jesuit und Autor
- André Rousseau (1898–1964), Automobilrennfahrer
- Marguerite Rutten (1898–1984), Vorderasiatische Archäologin und Altorientalistin
- Jacques Stosskopf (1898–1944), Marineoffizier
- Georg Wagener (1898–1985), deutscher Politiker

##### 1899
- Pierre Auger (1899–1993), Physiker
- Pierre Bernac (1899–1979), Sänger und Gesangslehrer
- Jeanne Blum (1899–1982), Erzieherin
- Philippe Bonnardel (1899–1953), Fußballspieler
- Jean de Brunhoff (1899–1937), Kinderbuchautor
- Pierre Bussienne (1899–1973), Automobilrennfahrer
- Robert Casadesus (1899–1972), Pianist, Klavierlehrer und Komponist
- Christian Charier (1899–1985), Automobilrennfahrer
- Jean Cugnot (1899–1933), Bahnradsportler
- Yvonne Degraine (1899–1985), Schwimmerin
- Suzanne Demarquez (1899–1965), Komponistin und Musikschriftstellerin
- Marie Depret (1899–?), Automobilrennfahrerin
- Jules Dewaquez (1899–1971), Fußballspieler und -trainer
- Sixto E. Durán-Ballén (1899–1986), ecuadorianischer Diplomat
- André Durieux (1899–1951), kanadischer Geiger, Dirigent und Musikpädagoge
- Jean-Albert Grégoire (1899–1992), Ingenieur, Erfinder und Automobilpionier
- Jean Hytier (1899–1983), Autor, Romanist und Literaturwissenschaftler
- Eugène-Nestor de Kermadec (1899–1976), Maler und Grafiker
- Edmond Michelet (1899–1970), Politiker
- Gaston Mottet (1899–1973), Automobilrennfahrer
- Paul Nicolas (1899–1959), Fußballspieler
- André Obrecht (1899–1985), Scharfrichter
- Francis Poulenc (1899–1963), Pianist und Komponist
- Pierre Rey (1899–1966), Automobilrennfahrer
- Emile Rohrbach (1899–1969), Radrennfahrer
- Odette Siko (1899–1984), Automobilrennfahrerin
- Anne-Marie Villefranche (1899–1980), Schriftstellerin

##### 1900
- Jacques Allier (1900–1979), Banquier
- Emmanuel d’Astier de la Vigerie (1900–1969), Offizier und Journalist
- Jeanne Aubert (1900–1988), Sängerin und Schauspielerin
- Robert Beltz (1900–1981), Buchillustrator
- Paul Brosselin (1900–1978), Automobilrennfahrer
- Gina Cigna (1900–2001), italienisch-französische Sopranistin und Gesangslehrerin
- Émile Compard (1900–1977), Maler
- René Courtin (1900–1964), Politiker
- René Crevel (1900–1935), Schriftsteller
- Marcel Dalio (1900–1983), Schauspieler
- René Delacroix (1900–1976), Filmregisseur
- Robert Desnos (1900–1945), Schriftsteller und Journalist
- Marcel Duhamel (1900–1977), Schauspieler und Autor
- Robert Florey (1900–1979), französisch-US-amerikanischer Regisseur, Drehbuchautor und Schauspieler
- Georges Gougenheim (1900–1972), Romanist und Sprachwissenschaftler
- Julien Green (1900–1998), französisch-US-amerikanischer Schriftsteller
- Roger Jean Heim (1900–1979), Mykologe, Direktor des Muséum national d’histoire naturelle
- Henri Jeanson (1900–1970), Drehbuchautor
- Frédéric Joliot-Curie (1900–1958), Physiker und Nobelpreisträger
- Bernard Koopman (1900–1981), US-amerikanischer Mathematiker
- Jacques Krauss (1900–1957), Filmarchitekt
- Robert Le Vigan (1900–1972), Schauspieler
- Jean Mantelet (1900–1991), Unternehmer
- Daniel Marchand (1900–1989), Automobilrennfahrer
- Guy Middleton (1900–1994), Schwimmer
- Max Morise (1900–1973), Schriftsteller, Künstler und Schauspieler
- Isabelle Françoise Helene Marie d’Orléans (1900–1983), Adelige
- Marcel Paul (1900–1982), Politiker
- Raoul Ploquin (1900–1992), Filmproduzent, Journalist, Dialogautor, Gelegenheitsregisseur und Verbandsfunktionär
- Luis Quintanilla del Valle (1900–1980), mexikanischer Botschafter
- Madeleine Renaud (1900–1994), Bühnen- und Filmschauspielerin
- Robert Ricard (1900–1984), Historiker, Romanist und Hispanist
- Amadeo Roldán (1900–1939), kubanischer Komponist und Violinist
- Andrés Sás Orchassal (1900–1967), Violinist und Komponist
- Yves Tanguy (1900–1955), Maler
- Georges de Wilde (1900–1996), Eisschnellläufer und Eishockeyspieler
- Suzanne Wurtz (1900–1982), Schwimmerin

### 20. Jahrhundert

#### 1901 bis 1905

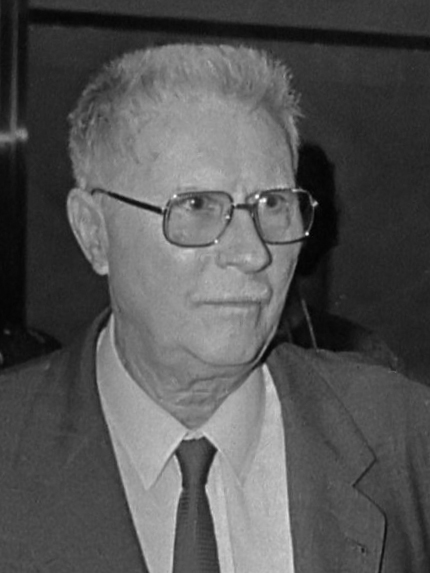
Jean Prouvé

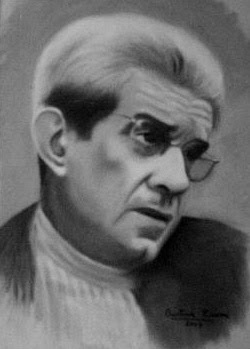
Jacques Lacan

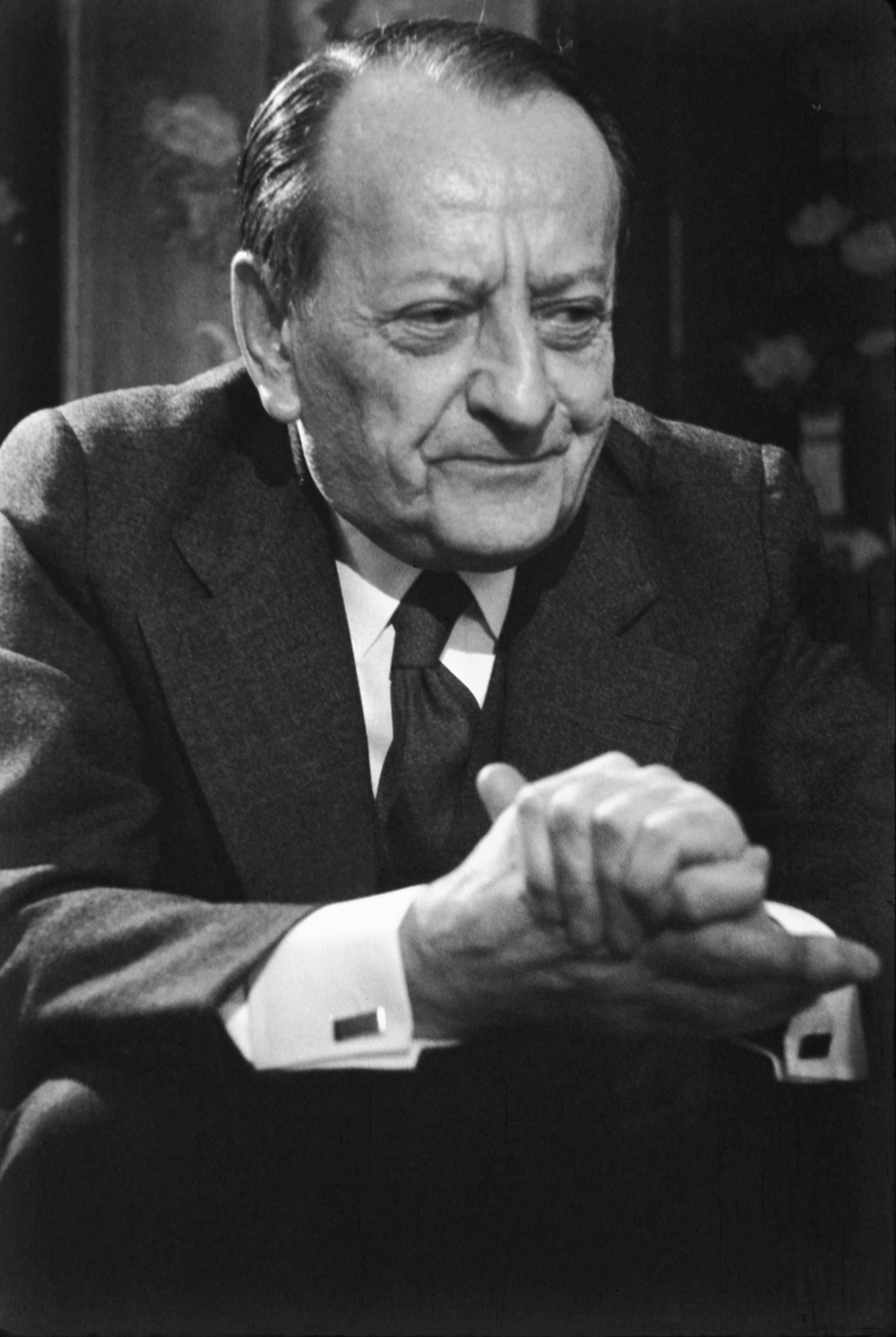
André Malraux

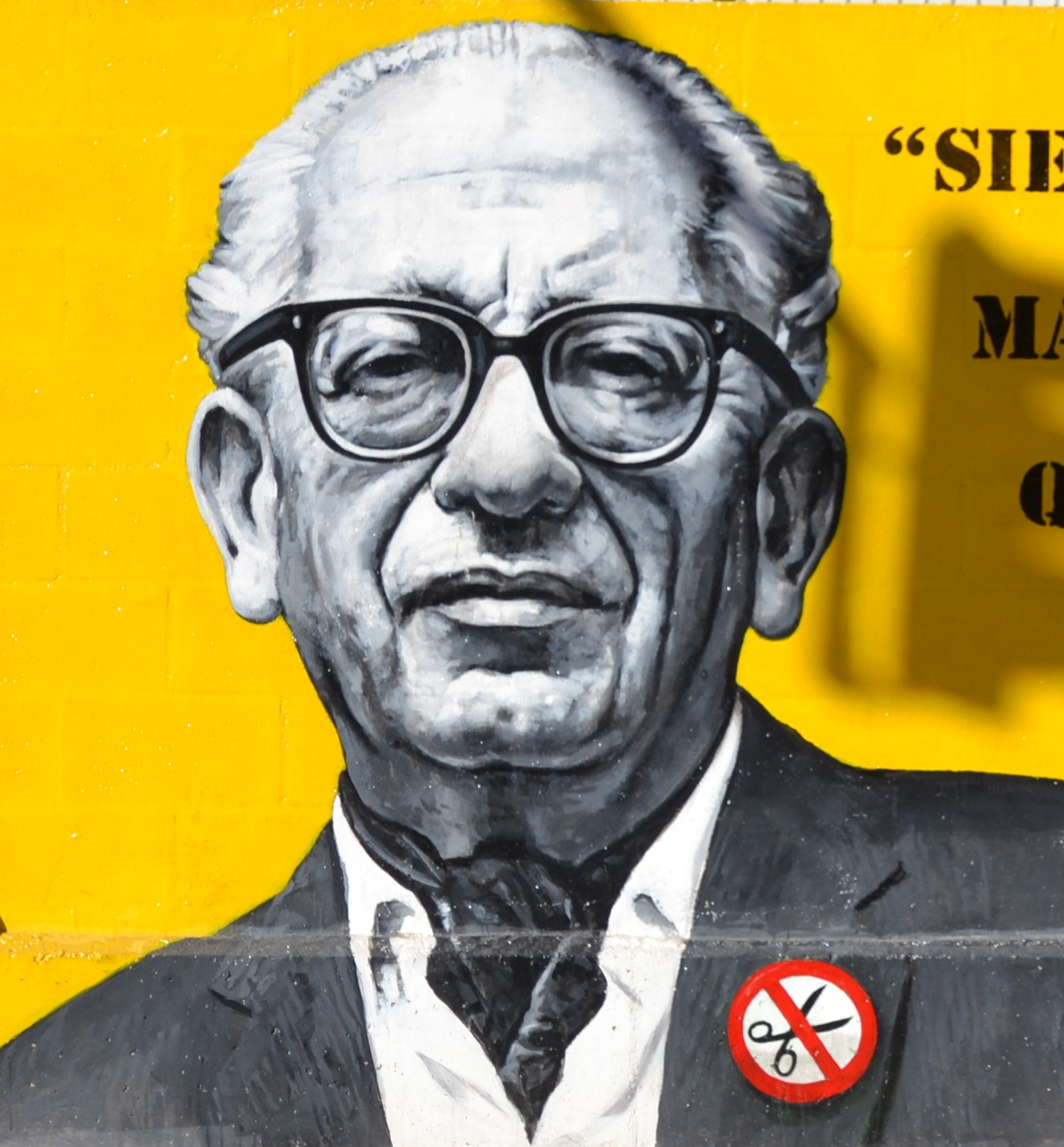
Max Aub

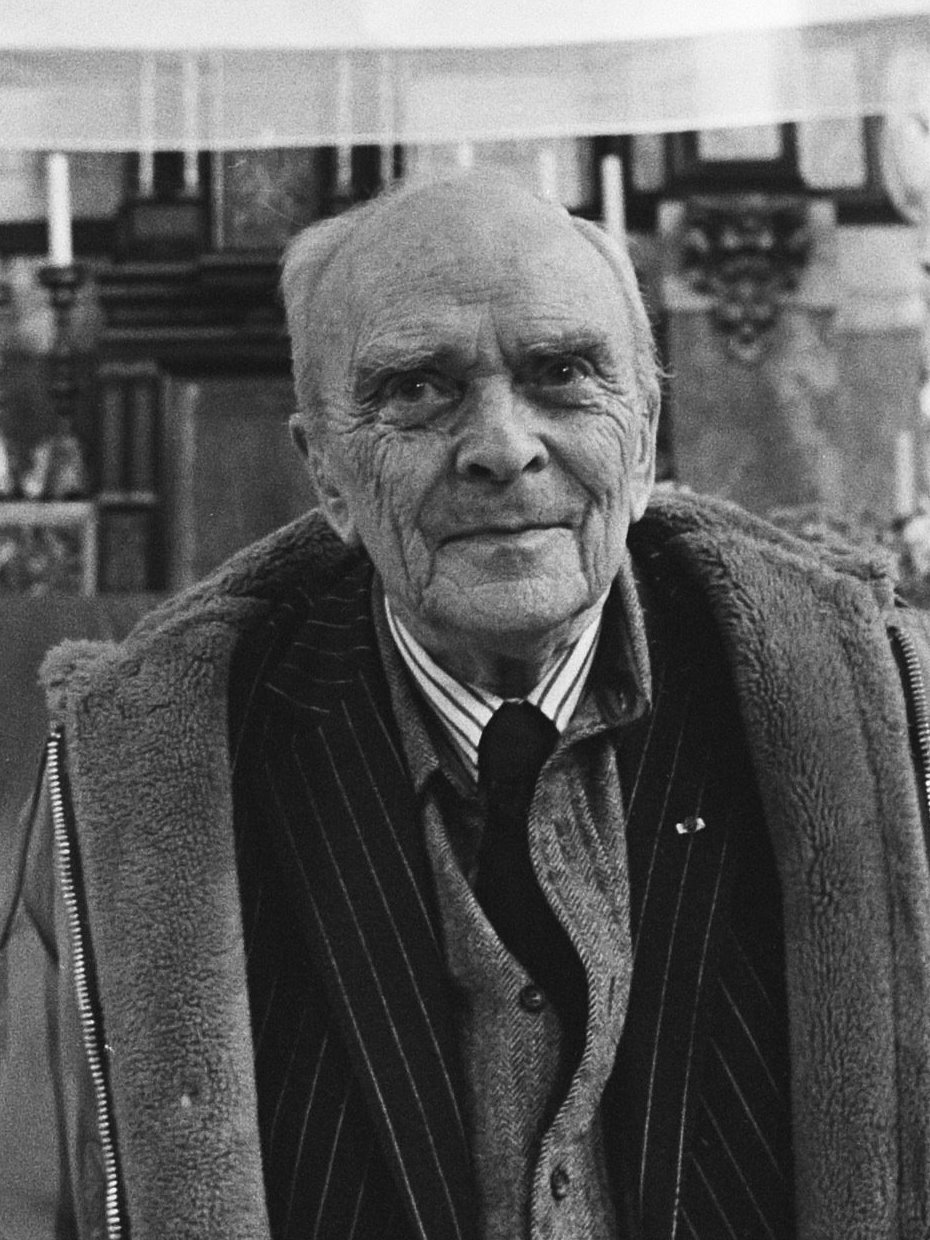
Seán MacBride

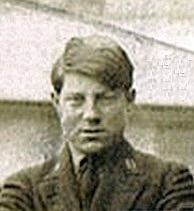
Jean Gabin

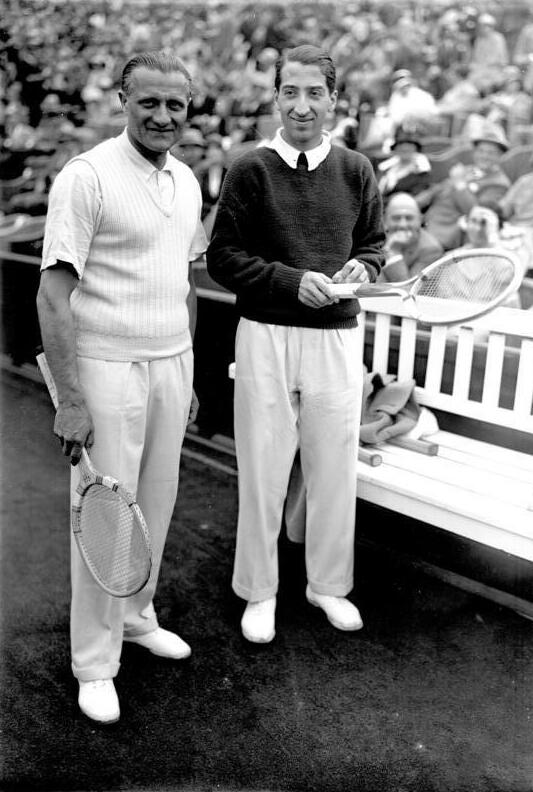
René Lacoste (re.)

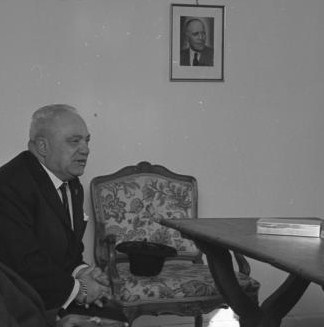
Roger Guérillot

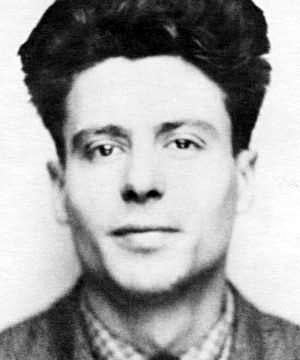
Jean Vigo

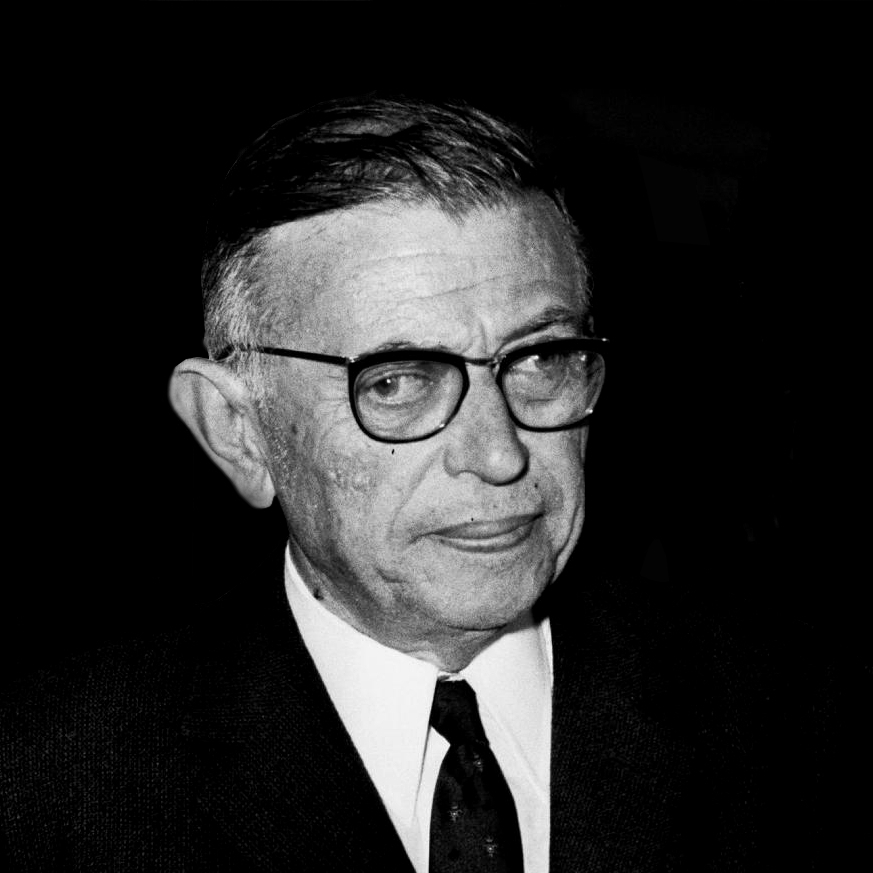
Jean-Paul Sartre

##### 1901
- Lucien Aguettand (1901–1989), Filmarchitekt
- Claude Aveline (1901–1992), Schriftsteller
- Jacques Benoist-Méchin (1901–1983), Intellektueller, Journalist, Historiker, Musikwissenschaftler und Politiker
- Jean Boyer (1901–1965), Regisseur und Drehbuchautor
- Andrée Brunet (1901–1993), Eiskunstläuferin
- Pierre Caron (1901–1971), Drehbuchautor, Filmregisseur und -produzent
- Marcelle Chantal (1901–1960), Schauspielerin und Sängerin
- Georges Chamarat (1901–1982), Schauspieler
- René Colas (1901–1984), Kameramann
- Roland Coty (1901–1963), Unternehmer und Automobilrennfahrer
- Guy Dollfuss (1901–1977), Automobilrennfahrer
- Georgette Dupouy (1901–1992), Malerin
- Georges Faudet (1901–1970), Radrennfahrer
- Paul Fritsch (1901–1970), Boxer
- Louis-Bertrand Gillon (1901–1987), Ordensgeistlicher
- Roger Hagnauer (1901–1986), Lehrer und Pazifist
- Étienne Hirsch (1901–1994), Bergbauingenieur und Politiker
- Jean Humbert (1901–1980), Philologe
- Suzanne Kiffer-Porte (1901–1985), Schwimmerin
- Jacques Lacan (1901–1981), Psychiater und Psychoanalytiker
- Maurice Lambert (1901–1964), britischer Bildhauer
- François Le Lionnais (1901–1984), Schriftsteller, Wissenschaftsjournalist und Verleger
- Robert Lebel (1901–1986), Kunst- und Literaturkritiker sowie Autor
- Michel Leiris (1901–1990), Schriftsteller und Ethnologe
- Robert-Jean Longuet (1901–1987), Rechtsanwalt und Journalist
- André Malraux (1901–1976), Schriftsteller, Drehbuchautor, Filmregisseur, Abenteurer und Politiker
- André Mercier (1901–1970), kommunistischer Politiker
- Jo Mielziner (1901–1976), US-amerikanischer Artdirector und Szenenbildner
- Olier Mordrel (1901–1985), Architekt, Schriftsteller und Nationalist
- Gaston Palewski (1901–1984), Politiker
- Alexandre Parodi (1901–1979), Verwaltungsbeamter, parteiloser Politiker und Diplomat
- Francis Perrin (1901–1992), Physiker
- Henri Peyre (1901–1988), US-amerikanischer Romanist und Literaturwissenschaftler
- Daniel Porthault (1901–1976), Autorennfahrer
- Jean Prouvé (1901–1984), Architekt und Designer
- Alexandre Rignault (1901–1985), Schauspieler
- Lucienne Rouet (1901–1943), Schwimmerin
- Philippe Serre (1901–1991), Politiker
- Henri Trébor (1901–1969), Automobilrennfahrer
- Albert-Marie Schmidt (1901–1966), Romanist und Literaturwissenschaftler

##### 1902
- Wilfrid Baumgartner (1902–1978), Bankier und Politiker
- Denise Bellon (1902–1999), Fotografin
- Christian Bérard (1902–1949), Künstler, Illustrator und Designer
- Hubert Beuve-Méry (1902–1989), Journalist und Gründungsherausgeber der Zeitung Le Monde
- Paul Bontemps (1902–1981), Leichtathlet
- Guy Bouriat (1902–1933), Automobilrennfahrer
- Christian Marie de Castries (1902–1991), Militarist, Kommandeur im Indochinakrieg
- Jacques Chantrel (1902–1971), Automobilrennfahrer
- Denise Colomb (1902–2004), Fotografin
- René Cottet (1902–1992), Maler und Graveur
- Pierre Devambez (1902–1980), Klassischer Archäologe
- Georges Friedmann (1902–1977), Soziologe
- Henri Garat (1902–1959), Sänger, Tänzer und Schauspieler
- Édouard-Félix Guyon (1902–1993), Diplomat
- René Floriot (1902–1975), Rechtsanwalt
- René Hamel (1902–1992), Radrennfahrer
- Françoise Henry (1902–1982), Archäologin und Kunsthistorikerin
- André Labarthe (1902–1967), Journalist
- Georges Lacombe (1902–1990), Filmregisseur
- Jean-Philippe Lauer (1902–2001), Architekt und Ägyptologe
- Alf Lombard (1902–1996), schwedischer Romanist und Rumänist
- Arlette Marchal (1902–1984), Schauspielerin
- Ginette Martenot (1902–1996), Pianistin, Ondes-Martenot-Spielerin und Musikpädagogin
- Clément-Auguste Martin (1902–1991), Automobilrennfahrer
- Madeleine Milhaud (1902–2008), Librettistin, Schauspielerin und Autorin
- Raymond Naves (1902–1944), Romanist, Literaturwissenschaftler und Résistant
- Marie-Laure de Noailles (1902–1970), Schriftstellerin, Dichterin und Malerin
- René-Georges Pailloux (1902–1988), römisch-katholischer Ordensgeistlicher, Bischof von Mansa
- Jean Painlevé (1902–1989), Dokumentarfilmer, Szenenbildner und Schauspieler
- Georges van Parys (1902–1971), Filmkomponist
- Gaston Robail, Automobilrennfahrer
- Marcel Rochas (1902–1955), Modedesigner
- Philippe de Rothschild (1902–1988), Unternehmer und Automobilrennfahrer
- Jean Royère (1902–1981), Designer für Möbel und Innendekorateur
- Pierre Tabourin (1902–1986), Automobilrennfahrer
- Vercors (1902–1991), Schriftsteller
- Pierre Verger (1902–1996), Fotograf

##### 1903
- Claude Arrieu (1903–1990), Komponistin
- Max Aub (1903–1972), spanischer Schriftsteller
- Lucienne Boyer (1903–1983), Sängerin
- Pierre Brossolette (1903–1944), Politiker und Journalist
- Ian Campbell, 11. Duke of Argyll (1903–1973), schottischer Peer
- Pierre Chouard (1903–1983), Botaniker
- Claudette Colbert (1903–1996), französisch-US-amerikanische Schauspielerin
- Henry Corbin (1903–1978), Philosoph, Theologe und Professor
- Jean Despres (1903–1988), Unternehmensführer in der Kosmetik- und Parfümbranche
- Henry Deyglun (1903–1971), kanadischer Schauspieler, Regisseur und Autor
- Philippe Erlanger (1903–1987), Journalist, Kunstkritiker, Historiker und Staatsbeamter
- Fred Hamel (1903–1957), Musikwissenschaftler
- Jacques Heurgon (1903–1995), Klassischer Philologe und Althistoriker
- Bertrand de Jouvenel (1903–1987), Hochschullehrer und Publizist
- Robert Kühner (1903–1996), Mykologe
- Paul Lemerle (1903–1989), Byzantinist
- Fernand Oubradous (1903–1986), Komponist, Fagottist und Musikpädagoge
- Irina Pawlowna Paley (1903–1990), Enkelin von Kaiser Alexander II. von Russland
- Odette Pauvert (1903–1966), Malerin und Illustratorin
- Charles Pélissier (1903–1959), Radrennfahrer
- Pascal Pia (1903–1979), Schriftsteller, Journalist, Illustrator und Gelehrter
- Colette Peignot (1903–1938), Schriftstellerin
- Charlotte Perriand (1903–1999), Architektin und Designerin
- Raymond Suvigny (1903–1945), Gewichtheber
- Roland de Vaux (1903–1971), Dominikaner, Bibelwissenschaftler und Archäologe
- Georg Vorhauer (1903–1987), deutscher Maler, Zeichner und Bildhauer
- Diana Vreeland (1903–1989), US-amerikanische Modedesignerin, Kolumnistin, Kritikerin und Redakteurin
- Louis Zwahlen (1903–1987), Radrennfahrer

##### 1904
- Henri-Georges Adam (1904–1967), Hochschullehrer, Maler, Grafiker, Bildhauer und Gestalter
- Robert Amy (1904–1986), Architekt, Bauforscher und Klassischer Archäologe
- Jean René Bazaine (1904–2001), Maler
- Aimé Bazin (1904–1984), Filmarchitekt
- Rodolphe Caillaux (1904–1989), Maler
- Henri Calet (1904–1956), Schriftsteller
- Marcel Capelle (1904–1996), Fußballspieler
- Jacques Le Cordier (1904–2003), Geistlicher und römisch-katholischer Bischof
- Ève Curie (1904–2007), Schriftstellerin, Journalistin und politische Beraterin
- Jean Darbelnet (1904–1990), Linguist, Anglist und Romanist
- Jean Dasté (1904–1994), Schauspieler und Theaterregisseur
- Maurice Ducos (1904–1983), Schwimmer
- Marcel Foucret (1904–1975), Automobilrennfahrer
- Jean Gabin (1904–1976), Schauspieler und Chansonnier
- Gilbert Grandval (1904–1981), Widerstandskämpfer und Politiker
- Roger Guérillot (1904–1971), französisch-zentralafrikanischer Politiker und Diplomat
- Daniel Guérin (1904–1988), Anarchist und Autor
- Nicolas de Gunzburg (1904–1981), Bankier
- Philippe de Gunzburg (1904–1986), Widerstandskämpfer und Automobilrennfahrer
- Georges Hugon (1904–1980), Komponist
- René Lacoste (1904–1996), Tennisspieler und Modeschöpfer
- Frédéric Longuet (1904–1987), Maler
- Karl-Jean Longuet (1904–1981), Bildhauer
- Jean Macaigne (1904–1995), Pionier der Luftfahrtindustrie
- Seán MacBride (1904–1988), Politiker und Nobelpreisträger
- Jacques Mairesse (1904–1940), Fußballspieler, Gewerkschafter und Sachbuchautor
- Christian-Jaque Maudet, genannt Christian-Jaque (1904–1994), Regisseur
- Manuel Rosenthal (1904–2003), Komponist und Dirigent
- Robert Scherer (1904–1997), deutscher Theologe, Philosoph und Lektor
- René Sergent (1904–1984), Politiker
- René Stourm (1904–1990), Bischof
- Elida Maria Szarota (1904–1994), polnische Germanistin
- Jehangir Ratanji Dadabhoy Tata (1904–1993), Geschäftsmann
- Jacques Tourneur (1904–1977), US-amerikanischer Filmregisseur
- Pierre Wuilleumier (1904–1979), Klassischer Philologe, Althistoriker und Archäologe

##### 1905
- Adrien Alin (1905–1948), Automobilrennfahrer
- Raymond Aron (1905–1983), Politologe, Soziologe und Publizist
- André Bac (1905–1989), Kameramann
- Jacques Baron (1905–1986), Schriftsteller
- Henri Batiffol (1905–1989), Rechtswissenschaftler
- André Bervil (1905–1972), Schauspieler
- Amédée Borsari (1905–1999), Komponist
- Pierre Braunberger (1905–1990), Filmproduzent
- Pierre Brasseur (1905–1972), Schauspieler
- Marie-Louise Dubreil-Jacotin (1905–1972), Mathematikerin
- George Bernard Flahiff (1905–1989), kanadischer Erzbischof und Kardinal
- Paul Frankeur (1905–1974), Schauspieler
- Marcel Galey (1905–1991), Fußballspieler
- Jacques Goddet (1905–2000), Sport-Journalist
- Henri Guérin (1905–1967), Fechter
- Raymond Guérin (1905–1955), Schriftsteller
- Pierre Hirschinger (1905–1983), Radrennfahrer
- André Jolivet (1905–1974), Komponist
- Jean Keller (1905–1990), Mittel- und Langstreckenläufer
- Raymond Klibansky (1905–2005), europäisch-kanadischer Philosoph
- Pierre Klossowski (1905–2001), Schriftsteller, Übersetzer und Maler
- Pierre Levegh (1905–1955), Automobilrennfahrer
- Eli Lotar (1905–1969), Fotograf und Kameramann
- Natalia Pawlowna Paley (1905–1981), russische Modeikone und Schauspielerin
- Paul-Pierre Philippe (1905–1984), Kardinal
- Vladimir Pozner (1905–1992), Romancier und Essayist
- Germaine Rouault (1905–1982), Automobilrennfahrerin
- Jean-Paul Sartre (1905–1980), Philosoph
- Antoine Schumann (1905–1956), Automobilrennfahrer und Flieger
- Gaston Serraud (1905–1992), Automobilrennfahrer
- Albert Simonin (1905–1980), Autor und Lexikograf
- Jean Vigo (1905–1934), Filmregisseur
- Robert-Léon Wagner (1905–1982), Romanist

#### 1906 bis 1910

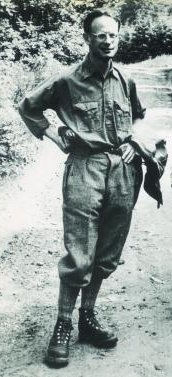
André Weil

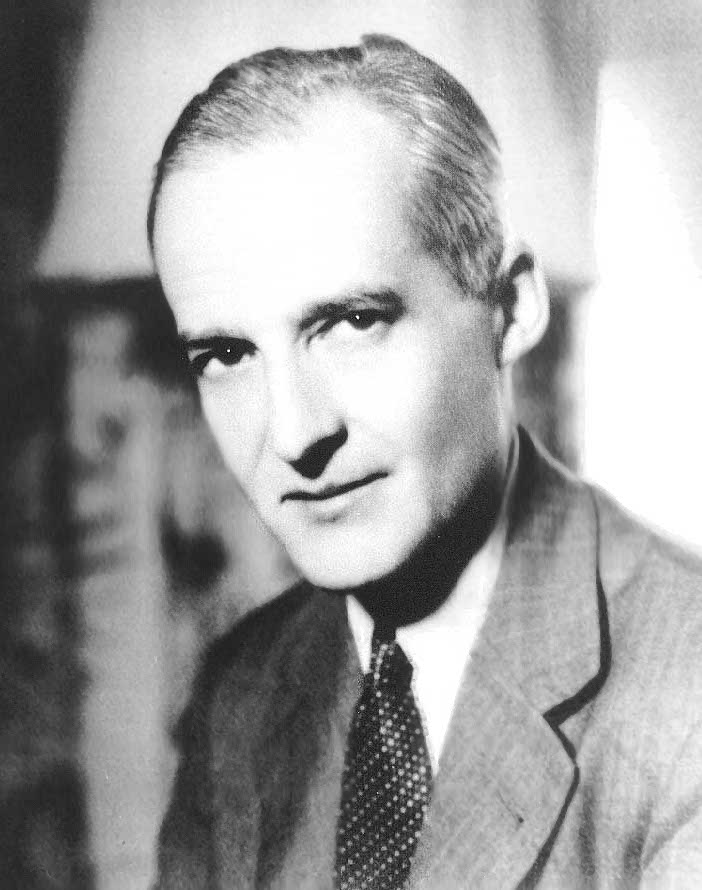
Luis Federico Leloir

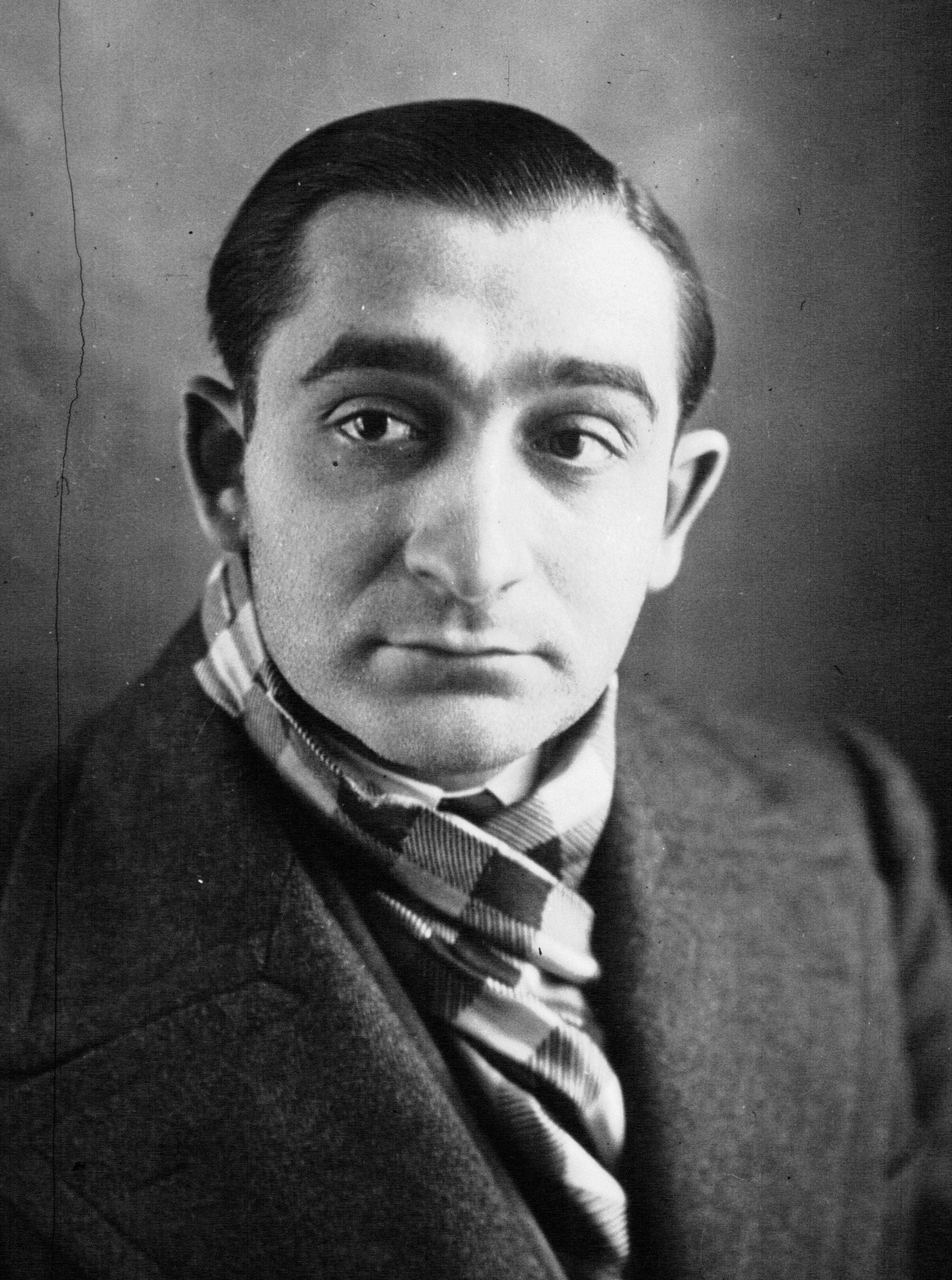
Pierre Mendès France

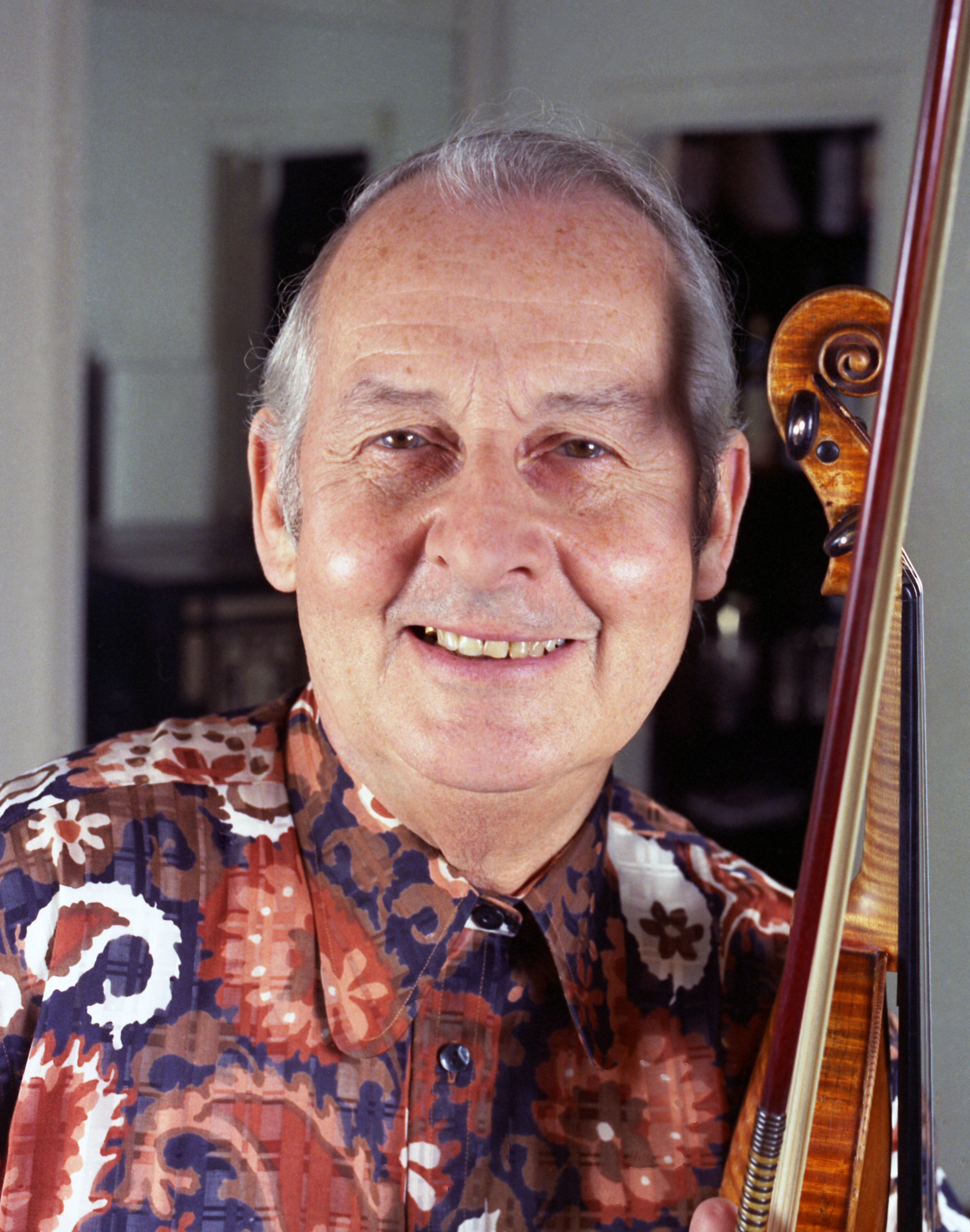
Stéphane Grappelli

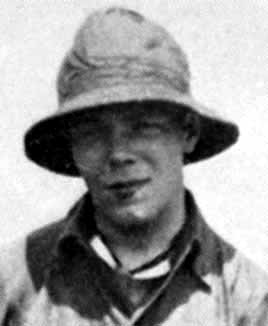
Jacques Herbrand

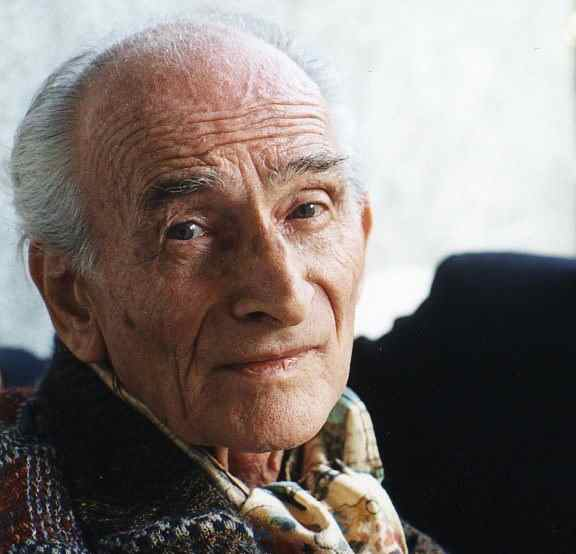
Balthus

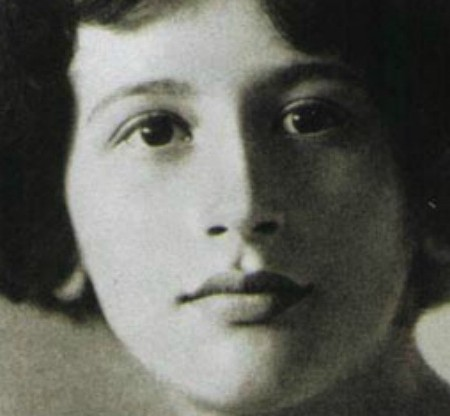
Simone Weil

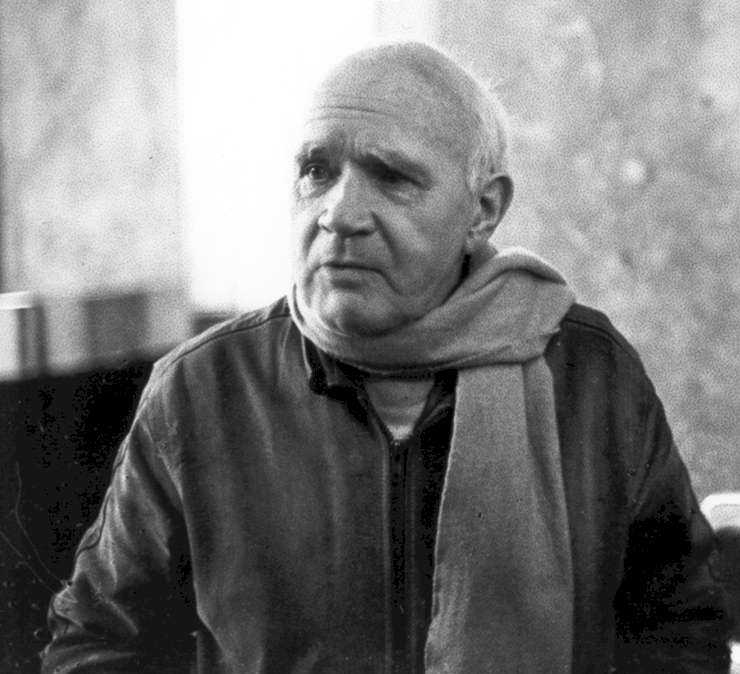
Jean Genet

##### 1906
- Maurice Archambaud (1906–1955), Radrennfahrer
- Édouard Artigas (1906–2001), Fechter
- Yves Baudrier (1906–1988), Komponist
- Jacques Becker (1906–1960), Filmregisseur
- Antoine Beyens (1906–1995), belgischer Diplomat
- Pierre Boileau (1906–1989), Autor
- Jean-Georges Branche (1906–1973), Automobilrennfahrer
- René Brossy (1906–1991), Radrennfahrer
- Otto-Theodor Brouwer (1906–1983), deutscher Politiker
- Marcel Carné (1906–1996), Filmregisseur
- Huguette M. Clark (1906–2011), US-amerikanische Millionärin und Exzentrikerin
- Marcel Constans (1906–1945), Autorennfahrer
- André Coutant (1906–1983), Filmtechniker und Ingenieur
- Jean Daninos (1906–2001), Unternehmer und Autokonstrukteur
- Colette Darfeuil (1906–1998), Schauspielerin
- Lucette Descaves (1906–1993), Pianistin
- Andreas Feininger (1906–1999), US-amerikanischer Fotograf
- Jean Filliozat (1906–1982), Mediziner
- Pierre Fournier (1906–1986), Cellist
- Roger Frison-Roche (1906–1999), Schriftsteller, Journalist und Abenteurer
- Mireille Hartuch (1906–1996), Sängerin, Komponistin und Schauspielerin
- Georges Hugnet (1906–1974), Dichter
- René Paulin Jacobé de Naurois (1906–2006), katholischer Geistlicher und Ornithologe
- Jacques Lacarrière (1906–2005), Eishockeyspieler und Sportfunktionär
- Marc-Armand Lallier (1906–1988), römisch-katholischer Erzbischof
- Luis Federico Leloir (1906–1987), argentinischer Biochemiker und Nobelpreisträger
- Georges Posener (1906–1988), Ägyptologe
- Mariette Protin (1906–1993), Schwimmerin
- Lucien Revelly (1906–1984), Radrennfahrer
- Alberto Ruz Lhuillier (1906–1979), mexikanischer Archäologe
- Jean Sablon (1906–1994), Sänger
- Maurice Sachs (1906–1945), Schriftsteller, Abenteurer und Kollaborateur in der Zeit des Nationalsozialismus
- Pierre Seghers (1906–1987), Dichter, Schriftsteller, Verleger und Übersetzer
- Jacqueline Thome-Patenôtre (1906–1995), Politikerin
- Raymond Triboulet (1906–2006), Politiker, Mitglied der Nationalversammlung
- Simone Vaudry (1906–1993), Filmschauspielerin
- André Weil (1906–1998), Mathematiker

##### 1907
- Hervé Alphand (1907–1994), Diplomat
- Francis Ambrière (1907–1998), Autor und Romanist
- Tony Aubin (1907–1981), Komponist
- Paul Bacon (1907–1999), Gewerkschafter und Politiker
- Henri Bergerioux (1907–2002), Radrennfahrer
- Jean Bernard (1907–2006), Mediziner und Hämatologe
- Édouard Bonnefous (1907–2007), Hochschullehrer und Politiker
- Joseph C. Brun (1907–1998), französisch-US-amerikanischer Kameramann
- André Cailleux (1907–1986), Geologe
- Annabella Charpentier, genannt Annabella (1907–1996), Filmschauspielerin
- Georges Darnoux (1907–1955), Schauspieler und Automobilrennfahrer
- Pierre Dreyfus (1907–1994), Politiker und Industriemanager
- Robert Giordani (1907–1981), Filmarchitekt
- Louis Jeannin (1907–2002), Motorradrennfahrer
- Robert Lefebvre (1907–1989), Kameramann
- Jean Louis (1907–1997), französisch-US-amerikanischer Kostümbildner und Modedesigner
- Roger Loyer (1907–1988), Automobilrennfahrer
- Pierre Mendès France (1907–1982), Politiker
- Gilberte Mortier (1907–1991), Schwimmerin
- Roland Mousnier (1907–1993), Historiker
- Raymond Savignac (1907–2002), Grafiker und Grafikdesigner
- Georges Speicher (1907–1978), Radrennfahrer
- Jean-Louis Tixier-Vignancour (1907–1989), Anwalt und Politiker
- Robert Vernay (1907–1979), Filmregisseur, Produktionsleiter und Drehbuchautor
- Roger Vivier (1907–1998), Modedesigner für Schuhe

##### 1908
- Sylvia Bataille (1908–1993), Schauspielerin
- Simone de Beauvoir (1908–1986), Schriftstellerin, Philosophin und Feministin
- Jacques Bingen (1908–1944), Résistancemitglied
- Pierre Boucher (1908–2000), Fotograf
- Philippe Brun (1908–1994), Jazzmusiker
- Yvette Cauchois (1908–1999), Physikerin auf dem Gebiet der chemischen Physik
- Françoise Dolto (1908–1988), Kinderärztin und Psychoanalytikerin
- Charles Duruy (1908–1977), Automobilrennfahrer
- Pierre Dux (1908–1990), Schauspieler, Theaterregisseur und Theaterleiter
- Jean Effel (1908–1982), Cartoonist und Illustrator
- Pauline Fairfax-Potter, Baroness de Rothschild (1908–1976), US-amerikanische Modeikone, Designerin und Schriftstellerin
- Paul Foucret (1908–1964), Automobilrennfahrer
- Raymond Gabutti (1908–1985), Filmarchitekt
- Loulou Gasté (1908–1995), Komponist
- Bernard Gavoty (1908–1981), Musikkritiker, Musikwissenschaftler und Organist
- Stéphane Grappelli (1908–1997), Jazz-Violinist
- Léo Hamon (1908–1993), Jurist, Hochschullehrer und Politiker
- Jacques Herbrand (1908–1931), Logiker
- Robert Hugues-Lambert (1908–1945), Schauspieler und NS-Opfer
- Balthasar Kłossowski de Rola, genannt Balthus (1908–2001), polnisch-französischer Maler
- Raoul Kraushaar (1908–2001), US-amerikanischer Komponist
- George Langelaan (1908–1972), britischer Schriftsteller und Journalist
- Guy de Larigaudie (1908–1940), Pfadfinder, Autor, Entdecker, Redner und Journalist
- Albert Lautman (1908–1944), Philosoph
- Jean-Yves Daniel-Lesur (1908–2002), Organist und Komponist
- Pierre Louis-Dreyfus (1908–2011), Automobilrennfahrer
- Henri Marquet (1908–?), Drehbuchautor und Regieassistent
- Dominique de Ménil (1908–1998), US-amerikanische Kunstmäzenin
- Raymond Peynet (1908–1999), Grafiker
- René Poyen (1908–1968), Schauspieler
- Émile Tricon (1908–2000), Politiker
- Pauline Trigère (1908–2002), französisch-US-amerikanische Modedesignerin und Kostümbildnerin
- Ray Ventura (1908–1979), Orchesterchef und Musikherausgeber
- Jean-Pierre Wimille (1908–1949), Automobilrennfahrer

##### 1909
- Henri Alekan (1909–2001), Kameramann
- Claude Cahen (1909–1991), Historiker
- Jean-Paul Le Chanois (1909–1985), Drehbuchautor und Filmregisseur
- Bernard Chenot (1909–1995), Politiker, Richter und Hochschullehrer
- Marian Danysz (1909–1983), polnischer Experimentalphysiker
- Jean-Louis Destouches (1909–1980), Physiker und Wissenschaftsphilosoph
- Jacques Droz (1909–1998), Historiker
- Paulette Dubost (1910–2011), Schauspielerin
- Buddy Featherstonhaugh (1909–1976), britischer Bandleader, Saxophonist und Klarinettist
- François Goguel (1909–1999), Jurist, Politikwissenschaftler und Politiker
- Monique Haas (1909–1987), Pianistin
- André Hambourg (1909–1999), Maler
- Jean Hamburger (1909–1992), Mediziner und Essayist
- Robert Jablon (1909–2008), deutsch-französischer Jurist
- Robert Judet (1909–1980), Orthopädischer Chirurg
- René Kaech (1909–1989), Schweizer Arzt und Schriftsteller
- Jean Martinelli (1909–1983), Synchronsprecher und Schauspieler
- Daniel Mayer (1909–1996), Journalist, Politiker und Résistancemitglied
- Robert Mercier (1909–1958), Fußballspieler
- André Pieyre de Mandiargues (1909–1991), Schriftsteller
- Affonso Eduardo Reidy (1909–1964), brasilianischer Architekt
- Maurice Renaud (1909–1968), Radrennfahrer
- Kira Kirillowna Romanowa (1909–1967), russische Adelige
- Guy de Rothschild (1909–2007), Bankier und Industrieller
- Lucien Servanty (1909–1973), Luftfahrtingenieur
- Marcel Stern (1909–1989), Komponist und Violinist
- Pascal Themanlys (1909–2000), israelischer Poet, Zionist und Kabbalist
- Robert Velter (1909–1991), Comiczeichner
- Simone Weil (1909–1943), Philosophin, politische Aktivistin, Gesellschaftstheoretikerin und mystische Religionsphilosophin
- Lucien Weiss (1909–1963), Radrennfahrer
- Guy Weisweiller (1909–1982), Automobilrennfahrer

##### 1910
- Philippe Agostini (1910–2001), Kameramann
- Jean Amila (1910–1995), Schriftsteller
- Pierre Arraut (1910–1983), Politiker, Mitglied der Nationalversammlung
- Elsa Barraine (1910–1999), Komponistin
- Hélène de Beauvoir (1910–2001), Malerin
- Pierre Bézier (1910–1999), Ingenieur
- Robert Buron (1910–1973), Politiker, Mitglied der Nationalversammlung
- Jacques Chailley (1910–1999), Musikwissenschaftler, Musikpädagoge und Komponist
- Camille Cottin (1910–1988), Fußballspieler und -trainer
- Jacques Decour (1910–1942), Autor und Widerstandskämpfer
- Georges Effrosse (1910–1944), Geiger
- Roger Jean Gautheret (1910–1997), Botaniker
- Jean Genet (1910–1986), Romanautor, Dramatiker und Poet
- René Le Grevès (1910–1946), Radsportler
- Jean Guibé (1910–1999), Herpetologe
- Robert Ilse (1910–1947), deutscher Radrennfahrer
- Jean-Marcel Jeanneney (1910–2010), Politiker
- Pierre Joubert (1910–2002), Maler und Zeichner
- Stephan Lackner (1910–2000), deutsch-amerikanischer Autor und Kunstsammler
- Yvette Lebon (1910–2014), Schauspielerin
- Charles Ernest Lucet (1910–1990), Botschafter
- Paule Maurice (1910–1967), Komponistin
- Marcel Mérigonde (1910–1984), Politiker, Mitglied der Nationalversammlung
- Jacques Monod (1910–1976), Biochemiker und Nobelpreisträger
- Jacques Nathan-Garamond (1910–2001), Grafiker und Maler
- Aurélie Nemours (1910–2005), Malerin
- Alain Le Ray (1910–2007), General und Widerstandskämpfer
- Willy Ronis (1910–2009), Fotograf
- Alain de Rothschild (1910–1982), Bankier und Präsident jüdischer Organisationen
- Pierre Souquès (1910–2007), Politiker, Mitglied der Nationalversammlung
- Rogelio Rafael Tristany (1910–?), argentinischer Diplomat
- Jean-Paul Vinay (1910–1999), kanadischer Phonetiker, Anglist, Romanist und Linguist

#### 1911 bis 1915

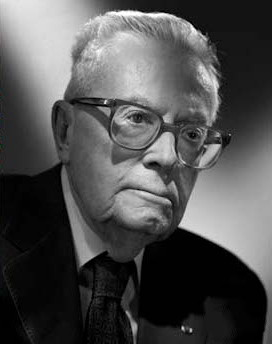
Maurice Allais

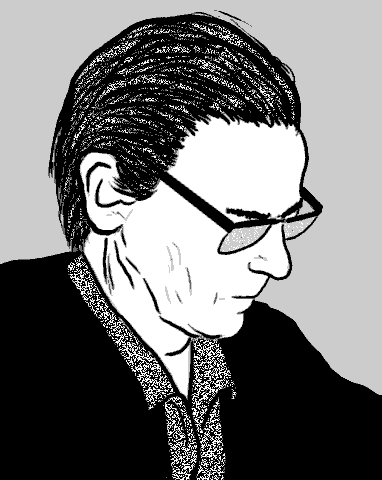
André Leroi-Gourhan

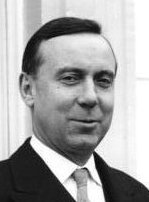
Michel Debré

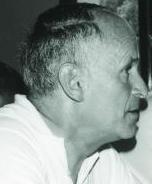
Laurent Schwartz

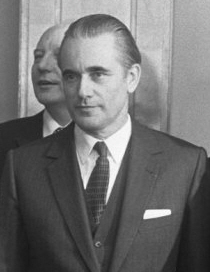
Jacques Chaban-Delmas

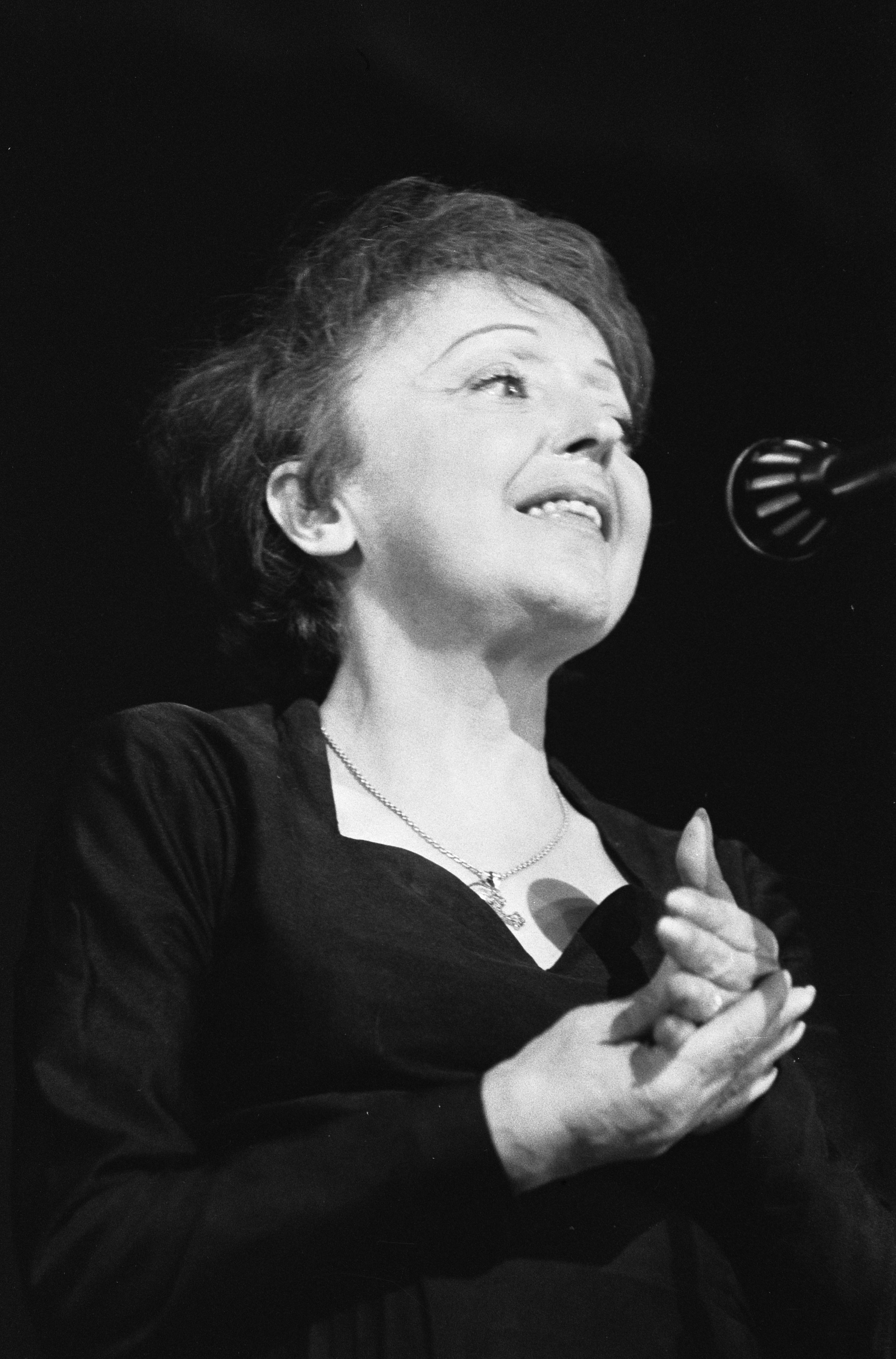
Édith Piaf

##### 1911
- Maurice Allais (1911–2010), Ingenieur und Wirtschaftswissenschaftler
- Roger Arnaldez (1911–2006), Islamwissenschaftler
- Jean-Pierre Aumont (1911–2001), Schauspieler und Drehbuchautor
- Yolande Beekman (1911–1944), Agentin
- Louise Bourgeois (1911–2010), französisch-US-amerikanische Bildhauerin und Malerin
- Guy des Cars (1911–1993), Schriftsteller
- Maurice Colasson (1911–1992), Filmarchitekt
- Georges Dargaud (1911–1990), Verleger
- Charles Delaunay (1911–1988), Musikkritiker
- André Dewavrin (1911–1998), Gründer des Nachrichtendienstes der Freien Franzosen
- René Duverger (1911–1983), Gewichtheber
- Raymond Eger (1911–1982), Filmproduzent und Drehbuchautor
- Luc Estang (1911–1992), Schriftsteller
- Henri de France (1911–1986), Ingenieur
- Émile Gilioli (1911–1977), Bildhauer und Designer
- Gilles Grangier (1911–1996), Filmregisseur und Drehbuchautor
- Jacques Isorni (1911–1995), Anwalt und Politiker, Mitglied der Nationalversammlung
- André Leroi-Gourhan (1911–1986), Archäologe, Paläontologe, Paläoanthropologe und Anthropologe
- Jean-Berthold Mahn (1911–1944), Historiker und Zisterzienserforscher
- Robert Marjolin (1911–1986), Europapolitiker
- Jerry Mengo (1911–1979), Jazzmusiker, Bandleader, Arrangeur und Komponist
- Guy Michaud (1911–2006), Romanist, Literaturwissenschaftler und Kulturwissenschaftler
- Maurice Nadeau (1911–2013), Schriftsteller, Literaturkritiker, Herausgeber und Verleger
- Maurice Perrin (1911–1992), Bahnradsportler
- Jacqueline Piatigorsky (1911–2012), franko-amerikanische Schachspielerin, Tennisspielerin, Skulpteurin und Mäzenin
- André Postel-Vinay (1911–2007), Widerstandskämpfer, Compagnon de la Libération, hoher Beamter und Politiker
- Georges Schwartz (1911–1994), Automobilrennfahrer
- Maurice Schumann (1911–1998), Politiker
- Raymond Stempert (1911–1973), Automobilrennfahrer
- Marcel Storr (1911–1976), Maler
- Boris Taslitzky (1911–2005), Maler
- Patrice de La Tour du Pin (1911–1975), Dichter
- Pierre Uri (1911–1992), Wirtschaftswissenschaftler
- Nicole Vedrès (1911–1965), Filmregisseurin, Schriftstellerin und Filmtheoretikerin

##### 1912
- François Bloch-Lainé (1912–2002), Politiker
- Jean Boisselier (1912–1996), Archäologe
- Jacques de Bourbon Busset (1912–2001), Schriftsteller und Diplomat
- Christian Casadesus (1912–2014), Schauspieler und Theaterdirektor
- André Chastel (1912–1990), Kunsthistoriker
- Robert Clavel (1912–1991), Filmarchitekt
- Alix Combelle (1912–1978), Tenorsaxophonist
- Jean Danne (1912–1959), Automobilrennfahrer
- Michel Debré (1912–1996), Politiker
- Robert Dorfmann (1912–1999), Filmproduzent
- Paul-Marie Duval (1912–1997), Althistoriker, Archäologe und Keltologe
- Yvonne Girard (1912–1980), Badmintonspielerin
- Alfredo Gobbi (1912–1965), argentinischer Geiger, Bandleader und Tangokomponist
- Bertrand L. Goldschmidt (1912–2002), Chemiker, Atomphysiker und Diplomat
- Pierre Grimal (1912–1996), Altphilologe und Althistoriker
- Ralph Habib (1912–1969), Filmregisseur und Drehbuchautor
- Ginette Leclerc (1912–1992), Schauspielerin
- Pierre Lelong (1912–2011), Mathematiker
- Michel Maurice-Bokanowski (1912–2005), Politiker und Senator
- Hugues Panassié (1912–1974), Musikkritiker
- Jacques Péron (19121988), Automobilrennfahrer
- Jacques Poch (1912–2009), Unternehmer und Automobilrennfahrer
- Joseph Reinhardt (1912–1982), Gitarrist
- Fernand Renard (1912–1988), Maler
- Claude Rostand (1912–1970), Musikwissenschaftler, Musikhistoriker, Musikkritiker und Rundfunkmitarbeiter
- Jacques Scherer (1912–1997), Romanist, Literaturwissenschaftler und Hochschullehrer
- Hans Timerding (1912–1989), deutscher Schauspieler, Hörspiel- und Synchronsprecher
- Raymond-Jacques Tournay (1912–1999), biblischer Exeget, Assyriologe und Dominikaner
- Henri Tribout de Morembert (1912–1996), Historiker und Archivar
- Igor Nikolajewitsch Trubezkoi (1912–2008), Aristokrat und Sportler russischer Abstammung
- Marie-Claude Vaillant-Couturier (1912–1996), Journalist, Mitglied der Résistance
- Laureano Vallenilla Lanz (1912–1973), venezolanischer Politiker
- René Wheeler (1912–2000), Schriftsteller, Drehbuch- und Dialogautor und Regisseur

##### 1913
- Charles Bettelheim (1913–2006), Ökonom
- France Bloch-Sérazin (1913–1943), Widerstandskämpferin
- Jean Bourgoin (1913–1991), Kameramann
- Louis Bouyer (1913–2004), katholischer Theologe
- Julien Buge (1913–1940), Fußballspieler
- Oleg Cassini (1913–2006), US-amerikanischer Modeschöpfer
- Gilbert Cesbron (1913–1979), Schriftsteller
- Pierre Daninos (1913–2005), Journalist und Schriftsteller
- Christiane Desroches-Noblecourt (1913–2011), Ägyptologin
- France Ellegaard (1913–1999), dänische Pianistin
- Maurice Françon (1913–1996), Physiker
- Jean-Pierre Hagnauer (1913–1986), Eishockeyspieler
- Jean-Jacques Hatt (1913–1997), Prähistoriker
- Georges Houot (1913–1977), Marineoffizier und Meeresforscher
- Olivier Hussenot (1913–1978), Filmschauspieler
- Irène Joachim (1913–2001), Sopranistin
- Armand Lanoux (1913–1983), Schriftsteller
- André Lavagne (1913–2014), Komponist
- Manfred Lehmbruck (1913–1992), deutscher Architekt und Hochschullehrer
- Arlette Leroi-Gourhan (1913–2005), Prähistorikerin
- Jean de Montrémy (1913–1998), Automobilrennfahrer
- Jean Ramadier (1913–1968), Kolonialbeamter
- Denise René (1913–2012), Kunsthändlerin
- Claude Renoir (1913–1993), Kameramann
- Charles Riegert (1913–1988), Radrennfahrer
- Libertas Schulze-Boysen (1913–1942), deutsche Widerstandskämpferin
- Marie-Hélène Schwartz (1913–2013), Mathematikerin und Hochschullehrerin
- Johnny Simone (1913–1967), Unternehmer und Automobilrennfahrer
- Max Théret (1913–2009), Unternehmer
- Jacqueline Vaudecrane (1913–2018), Eiskunstläuferin und Eiskunstlauf-Trainerin
- Pierre Veuillot (1913–1968), Geistlicher, Erzbischof von Paris und Kardinal der römisch-katholischen Kirche

##### 1914
- Raymond Arveiller (1914–1997), Romanist und Lexikologe
- René Le Bègue (1914–1946), Automobilrennfahrer
- Raymond Bloch (1914–1997), Etruskologe und Altphilologe
- Gisèle Casadesus (1914–2017), Schauspielerin
- Josette Day (1914–1978), Schauspielerin
- Bernard Dorival (1914–2003), Kunsthistoriker und Kunstkritiker
- Radu Drăgoescu (1914–1999), rumänischer Maler und Schachkomponist
- Jean Goujon (1914–1991), Radrennfahrer
- Pierre Goursat (1914–1991), Gründer der katholischen Gemeinschaft Emmanuel
- Toulo de Graffenried (1914–2007), Schweizer Automobilrennfahrer
- Marcel Grignon (1914–1990), Kameramann
- Suzanne Jovet-Ast (1914–2006), Bryologin, Botanikerin, Hochschullehrerin
- Odette Joyeux (1914–2000), Schauspielerin und Schriftstellerin
- Étienne Juillard (1914–2006), Geograph
- Edmond Kaiser (1914–2000), Schriftsteller und Menschenrechtsaktivist
- René Keller (1914–1997), Schweizer Diplomat
- Elisabeth Labrousse (1914–2000), Religionsgeschichtlerin und Philosophin
- Claude Mauriac (1914–1996), Journalist und Schriftsteller
- Colette Maze (1914–2023), Pianistin
- Jean Meyer (1914–2003), Theaterregisseur, Schauspieler und Dramatiker
- Jacques Miège (1914–1993), Botaniker
- Mischa Novy (1914–1963), Violinist
- Louis Pons (1914–1973), Automobilrennfahrer
- Robert Purrmann (1914–1992), deutscher Chemiker
- André Revuz (1914–2008), Mathematiker
- Lilian Rolfe (1914–1945), britische Widerstandskämpferin
- Adrien Rommel (1914–1963), Florettfechter
- Paul Tortelier (1914–1990), Cellist
- Thérèse Wartel (1814–1865), Pianistin, Klavierlehrerin und Komponistin

##### 1915
- Gérald Antoine (1915–2014), Hochschulpolitiker, Romanist, Sprach- und Literaturwissenschaftler
- Robert Le Béal (1915–1996), Schauspieler
- André Boulloche (1915–1978), Politiker
- Monique de la Bruchollerie (1915–1972), Pianistin
- Émile Carrara (1915–1973), Komponist
- Jacques Chaban-Delmas (1915–2000), Politiker
- André Claveau (1915–2003), Chansonnier und Filmschauspieler
- Jean Despeaux (1915–1989), Boxer
- Willibrord-Christian van Dijk (1915–2000), Kapuziner und Kirchenhistoriker
- Jacques Germain (1915–2001), Maler und Grafiker
- Marcel Hic (1915–1944), Trotzkist, Sekretär der Parti ouvrier internationaliste
- Jean Jégoudez (1915–2007), Maler
- Jacques de Mahieu (1915–1990), Akademiker und Schriftsteller der Novelle Droite
- Leonardo Eulálio do Nascimento e Silva (1915–2014), brasilianischer Diplomat und Journalist
- Pierre Nerini (1915–2006), Geiger und Professor
- Jean Neuberth (1915–1996), Maler
- Édith Piaf (1915–1963), Chansonsängerin
- Bernardino Piñera Carvallo (1915–2020), chilenischer Geistlicher, römisch-katholischer Erzbischof von La Serena
- Jean Sauvagnargues (1915–2002), Diplomat und Politiker
- Laurent Schwartz (1915–2002), Mathematiker, Fields-Medaillenträger
- Maurice Teynac (1915–1992), Schauspieler

#### 1916 bis 1920

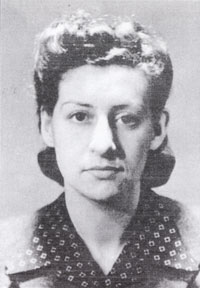
Denise Bloch

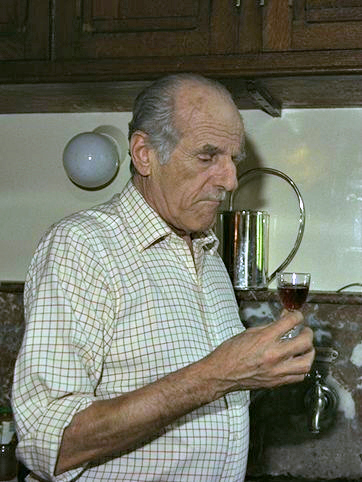
Élie de Rothschild

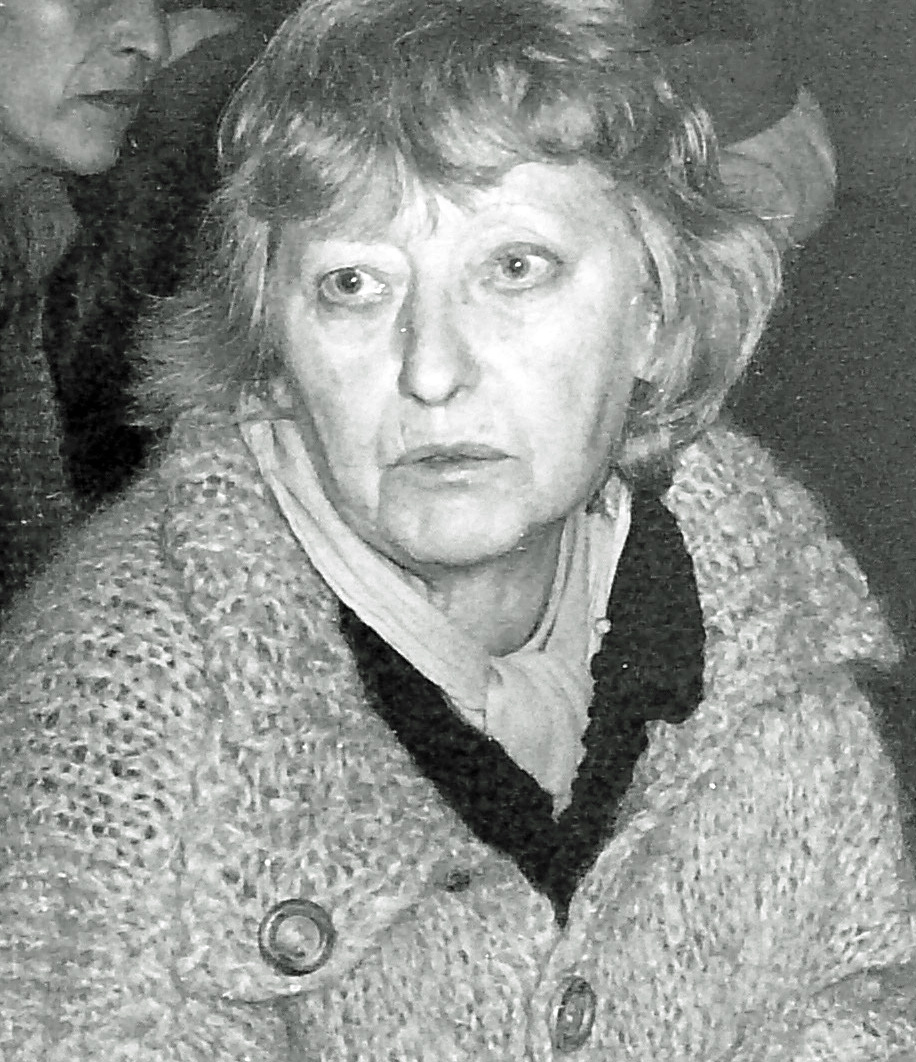
Christiane Rochefort

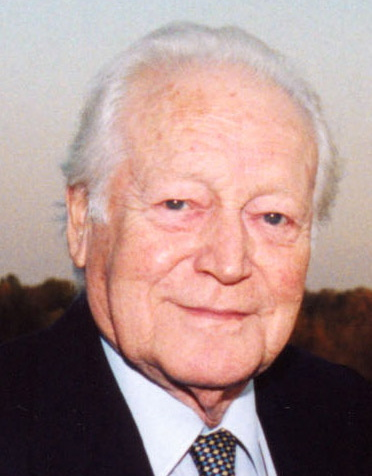
Maurice Druon

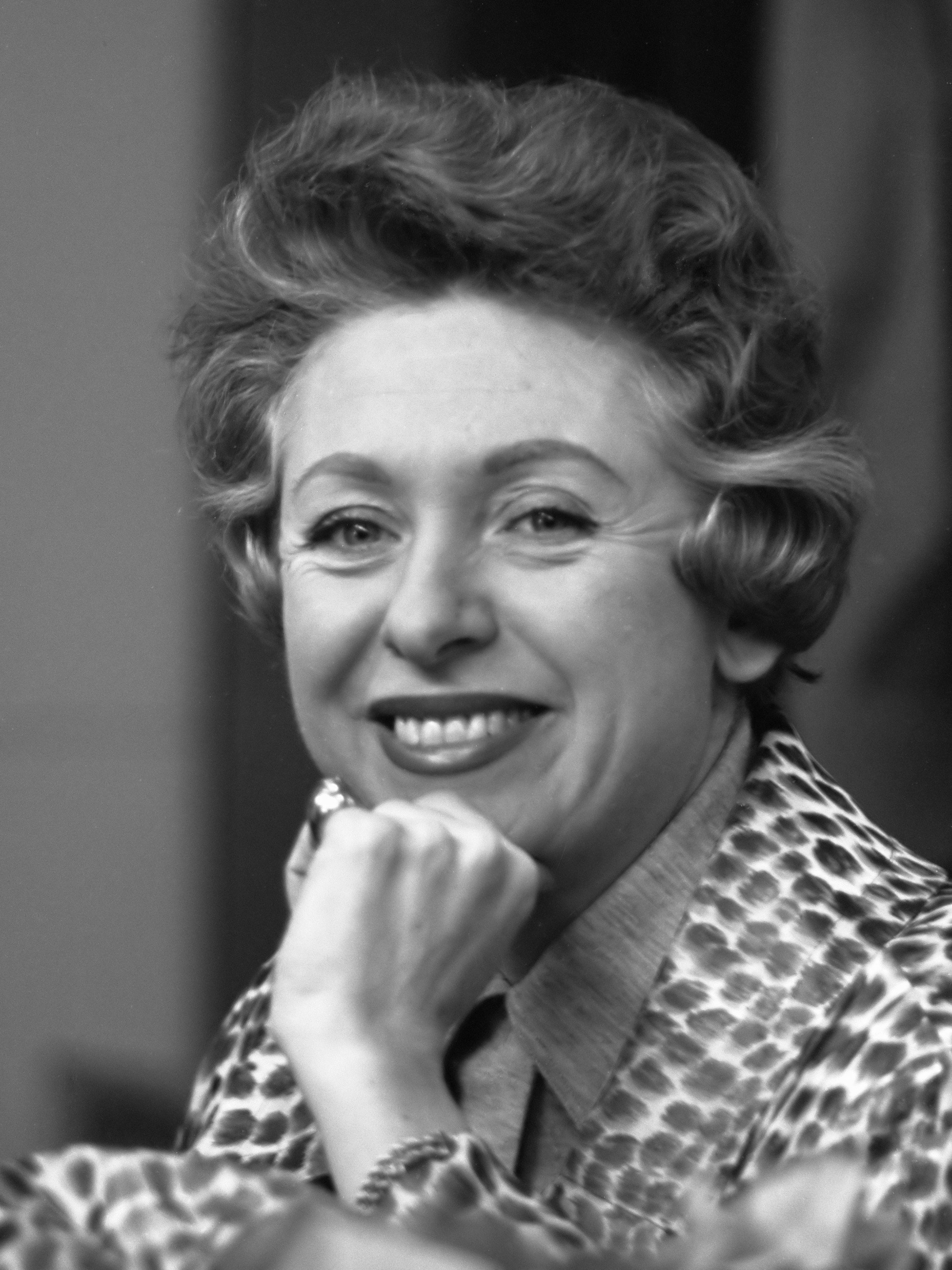
Patachou

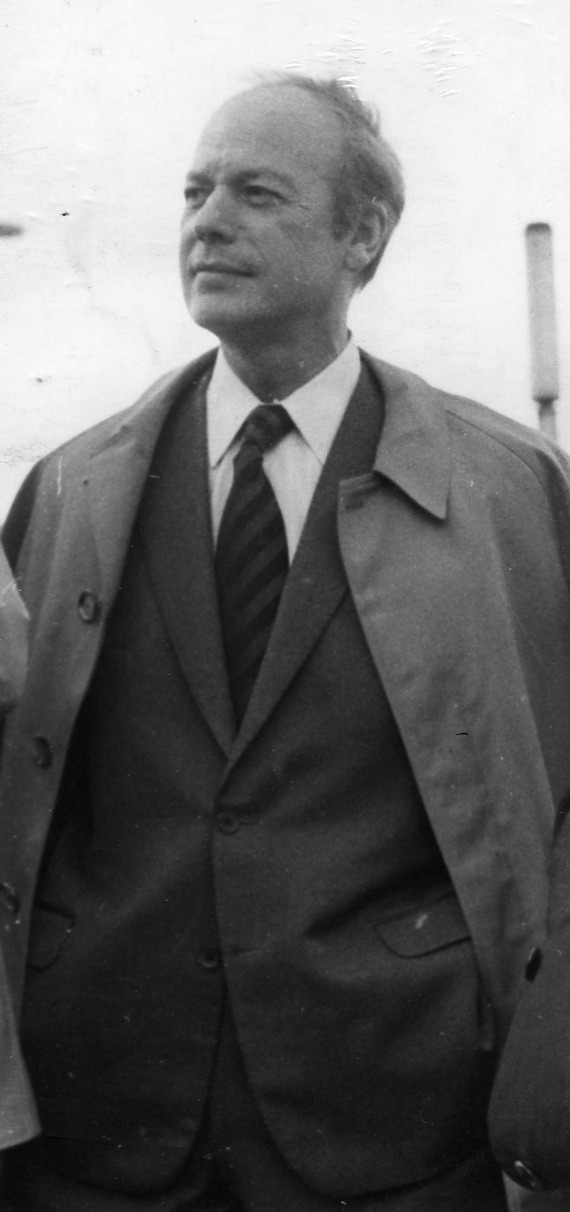
Pierre Sudreau

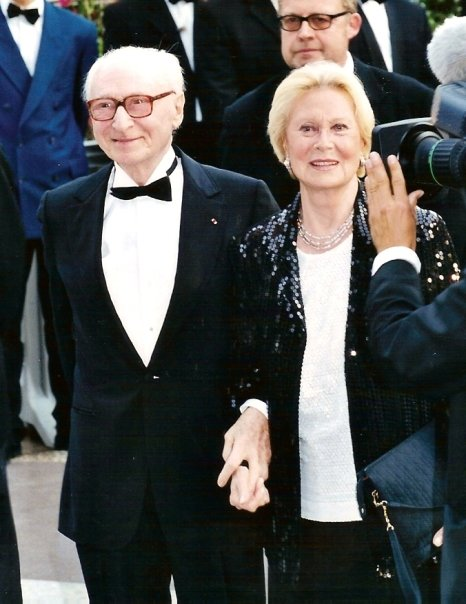
Gérard Oury

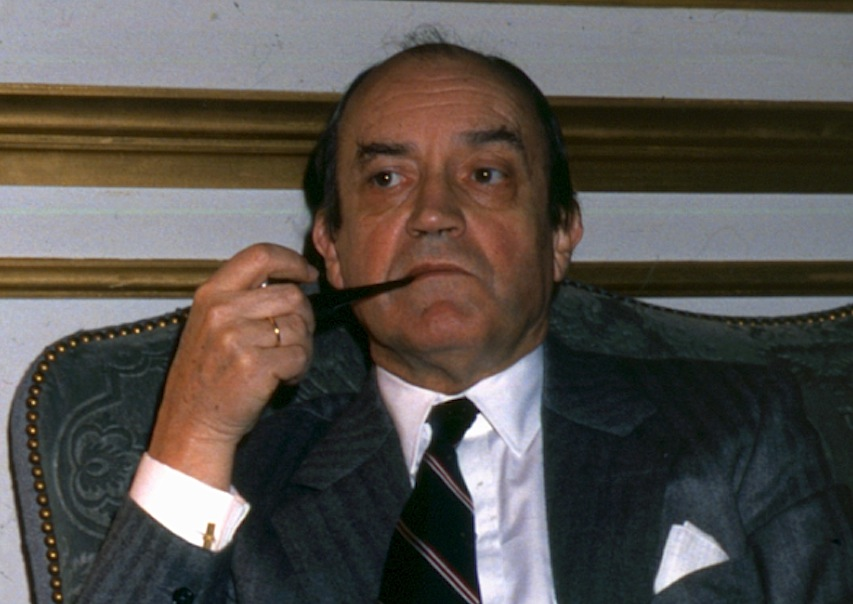
Claude Cheysson

##### 1916
- Jean André (1916–1980), Filmarchitekt
- Jacques Berthier (1916–2008), Schauspieler
- Francis Blanchard (1916–2009), UN-Funktionär
- Denise Bloch (1916–1945), Agentin, Résistancekämpferin und NS-Opfer
- André Chavanne (1916–1990), Schweizer Schriftsteller und Politiker
- Henri Costilhes (1916–1995), Diplomat
- Marcel Decombis (1916–2003), luxemburgischer Pädagoge
- Gilbert Doré (1916–1989), Radrennfahrer
- Jean Edelmann (1916–2008), Maler und Grafiker
- Paul Faure (1916–2007), Archäologe und Altertumsforscher
- Robert Manuel (1916–1995), Schauspieler und Regisseur
- Madeleine Robinson (1916–2004), Schauspielerin

##### 1917
- Pierre Chatenet (1917–1997), Politiker
- Yvette Chauviré (1917–2016), Balletttänzerin
- Suzy Delair (1917–2020), Schauspielerin
- Pierre Deniker (1917–1998), Psychiater
- Jean-Baptiste Duroselle (1917–1994), Historiker
- Jacques Géry (1917–2007), Ichthyologe und Wissenschaftler
- Jean Hubeau (1917–1992), Komponist
- Robert La Caze (1917–2015), Automobilrennfahrer
- Renée Lebas (1917–2009), Chansonsängerin
- Guido Magnone (1917–2012), Bergsteiger
- Jean Mandaroux (1917–1983), Filmarchitekt
- Jacqueline Marbaux (1917–1999), Schauspielerin
- Jean-Pierre Melville (1917–1973), Filmregisseur und Drehbuchautor
- Geraldo Eulálio do Nascimento e Silva (1917–2003), brasilianischer Dichter und Diplomat
- Alain Poiré (1917–2000), Filmproduzent
- Christiane Rochefort (1917–1998), Schriftstellerin und Feministin
- Élie de Rothschild (1917–2007), Bankier
- Jean Rouch (1917–2004), Regisseur
- Françoise Salmon (1917–2014), Bildhauerin, Medailleurin und Résistancekämpferin
- Miguel Paulo José Maria da Silva Paranhos do Rio-Branco (1917–1995), brasilianischer Diplomat
- Geneviève Termier (1917–2005), Paläontologin und Geologin
- Bridget Bate Tichenor (1917–1990), surrealistische Malerin
- Henri Véniat (1917–1998), römisch-katholischer Ordensgeistlicher, Bischof von Sarh
- Hélène Viannay (1917–2006), Widerstandskämpferin und Mitbegründerin der Untergrundzeitung Défense de la France

##### 1918
- Édouard Axelrad (1918–2006), Schriftsteller
- Camille Bourniquel (1918–2013), Schriftsteller, Kunstkritiker und Musikologe
- Alberte Brun (1918–1991), Pianistin
- Michel Callens MAfr (1918–1990), Ordensgeistlicher und römisch-katholischer Prälat von Tunis
- Pierre Delanoë (1918–2006), Chansontexter
- Maurice Druon (1918–2009), Schriftsteller und Politiker
- Louis-René des Forêts (1918–2000), Schriftsteller
- Jean Gimpel (1918–1996), Historiker
- Maurice Huet (1918–1991), Fechter
- Alex Joffé (1918–1995), Filmregisseur, Drehbuchautor und Schauspieler
- Jean Kerebel (1918–2010), Sprinter
- Renée Le Calm (1918–2019), Schauspielerin
- Frédérick Leboyer (1918–2017), Gynäkologe und Geburtshelfer
- Patachou (1918–2015), Sängerin und Schauspielerin
- André Pilette (1918–1993), belgischer Automobilrennfahrer
- Georges Sérès jr. (1918–1983), Radrennfahrer
- Gérard-Henri de Vaucouleurs (1918–1995), französisch-amerikanischer Astronom

##### 1919
- Jakob Andreff (1919–1976), Schweizer Zirkusclown
- Yves Baudoin (1919–2004), Badmintonspieler
- André Casanova (1919–2009), Komponist
- Pierre Citron (1919–2010), Musikologe, Romanist und Literaturwissenschaftler
- Dominique Davray (1919–1998), Theater- und Filmschauspielerin
- Michel Déon (1919–2016), Schriftsteller
- Georges Duby (1919–1996), Historiker
- Renée Faure (1919–2005), Schauspielerin
- Roger Fellous (1919–2006), Kameramann
- Félix Gaillard (1919–1970), Politiker, Mitglied der Nationalversammlung und Premierminister
- Pierre Georges (1919–1944), Widerstandskämpfer (Résistance)
- Maurice Girodias (1919–1990), Verleger
- Daniel du Janerand (1919–1990), Maler
- Gabriel Kaspereit (1919–2006), Politiker
- Andrea King (1919–2003), US-amerikanische Schauspielerin
- Claude Kogan (1919–1959), Bergsteigerin
- Élina Labourdette (1919–2014), Schauspielerin
- Jacques Laurent (1919–2000), Schriftsteller und Journalist
- Guy Lefranc (1919–1994), Filmregisseur und Drehbuchautor
- Paulette Libermann (1919–2007), Mathematikerin
- André Mahé (1919–2010), Radrennfahrer
- Jacques Marin (1919–2001), Schauspieler
- Ginette Neveu (1919–1949), Violinistin
- Claude Nollier (1919–2009), Schauspielerin
- Gérard Oury (1919–2006), Filmregisseur und Drehbuchautor
- François Périer (1919–2002), Schauspieler
- André Pousse (1919–2005), Schauspieler und Radrennfahrer
- Jo Privat (1919–1996), Musiker
- Marika Rivera (1919–2010), Schauspielerin
- Pierre Sudreau (1919–2012), Politiker

##### 1920
- Claude Abadie (1920–2020), Jazzmusiker und Bandleader
- Michel Audiard (1920–1985), Drehbuchautor und Regisseur
- Genevieve Auger, genannt Genevieve (1920–2004), Sängerin und Schauspielerin
- Albert Barillé (1920–2009), Filmregisseur, Drehbuchautor und Trickfilmzeichner
- Raphael Bretton (1920–2011), Szenenbildner
- Jacques Cellard (1920–2004), Autor, Romanist, Lexikograf und Argotologe
- Pierre Chancel (1920–2000), Automobilrennfahrer
- Jean Émile Charon (1920–1998), Physiker und Philosoph
- André Chastagnol (1920–1996), Althistoriker
- Claude Cheysson (1920–2012), Politiker
- Olivier Debré (1920–1999), Maler, Keramiker, Autor und Hochschullehrer
- Jean Desailly (1920–2008), Schauspieler
- Jacques Doniol-Valcroze (1920–1989), Filmkritiker, Drehbuchautor, Schauspieler und Filmregisseur
- Jean Dubois (1920–2015), Linguist, Französist, Grammatiker und Lexikograf
- Françoise d’Eaubonne (1920–2005), Autorin und Frauenrechtlerin
- Rolande Falcinelli (1920–2006), Komponistin, Pianistin und Organistin
- Jacques Favart (1920–1980), Eiskunstläufer und Sportfunktionär
- Jacques François (1920–2003), Theater- und Film-Schauspieler
- Marcel Frémiot (1920–2018), Komponist
- Christian Garros (1920–1988), Jazz-Schlagzeuger
- Hubert Germain (1920–2021), Offizier, Politiker und Minister für Post und Telekommunikation Frankreichs
- Antoinette Grimaldi (1920–2011), monegassische Prinzessin
- Benoîte Groult (1920–2016), Schriftstellerin und Journalistin
- Suzanne Juyol (1920–1994), Opernsängerin
- Théo Klein (1920–2020), französisch-israelischer Rechtsanwalt
- Jeanne Lamouche (1920–2022), Leichtathletin
- Robert Lamoureux (1920–2011), Schauspieler, Regisseur, Drehbuchautor und Sänger
- Jean Leclant (1920–2011), Ägyptologe
- Raymond Lemoigne (1920–2000), Kameramann
- Maurice Lévy-Leboyer (1920–2014), Wirtschaftshistoriker
- Claude Magnier (1920–1983), Dramatiker, Drehbuchautor und Regisseur
- Jean Messagier (1920–1999), Maler, Grafiker und Zeichner
- Tony Murray (1920–2023), Geschäftsmann und Milliardär
- Georges Pichard (1920–2003), Comiczeichner
- Pierre Plantard (1920–2000), Verschwörungstheoretiker
- Roger Pontet (1920–2009), Radrennfahrer
- Simon Jacques Prokhovnik (1920–1994), australischer Mathematiker, Kosmologe und Hochschullehrer
- Serge Ravanel (1920–2009), Widerstandskämpfer
- Francis Ryck (1920–2007), Schriftsteller
- Marcel Schützenberger (1920–1996), Mathematiker
- André Simon (1920–2012), Automobilrennfahrer
- Tereska Torrès (1920–2012), Schriftstellerin
- Jean-Pierre Vigier (1920–2004), Physiker
- François Villiers (1920–2009), Regisseur und Drehbuchautor
- Roger Vrigny (1920–1997), Schriftsteller

#### 1921 bis 1925

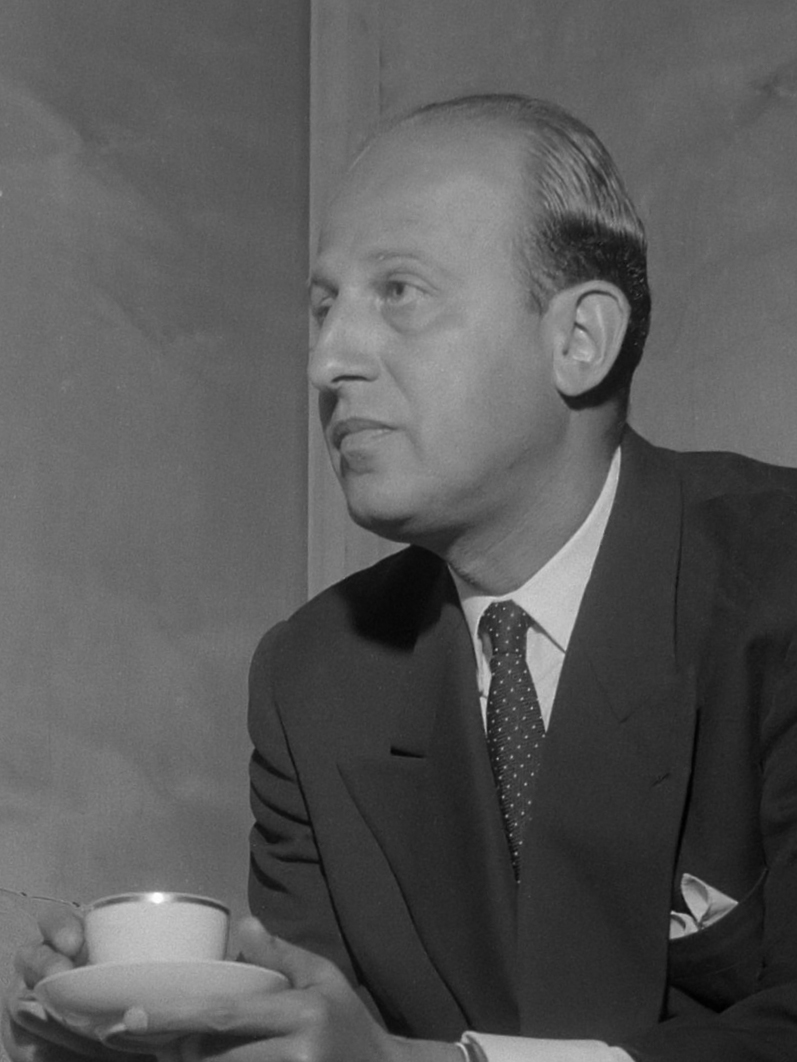
Yves Ciampi

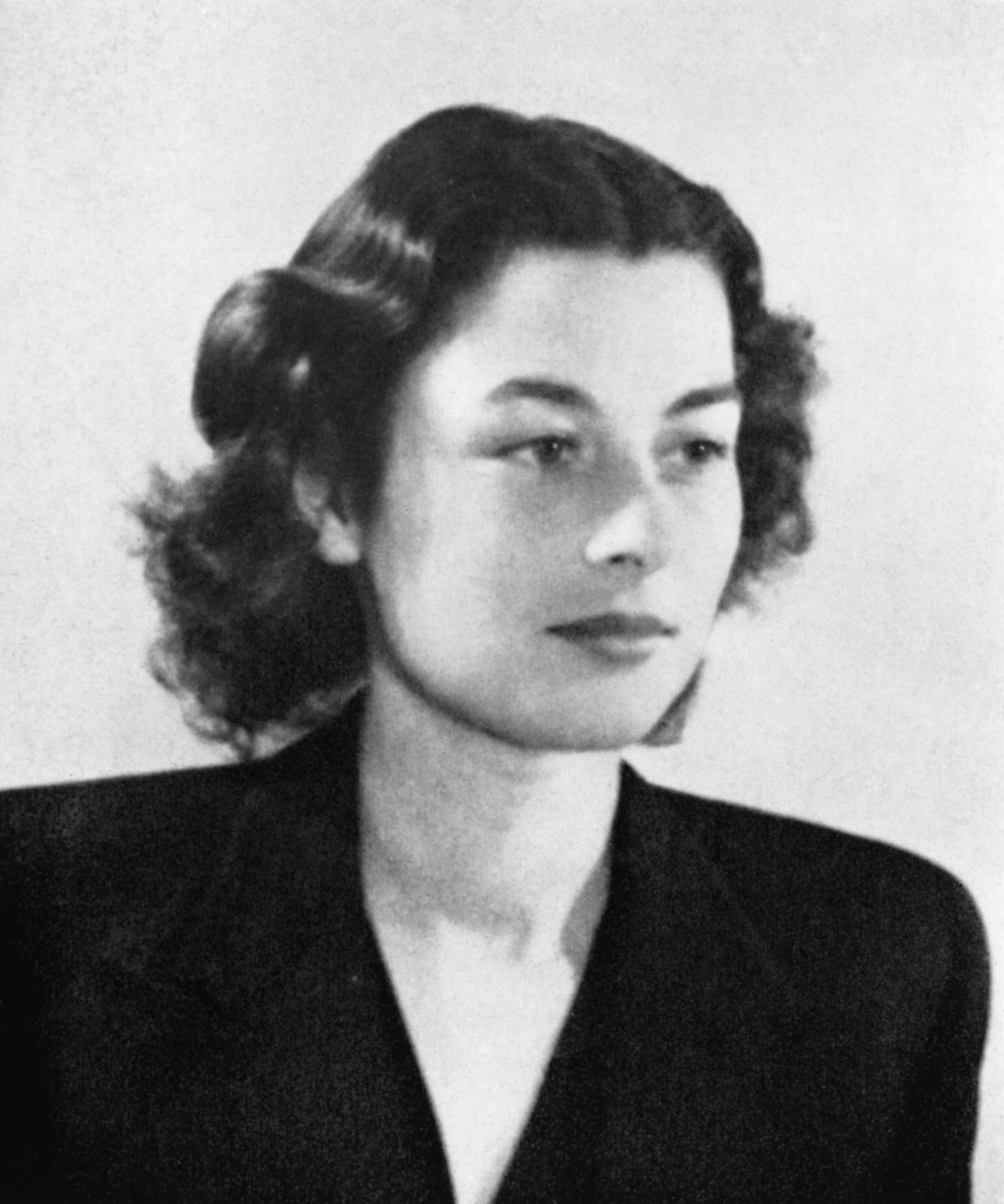
Violette Szabo

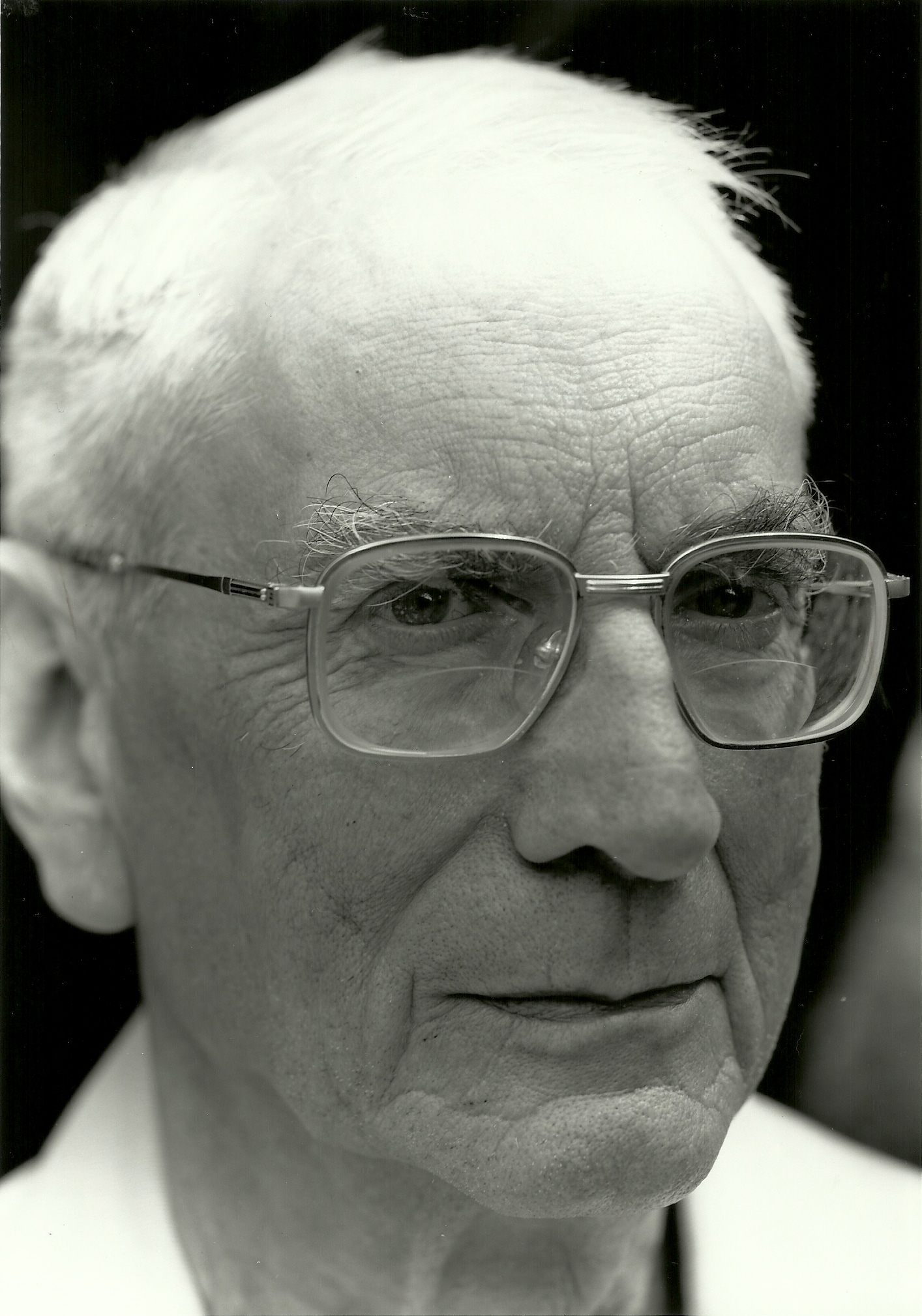
Pierre Hadot

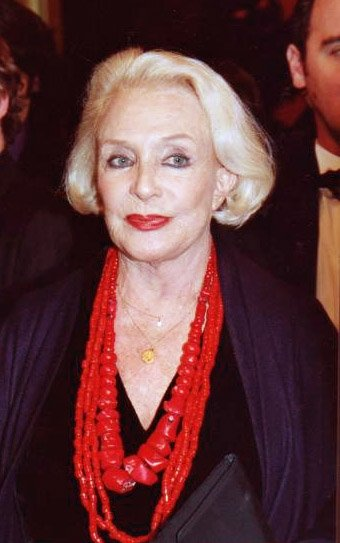
Micheline Presle

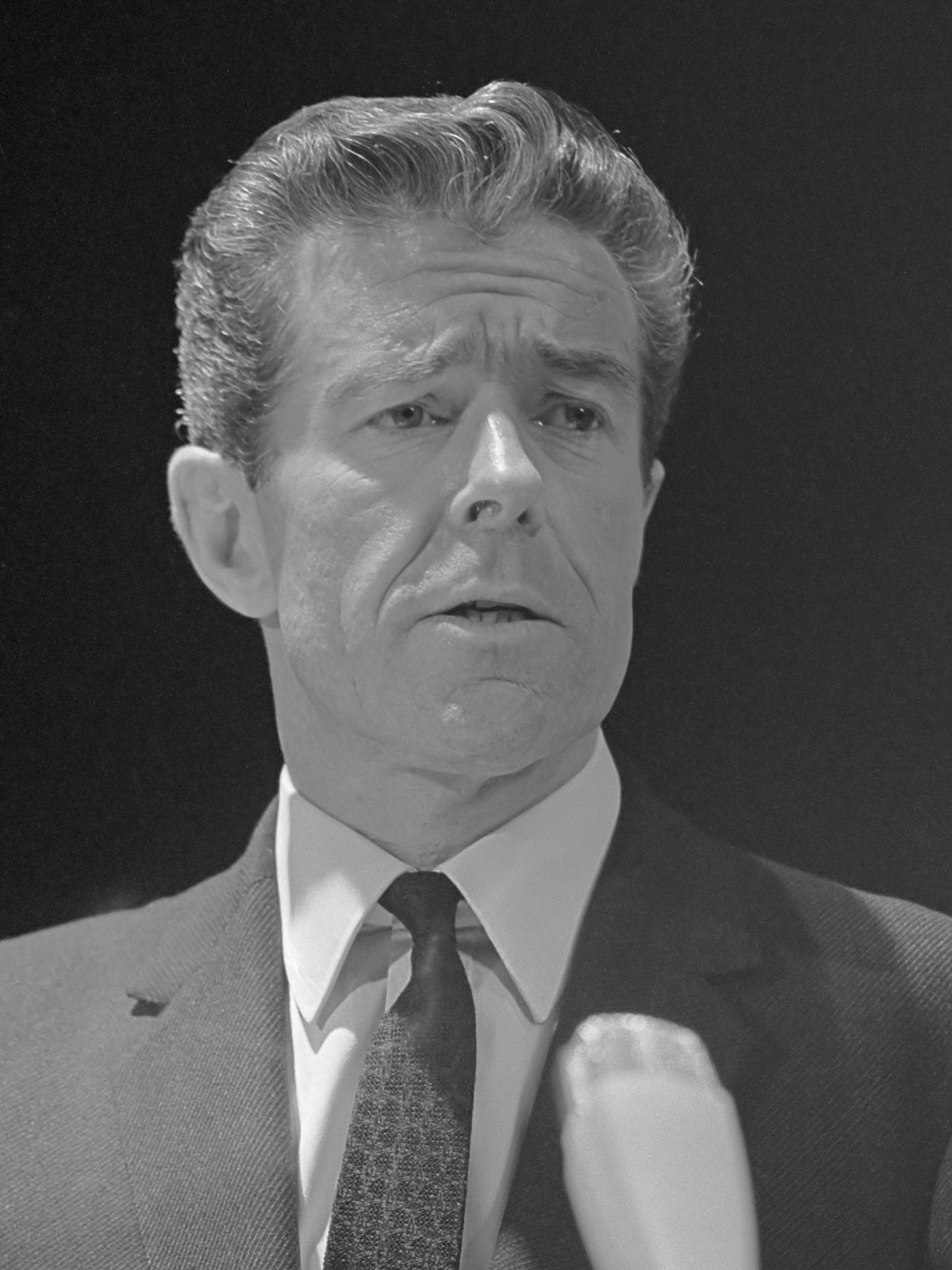
Jean-Jacques Servan-Schreiber

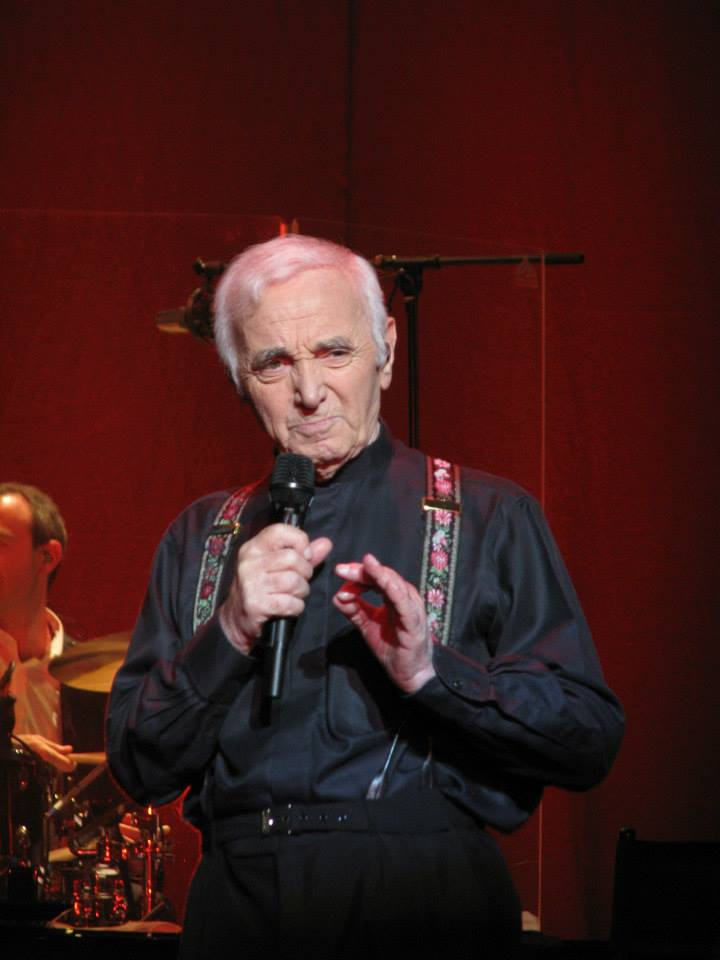
Charles Aznavour

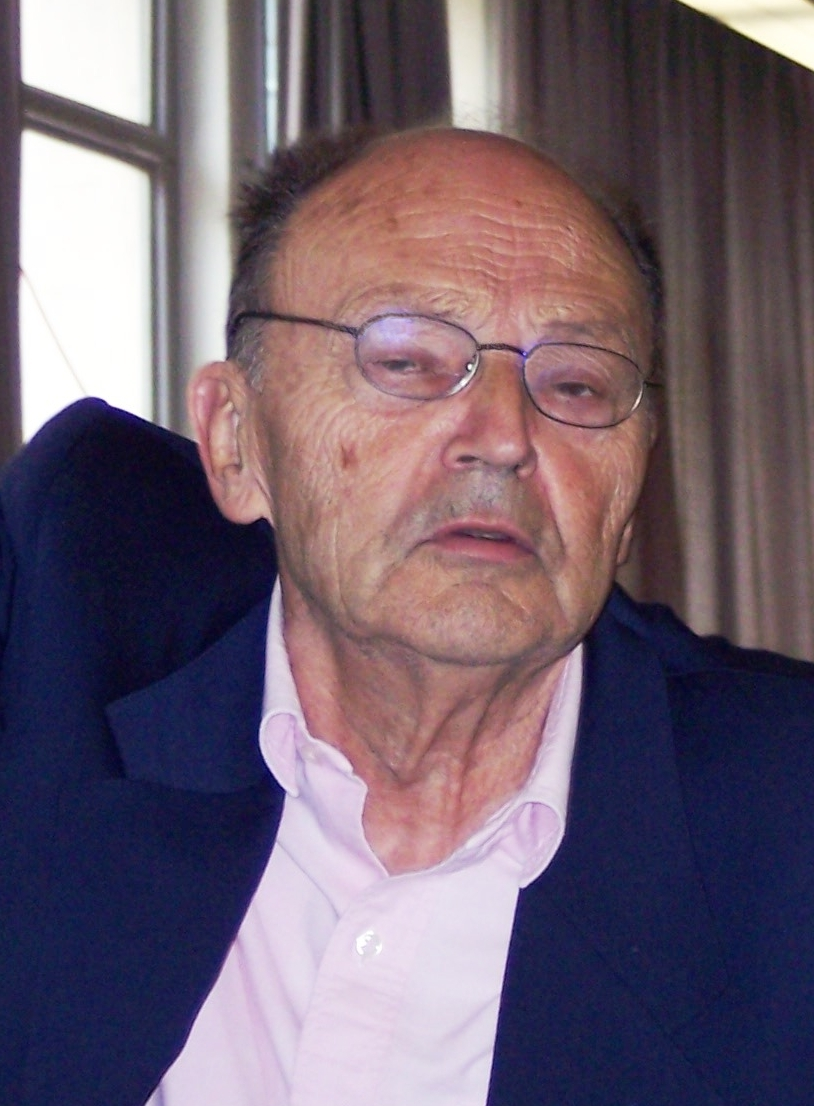
Michel Tournier

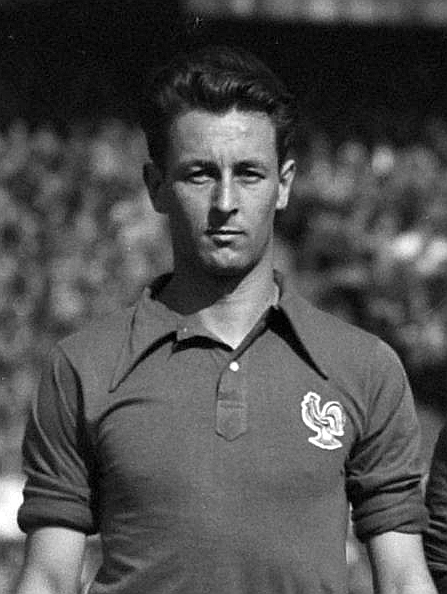
Robert Jonquet

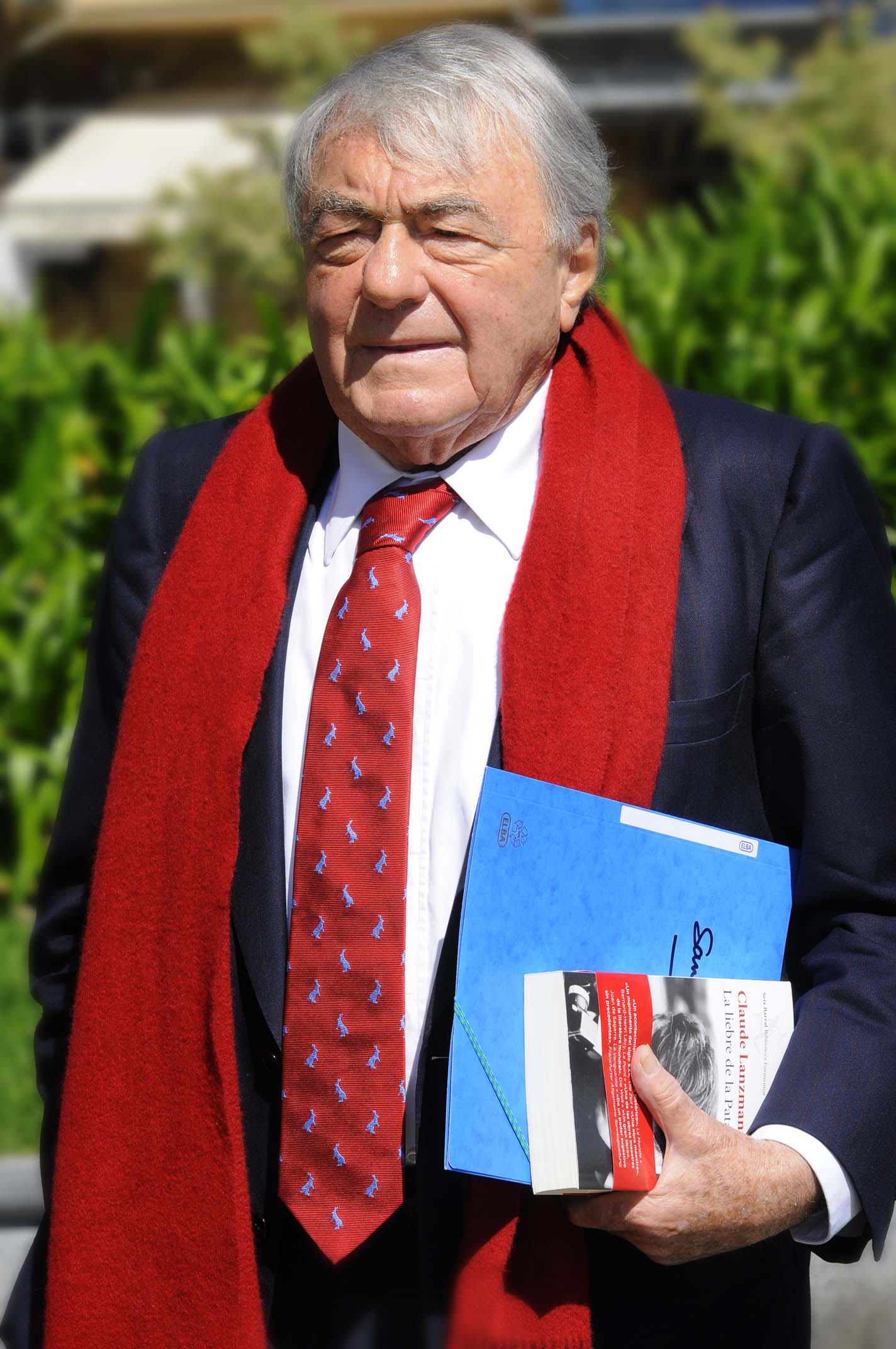
Claude Lanzmann

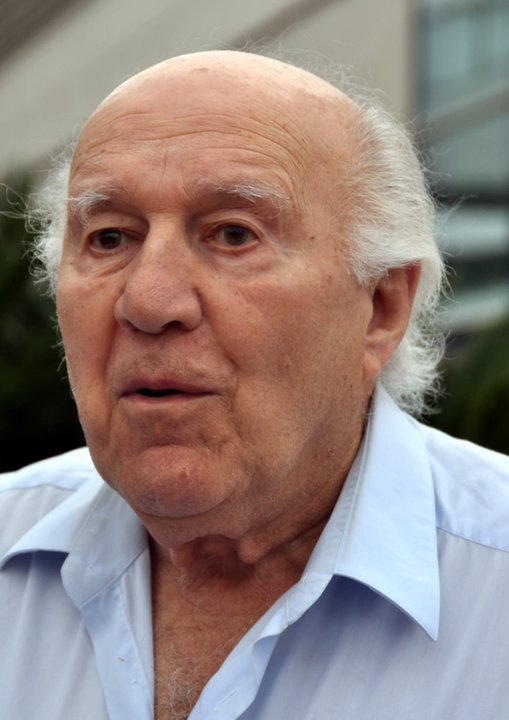
Michel Piccoli

##### 1921
- Eddie Barclay (1921–2005), Musikproduzent
- Pierre Bec (1921–2014), Schriftsteller, Sprachwissenschaftler und Mediävist
- Hélène Berr (1921–1945), Tagebuchschreiberin
- Marcel Bitsch (1921–2011), Komponist
- Francis Blanche (1921–1974), Schauspieler
- Christian Bonnet (1921–2020), Politiker, Mitglied der Nationalversammlung und Innenminister
- Yves Ciampi (1921–1982), Filmregisseur und Drehbuchautor
- Michel Cointat (1921–2013), Politiker und Schriftsteller, Mitglied der Nationalversammlung
- Slim Dortch (1921–2000), US-amerikanischer Country- und Rockabilly-Musiker
- Denise Duval (1921–2016), Opernsängerin
- Jean-Paul Elkann (1921–1996), Bankier
- Albert Féraud (1921–2008), Bildhauer
- Jacques Friedel (1921–2014), Physiker
- Robert Galley (1921–2012), Politiker
- Philippe de Gaulle (1921–2024), Admiral und Generalinspekteur der Marine sowie Politiker
- André Grillon (1921–2003), Fußballspieler und -trainer
- Pierre Hémard (1921–2003), Automobilrennfahrer
- Michel Hervé (1921–2011), Mathematiker
- André Hodeir (1921–2011), Komponist und Musikwissenschaftler
- Jacqueline Joubert (1921–2005), Fernsehmoderatorin
- Jacques Lecoq (1921–1999), Theaterpädagoge, Schauspiellehrer und Pantomime
- Corinne Luchaire (1921–1950), Filmschauspielerin
- Edgar Morin (* 1921), Philosoph und Soziologe
- Jacques Robert Marie Moulin (1921–1997), Mediziner, Präsident des Weltärztebundes
- Dominique Paladilhe (1921–2015), Schriftsteller
- Claude Pascal (1921–2017), Komponist
- Roger Piel (1921–2002), Radrennfahrer
- Dimitri Rebikoff (1921–1997), Pionier in der Entwicklung von Unterwassertechnik
- François Reichenbach (1921–1993), Dokumentarfilmregisseur
- Pierre Riché (1921–2019), Historiker
- Henri-Dominique Saffrey (1921–2021), Gräzist und Philosophiehistoriker
- Pierre Samuel (1921–2009), Mathematiker
- Maurice Sandeyron (1921–1999), Boxer
- Harry Schell (1921–1960), US-amerikanischer Automobilrennfahrer
- Danica Seleskovitch (1921–2001), Konferenzdolmetscherin, Dozentin und Translationswissenschaftlerin
- Jean Soubeyran (1921–2000), Schauspieler, Pantomime und Regisseur
- Michel Soutif (1921–2016), Physiker
- Henri Spade (1921–2008), Journalist, Regisseur und Schriftsteller
- Agnès Spycket (1921–2022), Vorderasiatische Archäologin
- Violette Szabo (1921–1945), Agentin und Widerstandskämpferin gegen den Nationalsozialismus
- Pierre-Yves Trémois (1921–2020), Maler, Bildhauer und Illustrator
- Odette Ueltschi-Gegauf (1921–1992), Schweizer Unternehmerin

##### 1922
- Robert-Henri Bautier (1922–2010), Historiker
- Marcel Berbert (1922–2005), Filmproduzent und Schauspieler
- Liliane Bettencourt (1922–2017), Unternehmerin und Milliardärin
- Francis Bouygues (1922–1993), Unternehmer
- Gérard Calvi (1922–2015), Filmkomponist
- Marc Cautenet (1922–1994), Radrennfahrer
- Henri Chopin (1922–2008), französisch-englischer Vertreter der Konkreten Poesie, der Lautpoesie und ein Herausgeber
- Cécile DeWitt-Morette (1922–2017), theoretische und mathematische Physikerin
- Maurice Diot (1922–1972), Radrennfahrer
- Bernard Dufour (1922–2016), Maler
- Roger Dufraisse (1922–2000), Historiker
- Fania Fénelon (1922–1983), Chansonsängerin
- Odette Gartenlaub (1922–2014), Komponistin und Pianistin
- Pierre-Marie Gy (1922–2004), Dominikaner und Liturgiewissenschaftler
- Pierre Hadot (1922–2010), Philosoph und Historiker
- Guy Hamilton (1922–2016), britischer Filmregisseur
- Claude Helffer (1922–2004), Pianist
- Marc Julia (1922–2010), Chemiker
- Albert Lamorisse (1922–1970), Regisseur
- Serge Lancen (1922–2005), Komponist, Pianist und Musiker
- Jacques Martin (1922–1964), Philosoph
- Jean Martin (1922–2009), Schauspieler
- Olivier Masson (1922–1997), Gräzist und Linguist
- Marcel Mouloudji (1922–1994), Schauspieler und Chansonnier
- Jacques Morel (1922–2008), Schauspieler
- Pierre Pairault (1922–2003), Science-Fiction-Autor
- Anise Postel-Vinay (1922–2020), Résistance-Kämpferin
- Micheline Presle (1922–2024), Schauspielerin
- Jean-Pierre Renouard (1922–2014), KZ-Überlebender
- Jeanine Rueff (1922–1999), Komponistin
- Jean Séphériadès (1922–2001), Ruderer
- Jean-Marie Souriau (1922–2012), Mathematiker
- Jean-Louis Steinberg (1922–2016), Astronom
- Jean Topart (1922–2012), Schauspieler und Synchronsprecher
- Ernest Vaast (1922–2011), Fußballspieler
- Jacques Verna (1922–2011), Radrennfahrer
- Robert Veyron-Lacroix (1922–1991), Cembalist und Pianist

##### 1923
- Raymond Arnette (1923–2004), deutsch-französischer Priester und Buchautor
- Alexandre Astruc (1923–2016), Filmregisseur, Drehbuchautor und Schriftsteller
- Pierre Barillet (1923–2019), Schriftsteller
- Claude Bloch (1923–1971), Physiker
- Édouard Boubat (1923–1999), Fotograf und Fotojournalist
- Anna von Bourbon-Parma (1923–2016), rumänische Adelige
- François Cavanna (1923–2014), Journalist und Schriftsteller
- François Chaumette (1923–1996), Schauspieler
- Maurice Chevit (1923–2012), Schauspieler
- Charles Cyroulnik (1923–2003), Geiger
- Xavier Deniau (1923–2011), Politiker
- Hubert Deschamps (1923–1998), Schauspieler
- Betsy Drake (1923–2015), amerikanische Schauspielerin und Autorin
- Roland Dubillard (1923–2011), Schauspieler und Schriftsteller
- Jacques Français, Geigenbauer und -experte
- Louis Frédéric (1923–1996), Kulturhistoriker und Kunsthistoriker
- Roger Gabet (1923–2007), Fußballspieler
- Nina Garsoïan (1923–2022), Historikerin
- José Giovanni (1923–2004), französisch-schweizerischer Schriftsteller und Filmemacher
- Claude Luter (1923–2006), Swing-Bandleader, Klarinettist und Saxophonist
- Maria Pacôme (1923–2018), Schauspielerin
- Francis Petter (1923–2012), Mammaloge und Paläontologe
- Claude Piéplu (1923–2006), Schauspieler
- Philippe Richer (1923–2018), Diplomat, Historiker und Widerstandskämpfer gegen den NS-Staat
- Robert Sabatier (1923–2012), Schriftsteller und Literaturkritiker
- Satprem (1923–2007), Autor

##### 1924
- Françoise Adnet (1924–2014), Pianistin und Malerin
- Charles Aznavour (1924–2018), armenisch-französischer Chansonnier, Liedtexter, Komponist und Filmschauspieler
- Claude Ballif (1924–2004), Komponist
- Albert Band (1924–2002), US-amerikanischer Filmproduzent und Regisseur
- Antoine Bernheim (1924–2012), Bankier und Manager
- Georges Biard (1924–2003), Geistlicher, katholischer Bischof
- Alain Bombard (1924–2005), Arzt, Biologe und Umweltpolitiker
- Jacqueline Bonnamour (1924–2020), Geographin und Hochschullehrerin
- André du Bouchet (1924–2001), Dichter, Übersetzer und Kunstkritiker
- Bernard Borderie (1924–1978), Filmregisseur und Drehbuchautor
- Andree Juliette Brun (1924–1989), Pianistin
- Annette Chalut (1924–2021), Widerstandskämpferin, Arbeits- und Sozialmedizinerin
- Jean Corbon (1924–2001), maronitischer Priester
- Raoul Coutard (1924–2016), Kameramann und Fotograf
- Denise Darcel (1924–2011), US-amerikanische Schauspielerin
- Jacques Douy (1924–2010), Filmarchitekt
- Jacques Duhamel (1924–1977), Politiker, Mitglied der Nationalversammlung
- Marc Ferro (1924–2021), Historiker
- Pierre Fourmanoir (1924–2007), Agraringenieur und Ichthyologe
- Audrey Jane Gibson (1924–2008), britisch-amerikanische Mikrobiologin, Biochemikerin und Hochschullehrerin
- Roger-Edgar Gillet (1924–2004), Maler, Theaterdekorateur und Architekt
- Pierre Gouffault (1924–2009), Widerstandskämpfer und KZ-Häftling
- Henry-Louis de La Grange (1924–2017), Musikwissenschaftler und Biograph
- Flora Groult (1924–2001), Journalistin und Autorin
- Jacques Heers (1924–2013), Mittelalterhistoriker
- Lynn Hoffman (1924–2017), US-amerikanische Sozialarbeiterin, Psychotherapeutin und Familientherapeutin
- Pierre Lacoste (1924–2020), Militär
- Jean Laplanche (1924–2012), Autor und Theoretiker der Psychoanalyse
- Michel Lazard (1924–1985/86), Mathematiker
- Michael James Lighthill (1924–1998), britischer Mathematiker
- Yvonne Loriod (1924–2010), Pianistin
- Jacques Lusseyran (1924–1971), Schriftsteller und Hochschullehrer
- Zizi Jeanmaire (1924–2020), Balletttänzerin, Schauspielerin und Chanson-Sängerin
- Olivier Mathot (1924–2011), Schauspieler, Filmregisseur und Filmproduzent
- André Migdal (1924–2007), Widerstandskämpfer, KZ-Häftling, Autor und Dichter
- Guy Môquet (1924–1941), Opfer deutscher Repression während der Besatzungszeit im Zweiten Weltkrieg
- Claude Netter (1924–2007), Fechter
- Serge Nigg (1924–2008), Komponist
- Rémy Peignot (1924–1985), Typograf und Grafiker
- Marie-Jacques Jacotte Perrier (1924–2012), Sängerin
- Gérard Pochonet (1924–2000), Jazzmusiker
- Jean-Bertrand Pontalis (1924–2013), Philosoph, Psychoanalytiker und Schriftsteller
- Françoise Renet (1924–1995), Organistin
- Jean-Jacques Servan-Schreiber (1924–2006), Journalist, Essayist, Medienmanager, Linksintellektueller und Politiker
- Michel Tournier (1924–2016), Schriftsteller
- Robert Villemain (1924–1984), Boxer
- Adalbert de Vogüé (1924–2011), Geistlicher

##### 1925
- Brigitte Auber (* 1925), Schauspielerin
- Françoise Bertin (1925–2014), Schauspielerin
- Alphonse Boudard (1925–2000), Schriftsteller
- Michel Bouquet (1925–2022), Schauspieler
- Corinne Calvet (1925–2001), Schauspielerin
- Anne-Marie Carrière (1925–2006), Schauspielerin und Sängerin
- Madeleine Chapsal (1925–2024), Journalistin und Schriftstellerin
- François Châtelet (1925–1985), Philosoph
- Lilyan Chauvin (1925–2008), Schauspielerin und Regisseurin
- Françoise Choay (1925–2025), Architekturhistorikerin
- Serge Dassault (1925–2018), Verleger und Politiker
- Gilles Deleuze (1925–1995), Philosoph der Postmoderne
- Jacques Delors (1925–2023), Politiker
- Maurice Fellous (1925–2015), Kameramann
- Jean Claude Fohrenbach (1925–2009), Jazzmusiker
- Hubert Fol (1925–1995), Jazzmusiker
- Viviane Forrester (1925–2013), Schriftstellerin, Essayistin und Literaturkritikerin
- Geneviève de Galard Terraube (1925–2024), Offizierin
- Ernest Gellner (1925–1995), tschechisch-britischer Anthropologe, Soziologe und Philosoph
- Pierre Gripari (1925–1990), Schriftsteller und Erzähler
- François Gros (1925–2022), Molekularbiologe
- Nicole Henriot-Schweitzer (1925–2001), Pianistin und Musikpädagogin
- Robert Jonquet (1925–2008), Fußballspieler und -trainer
- Christian Jouanin (1925–2014), Ornithologe und Naturschützer
- Claude Lalanne (1925–2019), Bildhauerin und Designerin
- Claude Lanzmann (1925–2018), Filmregisseur
- Georges Lombard (1925–2010), Politiker und Schriftsteller
- Colette Marchand (1925–2015), Tänzerin und Schauspielerin
- Totole Masselier (1925–2013), Jazzmusiker
- Maurice Meunier (1925–1990), Jazzmusiker
- Philippe Meyer (1925–2007), Physiker, Kunstsammler und Mäzen
- Henri Oreiller (1925–1962), Skirennläufer
- Jean d’Ormesson (1925–2017), Schriftsteller
- Michel Piccoli (1925–2020), Schauspieler
- Claude Pichois (1925–2004), Romanist und Literaturwissenschaftler
- Charles Fernand Robert Popineau (1925–1991), Grafiker und Illustrator
- Andrée Putman (1925–2013), Innenarchitektin und Designerin
- Hernando da Silva Ramos (* 1925), französisch-brasilianischer Automobilrennfahrer
- Daniel Sénélar (1925–2001), Maler, Zeichner und Grafiker
- Claude Tresmontant (1925–1997), Philosoph
- François Wahl (1925–2014), Philosoph, Autor und Verleger

#### 1926 bis 1930

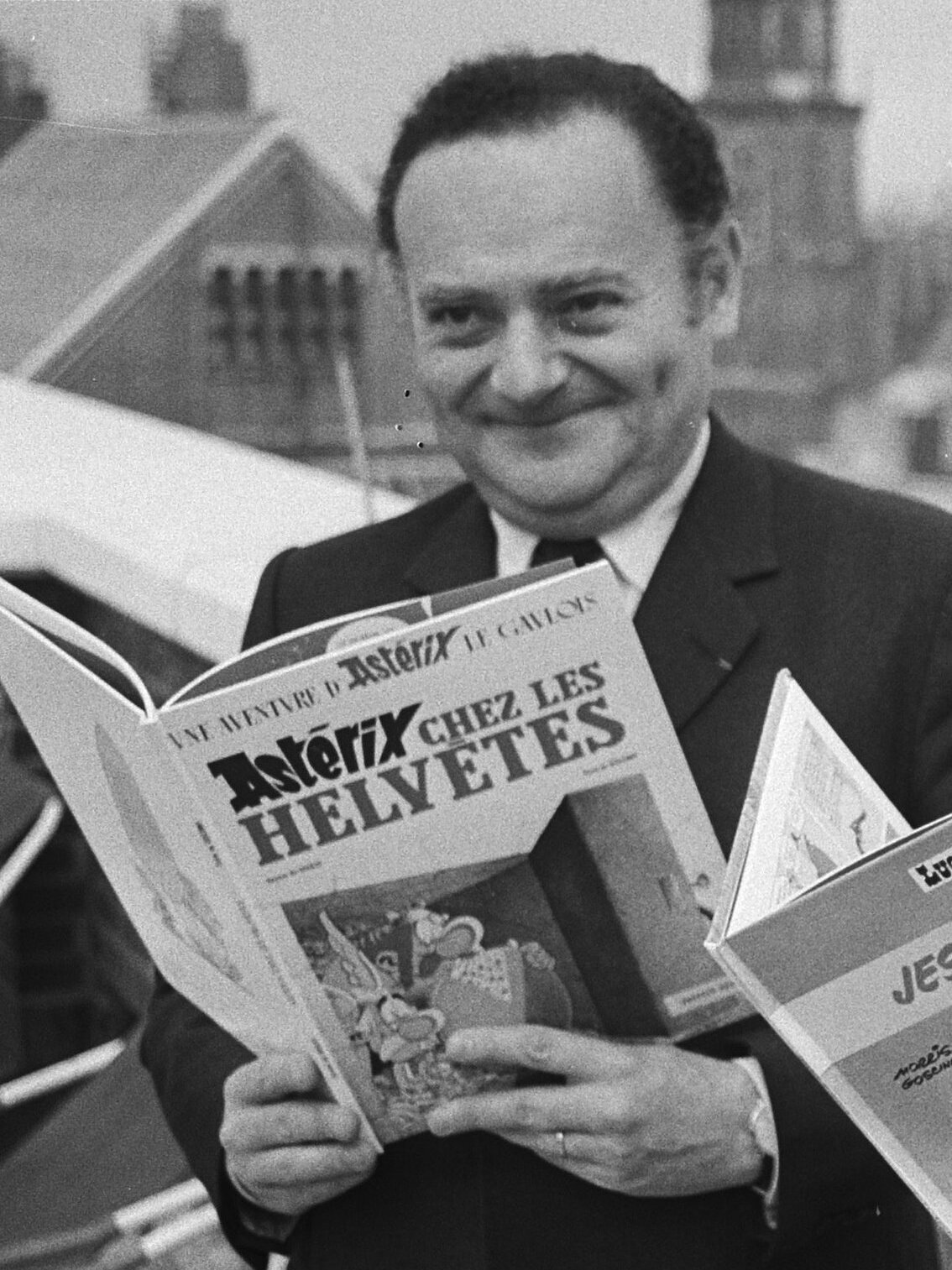
René Goscinny

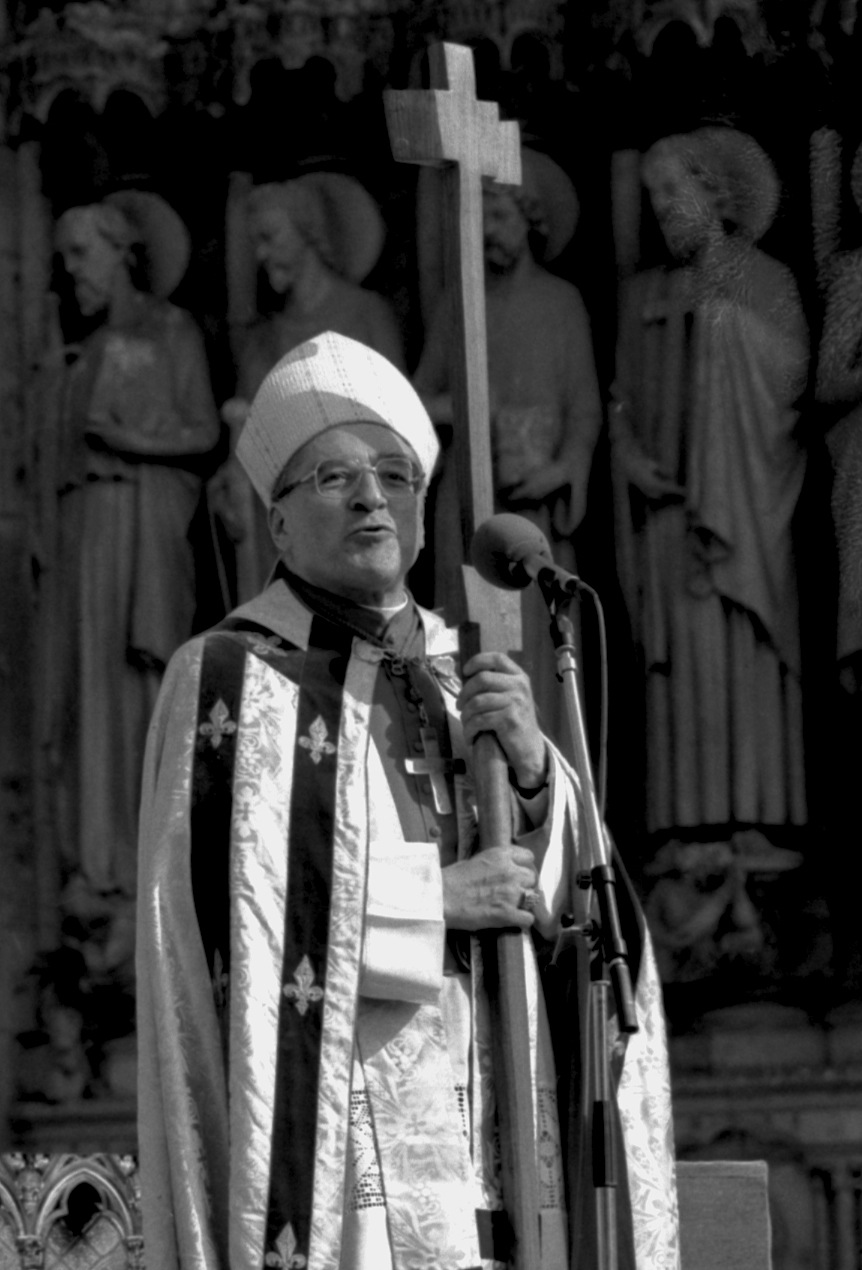
Jean-Marie Lustiger

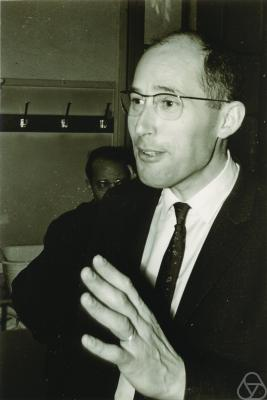
Marcel Berger

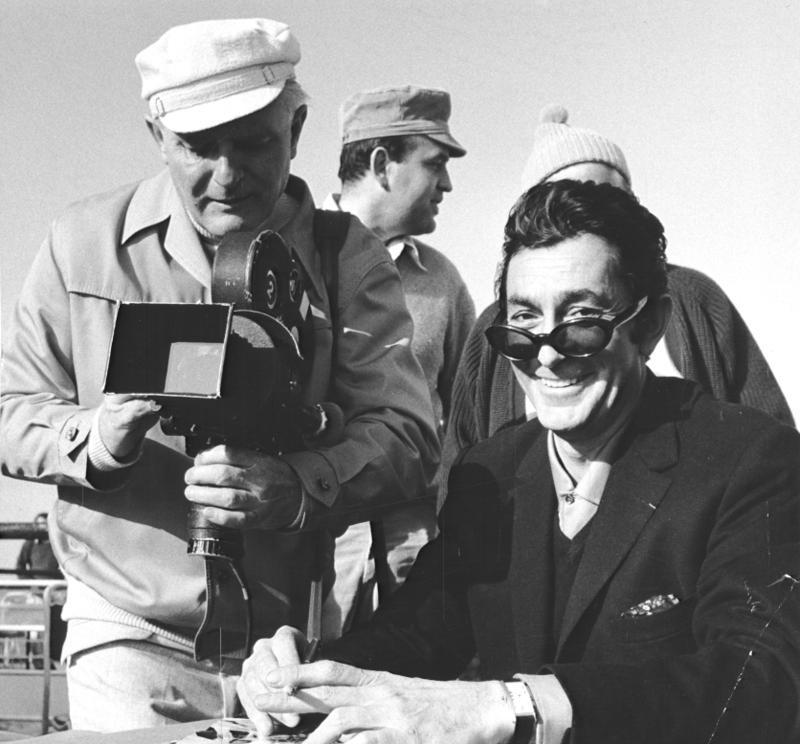
Jean-Claude Pascal (re.)

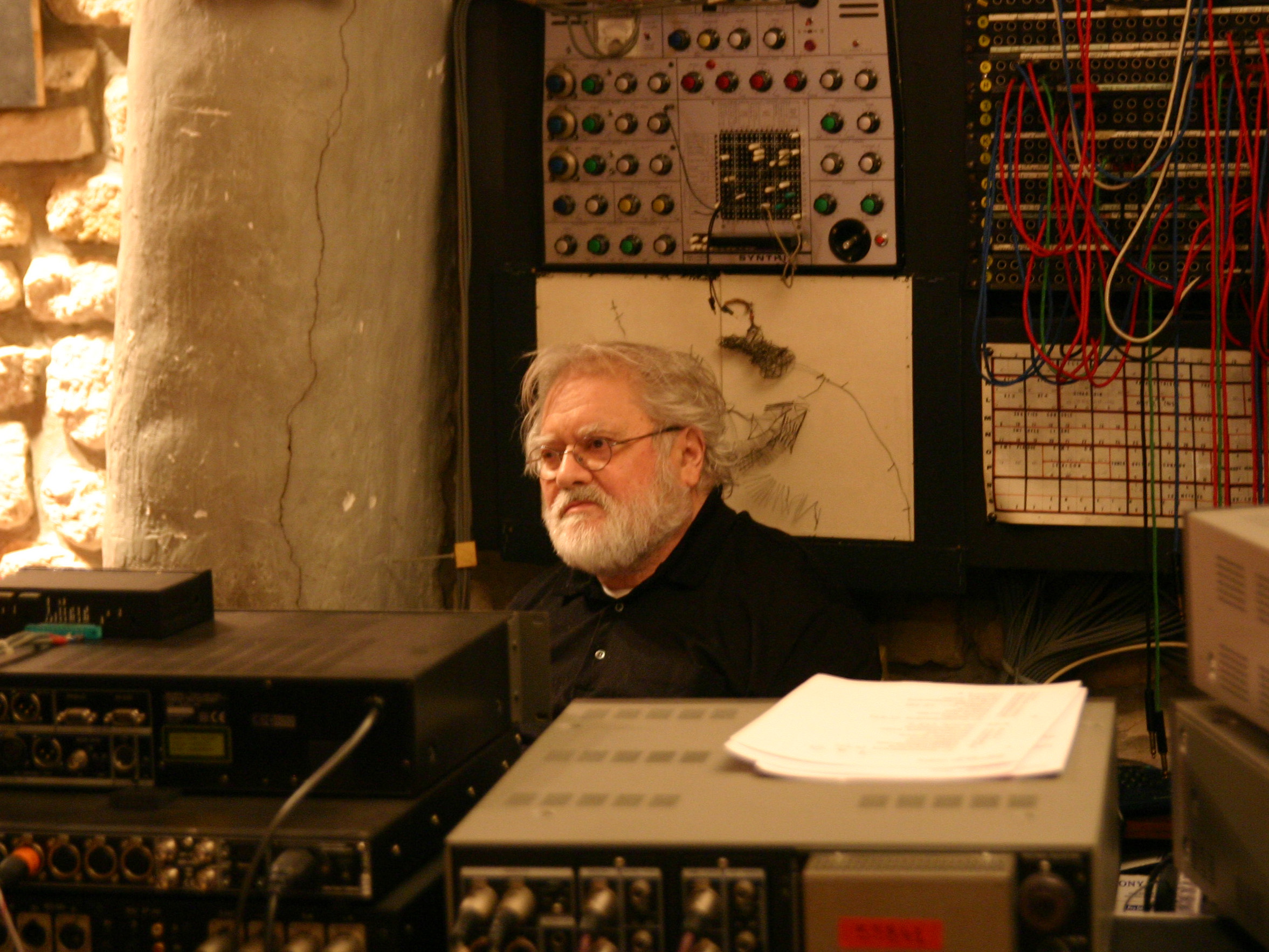
Pierre Henry

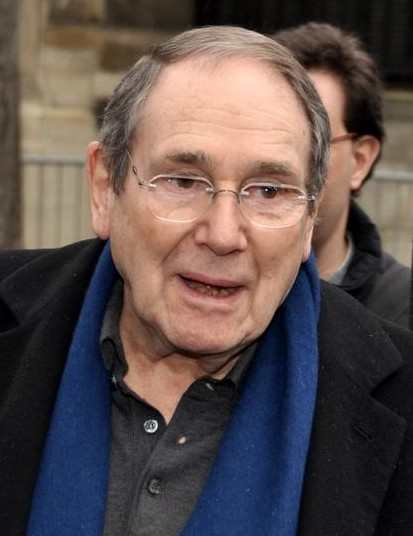
Robert Hossein

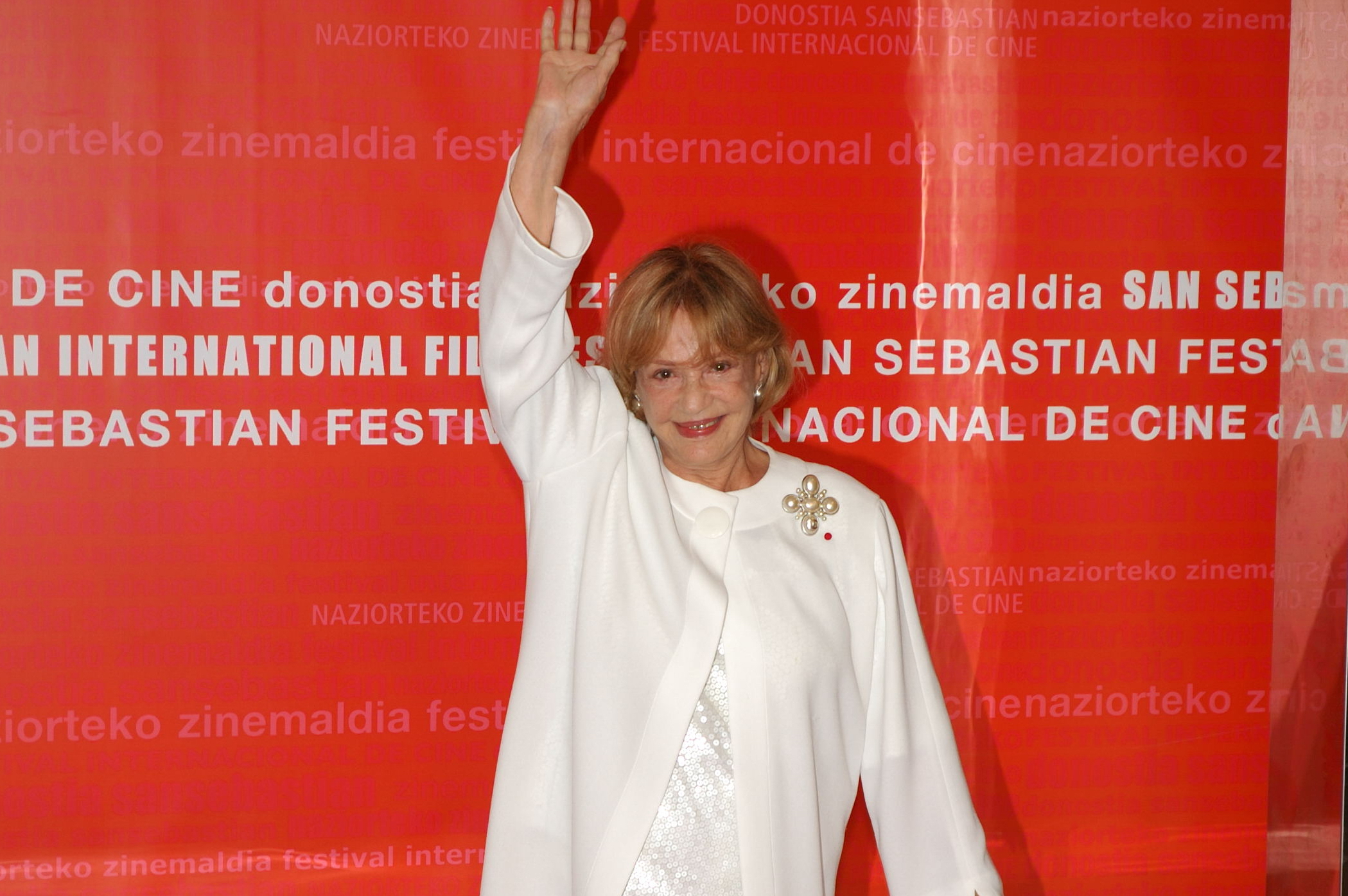
Jeanne Moreau

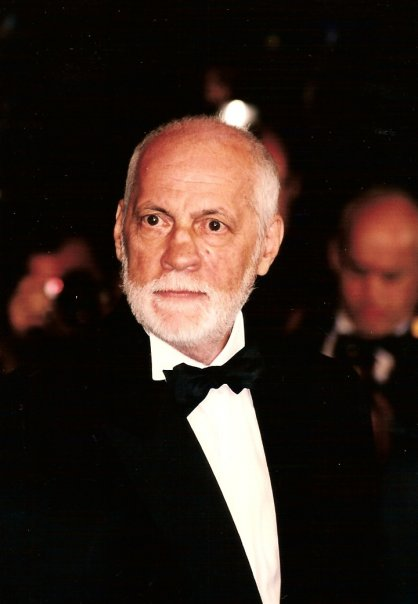
Michel Serrault

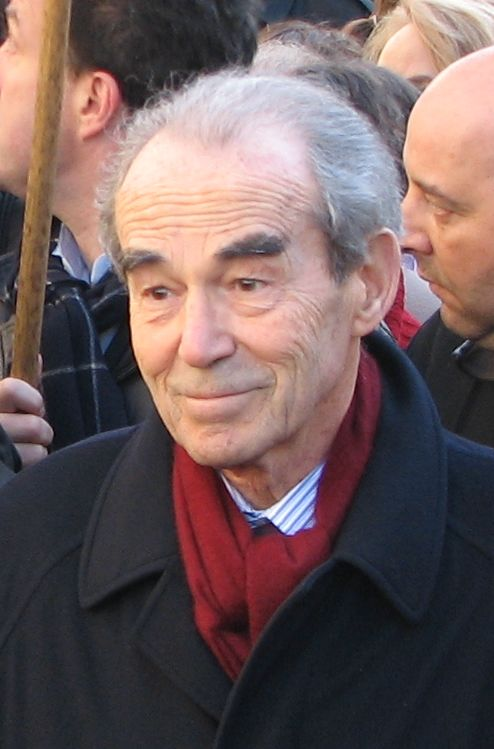
Robert Badinter

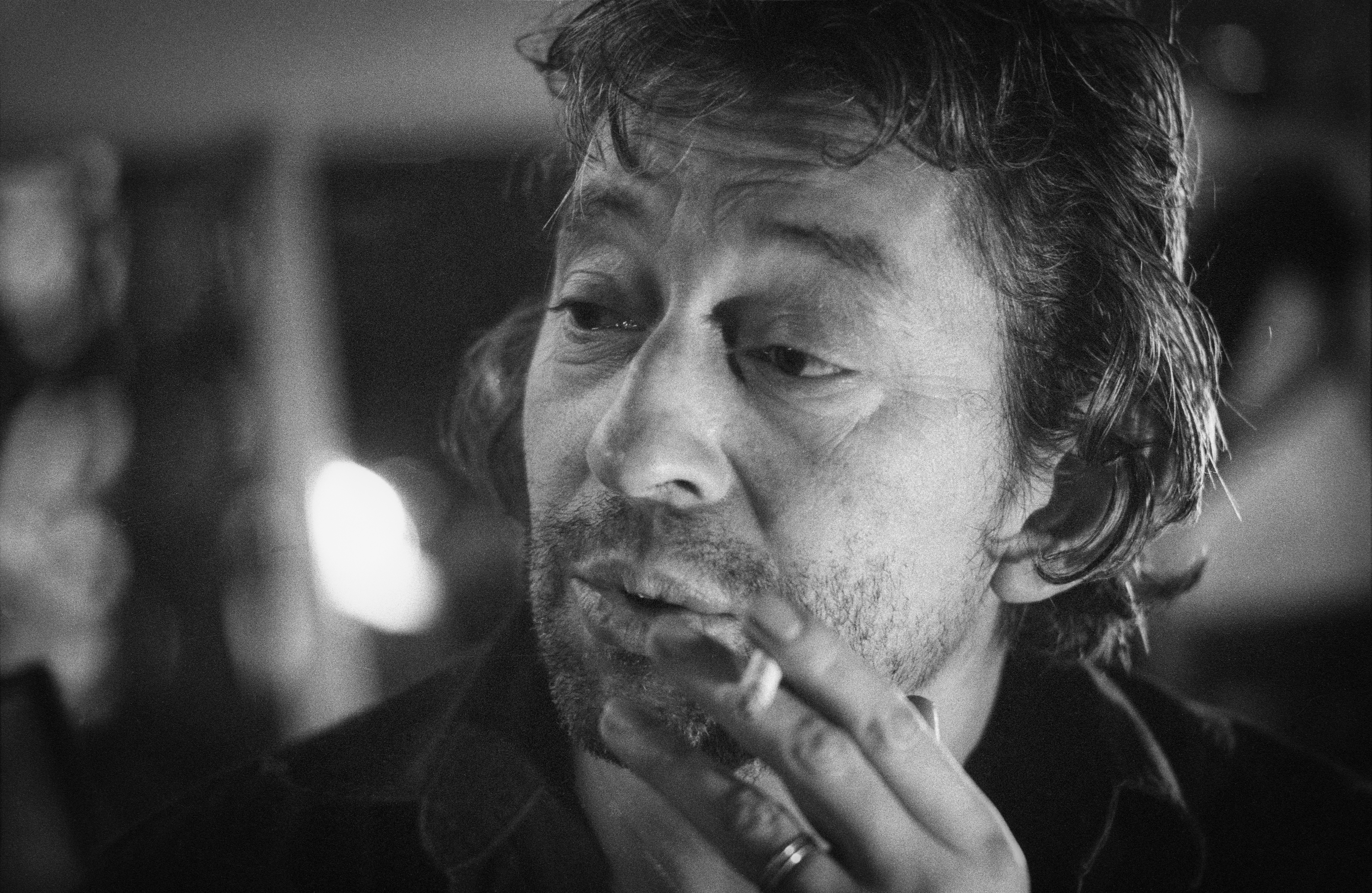
Serge Gainsbourg

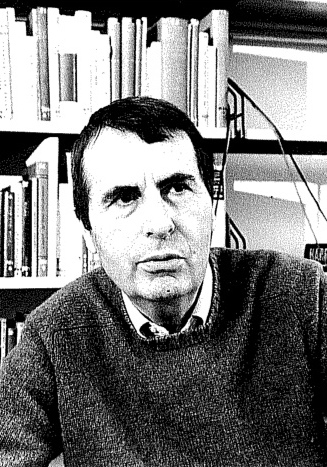
Jean-Louis de Rambures

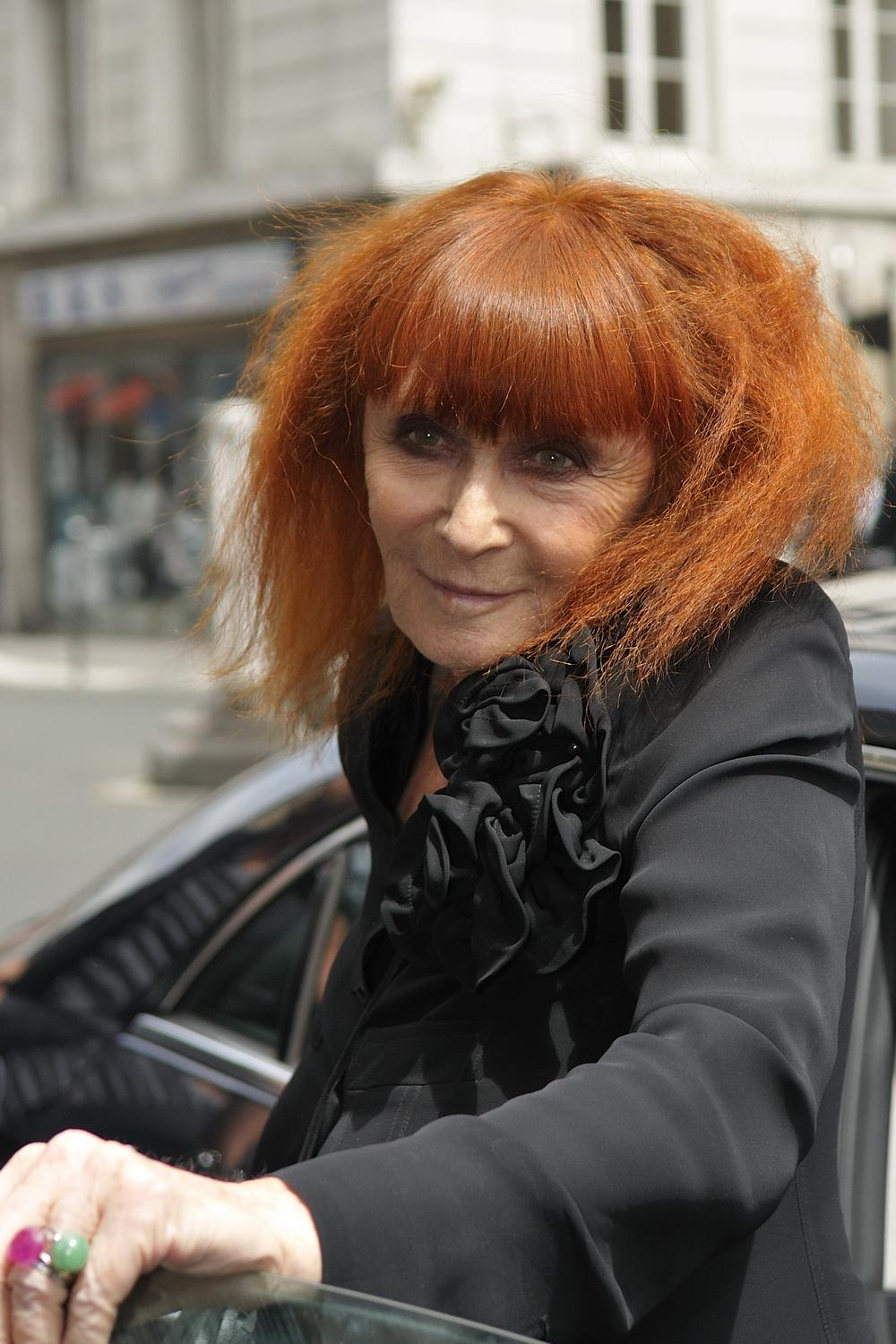
Sonia Rykiel

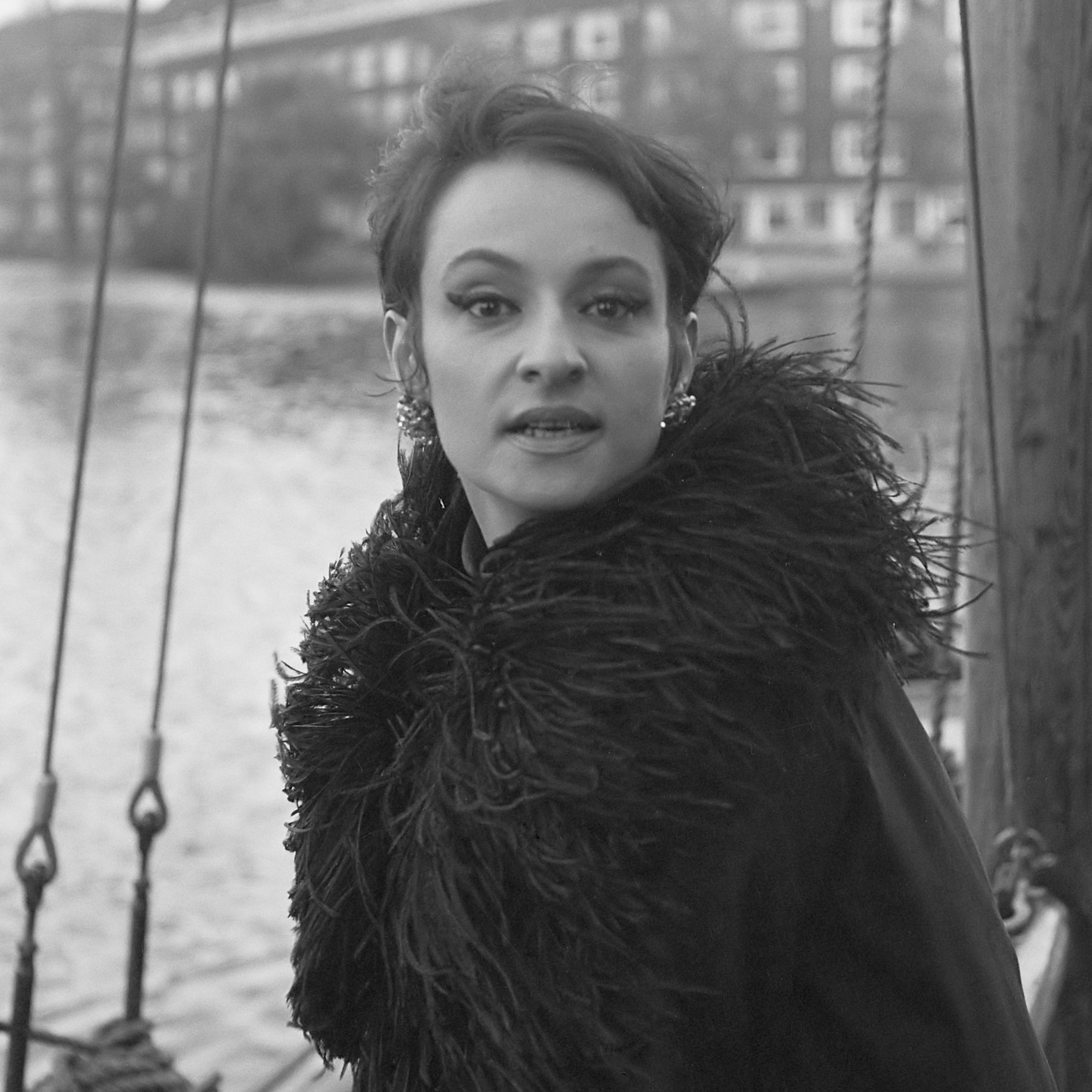
Barbara

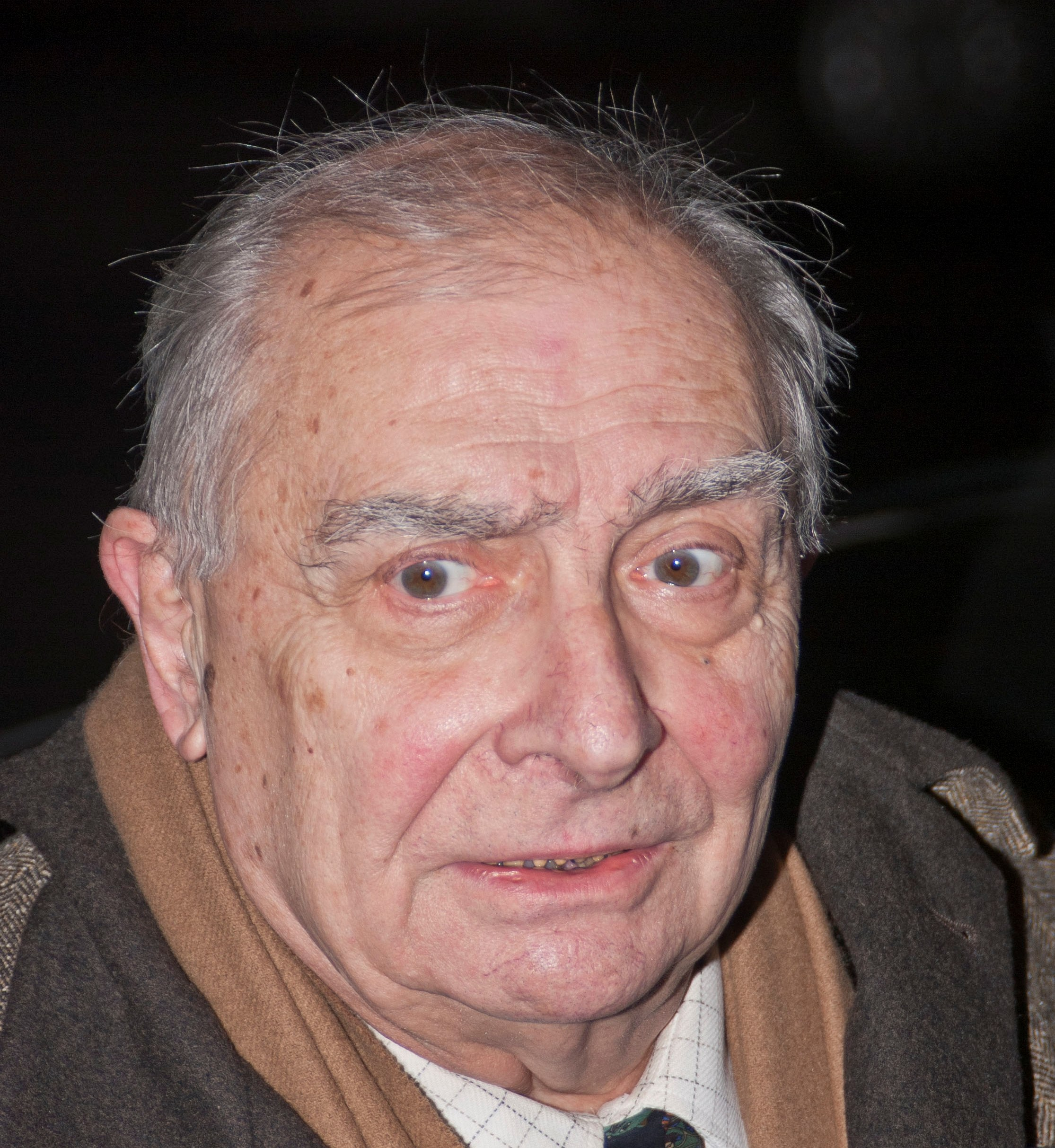
Claude Chabrol

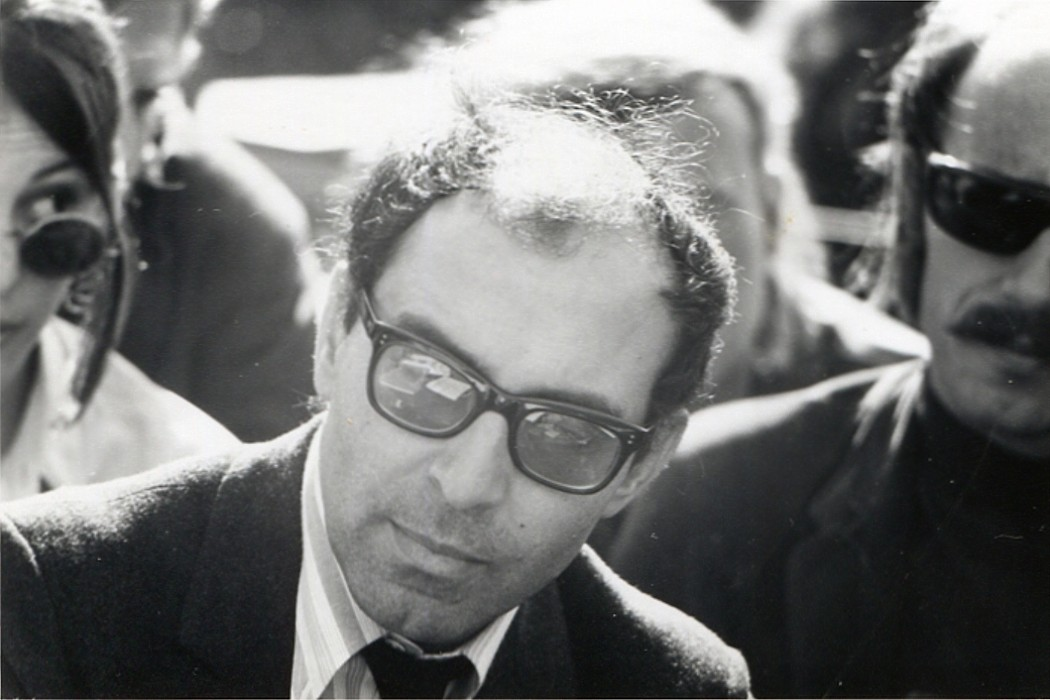
Jean-Luc Godard

##### 1926
- Christian Azzi (1926–2020), Jazzmusiker
- Pierre Barbéris (1926–2014), Romanist und Literaturwissenschaftler
- Michel Bataille (1926–2008), Schriftsteller und Architekt
- Nadine Bellaigue (* 1926), Schauspielerin
- Claude Bénard (* 1926), Leichtathlet
- Marc Bohan (1926–2023), Modeschöpfer
- Pierre de Boisdeffre (1926–2002), Staatsbeamter, Diplomat, Romanist und Literaturkritiker
- Michel de Bourbon-Parma (1926–2018), Adeliger, Kriegsheld und Automobilrennfahrer
- Dora Bruder (1926–1942), Opfer des Holocaust, Romanfigur des Literaturnobelpreisträgers Patrick Modiano
- Jacques Castérède (1926–2014), Komponist
- Robert Clary (1926–2022), Schauspieler und Sänger
- Jacques Dewez (1926–2005), Unternehmer und Automobilrennfahrer
- Francis Dhomont (1926–2023), Komponist der elektroakustischen Musik
- René Duprat (1926–1996), Gypsy-Jazz-Musiker
- Marie-Thérèse Escribano (1926–2023), österreichische Sängerin und Kabarettistin
- Paul Gillon (1926–2011), Comiczeichner
- René Goscinny (1926–1977), Comic-Autor
- Pierre Guffroy (1926–2010), Artdirector und Szenenbildner
- Betsy Jolas (* 1926), Komponistin
- Jean-Pierre Kahane (1926–2017), Mathematiker
- Annie Kriegel (1926–1995), Historikerin und Publizistin
- Monique Lange (1926–1996), Schauspielerin, Autorin und Übersetzerin
- Geneviève Laporte (1926–2012), Schriftstellerin, Filmemacherin, Model und Geliebte von Pablo Picasso––
- Maurice Lemaître (1926–2018), Autor und Filmregisseur
- Monique Lévi-Strauss (* 1926), belgisch-französische Schriftstellerin
- Yvette Lévy (* 1926), Überlebende des Holocaust
- Peter L’Huillier (1926–2007), Erzbischof
- Jean-Marie Lustiger (1926–2007), Geistlicher, römisch-katholischer Erzbischof
- Colette Magny (1926–1997), Sängerin und Liedermacherin
- Michelle Marquais (1926–2022), Theaterschauspielerin
- Jean-Jacques Pauvert (1926–2014), Verleger und Autor
- Mimi Perrin (1926–2010), Jazzsängerin und Übersetzerin
- Jean Poiret (1926–1992), Schauspieler, Regisseur und Autor
- Georges Poitou (1926–1989), Mathematiker
- Jean-Bernard Raimond (1926–2016), Diplomat und Politiker
- Marcel Renaud (1926–2016), Kanute
- Rachel Rosenthal (1926–2015), französisch-US-amerikanische Performancekünstlerin und Tänzerin
- Edmond Adolphe de Rothschild (1926–1997), Bankier
- Jacques Rozier (1926–2023), Filmregisseur
- Raimundo Saporta (1926–1997), spanischer Sportfunktionär
- Paul Sobol (1926–2020), Holocaust-Überlebender und Zeitzeuge
- Pierre-Christian Taittinger (1926–2009), Staatssekretär und Bürgermeister
- Jean-Claude Touche (1926–1944), Organist
- Romain Weingarten (1926–2006), Dramatiker

##### 1927
- André Almuro (1927–2009), Komponist, Hörspielautor und Kurzfilmregisseur
- Mathé Altéry (* 1927), Sopranistin
- Marcel Azzola (1927–2019), Akkordeonist
- Marcel Berger (1927–2016), Mathematiker
- Gilbert Bilezikian (* 1927), französisch-US-amerikanischer Baptistenpastor, Hochschullehrer und Autor
- François Billetdoux (1927–1991), Dramatiker
- Habib Bourguiba jr. (1927–2009), tunesischer Politiker und Diplomat
- Giorgio Capitani (1927–2017), italienischer Regisseur
- Jean Casadesus (1927–1972), Pianist und Musikpädagoge
- Jean Cébron (1927–2019), Tänzer, Choreograph und Tanzpädagoge
- Monique Chaumette (* 1927), Schauspielerin
- Michel Louis Coloni (1927–2016), Geistlicher
- Jean-Pierre Darras (1927–1999), Schauspieler
- René Djian (1927–2024), Leichtathlet
- Pierre Doukan (1927–1995), Geiger, Komponist und Musikpädagoge
- Jean Elleinstein (1927–2002), Historiker
- Silvio Francesco (1927–2000), italienischer Entertainer, Sänger und Schauspieler
- Alain Franck (1927–2014), Kriminalautor
- François Furet (1927–1997), Historiker
- Pierre Granier-Deferre (1927–2007), Filmregisseur und Drehbuchautor
- Nicolas Hallé (1927–2017), Botaniker und Entomologe
- Pierre Henry (1927–2017), Komponist
- Robert Hossein (1927–2020), Schauspieler und Filmregisseur
- Madeleine M. Joullié (* 1927), US-amerikanische Chemikerin
- Hélène Langevin-Joliot (* 1927), Kernphysikerin
- Gisèle Lestrange (1927–1991), Zeichnerin und Grafikerin
- Anne-Marie Marchand (1927–2005), Kostümbildnerin
- Jean-Paul Martin du Gard (1927–2017), Sprinter
- Hubert Louis Marie Félix Michon (1927–2004), Geistlicher
- Guy Mouminoux (1927–2022), Comiczeichner und Autor
- François Nourissier (1927–2011), Schriftsteller und Literaturkritiker
- Geneviève Page (1927–2025), Schauspielerin
- Bernard Parmegiani (1927–2013), Komponist von Film- und Theatermusik
- Jean-Claude Pascal (1927–1992), Theater- und Filmschauspieler und Sänger
- Jean-Pierre Pedrazzini (1927–1956), französisch-schweizerischer Fotograf
- André Persiani (1927–2004), Musiker, Arrangeur und Komponist
- Jacqueline de Proyart (1927–2019), Slawistin
- Gérard Rasquin (1927–2012), luxemburgischer Leichtathlet und Sportfunktionär
- Edmond Richard (1927–2018), Kameramann
- Jean-Louis Richard (1927–2012), Schauspieler, Filmregisseur, Drehbuchautor
- Denis Richet (1927–1989), Historiker
- Rogelio Salmona (1927–2007), kolumbianischer Architekt
- Serge Sauneron (1927–1976), Ägyptologe
- Claude Storez (1927–1959), Automobilrennfahrer
- François Sully (1927–1971), Journalist und Fotograf
- Lise Topart (1927–1952), Film- und Theaterschauspielerin
- Michel Vinaver (1927–2022), Dramatiker
- Pierre M. Vincent (1927–2014), Geologe und Vulkanologe
- Ivar Wefring (1927–1978), norwegischer Jazzmusiker
- Geneviève Winding (1927–2008), Filmeditorin
- Léon Zyguel (1927–2015), jüdischer Überlebender der KZs Auschwitz und Buchenwald

##### 1928
- Gilles Aillaud (1928–2005), Maler, Grafiker, Bühnenbildner und Autor
- Cécile Aubry (1928–2010), Schauspielerin, Kinderbuchautorin und Fernsehregisseurin
- Jean-Christophe Averty (1928–2017), Regisseur und Fernsehmacher
- Robert Badinter (1928–2024), Jurist und Politiker
- Jean Barraqué (1928–1973), Komponist
- Jean Batany (1928–2012), Romanist
- Jean-Jacques Becker (1928–2023), Historiker
- Pierrette Bloch (1928–2017), Malerin und Textilkünstlerin
- Hanns-Peter Boehm (1928–2022), deutscher Chemiker
- Guy Bourdin (1928–1991), Modefotograf
- Bernard Buffet (1928–1999), Grafiker und Maler
- Janine Chasseguet-Smirgel (1928–2006), Psychoanalytikerin
- Jacques-Charles Delahaye (1928–2010), Bildhauer
- Paul Chemetov (1928–2024), Architekt
- Jean-François Deniau (1928–2007), Politiker, Diplomat und Schriftsteller
- Françoise Dorin (1928–2018), Schriftstellerin
- François-Georges Dreyfus (1928–2011), Historiker, Autor und Hochschullehrer
- Elliott Erwitt (1928–2023), US-amerikanischer Fotograf
- Anna Fárová (1928–2010), französisch-tschechische Kunsthistorikerin und Fotografin
- Daniel Filipacchi (* 1928), Fotograf, Verleger und Radiomoderator
- Raymond Fol (1928–1979), Jazzmusiker
- Jean François-Poncet (1928–2012), Diplomat und Politiker
- Daniel Frasnay (1928–2019), Fotograf
- Serge Gainsbourg (1928–1991), Chansonnier
- Marie-Brigitte Gauthier-Chaufour (1928–2001), Komponistin
- Edward Goldsmith (1928–2009), englisch-französischer Umweltschützer, Schriftsteller, Philosoph und Systemtheoretiker
- François Gourguillon (1928–2007), Geistlicher, Weihbischof in Reims
- Bernard Heidsieck (1928–2014), Lautdichter
- Alain Jouffroy (1928–2015), Schriftsteller, Dichter und Kunstkritiker
- Élie Kagan (1928–1999), Fotoreporter
- Sigrid Kahle (1928–2013), schwedische Journalistin und Autorin
- Alexis Korner (1928–1984), britischer Blues-Musiker
- Marie-Claude Leburgue (1928–1999), Schweizer Radiomoderatorin
- Bernard Malgrange (1928–2024), Mathematiker
- Hélène Martin (1928–2021), Chansonsängerin und -autorin
- Marthe Mercadier (1928–2021), Film- und Theaterschauspielerin
- John Michael Montias (1928–2005), Wirtschaftswissenschaftler und Kunsthistoriker
- Mirka Mora (1928–2018), bildende Künstlerin
- Jeanne Moreau (1928–2017), Schauspielerin
- Elizabeth F. Neufeld (* 1928), US-amerikanische Genetikerin
- Michelle Perrot (* 1928), Historikerin
- Emmanuel Poulle (1928–2011), Archivar, Wissenschaftshistoriker und Paläograph
- Michel Saudreau (1928–2007), Geistlicher, Bischof von Le Havre
- Jacques Saulnier (1928–2014), Filmarchitekt*
- Françoise Seigner (1928–2008), Schauspielerin
- Michel Serrault (1928–2007), Schauspieler
- Siné, eigentlich Maurice Albert Sinet (1928–2016), Zeichner und Satiriker
- Jacques Soisson (1928–2012), Maler, Bildhauer und Graphiker
- Françoise Spira (1928–1965), Film- und Theaterschauspielerin
- Yoko Tani (1928–1999), franko-japanische Schauspielerin
- Pierre Tchernia (1928–2016), Regisseur, Drehbuchautor, Produzent, Moderator, Animateur und Schauspieler
- Roger Vadim (1928–2000), Filmregisseur

##### 1929
- Nathalie Babel (1929–2005), US-amerikanische Herausgeberin und Hochschullehrerin russischer Herkunft
- Jean-Denis Bredin (1929–2021), Rechtsanwalt und Schriftsteller
- François Bruhat (1929–2007), Mathematiker
- Jacques Brunschwig (1929–2010), Philosophiehistoriker und Professor
- Hélène Carrère d’Encausse (1929–2023), Historikerin
- Jacques Charby (1929–2006), Schauspieler, Antikolonialist und Regisseur
- Etchika Choureau (1929–2022), Schauspielerin
- Philippe Curval (1929–2023), Science-Fiction-Autor
- Hubert Degex (1929–2021), Jazz- und Unterhaltungsmusiker
- Luc Ferrari (1929–2005), Komponist, Klangkünstler und Hörspielmacher
- Georges Gilson (1929–2024), Geistlicher, Erzbischof von Sens
- Claude Gousset (1929–2022), Jazzmusiker
- Clairève Grandjouan (1929–1982), Klassische Archäologin
- Ida Grinspan (1929–2018), Holocaustüberlebende
- René Laloux (1929–2004), Regisseur und Maler
- Ted Lapidus (1929–2008), Modeschöpfer
- Lucienne Laroche (1929–1981), vorderasiatische Archäologin
- Jacques de Larosière (* 1929), Jurist
- Henri Loche (* 1929), Komponist
- Moustache (1929–1987), Jazzmusiker und Schauspieler
- Aleksandar Petrović (1929–1994), jugoslawischer Filmregisseur
- Bertrand Poirot-Delpech (1929–2006), Schriftsteller und Journalist
- Jane Rhodes (1929–2011), Opernsängerin
- Claude Rouer (1929–2021), Radrennfahrer
- Serge Sauvion (1929–2010), Filmschauspieler, Synchronsprecher und Theaterschauspieler
- Suzanne Schiffman (1929–2001), Drehbuchautorin und Regisseurin
- Roger Tallon (1929–2011), Industrie- und Produktdesigner
- Robert Turcan (1929–2018), Archäologe
- Maurice Vander (1929–2017), Jazz-Pianist
- Gérard de Villiers (1929–2013), Schriftsteller, Herausgeber und Journalist
- Daniel Wayenberg (1929–2019), niederländischer Pianist und Komponist

##### 1930
- Jacques Allégret (1930–2004), Architekt, Stadtplaner, Soziologe und Hochschullehrer
- Michel Attenoux (1930–1988), Jazzmusiker und Bandleader
- Françoise Basch (1930–2023), Literaturwissenschaftlerin und Feministin
- Jacqueline du Bief (* 1930), Eiskunstläuferin
- Estella Blain (1930–1982), Schauspielerin
- Gérard Blain (1930–2000), Schauspieler, Filmregisseur und Drehbuchautor
- Christiane Bonnelle (1930–2016), Physikerin und Hochschullehrerin
- Claude Boujon (1930–1995), Autor und Illustrator von Kinderbüchern
- René Brô (1930–1986), Maler
- Carlos Hugo von Bourbon-Parma (1930–2010), spanischer Adeliger, Herzog von Bourbon-Parma
- Myriam Bru (* 1930), Schauspielerin
- Claude Chabrol (1930–2010), Filmregisseur, Drehbuchautor, Filmproduzent und Schauspieler
- Charles de Chambrun (1930–2010), Politiker
- Raymond Danon (1930–2018), Filmproduzent
- Michel Deguy (1930–2022), Dichter und Philosoph
- Jacqueline Doyen (1930–2006), Schauspielerin
- Michel Drach (1930–1990), Filmregisseur
- François Dufrêne (1930–1982), Künstler
- Marisol Escobar (1930–2016), US-amerikanische Bildhauerin venezolanischer Herkunft
- Raymond Fonsèque (1930–2011), Jazzmusiker
- Jean-Claude Forest (1930–1998), Comiczeichner
- Gilbert Forray (1930–2017), General und Schriftsteller
- Pierre Gabaye (1930–2019), Komponist
- Gérard Genette (1930–2018), Literaturwissenschaftler
- Jean-Luc Godard (1930–2022), französisch-schweizerischer Filmregisseur und Drehbuchautor
- Bertrand Herz (1930–2021), Kommandant der Marine
- Michel Hugo (1930–2010), französisch-amerikanischer Kameramann
- Irina Ionesco (1930–2022), Fotografin
- Gésip Légitimus (1930–2000), Schauspieler und Show-Produzent
- Philippe Leroy (1930–2024), Schauspieler
- Maggi Lidchi-Grassi (* 1930), Schriftstellerin und Homöopathin
- Claude Mallet (* 1930), Fußballtorhüter
- Claude Martin (1930–2017), Ruderer und Politiker
- Françoise Prévost (1930–1997), Schauspielerin
- Michel Polac (1930–2012), Journalist, Autor und Filmregisseur
- Jean-Louis de Rambures (1930–2006), Journalist, Autor, Übersetzer und Kulturattaché
- Catherine Robbe-Grillet (* 1930), Schriftstellerin, Filmschauspielerin und Fotografin
- Amelia Rosselli (1930–1996), italienische Dichterin
- Sonia Rykiel (1930–2016), Modeschöpferin
- Gilbert Saulière (1930–2021), Radrennfahrer
- Monique Andrée Serf, genannt Barbara (1930–1997), Chanson-Sängerin und -Komponistin
- Raymond Stora (1930–2015), Physiker
- Günther Theuring (1930–2016), österreichischer Dirigent und Chorleiter
- Odile Versois (1930–1980), Schauspielerin
- Michel Vianey (1930–2008), Schriftsteller und Filmregisseur
- Pierre Vidal-Naquet (1930–2006), Historiker
- Antoine Vitez (1930–1990), Schauspieler, Theaterregisseur und Theaterleiter, Dichter und Übersetzer
- Albert Wolsky (* 1930), US-amerikanischer Kostümbildner

#### 1931 bis 1935

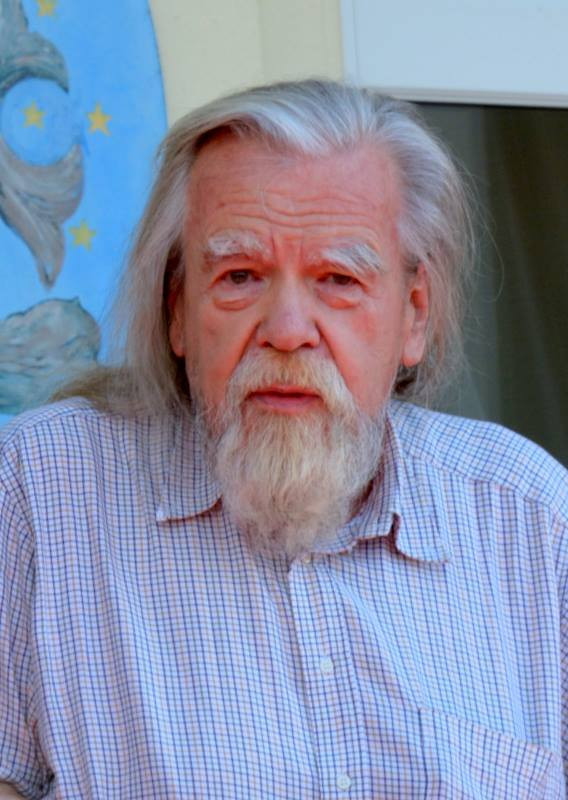
Michael Lonsdale

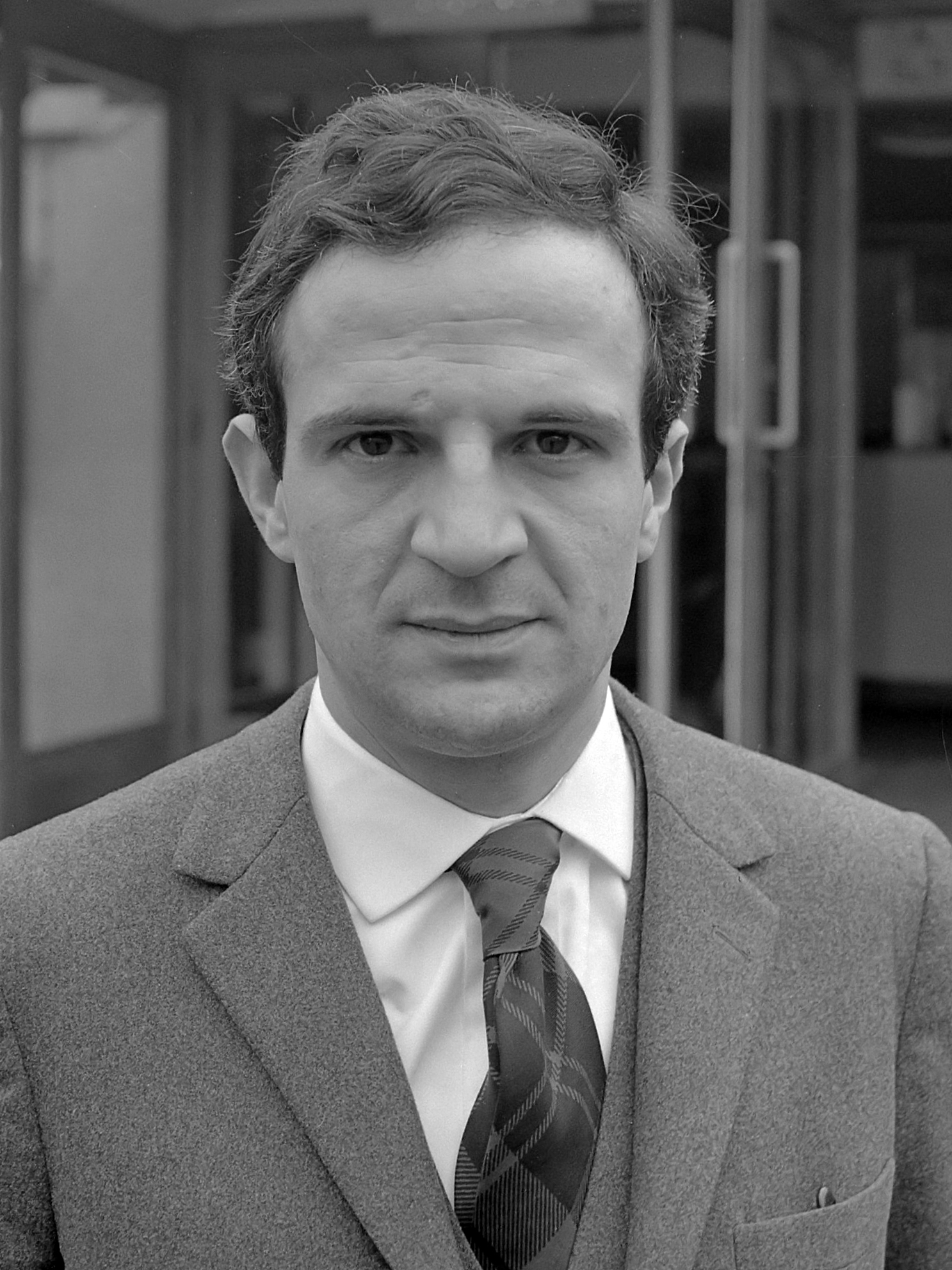
François Truffaut

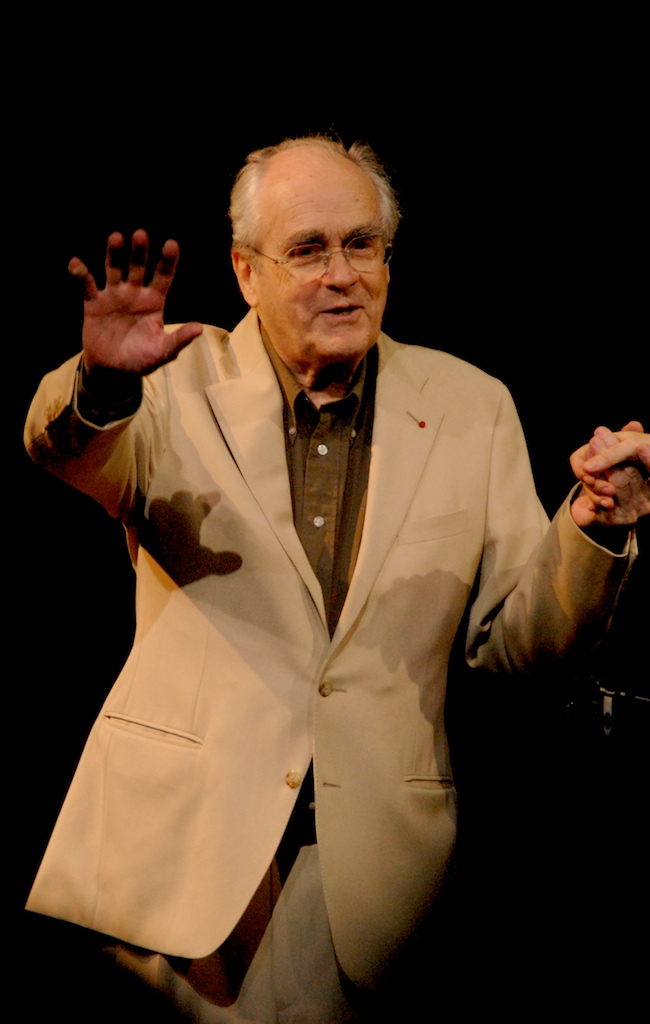
Michel Legrand

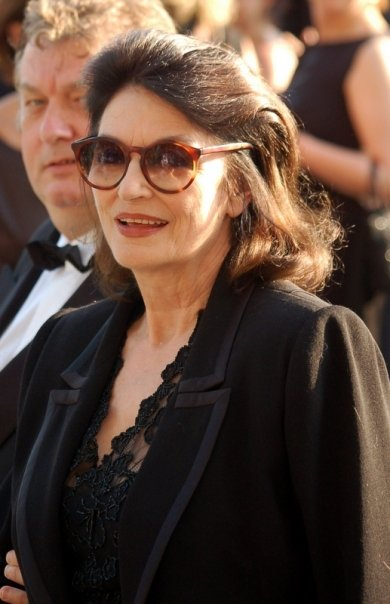
Anouk Aimée

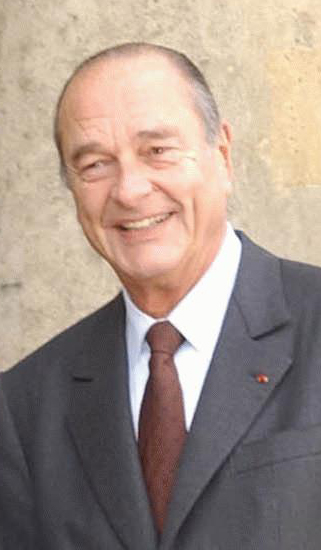
Jacques Chirac

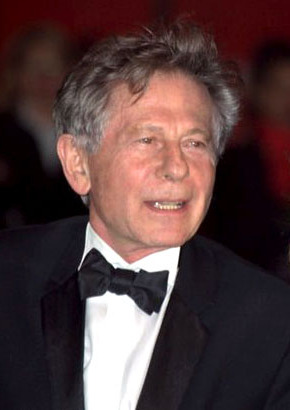
Roman Polański

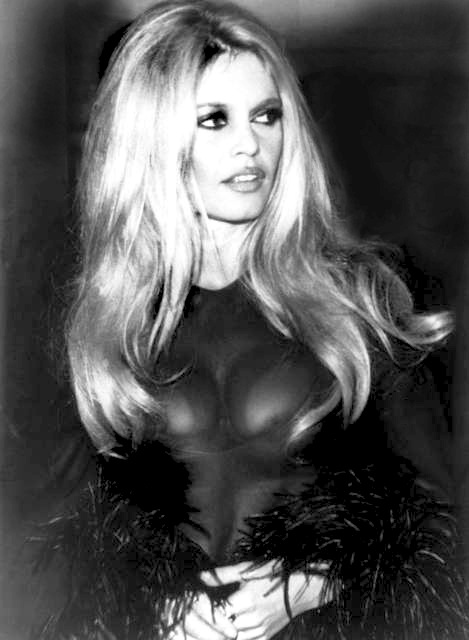
Brigitte Bardot

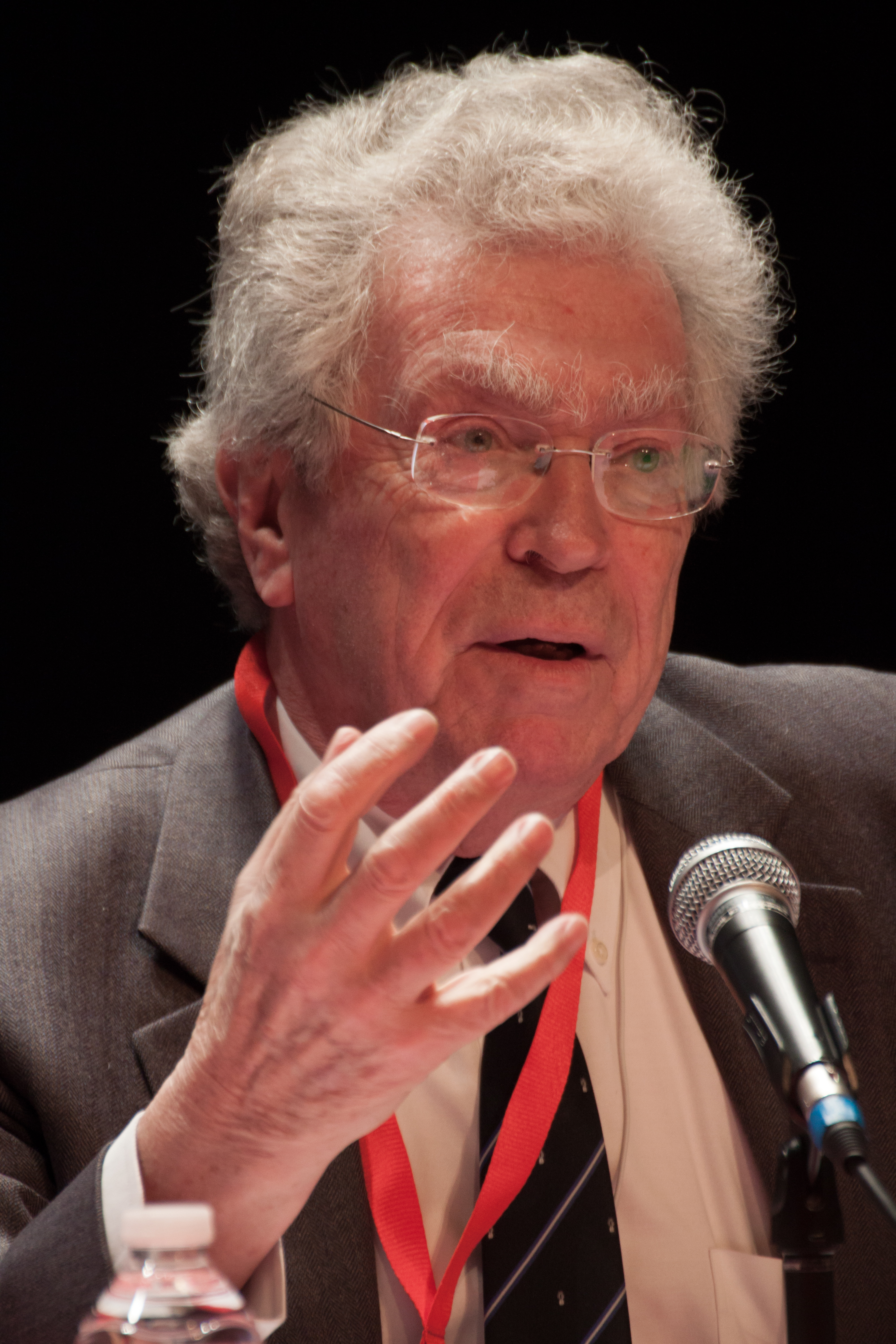
Pierre Joxe

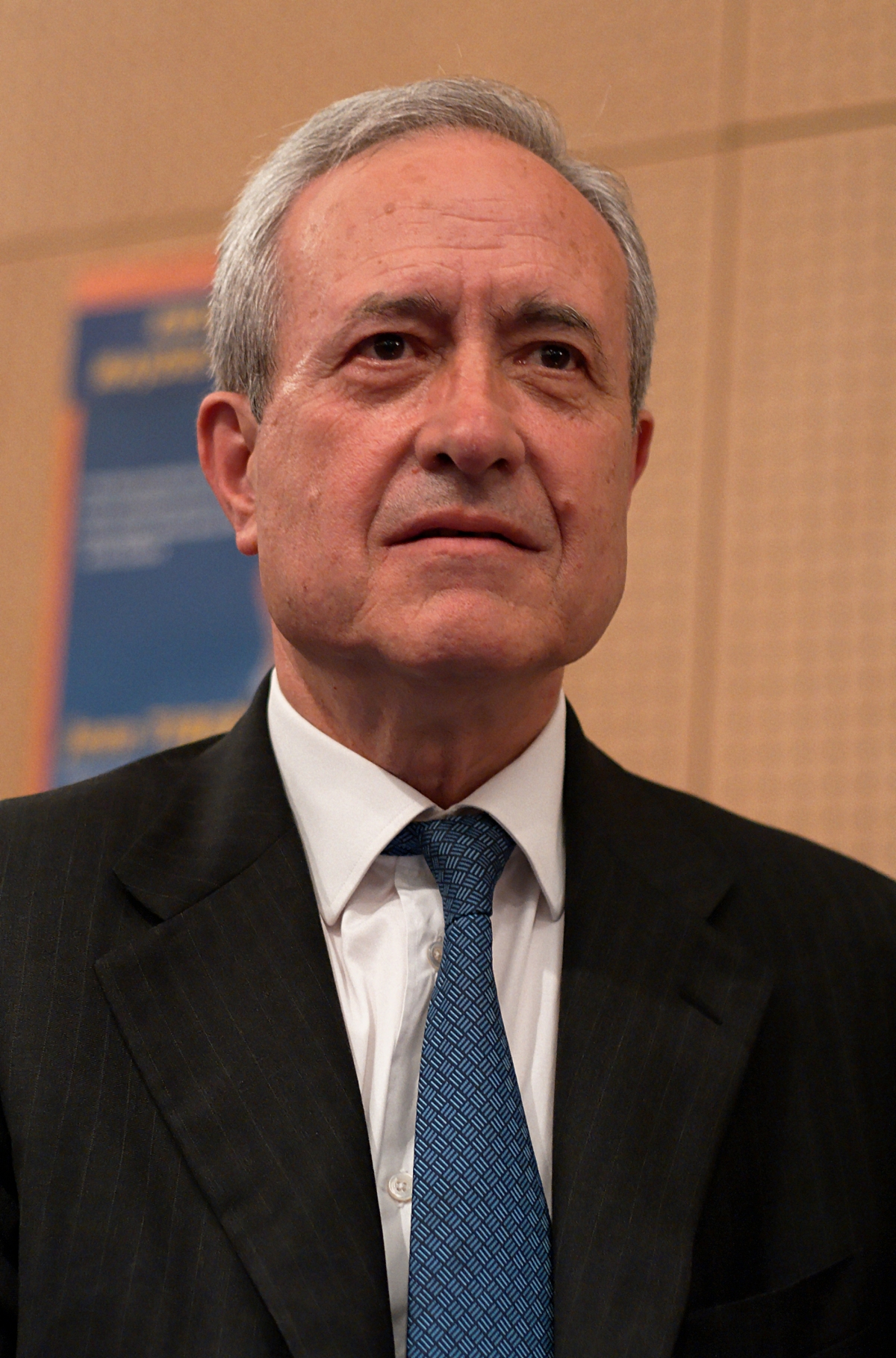
Jean Tiberi

##### 1931
- Fred Othon Aristidès (1931–2013), Comiczeichner
- Gérard Badini (* 1931), Musiker
- Nicolas Barone (1931–2003), Radrennfahrer
- Paul Benacerraf (1931–2025), US-amerikanischer Philosoph
- Serge Bento (* 1931), Schauspieler
- David Bergman (1931–2018), israelischer Regisseur und Theatermacher
- Bernard Cagnac (1931–2019), Experimentalphysiker
- Denise de Casabianca (1931–2020), Filmeditorin
- Georges Chaulet (1931–2012), Schriftsteller und Comicautor
- Jean-Louis Chautemps (1931–2022), Jazzmusiker und Autor
- Pierre Cogen (1931–2025), Organist, Komponist und Musikpädagoge
- Guy Debord (1931–1994), Künstler und Philosoph
- Colette Elloy (* 1931), Hürdenläuferin
- Annie Girardot (1931–2011), Schauspielerin
- Michel Hénon (1931–2013), Mathematiker und Astronom
- Joseph Joffo (1931–2018), Autor
- Alain Joxe (* 1931), Soziologe
- Bernard Lacoste (1931–2006), Modeschöpfer und Unternehmer
- Pierre Lelong (* 1931), Politiker
- Michael Lonsdale (1931–2020), Schauspieler
- Denis Manuel (1931–1993), Synchronsprecher und Schauspieler
- Corinne Marchand (* 1931), Schauspielerin
- Maurice Maschino (1931–2021), Journalist und Autor
- Louis Mermaz (1931–2024), Politiker, Präsident der Nationalversammlung
- Pierre Monneret (1931–2010), Motorrad- und Automobilrennfahrer
- Pierre Nora (1931–2025), Historiker
- Jean-Charles Payen (1931–1984), Romanist und Mediävist
- Gilles Perrault (1931–2023), Journalist und Schriftsteller
- Michel Pilet (1931–2006), Schweizer Manager und Jazzmusiker
- Jean-Paul Roussillon (1931–2009), Schauspieler
- Caterina Valente (1931–2024), italienische Sängerin, Tänzerin, Gitarristin, Schauspielerin und Entertainerin
- Loup Verlet (1931–2019), Physiker
- Claude Villeroy de Galhau (1931–2017), Bankmanager
- Lowell P. Weicker (1931–2023), US-amerikanischer Politiker

##### 1932
- Anouk Aimée (1932–2024), Schauspielerin
- Hubert Bassot (1932–1995), Politiker und Schriftsteller
- Véra Belmont (* 1932), Regisseurin, Drehbuchautorin und Filmproduzentin
- Michèle Bernstein (* 1932), Autorin
- Alain Besançon (1932–2023), Historiker
- Lalou Bize-Leroy (* 1932), Winzerin
- Roger Boutry (1932–2019), Komponist und Professor
- Jean-Pierre Cassel (1932–2007), Schauspieler
- Jacques Chirac (1932–2019), Politiker, Premierminister und Staatspräsident von Frankreich
- Jean Favier (1932–2014), Mediävist
- Suzanne Gabriello (1932–1992), Sängerin und Schauspielerin
- Anna Gaylor (1932–2021), Schauspielerin
- Pierre-Gilles de Gennes (1932–2007), Physiker
- Christian Godard (1932–2024), Comiczeichner und -autor
- Olivier Guillot (1932–2023), Historiker
- Alain Jessua (1932–2017), Filmregisseur und Drehbuchautor
- Pierre Joliot (* 1932), Biochemiker
- Gérard Lebovici (1932–1984), Filmproduzent, Künstleragent und Verleger
- Pierre Le Don (* 1932), Radrennfahrer
- Michel Legrand (1932–2019), Komponist, Pianist, Sänger und Arrangeur
- Jacques Lob (1932–1990), Comicautor
- Jean-Pierre Marielle (1932–2019), Schauspieler
- François Maspero (1932–2015), Autor, Journalist, Verleger und Übersetzer
- Henri Meschonnic (1932–2009), Lyriker, Sprachtheoretiker und Übersetzer
- Claude Moliterni (1932–2009), Comicautor
- Jacqueline Morgenstern (1932–1945), Mädchen, Opfer des Holocaust
- Marie Moscovici (1932–2015), Soziologin und Psychoanalytikerin
- Philippe Nozières (1932–2022), Physiker
- Veronique Passani (1932–2012), französisch-US-amerikanische Kunstmäzenin, Philanthropin und Journalistin
- Txomin Peillen (auch Dominique Peillen; 1932–2022), Biologe, Linguist und Schriftsteller
- Constantin Piron (1932–2012), belgischer Physiker
- Elena Poniatowska (* 1932), mexikanische Schriftstellerin und Journalistin
- Jean-Pierre Ponnelle (1932–1988), Regisseur, Bühnen- und Kostümbildner
- Suzanne-Lucienne Rabinovici (1932–2019), österreichische Holocaustzeugin und Autorin
- Éliane Radigue (* 1932), Komponistin
- Catherine Rich (1932–2021), Schauspielerin
- Isabelle Robinet (1932–2000), Sinologin und Daoismus-Forscherin
- Colette Rossant (1932–2023), Kochbuchautorin, Gastronomiekritikerin und Übersetzerin
- George Sluizer (1932–2014), niederländischer Filmregisseur
- Micheline Tessier (1932–2006), kanadische Sängerin und Gesangspädagogin
- Marcel Tetel (1932–2004), US-amerikanischer Romanist und Literaturwissenschaftler
- François Truffaut (1932–1984), Filmregisseur, Filmkritiker, Schauspieler und Produzent
- Paul Virilio (1932–2018), Philosoph und Kritiker der Mediengesellschaft
- Vladimir Volkoff (1932–2005), Schriftsteller

##### 1933
- Jean Becker (* 1933), Filmregisseur und Drehbuchautor
- Michel Beaune (1933–1990), Schauspieler
- Bruno Bollini (1933–2015), Fußballspieler
- Philippe Bonzon (* 1933), Schweizer Schriftsteller
- Philippe de Broca (1933–2004), Filmregisseur
- Jacques Charpentier (1933–2017), Komponist und Organist
- Bernadette Chirac (* 1933), Politikerin und Ehefrau Jacques Chiracs
- Ivan Chtcheglov (1933–1998), Künstler, Aktivist und Dichter
- Roger Closset (1933–2020), Fechter
- Axel Corti (1933–1993), österreichischer Regisseur
- Michel Delacroix (* 1933), Maler
- Arlette Didier (* 1933), Schauspielerin
- Sacha Distel (1933–2004), Chansonnier
- Alain Dorémieux (1933–1998), Herausgeber, Übersetzer und Autor von Science-Fiction-Literatur
- Michel Duc-Goninaz (1933–2016), Esperantist
- Bertrand Dufourcq (1933–2019), Diplomat
- Anne-Aymone Giscard d’Estaing (* 1933), Première Dame
- Roger Gaignard (1933–2024), Bahnradsportler
- James Goldsmith (1933–1997), britisch-französischer Milliardär
- Guy Harloff (1933–1991), niederländisch-französischer Maler
- Denise Kandel (* 1933), US-amerikanische Sozialmedizinerin und Epidemiologin
- Nicole Louvier (1933–2003), Dichterin, Chanson-Interpretin, Autorin, Journalistin
- Michel Plasson (* 1933), Dirigent
- Roman Polański (* 1933), polnischer Filmregisseur und Schauspieler
- Philippine de Rothschild-Sereys (1933–2014), Schauspielerin und Unternehmerin, Grand Dame des Weinbaus
- Paul de Senneville (1933–2023), Komponist und Musikproduzent
- Jeanloup Sieff (1933–2000), Fotograf
- Jean Tulard (* 1933), Historiker
- Romain Zaleski (* 1933), Unternehmer

##### 1934
- Georges Amanieu (1934–2016), Fußballspieler
- Brigitte Bardot (* 1934), Schauspielerin
- Pierre Barouh (1934–2016), Komponist, Sänger und Autor
- Nicole Berger (1934–1967), Schauspielerin
- Claude Berri (1934–2009), Filmregisseur, Schauspieler, Filmproduzent und Drehbuchautor
- Dominique Boschero (* 1934), Schauspielerin
- Juan Luis Buñuel (1934–2017), Regisseur
- Guy Cavagnac (1934–2022), Produzent, Regisseur und Drehbuchautor
- Francis Chapelet (* 1934), Organist
- Pierre Clastres (1934–1977), Ethnologe
- Yves Cornière (1934–2011), Kirchenmusiker und Komponist
- Sylvette David (* 1934), Keramikerin, Modell für Picassos Skulpturen
- Sebastian Doniach (* 1934), britisch-US-amerikanischer theoretischer Festkörperphysiker und Biophysiker
- Alain Ducellier (1934–2018), Historiker
- Marcel Froissart (1934–2015), Physiker
- Marcel Gotlieb (1934–2016), Comiczeichner
- André Gregory (* 1934), US-amerikanischer Theaterregisseur, Autor und Schauspieler
- Jean-Pierre Gourmelen (* 1934), Comicautor
- Jean-Claude Henry (1934–2024), Komponist
- Marie Jakobowicz (1934–2020), Künstlerin der Art brut
- Ludovic Janvier (1934–2016), Schriftsteller
- Pascal Jardin (1934–1980), Schriftsteller und Drehbuchautor
- Pierre Joxe (* 1934), Politiker
- Sarah Kofman (1934–1994), Philosophin
- Noël Lancien (1934–1999), Komponist und Dirigent
- Alain Levent (1934–2008), Kameramann und Regisseur
- Albert J. Libchaber (* 1934), Physiker
- Joseph Moreira (1934–1991), Fußballtorhüter
- Pierre Parlebas (* 1934), Sportsoziologe
- René-Victor Pilhes (1934–2021), Schriftsteller
- Wladimir Posner (* 1934), russischer Journalist und Moderator
- Michel Rouche (1934–2021), Historiker
- Dominique Schnapper (* 1934), Soziologin und Mitglied des französischen Verfassungsrates
- Jérôme Seydoux (* 1934), Milliardär, Philanthrop und Filmproduzent
- Sam Szafran (1934–2019), Künstler
- René Urtreger (* 1934), Jazzpianist
- Michel Vermeulin (* 1934), Radrennfahrer
- Jean-Pierre Vasarely, Künstlername Yvaral (1934–2002), Maler und kinetischer Künstler
- Bernard Vitet (1934–2013), Jazztrompeter und Komponist
- Jacques Witta (* 1934), Filmeditor
- Claude Zidi (* 1934), Regisseur und Kameramann

##### 1935
- Jean-Claude Annaert (1935–2020), Radrennfahrer
- Yves Bayard (1935–2008), Architekt
- Jacques Benveniste (1935–2004), Mediziner
- Thérèse Brenet (* 1935), Komponistin und Musikpädagogin
- Paolo Brunatto (1935–2010), italienischer Filmregisseur und Drehbuchautor
- Jean-Claude Casadesus (* 1935), Dirigent
- Catherine Coquery-Vidrovitch (* 1935), Historikerin und Afrikanistin
- Pierre Cullaz (1935–2014), Jazzmusiker
- Jean-Pierre Drouet (* 1935), Perkussionist und Komponist
- Pierre Durand (1935–1998), Komponist
- Claude Esteban (1935–2006), Dichter und Essayist
- Frédéric François (1935–2020), Linguist
- Étienne Guyon (1935–2023), Physiker
- Raymonde Guyot (1935–2021), Filmeditorin
- François Jeanneau (* 1935), Jazzsaxophonist und -flötist
- Marc Laferrière (* 1935), Jazzmusiker
- Marc Massion (* 1935), Kommunalpolitiker
- Anka Muhlstein (* 1935), Historikerin
- Jean-Paul Poirier (* 1935), Physiker und Geowissenschaftler
- Daniel Roche (1935–2023), Historiker
- André Schiffrin (1935–2013), franko-US-amerikanischer Herausgeber, Autor und Verleger
- Michel Subor (1935–2022), Schauspieler
- Jean Tiberi (1935–2025), Politiker
- Dominique Venner (1935–2013), Historiker und Schriftsteller

#### 1936 bis 1940

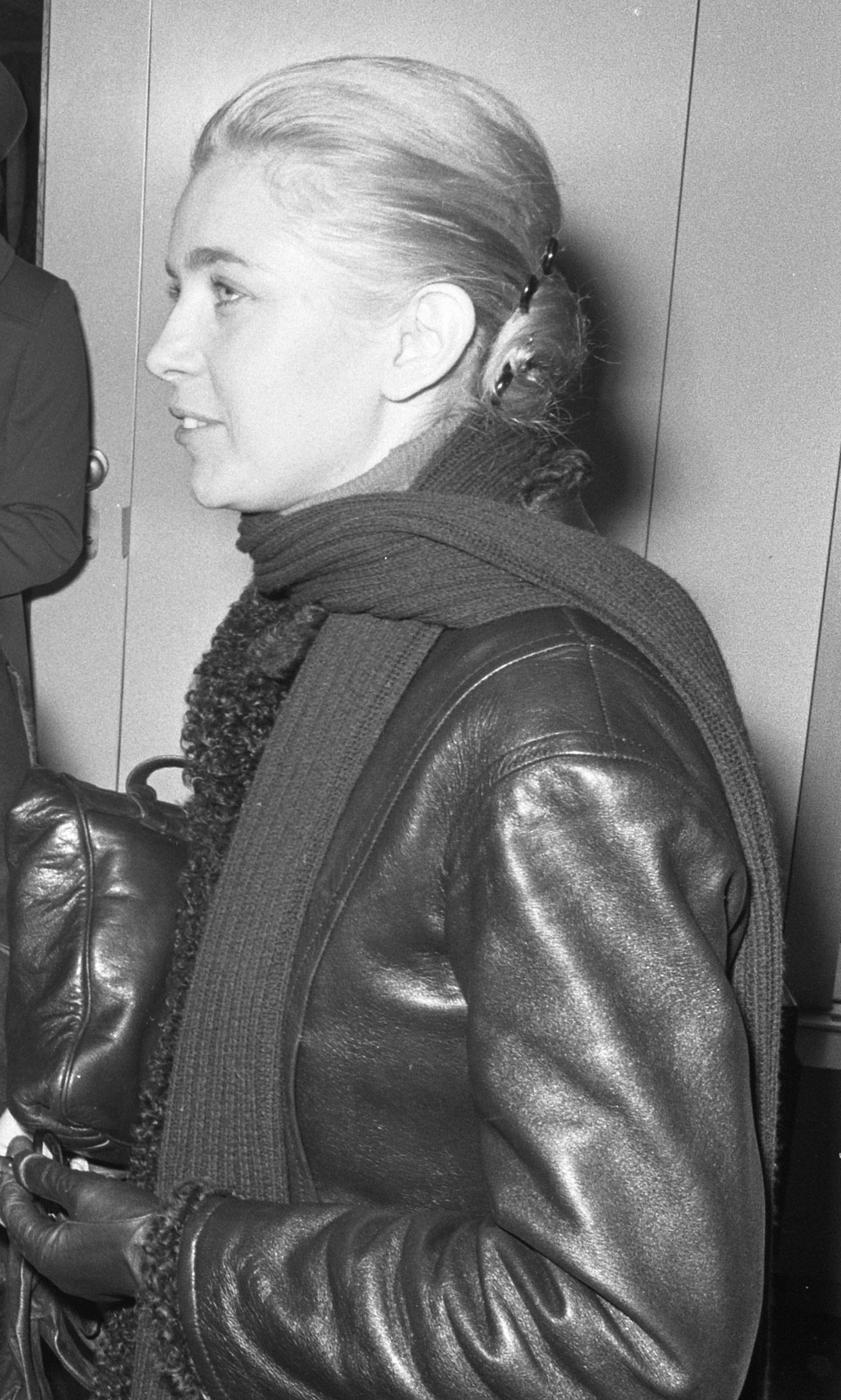
Marie Dubois

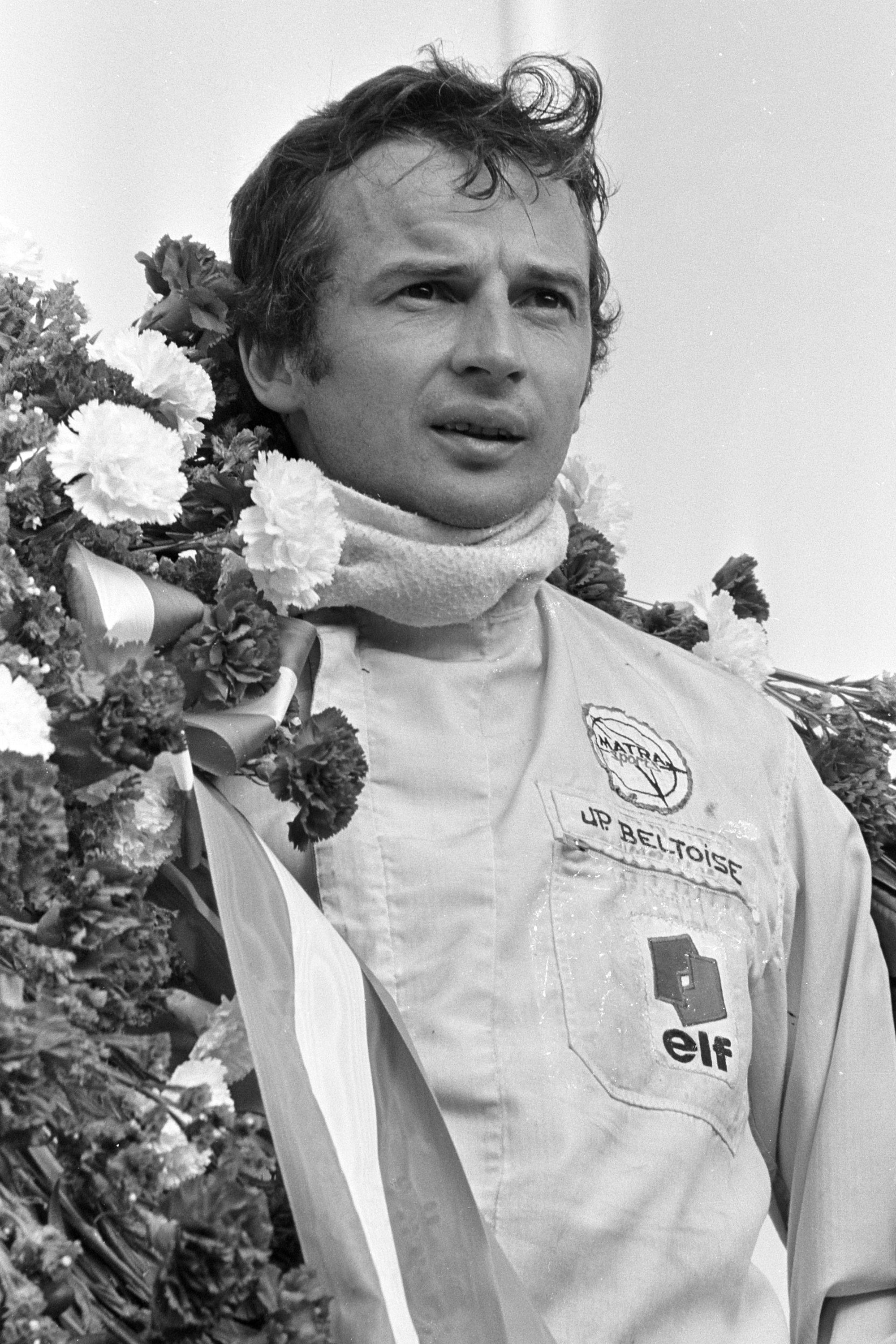
Jean-Pierre Beltoise

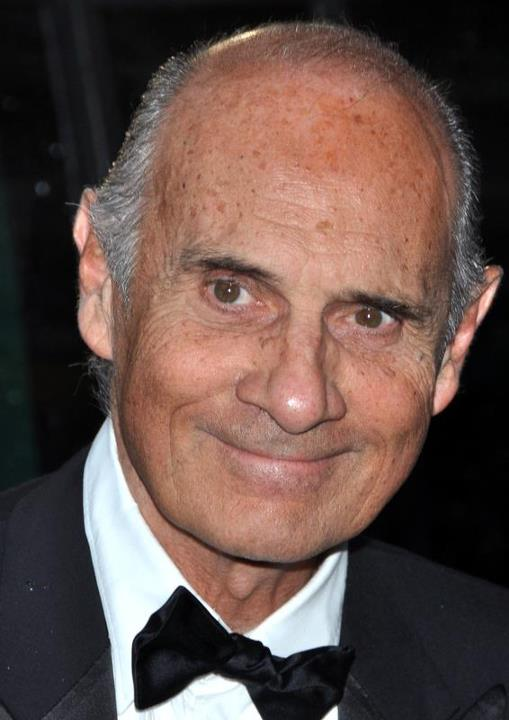
Guy Marchand

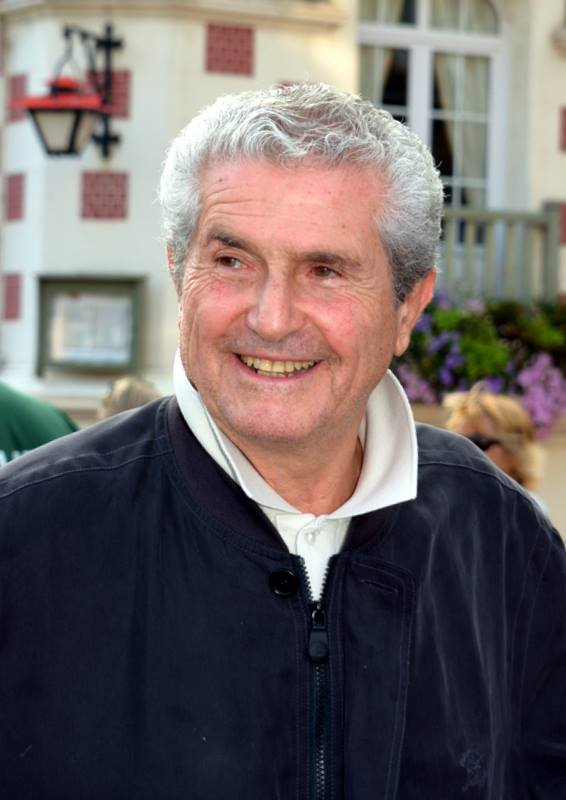
Claude Lelouch

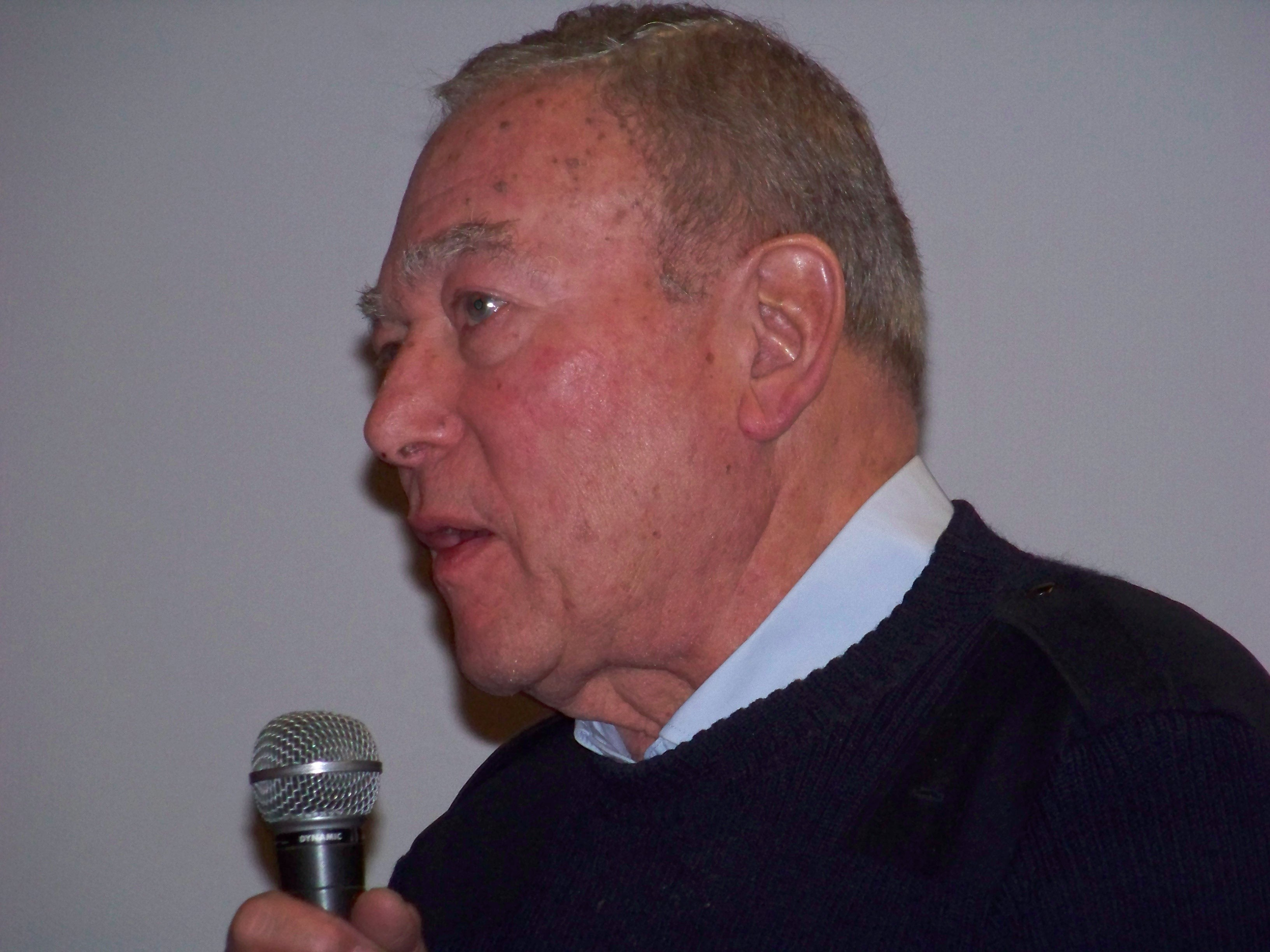
Yves Boisset

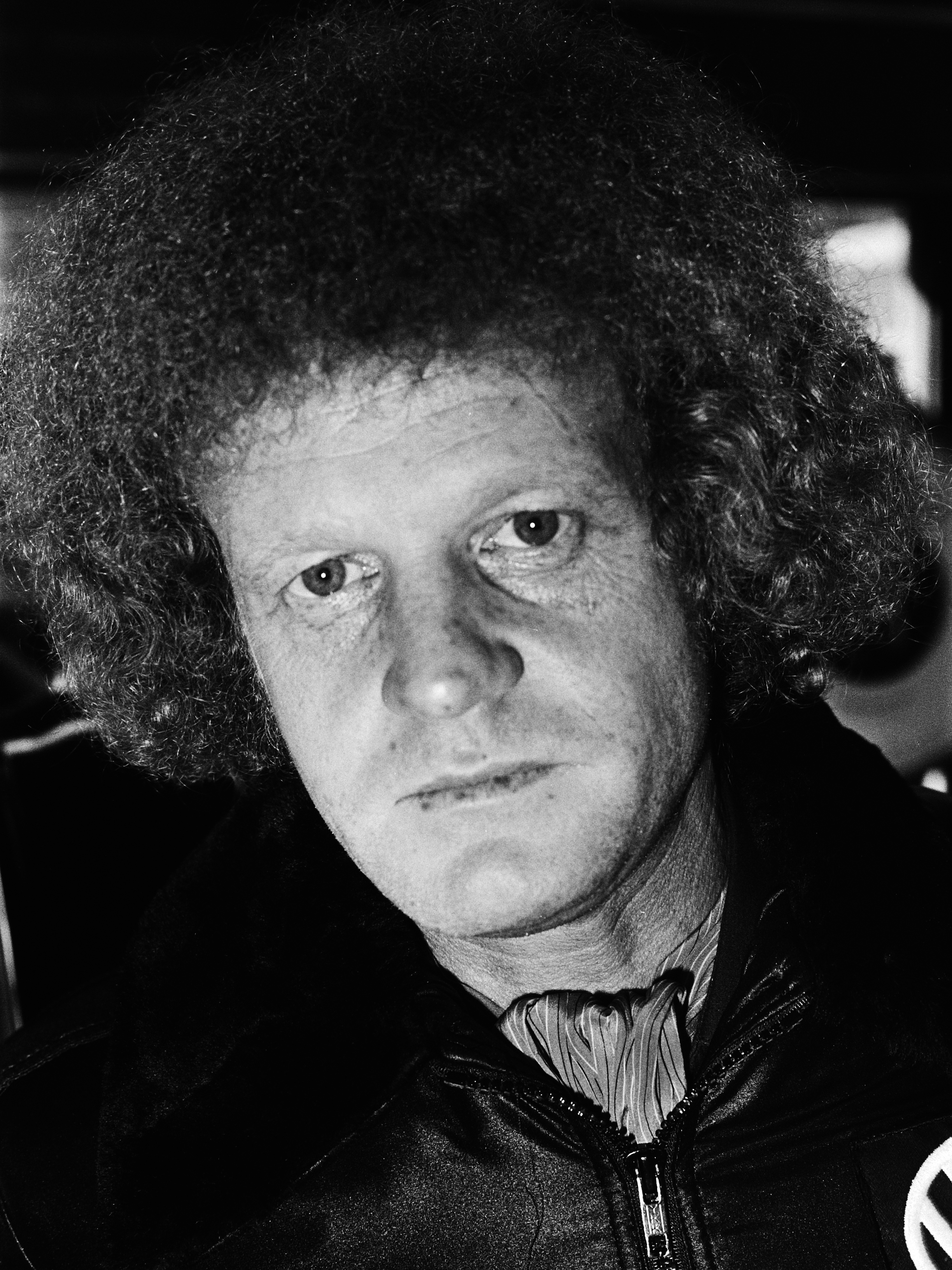
Robert Herbin

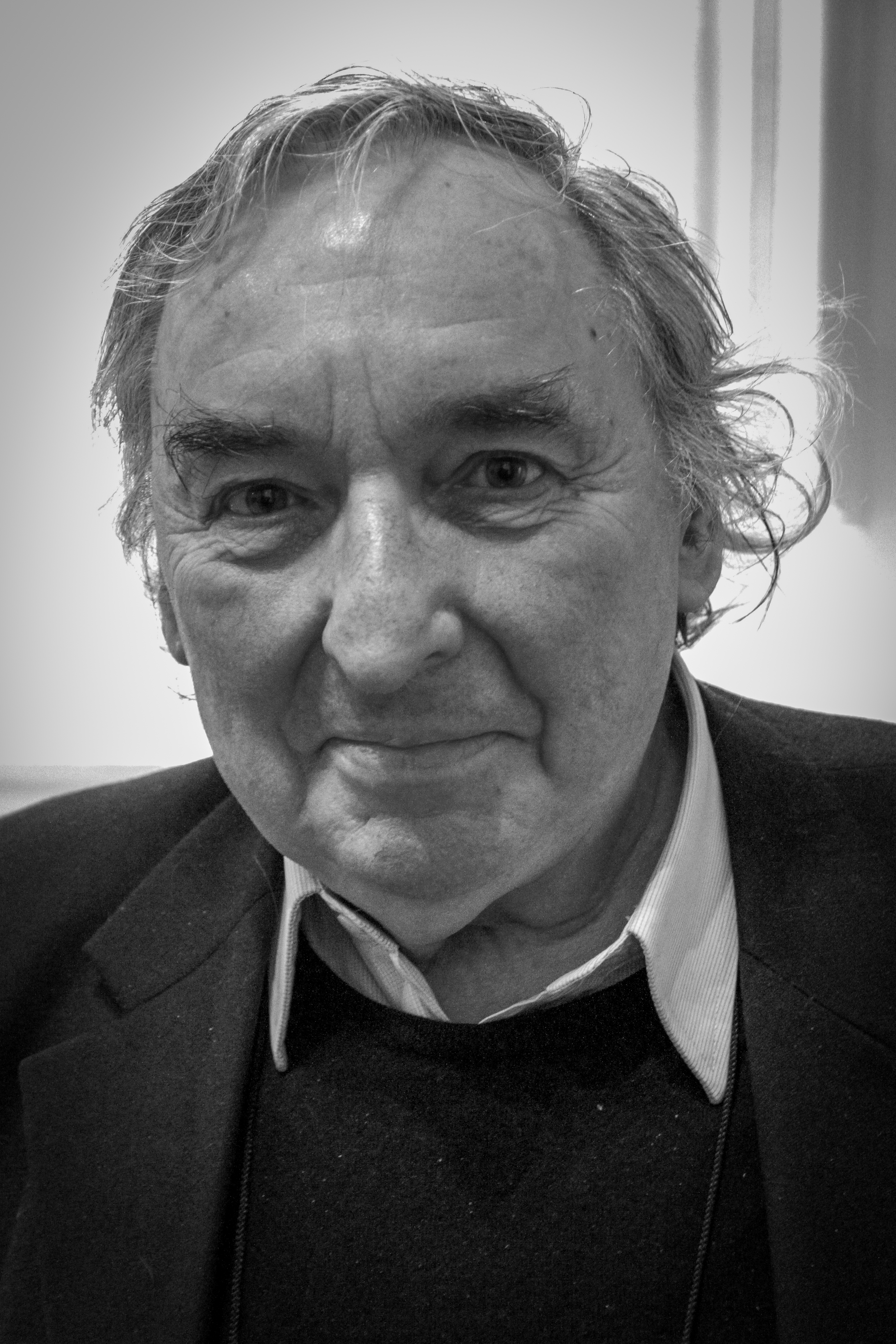
Jean Clair

##### 1936
- Gilbert Amy (* 1936), Komponist und Dirigent
- Michel Aumont (1936–2019), Filmschauspieler
- Claude Ballot-Léna (1936–1999), Automobilrennfahrer
- Jacques Balutin (* 1936), Schauspieler und Synchronsprecher
- Étienne Becker (1936–1995), Kameramann
- Hans van den Broek (1936–2025), niederländischer Politiker
- Rita Cadillac (1936–1995), Tänzerin, Sängerin und Schauspielerin
- Gabriel Cohn-Bendit (1936–2021), Reformpädagoge
- Roger Cukierman (* 1936), Jurist, Bankier, Geschäftsmann und Philanthrop
- Anne Cuneo (1936–2015), Schweizer Schriftstellerin
- Michel Decoust (* 1936), Komponist, Dirigent und Musikpädagoge
- Bernard Epin (1936–2020), Schriftsteller und Literaturkritiker
- Claude Faraldo (1936–2008), Filmregisseur und Drehbuchautor
- Jean-Loup Gervais (1936–2020), Physiker
- Michel Guyard (1936–2021), römisch-katholischer Geistlicher, Bischof von Le Havre
- Éric Hazan (1936–2024), Autor, Verleger und Chirurg
- Jacqueline Heurtault (1936–2000), Arachnologin
- Jean-René Huguenin (1936–1962), Schriftsteller
- Danièle Huillet (1936–2006), Regisseurin
- Serge Korber (1936–2022), Filmregisseur
- Marthe Lambert (* 1936), Leichtathletin
- Victor Lanoux (1936–2017), Schauspieler
- Jean-Jacques Lebel (* 1936), Künstler und Übersetzer
- René Ligonnet (* 1936), Automobilrennfahrer
- Philippe de Montebello (* 1936), US-amerikanischer Kunsthistoriker
- Peter von Moos (* 1936), mittellateinischer Philologe
- Georges Perec (1936–1982), Schriftsteller
- Jacques Perrier (* 1936), Geistlicher, römisch-katholischer Bischof
- Jean-François Poron (1936–2020), Schauspieler
- Pierre Rissient (1936–2018), Regisseur und Drehbuchautor
- Philippe Robrieux (1936–2010), Parteifunktionär und Historiker
- Pierre Rosenberg (* 1936), Kunsthistoriker
- José Rosinski (1936–2011), Automobilrennfahrer und Journalist
- Michel Rousseau (1936–2016), Radrennfahrer
- Théo Sarapo (1936–1970), Chansonnier
- Léa Stein (* 1936), Schmuckdesignerin
- Michel Tyszblat (1936–2013), Maler

##### 1937
- Claude Allègre (1937–2025), Politiker
- Jean-Pierre Beltoise (1937–2015), Automobilrennfahrer
- Pierre-André Boutang (1937–2008), Filmemacher
- Gilles Cantagrel (* 1937), Musikwissenschaftler
- Renzo Colzi (1937–2014), Radrennfahrer
- Gérard Defaux (1937–2004), US-amerikanischer Romanist und Literaturwissenschaftler
- Marie Dubois (1937–2014), Schauspielerin
- Marie-Claude Durette-Desset (* 1937), Parasitologin
- Sami Frey (* 1937), Schauspieler
- Élisabeth Gille (1937–1996), Schriftstellerin und Übersetzerin
- Roland Glowinski (1937–2022), Mathematiker
- Nicole Goueta (* 1937), Politikerin
- Gilles Katz (1937–2022), Schauspieler, Regisseur und Drehbuchautor
- Pierre Koralnik (* 1937), Schweizer Filmregisseur
- Claude Lelouch (* 1937), Filmregisseur, Kameramann, Drehbuchautor, Produzent und Schauspieler
- William Lubtchansky (1937–2010), Kameramann
- Guy Marchand (1937–2023), Schauspieler, Jazz-Klarinettist und Sänger
- Carla Marlier (* 1937), Schauspielerin
- Albert-Marie de Monléon (1937–2019), Ordensgeistlicher, römisch-katholischer Bischof von Meaux
- Luc Moullet (* 1937), Autorenfilmer, Hochschullehrer und Filmkritiker
- Michel Peissel (1937–2011), Ethnologe
- Yvon Pissarro (* 1937), Zeichner und Maler
- Michel Pollien (1937–2013), Geistlicher
- Denis Roche (1937–2015), Schriftsteller und Fotograf
- Lionel Salem (1937–2024), Chemiker
- Édith Scob (1937–2019), Schauspielerin
- Alexei Bronislawowitsch Sossinski (* 1937), russischer Mathematiker
- Michel Winock (* 1937), Historiker

##### 1938
- Mijanou Bardot (* 1938), Schauspielerin
- Christian Baudelot (* 1938), Soziologe
- Édouard Brézin (* 1938), Physiker
- Hervé de Charette (* 1938), Politiker
- Philippe Ciarlet (* 1938), Mathematiker
- Jacques Coursil (1938–2020), Sprachphilosoph und Jazzmusiker
- Éric Demarsan (* 1938), Filmkomponist
- Jean-Louis Dumas (1938–2010), Unternehmer
- Daniel Hechter (* 1938), Modeschöpfer
- Claude Itzykson (1938–1995), theoretischer Physiker
- Jean-Pierre Kalfon (* 1938), Schauspieler
- André Kouprianoff (* 1938), Eisschnellläufer
- Sylvère Lotringer (1938–2021), Kunsttheoretiker, Literaturwissenschaftler, Herausgeber und Autor
- Marc Mazza (* 1938), Schauspieler und Unternehmer
- Jean-Claude Mézières (1938–2022), Künstler und Comiczeichner
- Claude Minière (* 1938), Lyriker und Essayist
- Philippe Nahon (1938–2020), Schauspieler
- Pascale Petit (* 1938), Schauspielerin
- Jean-François Piot (1938–1980), Automobilrennfahrer
- Georges Rabol (1938–2006), Pianist und Komponist
- Michel Rateau (1938–2020), Komponist
- François Regnault (* 1938), Philosoph, Schriftsteller und Übersetzer
- Jean-François Steiner (* 1938), Schriftsteller
- Maud Tabachnik (* 1938), Schriftstellerin
- Roland Topor (1938–1997), Schriftsteller, Schauspieler und Maler
- Michel Tureau (* 1938), Schauspieler und Drehbuchautor
- François Tusques (* 1938), Jazzpianist

##### 1939
- Yves Boisset (1939–2025), Regisseur und Drehbuchautor
- Jean-Claude Chermann (* 1939), Biologe
- Philippe Combelle (1939–2024), Jazzmusiker
- Nicole Eisenberg (* 1939), Malerin
- Janelly Fourtou (* 1939), Politikerin
- Danyel Gérard (* 1939), Sänger
- Jean-Claude Grumberg (* 1939), Schriftsteller, Drehbuchautor und Schauspieler
- Robert Herbin (1939–2020), Fußballspieler und -trainer
- Michel Lang (1939–2014), Filmregisseur
- Françoise Lucas (* 1939), Eisschnellläuferin
- Yves Meyer (* 1939), Mathematiker und Hochschullehrer
- Kenizé Mourad (* 1939), Journalistin und Autorin
- Daniel Prévost (* 1939), Schauspieler
- Michèle Ray-Gavras (* 1939), Journalistin und Filmproduzentin
- Pascal Salin (* 1939), Wirtschaftswissenschaftler
- Jeannot Szwarc (1939–2025), Regisseur

##### 1940
- Jacques Andrieux (* 1940), Fußballspieler
- Jacques Bisceglia (1940–2013), Jazzfotograf, Musikproduzent und Autor
- Jean-Claude Brisseau (1944–2019), Filmregisseur
- Alain Calmat (* 1940), Eiskunstläufer und Politiker
- Jean Clair (* 1940), Kunsthistoriker, Konservator, Museumsleiter und Autor
- Irakli de Davrichewy (* 1940), Jazztrompeter
- Jean-Jacques Debout (* 1940), Chansonnier, Textdichter, Komponist und Schauspielveranstalter
- Régis Debray (* 1940), Intellektueller, Journalist und Professor
- Jean-Claude Farhi (1940–2012), Bildhauer und Plastiker
- Robert Fraisse (* 1940), Kameramann
- Jean Ichbiah (1940–2007), Informatiker
- Alain Lombard (* 1940), Dirigent
- Marcel Łoziński (* 1940), polnischer Filmregisseur und Drehbuchautor
- Michèle Moretti (* 1940), Schauspielerin
- Daniel Sander (1940–2007), Choreograf, Balletttänzer, Schauspieler und Sänger
- Jacky Samson (1940–2012), Jazzmusiker
- Silvia Solar (1940–2011), Schauspielerin
- Marie Versini (1940–2021), Schauspielerin
- Gérard Zlotykamien (* 1940), Graffiti-Künstler

#### 1941 bis 1945

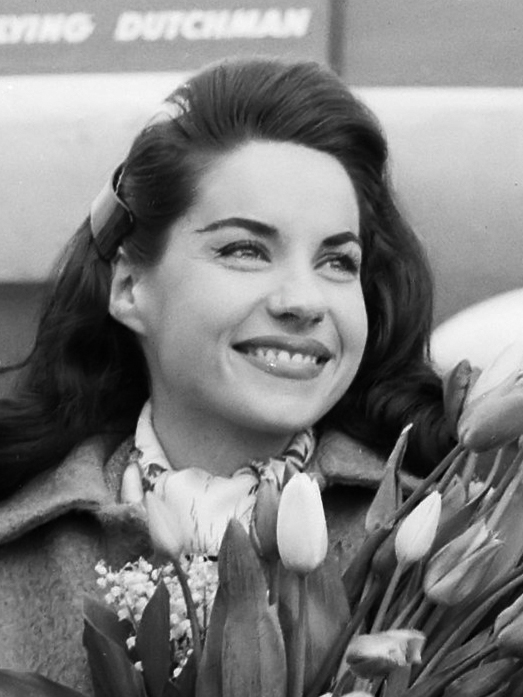
Jacqueline Boyer

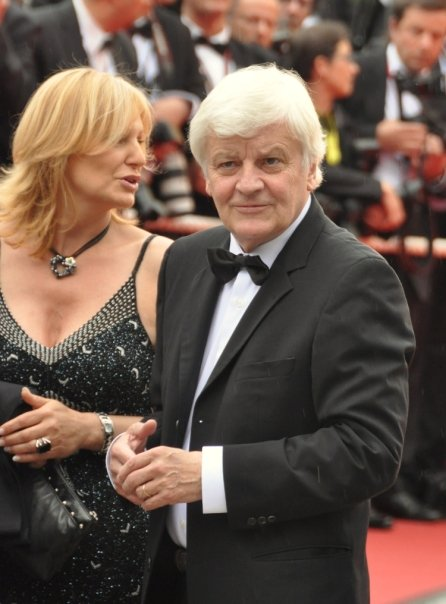
Jacques Perrin

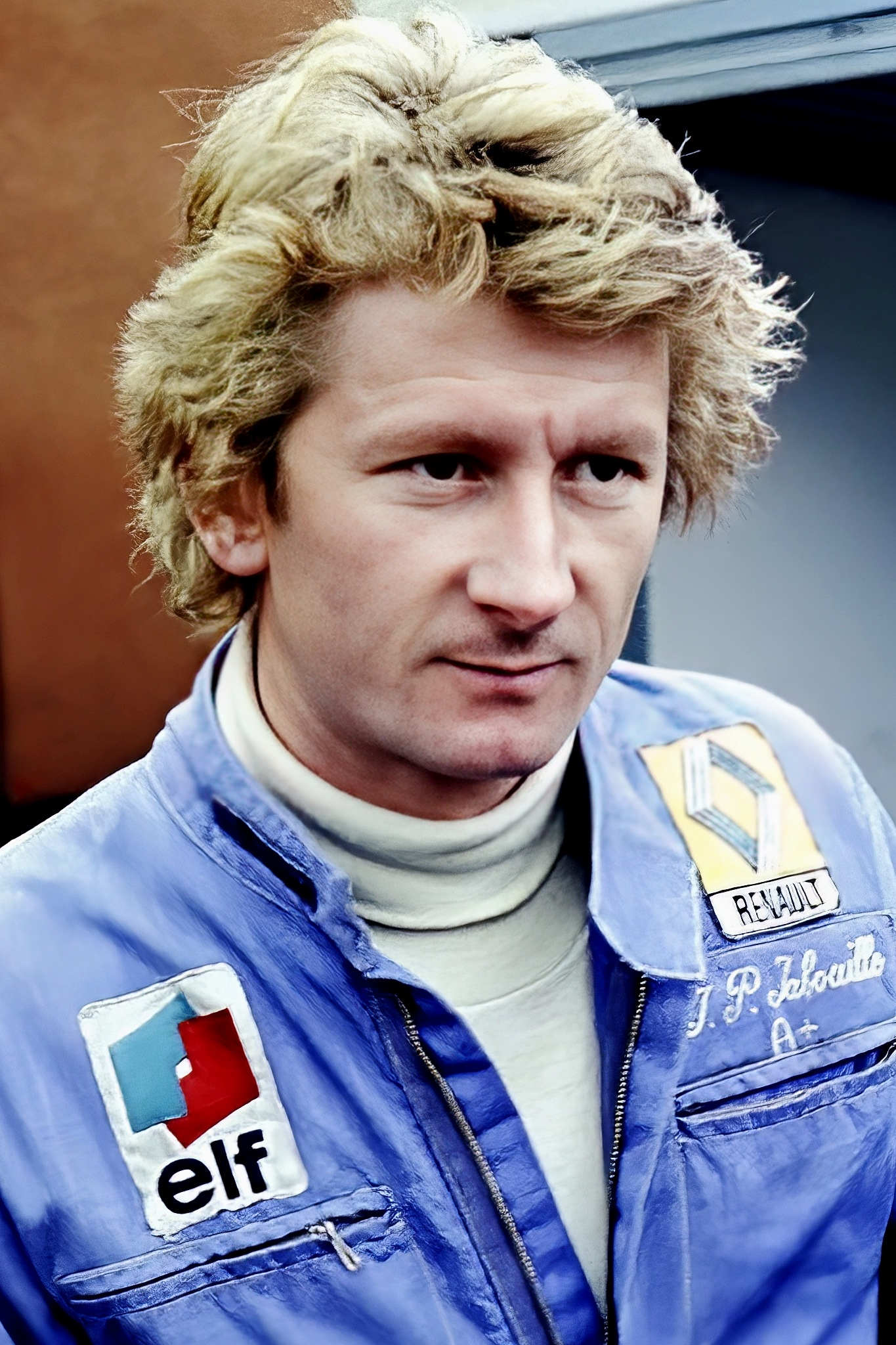
Jean-Pierre Jabouille

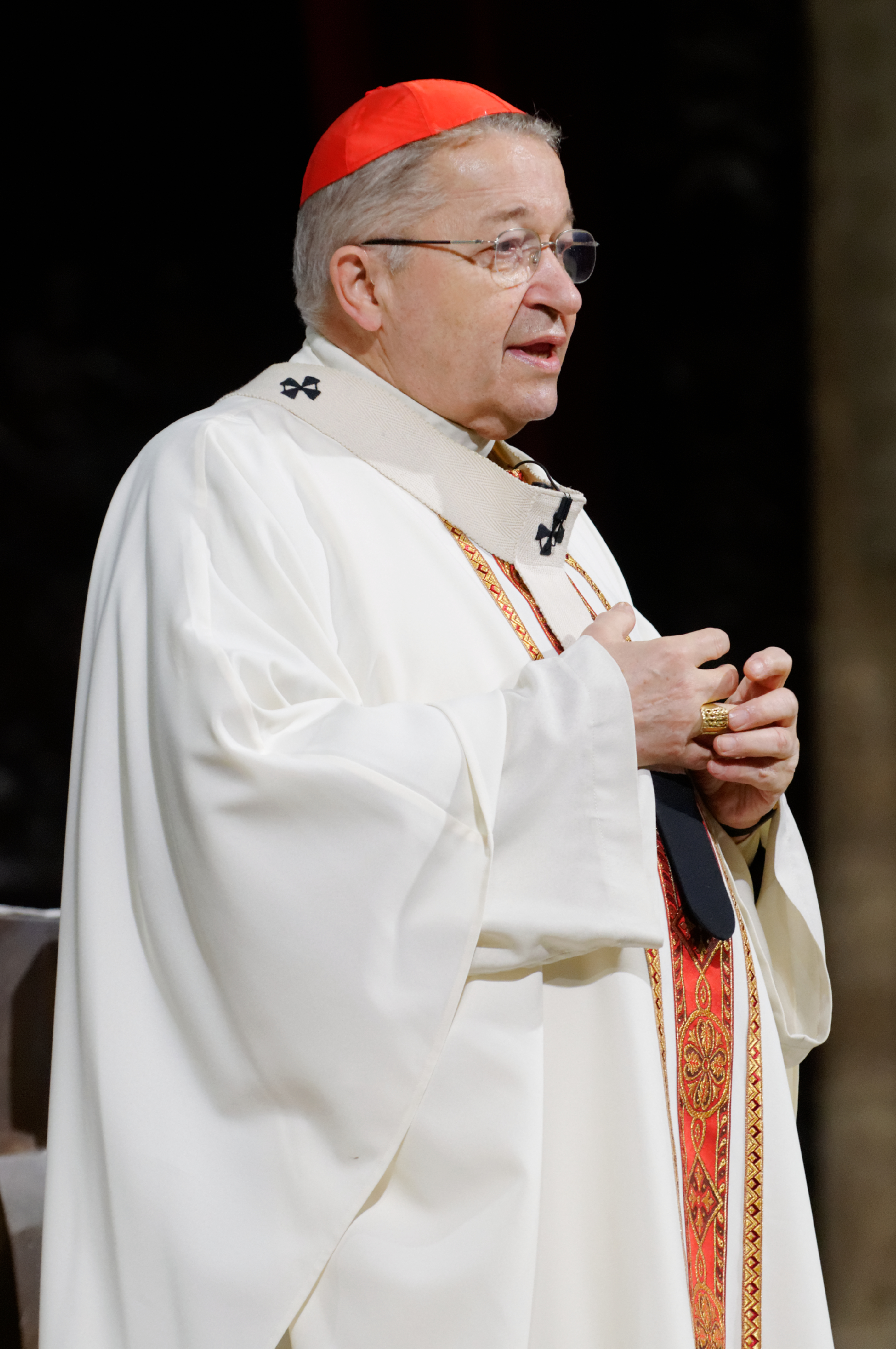
André Vingt-Trois

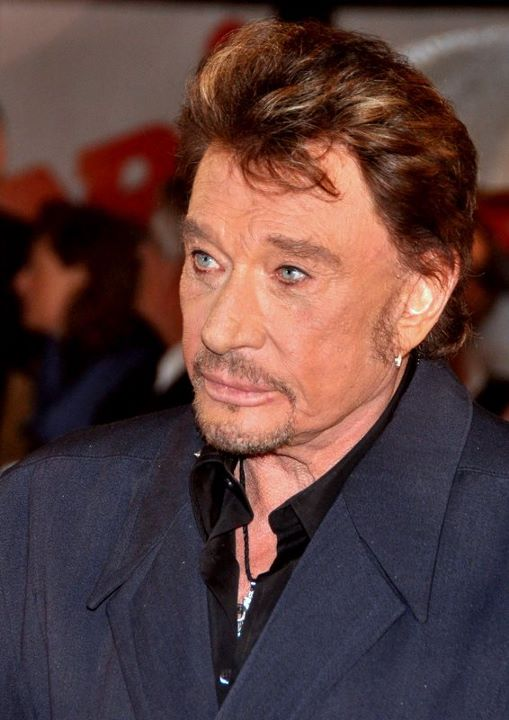
Johnny Hallyday

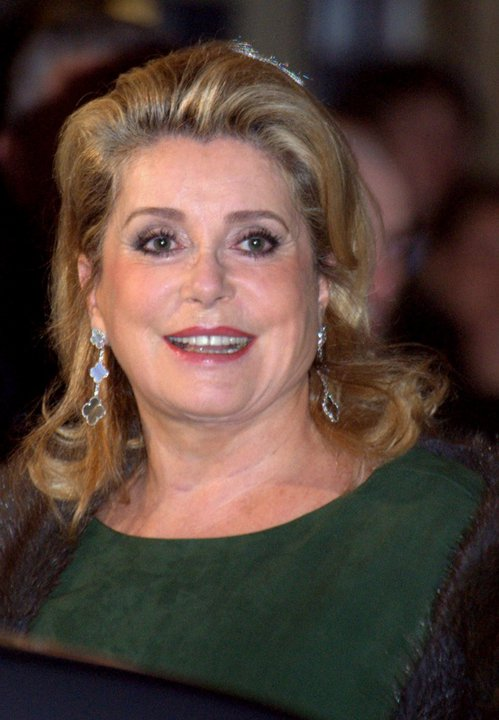
Catherine Deneuve

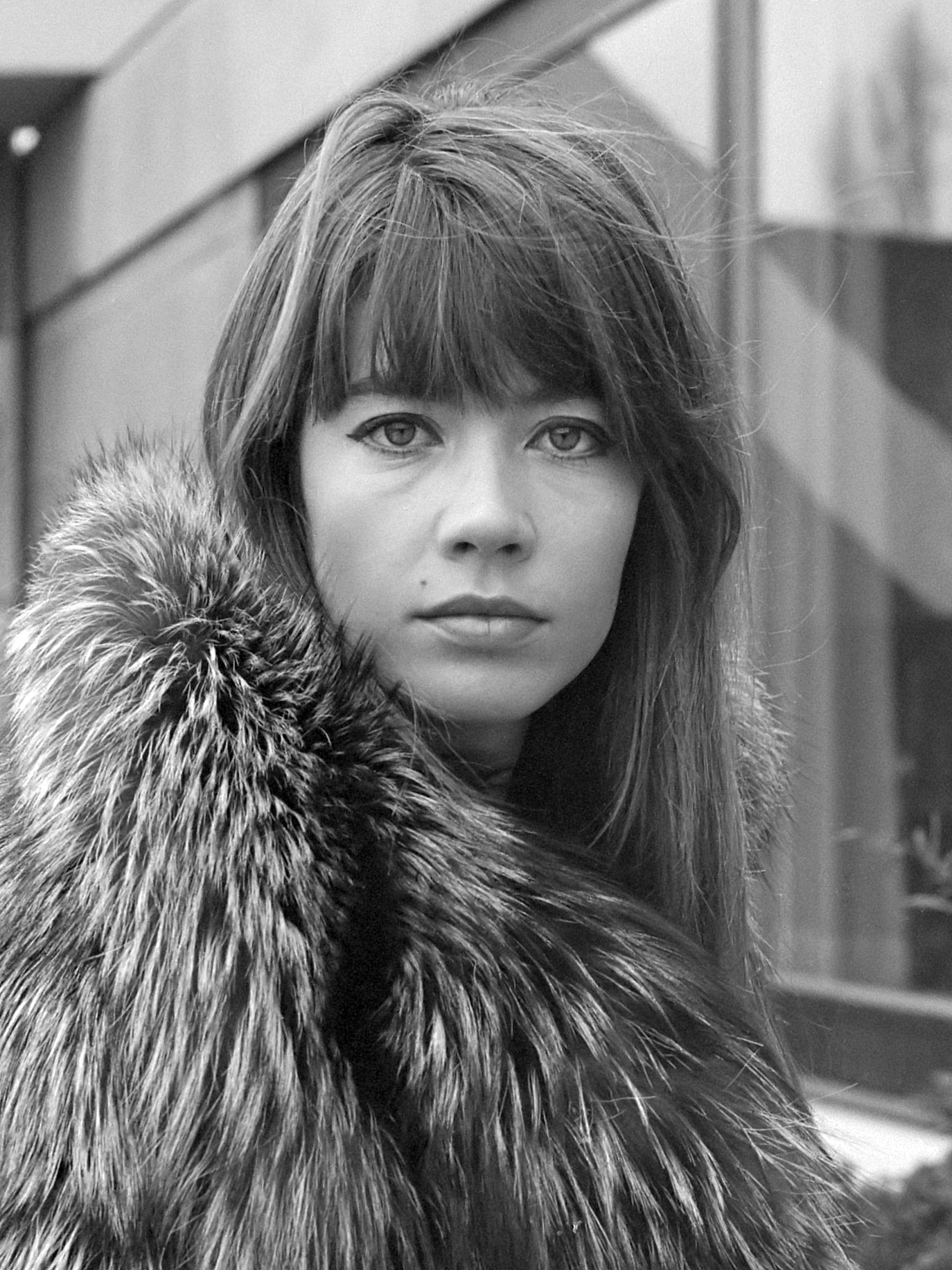
Françoise Hardy

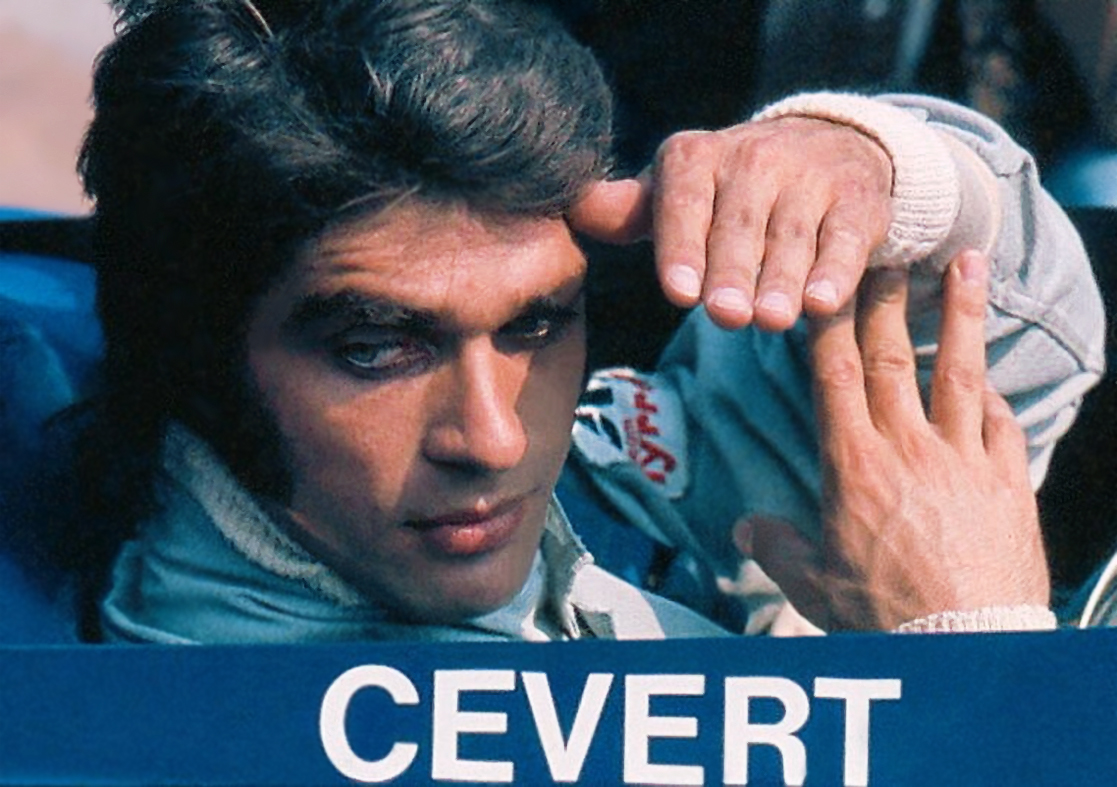
François Cevert

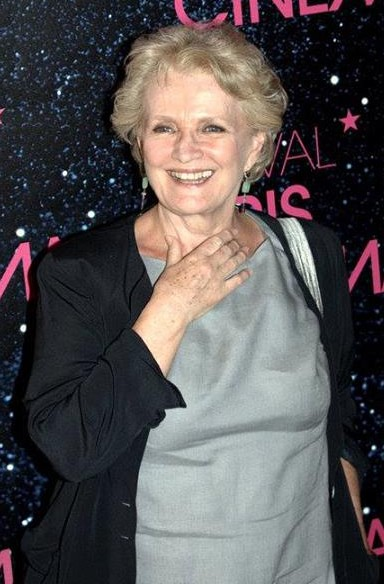
Marie-Christine Barrault

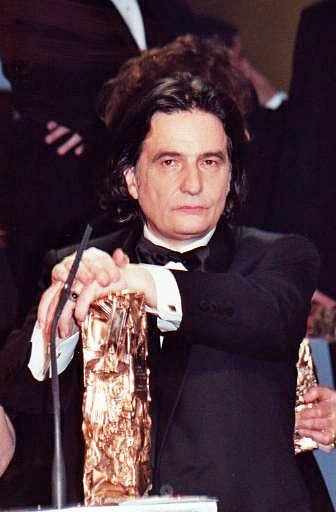
Jean-Pierre Léaud

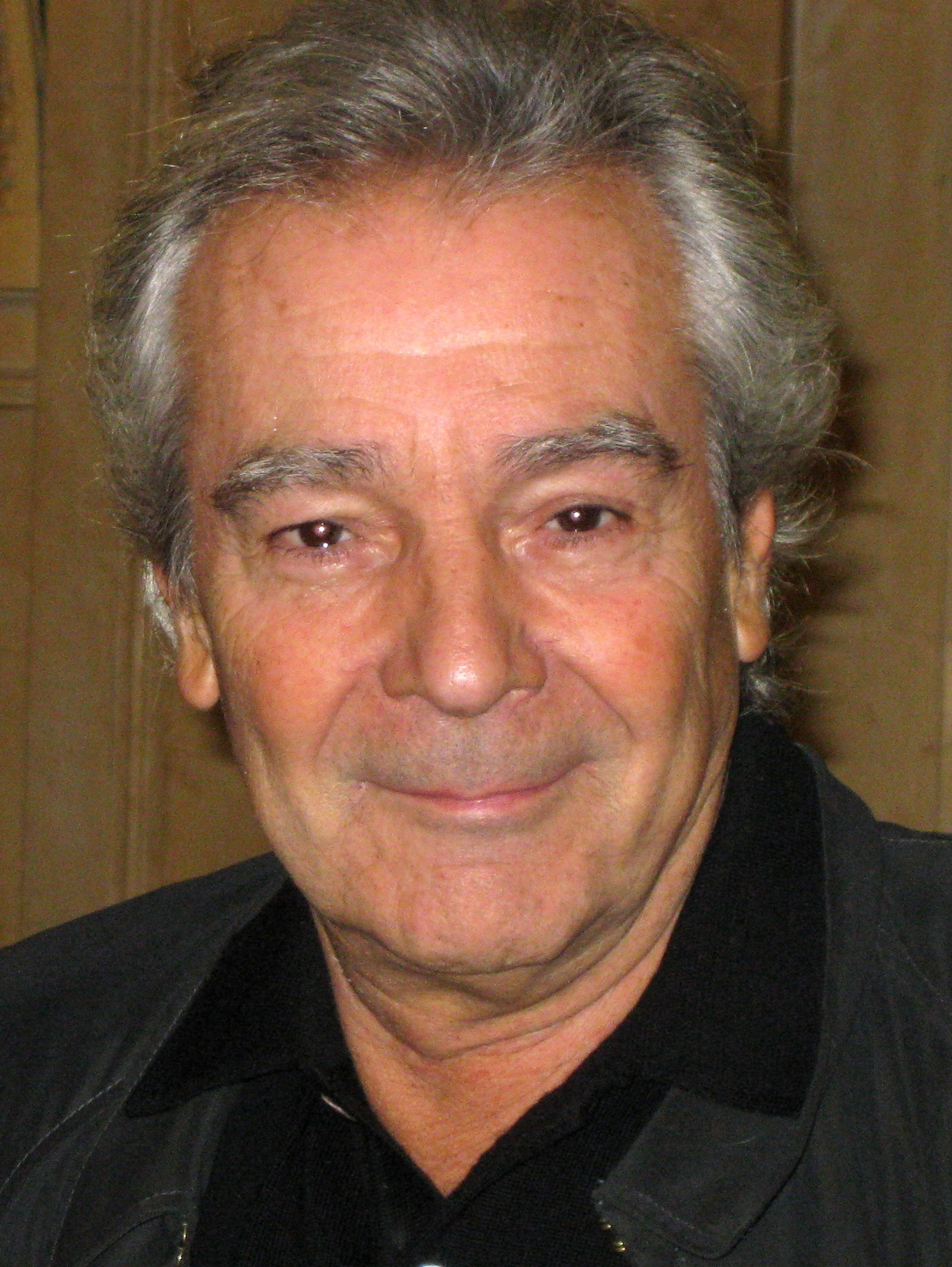
Pierre Arditi

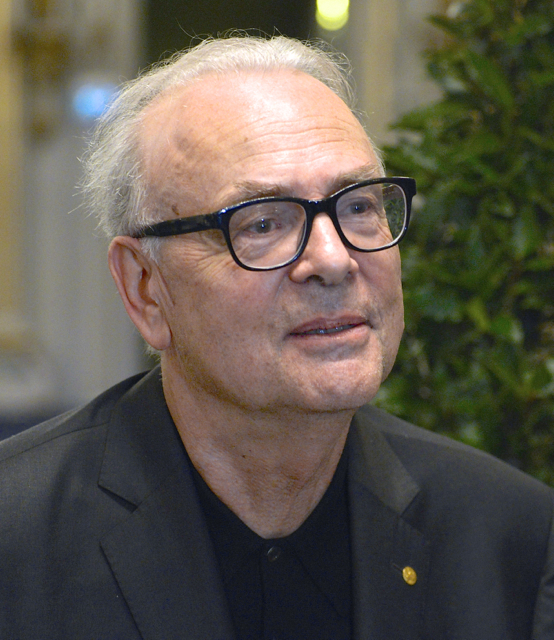
Patrick Modiano

##### 1941
- Claudine Auger (1941–2019), Schauspielerin
- Jacqueline Boyer (* 1941), Chanson- und Schlagersängerin
- Caza (* 1941), Comiczeichner
- Georges Claisse (1941–2021), Schauspieler
- André de Cortanze (* 1941), Rennwagenkonstrukteur und Automobilrennfahrer
- Florence Delay (1941–2025), Schriftstellerin, Schauspielerin und Hochschullehrerin
- Jean-Pierre Dupuy (* 1941), Ingenieur, Epistemologe und Philosoph
- Michel Edelin (* 1941), Jazzmusiker
- Prenses Fazıla (1941–2024), türkische Adelige
- Hervé Fischer (* 1941), französisch-kanadischer Multimedia-Philosoph und Künstler
- André Génovès (1941–2012), Filmproduzent
- Alain Grosrichard (* 1941), Literaturwissenschaftler, Philosoph und Psychoanalytiker
- Élisabeth Guignot (* 1941), Schauspielerin
- Carmen Kirmes (* 1941), deutsche Politikerin
- Alain Krivine (1941–2022), Politiker
- Édith Lejet (1941–2024), Komponistin
- Eddy Louiss (1941–2015), Jazzpianist und -organist
- Dimitri Meeks (* 1941), Archäologe und Ägyptologe
- Jean-Claude Milner (* 1941), Sprachwissenschaftler, Wissenschaftstheoretiker und Philosoph
- Danielle Minazzoli (* 1941), Tänzerin und Schauspielerin
- Nelly Olin (1941–2017), Politikerin
- Jacques Perrin (1941–2022), Schauspieler und Produzent
- Guy Le Querrec (* 1941), Fotograf und Filmemacher
- Hervé Jean Luc Renaudin (1941–2003), Geistlicher, katholischer Bischof
- Jean-Pierre Rouget (* 1941), Automobilrennfahrer
- Yannick Seigneur (1941–2001), Bergsteiger
- Serge Tcherepnin (* 1941), US-amerikanischer Komponist

##### 1942
- Jean-Claude Barclay (* 1942), Tennisspieler
- Guy Chasseuil (* 1942), Automobilrennfahrer
- Pierre Bernard (1942–2015), Grafiker
- Jean-Louis Bertuccelli (1942–2014), Filmregisseur und Drehbuchautor
- Jean-Paul Bled (* 1942), Historiker
- Jean-Michel Bony (* 1942), Mathematiker
- Charles Bridoux (1942–2003), Briefmarkenkünstler
- Pierre Clémenti (1942–1999), Schauspieler
- Eugène Cremmer (1942–2019), theoretischer Physiker
- Jean Dhombres (* 1942), Mathematiker und Mathematikhistoriker
- Françoise Dorléac (1942–1967), Schauspielerin
- Raymond Fonvieille (1942–2022), Eisschnellläufer
- Jacky Galou (* 1942), Sänger
- Claude Gauvard (* 1942), Mediävistin
- Yves Gomy (* 1942), Koleopterologe und Pädagoge
- Catherine Ikam (* 1942), Video- und Computerkünstlerin
- Jean-Pierre Jabouille (1942–2023), Automobilrennfahrer
- Olivier Kahn (1942–1999), Chemiker
- Bernard Laidebeur (1942–1991), Leichtathlet
- André Laignel (* 1942), Politiker
- Claudine Longet (* 1942), Sängerin und Schauspielerin
- Jean-Pierre Malin (1942–2022), Neurologe und Neutraumatologe
- Dominique Manotti (* 1942), Romanautorin und Historikerin
- Jean-Pierre Mazery (* 1942), Hochschullehrer
- Claude Miller (1942–2012), Filmregisseur und Drehbuchautor
- Eddy Mitchell (* 1942), Sänger, Textautor, Fernsehmoderator und Schauspieler
- Michel Pébereau (* 1942), Bankier und Vorsitzender der Bank BNP Paribas
- Henri Pescarolo (* 1942), Automobilrennfahrer
- Gérard Pirès (* 1942), Filmregisseur
- Dany Saval (* 1942), Schauspielerin
- Catherine Share (* 1942), US-amerikanische Filmschauspielerin
- Gérard Titus-Carmel (* 1942), Maler, Dichter, Illustrator und Graveur
- André Vingt-Trois (1942–2025), Geistlicher, römisch-katholischer Erzbischof von Paris und Kardinal
- Dominique Walter (1942–2013), Sänger
- Jens Weitkamp (1942–2019), deutscher Chemiker

##### 1943
- Pierre Antoniucci (* 1943), Maler
- Lyne Chardonnet (1943–1980), Schauspielerin
- Chantal Chawaf (* 1943), Schriftstellerin
- Catherine Deneuve (* 1943), Schauspielerin
- Yvan-Chrysostome Dolto, genannt Carlos (1943–2008), Sänger
- Jacques Dutronc (* 1943), Chansonnier und Schauspieler
- Jean-Claude Fournier (* 1943), Comiczeichner
- Pierre-William Glenn (1943–2024), Kameramann
- René Gonzalez (1943–2012), Schauspieler, Regisseur und Theaterintendant
- Jean-Louis Gouraud (* 1943), Journalist, Herausgeber und Schriftsteller
- Gérard Gropaiz (1943–2012), Schwimmer
- Johnny Hallyday (1943–2017), Sänger, Songwriter und Schauspieler
- Philippe de Henning (* 1943), Designer und Automobilrennfahrer
- Didier Kaminka (1943–2024), Regisseur, Drehbuchautor und Schauspieler
- Antoine Émile Henry Labeyrie (* 1943), Astronom
- Dominique Labourier (* 1943), Schauspielerin
- Jacques Laffite (* 1943), Automobilrennfahrer
- Didier Malherbe (* 1943), Fusionmusiker
- François Marthouret (* 1943), Schauspieler
- Jean-Pol Martin (* 1943), deutscher Didaktiker und Methodiker
- François Mazet (* 1943), Automobilrennfahrer
- Bruno Monsaingeon (* 1943), Geiger, Filmregisseur und Schriftsteller
- Édouard Niermans (* 1943), Filmregisseur
- Gérard Paris-Clavel (* 1943), Grafiker
- Bertrand Renouvin (* 1943), royalistischer Politiker
- Gérard Rinaldi (1943–2012), Komiker, Chansonsänger und Schauspieler
- Maurice Risch (* 1943), Schauspieler
- Jean-Cyril Spinetta (* 1943), Spitzenbeamter und Manager
- Bernard Tapie (1943–2021), Politiker, Abgeordneter des Europäischen Parlaments, Schauspieler und Geschäftsmann und Eigentümer von Olympique Marseille
- Gilles Taurand (* 1943), Drehbuchautor und Schriftsteller
- Ivan Tcherepnin (1943–1998), US-amerikanischer Komponist
- Alain Tissier (1943–2001), Schauspieler
- Hervé Villechaize (1943–1993), Schauspieler
- Hélène Vincent (* 1943), Schauspielerin und Theaterregisseurin

##### 1944
- Margot Anand (* 1944), Psychologin und Neotantra-Lehrerin
- Pierre Arditi (* 1944), Schauspieler
- Pierre Bachelet (1944–2005), Sänger
- Marie-Christine Barrault (* 1944), Schauspielerin
- Gilles Berolatti (* 1944), Fechter
- Christian Boltanski (1944–2021), Künstler
- Jean Daniel Cadinot (1944–2008), Filmregisseur und -produzent
- Alain Caillé (* 1944), Soziologe
- Philippe Cassou-Noguès (* 1944), Mathematiker
- François Catonné (* 1944), Kameramann, Dokumentarfilmer und Fotograf
- François Cevert (1944–1973), Automobilrennfahrer
- Noëlle Châtelet (* 1944), Schauspielerin und Autorin
- Coluche, bürgerlich Michel Colucci (1944–1986), Filmschauspieler und Komiker
- Noëlle Cordier (* 1944), Sängerin
- Michel Cullin (1944–2020), Politikwissenschaftler
- Pascal Danel (1944–2024), Sänger und Komponist
- Serge Daney (1944–1992), Filmkritiker
- Christine Delaroche (* 1944), Sängerin und Schauspielerin
- Jacques Doillon (* 1944), Filmregisseur und Drehbuchautor
- José Dolhem (1944–1988), Automobilrennfahrer
- Christiane Driesen (* 1944), Gerichtsdolmetscherin und juristische Übersetzerin
- Jean-Pierre Ducasse (1944–1969), Radrennfahrer
- Robert Einbeck (* 1944), Künstler, Maler und Dichter
- Ivar Ekeland (* 1944), Mathematiker
- Alain Fleischer (* 1944), Regisseur, Schriftsteller, Fotograf und Plastiker
- Colin Fournier (1944–2024), britischer Architekt und Professor
- Isabelle de Funès (* 1944), Schauspielerin und Sängerin
- Jean-Louis Gassée (* 1944), Unternehmer
- Alexandros Giotopoulos (* 1944), griechischer Anführer der Untergrundorganisation 17. November
- Geneviève Grad (1944–2024), Schauspielerin
- Françoise Hardy (1944–2024), Schlagersängerin, Texterin, Komponistin und Filmschauspielerin
- Sophie Hardy (* 1944), Schauspielerin
- Christian Hay (1944–1984), Schauspieler
- Jean-Pierre Léaud (* 1944), Schauspieler
- Dominique Lecourt (1944–2022), Philosoph
- Bernard Lehideux (* 1944), Politiker
- Claude Lemaréchal (* 1944), Mathematiker
- Betty Mars (1944–1989), Sängerin und Schauspielerin
- Fernando Ocáriz Braña (* 1944), katholischer Priester
- Jean-Pierre Pincemin (1944–2005), Maler und Bildhauer
- François Porcile (* 1944), Autor, Musikwissenschaftler und Filmregisseur
- Frédéric Rabold (* 1944), deutscher Jazztrompeter und -komponist
- Babik Reinhardt (1944–2001), Jazz-Gitarrist
- Élisabeth Roudinesco (* 1944), Psychoanalytikerin und Autorin
- Jean-Pierre Sauvage (* 1944), Chemiker
- Marina Yaguello (* 1944), Linguistin, Anglistin und Romanistin

##### 1945
- Gérard d’Aboville (* 1945), Abenteurer und Politiker
- Patrice Bart (* 1945), Tänzer, Choreograf und Ballettmeister
- François Bourgeon (* 1945), Comic-Autor und Zeichner
- Jean-François Canape (1945–2012), Jazzmusiker
- Thierry Desmarest (1945–2024), Manager
- Patrick Dupré (* 1945), Op-Art und Kinetischer Künstler
- Christine Edzard (* 1945), Regisseurin, Drehbuchautorin und Kostümbildnerin
- Charles Enderlin (* 1945), israelischer Journalist und Dokumentarfilmer
- Johnny Famechon (1945–2022), australischer Boxer im Federgewicht
- Michel A. Farille (1945–2016), Gärtner und Botaniker
- Gérard Fenouil (1945–2023), Sprinter
- Monique Janotta (* 1945), Primaballerina und Ballettmeisterin
- Jean Kalman (* 1945), Lichtdesigner
- Emmanuel Lafont (* 1945), Geistlicher, Bischof von Cayenne
- François Laudenbach (* 1945), Mathematiker
- Alain Lebeaupin (1945–2021), Geistlicher, vatikanischer Diplomat, römisch-katholischer Erzbischof
- Claude Lemesle (* 1945), Liedtexter
- Catherine Leroy (1945–2006), Fotografin und Kriegsberichterstatterin
- Alain Louvier (* 1945), Komponist
- Patrice Mestral (* 1945), Komponist und Dirigent
- Patrick Modiano (* 1945), Schriftsteller
- Marjorie Noël (1945–2000), Chansonsängerin
- Alain Noury (* 1945), Schauspieler
- Annick Nozati (1945–2000), Sängerin und Improvisationsvokalistin
- Bruno Nuytten (* 1945), Kameramann, Filmregisseur und Drehbuchautor
- Gérard Patté (* 1945), Automobilrennfahrer
- Jean-Marie Poiré (* 1945), Drehbuchautor, Filmregisseur und Filmproduzent
- Alain Richard (* 1945), Politiker, Mitglied der Nationalversammlung
- Pascal Sevran (1945–2008), Autor, Sänger und Fernsehshowmaster
- Henri Texier (* 1945), Jazz-Kontrabassist, Multi-Instrumentalist, Sänger, Orchesterleiter und Komponist
- Edith Vesperini (* 1945), Kostümbildnerin
- Pierre Viaux (* 1945), Diplomat und Mittelstreckenläufer

#### 1946 bis 1950

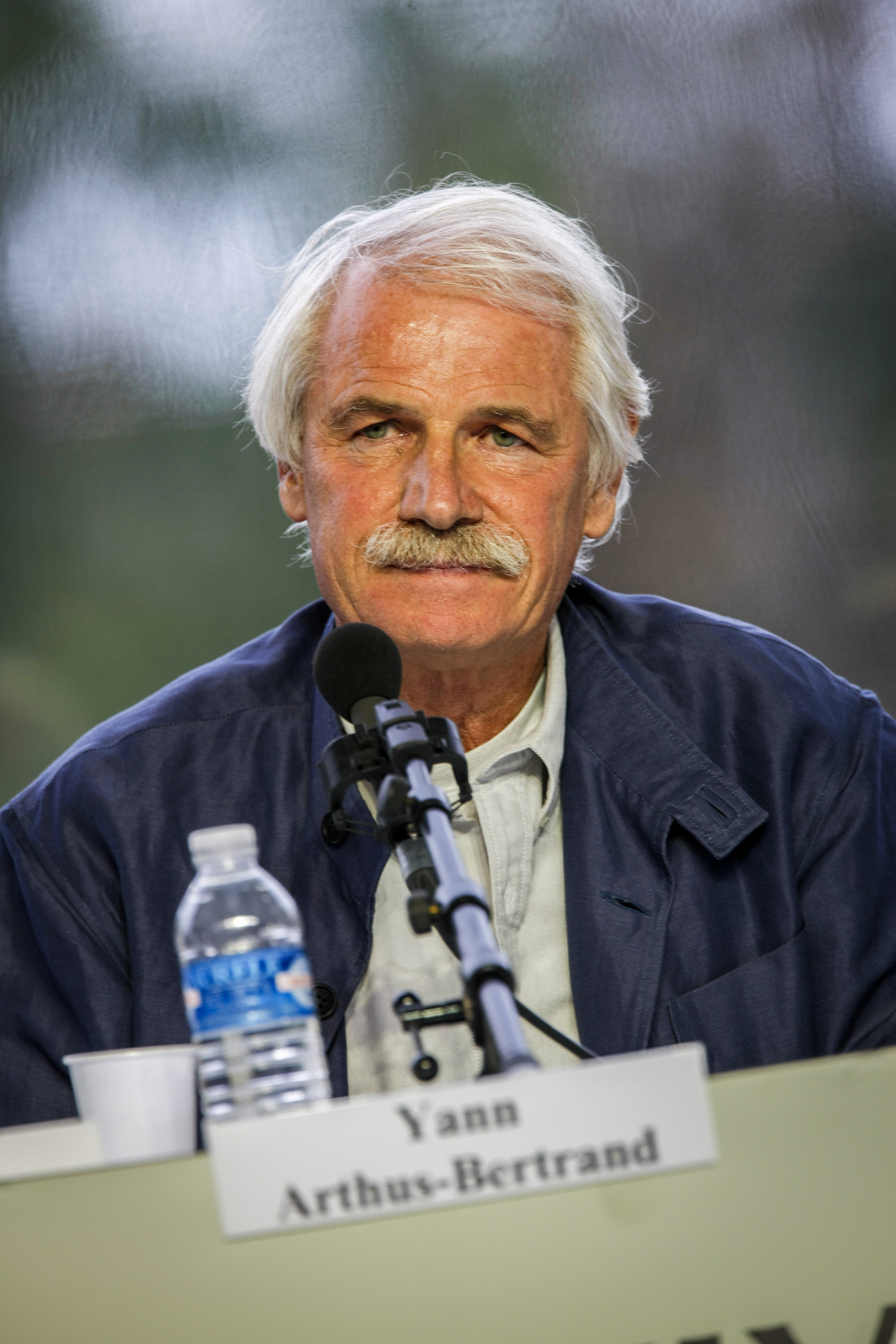
Yann Arthus-Bertrand

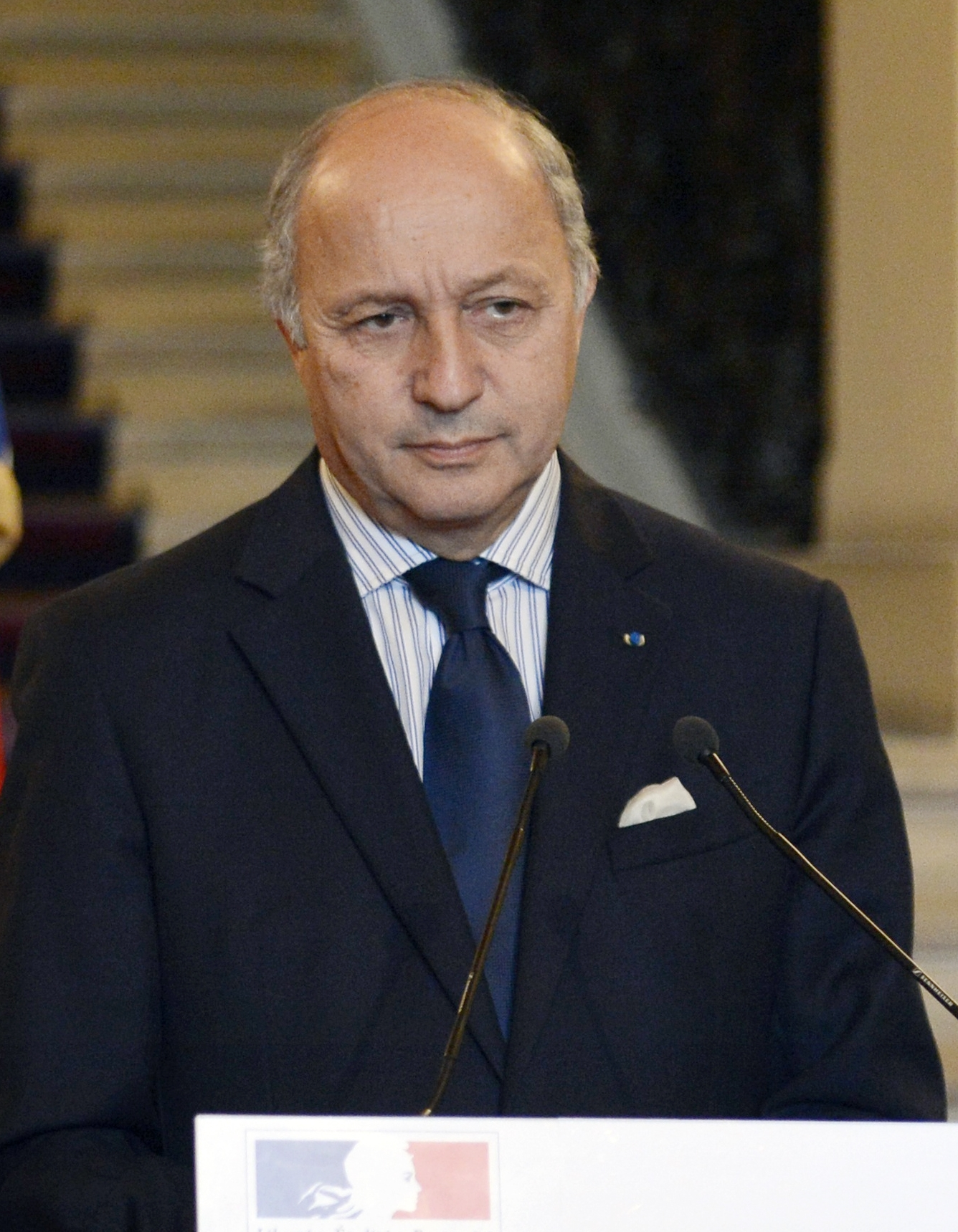
Laurent Fabius

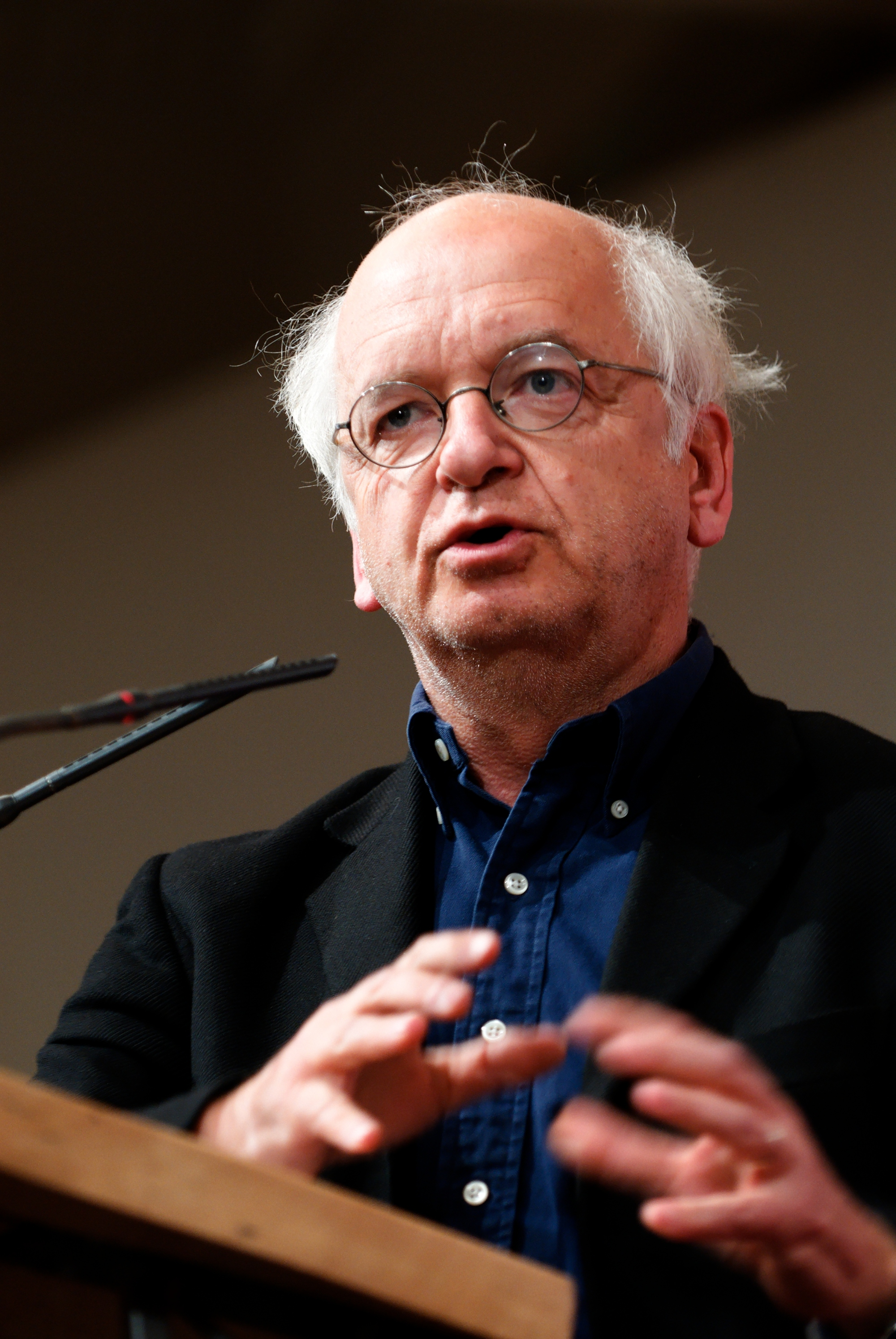
Érik Orsenna

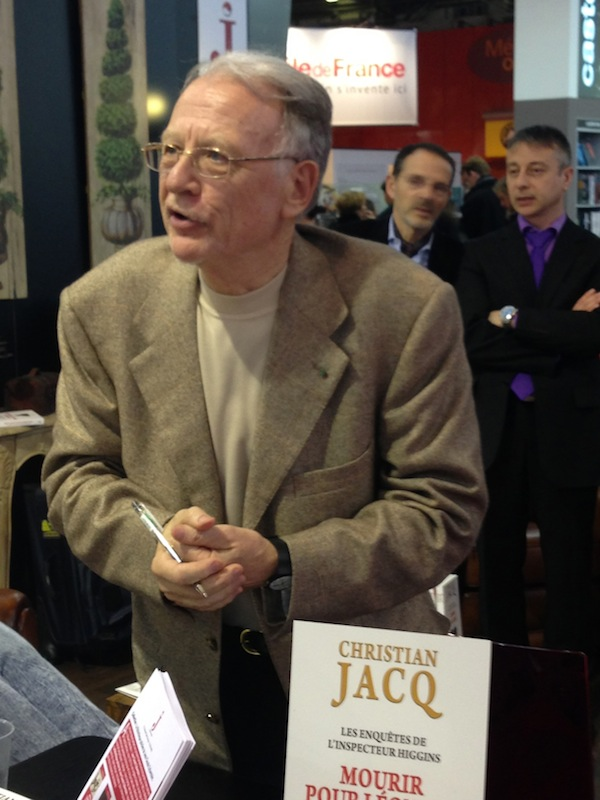
Christian Jacq

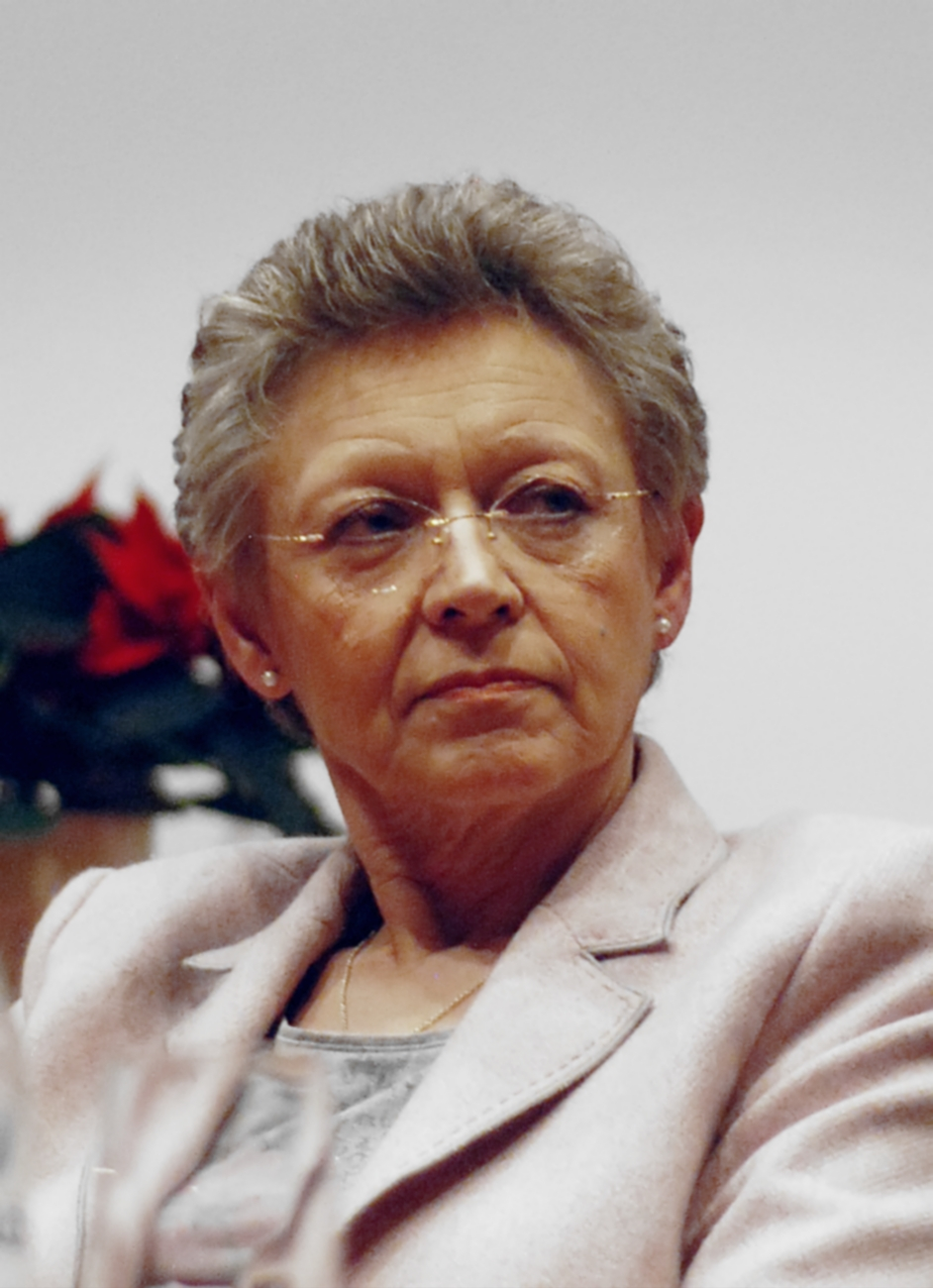
Françoise Barré-Sinoussi

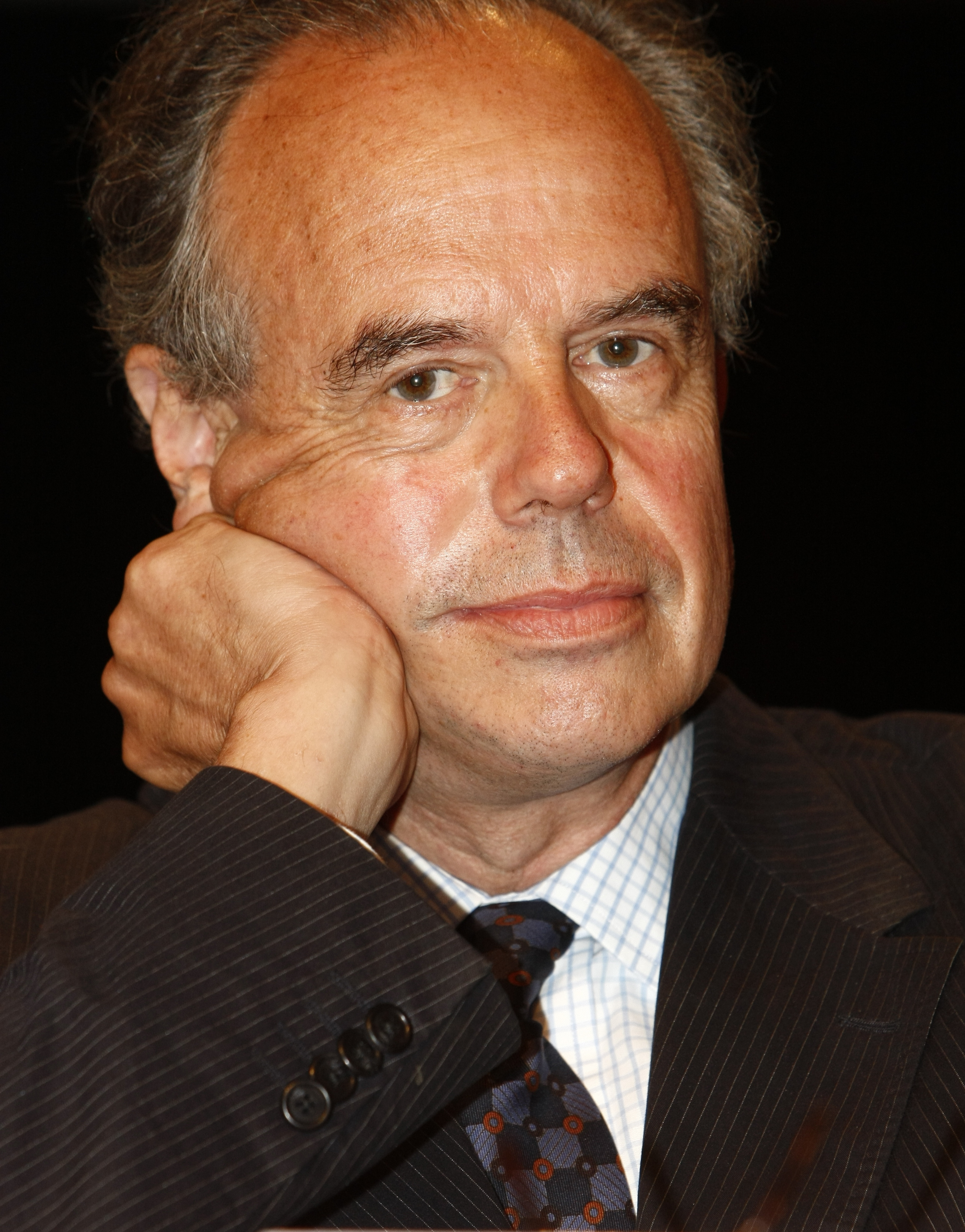
Frédéric Mitterrand

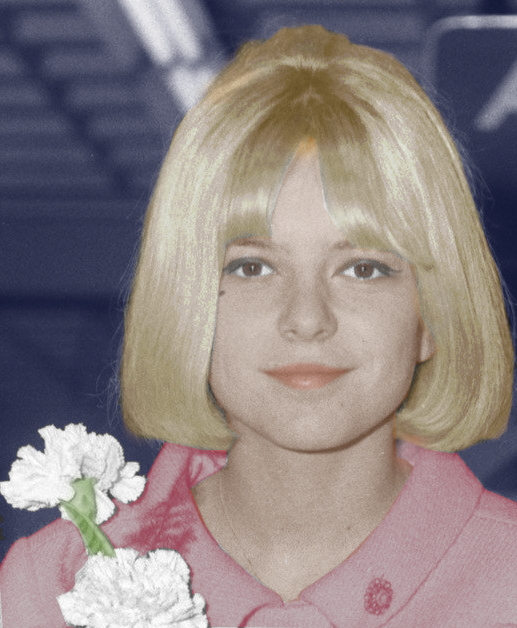
France Gall

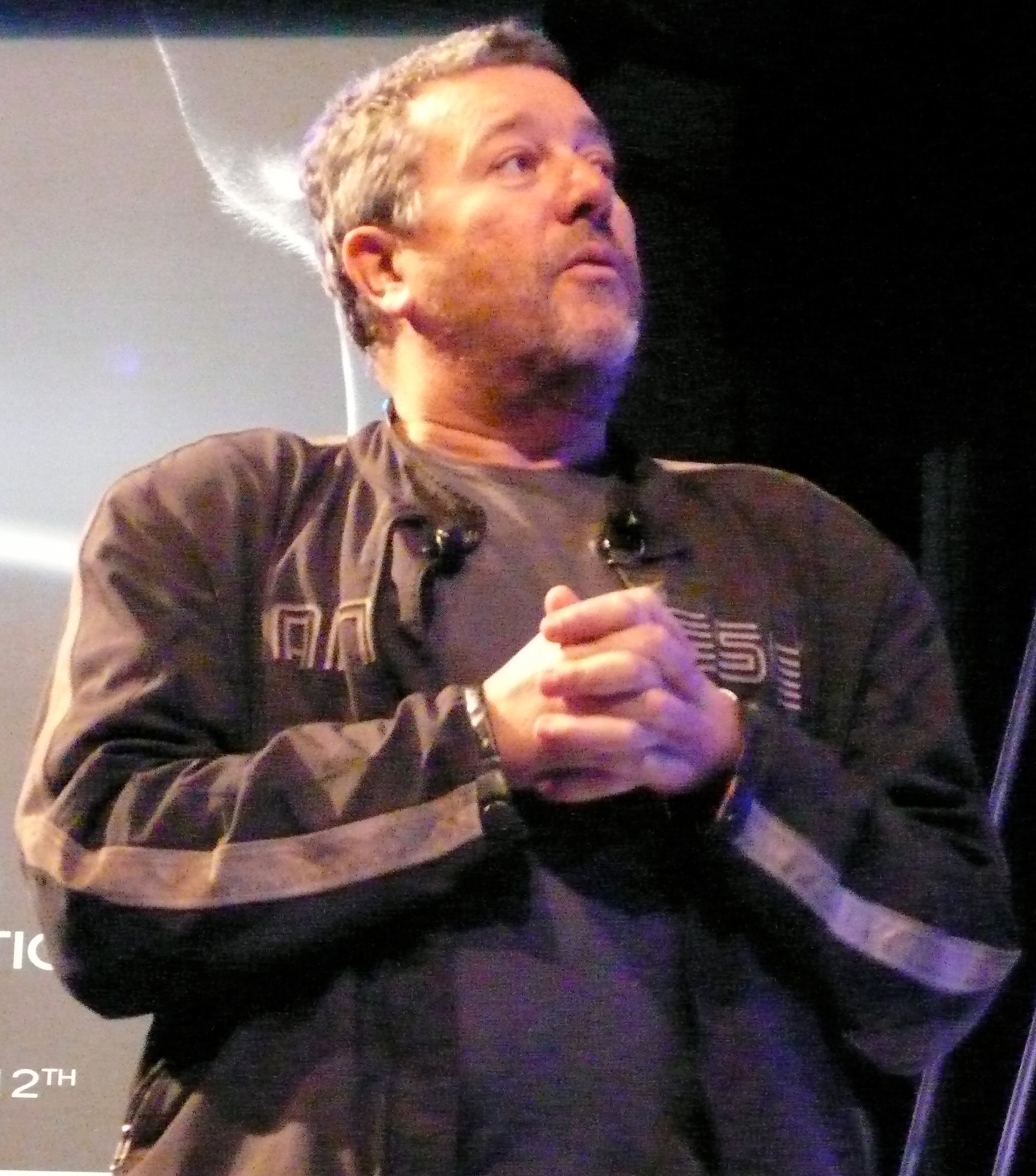
Philippe Starck

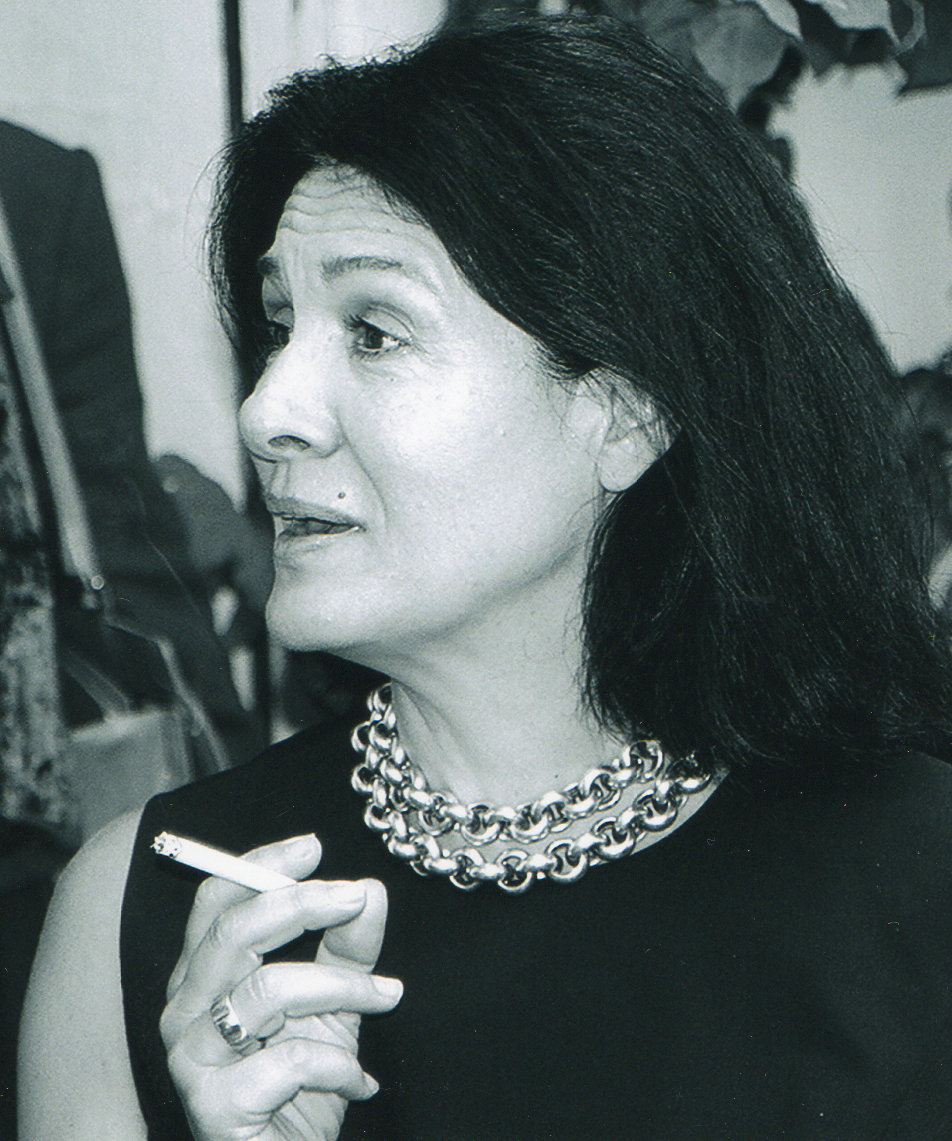
Paloma Picasso

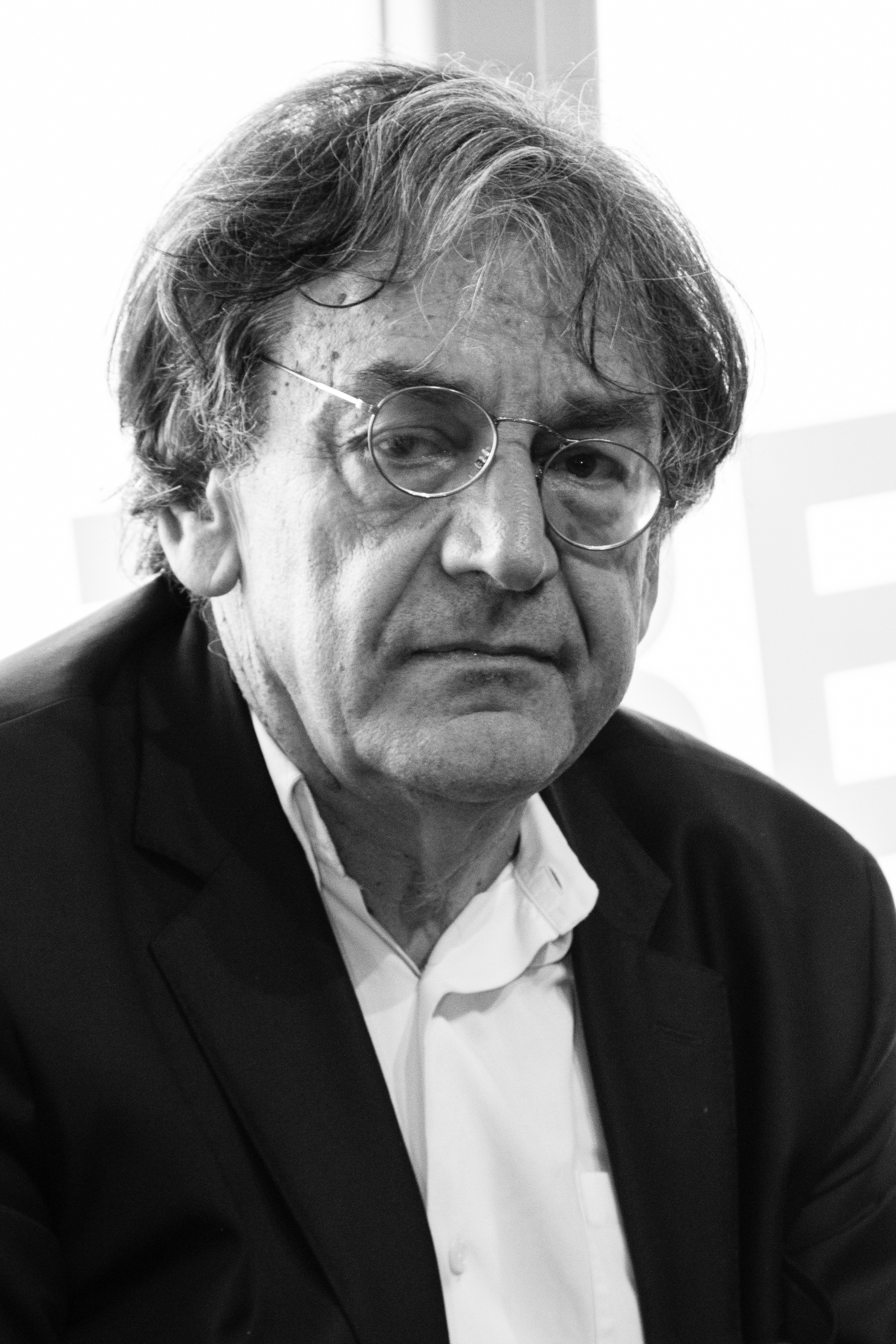
Alain Finkielkraut

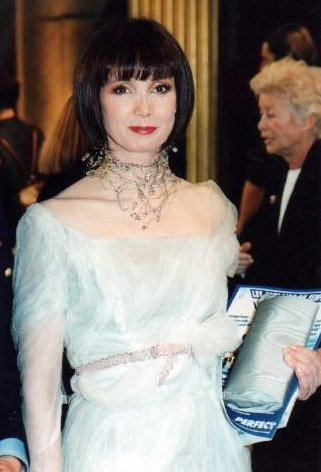
Sabine Azéma

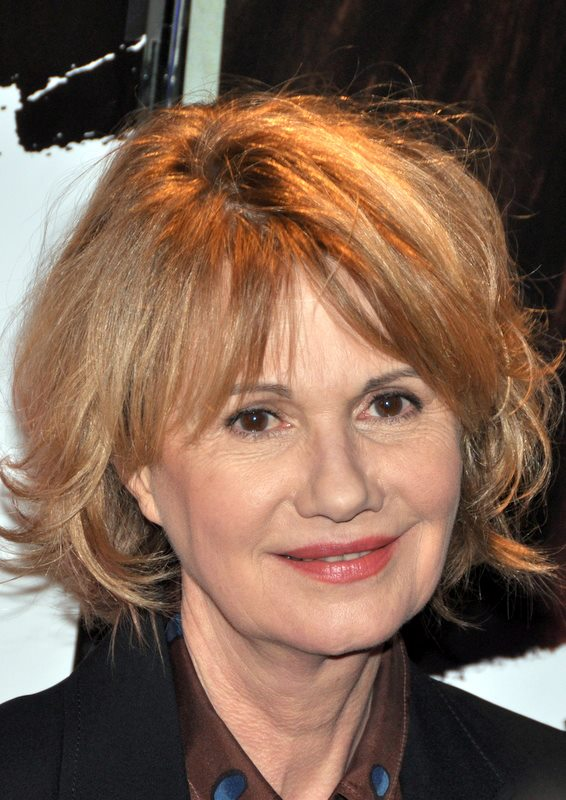
Miou-Miou

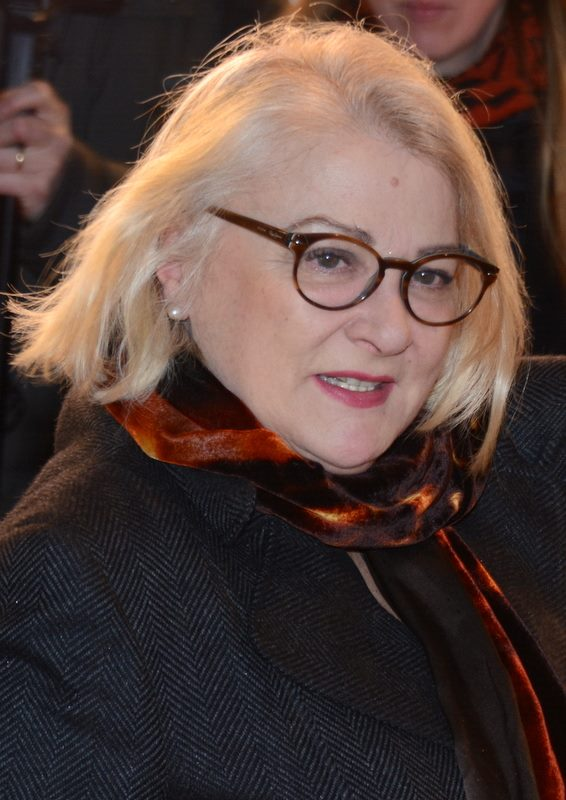
Josiane Balasko

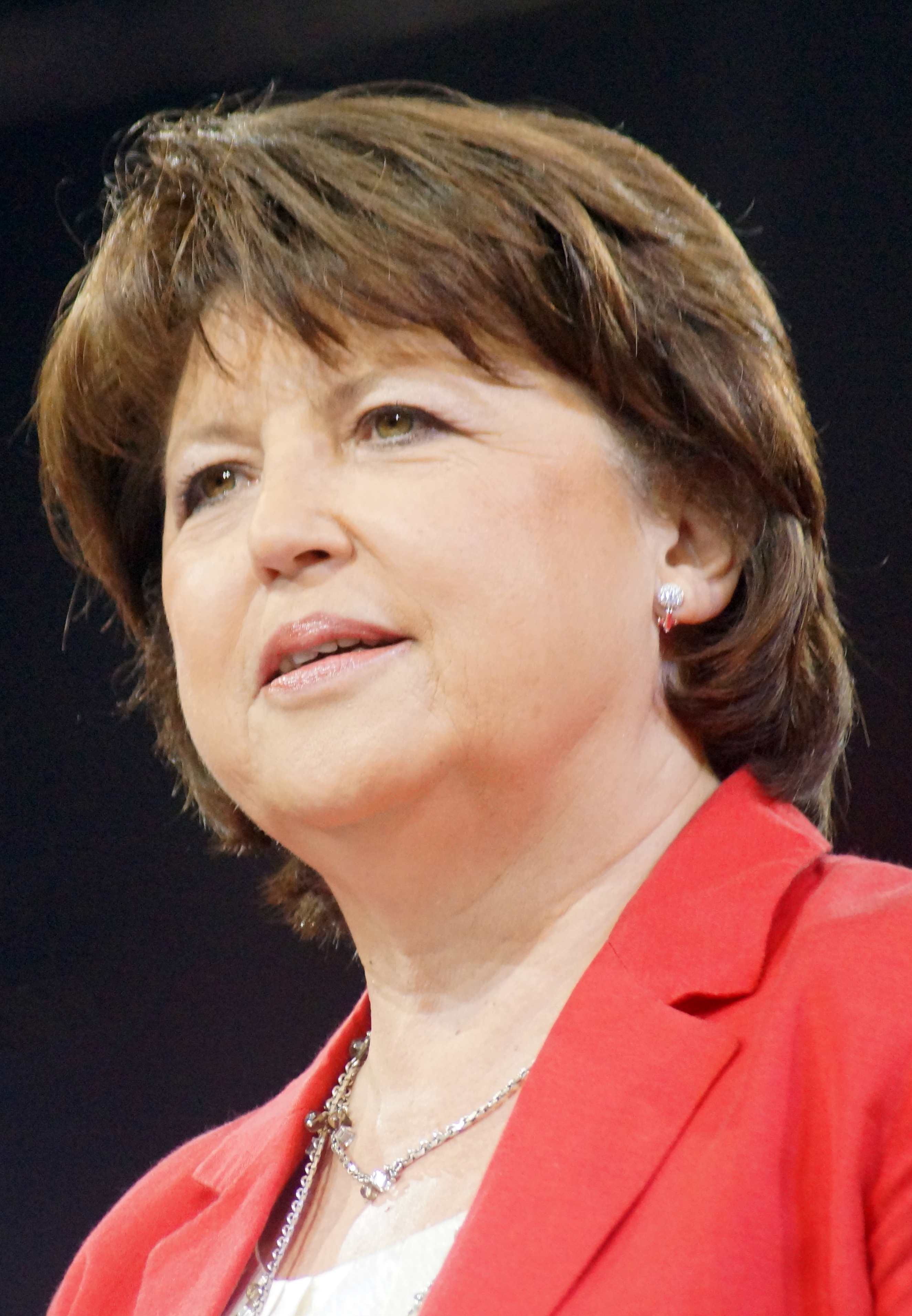
Martine Aubry

##### 1946
- Pierre-Yves Artaud (* 1946), Flötist, Komponist und Musikpädagoge
- Yann Arthus-Bertrand (* 1946), Fotograf
- Éric Aumonier (* 1946), Geistlicher und römisch-katholischer Bischof von Versailles
- Michèle Battut (* 1946), Malerin, Lithografin und Bildhauerin
- Jean-Jacques Beineix (1946–2022), Filmregisseur, Produzent und Drehbuchautor
- Georges Beller (* 1946), Schauspieler und Moderator
- Patrick Blossier (* 1946), Kameramann
- Pascal Bonitzer (* 1946), Drehbuchautor und Filmregisseur
- Pierre Bourdon (* 1946), Parfumeur
- Catherine Bréchignac (* 1946), Physikerin
- Michel Broué (* 1946), Mathematiker
- Blas Cabrera (* 1946), US-amerikanischer Physiker
- Jean-Claude Colliard (1946–2014), Jurist, Verwaltungsbeamter und Hochschullehrer
- Philippe Dagoreau (1946–2022), Automobilrennfahrer
- Claire Denis (* 1946), Filmregisseurin und Drehbuchautorin
- Jean-Marc Deshouillers (* 1946), Mathematiker
- Gérard Detourbet (1946–2019), Automobilmanager
- Jacky Dreksler (* 1946), deutscher Autor, Musiker, Liedtexter und Produzent
- Jean-Claude Dreyfus (* 1946), Schauspieler
- Pierre-Marie Dupuy (* 1946), Jurist
- Christian Ethuin (* 1946), Automobilrennfahrer
- Laurent Fabius (* 1946), Politiker
- Xavier Fauche (* 1946), Comicautor
- F’murr, bürgerlich Richard Peyzaret (1946–2018), Comiczeichner
- Jacques Heuclin (1946–2007), Automobilrennfahrer und Politiker
- Guy Hocquenghem (1946–1988), Autor und Philosoph
- Jean-Paul Huchon (* 1946), Politiker
- Arnaud Jacomet (1946–2011), Diplomat
- C. Jérôme, bürgerlicher Claude Dhotel (1946–2000), Chansonsänger
- Jonathan Keates (* 1946), britischer Schriftsteller
- Alain Kirili (1946–2021), französisch-amerikanischer Bildhauer
- Jean-Pierre Kohut-Svelko (* 1946), Szenenbildner
- Robert Louis-Dreyfus (1946–2009), französisch-schweizerischer Unternehmer
- Alain Madelin (* 1946), Politiker
- Alain de Martigny (* 1946), Fußballspieler und -trainer
- Christian Marty (1946–2000), Pilot
- Gérard Mégie (1946–2004), Physiker
- Serge Moati (* 1946), Regisseur, Produzent und Schauspieler
- André Neveu (* 1946), Physiker
- Jean-Thomas Nordmann (* 1946), Politiker und Historiker
- Jean-François Parot (1946–2018), Diplomat und Schriftsteller
- Guesch Patti (* 1946), Sängerin
- Anne-Marie Pelletier (* 1946), katholische Theologin
- Jean-Bernard Pouy (* 1946), Schriftsteller
- Patrick Rambaud (* 1946), Schriftsteller
- Patrice Serres (1946–2023), Comiczeichner
- Pierre Sokolsky (* 1946), US-amerikanischer Physiker
- Antoine Spire (* 1946), Presse- und Rundfunkjournalist, Intellektueller und Herausgeber
- Pierre-André Taguieff (* 1946), Politikwissenschaftler, Philosoph und Soziologe
- Hervé Vilard (* 1946), Sänger
- Alain Weill (* 1946), Kunstkritiker und Ausstellungsmacher
- Élisabeth Wiener (* 1946), Schauspielerin und Sängerin
- Michel Wieviorka (* 1946), Sozialwissenschaftler, Rassismus- und Gewaltforscher

##### 1947
- Ève Gran-Aymerich (* 1947), Archäologin und Historikerin
- Seda Aznavour (* 1947), Sängerin und Schauspielerin
- François-Marie Banier (* 1947), Schriftsteller und Fotograf
- Minouche Barelli (1947–2004), französisch-monégassische Sängerin
- Françoise Barré-Sinoussi (* 1947), Virologin und Nobelpreisträgerin
- Alain Bashung (1947–2009), Sänger und Schauspieler
- Dominique Baudis (1947–2014), Journalist und Politiker
- Bernard Boëne (* 1947), Militärsoziologe
- Rémi Brague (* 1947), Philosoph
- Nicole Calfan (* 1947), Schauspielerin
- Jean-Claude Cheynet (* 1947), Byzantinist
- Julien Clerc (* 1947), Sänger und Songschreiber
- Joël Daydé (* 1947), Sänger
- Chantal Delsol (* 1947), Historikerin, Philosophin und Schriftstellerin
- Françoise Demulder (1947–2008), Fotojournalistin und Kriegsfotografin
- Brigitte Douay (* 1947), Politikerin
- Jean-Pierre Dionnet (* 1947), Comicautor und Szenarist
- Minou Drouet (* 1947), Schriftstellerin
- Danièle Dubroux (* 1947), Regisseurin, Schauspielerin und Drehbuchautorin
- Simon Epstein (* 1947), israelischer Ökonom und Historiker
- Jorge D’Escragnolle Taunay Filho (* 1947), brasilianischer Diplomat
- Pierre Friloux (1947–2007), Schauspieler, Regisseur und Multimediakünstler
- France Gall (1947–2018), Sängerin
- Christian Jacq (* 1947), Schriftsteller und Ägyptologe
- Benoît Jacquot (* 1947), Drehbuchautor und Filmregisseur
- Jonathan Kaplan (1947–2025), US-amerikanischer Regisseur
- Jean-Jacques Kravetz (* 1947), Keyboarder und Saxophonist
- Aurora Lacasa (* 1947), deutsche Schlagersängerin
- Jean-Claude Lagniez (* 1947), Automobilrennfahrer
- Martin Lamotte (* 1947), Schauspieler, Drehbuchautor und Filmregisseur
- Patrice Leconte (* 1947), Regisseur und Drehbuchautor
- Jack-Alain Léger (1947–2013), Schriftsteller und Musiker
- Jacqueline Lichtenstein (1947–2019), Philosophin, Kunsthistorikerin und Hochschullehrerin
- Serge Mangin (* 1947), Bildhauer
- Ludmila Mikaël (* 1947), Schauspielerin
- Jouk Minor (* 1947), Jazzmusiker
- Frédéric Mitterrand (1947–2024), Autor, Filmregisseur, Filmproduzent, Schauspieler und Politiker
- Claude Montana (1947–2024), Modeschöpfer und Designer
- Jacques Morali (1947–1991), Musikproduzent
- Érik Orsenna (* 1947), Autor
- Alain Pellet (* 1947), Jurist
- Claude Picasso (1947–2023), spanisch-französischer Fotograf, Filmemacher und Nachlassverwalter
- Dominique Regef (* 1947), Drehleierspieler
- Michel Sardou (* 1947), Chansonnier
- Jaime Semprun (1947–2010), Essayist
- Coline Serreau (* 1947), Filmemacherin und Schriftstellerin
- Ghédalia Tazartès (1947–2021), Avantgarde-Musiker
- Yan Pascal Tortelier (* 1947), Violinist und Dirigent
- Odon Vallet (* 1947), Religionswissenschaftler
- Alain Van Lancker (* 1947), Radrennfahrer

##### 1948
- Féodor Atkine (* 1948), Schauspieler
- Pascal Bruckner (* 1948), Romancier und Essayist
- Philippe Caillat (* 1948), Jazzgitarrist
- Philippe Camus (* 1948), Geschäftsmann
- Christine Caron (* 1948), Schwimmerin
- Patrick Cothias (* 1948), Comicautor
- Éva Darlan (* 1948), Schauspielerin
- Gérard Darmon (* 1948), Schauspieler und Sänger
- Richard Dembo (1948–2004), Filmregisseur und Drehbuchautor
- Geneviève Fraisse (* 1948), Philosophin, Autorin, Historikerin und Politikerin
- Françoise Gaill (* 1948), Biologin und Ozeanografin
- Patrick Gaubert (* 1948), Politiker
- Martine Géliot (1948–1988), Harfenistin
- Michel Gurfinkiel (* 1948), Publizist
- Jean-Pierre Haigneré (* 1948), Raumfahrer
- Daniel Huck (* 1948), Jazzmusiker
- André Juillard (1948–2024), Comiczeichner und Illustrator
- Eric Karsenti (* 1948), Biologe
- Philippe Khorsand (1948–2008), Schauspieler
- Lionel Koechlin (* 1948), Autor, Illustrator und Designer
- Jean Legrez (* 1948), Geistlicher, Bischof von Saint-Claude
- Chantal Neuwirth (* 1948), Schauspielerin
- Claire Pinheiro (1948–1999), Filmeditorin und Tongestalterin
- Robert Pintenat (1948–2008), Fußballspieler
- Séverine, bürgerlich Josiane Grizeau (* 1948), Schlagersängerin
- Laurent Voulzy (* 1948), Sänger
- Régis Wargnier (* 1948), Regisseur, Drehbuchautor und Filmproduzent

##### 1949
- Gérard Akoka (* 1949), Dirigent
- Pierre Amoyal (* 1949), Violinist
- Sabine Azéma (* 1949), Schauspielerin
- Serge Besnard (1949–2002), Fußballspieler
- Daniel Biasini (* 1949), Autor
- Jean-François Bonhème (* 1949), Weitspringer
- Patrick Buisson (1949–2023), Journalist und Politologe
- Alain Chamfort (* 1949), Sänger, Komponist und Schauspieler
- Jean-Louis Cohen (1949–2023), Architekt, Autor und Kunsthistoriker
- Al Coutelis (* 1949), Comiczeichner
- Philippe Descola (* 1949), Anthropologe und Hochschullehrer
- Pascal Dibie (* 1949), Ethnologe und Publizist
- Philippe Djian (* 1949), Schriftsteller
- Bernard-Pierre Donnadieu (1949–2010), Schauspieler und Synchronsprecher
- Françoise Dorner (* 1949), Schauspielerin und Schriftstellerin
- Marie-Guite Dufay (* 1949), Politikerin
- Augustin Dumay (* 1949), Violinist und Dirigent
- Alain Finkielkraut (* 1949), Philosoph und Autor
- Alain Fischer (* 1949), Mediziner
- Maxime Le Forestier (* 1949), Chansonnier
- Marc Fosset (1949–2020), Jazzgitarrist und Sänger
- Olivier de Funès (* 1949), Schauspieler
- Pascal Garnier (1949–2010), Schriftsteller
- Alain Glavieux (1949–2004), Informatiker
- Jean-Marie Guéhenno (* 1949), Politologe und Diplomat
- Bernard Helffer (* 1949), Mathematiker
- Yves Hervalet (1949–2008), Automobilrennfahrer
- Michel Kerautret (* 1949), Historiker
- Denis Lenoir (* 1949), Kameramann
- Michaël Levinas (* 1949), Komponist
- Maxence Mailfort (* 1949), Schauspieler
- Bruno Mégret (* 1949), Politiker
- Gérard Mestrallet (* 1949), Manager
- Alain Minc (* 1949), Publizist und Politikberater
- Philippe Nemo (* 1949), Philosoph
- Giannos Papantoniou (* 1949), griechischer Politiker
- Ellen Parker (* 1949), US-amerikanische Schauspielerin
- Paloma Picasso (* 1949), spanisch-französische Designerin
- Jacques Poustis (1949–2022), Sänger
- Yann Queffélec (* 1949), Autor
- Michelle Schatzman (1949–2010), Mathematikerin
- Caroline Sihol (* 1949), Schauspielerin
- Philippe Starck (* 1949), Designer und Architekt
- Jacques Stern (* 1949), Kryptologe
- Patrick Tambay (1949–2022), Automobilrennfahrer
- Alain Terzian (* 1949), Filmproduzent sowie ein Film- und Verbandsfunktionär
- Jacques Weber (* 1949), Schauspieler

##### 1950
- Anémone, bürgerlich Anne Bourguignon (1950–2019), Schauspielerin
- Martine Aubry (* 1950), Politikerin
- Josiane Balasko (* 1950), Schauspielerin, Regisseurin und Drehbuchautorin
- Gérald Bastard (* 1950), Experimentalphysiker
- Richard Berry (* 1950), Schauspieler, Regisseur und Sänger
- Klaus Blasquiz (* 1950), Musiker, Journalist und Dozent
- Pierre Bonvin (* 1950), Sprinter
- Muriel Cerf (1950–2012), Schriftstellerin
- Marc Cholodenko (* 1950), Dichter, Schriftsteller und Übersetzer
- Élie Chouraqui (* 1950), Filmregisseur, Drehbuchautor, Schauspieler, Filmproduzent und Volleyballspieler
- Corinne Cléry (* 1950), Schauspielerin
- Thomas Declaude (* 1950), Schauspieler, Regisseur und Musiker
- Alain Ehrenberg (* 1950), Soziologe
- Michel Gugenheim (* 1950), Rabbiner und Großrabbiner von Paris
- Patrick Goudou (* 1950), Manager
- Michèle Métail (* 1950), Lyrikerin
- Michel Meynaud (1950–2016), Musiker
- Jean-Jacques Milteau (* 1950), Bluessänger und Mundharmonikaspieler
- Miou-Miou, bürgerlich Sylvette Herry (* 1950), Schauspielerin
- Pierre Pringuet (* 1950), Manager
- Joël Quiniou (* 1950), Fußballschiedsrichter
- Michel Rouge (* 1950), Comiczeichner
- Marie-Françoise Roy (* 1950), Mathematikerin
- Stella Vander (* 1950), Sängerin, Songwriterin und Musikproduzentin
- Nicolas Werth (* 1950), Historiker

#### 1951 bis 1955

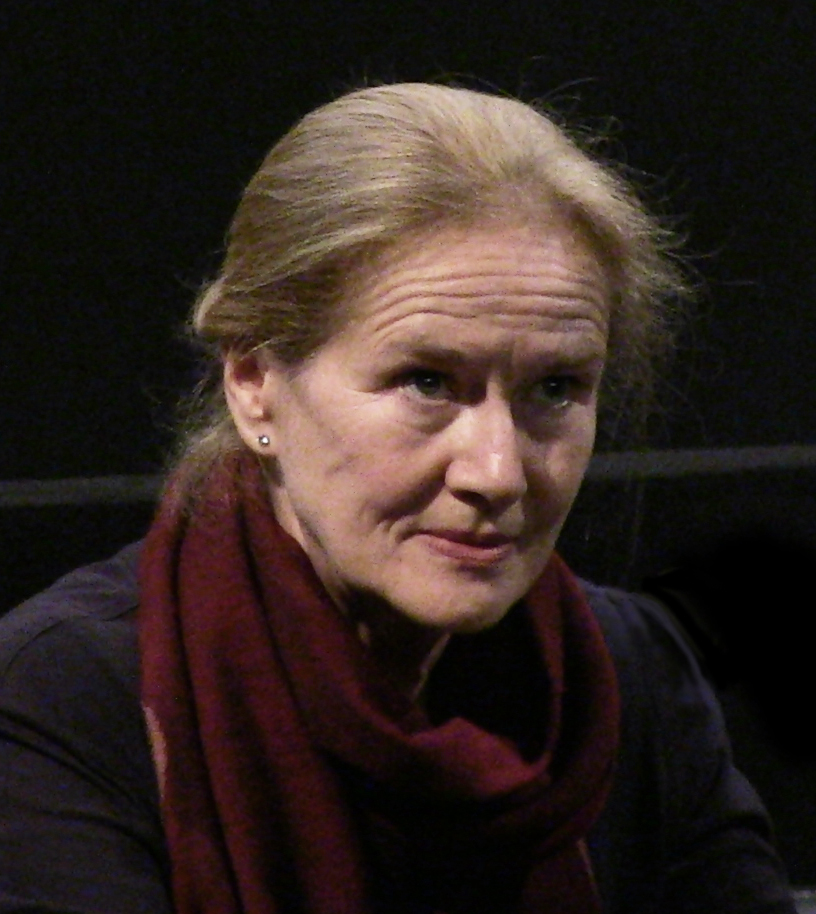
Dominique Sanda

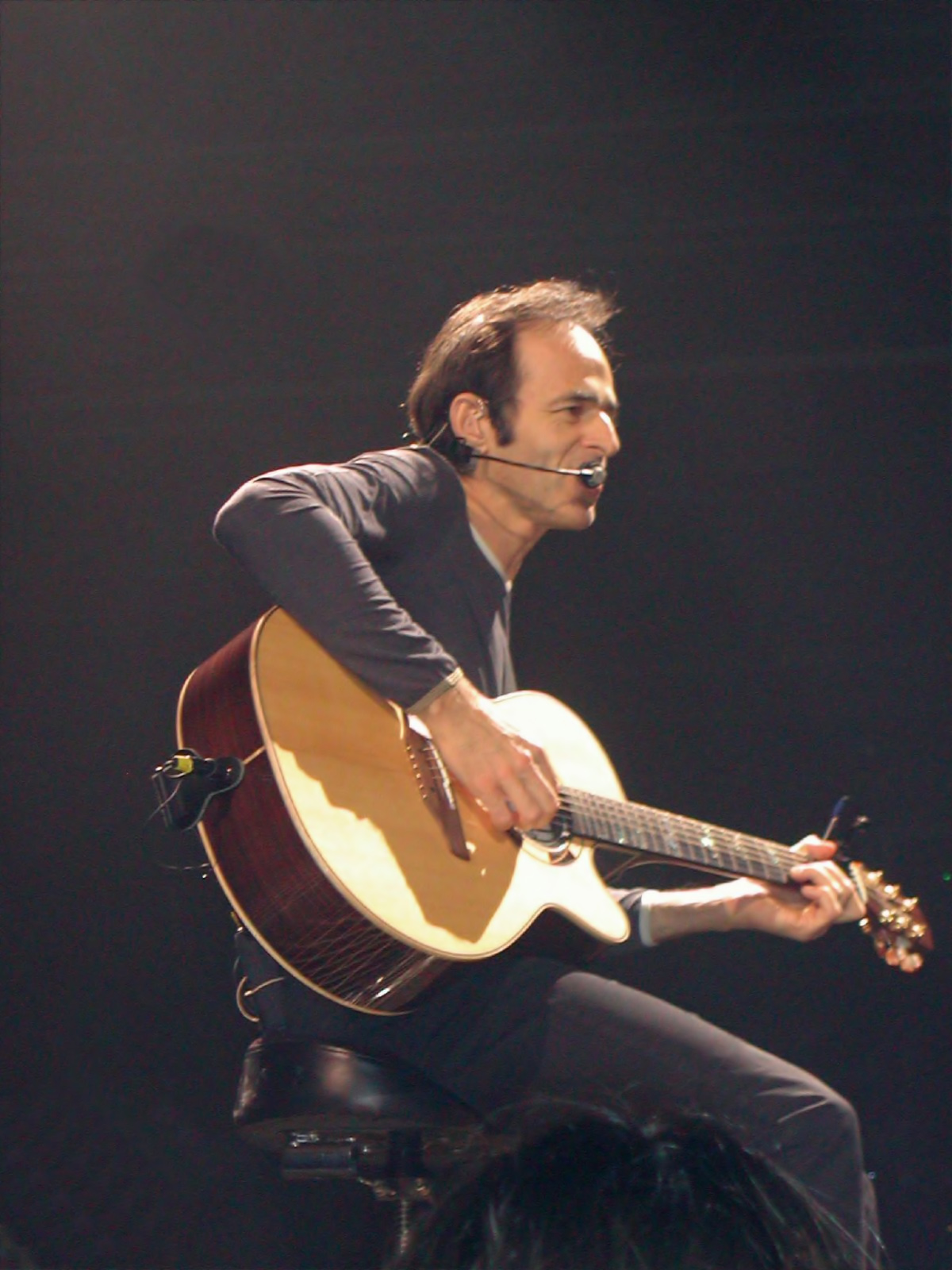
Jean-Jacques Goldman

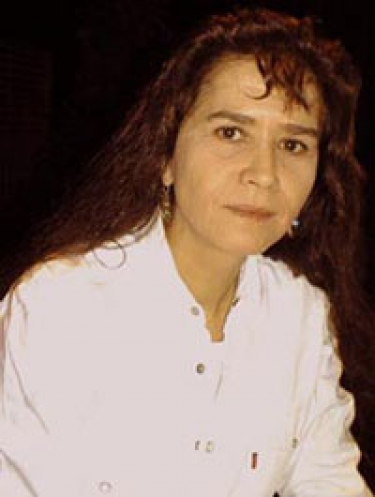
Maria Schneider

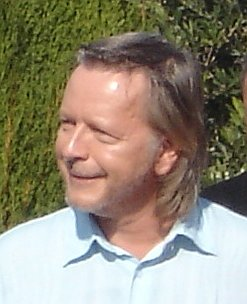
Renaud Séchan

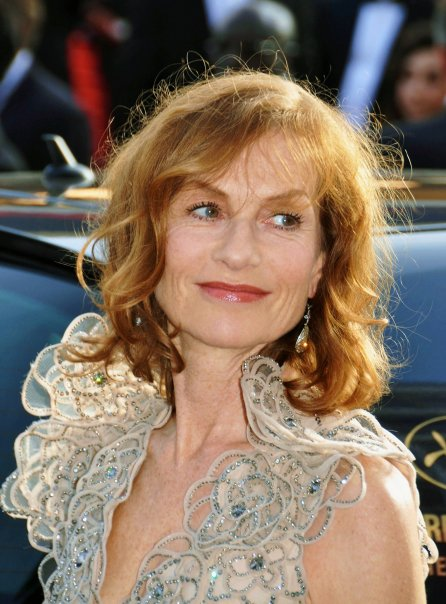
Isabelle Huppert

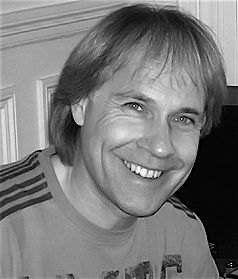
Richard Clayderman

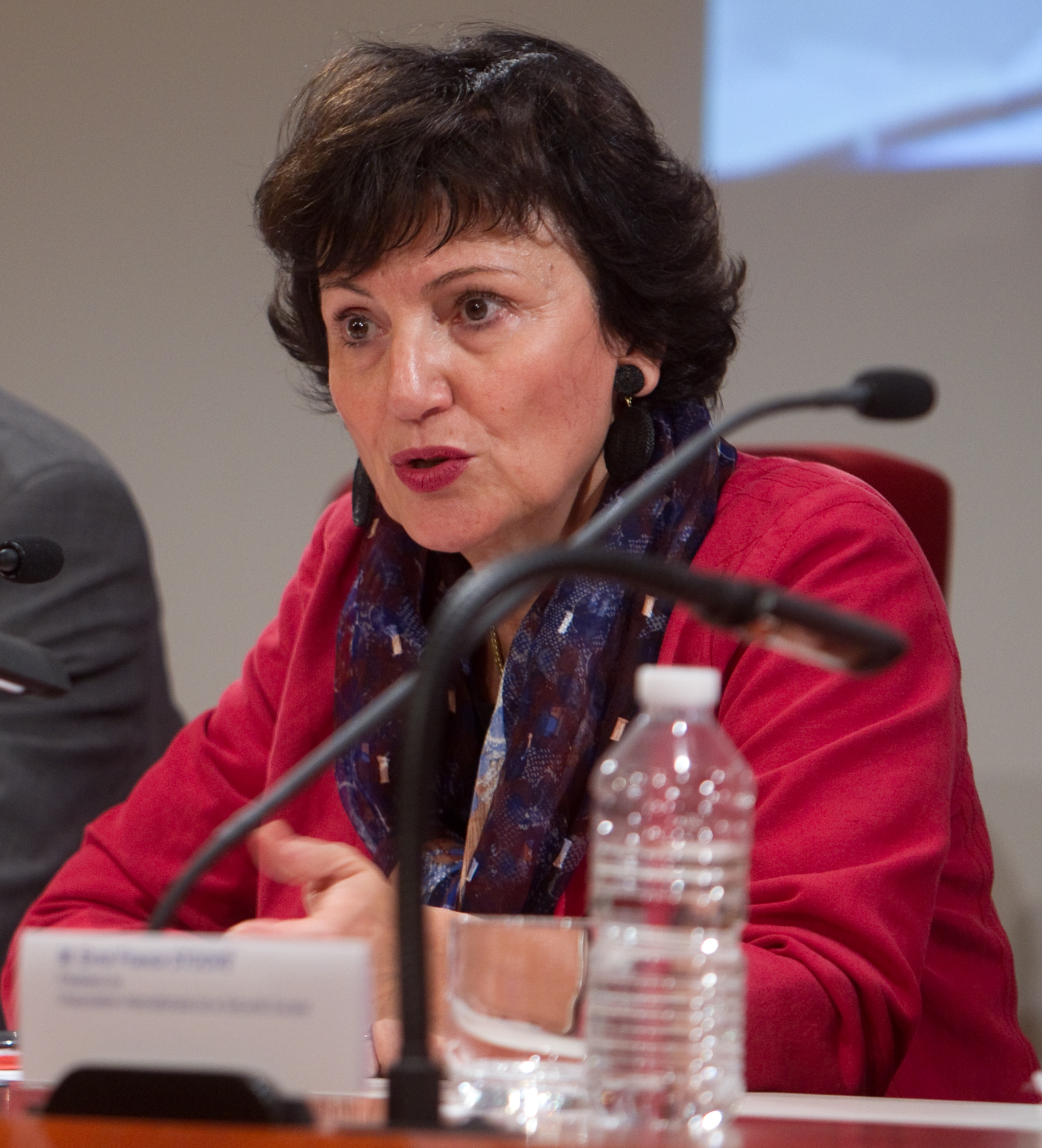
Dominique Bertinotti

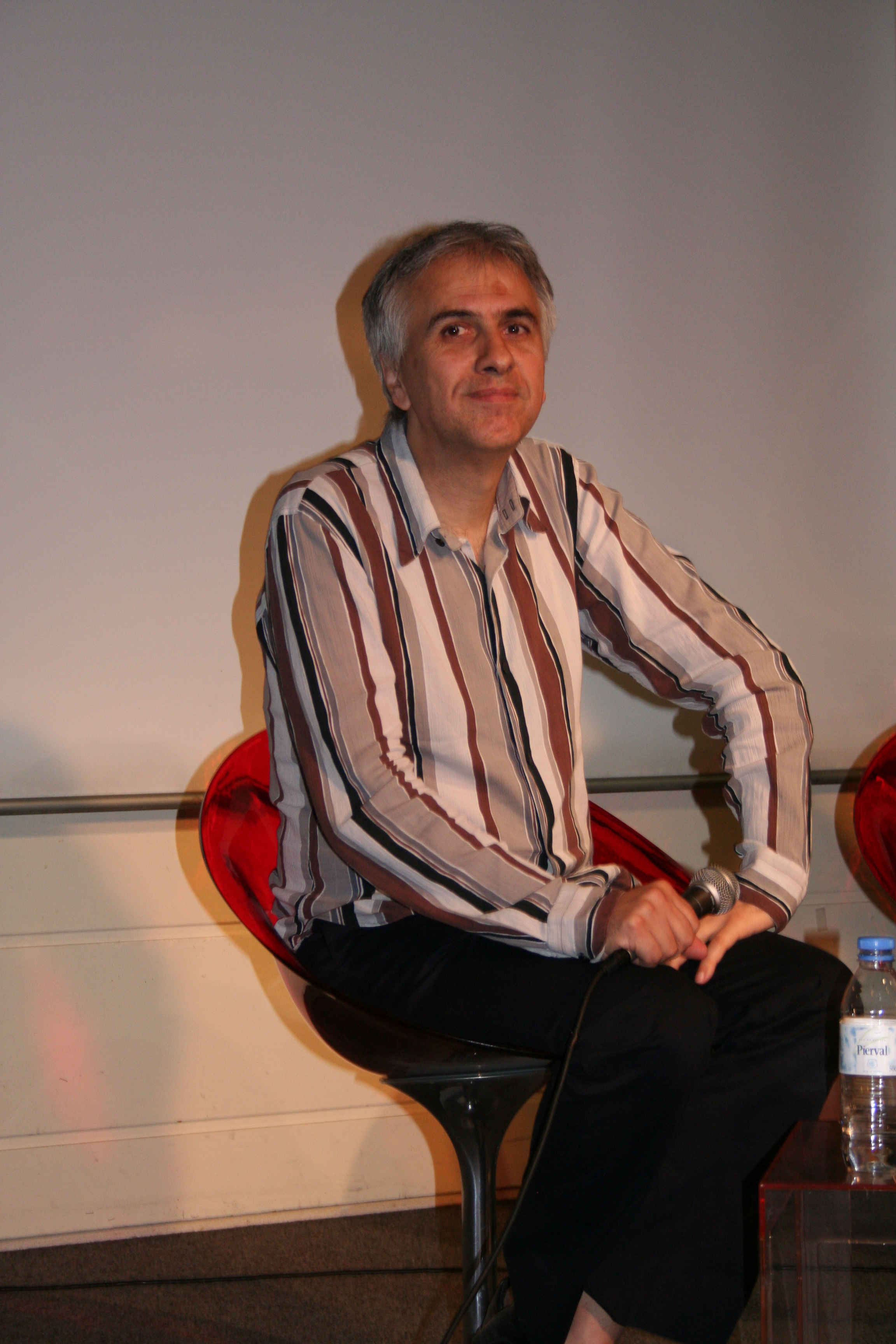
Bruno Coulais

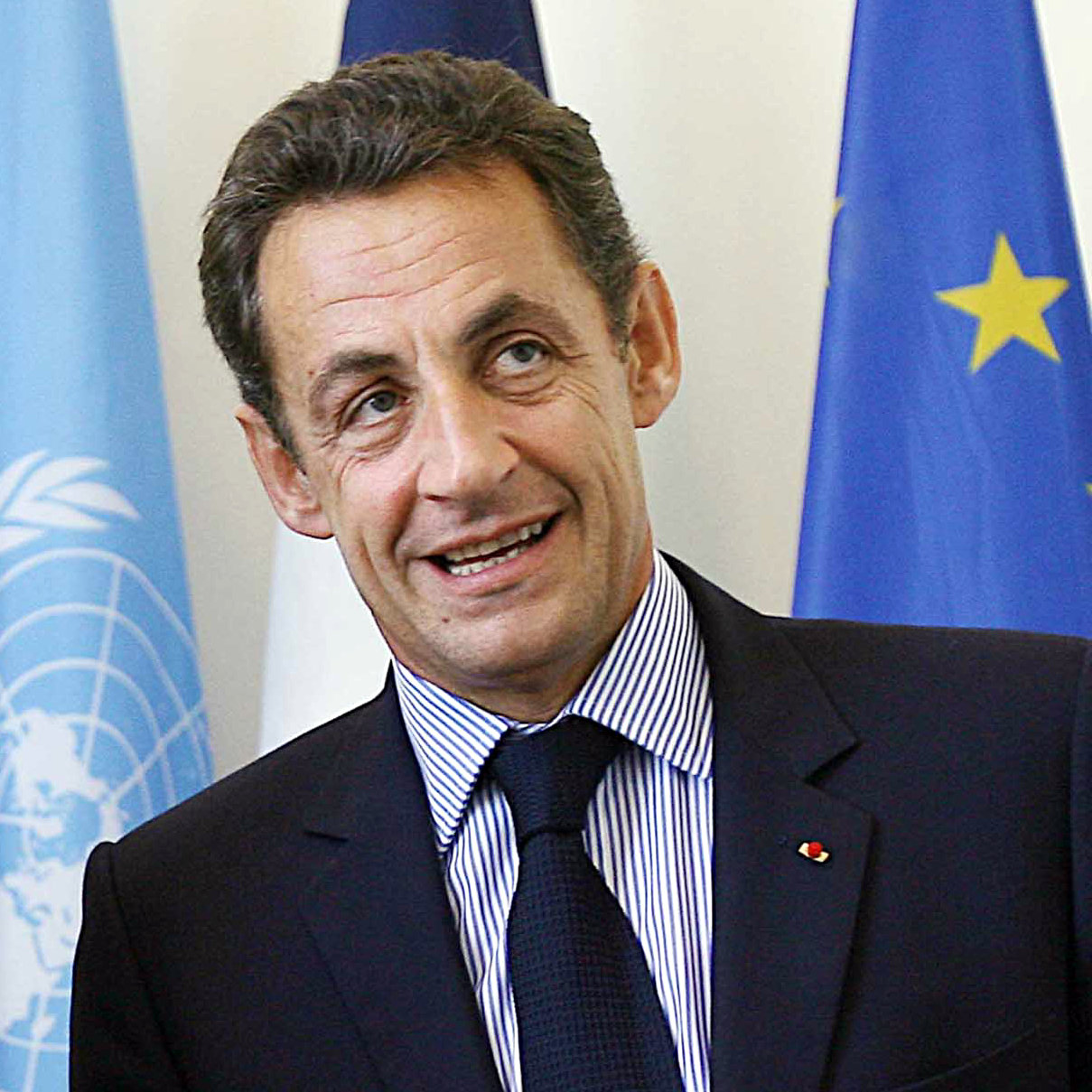
Nicolas Sarkozy

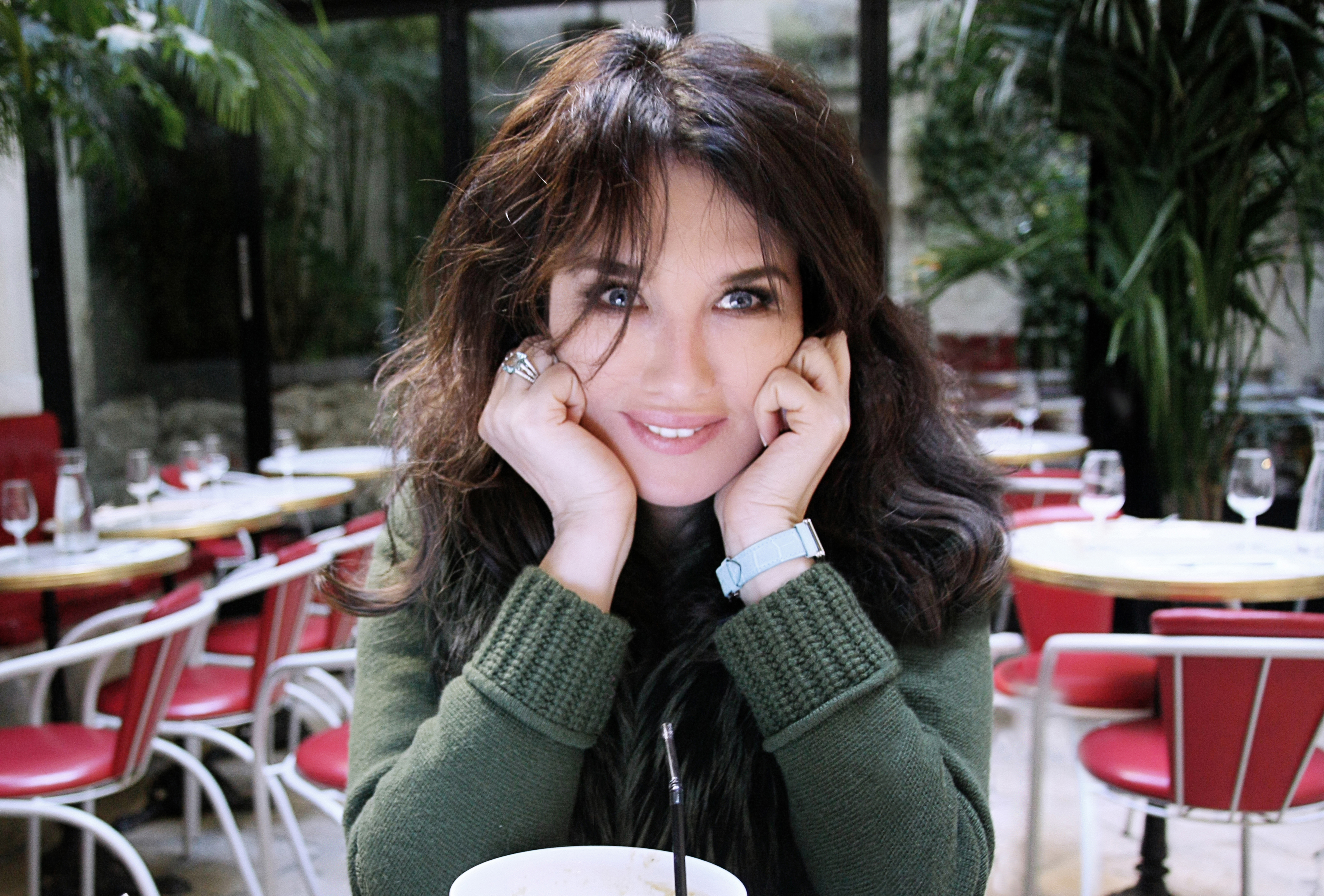
Isabelle Adjani

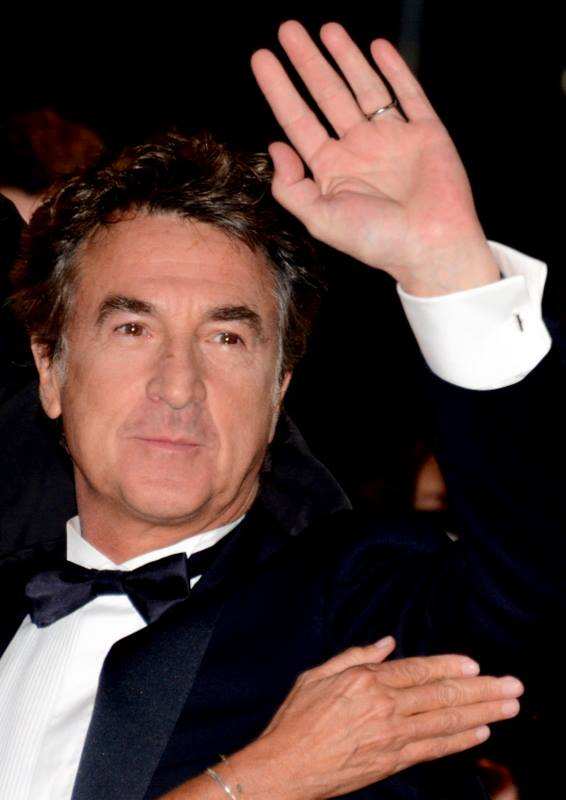
François Cluzet

##### 1951
- Henri Berestycki (* 1951), Mathematiker
- Jean-Louis Borloo (* 1951), Politiker
- Agnès Boulloche (* 1951), Malerin und bildende Künstlerin
- Geneviève Brisac (* 1951), Schriftstellerin
- Serge Brussolo (* 1951), Schriftsteller
- Christophe Charle (* 1951), Historiker und emeritierter Professor für Zeitgeschichte
- Jean-Claude Denis (* 1951), Comiczeichner
- Boulou Ferré (* 1951), Jazz-Gitarrist
- Denis Geraads (* 1951), Paläoanthropologe und Paläontologe
- Annie Goetzinger (1951–2017), Comiczeichnerin
- Jean-Jacques Goldman (* 1951), Komponist und Musikinterpret
- Gérard Jugnot (* 1951), Schauspieler, Regisseur und Drehbuchautor
- Patrick Labaune (* 1951), Politiker
- Pierre Lemaitre (* 1951), Schriftsteller und Drehbuchautor
- Yves Le Roy (* 1951), Zehnkämpfer
- Fabrice Luchini (* 1951), Theater- und Filmschauspieler
- Gilbert Montagné (* 1951), Sänger
- Jean Plantureux (* 1951), Karikaturist
- Baudouin Prot (* 1951), Manager
- Bruno Racine (* 1951), Schriftsteller und Bibliotheksleiter
- Jean-Marc Roberts (1951–2013), Autor, Herausgeber und Drehbuchautor
- Dominique Sanda (* 1951), Schauspielerin
- Marielle de Sarnez (1951–2021), Politikerin
- Christian Tissier (* 1951), Aikidō-Lehrer
- Emmanuel Todd (* 1951), Autor
- Patrick Wachsberger (* 1951), US-amerikanischer Filmproduzent
- Jim Whiting (* 1951), freischaffender Künstler

##### 1952
- Pierre Akoka (* 1952), Pianist
- Marie-Christine Arnautu (* 1952), Politikerin
- Jacques Audiard (* 1952), Regisseur
- Jean-Dominique Bauby (1952–1997), Journalist, Autor und Chefredakteur des Magazins Elle
- François Berléand (* 1952), Schauspieler
- Jean-Jacques Birgé (* 1952), Komponist, Sound-Designer, Multiinstrumentalist und Musikproduzent
- Muriel Catala (* 1952), Schauspielerin
- Christian Clavier (* 1952), Schauspieler und Drehbuchautor
- André Comte-Sponville (* 1952), Philosoph
- Mark M. Davis (* 1952), US-amerikanischer Molekularbiologe und Immunologe
- Desireless, bürgerlich Claudie Fritsch-Mentrop (* 1952), Sängerin
- François-René Duchâble (* 1952), Pianist
- Michael Fuchs (* 1952), Maler, Grafiker, Architekt und Dichter
- Patrick Gaillard (* 1952), Automobilrennfahrer
- Jean Guichard (* 1952), Fotograf
- Claude Guillon (1952–2023), Schriftsteller, Essayist und politischer Aktivist
- Chantal Jouvhomme (1952–2003), Leichtathletin
- Bernard Julia (* 1952), Physiker
- Frank Margerin (* 1952), Comiczeichner
- Sonia Petrovna (* 1952), Schauspielerin
- Françoise Prenant (* 1952), Filmeditorin, Regisseurin und Drehbuchautorin
- Maria Schneider (1952–2011), Schauspielerin
- André-Michel Schub (* 1952), US-amerikanischer Pianist und Musikpädagoge
- Renaud Séchan (* 1952), Komponist, Autor und Interpret von Chansons
- Salome Surabischwili (* 1952), Diplomatin und georgische Politikerin
- Françoise Vergès (* 1952), Wissenschaftlerin, Kuratorin und Aktivistin

##### 1953
- Olivier Ameisen (1953–2013), Kardiologe und Buchautor
- Richard Anconina (* 1953), Schauspieler
- Carole André (* 1953), Schauspielerin
- Philippe Bas (1953–2011), Jazzmusiker und -komponist
- Roger Bellon (* 1953), Komponist und Dirigent
- Patrick Blanc (* 1953), Botaniker und Gartenkünstler
- Jocelyne Boisseau (* 1953), Schauspielerin
- Rachid Bouchareb (* 1953), Filmregisseur, Co-Regisseur, Filmproduzent und Drehbuchautor
- Sophie Calle (* 1953), Künstlerin
- Claire de Castelbajac (1953–1975), Restauratorin im Seligsprechungsprozess
- Antoine de Caunes (* 1953), TV-Moderator, Schauspieler und Filmregisseur
- Denis Chabroullet (* 1953), Regisseur und Autor
- Richard Clayderman (* 1953), Pianist
- Élisabeth Crouzet-Pavan (* 1953), Historikerin
- Bernard Deflesselles (* 1953), Politiker, Mitglied der Nationalversammlung
- Pascal Devoyon (* 1953), Pianist und Musikpädagoge
- Laurent Dognin (* 1953), Geistlicher, Bischof von Quimper
- Dorothée, bürgerlich Frédérique Hoschedé (* 1953), Sängerin, Moderatorin und Schauspielerin
- Hélène Esnault (* 1953), Mathematikerin
- Kathie Lee Gifford (* 1953), US-amerikanische Moderatorin und Schauspielerin
- Robert Goldman (* 1953), Komponist
- Francis Gorgé (* 1953), französisch-schweizerischer Improvisationsmusiker
- Pascal Greggory (* 1953), Schauspieler
- Jean-François Guiton (* 1953), Installations- und Videokünstler
- Philippe Hoffmann (* 1953), Gräzist und Philosophiehistoriker
- Isabelle Huppert (* 1953), Film- und Theater-Schauspielerin
- Gérard Krawczyk (* 1953), Regisseur, Drehbuchautor
- Patrick Kron (* 1953), Unternehmer
- Chantal Leclerc (* 1953), Leichtathletin
- François Lelord (* 1953), Psychiater und Schriftsteller
- Christophe Levantal (* 1953), Historiker
- Stéphane Lissner (* 1953), Theater- und Operndirektor
- Jean-Loup Longnon (* 1953), Jazz-Trompeter und Komponist
- Pierre-Michel Menger (* 1953), Soziologe
- Thomas Mirow (* 1953), deutscher Politiker
- Pierre d’Ornellas (* 1953), Geistlicher und römisch-katholischer Erzbischof
- Jean-Paul Paloméros (* 1953), General
- Christiane Reitz (* 1953), deutsche Altphilologin
- Michel Rodde (* 1953), Schweizer Filmregisseur und Drehbuchautor
- Lionel Schwartz (* 1953), Mathematiker und Hochschullehrer
- Hugh Wolff (* 1953), US-amerikanischer Dirigent

##### 1954
- Brigitte Autran (* 1954), Ärztin und Professorin am Hôpital de la Salpêtrière
- Didier Barbelivien (* 1954), Musiker und Songschreiber
- Patrick Braoudé (* 1954), Schauspieler, Regisseur, Drehbuchautor und Filmproduzent
- Jean-Pierre Batut (* 1954), Geistlicher, Weihbischof in Toulouse
- Jean-Luc Bennahmias (* 1954), Politiker
- Dominique Bertinotti (* 1954), Politikerin und Historikerin
- John de Borman (* 1954), britischer Kameramann beim Film
- Jacky Calatayud (* 1954), Schauspieler
- Patrice Caurier (* 1954), Opernregisseur
- Caroline Champetier (* 1954), Kamerafrau
- Denis Chevrier (* 1954), Ingenieur
- Bruno Coulais (* 1954), Filmkomponist
- Pascale Criton (* 1954), Musikwissenschaftlerin und Komponistin
- Evelyne Gebhardt (* 1954), deutsche Politikerin
- Jean-Pierre Gibrat (* 1954), Comiczeichner und -autor
- Catherine David (* 1954), Kunsthistorikerin und Ausstellungskuratorin
- Daniel Goossens (* 1954), Comiczeichner
- Jean-Michel Kajdan (* 1954), Gitarrist
- Ève Luquet (* 1954), Graveurin und Briefmarkenkünstlerin
- Valérie Mairesse (* 1954), Schauspielerin
- José Marajo (* 1954), Mittelstreckenläufer
- Dominique Probst (* 1954), Komponist und Perkussionist
- Claude Ribbe (* 1954), Historiker
- Patrick Saussois (1954–2012), Jazzgitarrist
- Tchavolo Schmitt (* 1954), Jazzmusiker
- Brigitte Senut (* 1954), Paläoanthropologin
- Édouard Stern (1954–2005), Bankier und Finanzier
- Jean-Yves Tilliette (* 1954), mittellateinischer Philologe
- Mischel Tereschtschenko (* 1954), französisch-ukrainischer Unternehmer, Mäzen und Kommunalpolitiker
- Cécile Wajsbrot (* 1954), Schriftstellerin, Übersetzerin und Essayistin

##### 1955
- Patrick Achi (* 1955), Politiker und Premierminister der Elfenbeinküste
- Isabelle Adjani (* 1955), Schauspielerin
- Olivier Assayas (* 1955), Regisseur und Drehbuchautor
- Wally Badarou (* 1955), beninischer Musiker
- Renaud Barbaras (* 1955), Phänomenologe
- Catherine Belkhodja (* 1955), Schauspielerin und Regisseurin
- Nicole Belloubet (* 1955), Juristin und Politikerin
- Christine Bernardi (1955–2018), Mathematikerin
- Emmanuèle Bernheim (1955–2017), Schriftstellerin und Drehbuchautorin
- Thierry Breton (* 1955), Beamter und Politiker
- Anne Cheng (* 1955), Sinologin
- Cyrielle Clair (* 1955), Schauspielerin
- Stéphane Clavier (* 1955), Regisseur, Drehbuchautor und Schauspieler
- François Cluzet (* 1955), Schauspieler
- Stéphan Fauve (* 1955), Physiker und Hochschullehrer
- Hervé Guibert (1955–1991), Schriftsteller und Fotograf
- Jano, bürgerlich Jean Leguay (* 1955), Comiczeichner
- Gilles Kepel (* 1955), Politologe
- François Laizeau (* 1955), Jazzmusiker
- Pascal Languirand (* 1955), kanadischer Musiker
- Jacques Laskar (* 1955), Astronom
- Éric Lévi (* 1955), Musiker
- Jean-Bernard Lévy (* 1955), Manager
- Philippe Lioret (* 1955), Regisseur
- Yo-Yo Ma (* 1955), chinesisch-amerikanischer Cellist
- Nicolas Montier (* 1955), Jazzmusiker
- Françoise Mouly (* 1955), Verlegerin
- Marylène Patou-Mathis (* 1955), Ur- und Frühhistorikerin
- Olivier Peters (* 1955), Jazzmusiker
- Sylvie Perrinjaquet (* 1955), Schweizer Politikerin
- Robert Rochefort (* 1955), Politiker
- Hervé Rozoum (* 1955), Musiker
- Michel Saloff-Coste (* 1955), Wirtschaftswissenschaftler
- Nicolas Sarkozy (* 1955), Politiker und ehemaliger Staatspräsident von Frankreich
- Lisa See (* 1955), US-amerikanische Schriftstellerin und Journalistin
- Alain-Sol Sznitman (* 1955), Mathematiker
- Véronique Tadjo (* 1955), ivorische Schriftstellerin, Dichterin, Kinderbuchautorin und Illustratorin
- Bruno Tocanne (* 1955), Jazz- und Fusionmusiker
- Philippe Troussier (* 1955), Fußballtrainer
- Charlotte de Turckheim (* 1955), Schauspielerin, Filmregisseurin und Drehbuchautorin
- Serge Venturini (* 1955), Dichter
- Christian Vincent (* 1955), Filmregisseur und Drehbuchautor

#### 1956 bis 1960

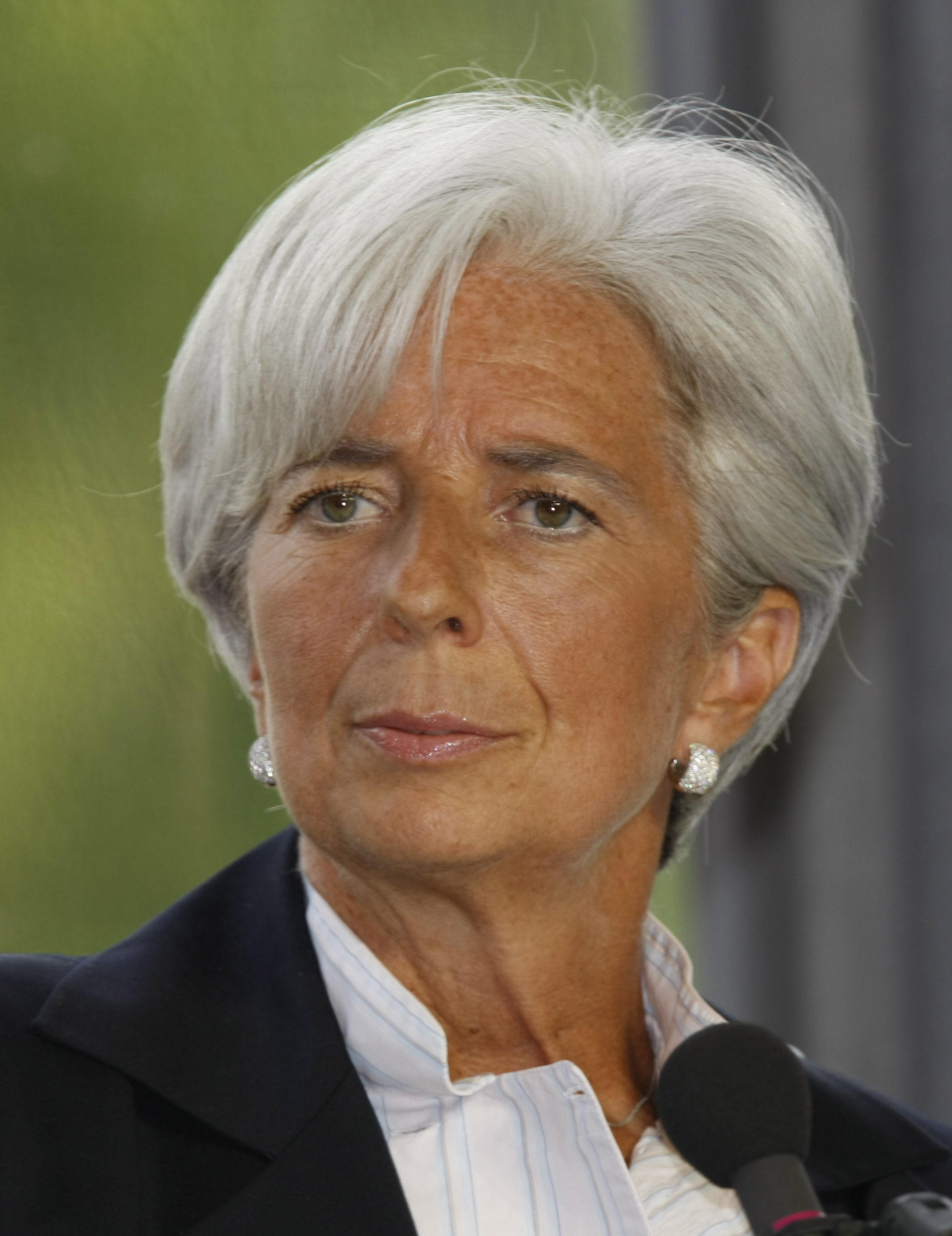
Christine Lagarde

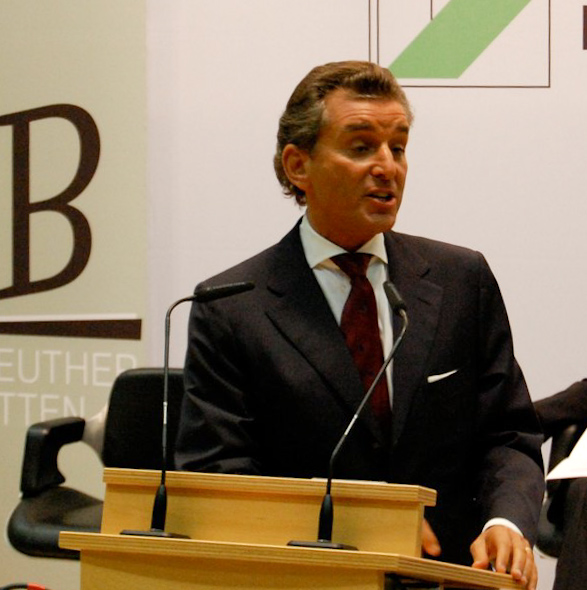
Michel Friedman

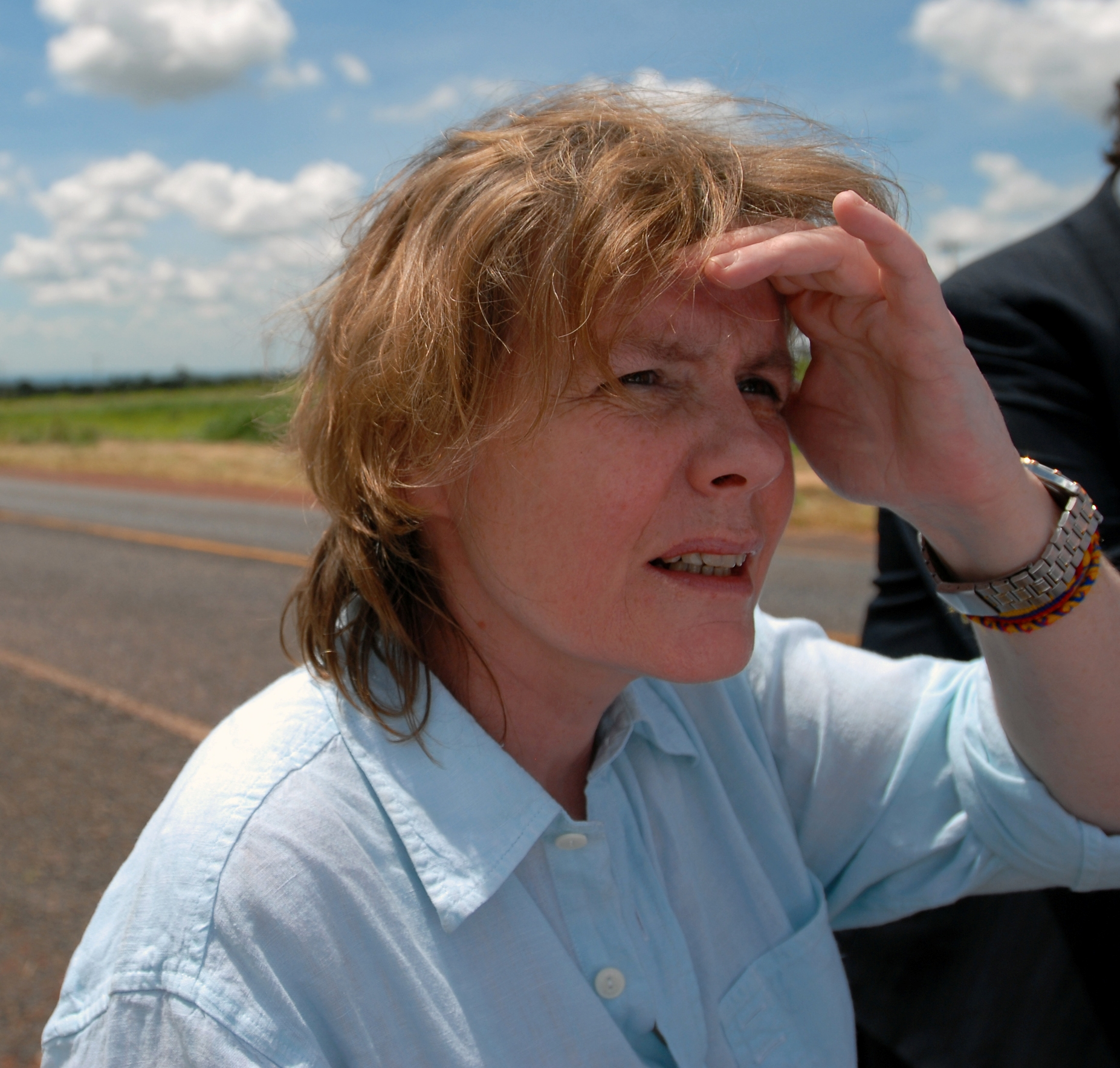
Fred Vargas

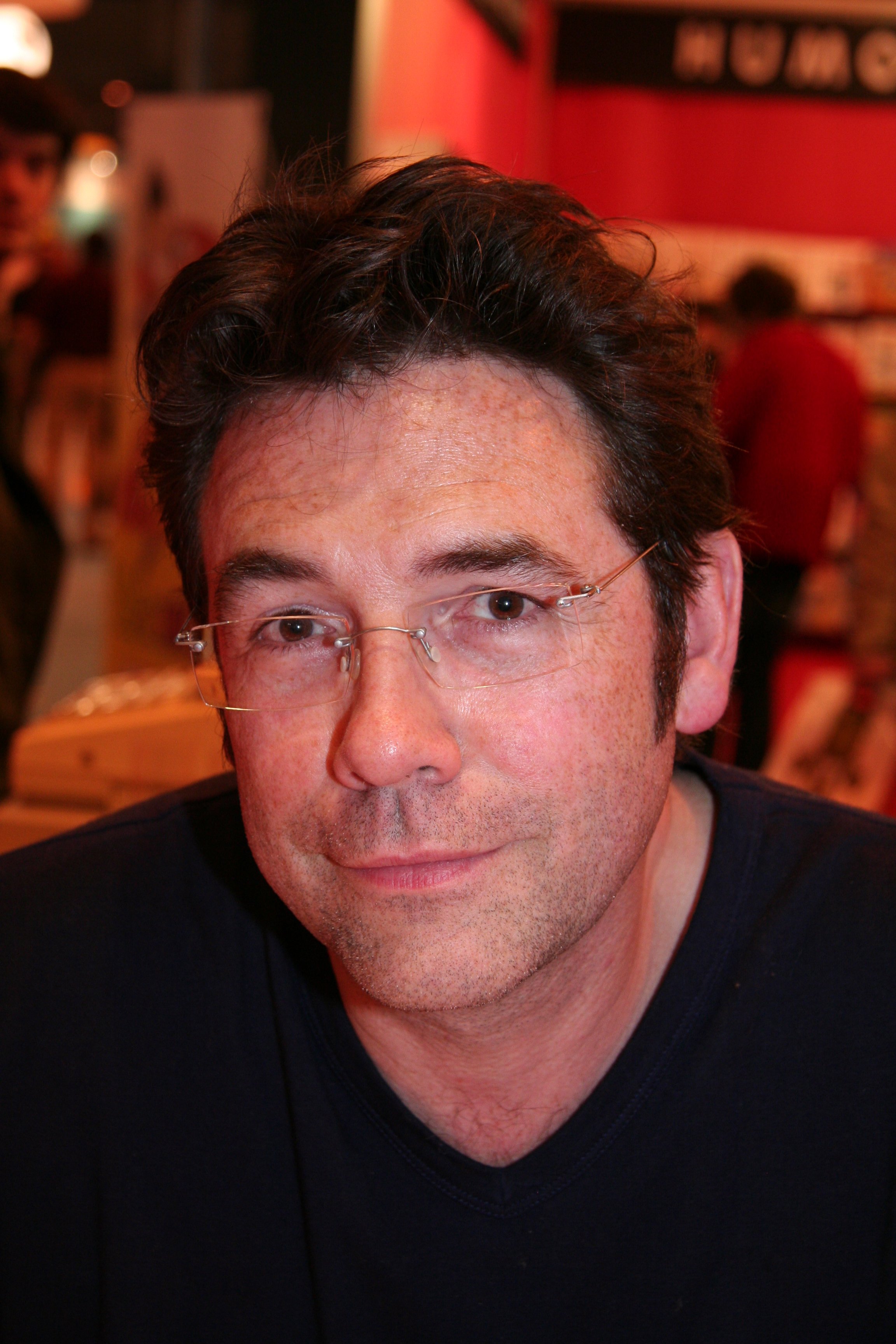
Bernard Verlhac

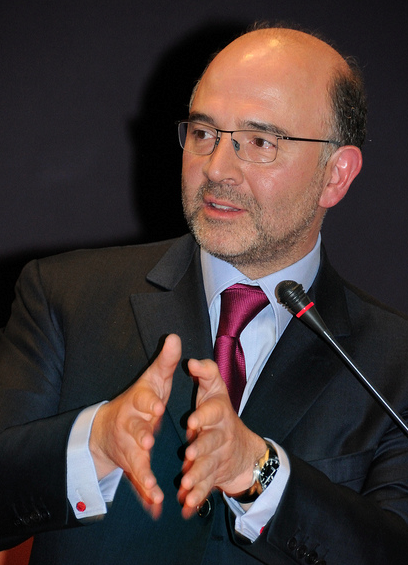
Pierre Moscovici

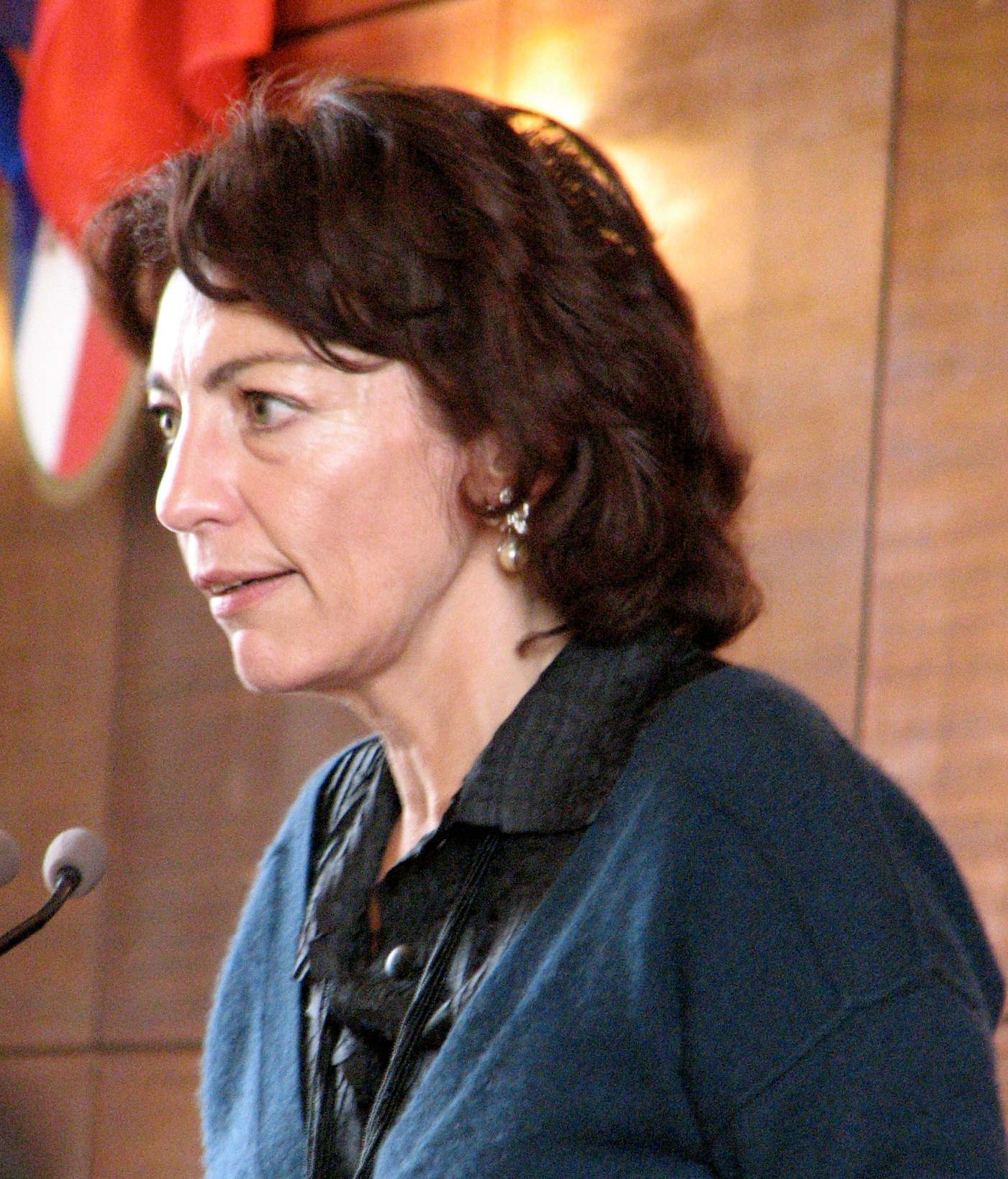
Marisol Touraine

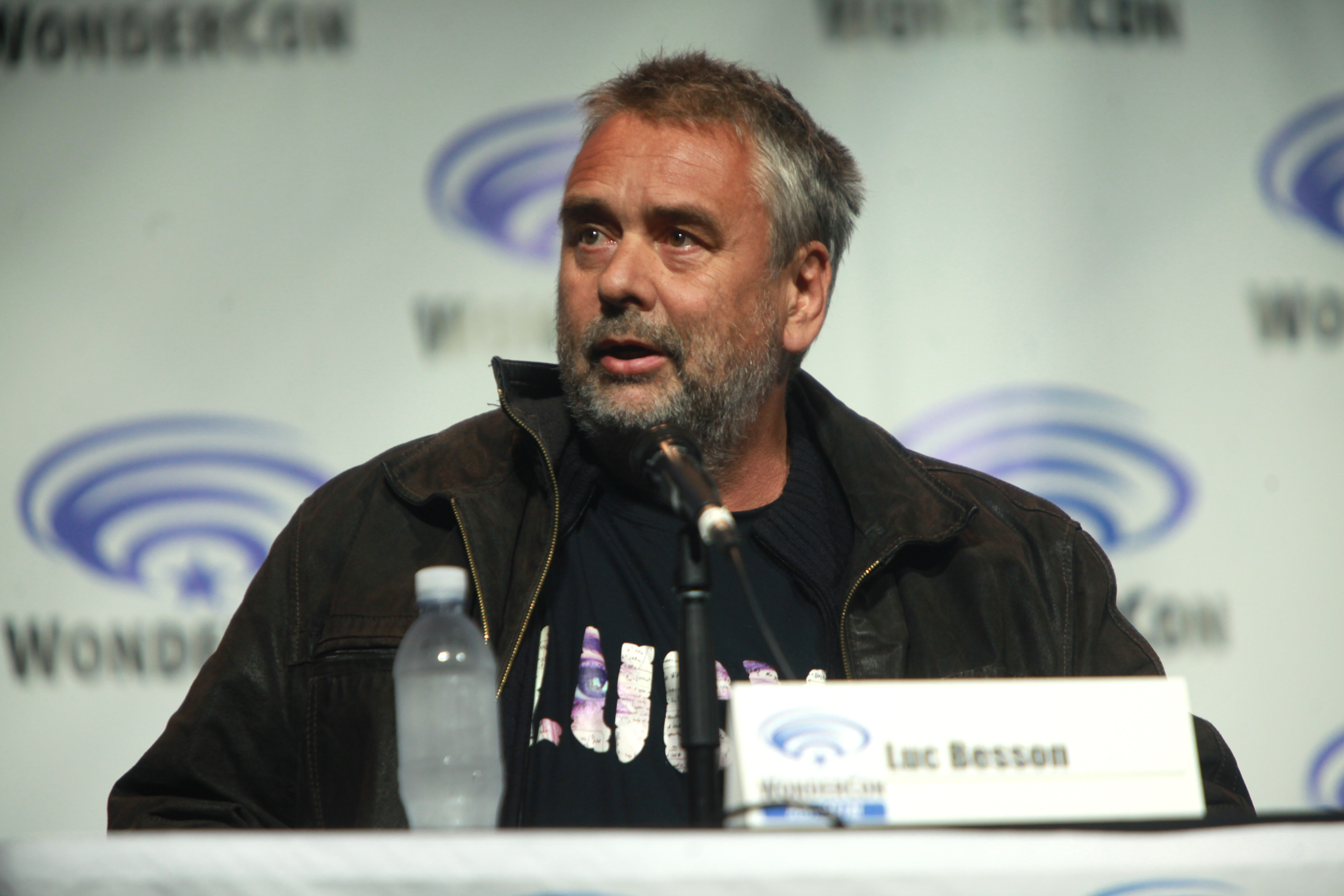
Luc Besson

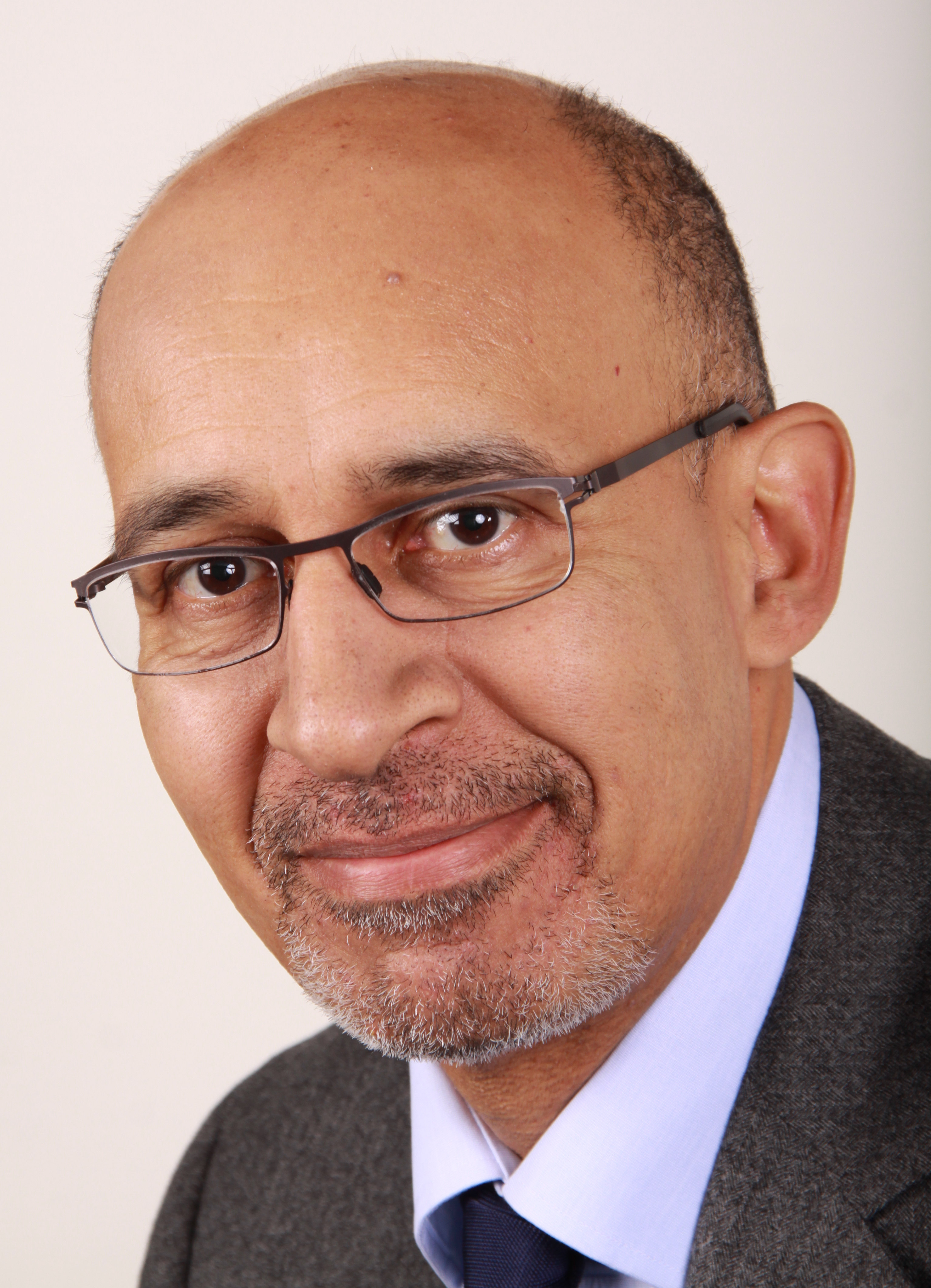
Harlem Désir

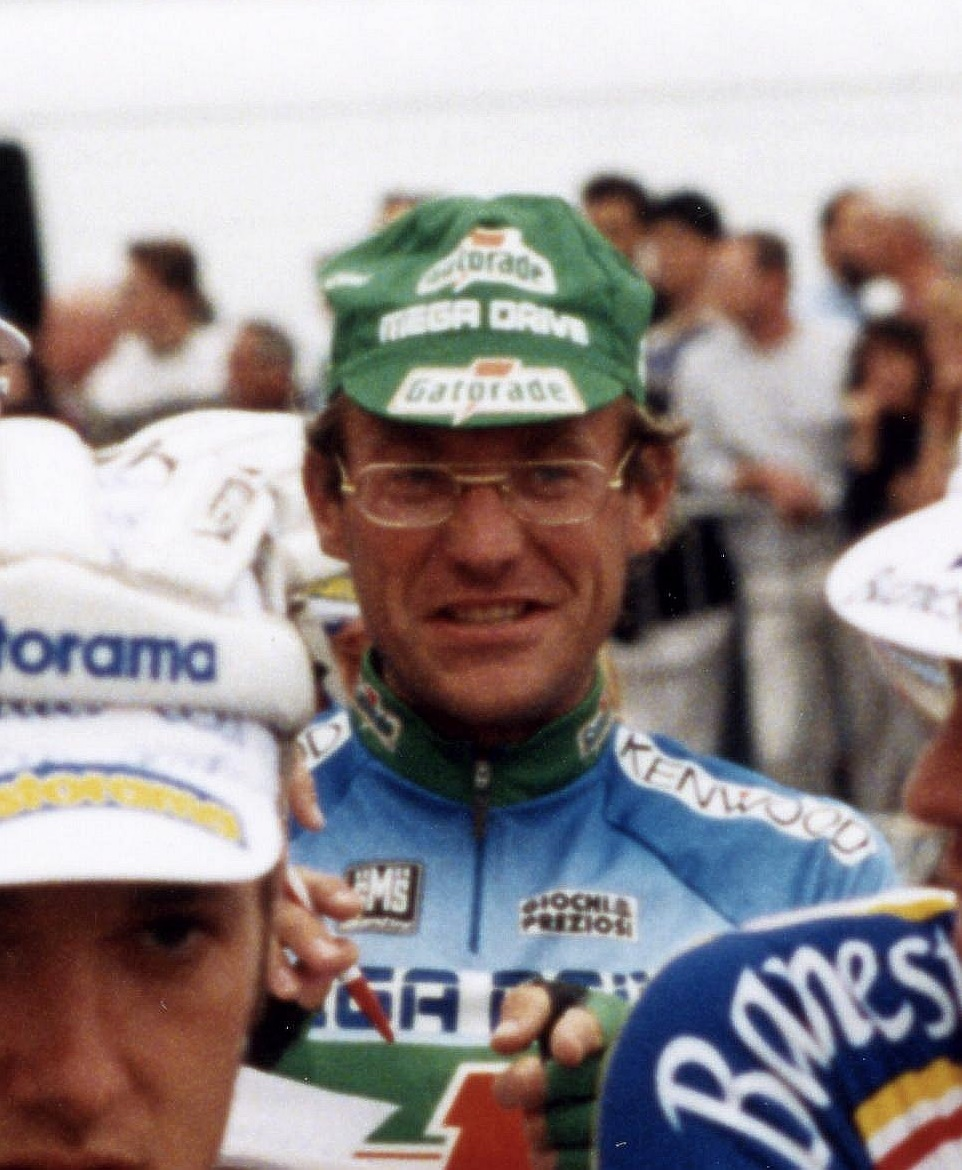
Laurent Fignon

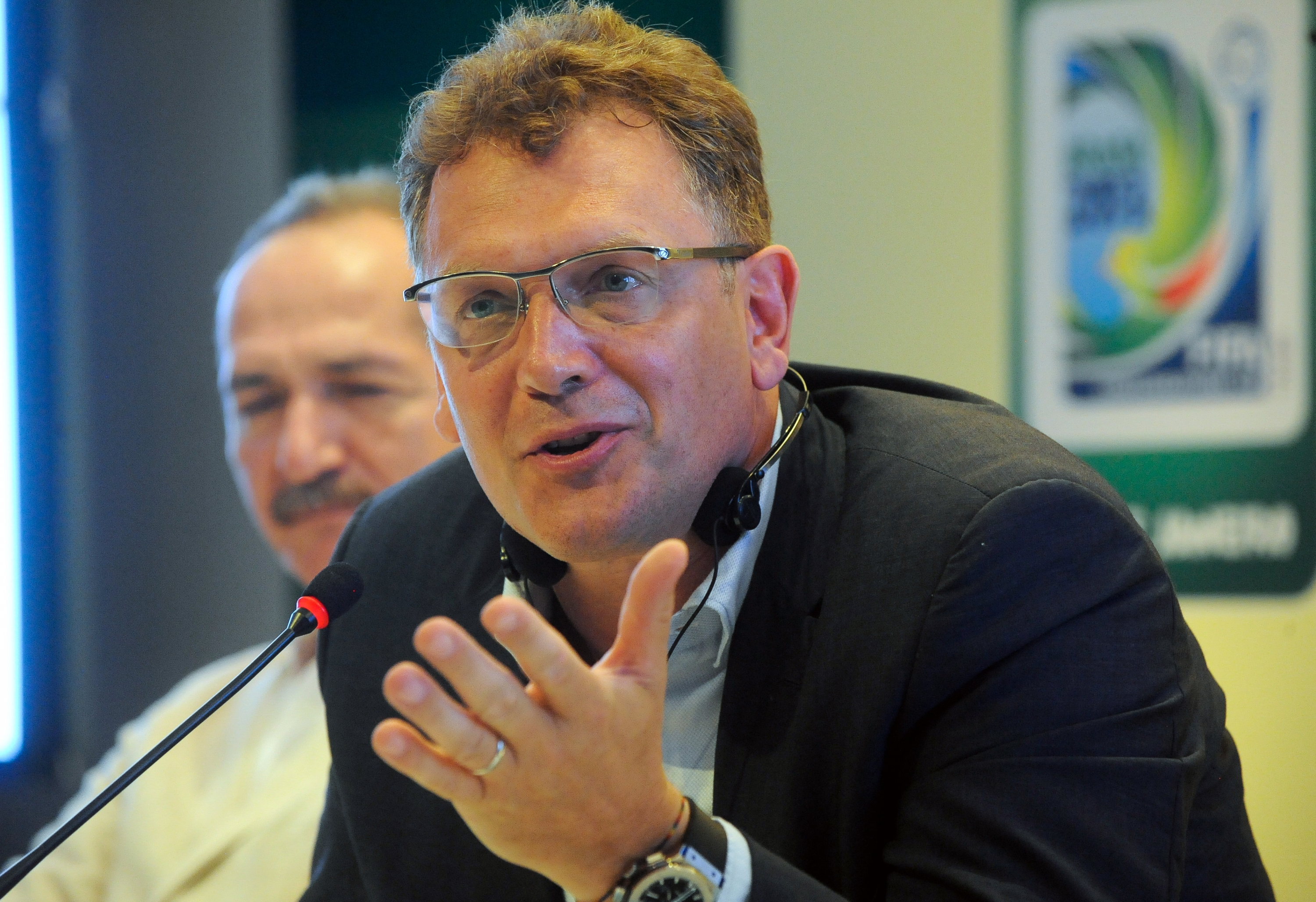
Jérôme Valcke

##### 1956
- Philippe Aghion (* 1956), Ökonom
- Frédéric Aguessy (* 1956), Pianist und Musikpädagoge
- Isabelle Autissier (* 1956), Seglerin
- Ruedi Baur (* 1956), Schweizer Designer
- Annie Belle (1956–2024), Schauspielerin
- Michèle Bernier (* 1956), Schauspielerin
- Yves Bizeul (1956–2019), Politikwissenschaftler und evangelischer Theologe
- Frédérique Bredin (* 1956), Politikerin
- François Bry (* 1956), deutsch-französischer Informatiker
- Olivier Cadiot (* 1956), Schriftsteller und Dramaturg
- Jean-Michel Coron (* 1956), Mathematiker
- Paul-Marie Coûteaux (* 1956), Politiker
- Isabelle Dedieu (* 1956), Filmeditorin
- Lizzy Mercier Descloux (1956–2004), Singer-Songwriterin, Schauspielerin, Schriftstellerin und Malerin
- Michel Friedman (* 1956), deutscher Rechtsanwalt, Politiker, Publizist und Fernsehmoderator
- Catherine Frot (* 1956), Theater- und Filmschauspielerin
- Philippe Le Guay (* 1956), Regisseur, Drehbuchautor und Schauspieler
- François Hadji-Lazaro (1956–2023), Schauspieler, Musiker, Sänger und Produzent
- Philippe Harel (* 1956), Filmregisseur, Drehbuchautor und Filmschauspieler
- Adeline Hazan (* 1956), Politikerin
- Karen Hughes (* 1956), US-amerikanische Politikerin
- Catherine Jacob (* 1956), Schauspielerin
- Christine Lagarde (* 1956), Präsidentin der Europäischen Zentralbank
- Jean-François Lamour (* 1956), Fechter und Politiker
- Philippe Maurice (* 1956), Mediävist
- Florence Miailhe (* 1956), Animationsfilmerin, Filmregisseurin und Künstlerin
- Miss.Tic, bürgerlich Radhia de Ruiter (1956–2022), Streetartkünstlerin, Lyrikerin und Performancekünstlerin
- Valentine Monnier (* 1956), Fotografin, Schauspielerin und Model
- Benoît Peeters (* 1956), Comicautor und Schriftsteller
- Pierre Pincemaille (1956–2018), Komponist, Organist und Musikpädagoge
- Patricia Rommel (* 1956), Filmeditorin
- Michel Taubmann (* 1956), Fernseh-Journalist
- Adam Thorpe (* 1956), britischer Schriftsteller
- Rémi Waterhouse (1956–2014), Drehbuchautor, Filmregisseur und Filmschauspieler

##### 1957
- François Asselineau (* 1957), Politiker
- Jérôme Beau (* 1957), katholischer Geistlicher, Erzbischof von Poitiers
- Pervenche Berès (* 1957), Politikerin
- Eric Bergkraut (* 1957), Schweizer Dokumentarfilmer
- Véronique Brouquier (* 1957), Fechterin
- Emmanuel Carrère (* 1957), Schriftsteller und Drehbuchautor
- Thierry Chervel (* 1957), deutscher Journalist und Medienunternehmer
- Cyril Collard (1957–1993), Regisseur
- Sophia Domancich (* 1957), Jazzmusikerin
- Marc Ducret (* 1957), Jazzgitarrist
- François Gédigier (* 1957), Filmeditor
- Clio Goldsmith (* 1957), Schauspielerin
- Patrick Gonin (* 1957), Automobilrennfahrer
- Dominique Horwitz (* 1957), Schauspieler
- Jean-Lin Journé (1957–2016), Mathematiker
- Osman Kavala (* 1957), türkischer Unternehmer, Mäzen und Menschenrechtsaktivist
- Pierre Laurent (* 1957), Politiker
- Alain Marc (* 1957), Politiker
- Pierre Moscovici (* 1957), Politiker
- Pitof, bürgerlich Jean-Christophe Comar (* 1957), Regisseur und Visual-Effects-Produzent
- Luc Ravel (* 1957), katholischer Geistlicher und Erzbischof von Straßburg
- Hervé Sellin (* 1957), Jazz-Pianist
- Jean-Claude Sikorav (* 1957), Mathematiker
- Laetitia Sonami (* 1957), Komponistin, Klang- und Performancekünstlerin
- Didier Sornette (* 1957), Physiker
- Diane Stolojan (* 1957), Schauspielerin
- Jean Studer (* 1957), Schweizer Politiker
- Hervé Le Tellier (* 1957), Schriftsteller
- Yves Torchinsky (* 1957), Jazzmusiker
- Roger Vachon (* 1957), Judoka
- Ilan Vardi (* 1957), kanadischer Mathematiker
- Fred Vargas (* 1957), Krimi-Autorin und Archäologin
- Jo Vargas (* 1957), Malerin und Bühnenbildnerin
- Bernard Verlhac (1957–2015), Cartoonist und Pressezeichner
- Jean-Christophe Yoccoz (1957–2016), Mathematiker

##### 1958
- Michka Assayas (* 1958), Autor und Musikjournalist
- Jean-Baptiste Barrière (* 1958), Komponist
- Véronique Bizot (* 1958), Autorin
- Serge Brunier (* 1958), Fotograf, Reporter und Buchautor
- Jean-René Cazeneuve (* 1958), Politiker
- Jérôme Champagne (* 1958), Fußballfunktionär
- Richard Descoings (1958–2012), Staatsbeamter
- François Feldman (* 1958), Sänger
- Catherine Goldstein (* 1958), Mathematikhistorikerin
- Gilles Legrand (* 1958), Filmproduzent, Filmregisseur und Drehbuchautor
- Anne L’Huillier (* 1958), Physikerin
- Jean-Marc Loustau (* 1958), Schachkomponist
- Gilbert Melki (* 1958), Schauspieler
- Isabelle Mergault (* 1958), Schauspielerin, Autorin und Regisseurin
- Pascale Ogier (1958–1984), Schauspielerin
- Aurélien Recoing (* 1958), Theater- und Film-Schauspieler
- Frederick Rousseau (* 1958), Techno-Musiker
- Daniel Schneidermann (* 1958), Journalist
- Didier Teste (* 1958), Comiczeichner
- Rosalie Varda (* 1958), Kostümbildnerin und Filmproduzentin
- David Walter (* 1958), Oboist, Dirigent und Professor
- Christoph Weber (* 1958), deutscher Arbeitsrechtler und Hochschullehrer

##### 1959
- Pierre Aïm (* 1959), Kameramann
- Thierry Anti (* 1959), Handballspieler und -trainer
- Luc Besson (* 1959), Filmregisseur
- Philippe Brandeis (* 1959), Organist
- Zabou Breitman (* 1959), Schauspielerin und Regisseurin
- Frédéric Brenner (* 1959), Fotograf
- Yves Chaudouët (* 1959), Künstler
- Dahmane, bürgerlich Dahmane Benanteur (* 1959), Fotograf
- Daniel Darc (1959–2013), Sänger ukrainisch-litauischer Herkunft
- Jean-François Decaux (* 1959), Unternehmer
- Jean-Philippe Delhomme (* 1959), Illustrator und Autor
- Harlem Désir (* 1959), Politiker und Journalist
- Antoine Duléry (* 1959), Schauspieler
- Frédéric Durieux (* 1959), Komponist
- Enzo Enzo (* 1959), Sängerin und Songwriterin
- Raphaël Faÿs (* 1959), Jazzgitarrist
- Benoît Fromanger (* 1959), Flötist, Dirigent und Musikpädagoge
- Serge Grouard (* 1959), Politiker
- Antoine Hervé (* 1959), Komponist und Pianist
- Richard Huber (* 1959), deutscher Regisseur
- Patrick Pierre Jeune (* 1959), Maler
- Nguyên Lê (* 1959), Jazz-Gitarrist und Komponist
- Pascal Légitimus (* 1959), Schauspieler, Filmregisseur und Komiker
- Maurice Leroy (* 1959), Politiker
- Anne Méniane (* 1959), Badmintonspielerin
- Pierre Mérot (* 1959), Schriftsteller
- Stéphane Mertens (* 1959), belgischer Motorradrennfahrer
- Emmanuel Mignot (* 1959), Mediziner und Professor
- Catherine Mouchet (* 1959), Schauspielerin
- Yasmina Reza (* 1959), Schriftstellerin, Regisseurin und Schauspielerin
- Romane, bürgerlich Patrick Leguidecoq (* 1959), Jazz-Gitarrist
- Eve Rudschies (* 1959), Autorin
- Éric Serra (* 1959), Komponist
- Bernard Thibault (* 1959), Gewerkschafter
- Marc Thomas (1959–2015), Jazzmusiker
- Marisol Touraine (* 1959), Politikerin

##### 1960
- Caroline Attia (* 1960), Skirennläuferin
- Claire Barbillon (* 1960), Kunsthistorikerin
- Isabelle Boéri-Bégard (* 1960), Fechterin
- Corynne Charby (* 1960), Schauspielerin und Sängerin
- Éric Chevallier (* 1960), Botschafter
- Olivier Le Cour Grandmaison (* 1960), Universitätslehrer
- Philippe Duquesne (* 1960), Schauspieler
- Pascale Ferran (* 1960), Filmregisseurin und Drehbuchautorin
- Laurent Fignon (1960–2010), Radrennfahrer
- Stéphane Freiss (* 1960), Schauspieler
- Clara Gaymard (* 1960), Unternehmerin, Beamtin und Autorin
- Raphaëla le Gouvello (* 1960), Windsurferin
- Catherine Grèze (* 1960), Politikerin
- Olivier Gruner (* 1960), Schauspieler
- Jean-François Lepage (* 1960), Photograph
- François Levantal (* 1960), Schauspieler
- Philippe Omnès (* 1960), Fechter
- Sergi Pàmies (* 1960), spanischer Autor
- Anne Parillaud (* 1960), Filmschauspielerin
- Nathalie Percillier (* 1960), Filmregisseurin und Autorin
- Jean-Michel Pilc (* 1960), Jazz-Pianist und Komponist
- Christian Prudhomme (* 1960), Journalist und Radsportfunktionär
- Pascal Rophé (* 1960), Dirigent
- Jean-Paul Salomé (* 1960), Regisseur und Drehbuchautor
- Marco Saviozzi (* 1960), Automobilrennfahrer
- Stéphane Sednaoui (* 1960), Fotograf und Musikvideo-Regisseur
- Claude Tchamitchian (* 1960), Jazzmusiker
- George Theodorakis (* 1960), griechischer Komponist und Sänger
- Béatrice Thiriet (* 1960), Filmkomponistin
- Jérôme Valcke (* 1960), Manager und Fußballfunktionär
- Dominique Wilkins (* 1960), US-amerikanischer Basketballspieler

#### 1961 bis 1965

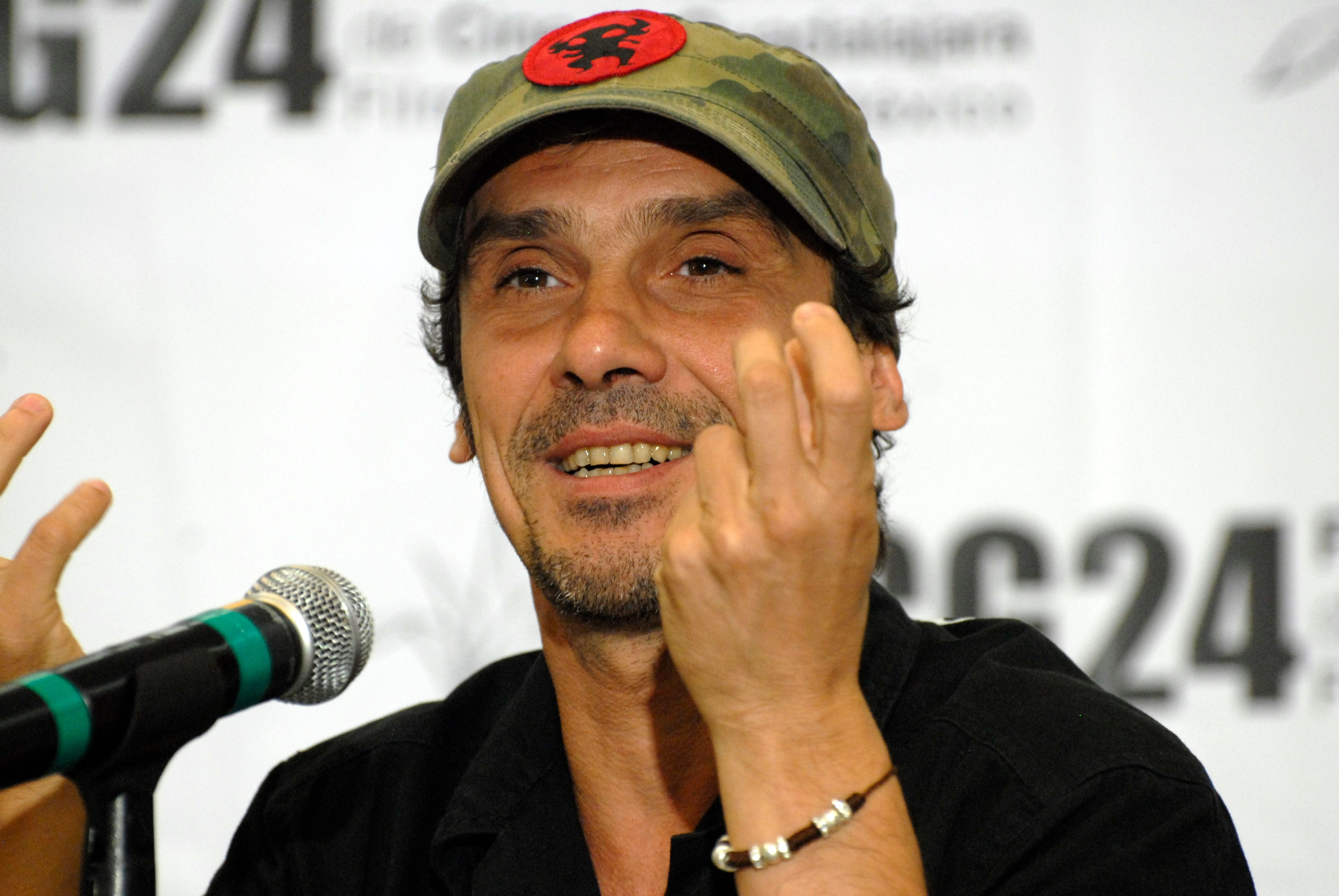
Manu Chao

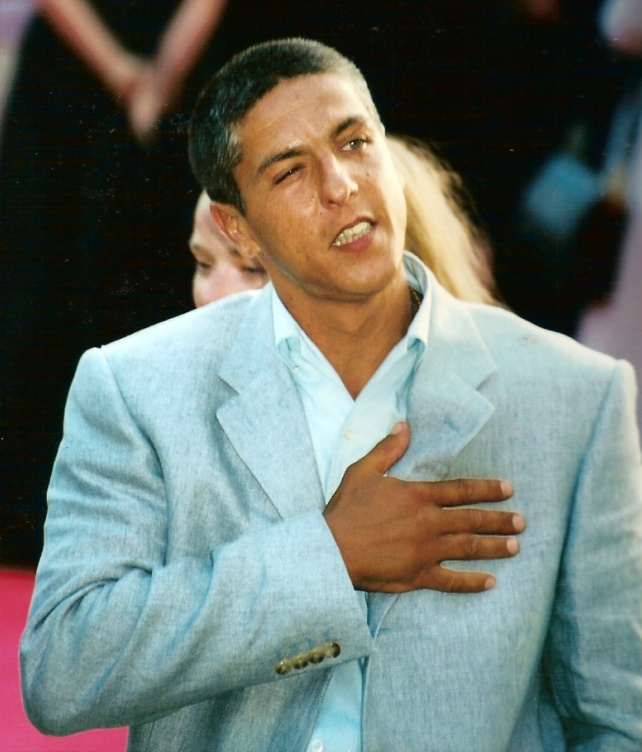
Samy Naceri

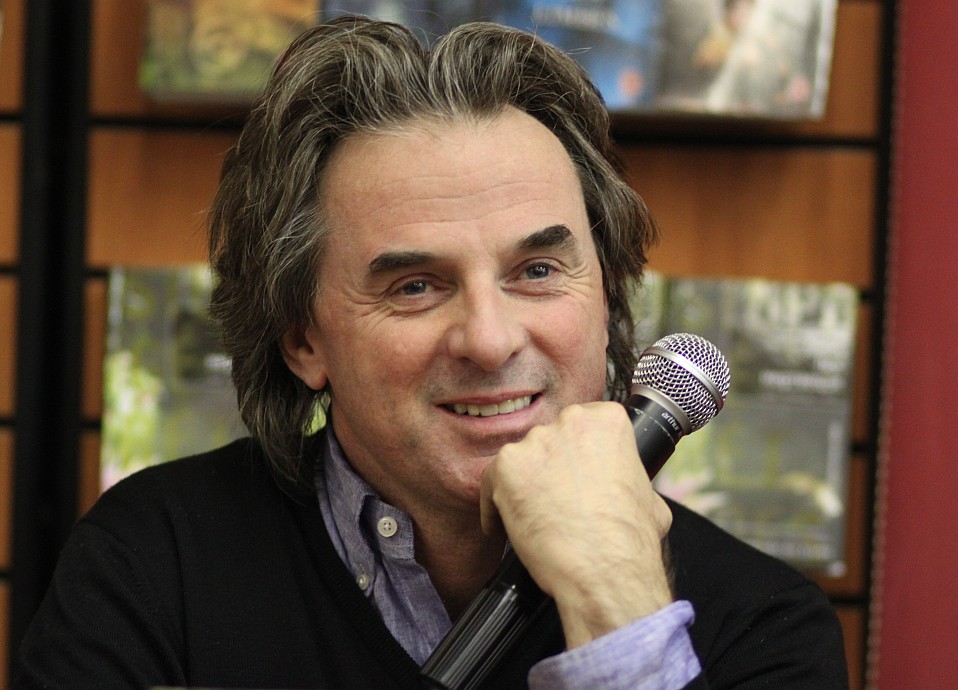
Jean-Christophe Grangé

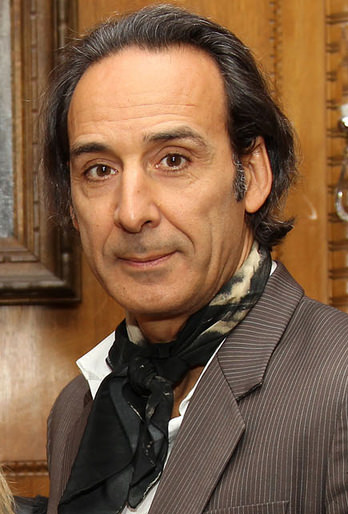
Alexandre Desplat

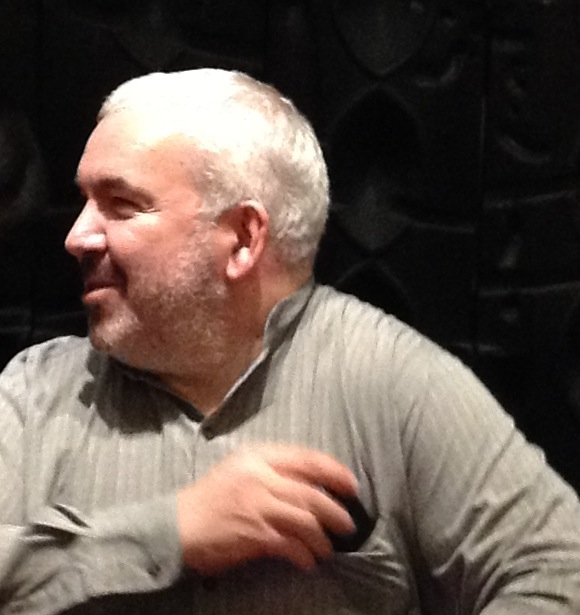
Marc Minkowski

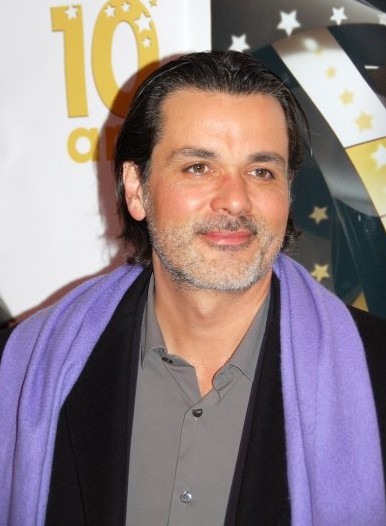
Christophe Barratier

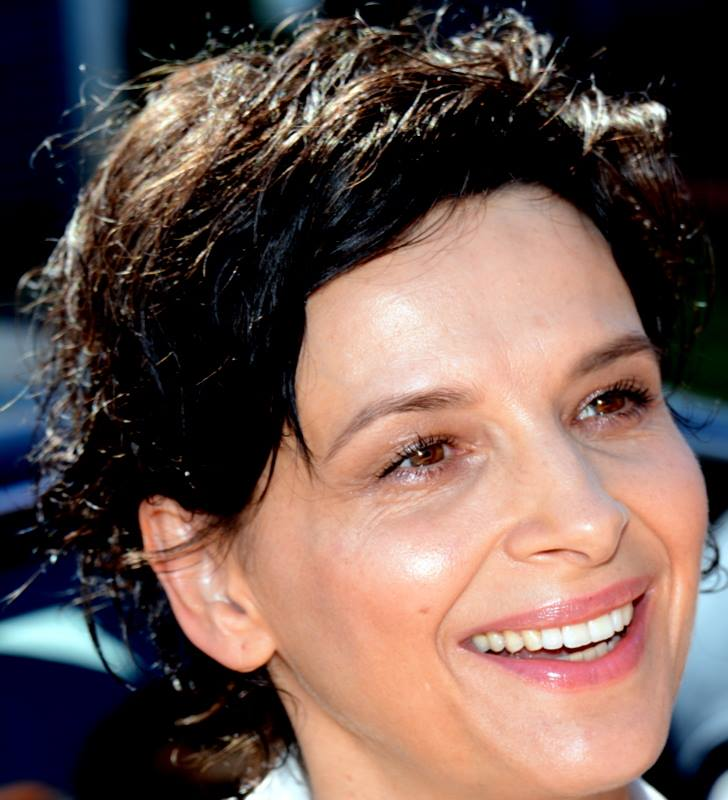
Juliette Binoche

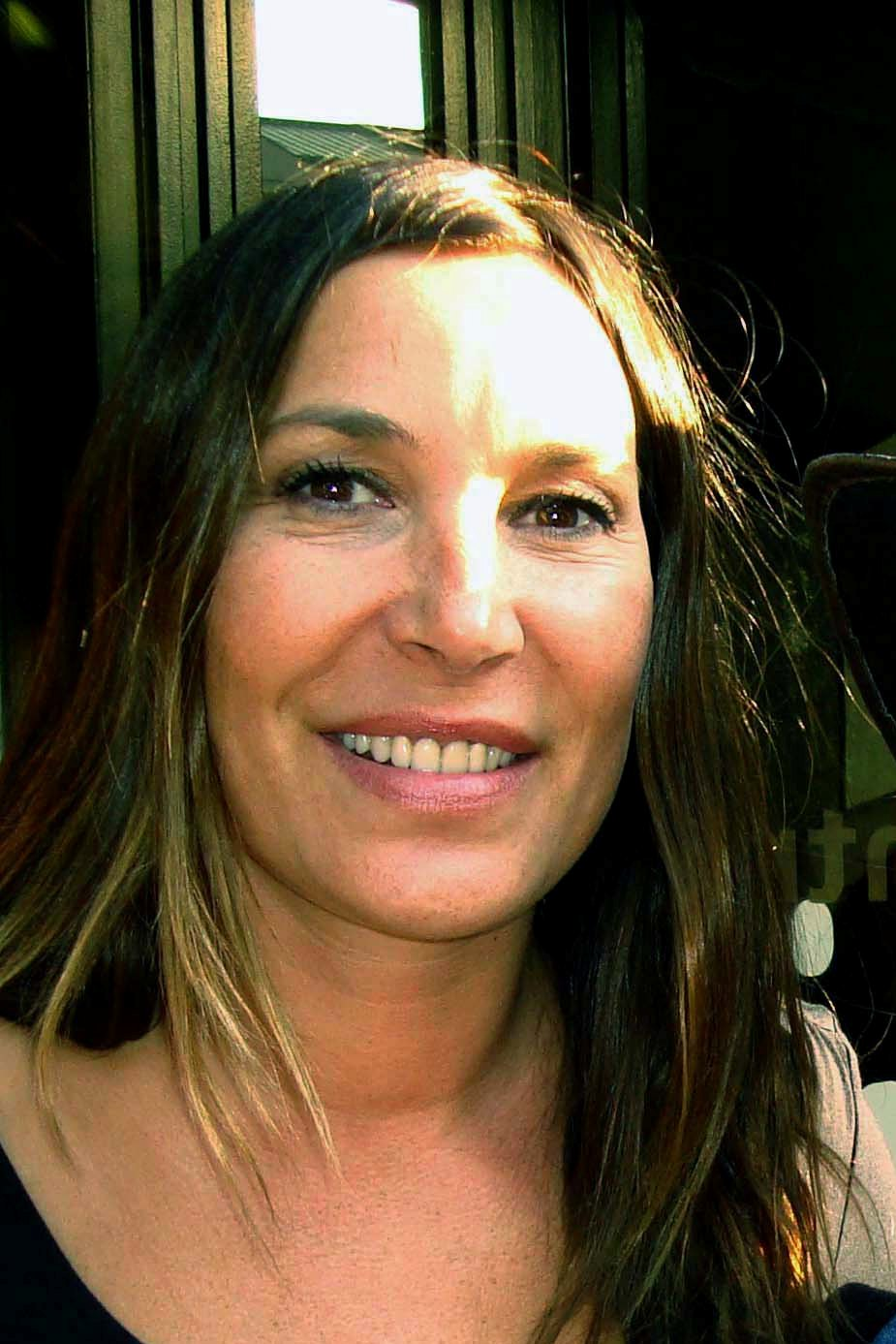
Zazie

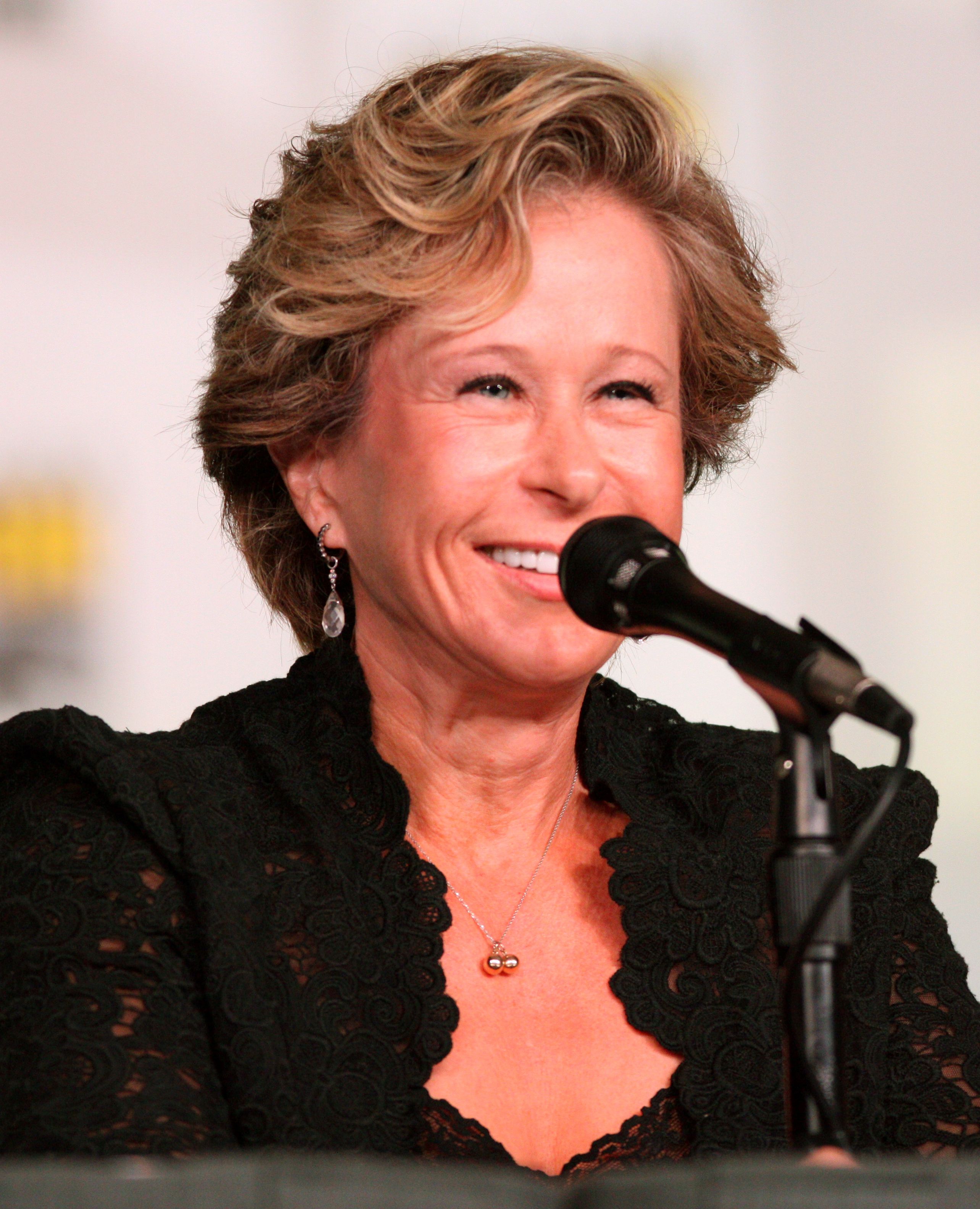
Yeardley Smith

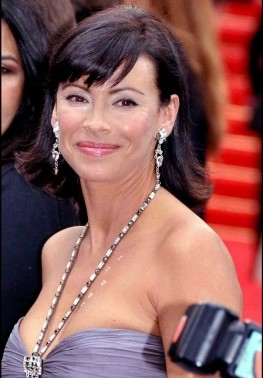
Mathilda May

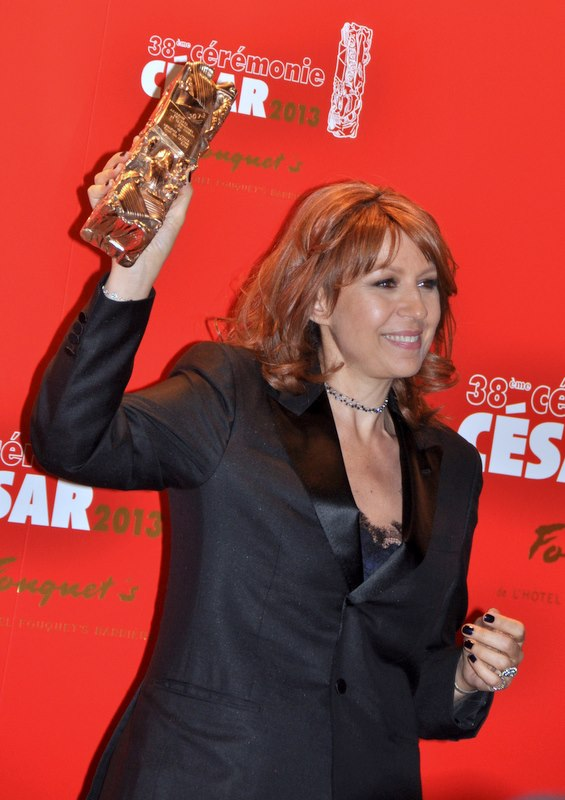
Valérie Benguigui

##### 1961
- Bruno Amable (* 1961), Ökonom
- Nicolas Bacri (* 1961), Komponist
- Moungi Bawendi (* 1961), US-amerikanischer Chemiker
- Mariane Bitran (* 1961), Jazzmusikerin
- Élisabeth Borne (* 1961), Managerin und Politikerin, Premierministerin Frankreichs
- Philippe Buc (* 1961), Historiker
- Manu Chao (* 1961), französisch-spanischer Sänger und Musiker
- Nadine Debois (* 1961), Siebenkämpferin
- Benoît Delhomme (* 1961), Kameramann
- Alexandre Desplat (* 1961), Komponist
- Nicolas Dupont-Aignan (* 1961), Politiker
- Freddy Eichelberger (* 1961), Organist und Cembalist
- Alice Ferney (* 1961), Schriftstellerin
- Éric Gautier (* 1961), Kameramann
- Pascale Gautier (* 1961), Autorin und Lektorin
- Pascal Gibon (* 1961), Automobilrennfahrer und Unternehmer
- Ilan Goldman (* 1961), französisch-israelischer Filmproduzent
- Jean-Christophe Grangé (* 1961), Schriftsteller
- Yves Grevet (* 1961), Schriftsteller
- Isabelle Guyon (* 1961), Informatikerin und Hochschullehrerin
- Mourad Khirat (* 1961), Fußballspieler
- Sophie Maintigneux (* 1961), Kamerafrau
- Christophe Mantoux (* 1961), Organist
- Sei Miguel (* 1961), portugiesischer Jazzmusiker und Komponist
- François Meyronnis (* 1961), Schriftsteller
- François Moutin (* 1961), Jazz-Bassist
- Louis Moutin (* 1961), Jazz-Schlagzeuger
- Samy Naceri (* 1961), Schauspieler und Filmproduzent
- Emmanuel Nahshon (* 1961), israelischer Diplomat
- Xavier Desandre Navarre (* 1961), franzSchlagzeuger
- Lê Quan Ninh (* 1961), Perkussionist
- Arnaud des Pallières (* 1961), Filmregisseur und Drehbuchautor
- Lionel Pissarro (* 1961), Kunsthändler
- Éric Rochant (* 1961), Filmregisseur und Drehbuchautor
- Jean-Philippe Rykiel (* 1961), Musiker
- Sanseverino (* 1961), Singer-Songwriter und Gitarrist
- Pierre Schoeller (* 1961), Regisseur und Drehbuchautor
- Monique Teillaud (* 1961), Mathematikerin und Informatikerin
- Valérie Valère (1961–1982), Schriftstellerin
- Bruno Wolkowitch (* 1961), Schauspieler

##### 1962
- Alberto Angela (* 1962), italienischer Wissenschaftsjournalist und Sachbuchautor
- Isabelle Antena (* 1962), Sängerin
- Jean Arcelin (* 1962), französisch-schweizerischer Maler
- Alexandra Boulat (1962–2007), Fotografin
- Laurence Equilbey (* 1962), Dirigentin und Chorleiterin
- Franck Fréon (* 1962), Automobilrennfahrer
- Emmanuelle Haïm (* 1962), Cembalistin und Dirigentin
- Pierre Huyghe (* 1962), Künstler
- Denis Jachiet (* 1962), katholischer Bischof von Belfort-Montbéliard
- Wolfram Koch (* 1962), deutscher Schauspieler
- Laurent Kolodziej (* 1962), Generalleutnant des Heeres der Französischen Streitkräfte
- Serge Krief (* 1962), Jazzmusiker
- Denis Leloup (* 1962), Jazz-Posaunist
- Jean-Paul Lilienfeld (* 1962), Schauspieler, Drehbuchautor und Regisseur
- Marc Minkowski (* 1962), Dirigent und Fagottist
- Jean-Louis Mourier (* 1962), Comiczeichner
- Catherine Néris (* 1962), Politikerin
- Florence Pernel (* 1962), Schauspielerin
- Marc Piollet (* 1962), Dirigent
- Yann Quentrec (* 1962), Sprinter
- Marie Trintignant (1962–2003), Schauspielerin
- Laurent Truchot (* 1962), Jurist
- Fabienne Verdier (* 1962), Künstlerin
- Thomas D. Zweifel (* 1962), Schweizer und US-amerikanischer Unternehmensberater, Autor und Hochschullehrer

##### 1963
- Pierre Alféri (1963–2023), Schriftsteller, Dichter und Essayist
- Sophie Amiach (* 1963), Tennisspielerin
- Marc Antoine (* 1963), Smooth-Jazz-Gitarrist
- Christophe Barratier (* 1963), Filmproduzent
- Jens Bonnke (* 1963), deutscher Illustrator
- Jean-Laurent Casanova (* 1963), Mediziner
- Marie-Christine Cazier (* 1963), Sprinterin
- Frédéric Chaslin (* 1963), Dirigent und Komponist
- Claude Closky (* 1963), Künstler
- Gilles Cohen (* 1963), Schauspieler und Bühnenregisseur
- Jean-Pierre Como (* 1963), Jazz-Pianist
- François Dufay (1963–2009), Journalist und Schriftsteller
- Xavier Durringer (* 1963), Dramatiker, Drehbuchautor und Filmregisseur
- Agnès Evein (* 1963), Kostümbildnerin
- Thomas Fersen (* 1963), Musiker
- Didier Goupil (* 1963), Schriftsteller
- Serge Hazanavicius (* 1963), Schauspieler
- Jaybo aka Monk, bürgerlich Jeremy Baudouin (* 1963), Künstler
- Anaïs Jeanneret (* 1963), Schauspielerin und Schriftstellerin
- Louis-Do de Lencquesaing (* 1963), Schauspieler, Filmregisseur und Drehbuchautor
- Oumar Tatam Ly (* 1963), malischer Politiker
- Frédéric Oudéa (* 1963), Manager
- Lélia Pissarro (* 1963), Malerin und Galeristin
- Marc du Pontavice (* 1963), Filmproduzent
- Anabelle Prawerman (* 1963), Beachvolleyballspielerin
- Nicolas de Rivière (* 1963), Diplomat
- Marc Rostan (* 1963), Automobilrennfahrer
- Isabelle Rougerie (* 1963), Schauspielerin und Songwriterin

##### 1964
- Lionel Abelanski (* 1964), Schauspieler
- Sophie Agnel (* 1964), Jazz- und Improvisationsmusikerin
- Mark Andre (* 1964), Komponist
- Sylvain Beuf (* 1964), Jazz-Saxophonist
- Juliette Binoche (* 1964), Schauspielerin
- Frédéric Bonin-Pissarro (* 1964), Maler
- Stéphane Braunschweig (* 1964), Theaterregisseur und Theaterleiter
- Émile Bravo (* 1964), Comiczeichner und Illustrator
- Patrick Bruno (* 1964), Festkörperphysiker
- Guillaume de Chassy (* 1964), Jazzmusiker
- Anne Dufourmantelle (1964–2017), Psychoanalytikerin, Philosophin und Autorin
- Sophie Fillières (1964–2023), Regisseurin und Drehbuchautorin
- Emmanuel Guibert (* 1964), Comiczeichner
- Pierre Hantaï (* 1964), Cembalist und Dirigent
- Julien Hirsch (* 1964), Kameramann
- Olivier Ker Ourio (* 1964), Mundharmonikaspieler
- Éric Lartigau (* 1964), Regisseur
- Manuel Legris (* 1964), Balletttänzer und Ballettdirektor
- Christian Louboutin (* 1964), französisch-ägyptischer Schuh- und Taschendesigner
- Noémie Lvovsky (* 1964), Filmregisseurin, Drehbuchautorin und Schauspielerin
- Chantal Mauduit (1964–1998), Extrembergsteigerin
- Pierpoljak, bürgerlich Pierre-Mathieu Vilmet (* 1964), Reggae-Sänger
- Robert, bürgerlich Myriam Roulet (* 1964), Sängerin und Singer-Songwriterin
- Sebastian Roché (* 1964), Schauspieler
- Manuel Rocheman (* 1964), Jazzpianist
- Mordechai Rodgold (* 1964), israelischer Diplomat
- Raphaël Sanchez (* 1964), Pianist, Komponist und Dirigent
- Yeardley Smith (* 1964), US-amerikanische Schauspielerin und Synchronsprecherin
- Éric Séva (* 1964), Jazzmusiker
- Sylvie Valayre (* 1964), Opernsängerin
- Mella Waldstein (* 1964), österreichische Journalistin und Publizistin
- Christophe Wallemme (* 1964), Jazzmusiker
- Zazie, bürgerlich Isabelle de Truchis de Varennes (* 1964), Popsängerin

##### 1965
- Bruno de Almeida (* 1965), portugiesischer Filmregisseur
- Karim Aw (* 1965), senegalesisch-deutscher Basketballspieler
- Sylvie Baracat (* 1965), Fußballspielerin und -trainerin
- François Baroin (* 1965), Politiker und Journalist
- Valérie Benguigui (1965–2013), Schauspielerin
- Bernhard Bettermann (* 1965), deutscher Schauspieler
- Bertrand de Billy (* 1965), Dirigent
- Fabrice Bollon (* 1965), Dirigent und Komponist
- Patrick Boucheron (* 1965), Mittelalterhistoriker und Professor am Collège de France
- Emmanuel Bourdieu (* 1965), Schauspieler und Dramaturg
- Philippe de Chauveron (* 1965), Filmregisseur
- Christophe Clement (1965–2025), Trainer im Pferderennsport
- Albert Cohen (* 1965), Mathematiker
- Étienne Comar (* 1965), Filmproduzent, Drehbuchautor und Regisseur
- Édouard Cukierman (* 1965), französisch-israelischer Geschäftsmann
- Henri Darmon (* 1965), kanadischer Mathematiker
- João Fiadeiro (* 1965), portugiesischer Ballett-Tänzer, Choreograph und Tanz-Theoretiker
- Jean-Philippe Fleurian (* 1965), Tennisspieler
- Sylvie Guillem (* 1965), Tänzerin und Choreografin
- Eva Ionesco (* 1965), Schauspielerin, Filmregisseurin und Fotomodell
- Arno Klarsfeld (* 1965), französisch-israelischer Anwalt und Politiker
- Simon de La Brosse (1965–1998), Schauspieler
- Catherine Lombard (1965–1994), Freestyle-Skierin
- Laurent Lucas (* 1965), Schauspieler
- Christophe Marguet (* 1965), Jazzschlagzeuger
- Natalie Massenet (* 1965), britisch-amerikanische Unternehmerin
- Mathilda May (* 1965), Schauspielerin
- Régine Mismacq (* 1965), Fußballspielerin
- Jean-Philippe Nault (* 1965), Geistlicher, Bischof von Nizza
- Emmanuelle Polack (* 1965), Kunsthistorikerin und Autorin
- Theresa Révay (* 1965), Schriftstellerin
- Olivia Rosenthal (* 1965), Schriftstellerin
- Nils Tavernier (* 1965), Schauspieler und Regisseur
- François Touvet (* 1965), Bischof von Fréjus-Toulon
- Jean-Charles Trouabal (* 1965), Leichtathlet
- Emmanuel Ullmo (* 1965), Mathematiker
- Thibault Verny (* 1965), katholischer Geistlicher, Erzbischof von Chambéry

#### 1966 bis 1970

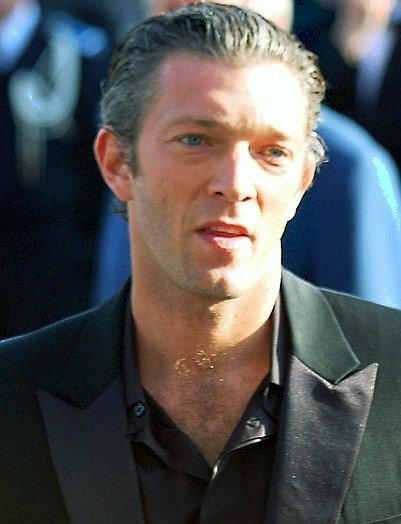
Vincent Cassel

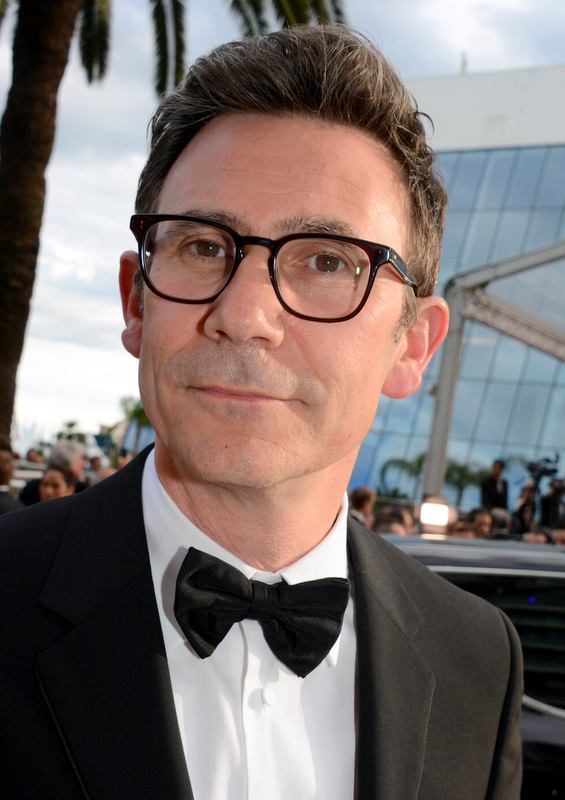
Michel Hazanavicius

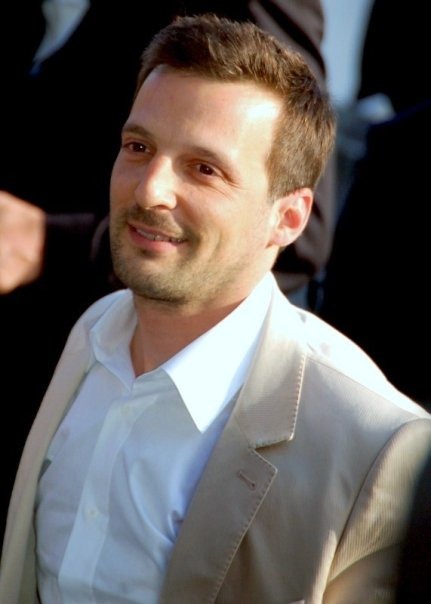
Mathieu Kassovitz

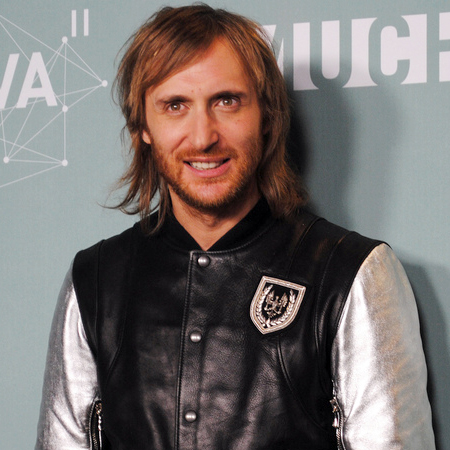
David Guetta

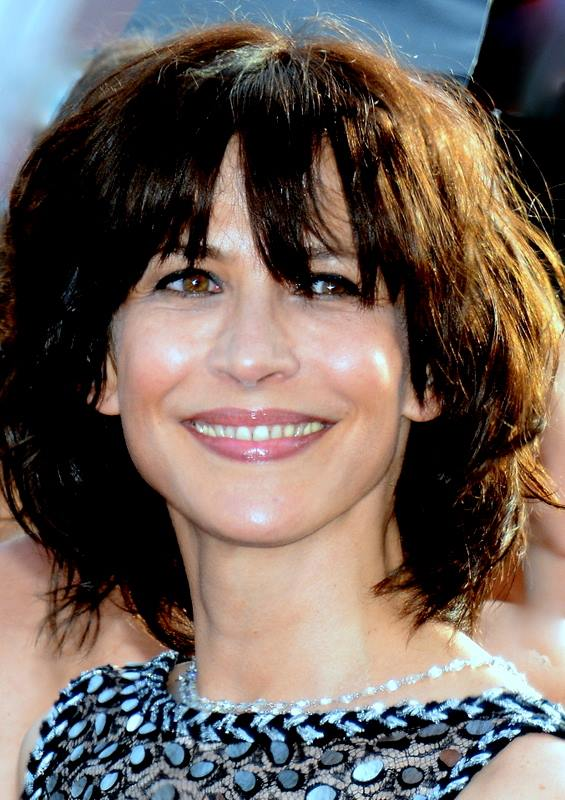
Sophie Marceau

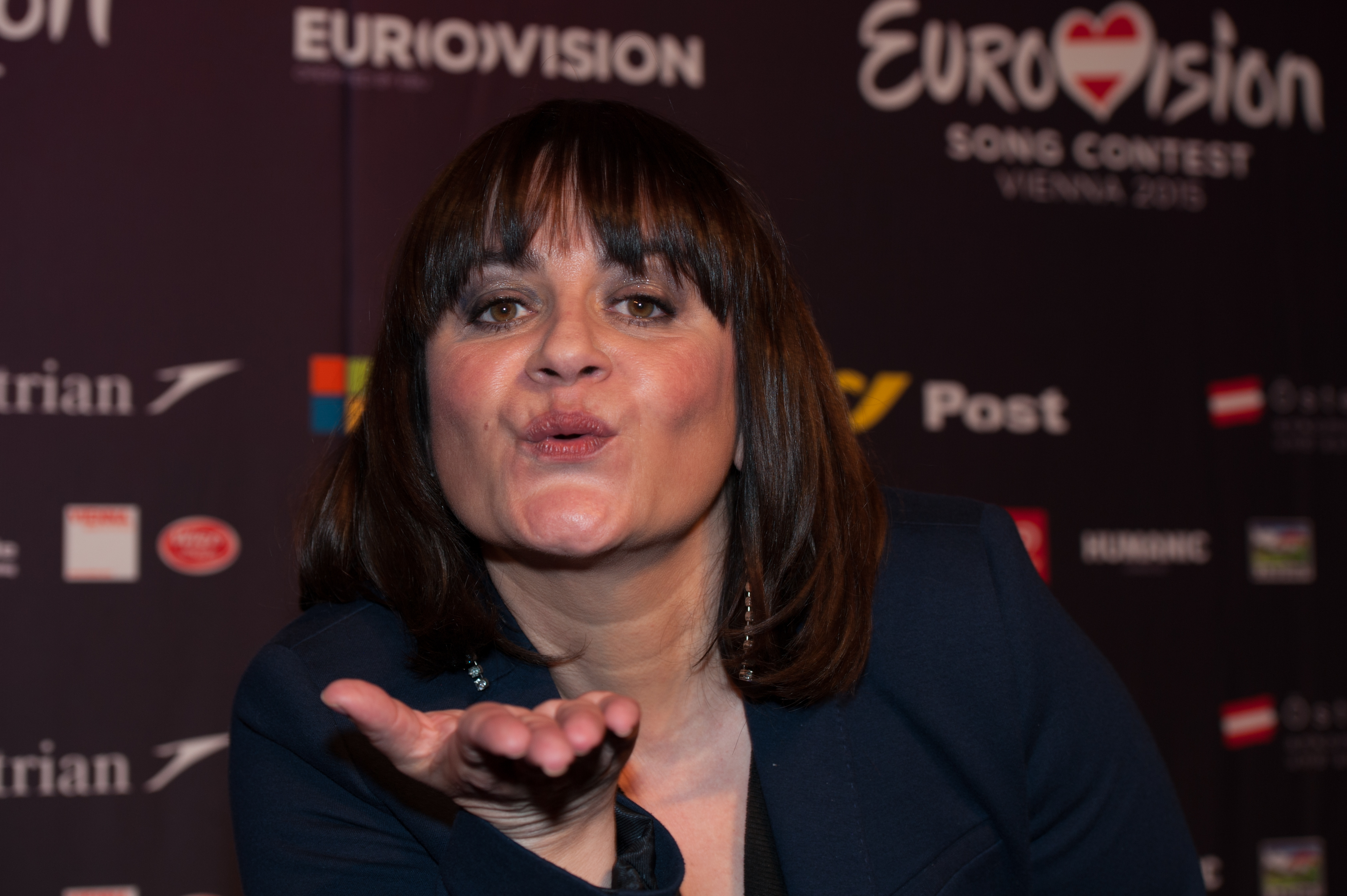
Lisa Angell

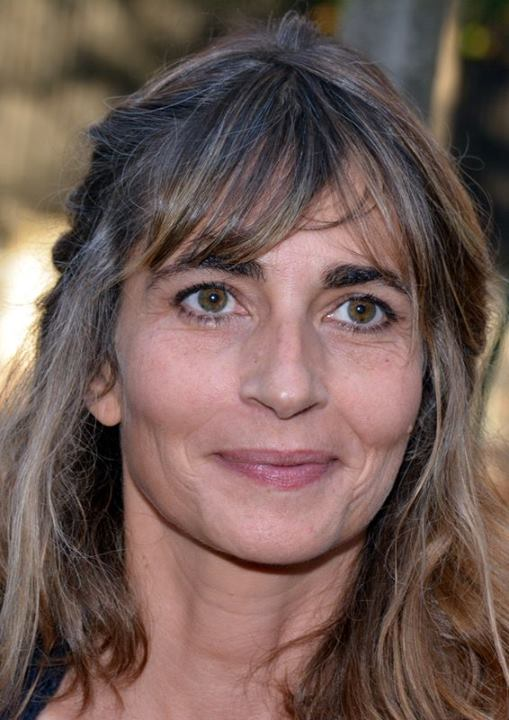
Emmanuelle Bach

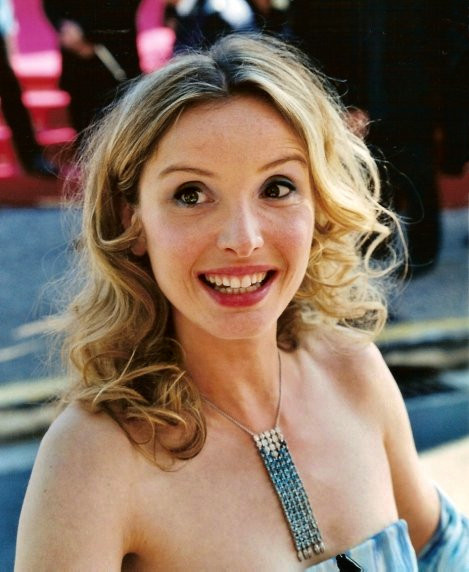
Julie Delpy

##### 1966
- Éric Anceau (* 1966), Historiker und Experte für die Epoche des Second Empire und Napoleons III. sowie der Laizität
- Édouard Baer (* 1966), Schauspieler
- Hélène Breschand (* 1966), Harfenistin und Komponistin
- Vincent Cassel (* 1966), Schauspieler
- Benoît Delbecq (* 1966), Pianist
- Marianne Denicourt (* 1966), Schauspielerin
- Agnès Desarthe (* 1966), Schriftstellerin
- David Diop (* 1966), franko-senegalesischer Schriftsteller und Literaturwissenschaftler
- Julie Dreyfus (* 1966), Schauspielerin
- Laurence Engel (* 1966), Kulturmanagerin
- Fabienne Ficher (* 1966), Leichtathletin
- Catherine Fleury-Vachon (* 1966), Judoka
- Delphine Forest (1966–2020), Schauspielerin
- Evelyne Freitag (* 1966), deutsch-französische Managerin
- José Garcia (* 1966), Schauspieler
- Thierry Guetta (* 1966), Dokumentarfilmer und Street-Art-Künstler
- Éric Hélary (* 1966), Automobilrennfahrer
- Diego Imbert (* 1966), Jazzmusiker
- Laurent Lafforgue (* 1966), Mathematiker
- Emmanuel Le Divellec (* 1966), Organist
- Sophie Marceau (* 1966), Schauspielerin
- Olivier Martinez (* 1966), Filmschauspieler
- Nina Morato (* 1966), Liedermacherin
- Fab Morvan (* 1966), Sänger
- Sheila O’Connor (* 1966), Schauspielerin
- Richard Orlinski (* 1966), Popmusik-Sänger und Bildhauer
- Gilles Quenéhervé (* 1966), Leichtathlet
- Jean-François Richet (* 1966), Filmregisseur und Drehbuchautor
- Emmanuelle Seigner (* 1966), Schauspielerin
- Alexandre Sterling (* 1966), Schauspieler
- Florence Thomassin (* 1966), Schauspielerin
- Guillaume de Tonquédec (* 1966), Schauspieler
- Vincent Tulli (* 1966), Toningenieur und Tontechniker
- Delphine de Vigan (* 1966), Schriftstellerin

##### 1967
- Alexandre Azaria (* 1967), britisch-französischer Komponist und Musiker
- Emmanuelle Bercot (* 1967), Schauspielerin, Drehbuchautorin und Regisseurin
- Gil de Ferran (1967–2023), brasilianischer Automobilrennfahrer
- Amanda Filipacchi (* 1967), US-amerikanische Schriftstellerin
- Thomas Georgeon (* 1967), Trappist, Abt von La Trappe
- David Gilbert (* 1967), US-amerikanischer Schriftsteller
- Laurent Giammartini (* 1967), Rollstuhltennisspieler
- Alexandra Gonin (* 1967), Schauspielerin, Sängerin, Tänzerin und Choreografin
- Samir Guesmi (* 1967), Schauspieler
- David Guetta (* 1967), DJ
- Michel Hazanavicius (* 1967), Regisseur und Drehbuchautor
- Mathieu Kassovitz (* 1967), Schauspieler, Filmregisseur und Drehbuchautor
- Stéphane Moulin (* 1967), Fußballspieler und -trainer
- Pierre Omidyar (* 1967), US-amerikanischer Unternehmer, Gründer von eBay
- François Ozon (* 1967), Filmregisseur
- Didier Patalin (* 1967), Fußballspieler
- Emmanuel Peterfalvi (* 1967), Kabarettist

##### 1968
- Noël Akchoté (* 1968), Gitarrist
- Lisa Angell (* 1968), Sängerin
- Philippe Aymond (* 1968), Comiczeichner
- Emmanuelle Bach (* 1968), Schauspielerin
- Jeanne Balibar (* 1968), Schauspielerin und Sängerin
- David Bergeaud (* 1968), Komponist
- Thierry Bruehl (* 1968), deutsch-französischer Theater- und Musiktheaterregisseur
- Roger Bundschuh (* 1968), deutscher Architekt
- Keyvan Chemirani (* 1968), Perkussionist
- Vincent Courtois (* 1968), Jazzcellist
- Jean-Pierre Danel (* 1968), Blues- und Rock-Gitarrist, Musikproduzent und Komponist
- Laïka Fatien (* 1968), Jazzsängerin und Schauspielerin
- Jérôme Ferrari (* 1968), Schriftsteller, Übersetzer und Dozent
- Jean-François Groff (* 1968), Telekommunikationsingenieur
- Judith Henry (* 1968), Schauspielerin
- Franck Khalfoun (* 1968), französisch-algerischer Filmregisseur
- Jean-Pierre Khazem (* 1968), Fotograf
- Bérengère de Lagatinerie (1968–1991), Schauspielerin und Model
- Patrick Lemarié (* 1968), Automobilrennfahrer
- Denis Lemyre (* 1968), Radrennfahrer
- Guillaume Leroux (* 1968), Hardcore- und Techno-DJ und -Produzent
- Thomas Levet (* 1968), Profigolfer
- Fabien Lévy (* 1968), Komponist
- Mickaël Madar (* 1968), Fußballspieler
- Stéphane Pompougnac (* 1968), DJ, Musiker, Komponist und Produzent
- Clara Ponty (* 1968), Pianistin und Sängerin
- Inga Sempé (* 1968), Designerin
- Mathilde Seigner (* 1968), Schauspielerin
- Hedi Slimane (* 1968), Modedesigner, Künstler und Fotograf
- Youssef Tabti (* 1968), Konzeptkünstler
- Alexandre Tharaud (* 1968), Pianist
- Bénédicte Van der Maar (* 1968), Kunstfotografin
- Charlotte Valandrey (1968–2022), Filmschauspielerin und Autorin
- Karim Wade (* 1968), senegalesischer Politiker
- Elsa Zylberstein (* 1968), Schauspielerin

##### 1969
- Nabil Ayouch (* 1969), französisch-marokkanischer Regisseur
- Lionel Bailliu (* 1969), Filmregisseur und Drehbuchautor
- Emmanuel Clérico (* 1969), Automobilrennfahrer
- Julie Delpy (* 1969), französisch-US-amerikanische Schauspielerin
- Alexandre Gavras (* 1969), Filmproduzent, Filmregisseur, Drehbuchautor und Schauspieler
- François-Xavier Houlet (* 1969), Handballspieler
- François Jackow (* 1969), Manager
- Francis Kurkdjian (* 1969), Parfumeur armenischer Herkunft
- Patrick Manzecchi (* 1969), deutscher Jazzschlagzeuger
- Eric LeMarque (* 1969), französisch-US-amerikanischer Eishockeyspieler und Autor
- Zazie de Paris, bürgerlich Solange Dymenzstein (* 1969), Schauspielerin und Sängerin
- Claire de Pourtales (* 1969), britische Skirennläuferin
- Stefan Savage (* 1969), Informatiker und Professor
- Miguel Viegas (* 1969), portugiesischer Wirtschaftswissenschaftler und Politiker

##### 1970
- Sophie Boissard (* 1970), Unternehmensleiterin
- Emmanuel Candès (* 1970), Mathematiker
- Natacha Lindinger (* 1970), Schauspielerin
- Laure Marsac (* 1970), Schauspielerin
- Gédéon Naudet (* 1970), Filmregisseur
- Dan Philibert (* 1970), Hürdenläufer
- Christine Tassan (* 1970), Jazzmusikerin und Singer-Songwriterin
- Bruno Stagno Ugarte (* 1970), costa-ricanischer Politiker und Diplomat
- Savin Yeatman-Eiffel (* 1970), Regisseur

#### 1971 bis 1975

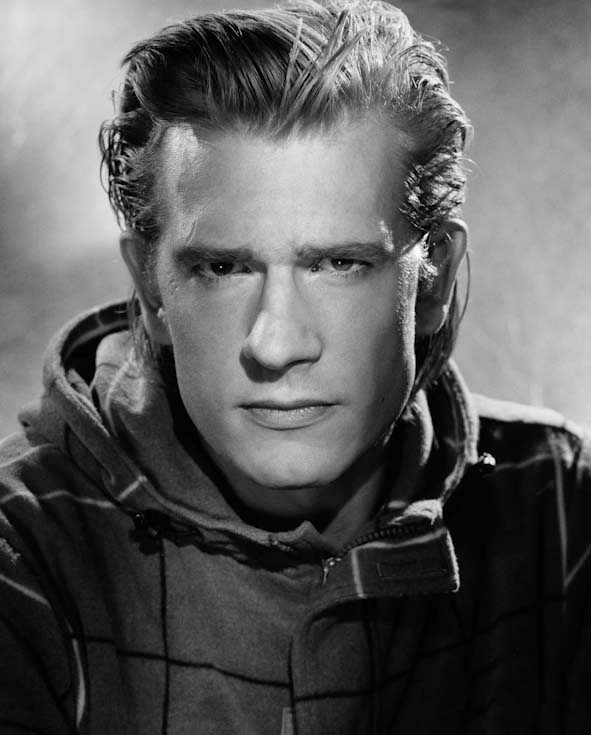
Guillaume Depardieu

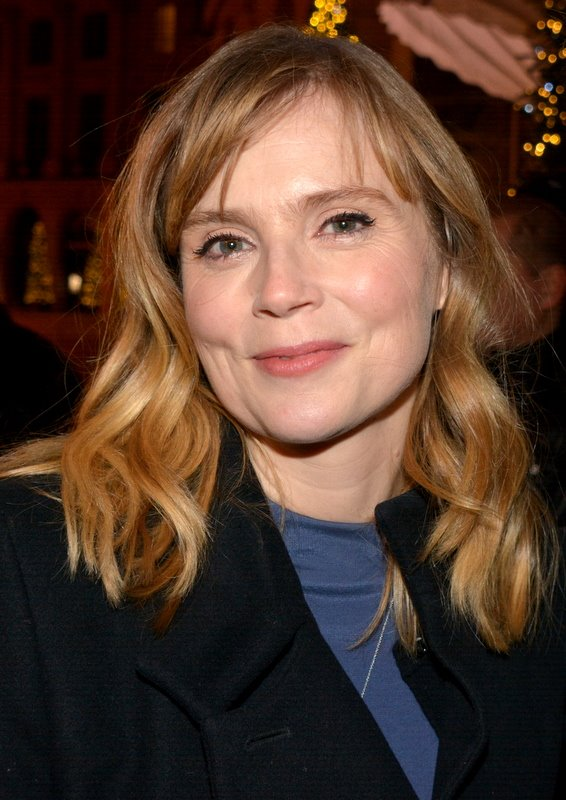
Isabelle Carré

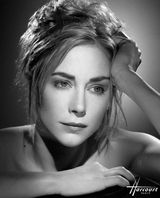
Julie Depardieu

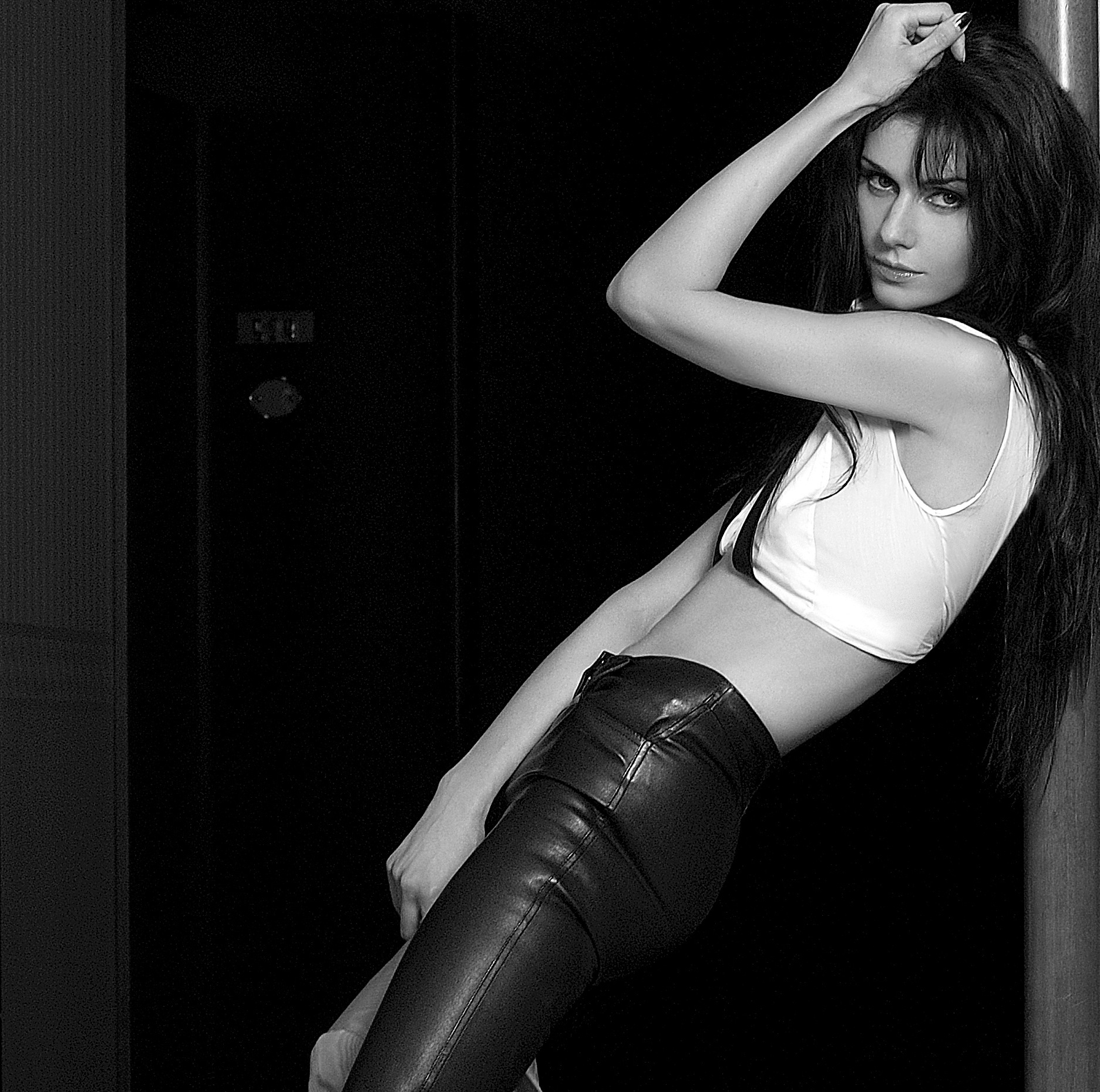
Emma Shapplin

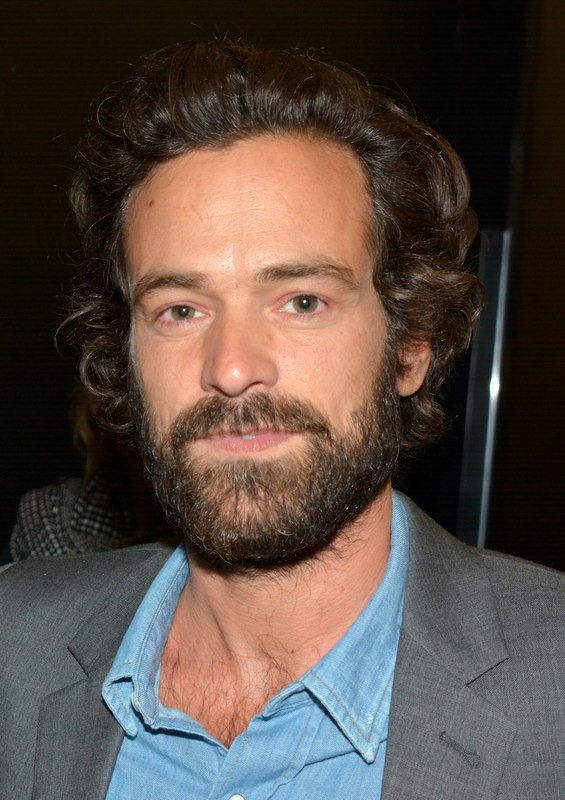
Romain Duris

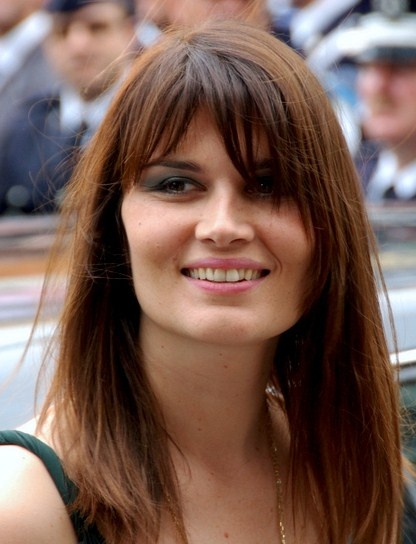
Marina Hands

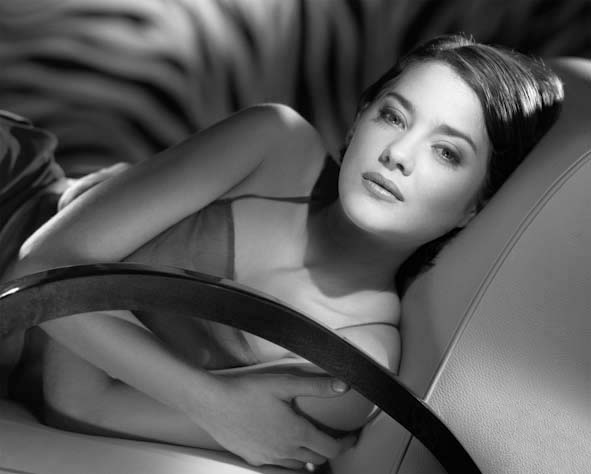
Marion Cotillard

##### 1971
- Yto Barrada (* 1971), französisch-marokkanische Fotografin
- Rémi Bezançon (* 1971), Filmregisseur und Drehbuchautor
- Éric Bidot (* 1971), Ordensgeistlicher, Bischof von Tulle
- Isabelle Carré (* 1971), Filmschauspielerin
- Guillaume Depardieu (1971–2008), Schauspieler
- Patricia Djaté-Taillard (* 1971), Mittelstreckenläuferin
- Vincent Elbaz (* 1971), Schauspieler
- Édouard Ferlet (* 1971), Jazzpianist
- Marc Fesneau (* 1971), Politiker
- Jean Galfione (* 1971), Leichtathlet
- Muriel Grossmann (* 1971), österreichische Jazzmusikerin
- Chrystel Guillebeaud (* 1971), Tänzerin, Choreographin und Tai Chi-Lehrerin
- Sylvain Jacques (* 1971), Schauspieler, Musiker und Komponist von Bühnen- und Filmmusik
- Jade Jagger (* 1971), Modedesignerin und Model
- Élie Korchia (* 1971), Rechtsanwalt und Präsident des Consistoire central israélite
- Lââm (* 1971), tunesisch-französische Sängerin
- Emmanuelle Laborit (* 1971), Schauspielerin
- Thomas Langmann (* 1971), Regisseur, Drehbuchautor, Produzent, Regieassistent und Schauspieler
- Stanislas Merhar (* 1971), Schauspieler
- Marie-Anett Mey (* 1971), Sängerin
- Astrid Panosyan-Bouvet (* 1971), Wirtschaftsmanagerin und Politikerin
- Marwan Rashed (* 1971), Gräzist und Philosophiehistoriker
- Lionel Souque (* 1971), Manager, Vorstandsvorsitzender der Rewe Group
- Éric Toledano (* 1971), Drehbuchautor und Filmregisseur
- Joana Vasconcelos (* 1971), portugiesische Künstlerin

##### 1972
- Jules de Balincourt (* 1972), französisch-US-amerikanischer Künstler
- Nadège Beausson-Diagne (* 1972), Schauspielerin
- David Benyamine (* 1972), Pokerspieler
- Katell Berthelot (* 1972), Religionswissenschaftlerin
- Laurent Binet (* 1972), Schriftsteller
- Agathe de la Boulaye (* 1972), Schauspielerin
- Stéphane Cali (* 1972), Sprinter
- Ilana Cicurel (* 1972), Journalistin und Politikerin
- Constance Debré (* 1972), Anwältin und Schriftstellerin
- Mathieu Demy (* 1972), Schauspieler, Filmregisseur und Drehbuchautor
- Esther Duflo (* 1972), Ökonomin
- Gwen Giabbani (* 1972), Motorradrennfahrer
- Judith Godrèche (* 1972), Schauspielerin
- Grégoire Hetzel (* 1972), Filmkomponist und Schriftsteller
- Koxie, bürgerlich Laure Cohen (* 1972), Popsängerin
- Agathe de La Fontaine (* 1972), Schauspielerin
- Stéphane Lièvre (* 1972), Fußballspieler
- Henri Loevenbruck (* 1972), Fantasy-Schriftsteller
- Chiara Mastroianni (* 1972), Schauspielerin
- Camille Miceli (* 1972), italienisch-französische Modeschöpferin
- Julie Saury (* 1972), Jazzmusikerin
- Bénédicte Savoy (* 1972), Kunsthistorikerin
- Thomas Savy (* 1972), Jazz- und klassischer Musiker
- Karine Tuil (* 1972), Schriftstellerin

##### 1973
- Delphine Batho (* 1973), Politikerin
- Karol Beffa (* 1973), Pianist, Komponist, Publizist und Hochschullehrer
- Matthieu Bonhomme (* 1973), Comiczeichner
- Julia Chanel (* 1973), Pornodarstellerin
- Garance Clavel (* 1973), Filmschauspielerin
- Julie Depardieu (* 1973), Schauspielerin
- Aurélie Dupont (* 1973), Balletttänzerin
- Manuel Höferlin (* 1973), deutscher Politiker
- Sébastien Izambard (* 1973), Tenor
- Virginie Kadjo (* 1973), Volleyball- und Beachvolleyballspielerin
- Anne Körner (* 1973), deutsche Juristin und Richterin am Bundessozialgericht
- Nathalie Kosciusko-Morizet (* 1973), Ingenieurin und Politikerin
- Louis Leterrier (* 1973), Filmregisseur
- Alexandra London (* 1973), Schauspielerin
- Rebecca Lord (* 1973), Pornodarstellerin und Produzentin von Pornofilmen
- Elsa Lunghini (* 1973), Sängerin und Schauspielerin
- Stéphane Metzger (* 1973), Schauspieler
- Philippe Mouratoglou (* 1973), Musiker
- Jules Naudet (* 1973), Filmregisseur
- Julie du Page (* 1973), Schauspielerin und Model
- Julie Pecquet (* 1973), Tänzerin, Choreographin und Dozentin
- Phoebe Philo (* 1973), britische Modedesignerin
- Melvil Poupaud (* 1973), Schauspieler und Regisseur
- Mathilde Rosier (* 1973), bildende Künstlerin
- Rodolphe Schacher (* 1973), schweizerisch-französischer Komponist und Pianist
- Carine Tardieu (* 1973), Drehbuchautorin, Regisseurin und Schriftstellerin

##### 1974
- Fabrice Anthamatten (* 1974), französisch-schweizerischer Krimineller
- Frédéric Bourdin (* 1974), Hochstapler
- Raphaël Chevènement (* 1974), Filmregisseur, Drehbuchautor und Journalist
- Mariame Clément (* 1974), Opernregisseurin
- Emmanuelle Cosse (* 1974), Politikerin
- Carlos Da Cruz (* 1974), Radrennfahrer
- Romain Duris (* 1974), Schauspieler
- Raphaël Fejtö (* 1974), Schauspieler, Drehbuchautor und Filmregisseur
- David Foenkinos (* 1974), Schriftsteller, Drehbuchautor und Regisseur
- Sébastien Foucan (* 1974), Extremsportler, Begründer der Sportart Freerunning
- Ophélie Gaillard (* 1974), Cellistin
- Guy-Manuel de Homem-Christo (* 1974), Musiker
- Laetitia Hubert (* 1974), Eiskunstläuferin
- Lola Lafon (* 1974), Schriftstellerin
- Benoît Magimel (* 1974), Schauspieler
- Claire Marin (* 1974), Philosophin, Schriftstellerin und Dozentin für Philosophie
- Agnès Pannier-Runacher (* 1974), Wirtschaftsmanagerin und Politikerin
- Friedrich Paravicini (* 1974), Jazzmusiker
- Franck Riester (* 1974), Politiker
- Emma Shapplin (* 1974), Opern-Koloratursopranistin
- Sagamore Stévenin (* 1974), Schauspieler
- Vincent Stora (* 1974), Filmkomponist
- Baptiste Trotignon (* 1974), Jazz-Pianist
- Hugues Vincent (1974–2024), Cellist, Komponist und Improvisator
- Stéphane Wrembel (* 1974), Jazz-Gitarrist

##### 1975
- Alain Altinoglu (* 1975), Dirigent
- Thomas Bangalter (* 1975), Künstler und Produzent
- Jérémie Bélingard (* 1975), Balletttänzer
- Marion Cotillard (* 1975), Schauspielerin
- Mathieu Delarive (* 1975), Schauspieler
- Raphaël Enthoven (* 1975), Philosoph
- Yasmina Filali (* 1975), deutsche Schauspielerin
- Fabien Gabel (* 1975), Dirigent und Trompeter
- Nicolas Grenier (* 1975), Dichter und Übersetzer
- Marina Hands (* 1975), Schauspielerin
- Eva Jospin (* 1975), Bildhauerin
- Alexia Landeau (* 1975), Schauspielerin
- Marie-Pierre Leray (* 1975), Eiskunstläuferin
- Abd al Malik (* 1975), Rapper und Slampoet
- Xavi Moro (* 1975), französisch-spanischer Fußballspieler und -trainer
- Vincent Niclo (* 1975), Sänger und Schauspieler
- Stephanie Szostak (* 1975), Schauspielerin
- Julia Vignali (* 1975), Filmschauspielerin und Moderatorin
- Sylvain White (* 1975), Filmregisseur
- Pedro Winter (* 1975), DJ, Produzent, Manager und Inhaber von Ed Banger Records

#### 1976 bis 1980

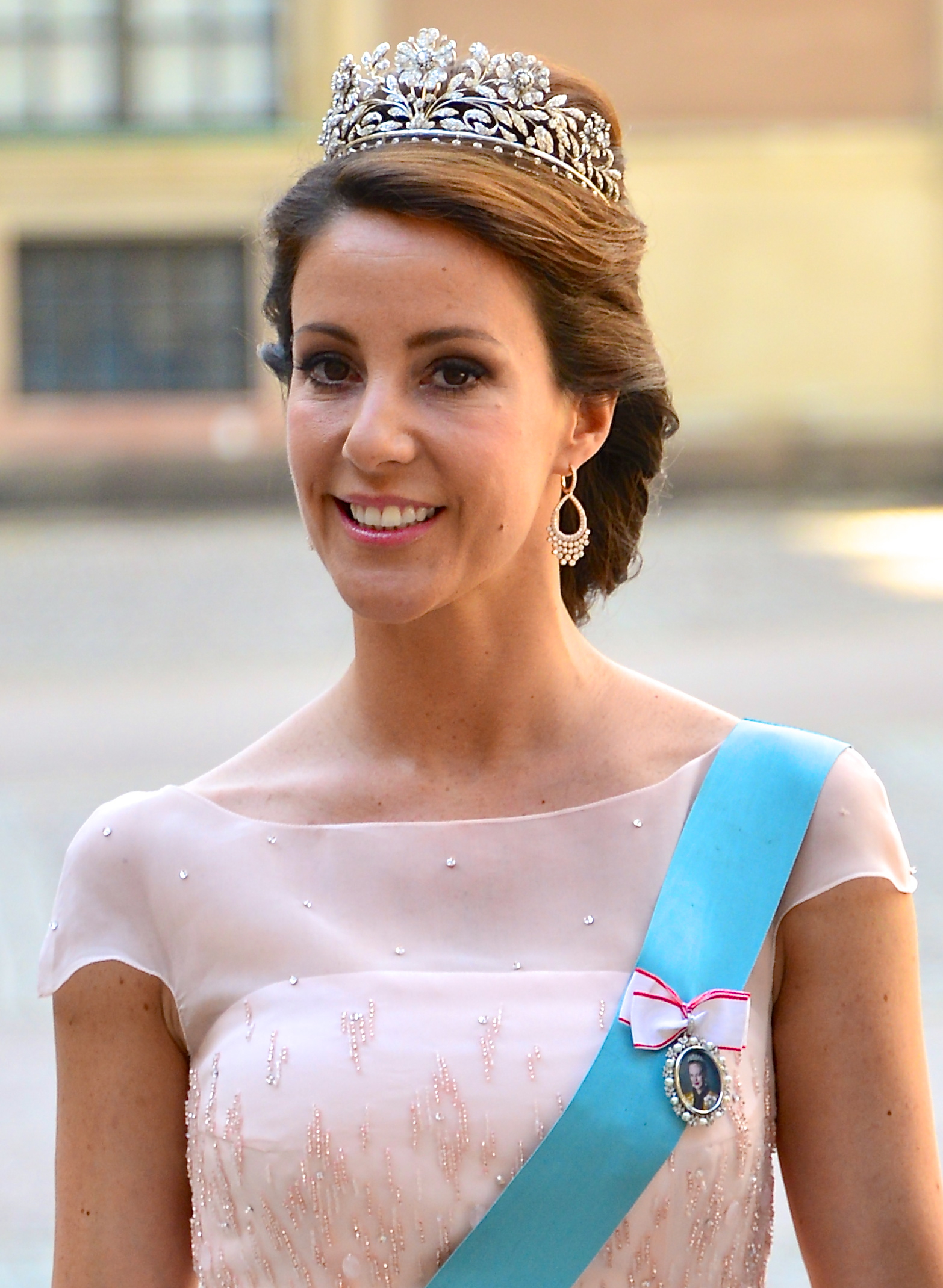
Marie zu Dänemark

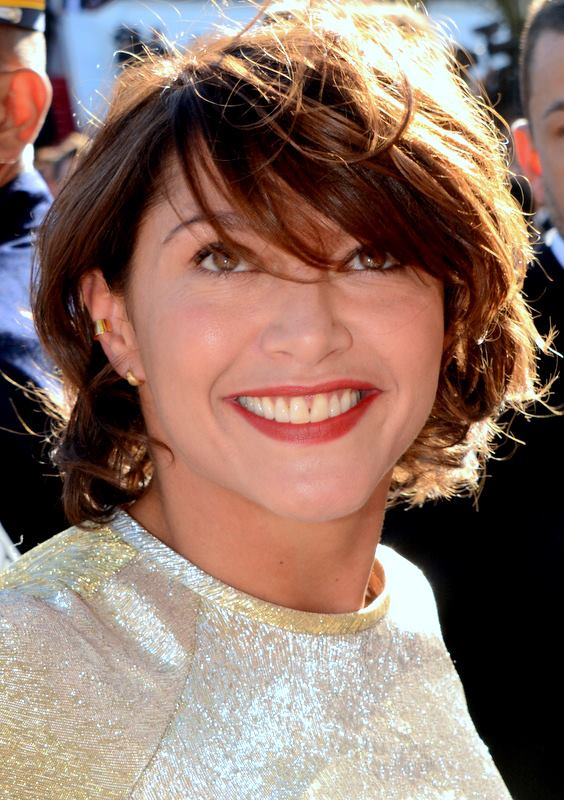
Emma de Caunes

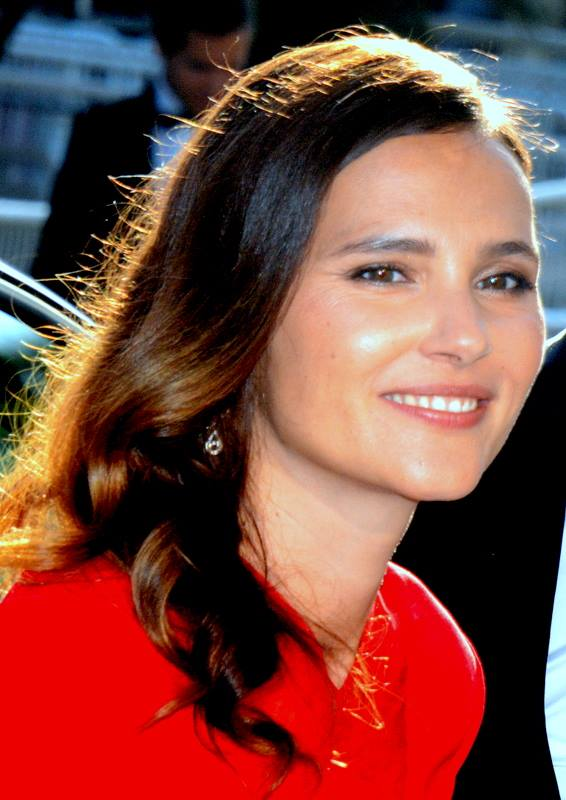
Virginie Ledoyen

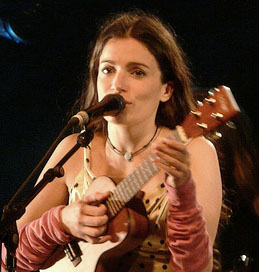
Yael Naim

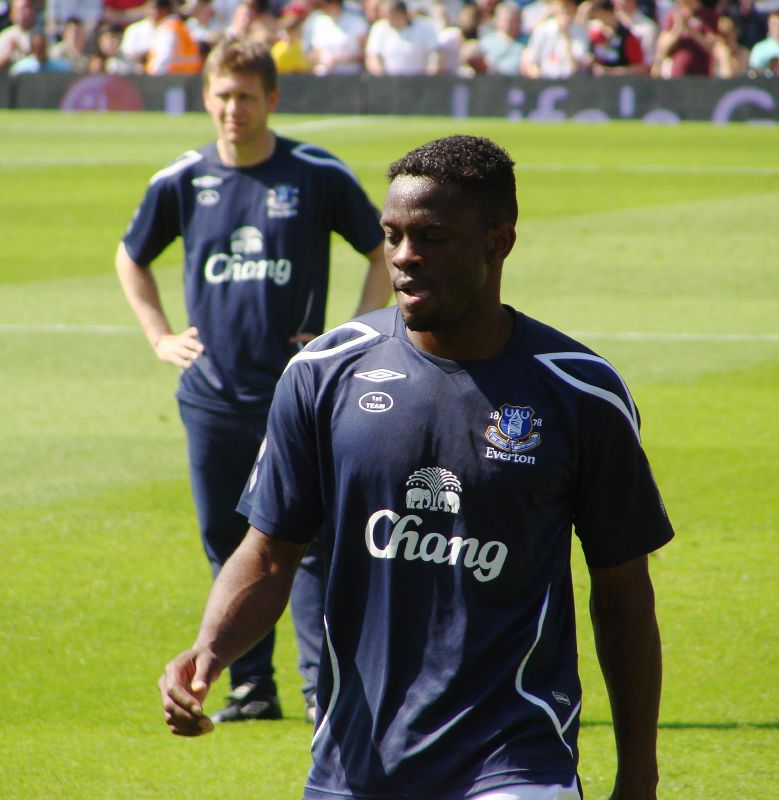
Louis Saha

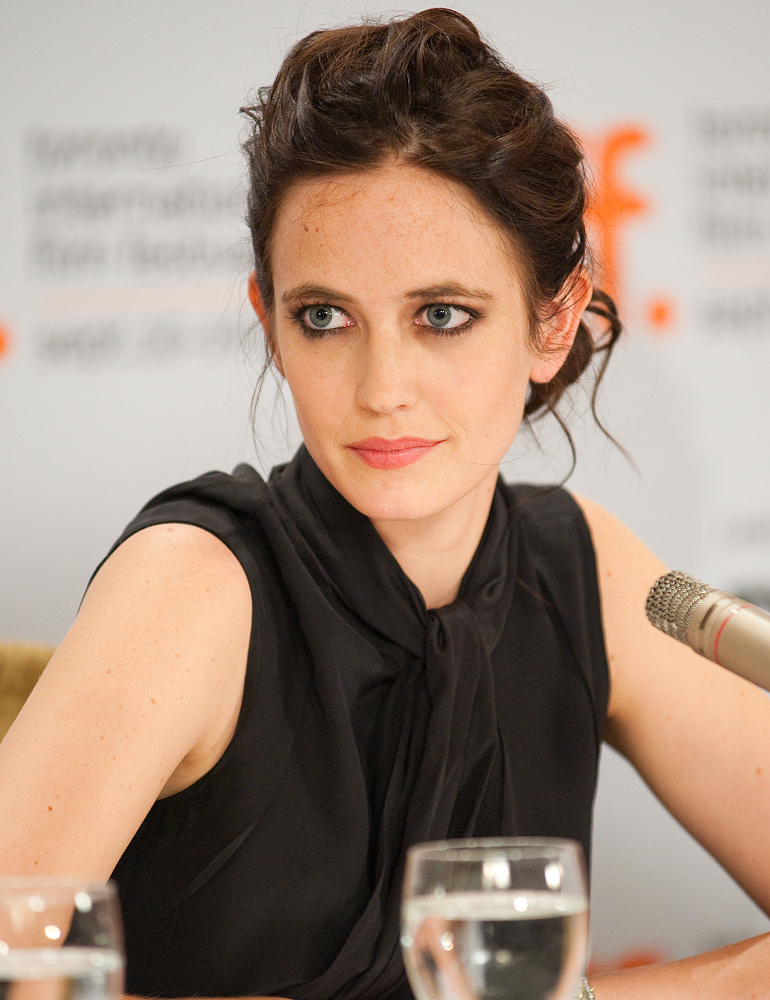
Eva Green

##### 1976
- Guillaume Besse (* 1976), Eishockeyspieler
- Emma de Caunes (* 1976), Schauspielerin
- Marius Colucci (* 1976), Schauspieler
- Marie zu Dänemark (* 1976), dänische Adelige, Prinzessin von Dänemark
- Coralie Fargeat (* 1976), Filmregisseurin und Drehbuchautorin
- Zoé Félix (* 1976), Schauspielerin
- Linda Ferga-Khodadin (* 1976), Hürdenläuferin und Weitspringerin
- David Grumbach (* 1976), Filmproduzent
- Fabrice Guilbert (* 1976), Handballspieler
- Mikhaël Hers (* 1975), Filmregisseur und Drehbuchautor
- Nikolai Kinski (* 1976), US-amerikanischer Schauspieler
- Jimmy Laporal-Trésor (* 1976), Filmregisseur und Drehbuchautor
- Cédric Largent (* 1976), Handballspieler
- Céline Lebrun (* 1976), Judokämpferin
- Virginie Ledoyen (* 1976), Schauspielerin und Model
- Jalil Lespert (* 1976), Schauspieler, Filmregisseur und Drehbuchautor
- Maya Schweizer (* 1976 in Paris), Künstlerin in den Bereichen Video und Film
- Martin Solveig (* 1976), House-Produzent und House-DJ
- Elisa Tovati (* 1976), Schauspielerin
- Alice Winocour (* 1976), Regisseurin und Drehbuchautorin
- Lila Azam Zanganeh (* 1976), iranische Schriftstellerin

##### 1977
- Alexandre Aja (* 1977), Regisseur, Drehbuchautor und Filmproduzent
- Louisa Baïleche (* 1977), Sängerin, Tänzerin und Darstellerin
- Rachida Brakni (* 1977), Schauspielerin
- Christian Bassila (* 1977), französisch-kongolesischer Fußballspieler
- Cécile Calla (* 1977), Journalistin
- Yann Demange (* 1977), britischer Filmregisseur
- Sophie Guillemin (* 1977), Schauspielerin
- Reda Kateb (* 1977), Schauspieler
- Jean-Michel Sama Lukonde (* 1977), kongolesischer Politiker
- Stuart Price (* 1977), britischer Housemusiker und -produzent
- Charles P. de Saint-Aignan (* 1977), US-amerikanischer Informatiker, Astronom und Asteroidenentdecker
- Sotiris René Sidiropoulos (* 1977), Maler und Bildhauer
- Kristell Trego (* 1977), Philosophin

##### 1978
- Philippe Baden Powell (* 1978), französisch-brasilianischer Musiker
- Airelle Besson (* 1978), Jazzmusikerin
- Camille, bürgerlich Camille Dalmais (* 1978), Sängerin und Komponistin
- Guerlain Chicherit (* 1978), Extremski- und Rallyefahrer
- Philippe Christanval (* 1978), Fußballspieler
- Mélanie Doutey (* 1978), Schauspielerin
- Jérémie Elkaïm (* 1978), Schauspieler und Drehbuchautor
- David Fall (* 1978), deutscher Fußballspieler
- Nicolas Fritsch (* 1978), Radrennfahrer
- Nicolás Goldberg (* 1978), Künstler
- Sarah Grappin (* 1978), Schauspielerin
- Anastasia Griffith (* 1978), britische Schauspielerin
- Camille Henrot (* 1978), bildende Künstlerin
- Bruce Jouanny (* 1978), Automobilrennfahrer
- Naman Keïta (* 1978), Hürdenläufer
- Tuan Le (* 1978), vietnamesisch-amerikanischer Pokerspieler
- Hugo Lindenberg (* 1978), Schriftsteller und Journalist
- Vincent Macaigne (* 1978), Film–, Theaterschauspieler und Regisseur
- Lucas Mebrouk Dolega (1978–2011), deutsch-französischer Fotojournalist
- Jérôme Moïso (* 1978), Basketballspieler
- Alfred de Montesquiou (* 1978), Reporter, Autor und Dokumentarfilmregisseur
- Yael Naim (* 1978), israelische Singer-Songwriterin
- Alexandre Obertelli (* 1978), experimenteller Kernphysiker
- Jean-Joël Perrier-Doumbé (* 1978), kamerunischer Fußballspieler
- Franck Queudrue (* 1978), Fußballspieler
- Louis Saha (* 1978), Fußballspieler
- Céline Sciamma (* 1978), Drehbuchautorin und Filmregisseurin
- Jonathan Zebina (* 1978), Fußballspieler
- Zahia Ziouani (* 1978), Dirigentin

##### 1979
- Amar Ben Belgacem (1979–2010), französisch-tunesischer Maler
- Tarek Boudali (* 1979), Schauspieler, Drehbuchautor und Regisseur
- Yves Desmarets (* 1979), Fußballspieler
- Raphaël Glucksmann (* 1979), Journalist und Filmregisseur
- Katsuni, bürgerlich Céline Tran (* 1979), Pornodarstellerin
- Séverine Lepape (* 1979), Kunsthistorikerin, Archivarin und Paläographin
- Bérénice Marlohe (* 1979), Schauspielerin und Fotomodel
- Grégory Miermont (* 1979), Mathematiker
- Élodie Navarre (* 1979), Schauspielerin
- Sébastien Ostertag (* 1979), Handballspieler
- Alix Poisson (* 1979), Schauspielerin
- Dorothée Pousséo (* 1979), Filmschauspielerin
- Antoine Tamestit (* 1979), Bratschist
- Florian Zeller (* 1979), Schriftsteller

##### 1980
- Ruben Alves (* 1980), französisch-portugiesischer Regisseur und Schauspieler
- Isabelle Caro (1980–2010), Model
- Kevin Cès (* 1980), Beachvolleyballspieler
- Nicolas Duvauchelle (* 1980), Schauspieler und Fotomodell
- Marc Edwards (* 1980), walisischer und chinesischer Fernsehmoderator
- Sandrine François (* 1980), Sängerin
- Cyprien Gaillard (* 1980), Künstler
- Déborah Giaoui (* 1980), Volleyball- und Beachvolleyballspielerin
- Eva Green (* 1980), Schauspielerin
- Diomansy Kamara (* 1980), senegalesischer Fußballspieler
- Saïd Kouachi (1980–2015), islamistischer Terrorist
- Michaël Llodra (* 1980), Tennisspieler
- Renan Luce (* 1980), Musiker
- Abdoulaye Méïté (* 1980), ivorischer Fußballspieler
- Fabrice Pancrate (* 1980), Fußballspieler
- Camille de Peretti (* 1980), Autorin
- Guillaume Pitron (* 1980), Journalist und Autor
- Lolita Séchan (* 1980), Schriftstellerin und Autorin von Kinderbüchern
- Sinik, bürgerlich Thomas Gérard Idir (* 1980), Hip-Hop-Musiker
- Filipe Teixeira (* 1980), portugiesischer Fußballspieler

#### 1981 bis 1985

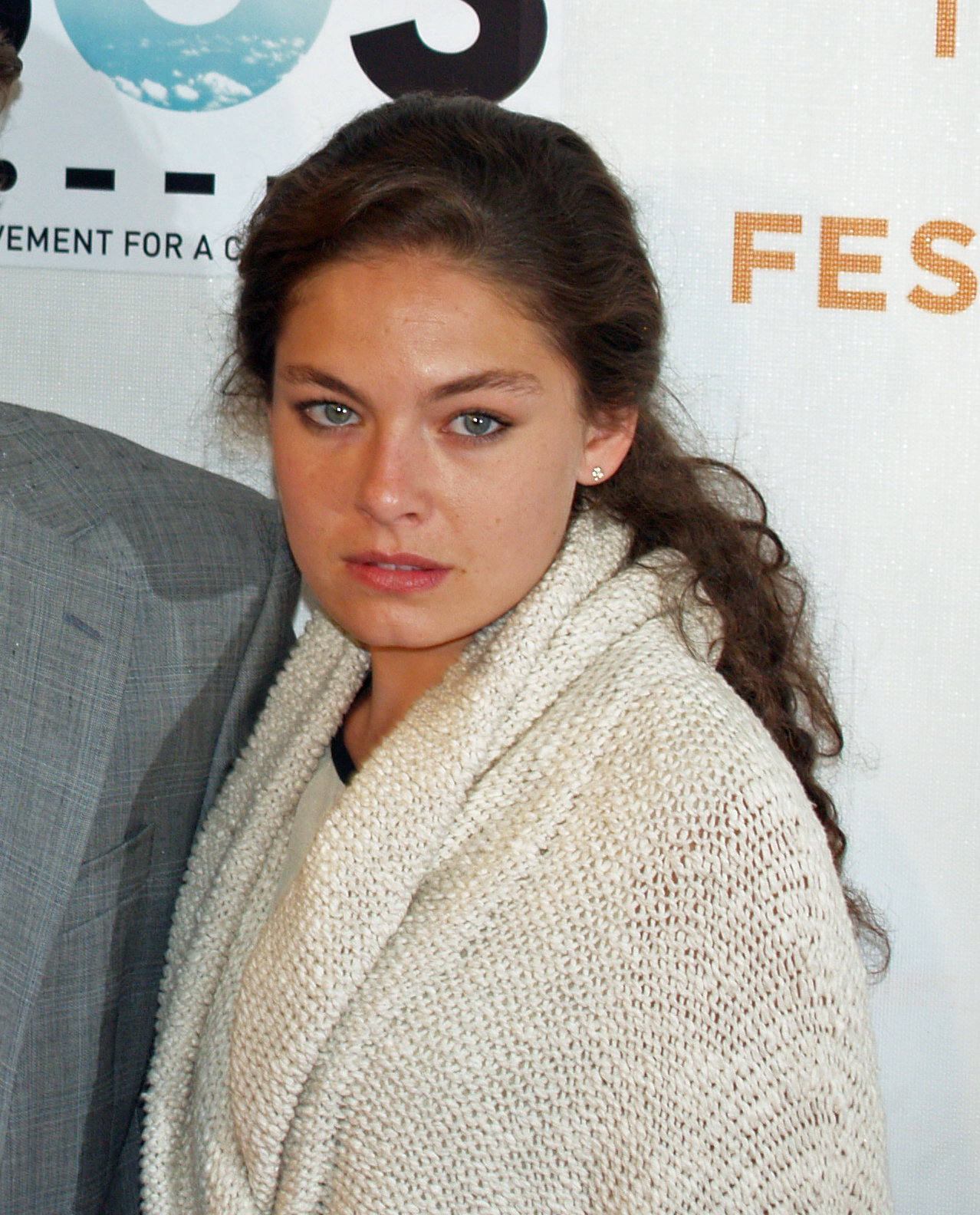
Alexa Davalos

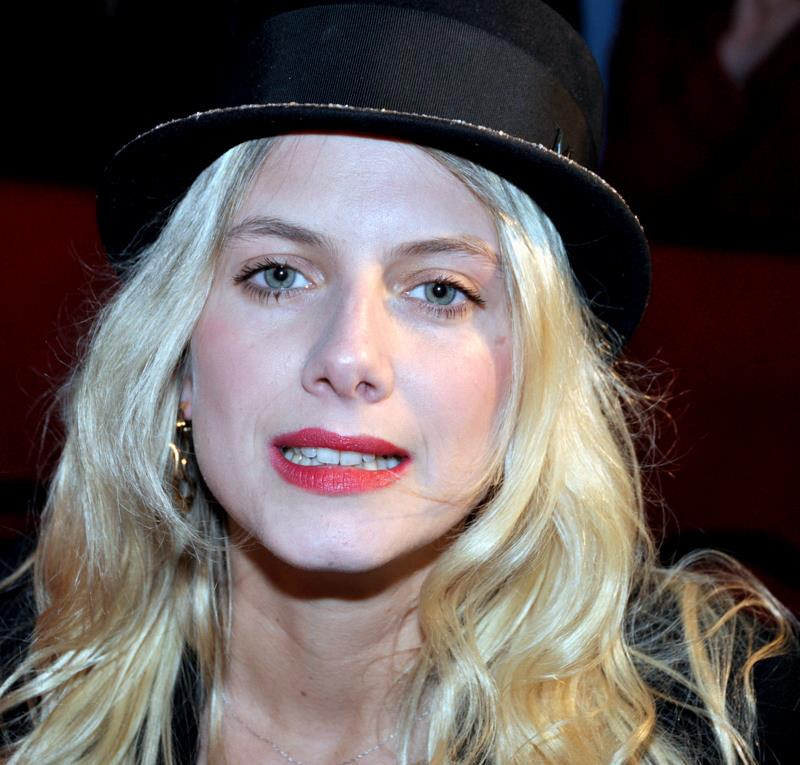
Mélanie Laurent

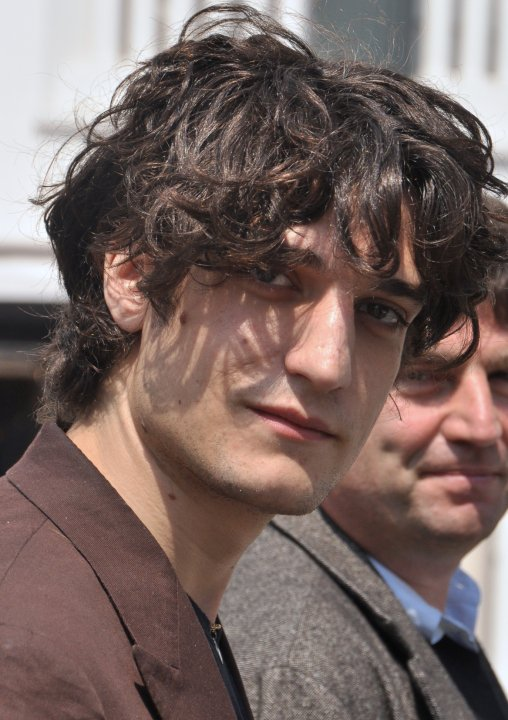
Louis Garrel

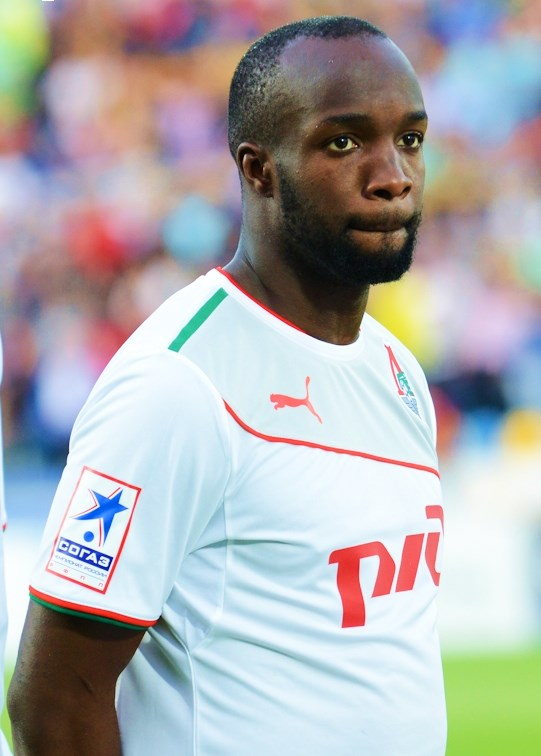
Lassana Diarra

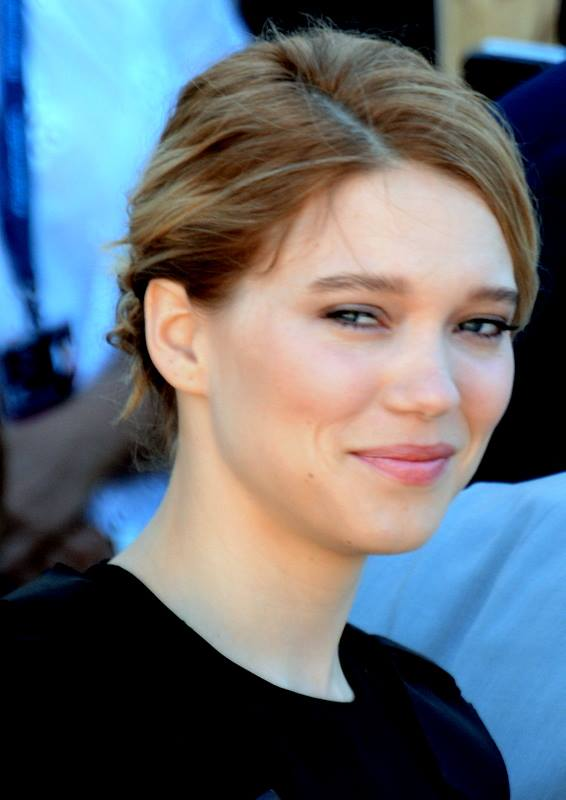
Léa Seydoux

##### 1981
- Jéssica Augusto (* 1981), portugiesische Langstrecken- und Hindernisläuferin
- Tatiana Barrera (* 1981), Beachvolleyballspielerin
- Clément Beaune (* 1981), Politiker (LREM, TdP)
- Selim Benachour (* 1981), tunesischer Fußballspieler
- Hélier Cisterne (* 1981), Filmregisseur und Drehbuchautor
- Mia Hansen-Løve (* 1981), Regisseurin, Drehbuchautorin und Schauspielerin
- Michaël Jeremiasz (* 1981), Rollstuhltennisspieler
- David Kaiser (* 1981), Schauspieler, Sprecher und Sänger
- Guillaume Karrer (* 1981), Eishockeyspieler
- Florent Lacasse (* 1981), Leichtathlet
- Lydia Leonard (* 1981), britische Schauspielerin
- Myra Maud (* ≈1981), Sängerin und Schauspielerin
- Adrien Missika (* 1981), Künstler und Gärtner
- Louise Monot (* 1981), Schauspielerin
- Clémentine Poidatz (* 1981), Schauspielerin
- Éric Prodon (* 1981), Tennisspieler
- Morike Sako (* 1981), Fußballspieler
- Axel Schacher (* 1981), schweizerisch-französischer Violinist
- David Serero (* 1981), Opernsänger, Schauspieler und Produzent
- Chloé Stefani (* 1981), Schauspielerin
- Amara Sy (* 1981), malisch-französischer Basketballspieler
- Yannick Talabardon (* 1981), Radrennfahrer
- Julie Zenatti (* 1981), Sängerin

##### 1982
- Edward Akrout (* 1982), Schauspieler
- Leila Alaoui (1982–2016), französisch-marokkanische Fotografin und Videokünstlerin
- Tawan Arun (* 1982), französisch-deutscher Filmemacher, Grafiker und Webentwickler
- Aṣa, bürgerlich Bukola Elemide (* 1982), französisch-nigerianische Sängerin und Songschreiberin
- Pénélope Bagieu (* 1982), Illustratorin und Cartoonistin
- Habib Bamogo (* 1982), französisch-burkinischer Fußballspieler
- David Bellion (* 1982), Fußballspieler
- Cécile Cassel (* 1982), Schauspielerin und Sängerin
- Alexa Davalos (* 1982), französisch-amerikanische Schauspielerin und Model
- Mati Diop (* 1982), Regisseurin, Drehbuchautorin, Kamerafrau und Schauspielerin
- Stanislas Guerini (* 1982), Politiker
- Chérif Kouachi (1982–2015), islamistischer Terrorist
- Benjamin Lacombe (* 1982), Autor, Illustrator und Zeichner
- Isild Le Besco (* 1982), Filmschauspielerin, Drehbuchautorin und Filmregisseurin
- Olivia Merilahti (* 1982), finnisch-französische Sängerin und Komponistin
- Matt Moussilou (* 1982), Fußballspieler
- Mélonin Noumonvi (* 1982), Ringer
- Just Philippot (* 1982), Drehbuchautor und Filmregisseur
- Marcel Powell (* 1982), brasilianischer Gitarrist
- Corentine Quiniou (* 1982), Automobilrennfahrerin
- Ania Rösler (* 1982), deutsche Handballspielerin
- Olivia Sanchez (* 1982), Tennisspielerin
- Marlène Schiappa (* 1982), Politikerin (LREM) und Autorin
- Dan Tepfer (* 1982), US-amerikanischer Jazzpianist, Komponist und Musikpädagoge

##### 1983
- Jean-Noël Barrot (* 1983), Politiker
- Marilou Berry (* 1983), Schauspielerin
- Lolita Chammah (* 1983), Schauspielerin
- Laure de Clermont-Tonnerre (* 1983), Schauspielerin, Regisseurin und Drehbuchautorin
- Stéphanie Cohen-Aloro (* 1983), Tennisspielerin
- Julia Ducournau (* 1983), Regisseurin und Drehbuchautorin
- Diana Gandega (* 1983), französisch-malische Basketballspielerin
- Louis Garrel (* 1983), Schauspieler und Regisseur
- JR, bürgerlich Juste Ridicule (* 1983), Fotograf und Aktionskünstler
- KD-Supier, bürgerlich David Barenboim (* 1983), Produzent und Songwriter
- Cloé Korman (* 1983), Schriftstellerin
- Mélanie Laurent (* 1983), Filmschauspielerin
- Anaïs Lueken (* 1983), deutsch-dänische Schauspielerin, Sängerin und Tänzerin
- Makaya McCraven (* 1983), Jazzmusiker
- Alexandre Mendy (* 1983), Fußballspieler
- Fanny Michaëlis (* 1983), Illustratorin, Comicautorin und Musikerin
- Assmaa Niang (* 1983), marokkanische Judoka
- Julien Piguet (* 1983), Unternehmer und Automobilrennfahrer
- Benjamin Pollak (* 1983), Pokerspieler
- Hocine Ragued (* 1983), französisch-tunesischer Fußballspieler
- Laura Smet (* 1983), Schauspielerin

##### 1984
- Amir, bürgerlich Amir Khlifa Khedider Haddad (* 1984), israelisch-französischer Sänger
- Wissem Ben Yahia (* 1984), tunesischer Fußballspieler
- Black M, bürgerlich Alpha Diallo (* 1984), Rapper
- Michaël Ciani (* 1984), Fußballspieler
- Florence Débarre (* 1984), Evolutionsbiologin
- Julie Engelbrecht (* 1984), deutsche Schauspielerin
- Hadrien Feraud (* 1984), Jazz-Bassist
- Yael Grobglas (* 1984), israelische Schauspielerin und Model
- David Hauss (* 1984), Triathlet
- Sylvain Idangar (* 1984), Fußballspieler tschadischer Abstammung
- Vincent Jeanbrun (* 1984), Kommunalpolitiker
- Joséphine de La Baume (* 1984), Schauspielerin
- Medhi Lacen (* 1984), algerischer Fußballspieler
- Johan Libéreau (* 1984), Schauspieler
- Mourad Meghni (* 1984), Fußballspieler
- Yvonnick Prené (* 1984), Jazzmusiker
- Anna Reinhold (* 1984), Mezzosopranistin
- Savant des Rimes (* 1984), Rapper
- Judith Vittet (* 1984), Schauspielerin

##### 1985
- Michael Barenboim (* 1985), Violinist und Hochschullehrer
- Lizzie Brocheré (* 1985), Schauspielerin
- Lassana Diarra (* 1985), Fußballspieler
- Arnaud Dolmen (* 1985), Jazzmusiker
- Guilhem Flouzat (* 1985), Jazzmusiker
- Ayodelé Ikuesan (* 1985), Leichtathletin und Politikerin
- Joséphine Jobert (* 1985), Schauspielerin und Sängerin
- Maximilien Le Roy (* 1985), Comiczeichner
- Robert Maah (* 1985), Fußballspieler
- Mathieu Montcourt (1985–2009), Tennisspieler
- Guillaume Rippert (* 1985), Fußballspieler
- Maxime Rouquet (* 1985), Politiker
- Léa Seydoux (* 1985), Filmschauspielerin
- Maria Leonor Tavares (* 1985), französisch-portugiesische Stabhochspringerin
- Tchami, bürgerlich Martin Joseph Leonard Bresso (* 1985), DJ
- Michael Valeanu (1985), Jazzmusiker
- Elsa Werth (* 1985), Künstlerin

#### 1986 bis 1990

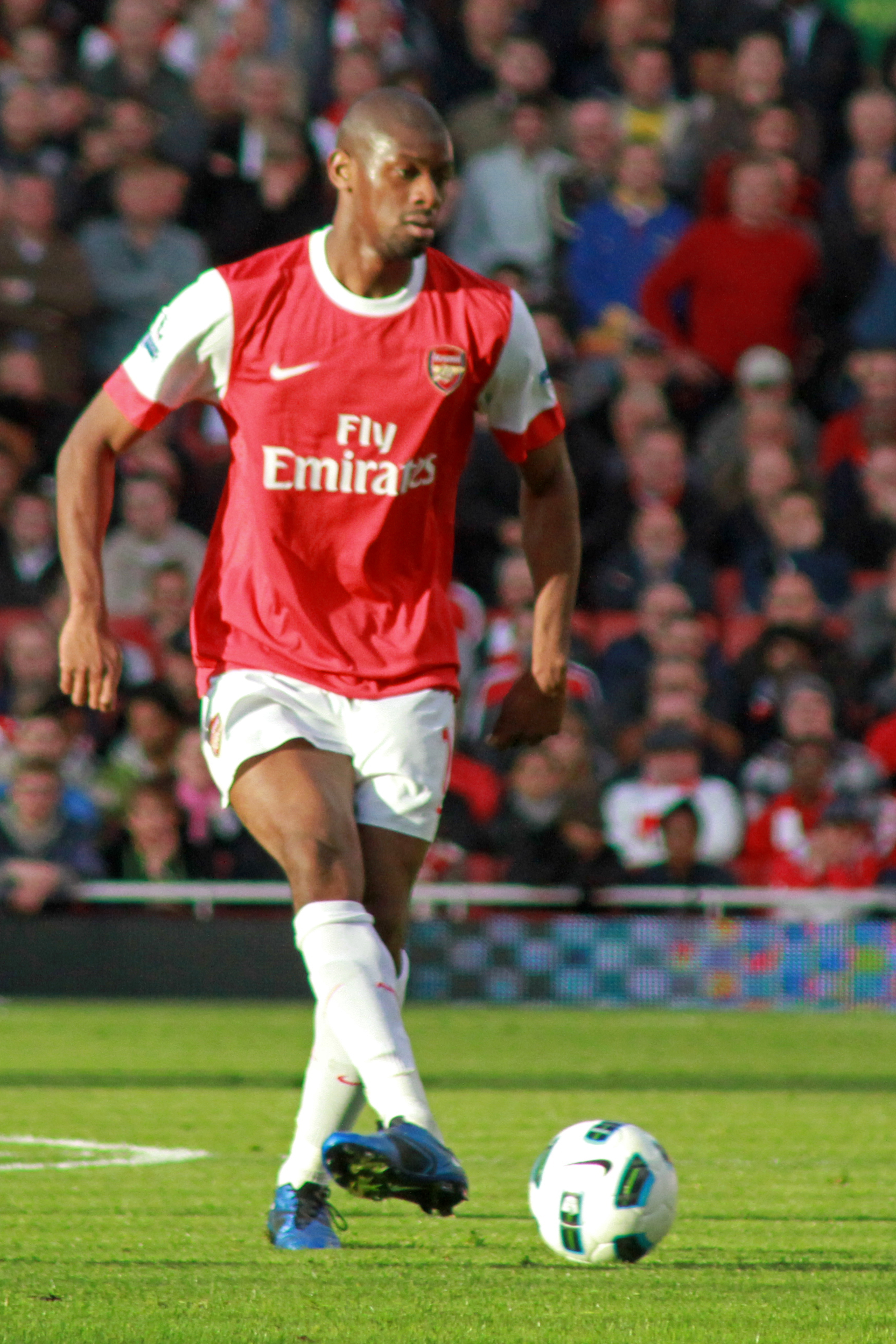
Abou Diaby

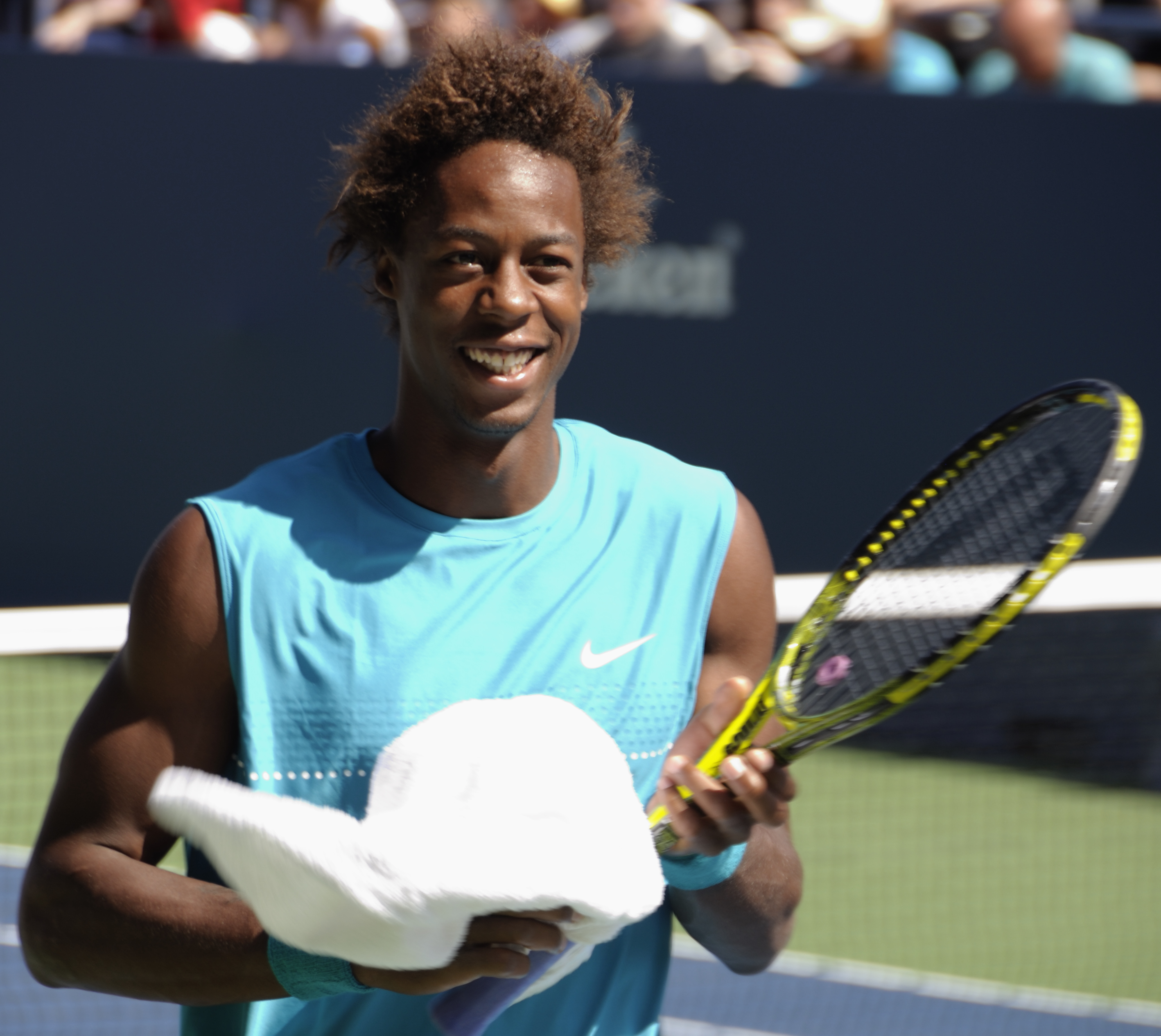
Gaël Monfils

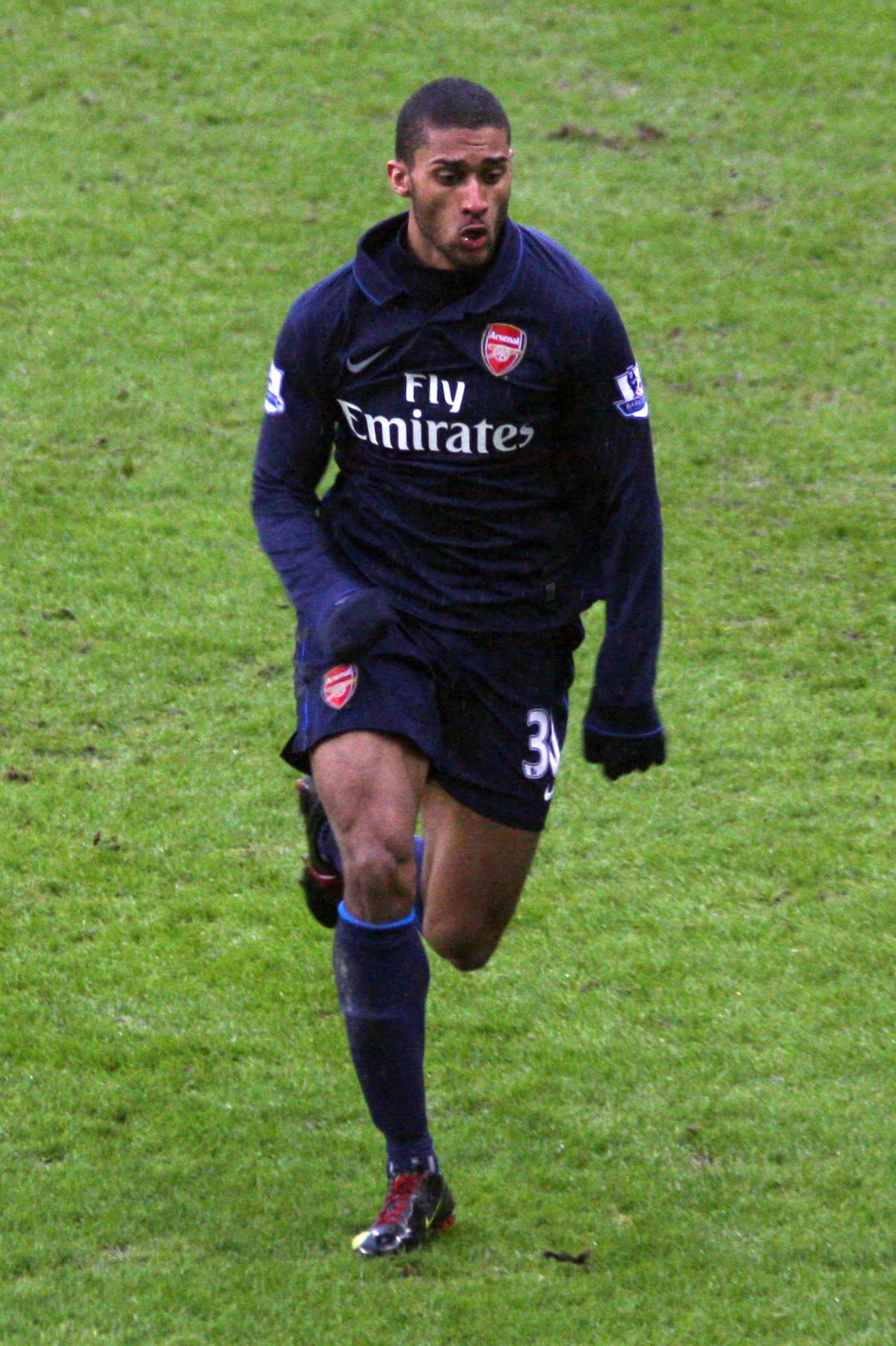
Armand Traoré

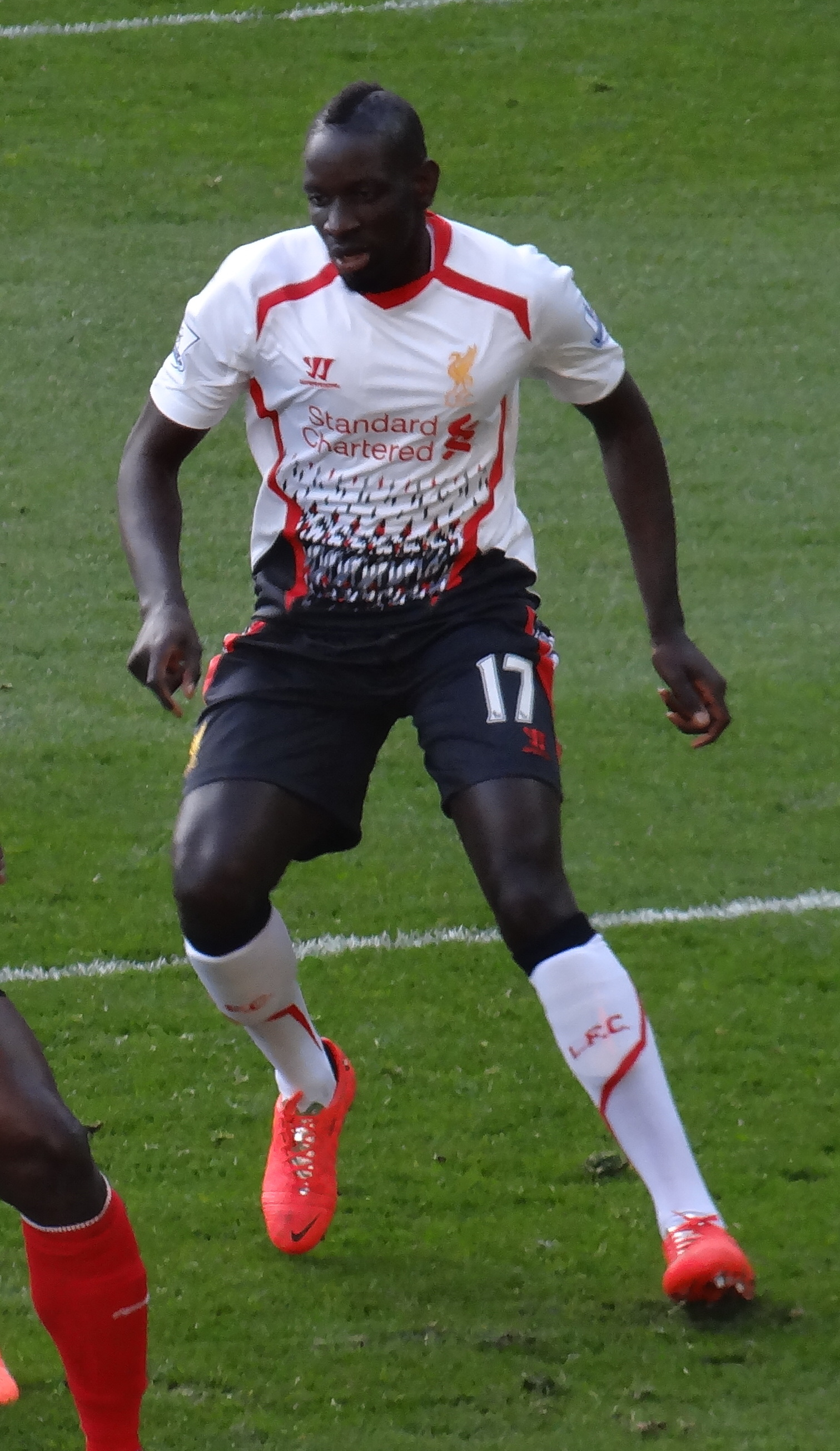
Mamadou Sakho

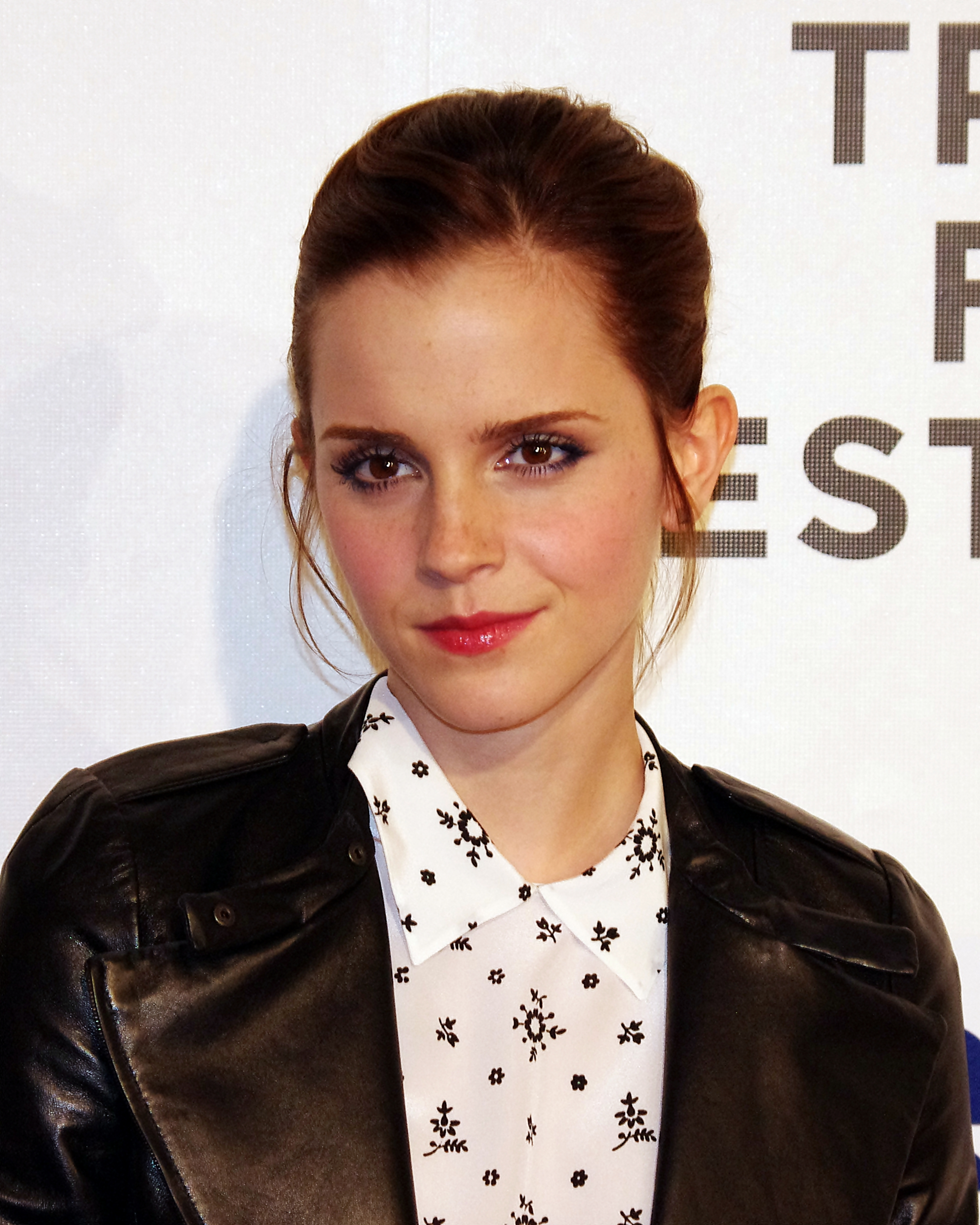
Emma Watson

##### 1986
- Cédric Avinel (* 1986), Fußballspieler
- Zoumana Bakayogo (* 1986), ivorischer Fußballspieler
- Sébastien Bassong (* 1986), Fußballspieler
- Symphora Béhi (* 1986), Sprinterin
- Camille Bertault (* 1986), Jazzsängerin
- Stéfi Celma (* 1986), Theater- und Filmschauspielerin
- Guillaume Chaine (* 1986), Judoka
- Abou Diaby (* 1986), Fußballspieler
- Lulu Gainsbourg (* 1986), Musiker und Schauspieler
- Steve Houanard (* 1986), Radrennfahrer
- Arnold Jeannesson (* 1986), Cyclocross- und Straßenradrennfahrer
- Francis Laurent (* 1986), Fußballspieler
- Raïs M’Bolhi (* 1986), algerisch-französischer Fußballtorhüter
- Gaël Monfils (* 1986), Tennisspieler
- Jean-Frédéric Neuburger (* 1986), Pianist
- Johan Petro (* 1986), Basketballspieler
- Alexandre Raineau (* 1986), Fußballspieler
- Marie Sebag (* 1986), Schachspielerin
- DJ Snake (* 1986), DJ und Musikproduzent
- Myriam Soumaré (* 1986), Sprinterin
- Ramata-Toulaye Sy (* 1986 oder 1987), französische Filmregisseurin und Drehbuchautorin senegalesischer Herkunft
- Ismaël Traoré (* 1986), Fußballspieler
- Stanley Weber (* 1986), Schauspieler
- Gabriel Zucman (* 1986), Wirtschaftswissenschaftler, Hochschullehrer und Autor
- Yolande Zauberman (* 1986), Regisseurin und Drehbuchautorin

##### 1987
- Willy Aubameyang (* 1987), gabunischer Fußballspieler
- Tijani Belaid (* 1987), tunesischer Fußballspieler
- Pierre Boulanger (* 1987), Schauspieler
- Pierre Borel (* 1987), Holzbläser und Komponist
- Louise Coldefy (* 1987), Schauspielerin
- Alice David (* 1987), Schauspielerin
- Yoann Décimus (* 1987), Leichtathlet
- Eléonore Fourniau (* 1987), Sängerin, Musikerin und Mitglied des Trios Samaïa
- Kévin Igier (* 1987), Eishockeyspieler
- Aude Legastelois (* 1987), Schauspielerin und Sängerin
- Lily Maisky (* 1987), Pianistin
- Antonin Manavian (* 1987), Eishockeyspieler
- Lola Naymark (* 1987), Schauspielerin
- Niels Schneider (* 1987), frankokanadischer Schauspieler
- Siga Tandia (* 1987), Fußballspielerin

##### 1988
- Hamza Bencherif (* 1988), algerischer Fußballspieler
- Jonathan Biabiany (* 1988), Fußballspieler
- Flore Bonaventura (* 1988), Schauspielerin
- Thomas Dunford (* 1988), Lautenist
- Thomas Enhco (* 1988), Jazzmusiker und Filmkomponist
- Corentin Fila (* 1988), Schauspieler
- Yannick Fonsat (* 1988), Sprinter
- Hérold Goulon (* 1988), Fußballspieler
- Éloyse Lesueur (* 1988), Weitspringerin
- Marvin Martin (* 1988), Fußballspieler
- Frédéric Mendy (* 1988), französisch-guinea-bissauischer Fußballspieler
- Kévin Olimpa (* 1988), Fußballtorhüter
- Prince Oniangué (* 1988), kongolesischer Fußballspieler
- Ronan Quemener (* 1988), Eishockeytorwart
- Jimmy Roye (* 1988), Fußballspieler
- Mahamadou Sissoko (* 1988), malisch-französischer Fußballspieler
- Apolonia Sokol (* 1988), figurative Malerin
- Caroline Tillette (* 1988), französisch-schweizerische Schauspielerin
- Mohamed Youssouf (* 1988), komorisch-französischer Fußballspieler

##### 1989
- Ralph Amoussou (* 1989), Filmschauspieler
- Nora Arnezeder (* 1989), Schauspielerin
- Agathe Bonitzer (* 1989), Schauspielerin
- Dimitri Le Boulch (* 1989), Straßenradrennfahrer
- Clarisse Crémer (* 1989), Segelsportlerin und Einhandseglerin
- Stéphane Da Costa (* 1989), französisch-polnischer Eishockeyspieler
- Zac Dalpe (* 1989), kanadischer Eishockeyspieler
- Kévin Gomis (* 1989), französisch-senegalesischer Fußballspieler
- Adèle Haenel (* 1989), Schauspielerin
- Antonin-Tri Hoang (* 1989), Jazzmusiker
- Lamine Koné (* 1989), ivorisch-französischer Fußballspieler
- Sarah Lancman (* 1989), Jazzsängerin, Pianistin und Komponistin
- Tom Leeb (* 1989), Komiker, Schauspieler, Sänger und Songwriter
- David Manga (* 1989), französisch-zentralafrikanischer Fußballspieler
- Thierry Mukuta (* 1989), kongolesischer Fußballspieler
- Bryan Mélisse (* 1989), Fußballspieler
- Pierre Niney (* 1989), Schauspieler
- Teddy Tamgho (* 1989), Leichtathlet
- Armand Traoré (* 1989), französisch-senegalesischer Fußballspieler
- Distel Zola (* 1989), französisch-kongolesischer Fußballspieler

##### 1990
- Lucie Aron (* 1990), Film- und Theaterschauspielerin
- Yacine Brahimi (* 1990), algerisch-französischer Fußballspieler
- Michael Calfan (* 1990), DJ und Produzent
- Layale Chaker (* 1990), Musikerin
- François Civil (* 1990), Schauspieler
- Jessica Cressy (* 1990), Schauspielerin
- Pauline Déroulède (* 1990), Rollstuhltennisspielerin
- Sandor Funtek (* 1990), Filmschauspieler
- Kevin Pierre Lafrance (* 1990), französisch-haitianischer Fußballspieler
- Katia Ledoux (* 1990), Mezzosopranistin
- Elizabeth Debicki (* 1990), australische Schauspielerin
- Alfred N’Diaye (* 1990), Fußballspieler
- Alexandre Durimel (* 1990), Fußballspieler
- Zady Moise Gnenegbe (* 1990), Fußballspieler
- Izïa Higelin (* 1990), Schauspielerin und Rocksängerin
- Marie-Laurence Jungfleisch (* 1990), französisch-deutsche Hochspringerin
- Jérémie Laheurte (* 1990), Schauspieler und Model
- Alexandre Letellier (* 1990), Fußballtorhüter
- Alizé Lim (* 1990), Tennisspielerin
- Stacy Martin (* 1990), Schauspielerin
- Axel Michon (* 1990), Tennisspieler
- Félix Moati (* 1990), Schauspieler
- Mamadou Sakho (* 1990), Fußballspieler
- Emma Watson (* 1990), britische Schauspielerin

#### 1991 bis 2000

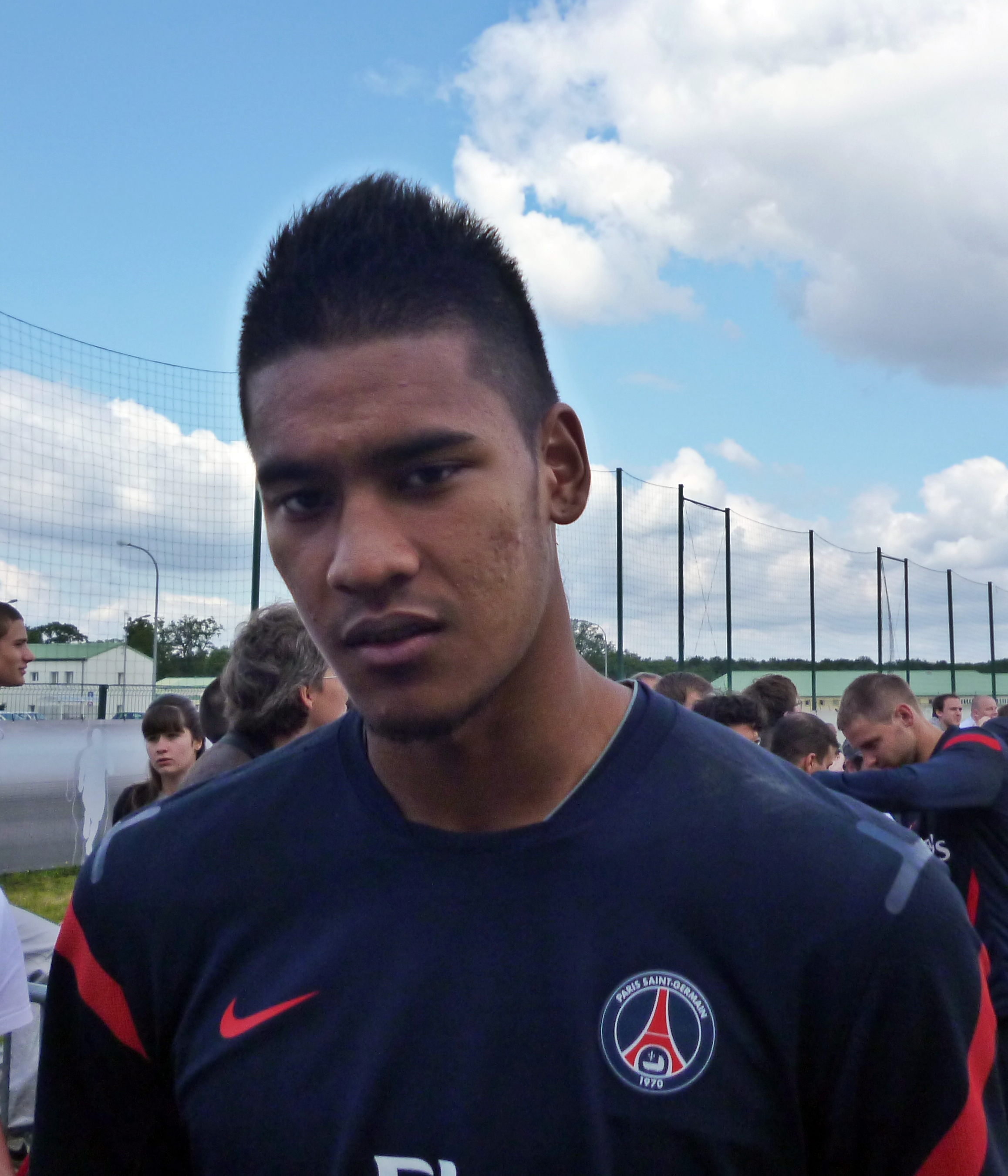
Alphonse Areola

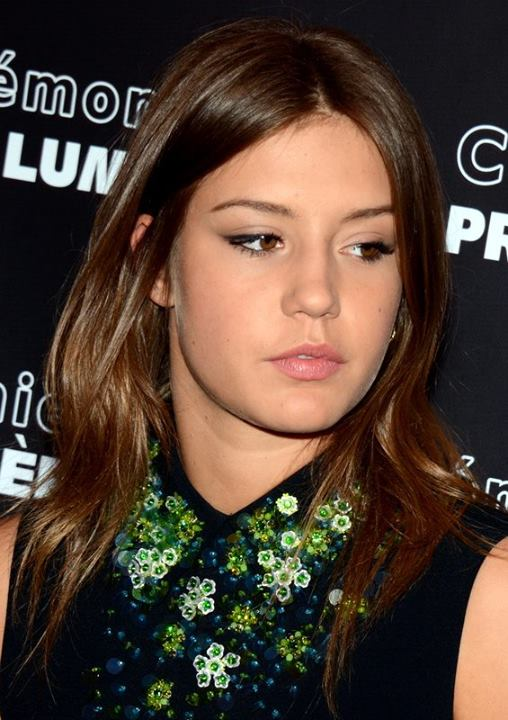
Adèle Exarchopoulos

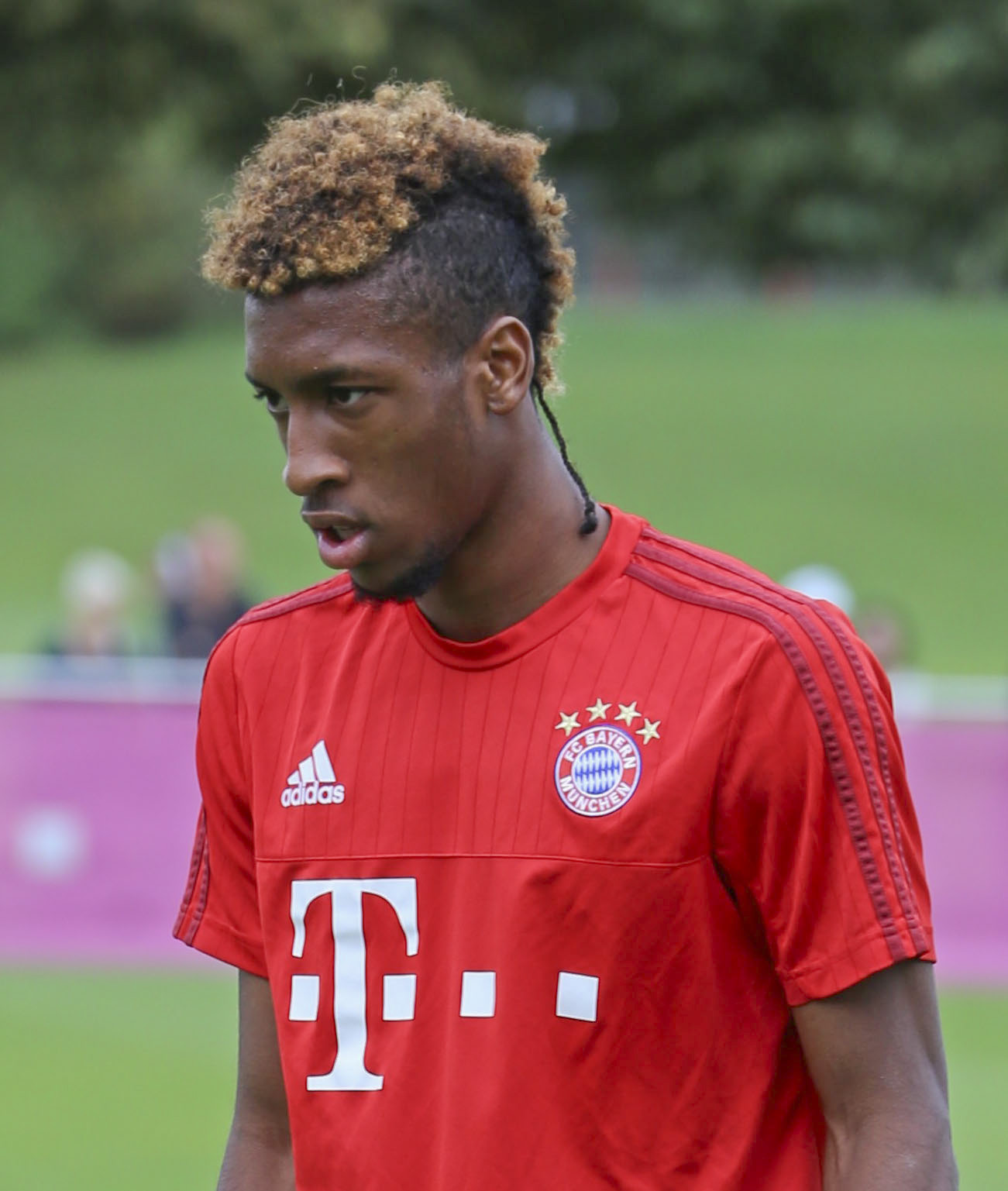
Kingsley Coman

##### 1991
- Antoine Armand (* 1991), Politiker
- Andrea Barlesi (* 1991), belgischer Automobilrennfahrer
- Mickaël Barreto (* 1991), französisch-portugiesischer Fußballspieler
- Charles Bertrand (* 1991), Eishockeyspieler
- Sirina Camara (* 1991), französisch-malischer Fußballspieler
- Marie-Florence Candassamy (* 1991), Degenfechterin
- Nansy Damianova (* 1991), kanadische Turnerin
- Adama Diakité (* 1991), Fußballspieler
- Elsa Dreisig (* 1991), Opernsängerin (Sopran)
- Charlotte Fairbank (* 1991), Rollstuhltennisspielerin
- Esther Garrel (* 1991), Schauspielerin
- Mathieu Grébille (* 1991), Handballspieler
- Gabi Hartmann (* 1991), Jazzsängerin, Songwriterin und Gitarristin
- Inès Jaurena (* 1991), Fußballspielerin
- N’Golo Kanté (* 1991), Fußballspieler
- Benjamin Lecomte (* 1991), Fußballtorhüter
- Florian Lejeune (* 1991), Fußballspieler
- Kentin Mahé (* 1991), Handballspieler
- Loïc Négo (* 1991), französisch-ungarischer Fußballspieler
- Anthony Rogie (* 1991), Fußballspieler
- Jean Rondeau (* 1991), Cembalist und Jazzpianist
- Adrien Tambay (* 1991), Automobilrennfahrer
- Christa Théret (* 1991), Schauspielerin
- Marine Vacth (* 1991), Schauspielerin und Model
- Antoine Valentinelli, genannt Lomepal (* 1991), Rapper und Sänger
- Tak Khunn Wang (* 1991), Tennisspieler
- Gaia Weiss (* 1991), Schauspielerin

##### 1992
- Pauline Acquart (* 1992), Schauspielerin
- Lucie Basch (* 1992), Ingenieurin und Unternehmerin
- Joséphine Berry (* 1992), Schauspielerin
- Jean-Pierre Bertrand (* 1992), Weitspringer
- Victoire Dauxerre (* 1992), Schauspielerin und Model
- Joséphine Demerliac (* 1992), Filmregisseurin, Drehbuchautorin, Produzentin, Editorin und Schauspielerin
- Joséphine Lebas-Joly (* 1992), Schauspielerin
- Nicolas Le Goff (* 1992), Volleyballspieler
- Leïla Maknoun (* 1992), französisch-tunesische Fußballspielerin
- Morgan Barbançon Mestre (* 1992), spanische Dressurreiterin
- Olivia Ross (* 1992), britische Schauspielerin und Synchronsprecherin
- Karl Toko Ekambi (* 1992), französisch-kamerunischer Fußballspieler
- Tony Yoka (* 1992), Boxer

##### 1993
- Alphonse Aréola (* 1993), Fußballtorhüter
- Sofiane Boufal (* 1993), Fußballspieler
- Micke Brasseleur (* 1993), Handballspieler
- Lola Créton (* 1993), Schauspielerin
- Camille De Seroux (* 1993), Schweizer Schachspielerin
- Roxane Duran (* 1993), österreichisch-französische Schauspielerin
- Adèle Exarchopoulos (* 1993), Schauspielerin
- Prince-Désir Gouano (* 1993), Fußballspieler
- Arthur Hanse (* 1993), französisch-portugiesischer Skirennläufer
- Vincent Lacoste (* 1993), Schauspieler
- Morgane Polanski (* 1993), Schauspielerin
- Quentin Robinot (* 1993), Tischtennisspieler
- Aliocha Schneider (* 1993), kanadischer Sänger und Schauspieler
- Alexia Sedykh (* 1993), Hammerwerferin

##### 1994
- Tiemoué Bakayoko (* 1994), Fußballspieler
- Antoine Conte (* 1994), Fußballspieler
- Olivia Époupa (* 1994), Basketballspielerin
- Franglish (* 1994), Rapper und Sänger
- Joséphine Japy (* 1994), Schauspielerin
- Muhammad Kounta (* 1994), Leichtathlet
- Romuald Lacazette (* 1994), Fußballspieler
- Maé-Bérénice Méité (* 1994), Eiskunstläuferin
- Soualiho Meïté (* 1994), Fußballspieler
- Isaure Mosabau (* 1994), französisch-kongolesische Handballspielerin
- Joshua Nadeau (* 1994), Fußballspieler
- Mathilde Ollivier (* 1994), Schauspielerin und Model
- Pauline Ranvier (* 1994), Florettfechterin
- Mathilde Tantot (* 1994), französisch-persische Influencerin, Model und Schauspielerin

##### 1995
- Alba Gaïa Bellugi (* 1995), Schauspielerin
- Yacine Chalel (* 1995), französisch-algerischer Radsportler
- Raïssa Dapina (* 1995), französisch-senegalesische Handballspielerin
- Seko Fofana (* 1995), Fußballspieler
- Jeanne Friot (* 1995), Modedesignerin
- Romain Gall (* 1995), US-amerikanisch-französischer Fußballspieler
- Saîf-Eddine Khaoui (* 1995), tunesisch-französischer Fußballspieler
- Florian Lakat (* 1995), Tennisspieler
- Gwendal Marimoutou (* 1995), Schauspieler und Sänger
- Paul Mas (* 1995), Animator und Filmregisseur
- Hervin Ongenda (* 1995), Fußballspieler
- Emma Oudiou (* 1995), Hindernisläuferin
- Ella Rumpf (* 1995), schweizerisch-französische Schauspielerin
- Blanche Sabbah (* 1995), Comicautorin und Aktivistin für Feminismus und Klimaschutz
- Cheick Traoré (* 1995), malisch-französischer Fußballspieler

##### 1996
- Kingsley Coman (* 1996), Fußballspieler
- Souleyman Doumbia (* 1996), Fußballspieler
- Marie-Ève Gahié (* 1996), Judoka
- Valentin Hasse-Clot (* 1996), Automobilrennfahrer
- Cédric Kipré (* 1996), Fußballspieler
- Cosima Soulez Larivière (* 1996), französisch-niederländische Geigerin
- Samuel Moutoussamy (* 1996), kongolesisch-französischer Fußballspieler
- Émilie Tronche (* 1996), Regisseurin und Drehbuchautorin von Animationsfilmen

##### 1997
- Ben Attal (* 1997), Filmschauspieler
- Jean-Kévin Augustin (* 1997), Fußballspieler
- Florian Ayé (* 1997), französisch-beninischer Fußballspieler
- Galatéa Bellugi (* 1997), Schauspielerin
- Paul Bernardoni (* 1997), Fußballtorhüter
- Maxime Cressy (* 1997), französisch-US-amerikanischer Tennisspieler
- Jean-Kévin Duverne (* 1997), französisch-haitianischer Fußballspieler
- Thibaud Flament (* 1997), Rugby-Union-Spieler
- Bruce Liu (* 1997), Pianist
- PLK (* 1997), Rapper
- Pauline Serieys (* 1997), Schauspielerin

##### 1998
- Geoffrey Blancaneaux (* 1998), Tennisspieler
- Nasser Daoudou M’Sa (* 1998), französisch-komorischer Fußballspieler
- Éloi (* 1998), Musikerin und Sängerin-Songwriterin
- Boubacar Fofana (* 1998), Fußballspieler
- Nadav Guedj (* 1998), französisch-israelischer Sänger
- Yann Kitala (* 1998), kongolesisch-französischer Fußballspieler
- Jules Koundé (* 1998), Fußballspieler
- Kylian Mbappé (* 1998), Fußballspieler
- Xena Ngomateke (* 1998), französisch-zentralafrikanische Hammerwerferin
- Arnaud Nordin (* 1998), Fußballspieler
- Teddy Okou (* 1998), Fußballspieler
- Ronaël Pierre-Gabriel (* 1998), Fußballspieler
- Montassar Talbi (* 1998), französisch-tunesischer Fußballspieler

##### 1999
- Noée Abita (* 1999), Schauspielerin
- Rémi Bassereau (* 1999), Volleyball- und Beachvolleyballspieler
- Antoine Bernede (* 1999), Fußballspieler
- Constantin Bittoun Kouzmine (* 1999), Tennisspieler
- Simon Boypa (* 1999), Sprinter
- Lily-Rose Depp (* 1999), französisch-US-amerikanische Schauspielerin
- Moussa Diaby (* 1999), Fußballspieler
- Youssouf Fofana (* 1999), Fußballspieler
- Denis Genreau (* 1999), australischer Fußballspieler
- Raïka Hazanavicius (* 1999), Schauspielerin
- Jean Hugonet (* 1999), Fußballspieler
- Mamoudou Karamoko (* 1999), Fußballspieler
- Ibrahima Konaté (* 1999), Fußballspieler
- Just Kwaou-Mathey (* 1999), Hürdenläufer
- Myziane Maolida (* 1999), Fußballspieler
- Mélusine Mayance (* 1999), Filmschauspielerin
- Evan N’Dicka (* 1999), Fußballspieler
- Thomas Neubauer (* 1999), Automobilrennfahrer
- Boubakary Soumaré (* 1999), Fußballspieler

##### 2000
- Macéo Beard (* 2000), American-Football-Spieler
- Billal Brahimi (* 2000), französisch-algerischer Fußballspieler
- Till Cissokho (* 2000), Fußballspieler
- Magou Doucouré (* 2000), Fußballspielerin
- Lucie Fagedet (* 2000), Filmschauspielerin
- Yahia Fofana (* 2000), französisch-ivorischer Fußballtorwart
- Lenny Joseph (* 2000), Fußballspieler
- Enzo Loiodice (* 2000), Fußballspieler
- Amine Salama (* 2000), französisch-marokkanischer Fußballspieler
- David Sombé (* 2000), Sprinter
- Jade Wiel (* 2000), Radrennfahrerin

### 21. Jahrhundert

#### 2001 bis 2010

##### 2001
- Alexis Beka Beka (* 2001), Fußballspieler
- Armel Bella-Kotchap (* 2001), deutsch-kamerunischer Fußballspieler
- Loudmilla Bencheikh (* 2001), Tennisspielerin
- Sitha Dembélé (* 2001), Handball- und Beachhandballspielerin
- Bandiougou Fadiga (* 2001), französisch-malischer Fußballspieler
- Paul Kircher (* 2001), Schauspieler
- Simon Mann (* 2001), italienischer Automobilrennfahrer

##### 2002
- Ethane Azoulay (* 2002), israelisch-französischer Fußballspieler
- Moussa Diabaté (* 2002), Basketballspieler
- Yassine Kechta (* 2002), marokkanisch-französischer Fußballspieler
- Ziyad Larkèche (* 2002), Fußballspieler algerischer Herkunft
- Rose Loga (* 2002), Hammerwerferin
- Sékou Mara (* 2002), französisch-senegalesischer Fußballspieler
- Tanguy Nianzou (* 2002), französisch-ivorischer Fußballspieler
- Amadou Traoré (* 2002), französisch-guineischer Fußballspieler

##### 2003
- Paul Anselmini (* 2003), Mittelstreckenläufer
- Ibrahima Baldé (* 2003), französisch-senegalesischer Fußballspieler
- Anna Biolay (* 2003), Schauspielerin
- Ousmane Camara (* 2003), französisch-malischer Fußballspieler
- Brahima Diarra (* 2003), malisch-französischer Fußballspieler
- Jaouen Hadjam (* 2003), algerisch-französischer Fußballspieler
- Beres Owusu (* 2003), Fußballspieler
- Max Westphal (* 2003), Tennisspieler

##### 2004
- Stredair Appuah (* 2004), französisch-ghanaischer Fußballspieler
- Mamadou Coulibaly (* 2004), französisch-malischer Fußballspieler
- Ismaël Gharbi (* 2004), spanisch-französischer Fußballspieler
- Isack Hadjar (* 2004), Automobilrennfahrer
- Andy Logbo (* 2004), französisch-ivorischer Fußballspieler
- Kassoum Ouattara (* 2004), Fußballspieler
- Doriane Pin (* 2004), Automobilrennfahrerin
- Mehdi Puch-Herrantz (* 2004), algerisch-französischer Fußballspieler

##### 2005
- Noah Penda (* 2005), Basketballspieler
- Tidjane Salaün (* 2005), Basketballspieler
- Aboubaka Soumahoro (* 2005), Fußballspieler

##### 2006
- Rayan Fofana (* 2006), französisch-ivorischer Fußballspieler
- Madeleine Larcheron (* 2006), Skateboarderin
- Bastien Meupiyou (* 2006), Fußballspieler
- Yoram Zague (* 2006), französisch-ivorischer Fußballspieler

##### 2007
- Prosper Peter (* 2007), französisch-nigerianischer Fußballspieler

## Bekannte Einwohner von Paris

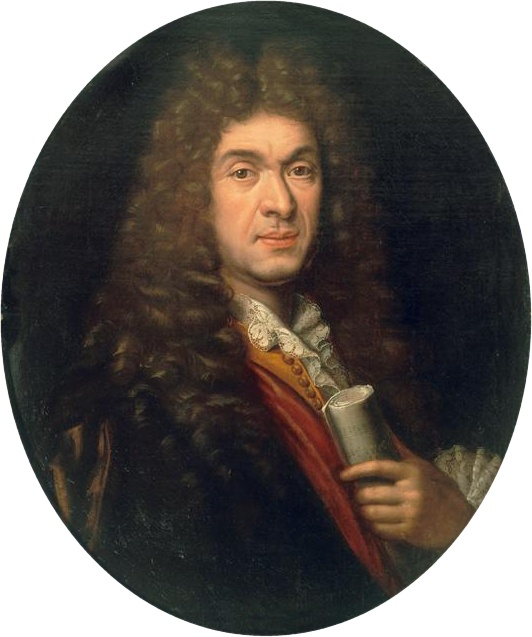
Jean-Baptiste Lully

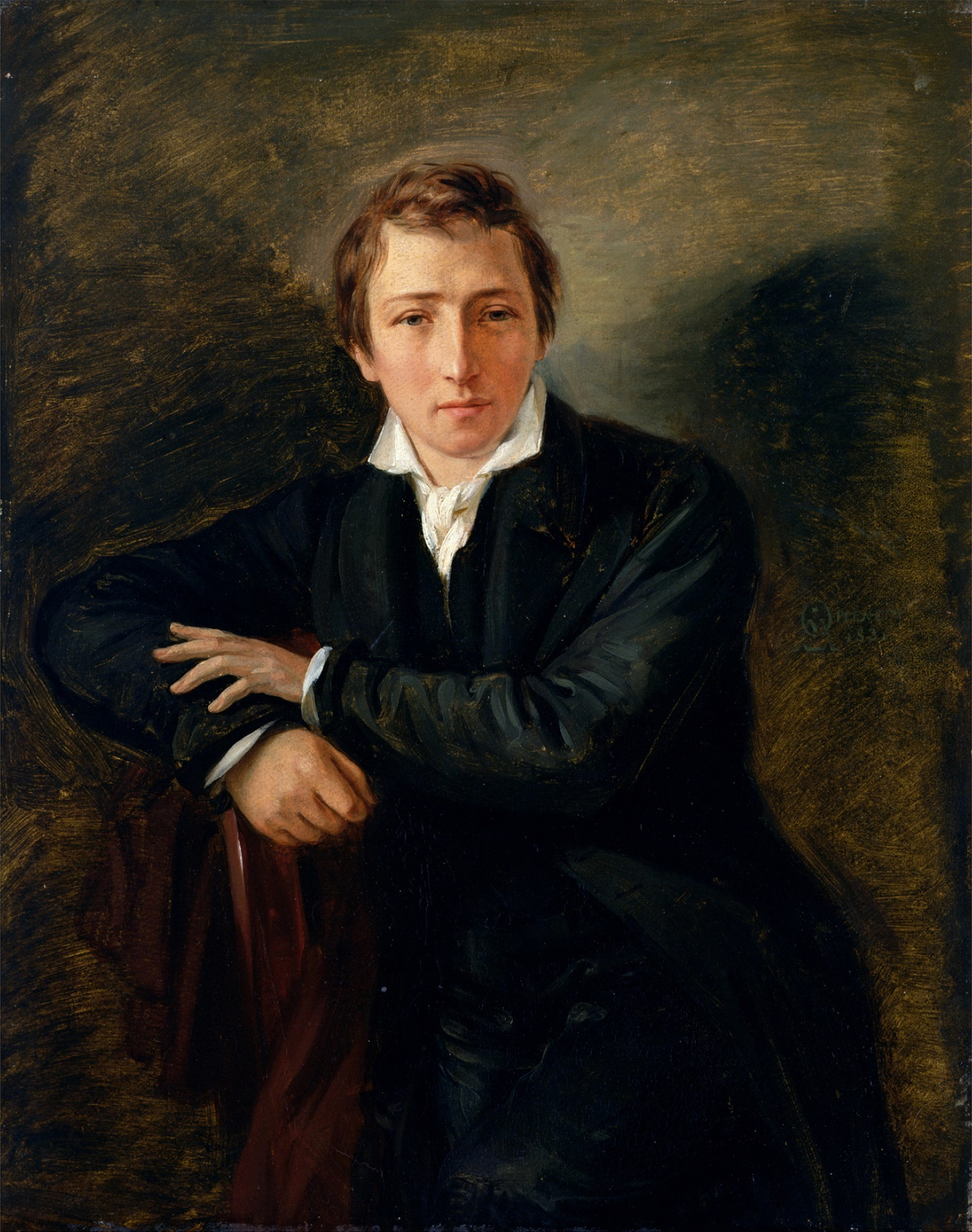
Heinrich Heine

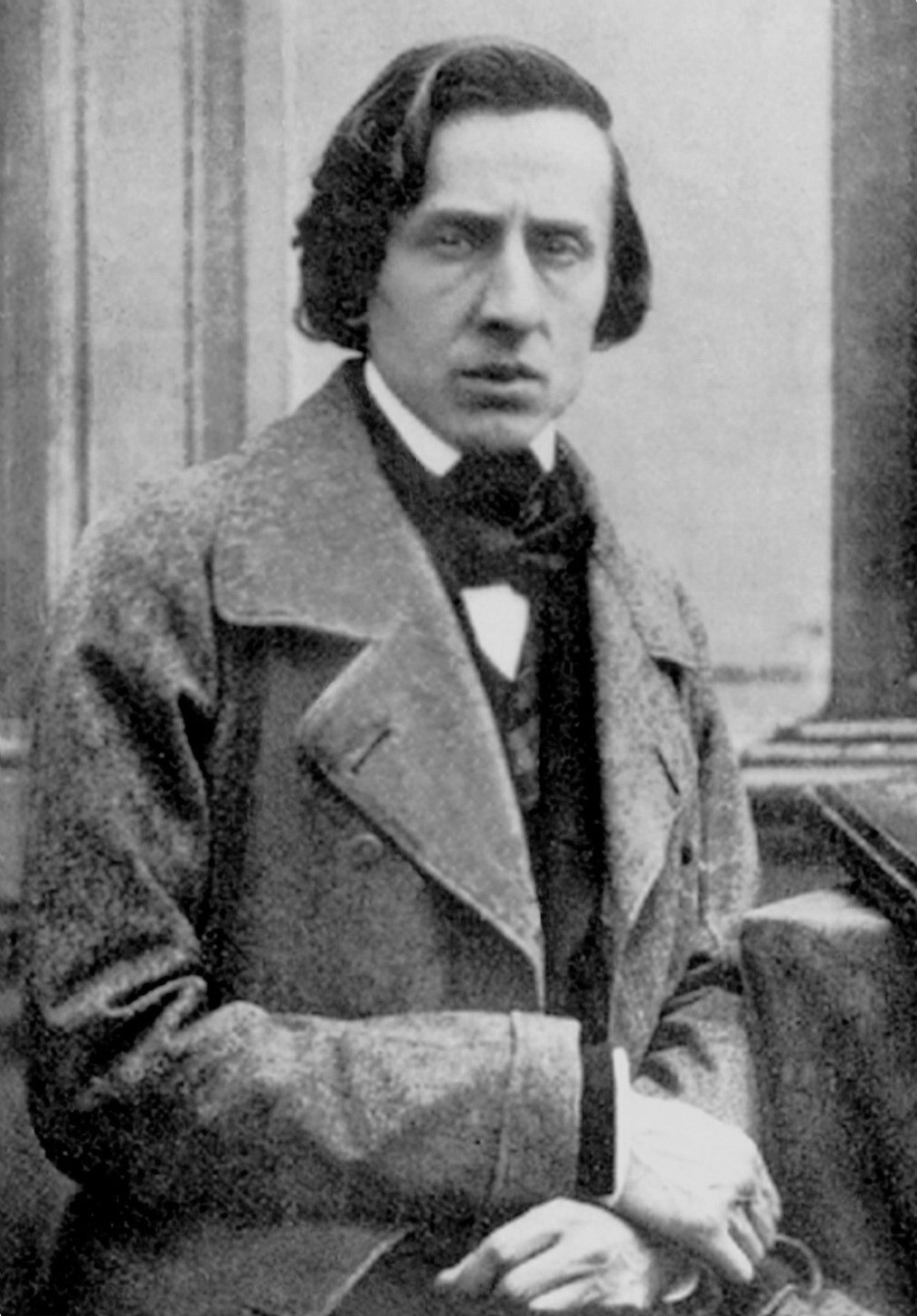
Frédéric Chopin

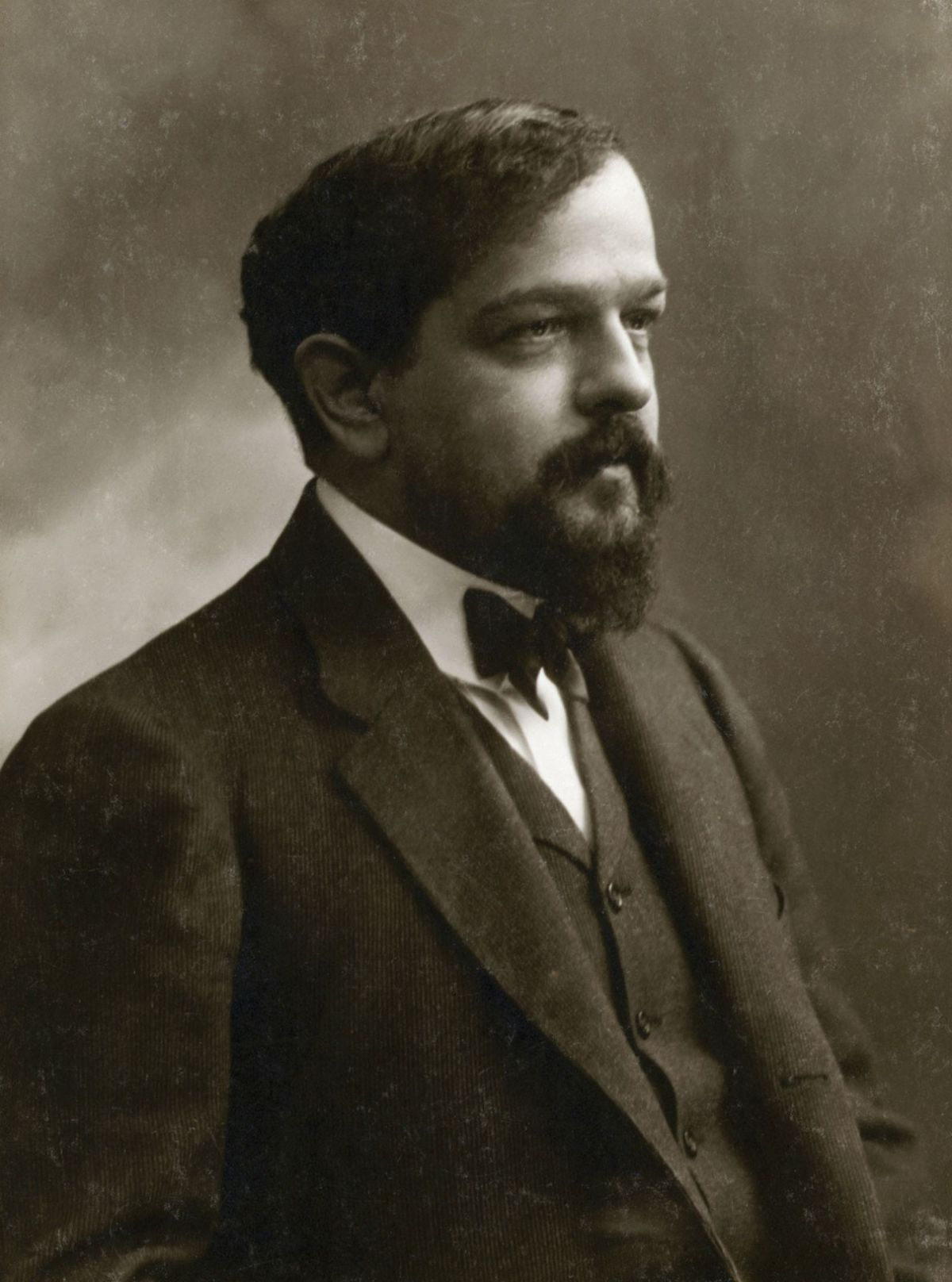
Claude Debussy

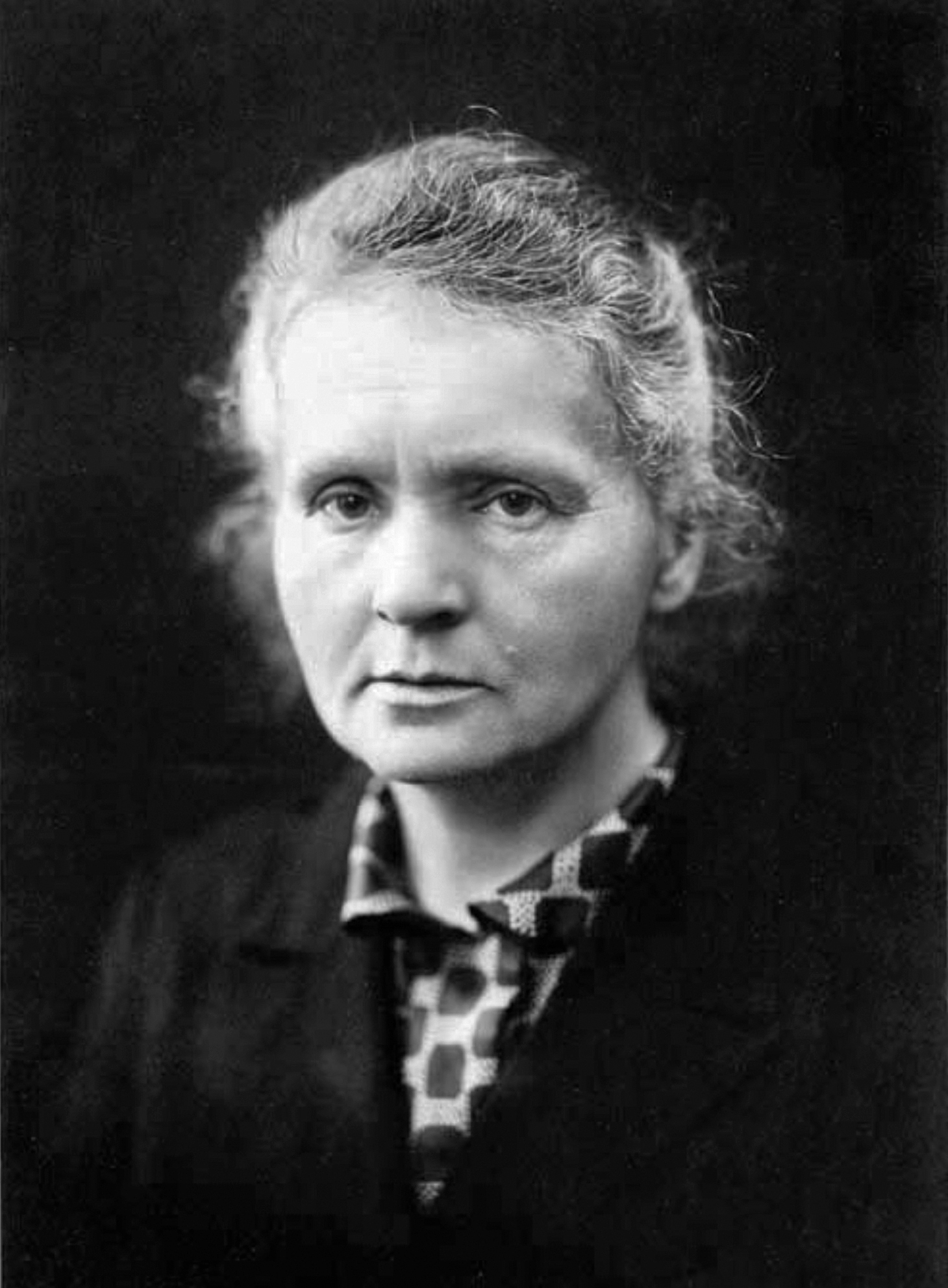
Marie Curie

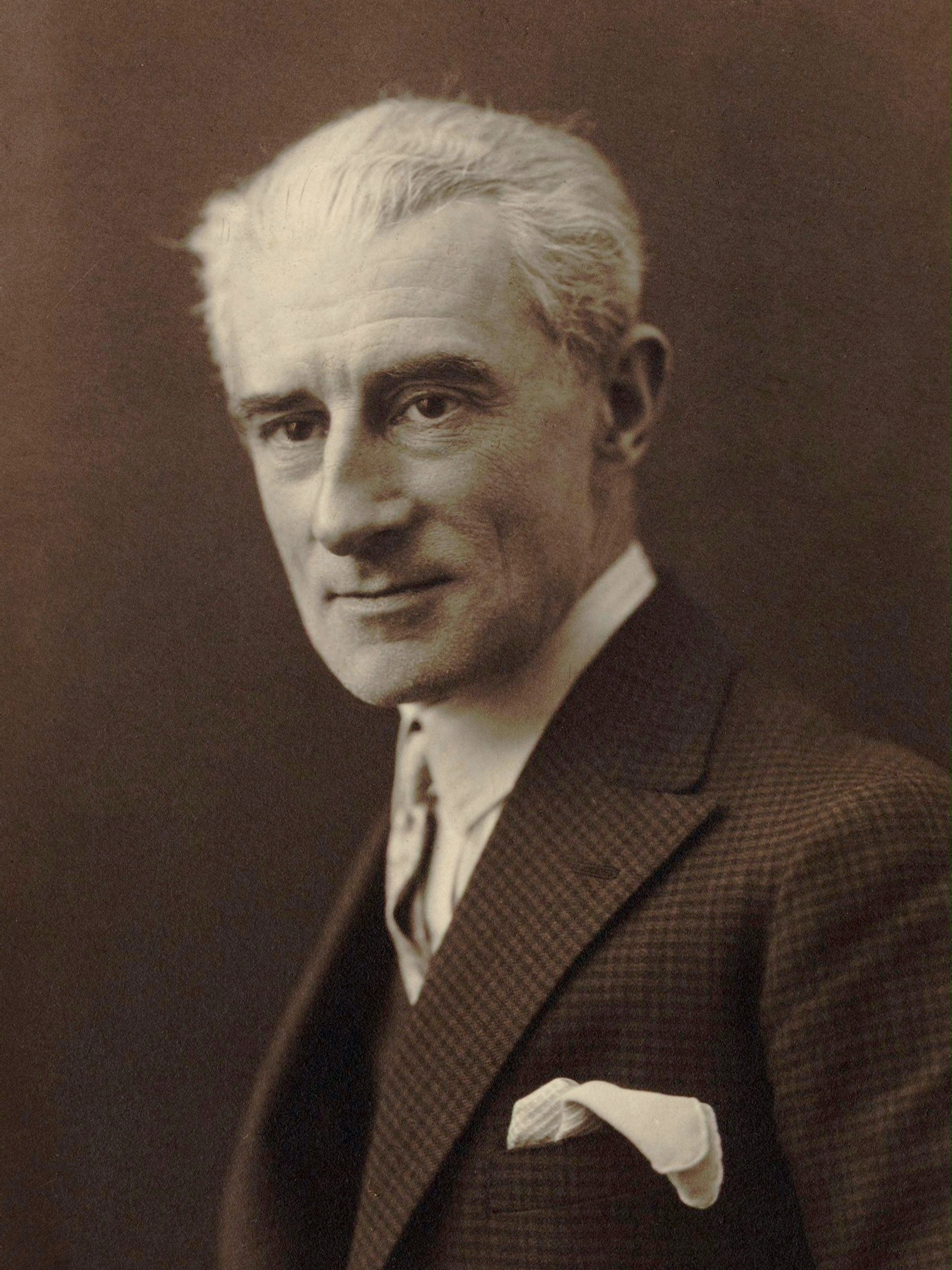
Maurice Ravel

- Adalbertus Ranconis de Ericinio (≈1320–1388), böhmischer Theologe und Philosoph
- Joachim du Bellay (≈1522–1560), Autor
- Kaddour Benghabrit (1868–1954), islamischer Geistlicher, Gründer und Rektor der Großen Moschee
- Salomon de Brosse (1571–1626), Architekt
- Jean Jannon (1580–1658), schweizerisch-französischer Buchdrucker; Schriftentwerfer für die Imprimerie Royale
- Philippe de Champaigne (1602–1674), Maler
- Alexander Morus (1616–1670), französisch-schottischer evangelischer Geistlicher und Hochschullehrer
- Johann Peter Stoppa (1621–1701), Militär, Kommandant des Schweizer Garderegiments[1]
- Jean-Baptiste Lully (1632–1687), italienischer Komponist und Balletttänzer
- Antoine Coysevox (1640–1720), Bildhauer der Barockzeit
- Guillaume Coustou der Ältere (1677–1746), Maler und Bildhauer
- Jean-Philippe Rameau (1683–1764), Komponist und Musiktheoretiker
- Edmé Bouchardon (1698–1762), Zeichner, Bildhauer, Medailleur und Architekt
- Johann Heinrich Riesener (1734–1806), deutscher Möbeltischler
- Johann Georg Treuttel (1744–1826), Buchhändler und Verleger
- Olympe de Gouges (1748–1793), Revolutionärin, Frauenrechtlerin, Schriftstellerin und Autorin
- André Galle (1761–1844), Medailleur
- Sophie Marie Louise de Grouchy, marquise de Condorcet (1764–1822), Philosophin und Salonnière
- Mathieu-Jean-Baptiste Nioche de Tournay (1767–1844), Textdichter und Dramatiker
- François-René de Chateaubriand (1768–1848), Schriftsteller, Politiker und Diplomat
- François Gérard (1770–1837), Porträtmaler
- Jean-Auguste-Dominique Ingres (1780–1867), Maler
- Laurent-Théodore Biett (1781–1840), schweizerisch-französischer Dermatologe
- Émilie Bigottini (1784–1858), Tänzerin
- Friedrich Kalkbrenner (1785–1849), deutsch-französischer Pianist und Komponist
- Ferdinand von Eckstein (1790–1861), dänischer Schriftsteller und französischer Beamter
- Alphonse de Lamartine (1790–1869), Schriftsteller und Politiker
- Frédéric Monod (1794–1863), evangelischer Geistlicher
- Heinrich Heine (1797–1856), deutscher Dichter, Schriftsteller und Journalist
- Honoré de Balzac (1799–1850), Schriftsteller
- Victor Hugo (1802–1885), Schriftsteller
- Alexandre Dumas der Ältere (1802–1870), Schriftsteller
- Charles Texier (1802–1871), Reisender, Archäologe und Architekt
- Hector Berlioz (1803–1869), Komponist und Musikkritiker
- Jacques-Joseph Moreau (1804–1884), Psychiater
- Marie d’Agoult (1805–1876), Schriftstellerin
- Charles Gleyre (1806–1874), Maler
- Albert Franck (1810–1896), Gründer der Librairie A. Franck
- Frédéric Chopin (1810–1849), polnischer Komponist, Pianist und Klavierpädagoge
- Franz Liszt (1811–1886), österreichisch-ungarischer Komponist, Pianist, Dirigent, Theaterleiter, Musiklehrer und Schriftsteller
- Joseph Ferdinand Boissard de Boisdenier (1813–1866), Maler
- Gustave Chaudey (1817–1871), Jurist und stellvertretender Bürgermeister, wurde während der Blutigen Maiwoche hingerichtet
- Jacques Offenbach (1819–1880), deutsch-französischer Komponist und Cellist
- Rachel (1821–1858), Schauspielerin
- Georg Schmitt (1821–1900), deutscher Komponist
- Pierre-Victor Galland (1822–1892), Maler
- William Little Hughes (1822–1887), Übersetzer
- César Franck (1822–1890), Komponist und Organist
- Louis Pasteur (1822–1895), Chemiker und Mikrobiologe
- Eugène Bersier (1831–1889), evangelischer Geistlicher
- Gustave Eiffel (1832–1923), Ingenieur
- Léo Delibes (1836–1891), Komponist
- Édouard Colonne (1838–1910), Dirigent
- Berthe Morisot (1841–1895), Malerin
- Pierre-Auguste Renoir (1841–1919), Maler
- Jules Massenet (1842–1912), Opernkomponist
- Charles-Marie Widor (1844–1937), Organist, Komponist und Musikpädagoge
- Paul Verlaine (1844–1896), Lyriker
- Gabriel Fauré (1845–1924), Komponist
- Martin Marsick (1847–1924), belgischer Violinist und Komponist
- Oscar Wilde (1854–1900), irischer Schriftsteller
- Claude Debussy (1862–1918), Komponist
- Olga Boznańska (1865–1940), polnische Malerin
- Suzanne Valadon (1865–1938), Malerin
- Erik Satie (1866–1925), Komponist
- Marie Curie (1867–1934), Physikerin und Chemikerin sowie Nobelpreisträgerin
- Blanche Peyron (1867–1933), Heilsarmeeoffizierin und 1926 Gründerin des ersten Frauenhauses in Paris
- Cesare Galeotti (1872–1929), italienischer Komponist, Dirigent und Pianist
- Maurice Ravel (1875–1937), Komponist
- Alfred Cortot (1877–1962), Pianist, Klavierpädagoge, Komponist, Dirigent und Musikschriftsteller
- Pablo Picasso (1881–1973), spanischer Maler, Grafiker und Bildhauer
- Kurt Löwenstein (1885–1939), Reformpädagoge, SPD-Politiker, Reichstagsabgeordneter
- Marcel Dupré (1886–1971), Komponist, Organist, Pianist und Musikpädagoge
- Blaise Cendrars (1887–1961), Schweizer Schriftsteller und Abenteurer
- Louis Delluc (1890–1924), Filmregisseur, Drehbuchautor, Schriftsteller, Filmkritiker und Filmtheoretiker
- Claire Goll (1890/91–1977), Schriftstellerin und Ehefrau von Yvan Goll
- Yvan Goll (1891–1950), Schriftsteller und Ehemann von Claire Goll
- Joseph Roth (1894–1939), österreichischer Schriftsteller und Journalist
- André Breton (1896–1966), Dichter, Schriftsteller und Theoretiker
- Edmond Soussa (1898–1989), ägyptischer Karambolagespieler
- Suzanne Belperron (1900–1983), Schmuckdesignerin
- Jean Dubuffet (1901–1985), Maler, Bildhauer, Collage- und Aktionskünstler
- Maurice Duruflé (1902–1986), Organist und Komponist
- Mikola Abramtschyk (1903–1970), belarussischer Politiker und Publizist, Präsident der Rada BNR
- Georges Schehadé (1905–1989), libanesischer Dichter und Dramatiker
- François Fejtő (1909–2008), Historiker, Journalist und Publizist
- Emil Cioran (1911–1995), rumänischer Philosoph und Aphoristiker
- Albert Cossery (1913–2008), ägyptischer Schriftsteller
- Georges Borgeaud (1914–1998), Schweizer Schriftsteller
- Mendel Mann (1916–1975), jüdischer Schriftsteller, Journalist und Maler
- Boris Vian (1920–1959), Schriftsteller, Jazztrompeter, Chansonnier, Schauspieler
- Chris Marker (1921–2012), Schriftsteller, Fotograf und Dokumentarfilmer
- Yves Montand (1921–1991), Chansonnier und Schauspieler
- Georges Brassens (1921–1981), Dichter und Schriftsteller
- Marcel Marceau (1923–2007), Pantomime
- Lars Bo (1924–1999), dänischer Zeichner und Autor
- Michel de Certeau (1925–1986), Jesuit, Soziologe, Historiker und Kulturphilosoph
- Juliette Gréco (1927–2020), Chansonsängerin und Schauspielerin
- Georges-Arthur Goldschmidt (* 1928), französisch-deutscher Schriftsteller, Essayist und Übersetzer
- Karl Lagerfeld (1933–2019), deutscher Modeschöpfer
- Yves Saint Laurent (1936–2008), Modeschöpfer
- Eduardo Arroyo (1937–2018), spanischer Maler und Grafiker
- Romy Schneider (1938–1982), deutsch-französische Schauspielerin
- Julia Kristeva (* 1941), Literaturtheoretikerin, Psychoanalytikerin, Schriftstellerin und Philosophin
- Tokio Kumagaï (1947–1987), japanischer Schuh- und Modedesigner
- Mylène Farmer (* 1961), Popsängerin
- Tristan Rain (* 1972), Schweizer Künstler, Maler und Fotokünstler
- Abdellah Taïa (* 1973), marokkanischer Schriftsteller, Journalist und Filmemacher